# Autoportrait
Pour les articles homonymes, voir Autoportrait (homonymie) et Portrait (homonymie).

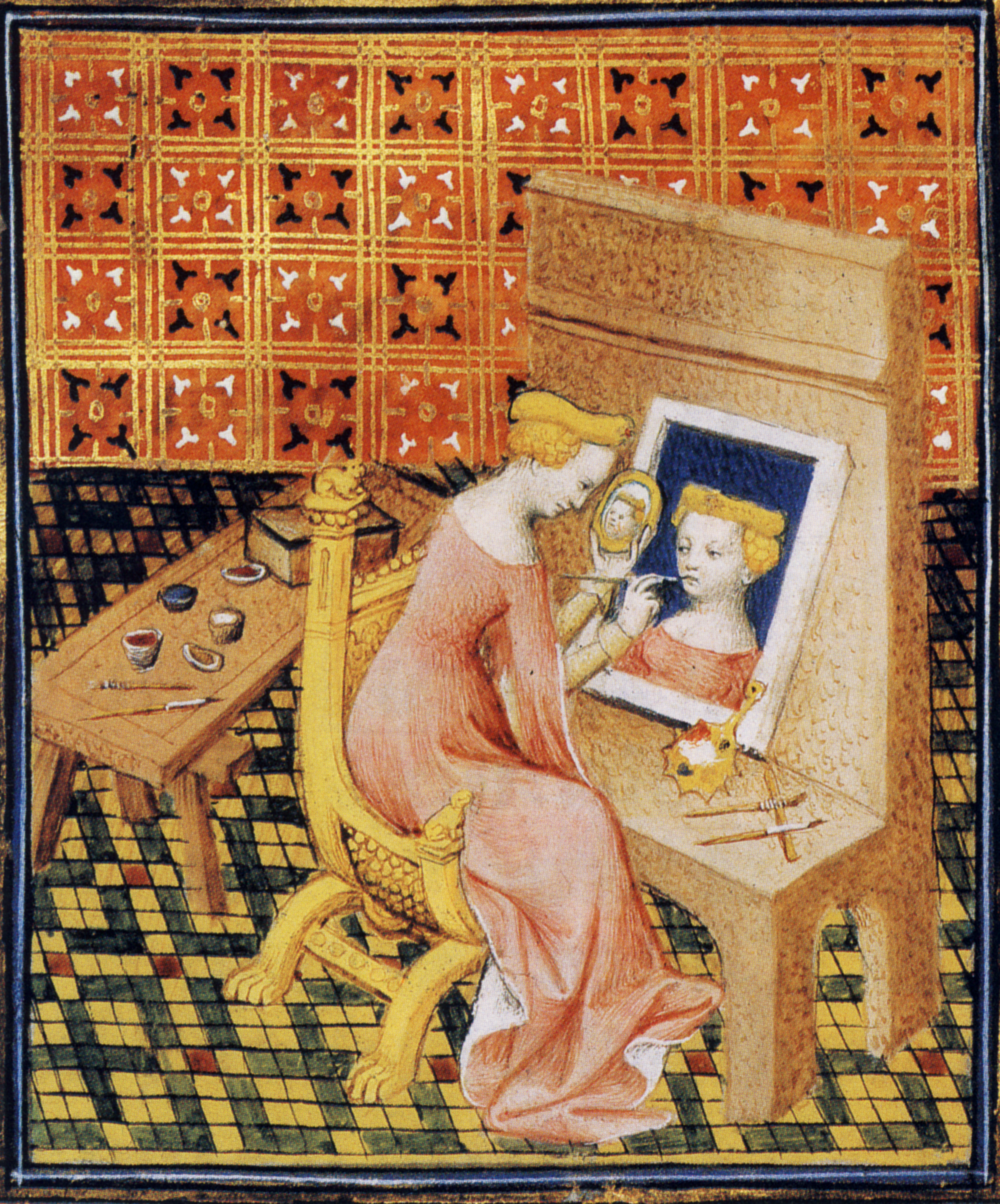
Marcia peint son autoportrait, enluminure du Maître du Couronnement de la Vierge, connue en France en 1403, figurant dans la traduction de l'ouvrage de Boccace De mulieribus claris (1374). Paris, Bibliothèque nationale de France.

Un autoportrait est la représentation imagée d'une personne par elle-même : dessin, peinture, gravure, sculpture, écriture et, depuis la seconde moitié du XIXe siècle, photographie.
Bien que la pratique des arts plastiques ait cours depuis les temps les plus reculés, ce n'est qu'en Europe que l'autoportrait est apparu en tant que genre artistique et seulement à partir de la fin du XIVe siècle : d'abord selon le procédé du caméo (insertion du portrait dans des compositions de grands formats) puis, à la fin du XVe siècle, de façon cette fois totalement indépendante.
L'autoportrait émerge essentiellement en raison de deux facteurs. Le premier, d'ordre technique, est le développement de la miroiterie, qui permet à un plus grand nombre d'individus de découvrir l'apparence de leur visage ; le second, de nature anthropologique, concerne le changement de statut social du fabricant d'images qui, d'artisan anonyme et serviteur de l'Église qu'il était, se transforme en quelques années à peine en artiste courtisé par les puissants et qui estime finalement légitime le fait de se représenter soi-même en tant que « sujet » du tableau.
On peut donc l'analyser selon deux voies à la fois distinctes et complémentaires :
- d'une part une approche artistique, qui concerne la façon dont « le portraituré » entend s'exposer au regard d'autrui et la façon dont « le portraitiste » s'y prend ;
- d'autre part une approche chronologique, qui concerne cette fois l'évolution du genre depuis son émergence jusqu'à nos jours, ceci en corrélation avec l'évolution de la société elle-même.

À la différence de tous les autres genres artistiques, l'autoportrait présente la particularité que celui qui réalise l'œuvre (le « fabricant »), celui qu'elle représente (le sujet) et celui qui en est à l'initiative (le commanditaire) ne sont qu'une seule et même personne. Avec l'apparition des réseaux sociaux et du selfie au début du XXIe siècle, un quatrième « membre » se greffe sur cette trinité : le diffuseur.
Plus que tout autre genre, donc, l'autoportrait informe le spectateur de la façon dont vie publique et vie privée interagissent au fil des époques, en même temps qu'il l'interroge sur son statut même et celui de la pratique artistique dans son ensemble. Il constitue par conséquent un matériau précieux non seulement pour les historiens de l'art mais également les psychologues et les sociologues.

## De l'origine à l'évolution d'un genre
Les arts plastiques ont cours depuis les temps les plus reculés mais ce n'est pourtant qu'à partir de la fin du XIVe siècle que l'on peut désigner l'autoportrait comme un genre artistique à proprement parler.
Deux raisons, principalement, expliquent le caractère tardif de cette éclosion :
- d'une part le perfectionnement des techniques de miroiterie et leur démocratisation : les miroirs devenant accessibles à un plus grand nombre de personnes, celles-ci peuvent découvrir leur propre visage ;
- d'autre part et surtout le changement de statut social du fabricant d'images : sa mutation de simple artisan anonyme au service de l'Église en artiste reconnu, renommé, voire encensé par les papes, les princes et les banquiers... donc enclin à se représenter lui-même.

Caractéristique de la culture occidentale, la pratique de l'autoportrait prolonge de peu celle du portrait — là encore en tant que genre — celui-ci étant défini comme la représentation d'un personnage ayant réellement existé (pratique qui était utilisée dans l'Antiquité mais qui avait été abandonnée pendant tout le Moyen Âge ; d'où le terme « Renaissance », associé au XVe siècle).
Enfin, le terme « autoportrait » (écrit « auto-portrait ») n'apparaît pour la première fois qu'en 1928 et concerne la littérature.

### Origine
Au Moyen Âge, en effet, la société occidentale est entièrement façonnée par le christianisme depuis que celui-ci est devenu religion d'État tout à la fin de l'Empire romain, au IVe siècle, sous l'Empereur Constantin, après que ce dernier s'y est converti. Et pendant une dizaine de siècles, les images qui illustrent les psautiers, mais surtout — plus tard — les vitraux, les mosaïques, les fresques et les retables qui peuplent les églises et les cathédrales ont pour fonction première de raconter des histoires ; plus exactement de rapporter les histoires qui ponctuent le livre de référence par excellence : la Bible. Et malgré divers moments particulièrement critiques, notamment pendant la période de l'iconoclasme, aux VIIIe et IXe siècles, la fonction des images reste inchangée : transmettre le message d'un gros livre à des personnes illettrées. Toutes ces images sont donc des documents, au sens premier du terme (doceo signifie en latin enseigner). Et les artisans qui les réalisent n'ont d'autre préoccupation que de restituer fidèlement (fides signifie foi) le sens des récits bibliques, la question de la ressemblance avec les protagonistes de la Bible ne se posant pas puisque ceux-ci sont morts depuis longtemps. Les images, de façon générale, ont donc une valeur commémorative : toutes renvoient à un passé révolu mais dont chacun ressent le besoin de maintenir présent.
Or différents événements se produisent à la fin du Moyen Âge qui modifient profondément le rapport au temps : la notion de temps présent gagne les mentalités : « l'art » devient « moderne », au sens où le mot latin modernus se traduit par récent ou actuel. Ce processus est complexe et, précisément, s'étale dans le temps. On peut toutefois retenir deux événements marquants, consécutifs et aux effets convergents :

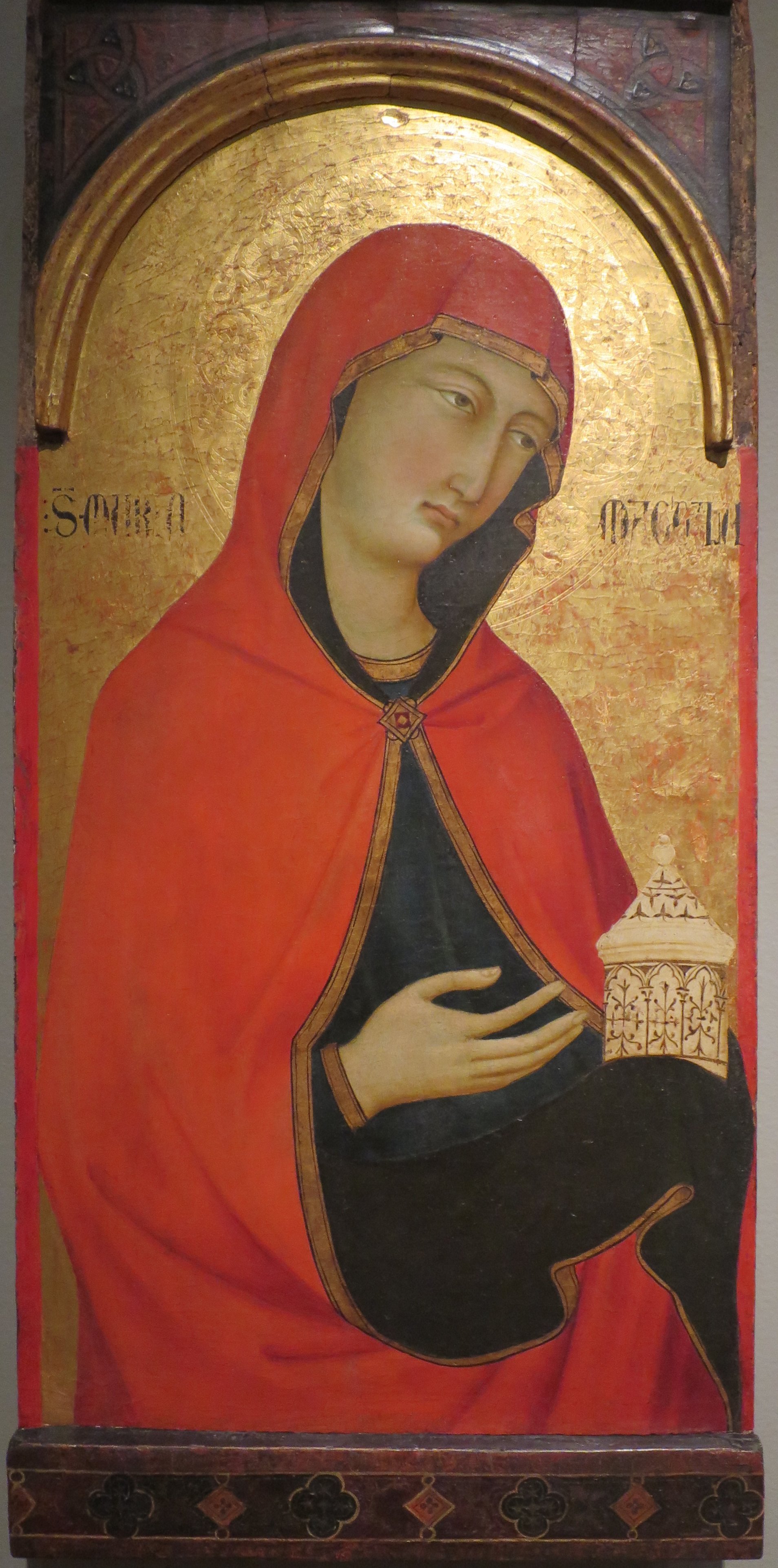
Ugolino di Nerio, Portrait de Marie-Madeleine, peint à Sienne vers 1320 (tradition byzantine).

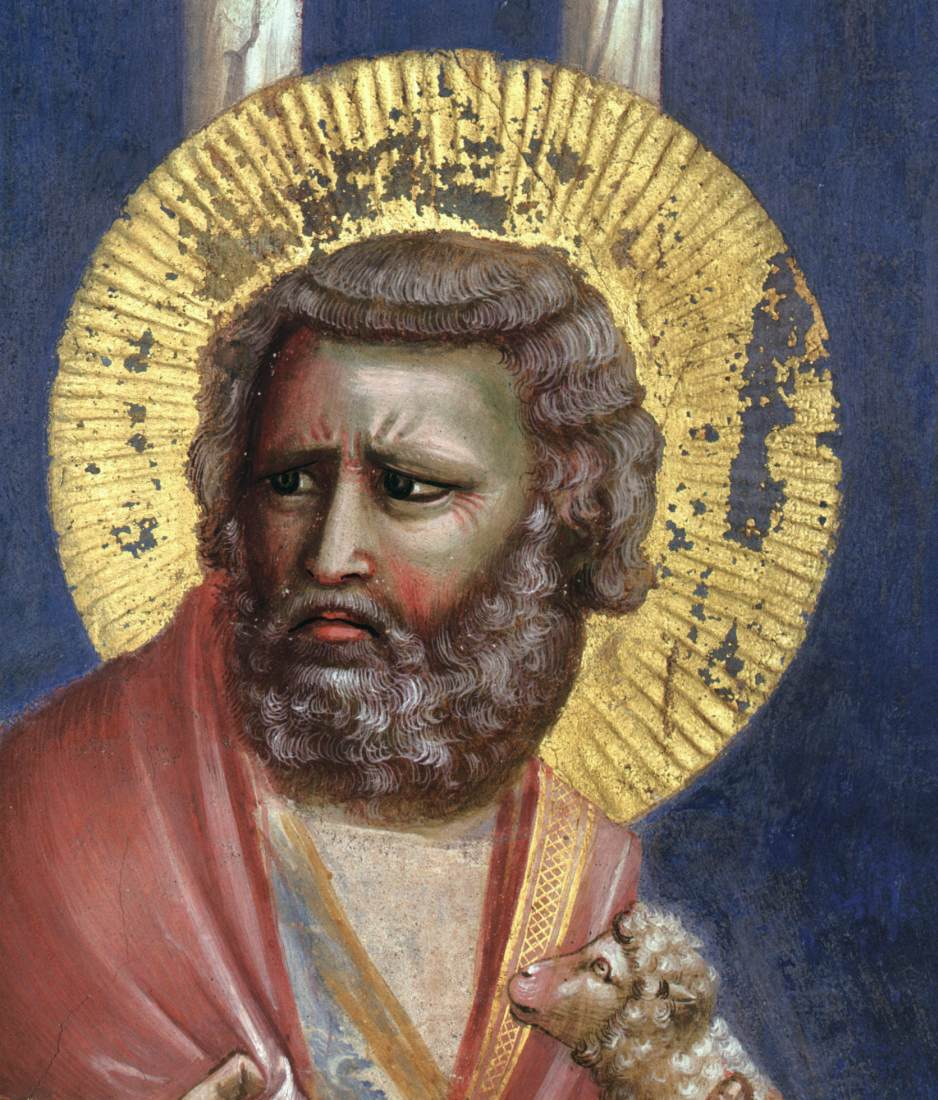
Souvent considéré comme un précurseur de la peinture moderne, Giotto est de fait un des premiers Européens à traduire des émotions à travers l'expression d'un visage.
Joachim chassé du Temple, église de l'Arena, Padoue, 1304.

- Au XIIe siècle pour des raisons démographiques, le commerce s'est développé dans des proportions inédites. Une nouvelle classe sociale a émergé, la bourgeoisie, qui a pris une place majeure dans la cité dans la mesure où elle était la créancière des monarques et des seigneurs[6]. Elle s'est ainsi peu à peu imposée comme une nouvelle forme de pouvoir, face à ceux de l'Église (pouvoir spirituel) et des États (pouvoir temporel) : le pouvoir économique. Cette nouvelle classe sociale s'est montrée cultivée et il s'en est dégagé une véritable élite intellectuelle.
- Au début du XIIIe siècle, François d'Assise (dont le père faisait partie la riche bourgeoisie commerçante) a créé un nouveau courant de pensée au sein de l'Église, désignant la nature comme la « création de Dieu », la présentant par conséquent comme belle, respectable et méritant d'être contemplée. À la fin du siècle, le peintre Giotto s'est fait l'interprète de François d'Assise : ses peintures montrent des personnages évoluant dans des paysages (et non plus devant des fonds dorés, comme c'était jusqu'alors l'usage) et leurs visages expriment des sentiments et des émotions (ce qui constituait une rupture totale avec le hiératisme et les stéréotypes de l'art byzantin, répandu alors - illustration de gauche).

Bien qu'apparemment sans rapport, ces deux événements sont liés car la nouvelle manière de peindre, introduite par Giotto, va connaître un succès profond et durable auprès de la bourgeoisie : elle illustre en effet sa façon de penser. Car, pour pouvoir commercer librement, il importe d'être ouvert sur le monde, quitte à mettre de côté les préoccupations religieuses. Ainsi, lorsqu'il réalise les toutes premières peintures de paysage au XIVe siècle pour le gouvernement de la ville de Sienne, Ambrogio Lorenzetti se base « sur des valeurs civiles, laïques […] et non plus sur les seules valeurs religieuses et ecclésiales. Les médaillons en dessous célèbrent non point la théologie, mais les sciences nouvelles. Ainsi cet homme est non seulement le premier peintre de paysage, mais aussi le fondateur en peinture de la laïcité ».
|                                                              |  |                                                              |
| Ambrogio Lorenzetti Effets du Bon Gouvernement à la campagne |  | Ambrogio Lorenzetti Effets du Bon Gouvernement dans la ville |

.

### Émergence
Ces différents changements s'opèrent dans le cadre d'un processus qualifié de sécularisation : les références à la transcendance (Dieu, l'âme, la religion...) passent peu à peu au second plan par rapport aux considérations matérielles.

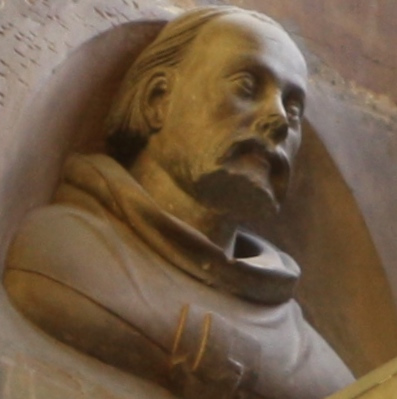
Autoportrait de Peter Parler, vers 1380 à Prague.

Subrepticement, les fabricants d'images s'affranchissent de l'autorité ecclésiale, à commencer dans le cadre religieux lui-même, lorsque les architectes des cathédrales y insèrent leurs bustes, tel Peter Parler, vers 1380, dans le triforium de la cathédrale Saint Guy à Prague. C'est également le cas, vers 1398-1399, du fresquiste siennois Cola Petruccioli lorsque, dans la  basilique Saint Dominique à Pérouse, il se représente dans un quadrilobe, tenant à la main, ostensiblement, un godet de peinture et un pinceau : une façon de s'identifier clairement comme le « peintre des lieux » ou, tout simplement, « un peintre fier de son activité ».
Ils acquièrent une certaine indépendance intellectuelle et morale, affirment leurs personnalités, leur « moi », éprouvant le sentiment de ce qui les singularise, les différencie d'autrui, les rendent individus,. Alors qu'ils n'étaient jusqu'alors que de simples artisans anonymes au service de l'Église, ils vont devenir des artistes au sens plein du terme, signant leurs œuvres de leurs noms puis, finalement, s'y représentant.
Un effet s'observe alors, [Quoi ?]d'ordre esthétique mais directement lié à la transformation de la société. Au fur et à mesure que la bourgeoisie naissante y prend une part croissante (à force de s'enrichir du commerce et de la banque) et qu'elle prend le relais de l'Église en matière de mécénat, les artistes qui entrent à son service au début du XVe siècle adoptent une esthétique réaliste, en phase directe avec le « monde sensible » et non plus avec celui des idées religieuses. Un siècle plus tôt l'Italien Giotto avait amorcé cette transition, mais il opérait alors de façon empirique ; les artistes du premier Quattrocento, eux, développent de nouvelles techniques durant la décennie 1420, afin d'augmenter le degré de réalisme : le système de la perspective linéaire en Toscane et la peinture à l'huile dans les Flandres.
Toutefois, la représentation de soi ne se fait pas sans transition : que ce soit en Toscane comme dans les Flandres, les peintres de la première moitié du XVe siècle ne développent pas immédiatement l'autoportrait autonome en tant que genre, c'est-à-dire constituant le sujet de l'œuvre à part entière, de façon exclusive, sous le modèle du portrait en buste : lorsqu'ils en viennent à représenter leur visage, c'est en effet d'abord sous la forme d'un détail s'inscrivant dans des tableaux ou des fresques de grand format et racontant des histoires. Cette insertion a la valeur d'une signature, exactement comme certains sculpteurs de fin du siècle précédent inséraient leur buste à un certain endroit de la cathédrale. Cette tradition se perpétuera du reste tout au fil du siècle (et on la retrouvera beaucoup plus tard, dans l'histoire du cinéma, à travers le caméo).

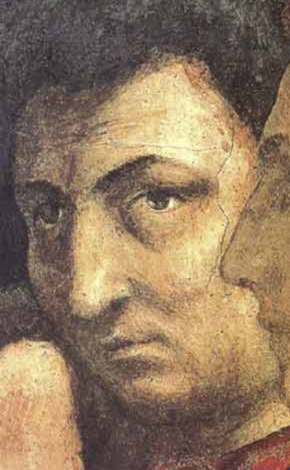
Masaccio détail de La résurrection du fils de Théophile vers 1425
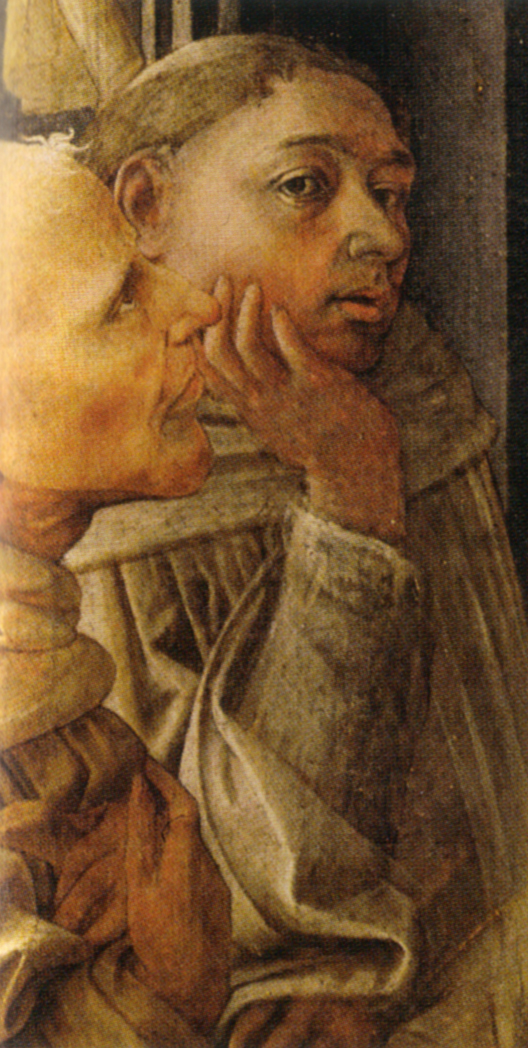
Fra Filippo Lippi détail du Couronnement de la Vierge Entre 1441 et 1447
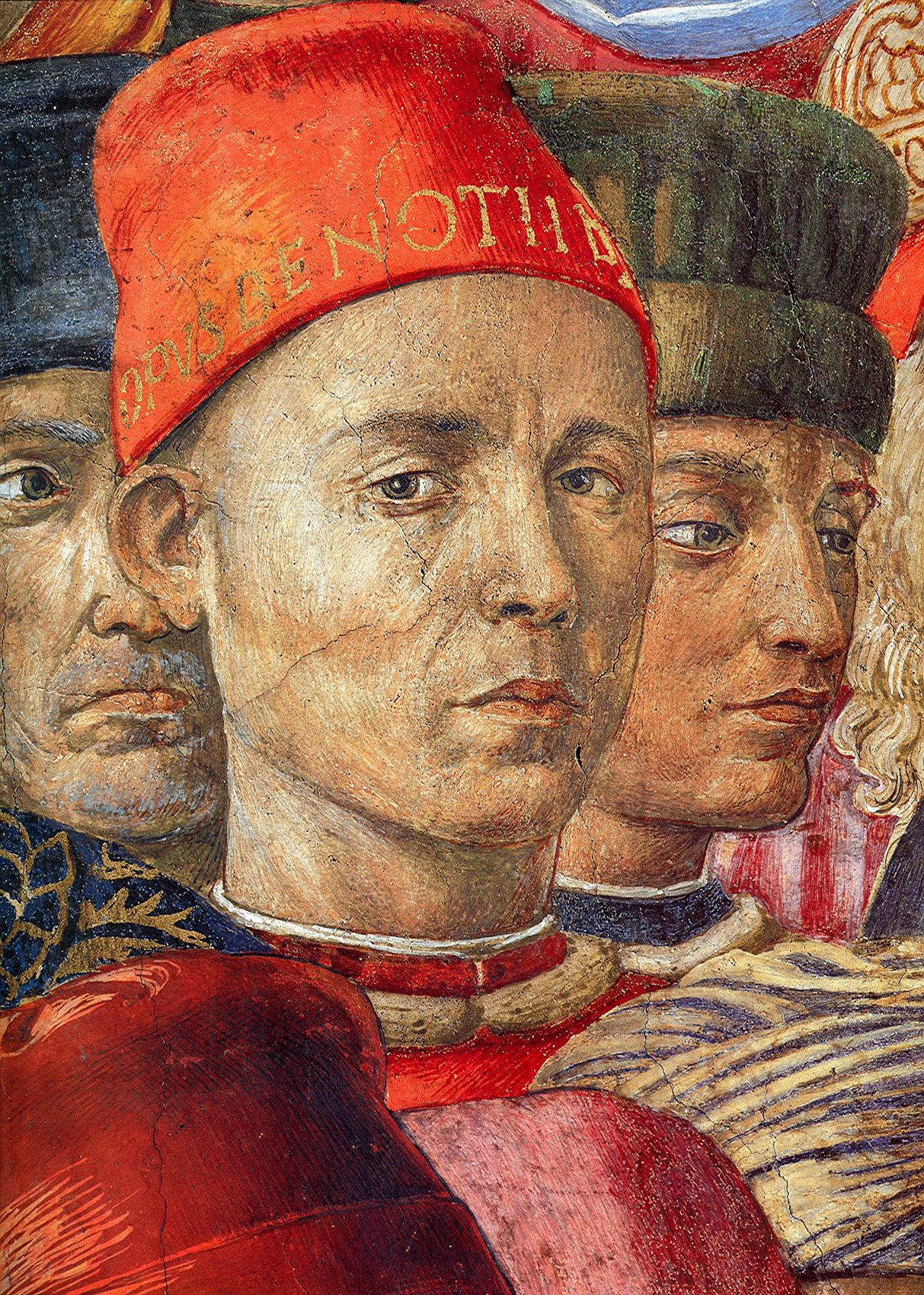
Benozzo Gozzoli détail du Cortège des Mages 1459

Il est souvent avancé que L'Homme au turban rouge du Flamand Van Eyck, en 1436, constitue le premier autoportrait indépendant (c'est-à-dire pas in assistenza). L'apparition du portrait indépendant en tant que genre à cette époque, puis dans les années 1480 (Filippino Lippi en Italie, Albrecht Dürer en Allemagne) constitue toutefois l'une des principales caractéristiques de cette mutation de la société qui gagne l'Europe occidentale et que l'on désignera plus tard sous le terme « humanisme ».

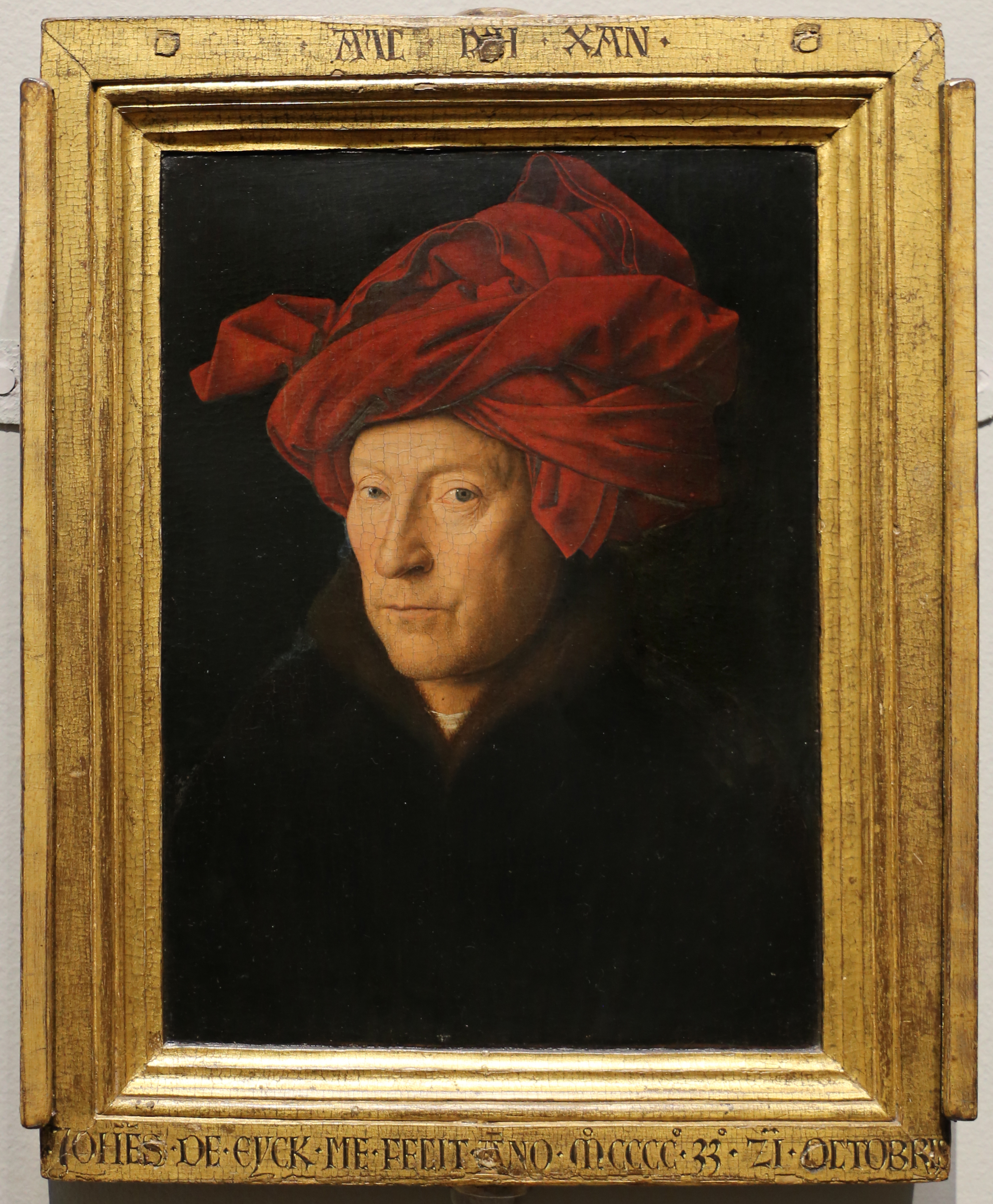
Jan van Eyck L'Homme au turban rouge 1436
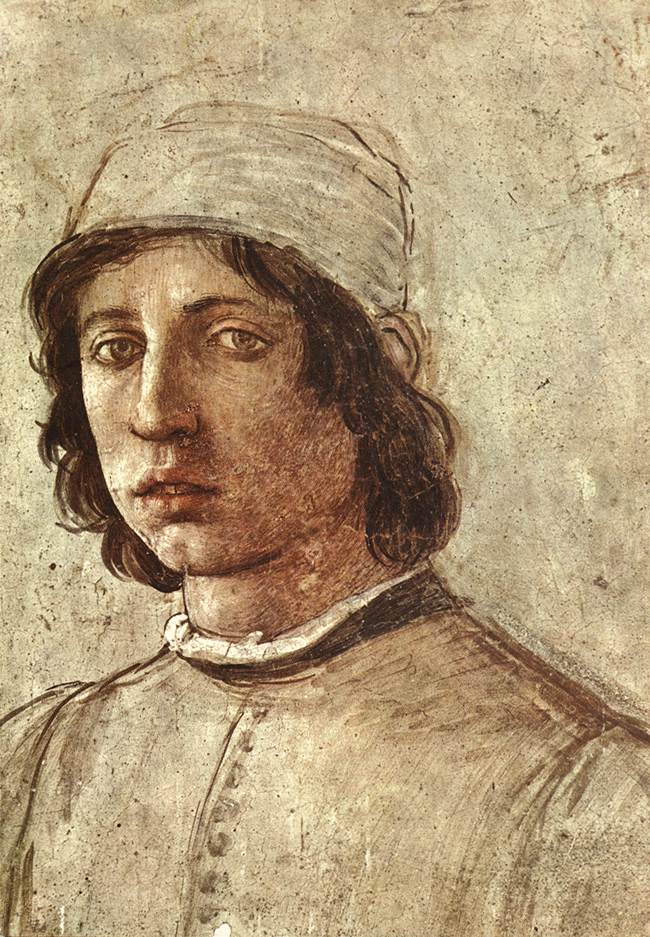
Filippino Lippi Autoportrait vers 1484
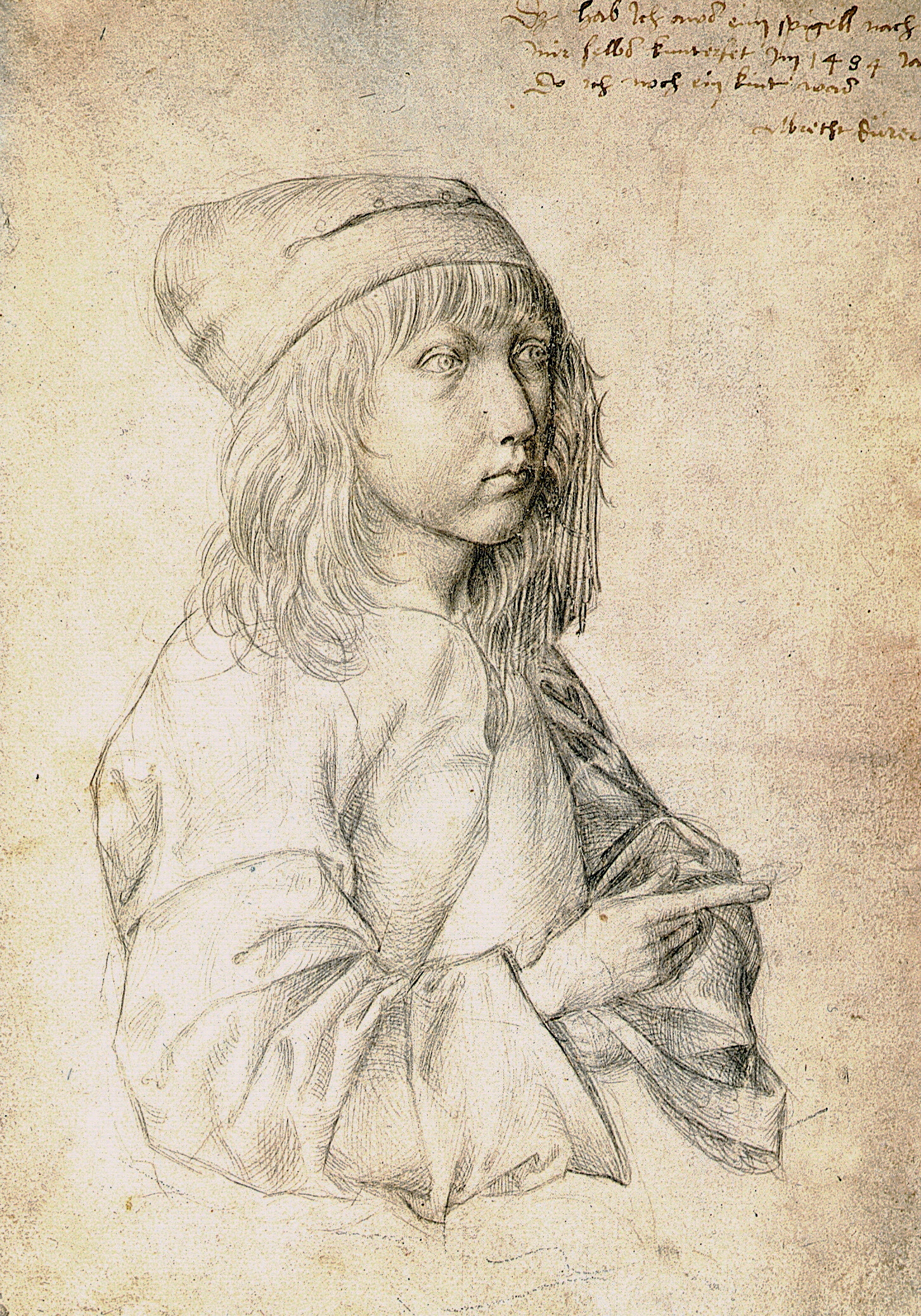
Albrecht Dürer Autoportrait à l'âge de treize ans 1484

L'anthropologue David Le Breton analyse ce processus :

« C'est au XVe siècle que le portrait individuel devient de façon significative une des premières sources d'inspiration de la peinture, renversant en quelques décennies la tendance jusqu'alors bien établie de ne pas représenter la personne humaine sans le recours à une figuration religieuse. À l'essor du christianisme correspond celle de l'homme même. Le portrait n'est pas perçu comme un signe, un regard, mais comme une réalité qui donne prise sur la personne. Dans le haut Moyen Âge, seuls les hauts dignitaires de l'Église ou du Royaume laissent des portraits de leurs personnes (…). (Désormais), le portrait individuel, détaché de toute référence religieuse, prend son essor dans la peinture aussi bien à Florence ou à Venise qu'en Flandre ou en Allemagne. Le portrait devient un tableau à lui seul support d'une mémoire, une célébration personnelle sans autre justification. Le souci du portrait, et donc essentiellement du visage, prendra une importance grandissante au fil des siècles »

.

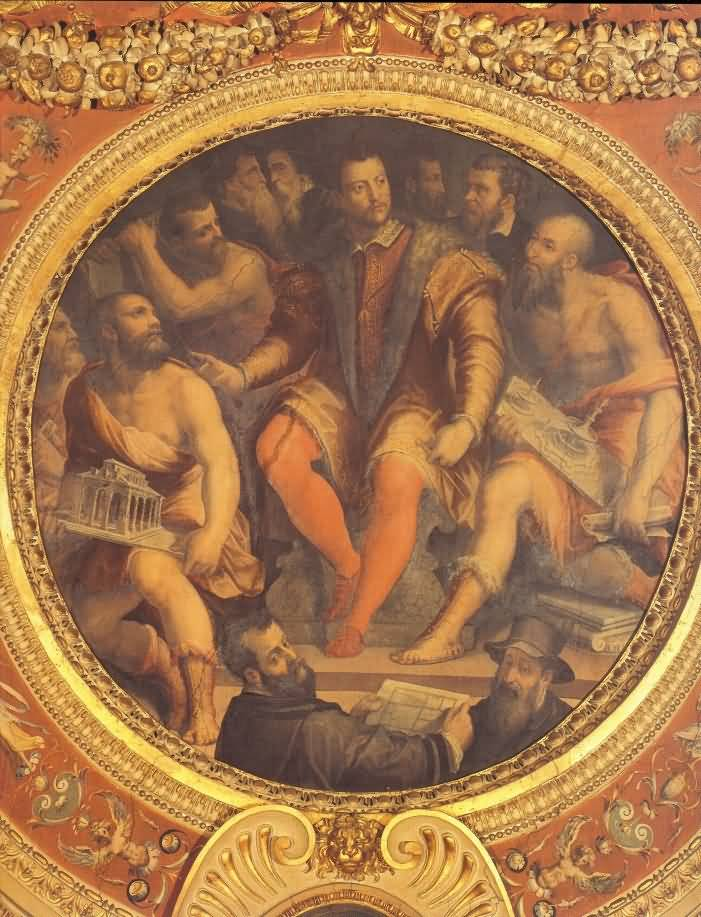
Giorgio Vasari, Cosme Ier entouré de ses artistes, Florence, Palais Vecchio.
L'artiste place son protecteur au centre du tableau... mais se représente lui-même au premier plan.

Le philosophe Bernard Legros analyse ce processus d'individuation :

« Bien entendu, des individus se singularisent en toute société humaine. Mais au sein des sociétés fondées sur le principe hiérarchique, dites aristocratiques, la singularisation de chaque individu est généralement occultée : chacun est tenu de se conformer à ce qu'il est, est enclin à se comporter selon des appartenances tenues pour naturelles et essentielles. (…) La singularisation démocratique, en revanche, n'est pas réservée à des êtres qui se distinguent de manière exceptionnelle en mal ou en bien. Elle suggère une fusion de l'universel et du singulier. L'homme moderne prend naissance quand la singularisation apparaît comme révélatrice de l'humain. »

Les artistes acquérant ce nouveau savoir-faire, leurs personnalités ne peuvent être que d'autant plus transformées : pleinement « reconnus » socialement, car sollicités pour leur capacité technique à représenter le monde et autrui de façon réaliste, ils se sentent la légitimité de se représenter eux-mêmes. Ainsi va naître puis se généraliser la pratique de l'autoportrait, son originalité résidant dans le fait que le portraitiste et le portraituré sont une seule et même personne et que, quand bien même l'image peut prendre une apparence réaliste, elle n'en constitue pas moins pour l'artiste un exercice de confrontation à sa propre intériorité.
Du fait de l'élévation de leur statut social, certains artistes se représenteront bientôt non seulement en compagnie de leurs monarques mais devant eux, au premier plan. Ainsi Vasari, dans les années 1560, devant Cosme de Médicis, et plus encore Vélasquez, un siècle plus tard dans Les Ménines, reléguant le roi et la reine d'Espagne tout au fond d'une pièce, minuscules et vaguement perceptibles dans un petit miroir.

### Évolution
La pratique de l'autoportrait évolue considérablement au fur et à mesure que la société se démocratise et que la figure de l'individu s'affirme :
- à partir de la seconde moitié du XIVe siècle, des sculpteurs-architectes insèrent leurs bustes dans les églises et cathédrales dont ils supervisent la construction ;
- de façon analogue, au début du XVe siècle, tant en Italie que dans les Flandres, les peintres glissent leurs visages dans des œuvres les mettant en présence d'un ou d'autres personnages. À la fin du siècle, l'Allemand Albrecht Dürer réalise les premiers autoportraits datés et signés connus, adoptant un cadrage qui deviendra par la suite un modèle standard : représentation en buste, identique à ce que l'on observe dans la statuaire antique ;
- au XVIe siècle, différents artistes reprennent ce modèle sous la forme de dessins (Raphaël, Léonard de Vinci…) ou de tableaux achevés (entre autres Le Tintoret, Cranach, Titien) ;
- au XVIIe siècle, alors que les ateliers et les académies se multiplient, la gamme des autoportraits s'élargit, allant de la représentation ostentatoire et l'étalage de virtuosité (c'est le cas le plus fréquent) jusqu'à l'expression intimiste, les artistes exprimant leur intériorité par des effets de lumière subtils et inédits. À cet égard, Rembrandt (auteur de près de 80 autoportraits en quatre décennies) est reconnu comme un maître incontesté ;
- le XVIIIe siècle est à la fois celui de l'éclosion de la démocratie et celui de l'éveil de l'individuation dans l'ensemble de la société urbaine (et non plus seulement chez les élites). Il arrive à l'aristocratie de se représenter sans fard (Quentin de La Tour), mais c'est essentiellement la classe sociale émergente, la bourgeoisie, qui renouvelle le genre. À la fin du siècle, en France, Jacques-Louis David fait partie de ces artistes qui mettent un terme à la fois à la frivolité et à l'esthétique grandiloquente qui caractérisent l'art du portrait durant l'Ancien régime. D'une extrême sobriété, son autoportrait de 1794 illustre la détermination de la bourgeoisie à non plus raconter l'histoire mais à en assurer la conduite ;
- le XIXe siècle s'amorce en Europe par les guerres napoléoniennes et l'éclosion des nationalismes. Le romantisme révèle alors la face sombre de l'humanité, du moins ses tourments (autoportrait de Caspar David Friedrich en 1810). L'époque est aussi celle de la révolution industrielle et des innovations techniques. En 1839, l'Américain Robert Cornelius signe le tout premier autoportrait photographique. Et à la fin du siècle, la photographie stimule les impressionnistes qui, peignant sur le motif et en quête permanente de spontanéité, renouvellent complètement les codes esthétiques. Issu de leurs rangs, Vincent van Gogh réalise en quatre ans (1886-1889) une quarantaine d'autoportraits, tous exécutés sur des durées courtes, qui participent à la naissance de ce que l'on appellera plus tard l'art moderne ;
- la première moitié du XXe siècle est marquée par les conflits les plus meurtriers de l'histoire de l'humanité, les deux guerres mondiales : les mondes de l'art, de la littérature et de la philosophie en sont affectés. Dès la première décennie, les avant-gardes brisent tous les codes, déconcertant dans un premier temps le grand public (autoportraits de Picasso en 1907, Otto Dix en 1914, Ernst Ludwig Kirchner en 1915…). Mais à partir de 1945 s'installent la société de consommation et les médias de masse. Les beaux-arts ne sont plus qu'un volet des arts plastiques et l'autoportrait n'est plus l'apanage des artistes professionnels. Par le biais de la photographie puis de l'industrie numérique, il devient une pratique courante, accessible à toutes les générations d'âge ;
- constituant au XXIe siècle l'une des formes d'expression les plus répandues, le selfie suscite un important questionnement[14] à heure de la relativisation de la frontière art-réalité revendiquée par un certain nombre d'artistes contemporains et des premiers musées qui lui sont dédiés[15].

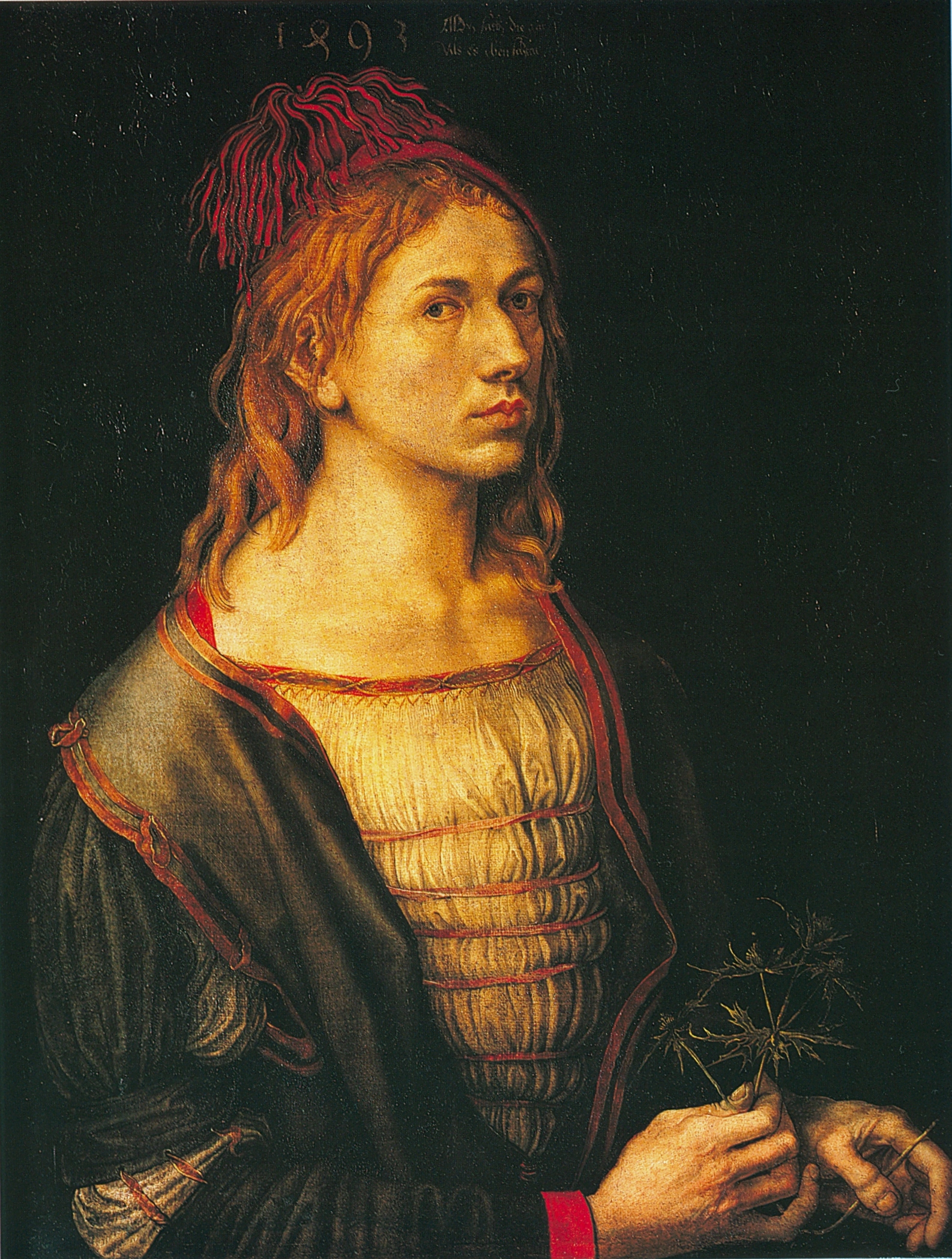
À la fin du XVe siècle, Albrecht Dürer réalise les premiers autoportraits datés et signés connus, adoptant un cadrage qui deviendra un standard : la représentation en buste. Autoportrait au chardon, 1493, Louvre, Paris
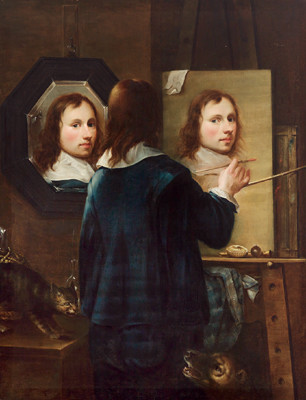
Au XVIIe siècle, un certain nombre de peintres utilisent leur maîtrise technique pour élaborer des représentations plus ou moins insolites. En 1646, l'Autrichien Johannes Gumpp se met en scène vu de dos, regardant son reflet dans un miroir tout en se représentant sur une toile.
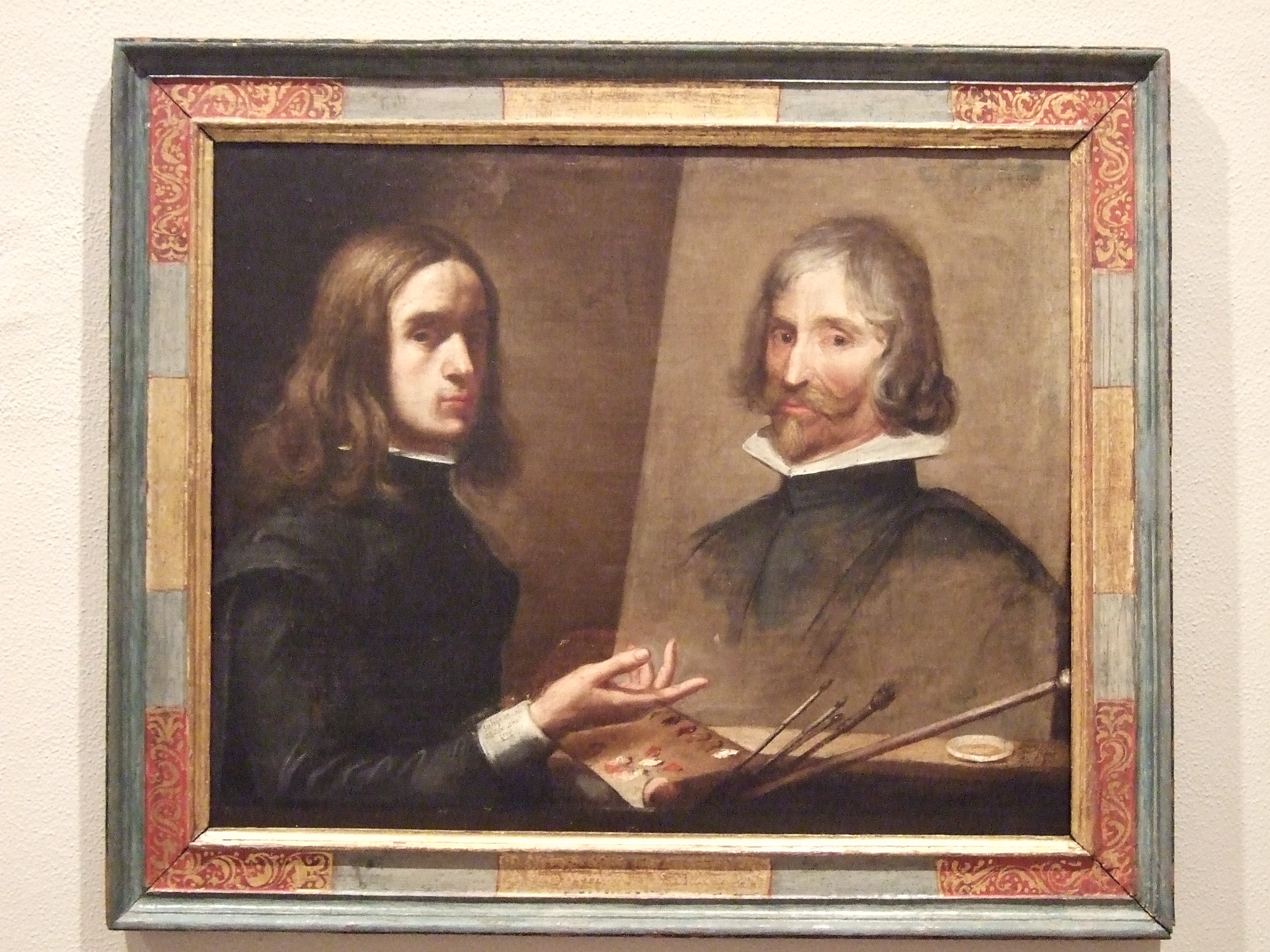
Autoportrait du peintre espagnol Jusepe Martínez (1600-1682) en train de peindre son père.
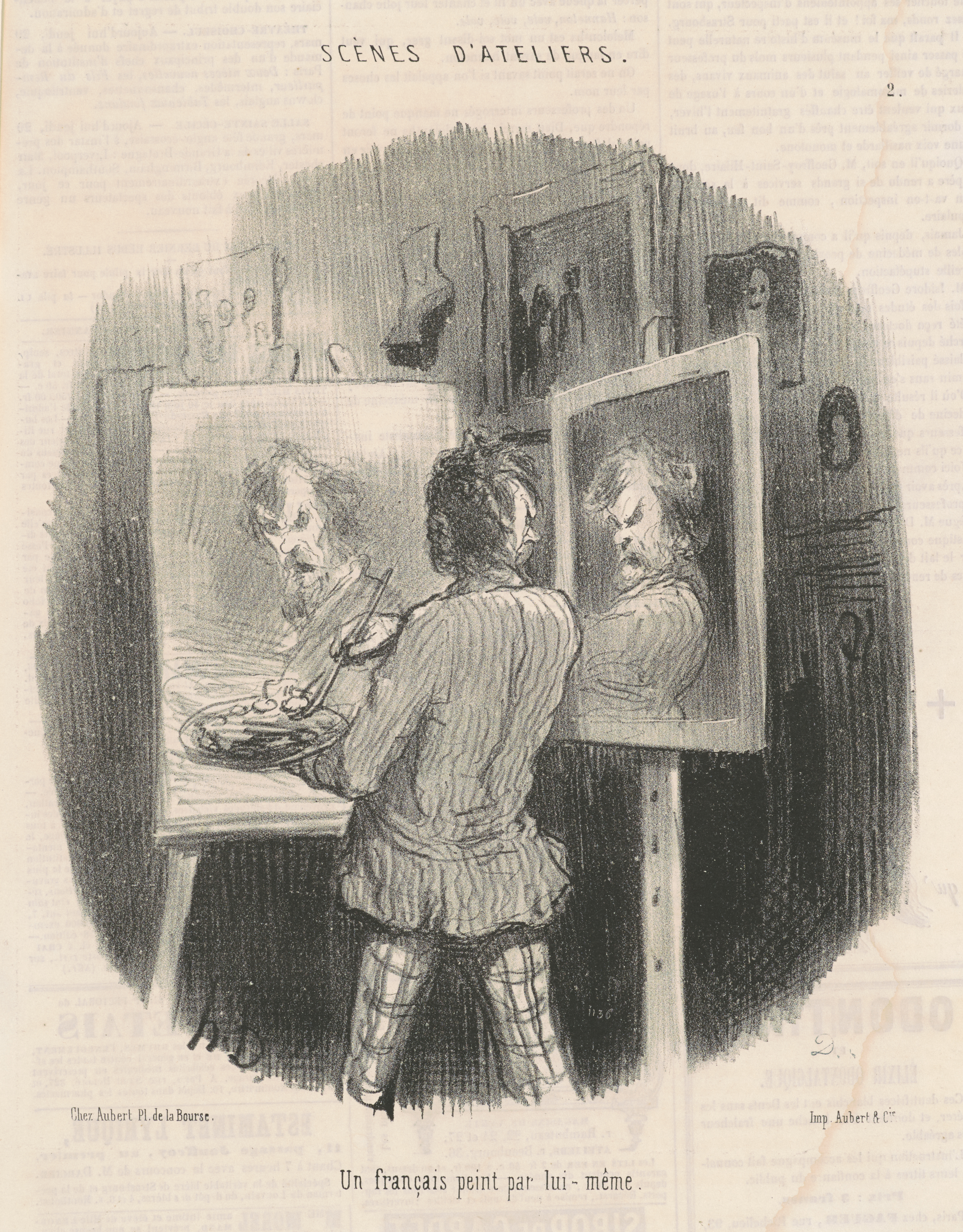
Au fil du temps, les artistes se montrent toujours plus critiques vis-vis de la pratique de l'autoportrait, multipliant les mises en abyme, comme s'en amuse ici Honoré Daumier, dans une lithographie de 1848, Un Français peint par lui-même. Paris, Bibliothèque nationale de France
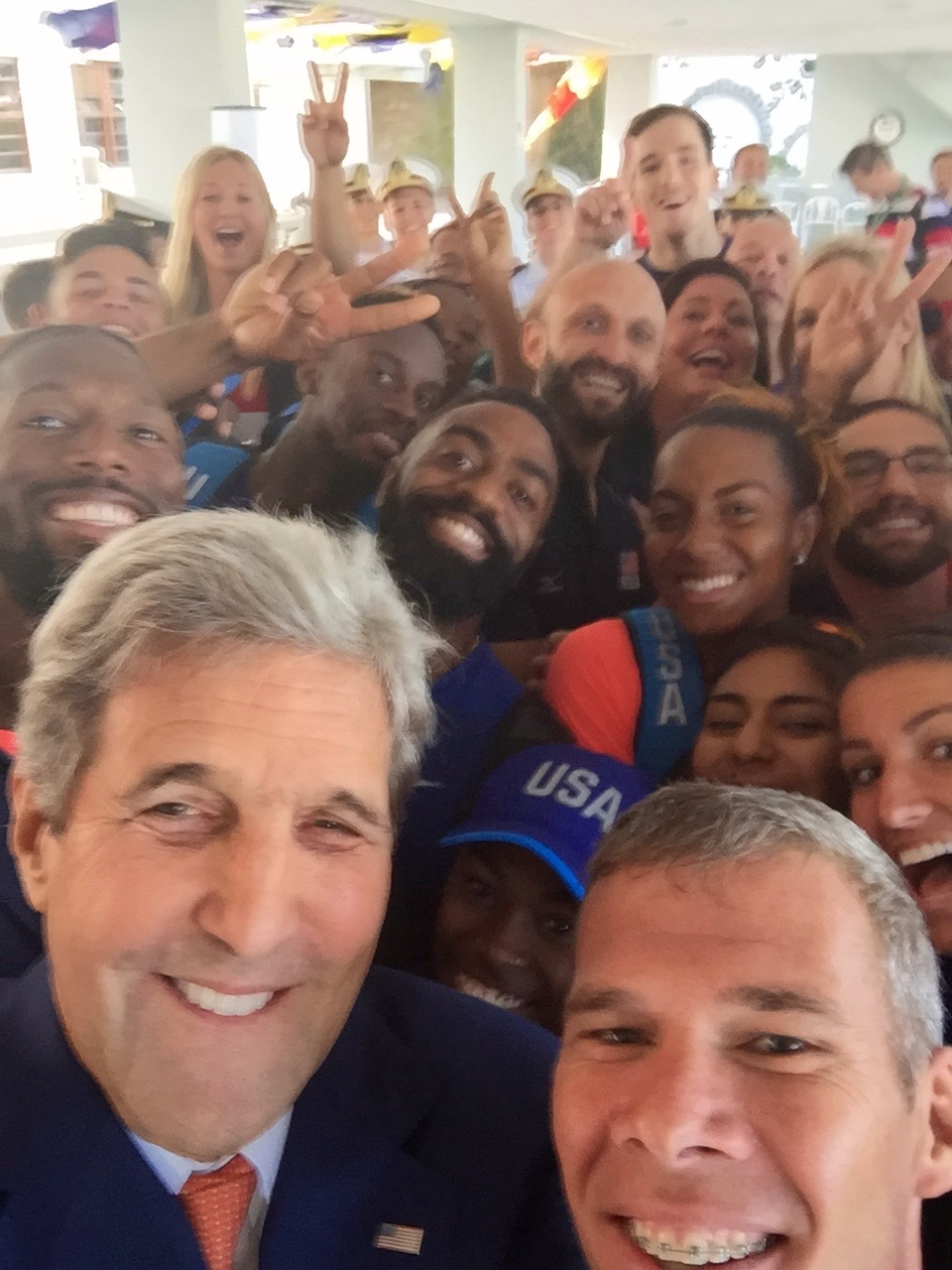
L'invention de la photographie au XIXe siècle puis le développement de l'industrie numérique conduisent à se poser la question : « dans quelle mesure un selfie constitue t-il un autoportrait ? » Selfie d'une personne anonyme (en bas à droite), pris en 2016 au Brésil, en présence de John Kerry, secrétaire d'État des États-Unis, devant une foule.

## Approche artistique
La grande majorité des autoportraits sont réalisés sur le même modèle : cadrage en buste (visage, cou et épaules), comme le sera plus tard le modèle de la photographie d'identité ; détachement de la figure sur un fond neutre (monochrome ou décor épuré) ; positionnement de l'artiste de trois quarts, traduisant le partage entre le miroir (son regard) et sa toile (son corps), autrement dit entre lui-même et l'autre.
Toutefois, un certain nombre d'artistes adoptent très tôt des modalités singulières, se démarquant de ce stéréotype, soit dans le cadre d'une démarche introspective (c'est en particulier le cas de Rembrandt et Van Gogh), soit en vue d'aiguiser les qualités réflexives du spectateur et entamer une sorte de dialogue avec lui (par exemple chez Giorgio de Chirico, Dick Ket ou Felix Nussbaum) ; la ligne de démarcation entre ces deux types de postures étant souvent difficile à établir, un grand nombre d'artistes s'engageant en effet simultanément dans ces deux voies.
Comme pour le portrait, la typologie de l'autoportrait peut s'établir sur au moins deux types de polarités :
- le rapport de l'artiste au spectateur, les deux extrêmes étant le portrait officiel, solennel et distancié, et le dévoilement de l'intime (très marqué dans le nu), la proximité, voire l'obscénité (par exemple chez Egon Schiele) ;
- le rapport de l'artiste à lui-même, ses choix esthétiques : le contenu de l'œuvre, ce qui est représenté (la posture du modèle, l'expression du visage, le décor…) en regard du style adopté, c'est-à-dire la façon de représenter (le cadrage, l'éclairage, etc.), depuis les conventions établies au Quattrocento (le réalisme au sens large du terme, la mimèsis, la re-présentation…) jusqu'aux transgressions des codes opérées par les avant-gardes du début du XXe siècle (fauvisme, cubisme, expressionnisme…).

Cette double polarité s'opère toutefois de façon plus complexe que dans le portrait, dans la mesure où le modèle et le portraitiste ne font qu'une seule personne, présentant cependant de multiples « visages ». C'est pourquoi, partant des multiples choix possibles quant au sujet de l'œuvre, la typologie retenue ci-dessous pour aborder l'autoportrait est fondée sur la seconde polarité (mise en scène ou dévoilement du sujet/ mise en forme de l'œuvre) ; étant entendu que, pour mieux cerner l'œuvre au-delà de l'analyse rationnelle des paramètres, l'approche intuitive de l'œuvre par l'amateur est nécessaire.

### Modèle et sujet: moi

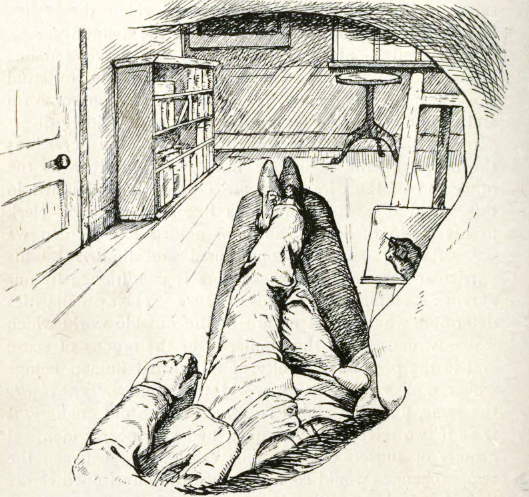
Autoportrait sans miroir ou Autoportrait du moi "Cet autoportrait sans tête, ce portrait acéphale, c'est l'expérience de soi immédiate la plus commune que nous puissions imaginer", c'est l'image que perçoit Clair lui-même lorsqu'il écrit son article et qu'il voit ses mains courir sur le clavier, c'est l'image que je perçois de moi-même en écrivant cette chronique,. Pour plus de détails : autoportrait d'E. Mach.

La manière pour l'artiste d'aborder l'autoportrait — représentation d'une personne par elle-même — a beaucoup évolué au cours des siècles. À chaque époque correspond une approche de la question de la personne, du moi, et cette approche est déterminante dans la conception de l'œuvre. Pascal Bonafoux, historien de l'art, affirme ainsi que « L'autoportrait est le signe de la conscience que l'homme a de lui-même ».
Avec l'apparition de l'individu à partir de la Renaissance, l'autoportrait est une image de ce qui est vu par la société (le moi social) : le visage n'étant pas visible directement, c'est l'image dans le miroir qui sert de modèle. L'autoportrait montre alors l'apparence physique du peintre (avec ses émotions). Il y a croyance en l'identité de l'artiste et de son portrait peint.
Cependant, une représentation ne peut faire apparaître qu'une infime partie de ce qu'est l’artiste, à un moment donné seulement. Et, alors que Rimbaud écrit : « Je est un autre », le moi est remis en question par les intellectuels, par exemple à Vienne autour de 1900 : un moi destitué par Freud et qui a même été jugé « insauvable » par le cercle de Vienne. S'ensuivra une recherche éperdue de l'identité dans l'autoportrait : le XXe siècle « aura été habité par son impuissance à ressaisir l'identité du moi dans le portrait »  : pour Jean Clair, critique et historien d'art, dans son livre « Autoportrait sans visage », l'autoportrait d’E. Mach, qu'il appelle « Autoportrait sans miroir » ou « Autoportrait du moi », symbolise la difficulté de la représentation du visage, et de la représentation en général, au XXe siècle. « Ainsi surgissent les chairs violacées, moisies, mutilées de Bacon ou les figures sorties de la nuit et du brouillard de Zoran Muzic. » Un Zoran Music qui confie, par ailleurs : « Quand je peins un autoportrait, je ne le peins pas grâce à un miroir, mais il naît du centre. Je me connais depuis mon centre. Si je me mettais en face d'un miroir, je ne copierais que le masque de moi-même. »

### Mise en scène ou dévoilement du sujet
L'artiste étant son propre modèle, il peut prendre un soin particulier à se mettre en scène (pour se valoriser par exemple), il peut aussi se dévoiler.

#### La posture

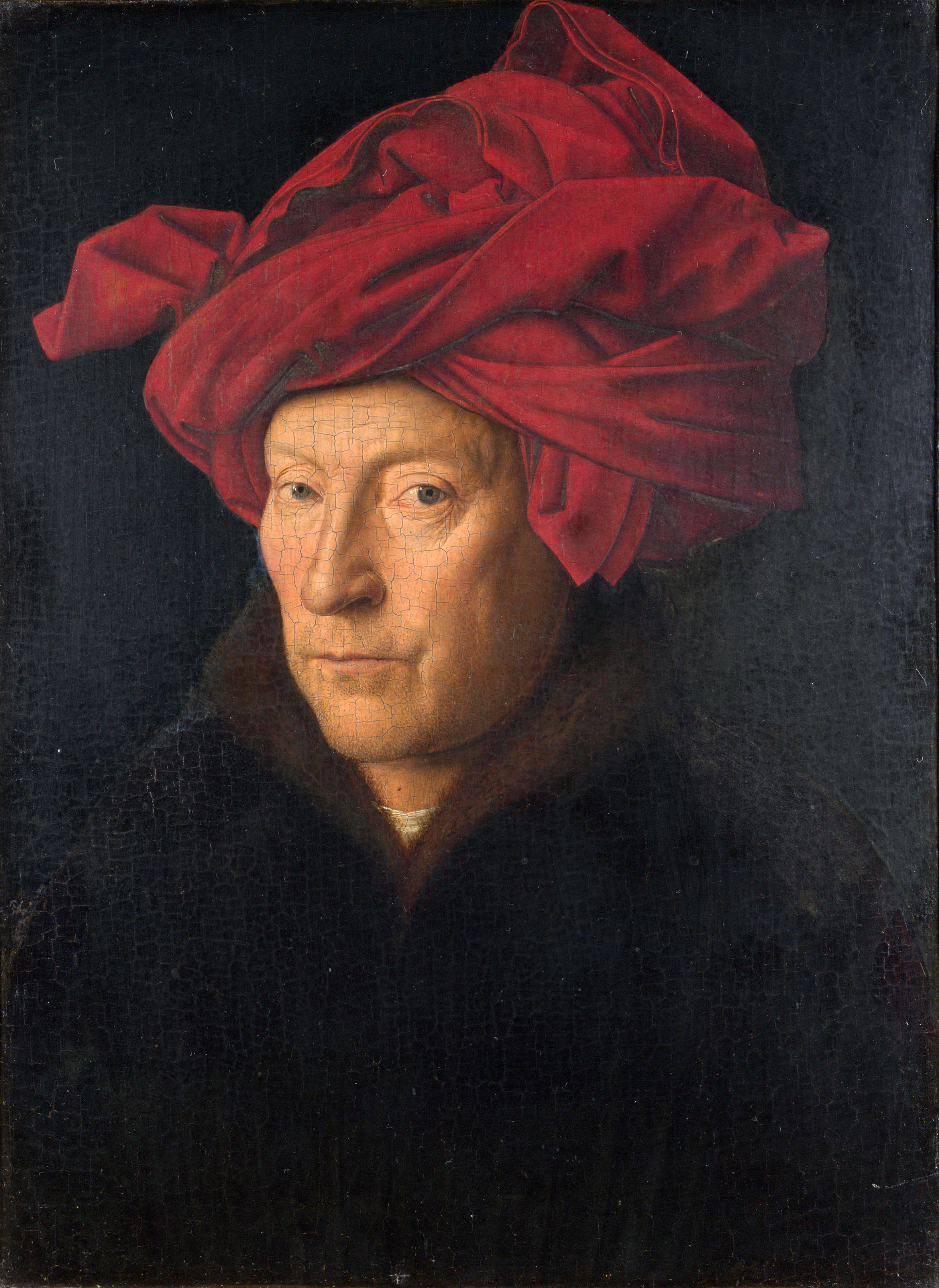
L'Homme au turban rouge de Jan van Eyck (1434)

La posture qui revient le plus souvent dans l'autoportrait est celle initiée par van Eyck en 1434 avec son portrait L'Homme au turban rouge (souvent considéré d'ailleurs comme un autoportrait) : représentation en buste (visage, cou, épaules), le corps montré de trois quarts (car l'artiste se tourne vers son œuvre) mais le regard (et parfois tout le visage) faisant face, (car le peintre s'observe dans un miroir et, par conséquent, donne l'impression que sa représentation regarde le spectateur). Toutefois, au fil du temps, l'artiste va adopter de nouvelles postures, plus singulières, pour exprimer des aspects plus subtils de sa personnalité.
Durant la première moitié du XVIIe siècle, alors que le thème de l'artiste dans son atelier est déjà éprouvé, on observe dans les Pays-Bas une certaine tendance à la décontraction : Judith Leyster, par exemple, se montre faisant volte-face, comme si elle interrompait son travail pour converser avec le spectateur. À la même époque, Artemisia Gentileschi apparait en revanche complètement absorbée, se détournant du spectateur, le corps entièrement tendu vers un tableau qu'elle est en train de réaliser. Au XVIIIe siècle, quand la pratique théâtrale est répandue, Joseph Ducreux se représente à de nombreuses reprises grimé, déguisé et affichant différentes gestuelles et mimiques, comme le ferait un acteur.
À la fin du siècle des Lumières apparaissent les premiers signes du romantisme et la figure de l'artiste en tant qu'homme entièrement absorbé par son inspiration. La théâtralisation atteint son sommet : l'anglais Füssli regarde fixement le spectateur tout en marquant sa différence avec lui du fait qu'il est couché sur sa table de travail (dessin réalisé vers 1777-1778 ; National Gallery, Londres). Louis Janmot, quant à lui, se montre debout, faisant directement face au spectateur et le toisant comme le ferait un opposant en duel. À l'inverse, quand, à la fin du XIXe siècle, se répandent les peintures naturalistes et que les artistes traitent du thème de la vie quotidienne, certains adoptent à nouveau des positions décontractées en vue d'établir avec le spectateur un certain climat d'intimité. C'est notamment le cas de James Tissot.
Au début du XXe siècle, alors que la montée des nationalismes annonce la Première Guerre mondiale et que le psychanalyste Sigmund Freud entend analyser les côtés obscurs de la personnalité, son compatriote Egon Schiele adopte des attitudes provocatrices, parfois ouvertement obscènes.

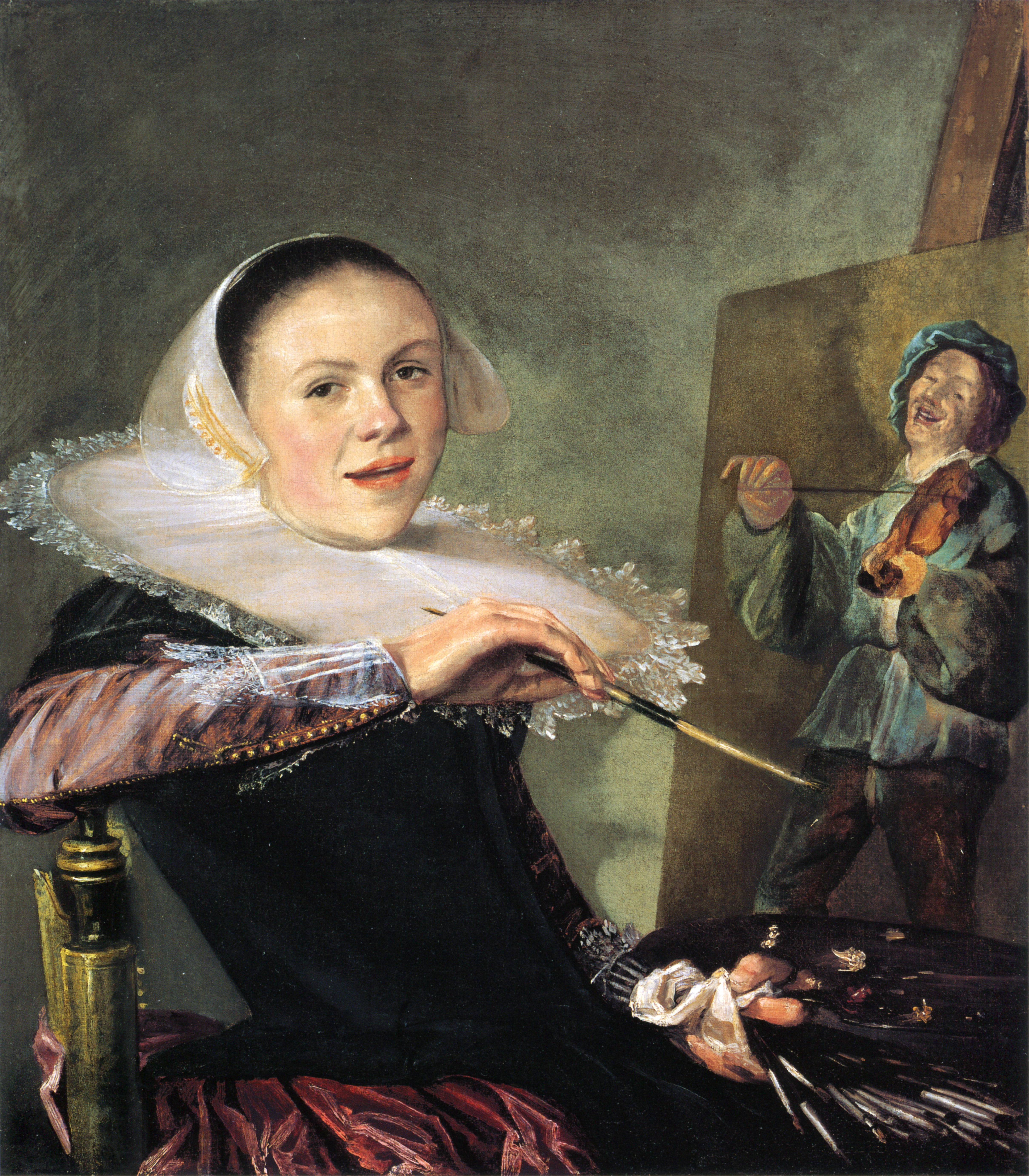
Judith Leyster vers 1630
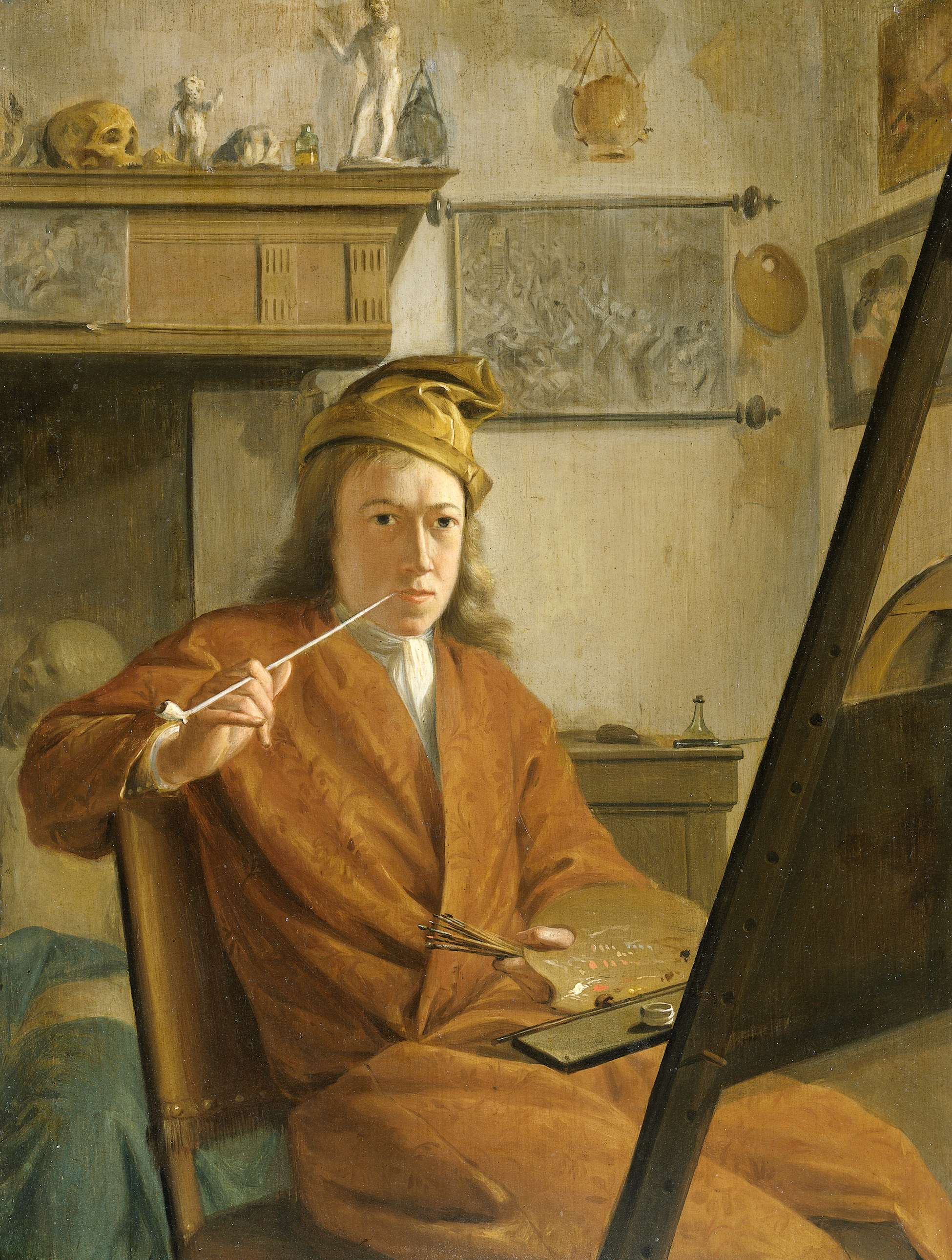
Aert Schouman vers 1730
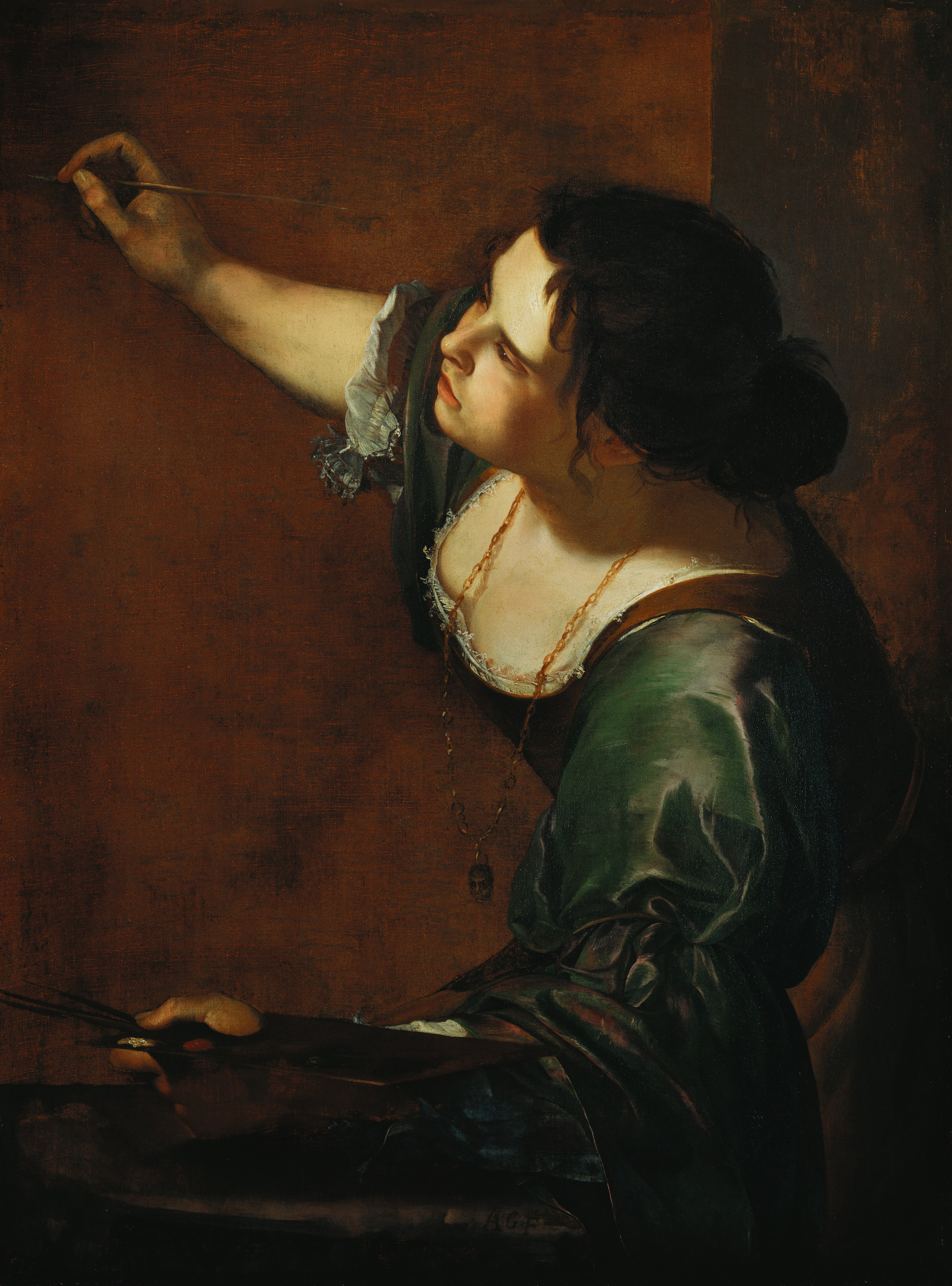
Artemisia Gentileschi vers 1638-1639
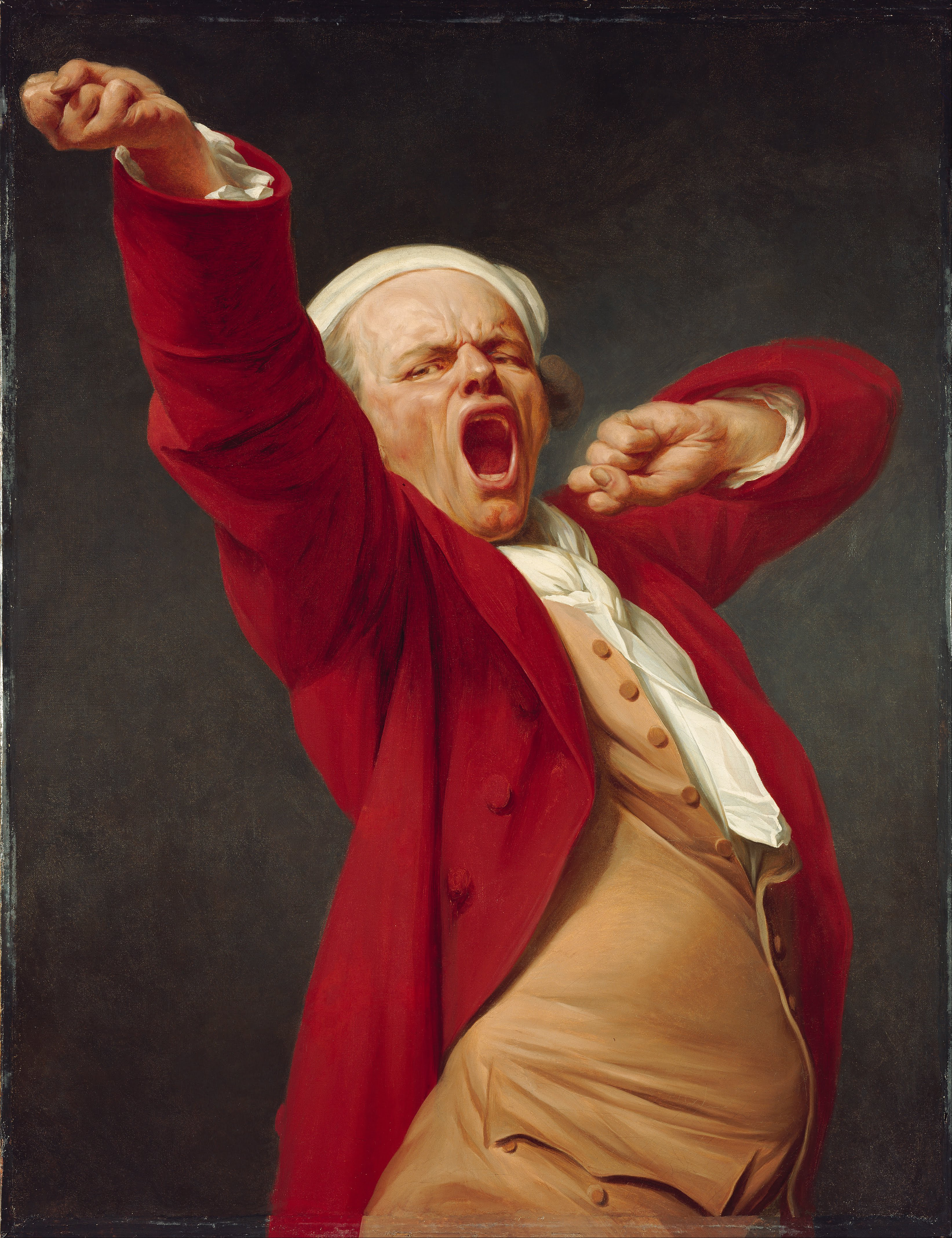
Joseph Ducreux 1783
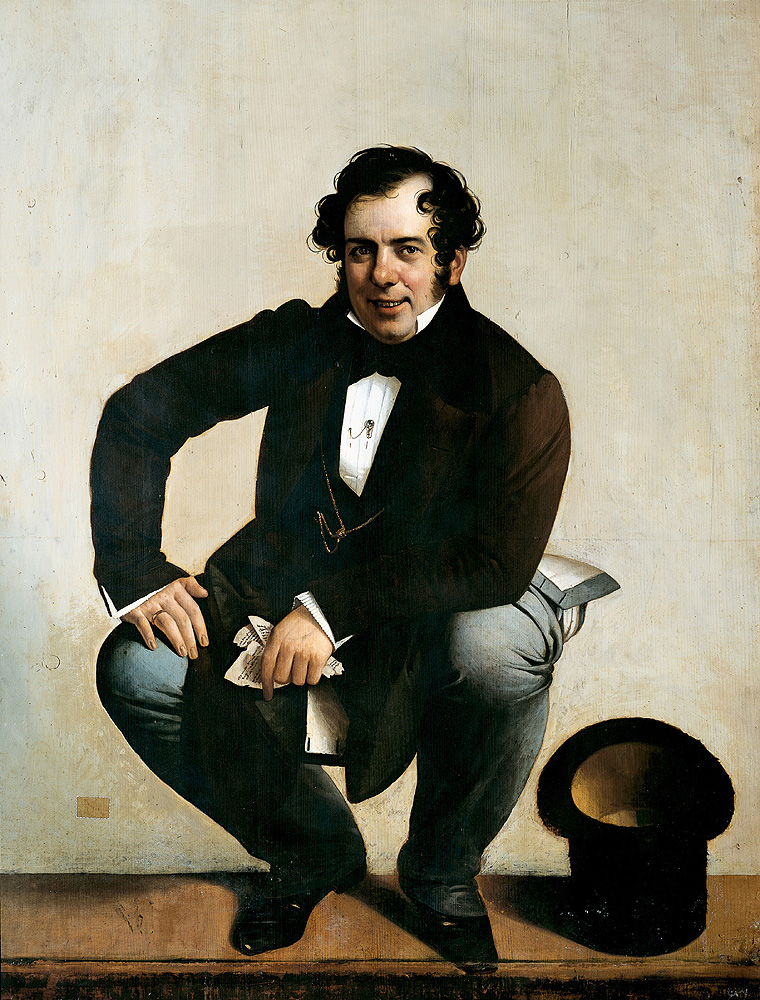
Giuseppe Tominz vers 1825
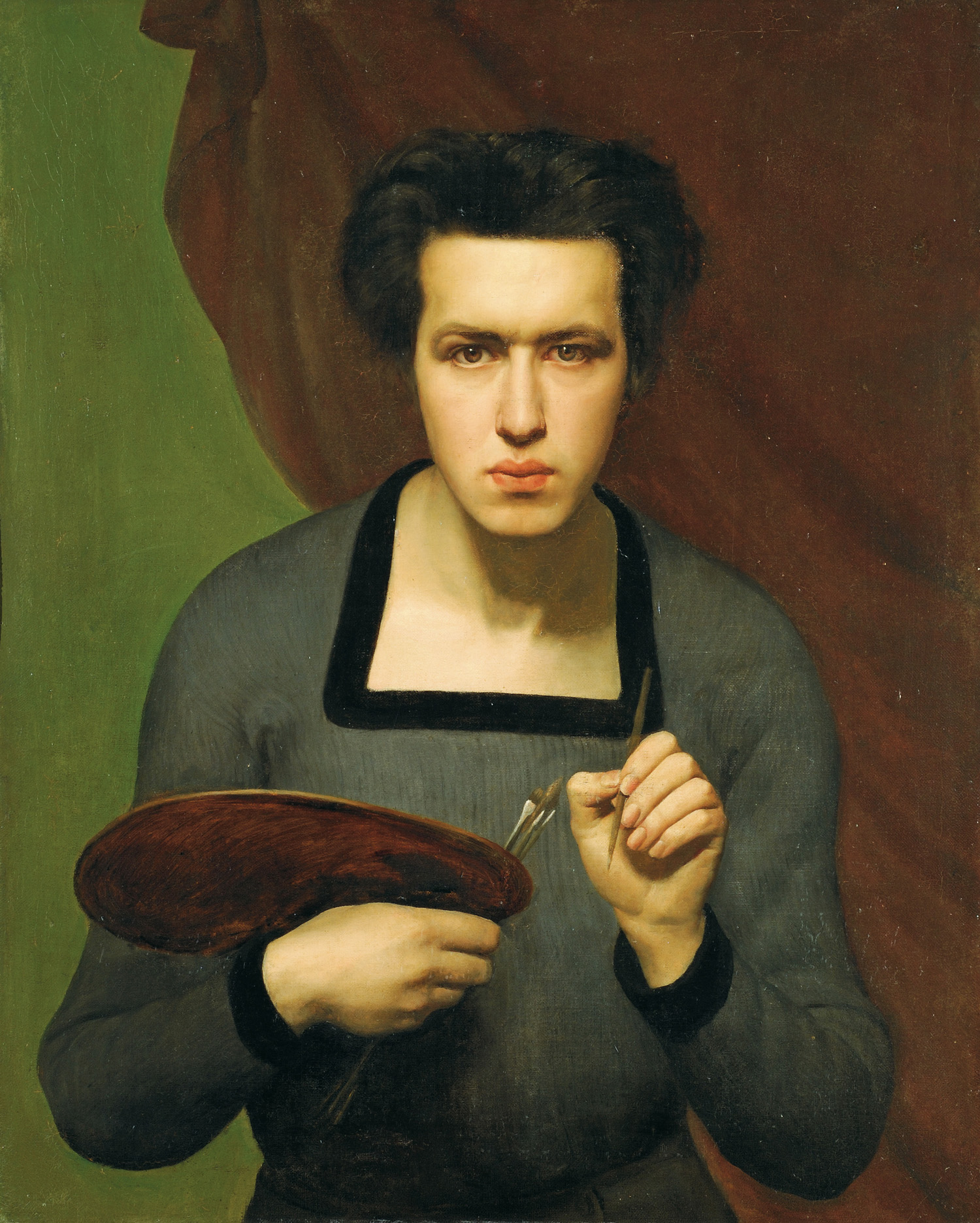
Louis Janmot 1832
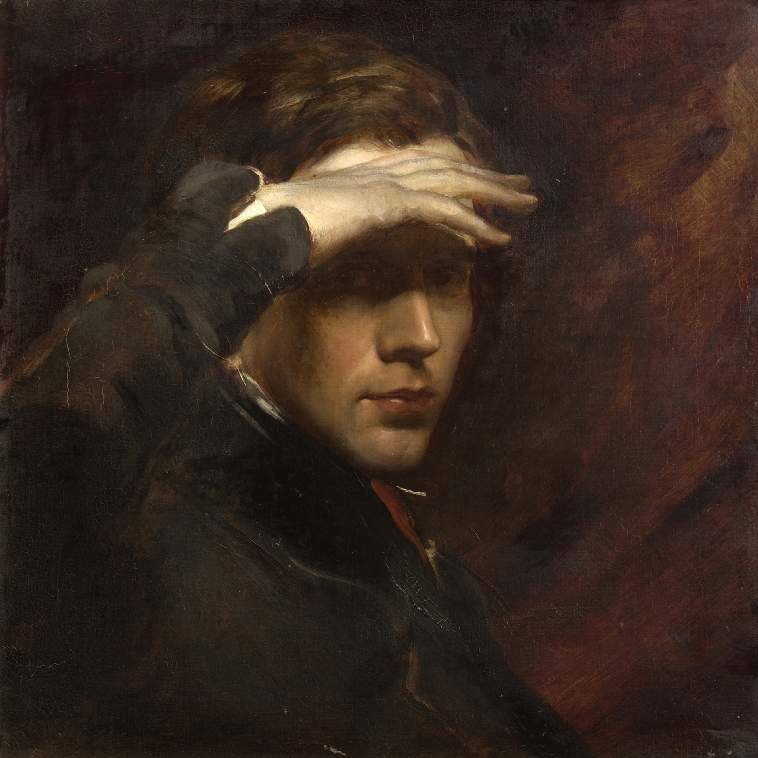
George Richmond 1840
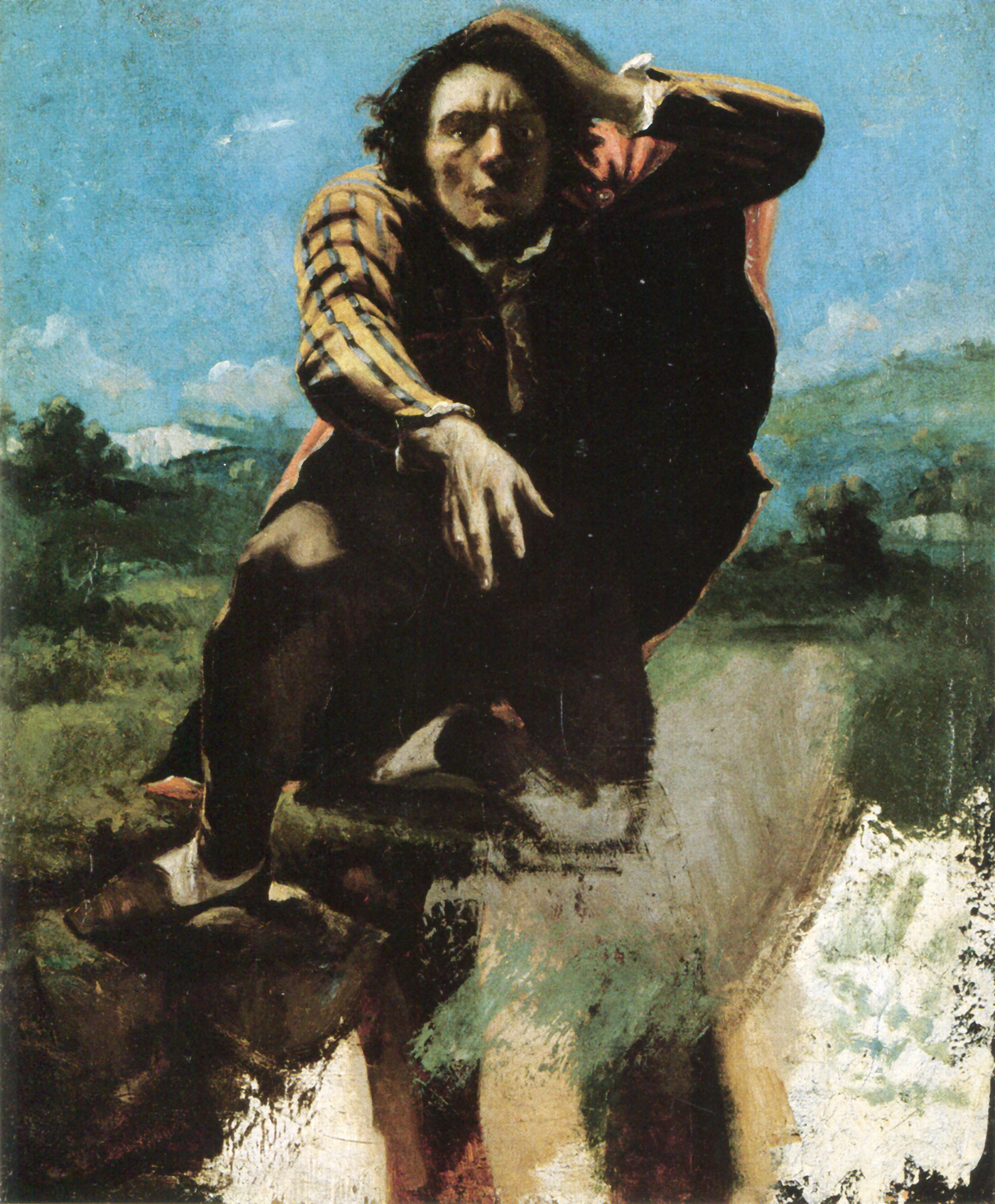
Gustave Courbet 1844
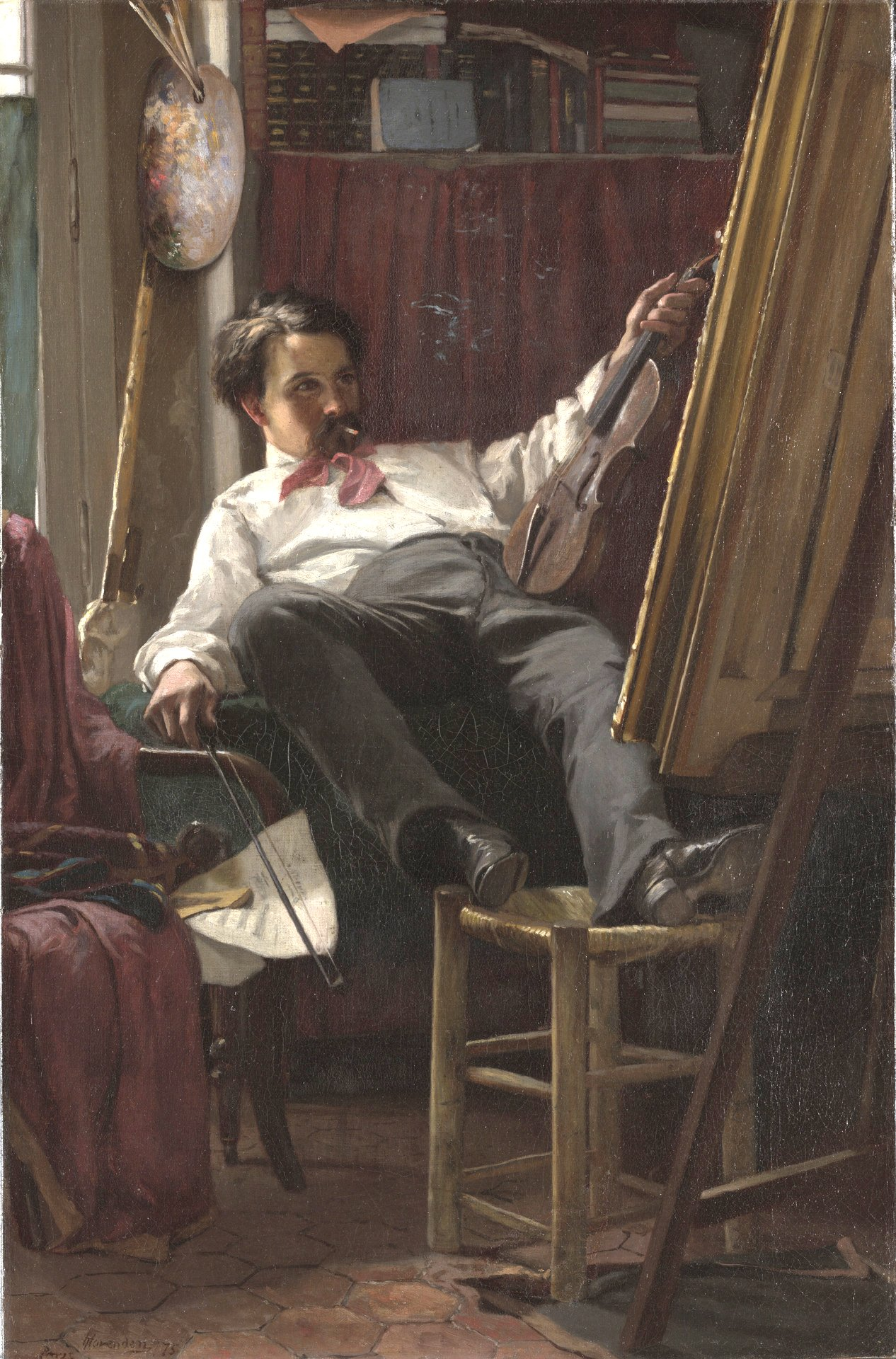
Thomas Hovenden 1875
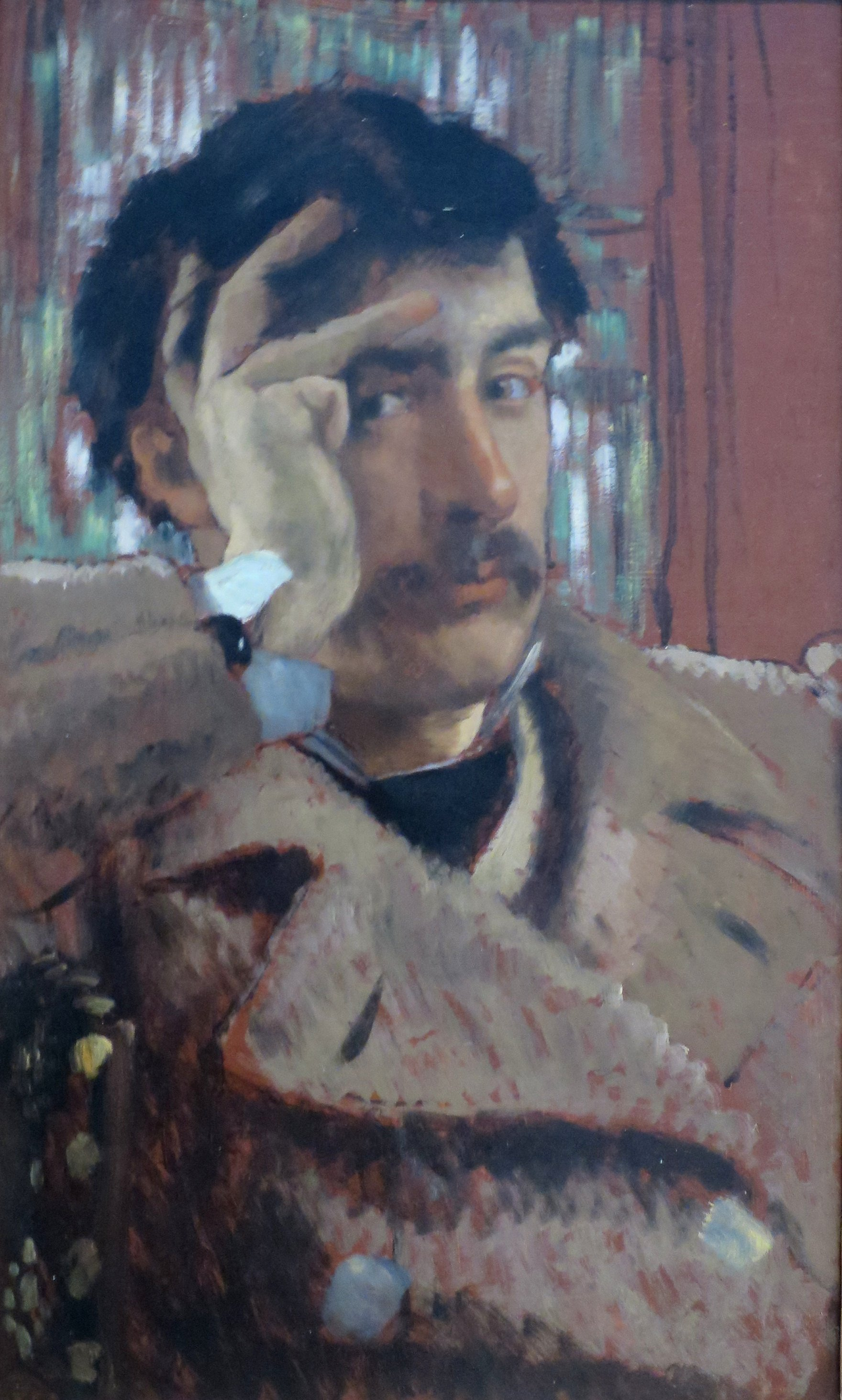
James Tissot 1865
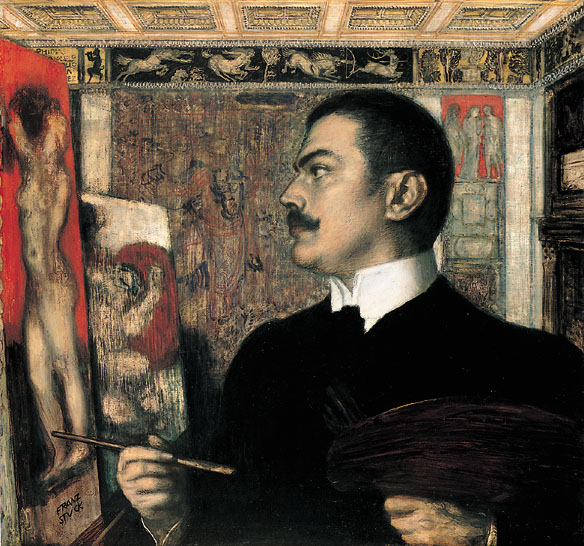
Franz von Stuck 1905
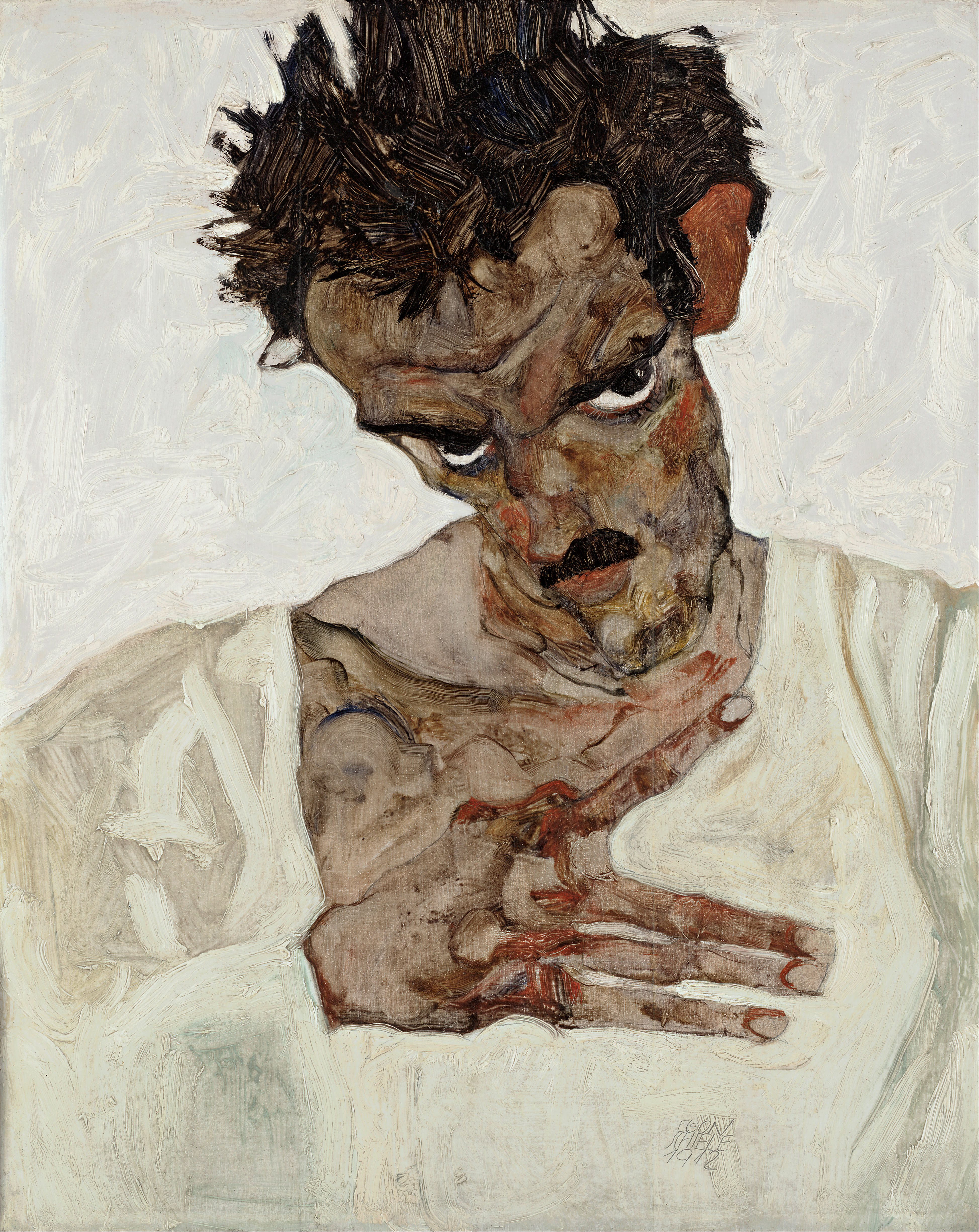
Egon Schiele 1912
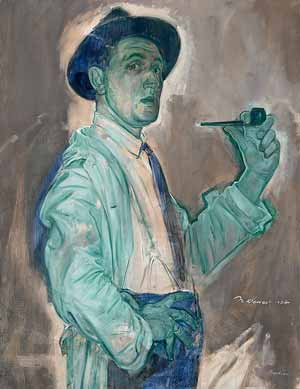
Maximilian Klewer 1924
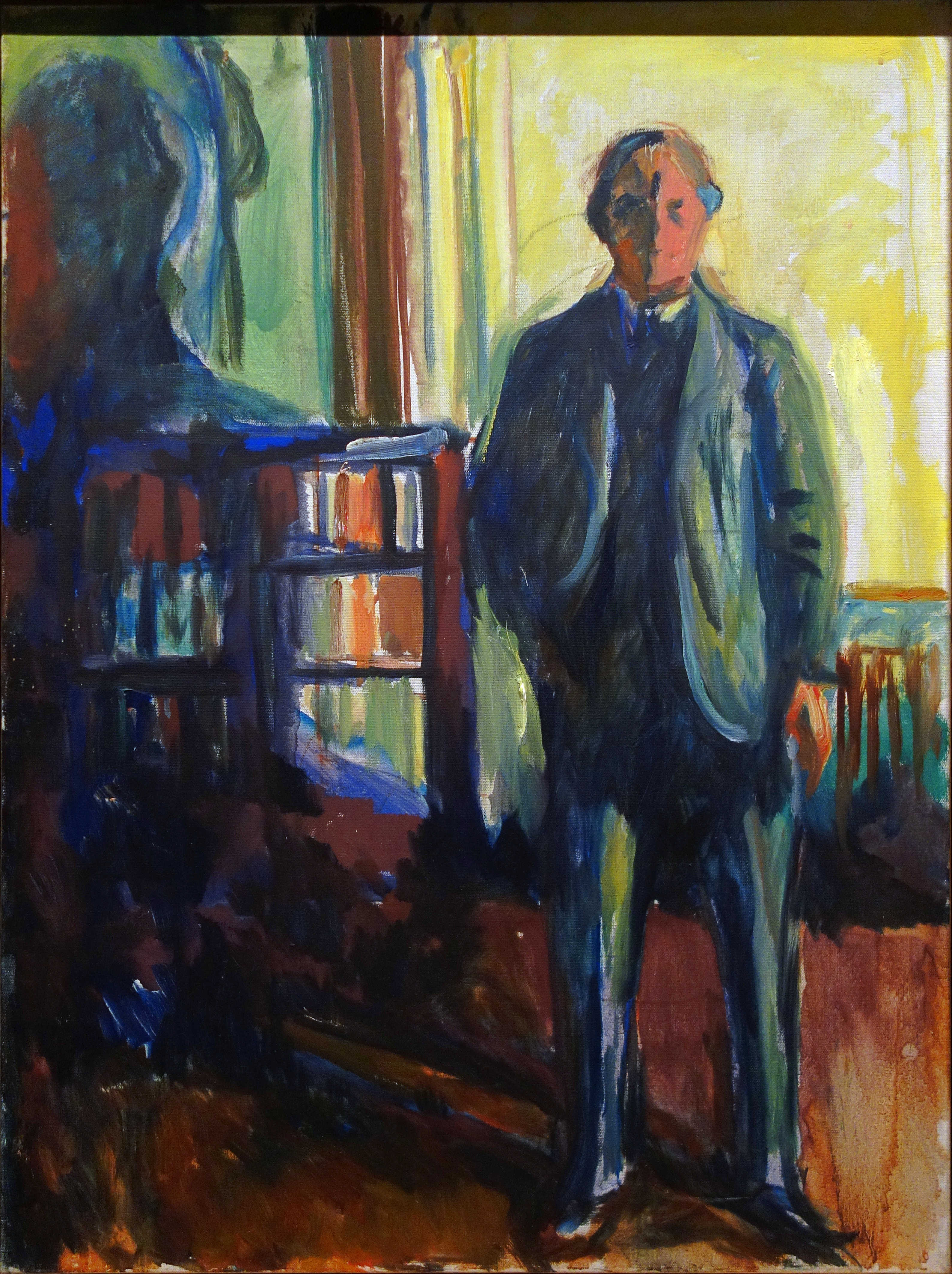
Edvard Munch 1925

Autres œuvres remarquables :
- Le Corrège, Autoportrait, vers 1510, Paris, musée du Louvre ;
- Samuel van Hoogstraten, Autoportrait à dix-sept ans, 1644, Rotterdam, Boijmans van Beuningen, Museum ;
- Bartholomeus van der Helst, Autoportraits, vers 1660 et 1662, Hambourg, Kunsthalle ;
- Joshua Reynolds, Autoportrait, vers 1747-1749, Londres, National Portait Gallery ;

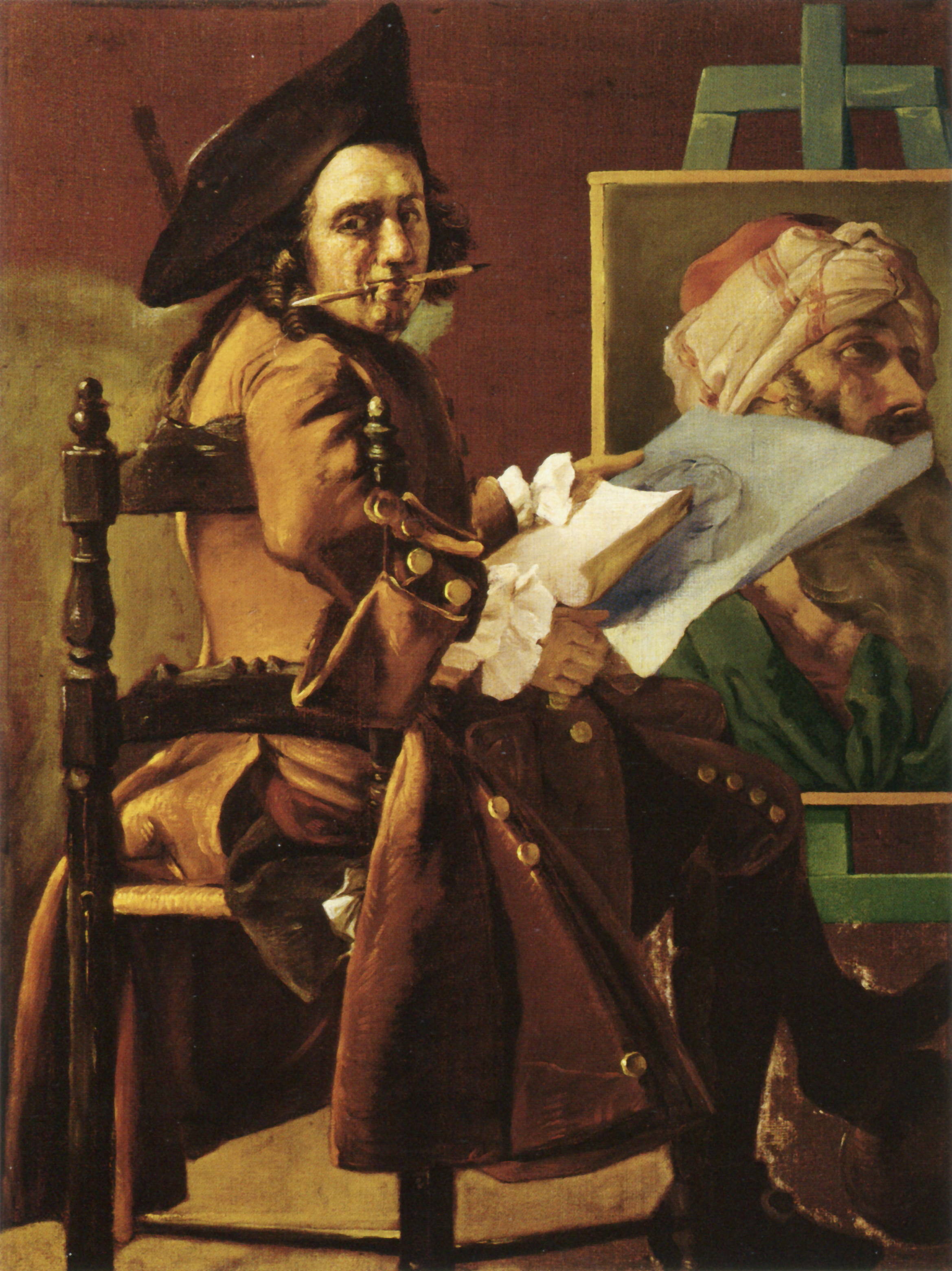
Pierre Subleyras, vers 1748-1749

- Pierre Subleyras, Autoportrait, vers 1748-1749, Vienne, Gemäldegalerie ;
- Michael Sweerts, Autoportrait, vers 1756, Saint-Pétersbourg, musée de l'Ermitage ;
- Heinrich Füssli, Autoportrait (dessin), 1777 ;
- Anton Graff, Autoportrait, 1794-1795, Dresde, Gemäldegalerie ;
- Arnold Schönberg, Autoportrait, 1911, Los Angeles, collection privée ;
- Ilia Repine, Autoportrait, 1915, Prague, Galerie nationale ;
- Max Beckmann, Autoportrait en costume de clown, 1921, Wuppertal, von der Heydt Museum ;
- George Grosz, Autoportrait, 1926, Berlin, Berlinische Galerie ;
- John Kane, Autoportrait, New York, MoMA, 1929 ;
- Balthus, Le roi des chats, 1935, collection particulière ;
- Stanley Spencer, Autoportrait avec Patricia Preece, 1936, Cambridge, Fitzwilliam Museum ;
- Salvador Dali, Impressions d'Afrique, 1938. Rotterdam, Boijmans van Beuningem Museum ;
- Avigdor Arikha, Autoportrait nu de dos, 1986, Paris, MNAM.

#### L'expression du visage

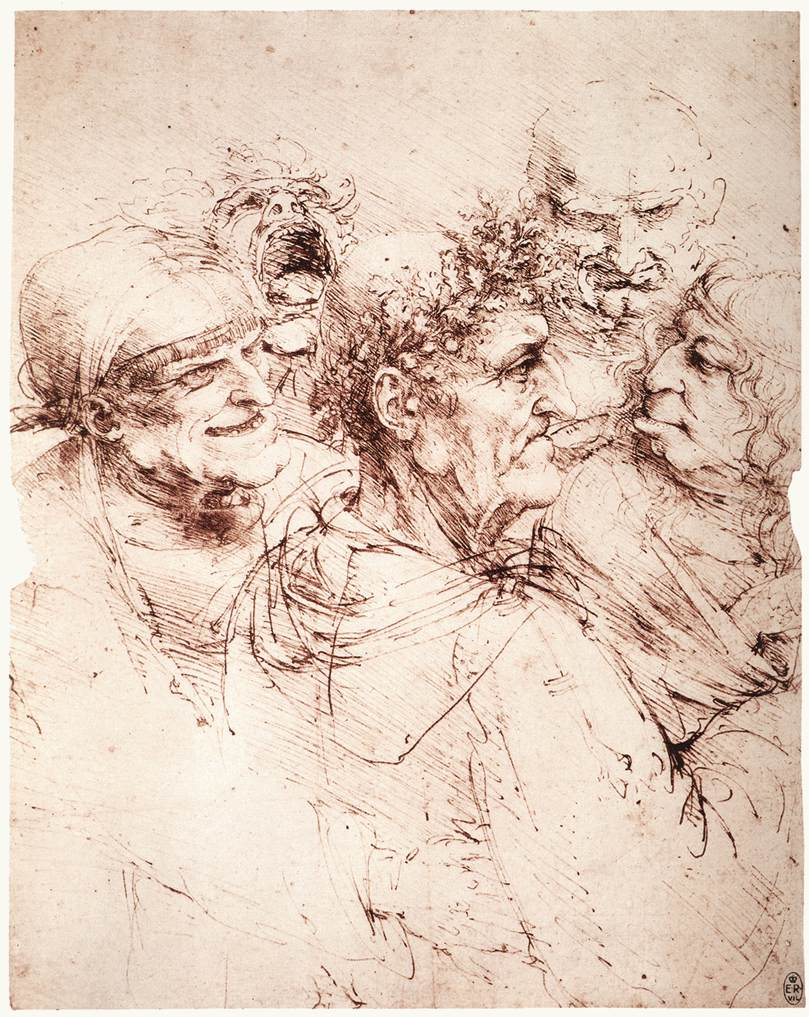
Léonard de Vinci, Étude de cinq visages grotesques, vers 1494.

À la fin du XVe siècle, Léonard de Vinci amorce avec sa série de dessins de Grotesques les premières recherches en physiognomonie, lesquelles se poursuivront jusqu'à l'époque du classicisme, notamment avec les travaux de Charles Le Brun,.

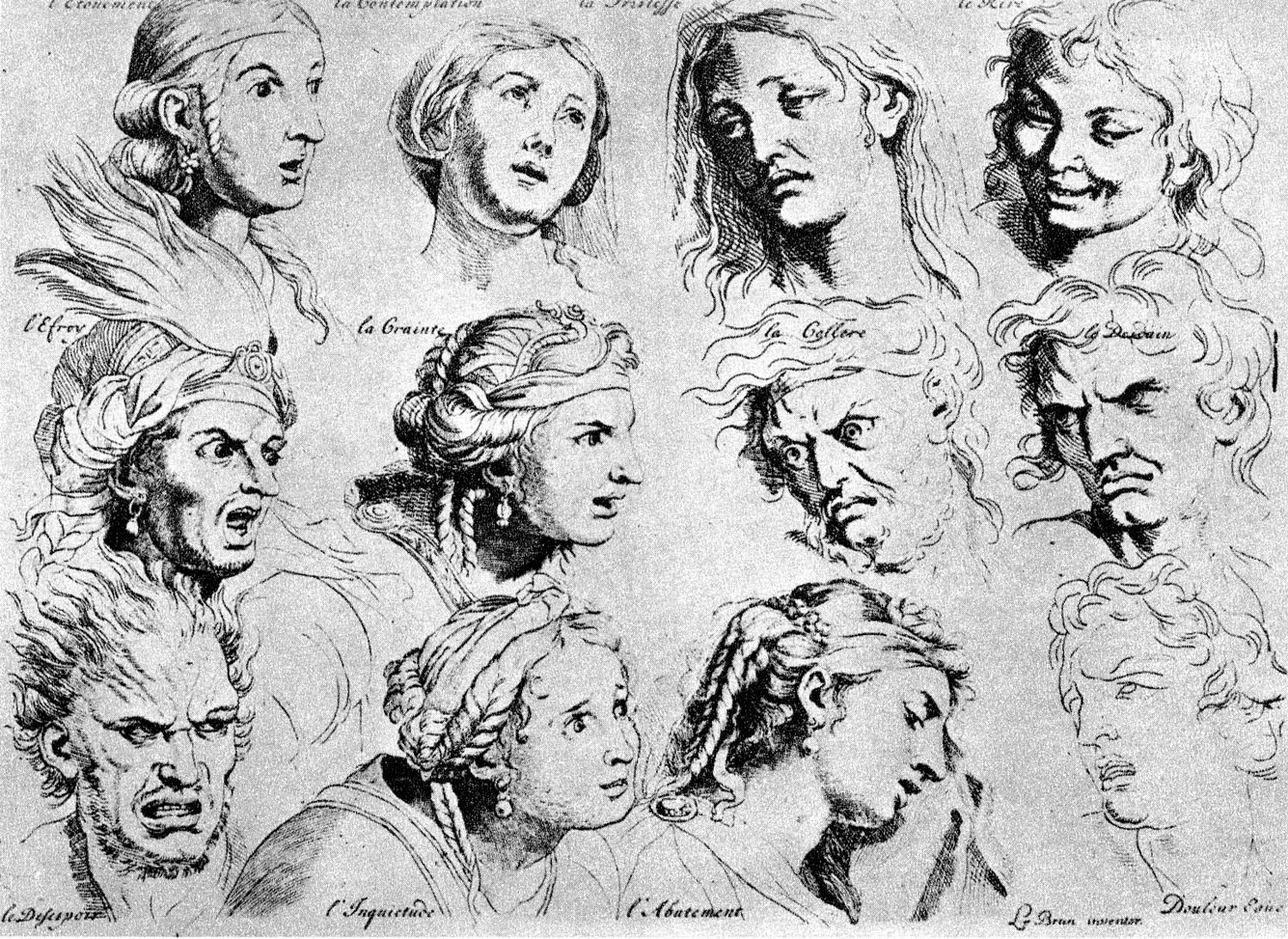
Charles le Brun, Expressions des passions de l'âme, 1727.

Dès le début du siècle suivant se répand le désir de traduire les « passions de l'âme » en peinture, notamment chez Giorgione (Double portrait, vers 1502-1510, Rome) et Lotto (Portrait de jeune homme à la lampe, vers 1506-08, Vienne). Toutefois, à cette époque les autoportraits typés sont encore assez rares, comme celui de Giorgione en David, tout en tension (v. 1509-1510, Brunswick) ou celui de Vinci, en vieux et sage patriarche (1512, Turin).
Ce n'est en effet qu'au XVIIe siècle que les artistes affichent des expressions marquées dans leurs autoportraits : inclinaison de la tête, mimiques, intensité du regard… Certains, dans le sillage de Le Brun et de l'Académie, jouent sur ces effets sans autre but que de prouver une certaine virtuosité. Mais d'autres s'en servent dans l'optique d'une démarche clairement introspective, le premier d'entre eux étant Rembrandt, auteur de près d'une centaine d'autoportraits peints, dessinés ou gravés.
On retrouve l'« autoportrait psychologique » durant les siècles qui suivent, les artistes y dégageant toute une gamme de sentiments, tantôt authentiques (comme Füssli[Lequel ?] ou Friedrich), voire très intimes (comme chez Egon Schiele), tantôt au contraire simulés (comme chez Courbet, friand de représentation théâtrale), voire forcés : l'éclat de rire qu'affiche Richard Gerstl dans son autoportrait de 1908 n'empêchera pas l'artiste de se suicider quelques mois plus tard.

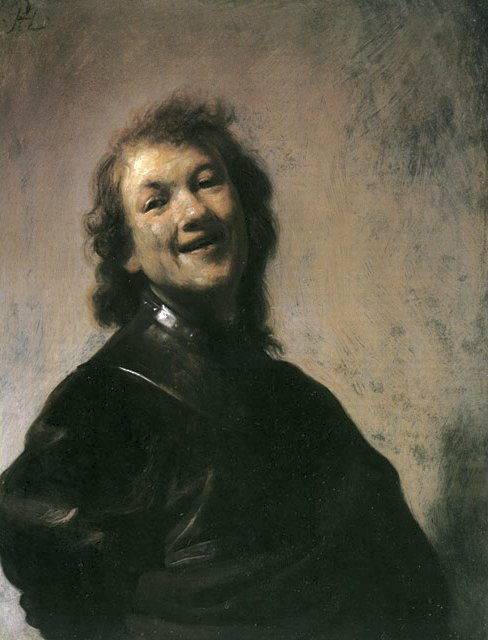
Rembrandt 1630
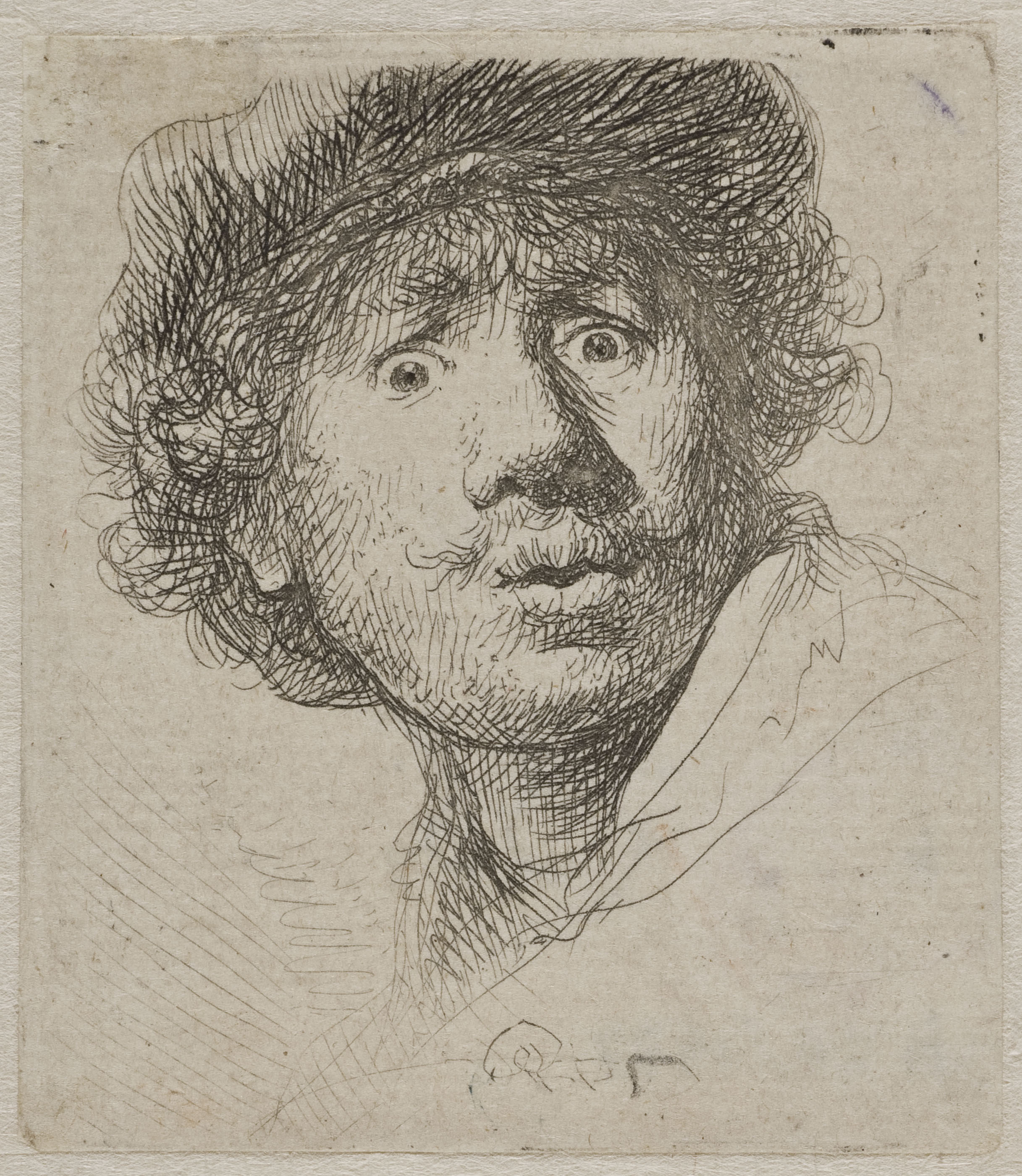
Rembrandt Autoportrait aux yeux hagards 1630
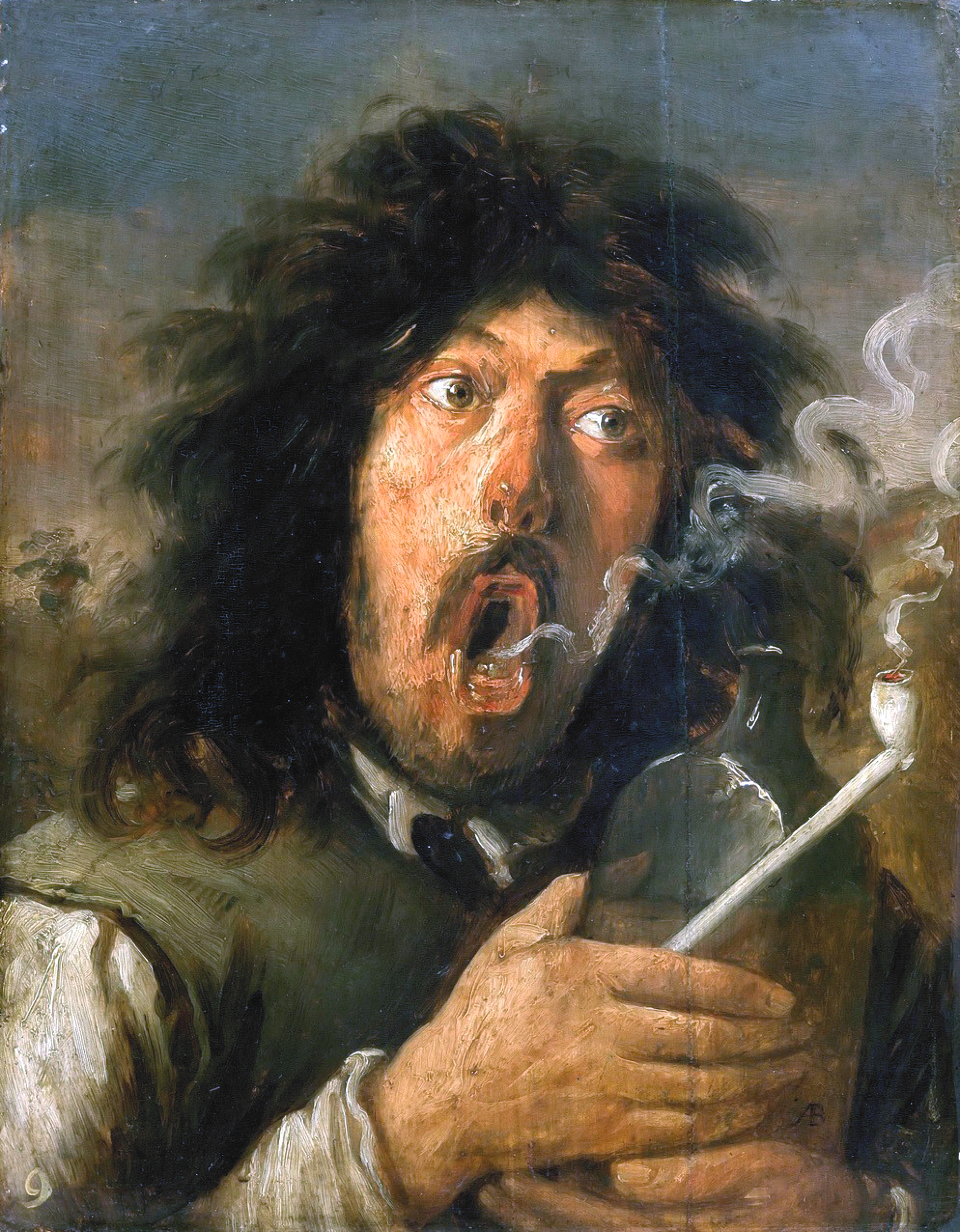
Joos van Craesbeeck 1635-1640
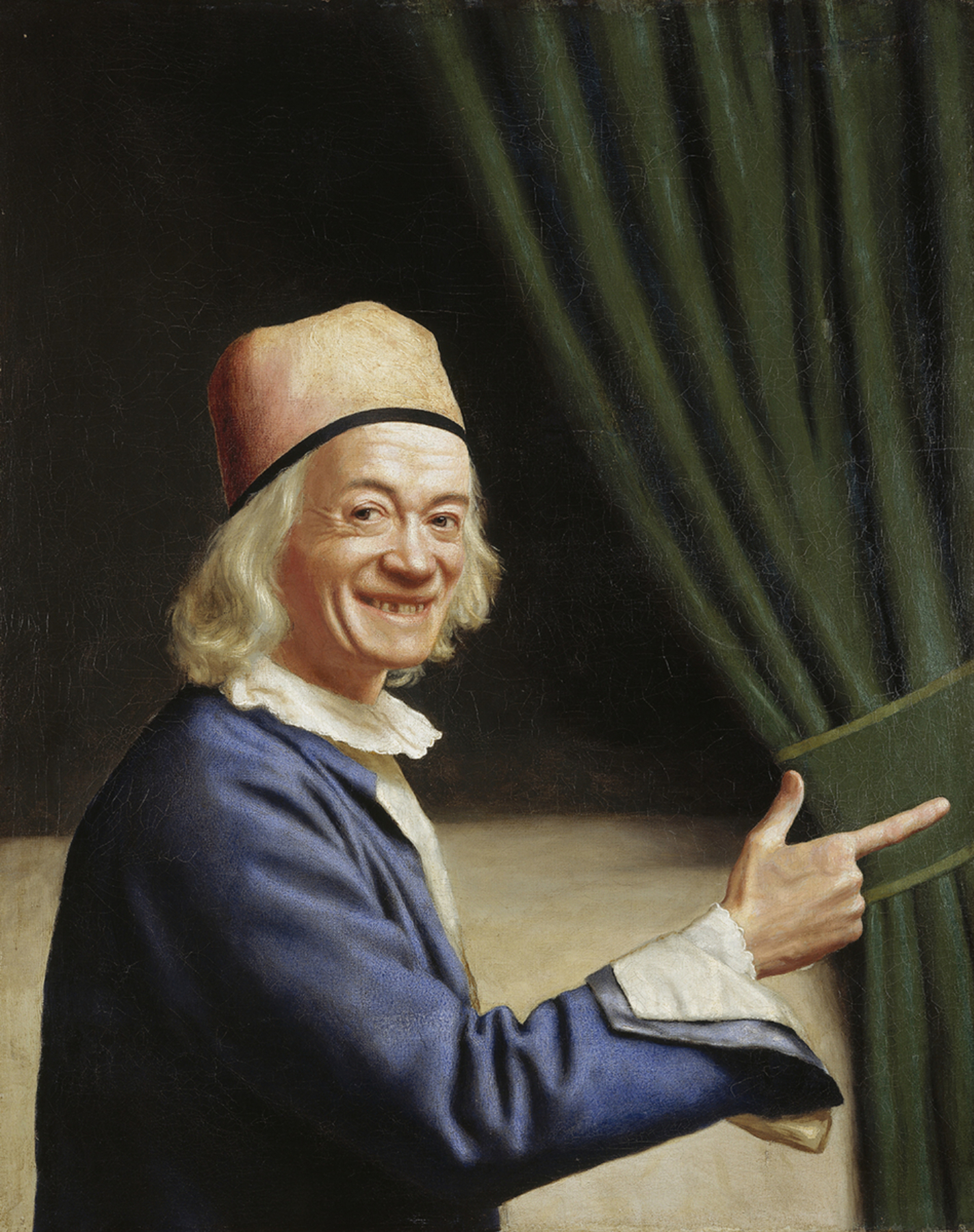
Jean-Etienne Liotard 1770
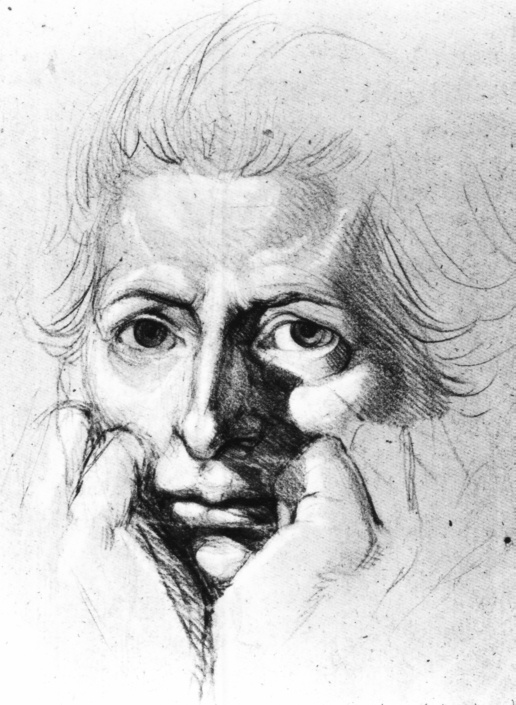
Heinrich Füssli 1790
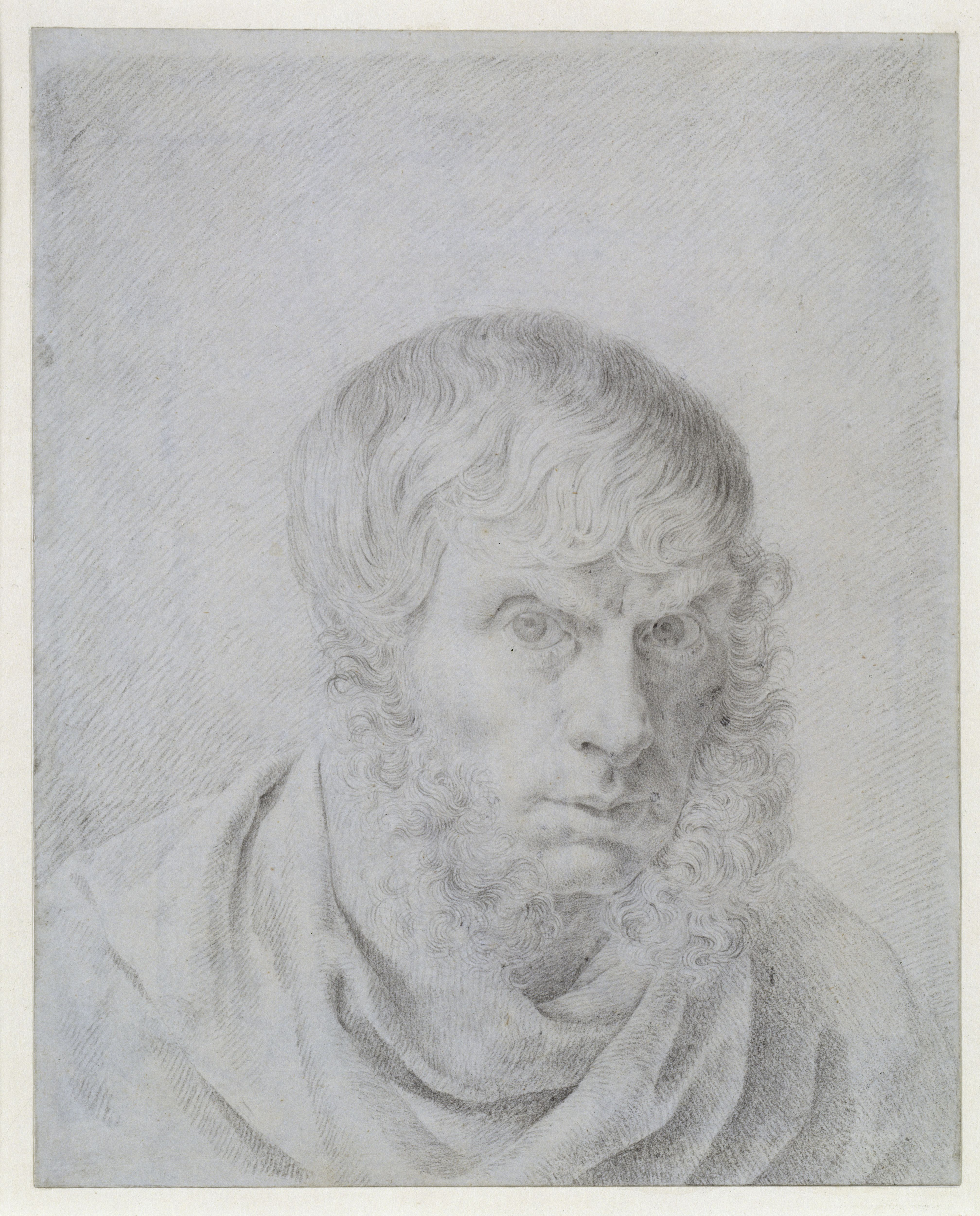
Caspar David Friedrich 1810
Gustave Courbet Le Désespéré 1843-1845
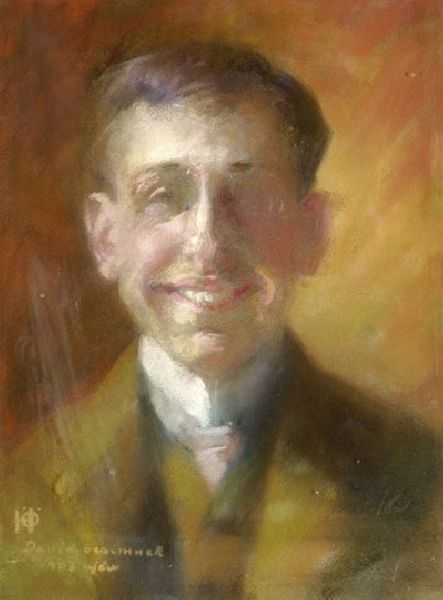
Ödön Heller 1907
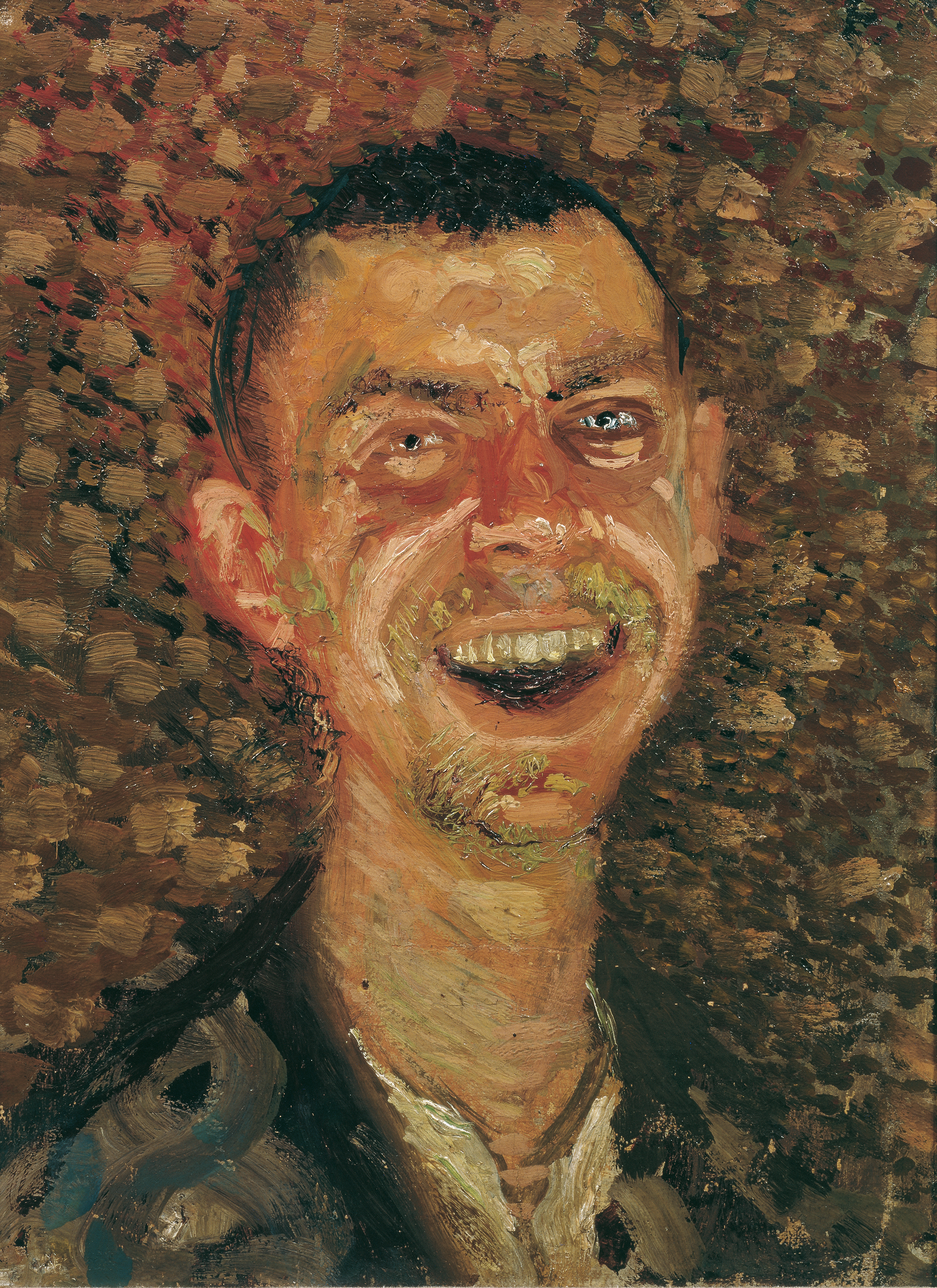
Richard Gerstl 1908
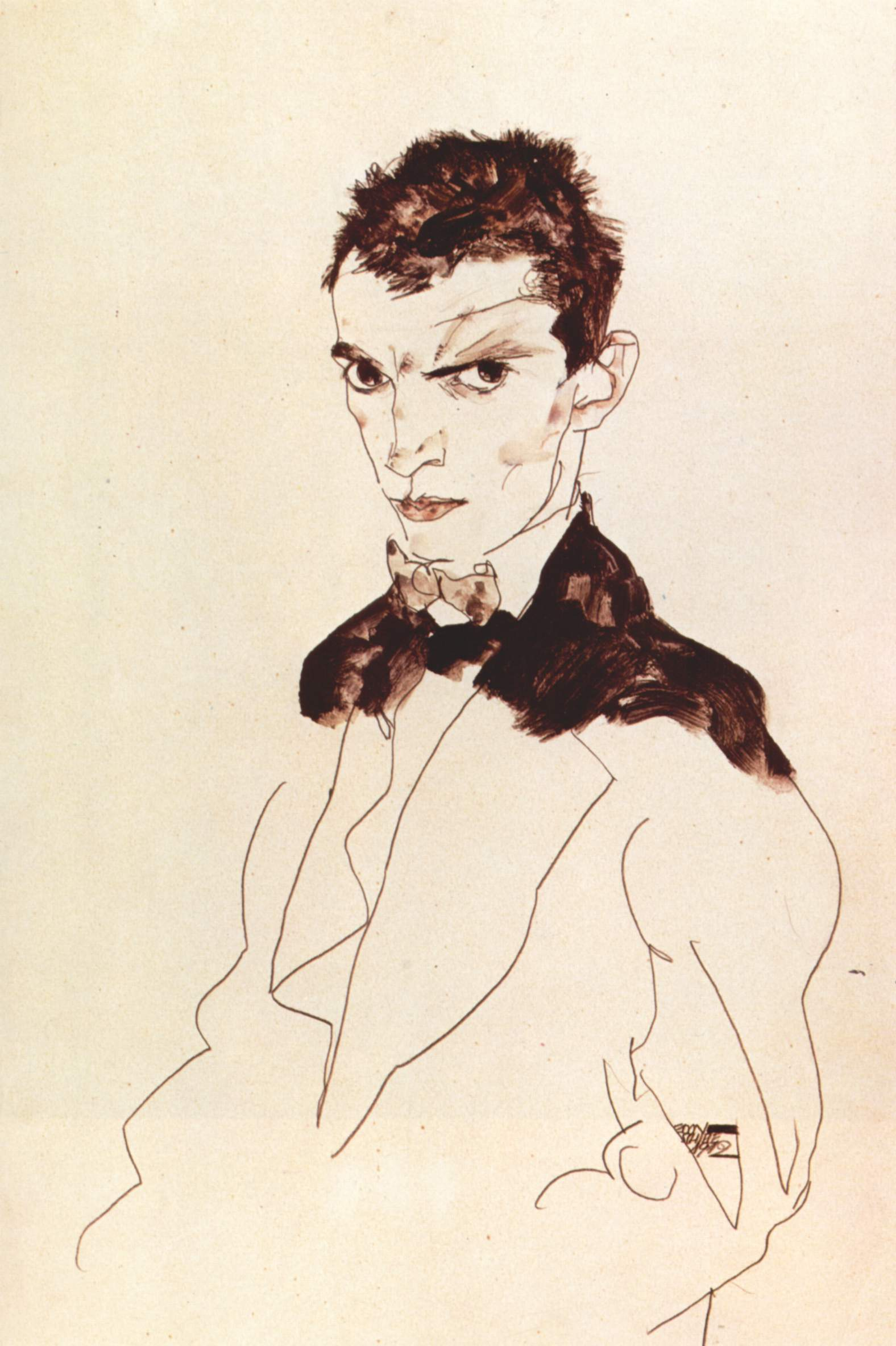
Egon Schiele 1912
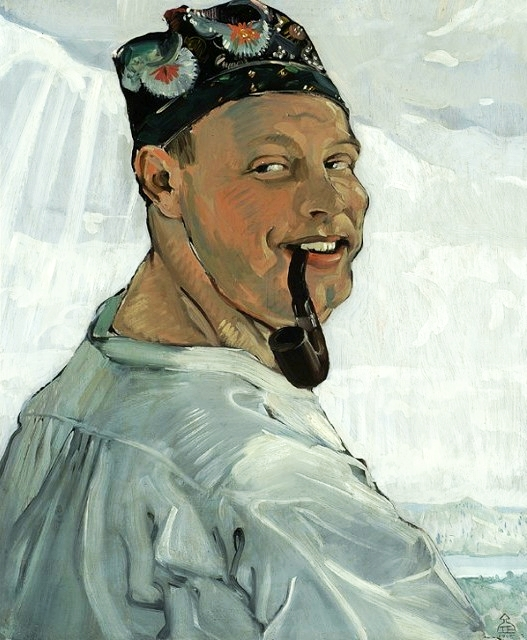
Thadée Pruszkowski 1915
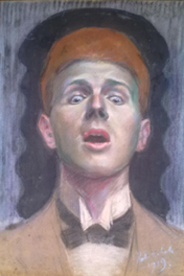
Leo Arthur Robitschek 1919
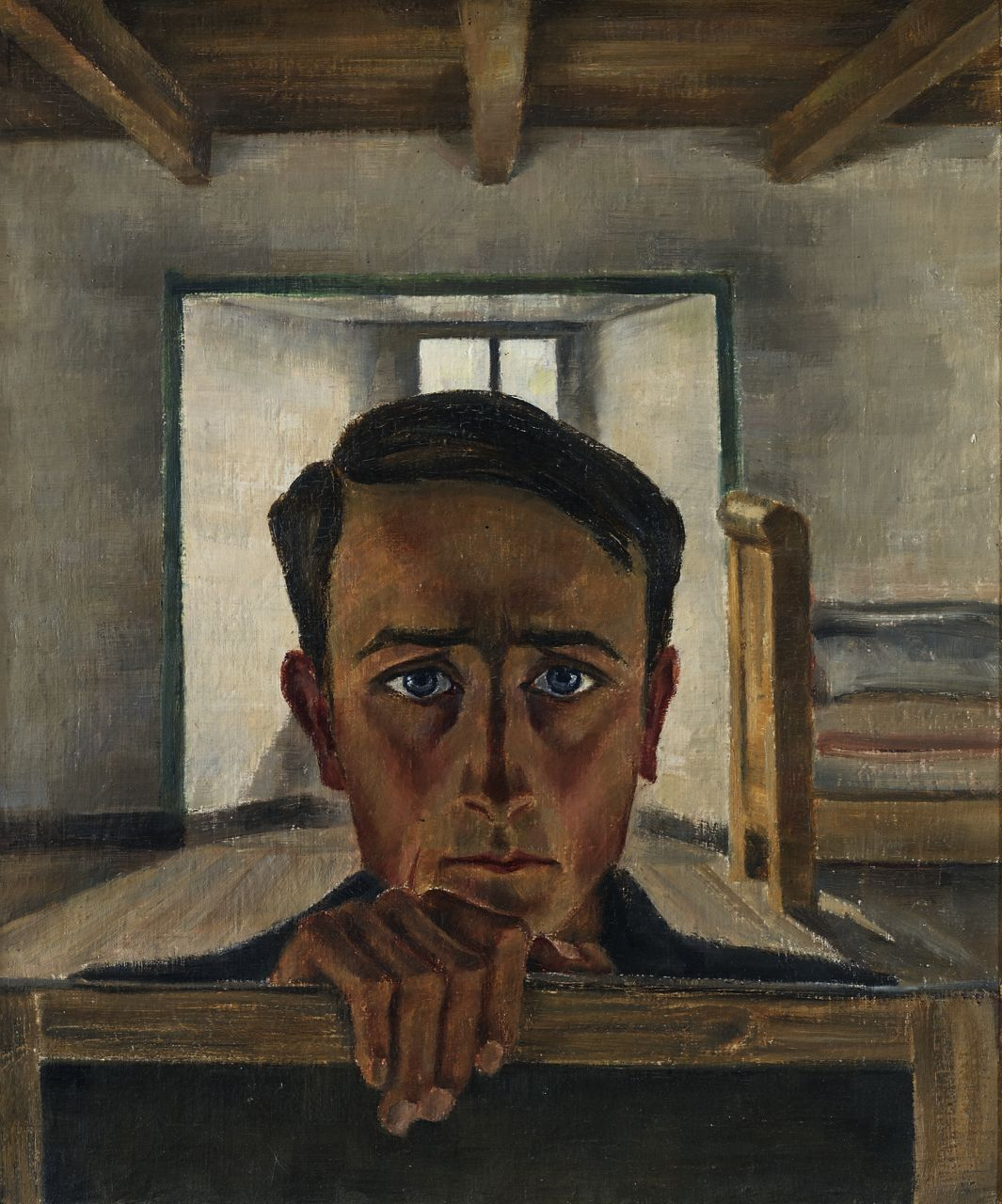
Rudolf Zender 1926
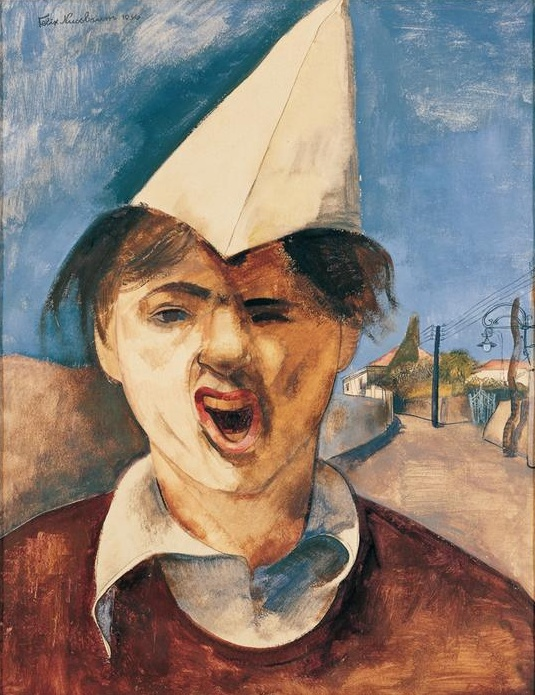
Felix Nussbaum 1936
Annemarie Busschers 2010

La question de l'expressivité des visages passionne les artistes, notamment le sculpteur germano-autrichien Franz Xaver Messerschmidt, devenu célèbre pour ses soixante-neuf « têtes de caractère » réalisées à la fin du XVIIIe siècle (époque à laquelle Lavater publie ses thèses sur la physiognomonie) et parfois présentées comme des autoportraits. Toutefois, malgré cet intérêt pour la physiognomonie qui ne faiblit pas au XIXe siècle (cf. les cinq portraits de fous réalisés par Géricault aux alentours de 1820), relativement peu d'artistes l'expérimentent sur eux-mêmes, à l'exception notable de Courbet, y compris à la fin du siècle malgré le succès des écrits du criminologue Cesare Lombroso) en matière de physiognomonie.
Il faut cependant souligner les visages hautement expressifs d'Egon Schiele au début du XXe siècle, puis ceux de Felix Nussbaum un peu plus tard, ainsi que l'ultime autoportrait de Picasso, Autoportrait face à la mort peint en 1972, moins d'un an avant sa mort : le visage occupe la quasi intégralité du cadre, les yeux sont exorbités et la faible référence à l'apparence ne diminue en rien la force d'expressivité, tout au contraire.
Autres œuvres remarquables :
- Giorgione, Autoportrait en David, entre 1500 et 1508, Braunshweig, Herzog Anton Ulrich Museum ;
- Lorenzo Lippi, années 1650, Florence, Galerie des Offices ;

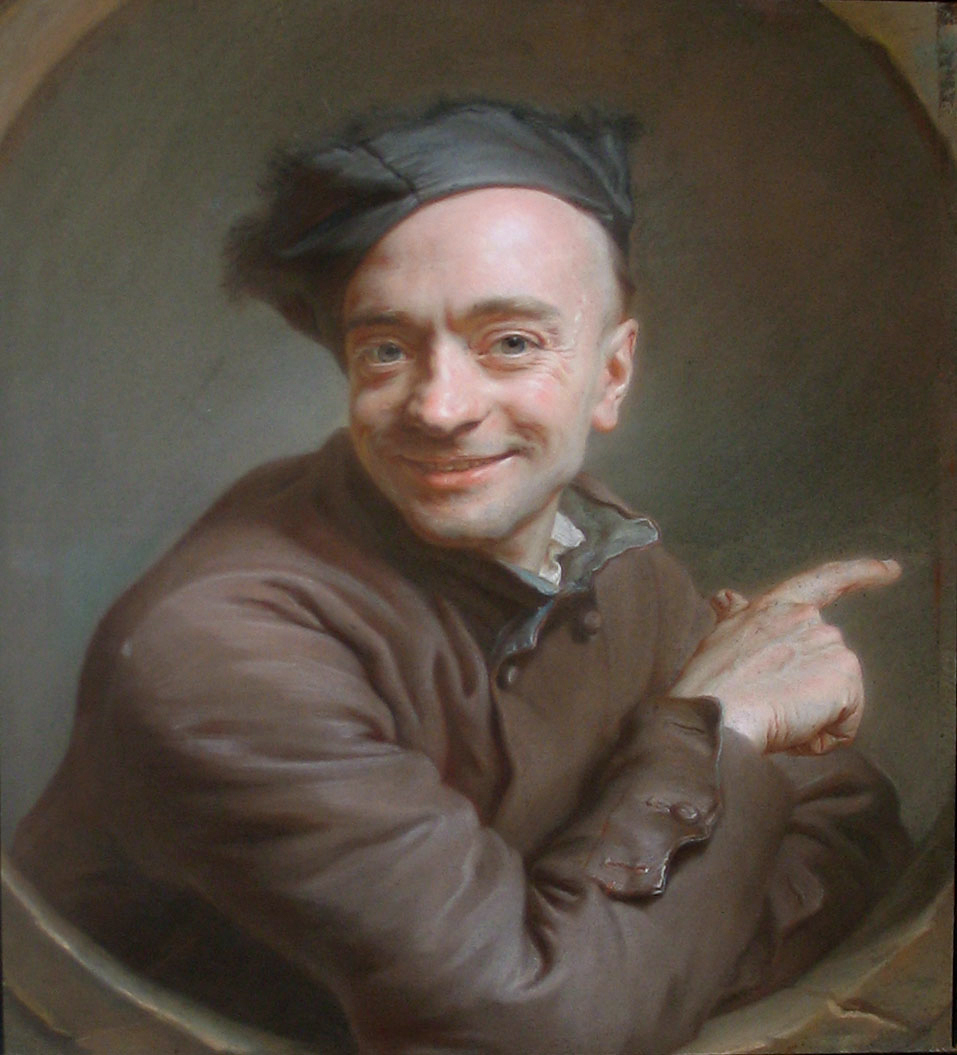
Quentin de La Tour, 1737

- Quentin de La Tour, Autoportrait à l'index, 1737, Paris, Musée du Louvre ;
- Christian Seybold, Autoportrait, 1759, Nüremberg, Germanisches Nationalmuseum ;
- Anne-Louis Girodet, Autoportrait (dessin), début XIXe siècle, Musée des Beaux-Arts, Orléans ;
- Anselm Feuerbach, Autoportrait, 1852, Karlsruhe, Staatliche Kunsthalle ;
- Ferdinand Hodler, Autoportrait, 1900, Stuttgart, Staatsgalerie ;
- Giacomo Balla, Autosmorfia, 1900, collection particulière ;
- Max Beckmann, Autoportrait (gravure), 1901, collection particulière ;
- Maximilian Klewer, Autoportrait (dessin), 1917, Francfort, Musée Städel ;
- Max Beckmann, Autoportrait en marin, 1926, collection privée ;
- Claes Oldenburg, Autoportrait symbolique, 1971, Tel-Aviv, Musée d'Art ;
- Ben Quilty, Autoportrait à la grande bouche, 2013.

#### Les objets
Les objets les plus souvent insérés dans les autoportraits sont les pinceaux et palettes, dans les mains des artistes. Mais d'autres objets apparaissent au fil du temps et leur présence ne se justifie pas alors de la même manière.

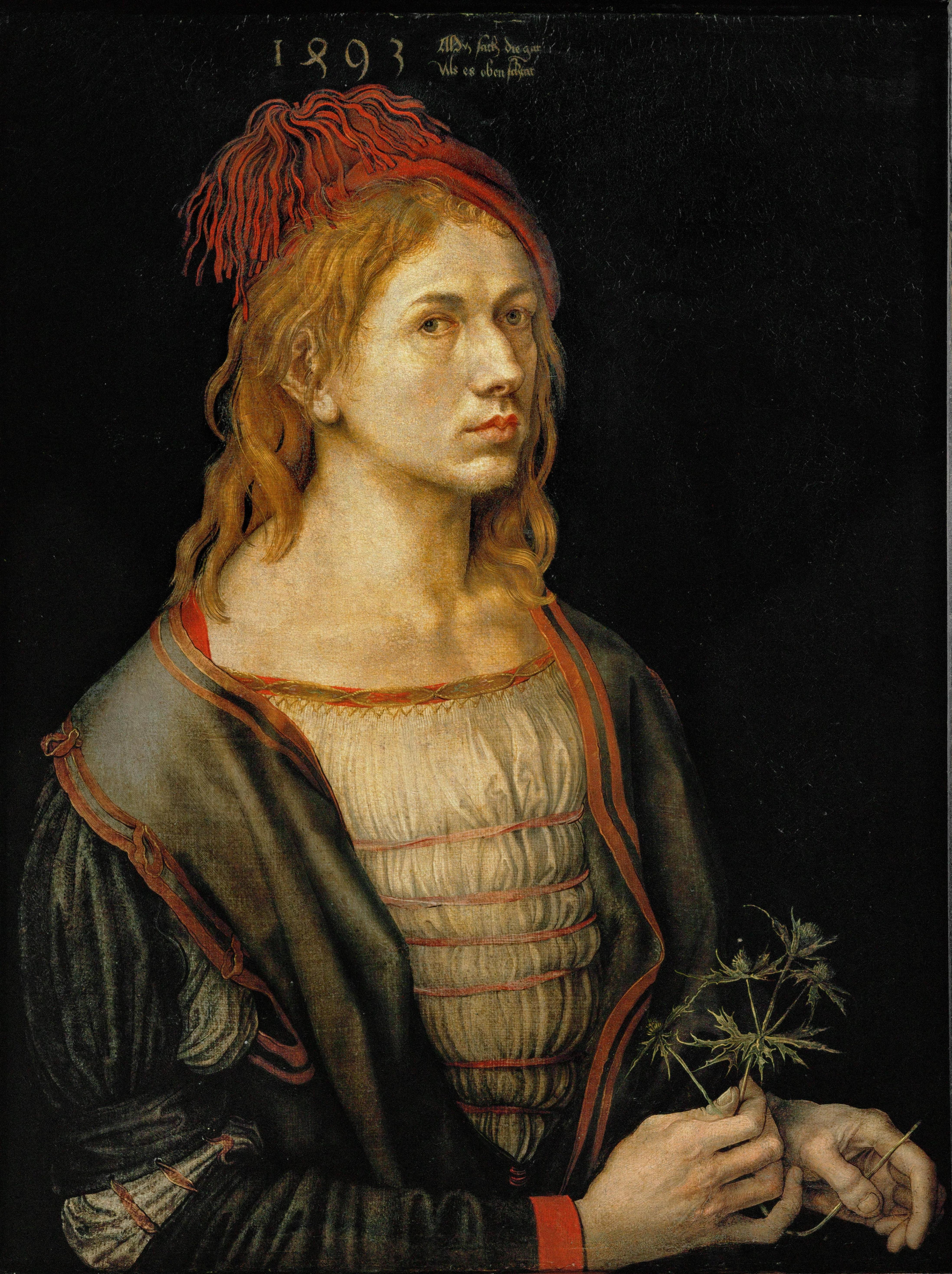
Autoportrait au chardon d'Albrecht Dürer (1493)

Au XVe siècle, ils ont essentiellement une valeur symbolique. Ainsi l'Autoportrait au chardon de Dürer, en 1493, fait référence à la couronne d'épines du Christ.
À partir du XVIIe siècle, les objets sont plus nombreux et variés. Ils ont alors plusieurs significations possibles. Ils peuvent renvoyer à un loisir de l'artiste (exemple : Artemisia Gentileschi se représentant en train de jouer du luth) mais également attester de l'importance qui leur est conférée à leur époque, plus matérialiste. Cela correspond au moment où la nature morte se répand en tant que genre. Et quand les vanités apparaissent dans les Pays-Bas, plusieurs peintres, tels David Bailly, se représentent au milieu de toute une quantité d'objets dans le but non dissimulé de démontrer leur virtuosité.
Au XVIIIe siècle, la présence d'un buste d'une célébrité confère à certains artistes une certaine solennité. Ainsi, quand Joshua Reynolds, premier président de la Royal Academy, utilisant la manière de Rembrandt et sur le modèle de son Aristote contemplant le buste d'Homère (1653), se représente vers 1780 en compagnie d'un buste de Michel-Ange.
Au XIXe siècle, la société rompt avec l'idéal aristocratique et se démocratise, mais la grande majorité des intellectuels et les artistes se considèrent comme les instigateurs de l'histoire, le romantisme étant la meilleure illustration de cette enflure de l'ego[réf. nécessaire]. Même si les scènes de la vie quotidienne sont l'objet d'un grand nombre d'œuvres durant la seconde moitié du siècle, les autoportraitistes restent assez focalisés sur la représentation de leurs personnes, à l'exclusion des décors et accessoires.
Il faut attendre le XXe siècle pour que les artistes soient plus nombreux à s'entourer d'objets du quotidien, comme s'ils se trouvaient là par hasard, ce qui confère alors à leurs autoportraits une impression de naturel et d'instantané. Ainsi, quand Zinaïda Serebriakova se représente en train de se coiffer, en 1909, et qu'elle montre tout son nécessaire de toilette au premier plan.
Il arrive toutefois que les objets prennent à nouveau une dimension symbolique ou métaphorique. Exemples : Lovis Corinth s'affichant en compagnie d'un squelette de laboratoire sur fond de paysage urbain, pour exprimer son sentiment quant à la place de la mort dans les sociétés « modernes » ; Georg Scholz devant une concession automobile, à l'époque où les véhicules à moteur ne cessent de peupler les paysages urbains ou encore Tamara de Lempicka paradant au volant de sa Bugatti.

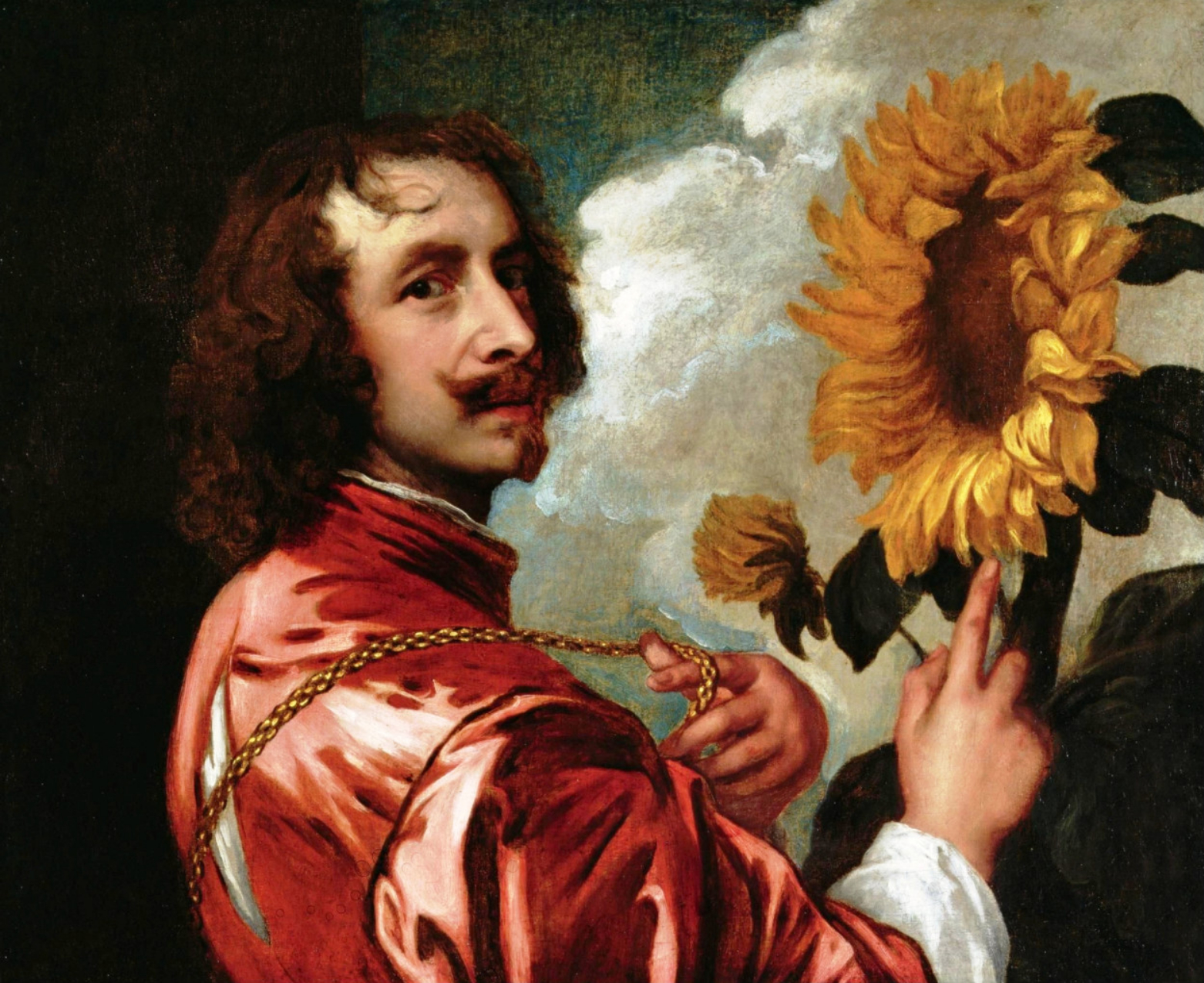
Antoine Van Dyck Autoportrait au tournesol vers 1633
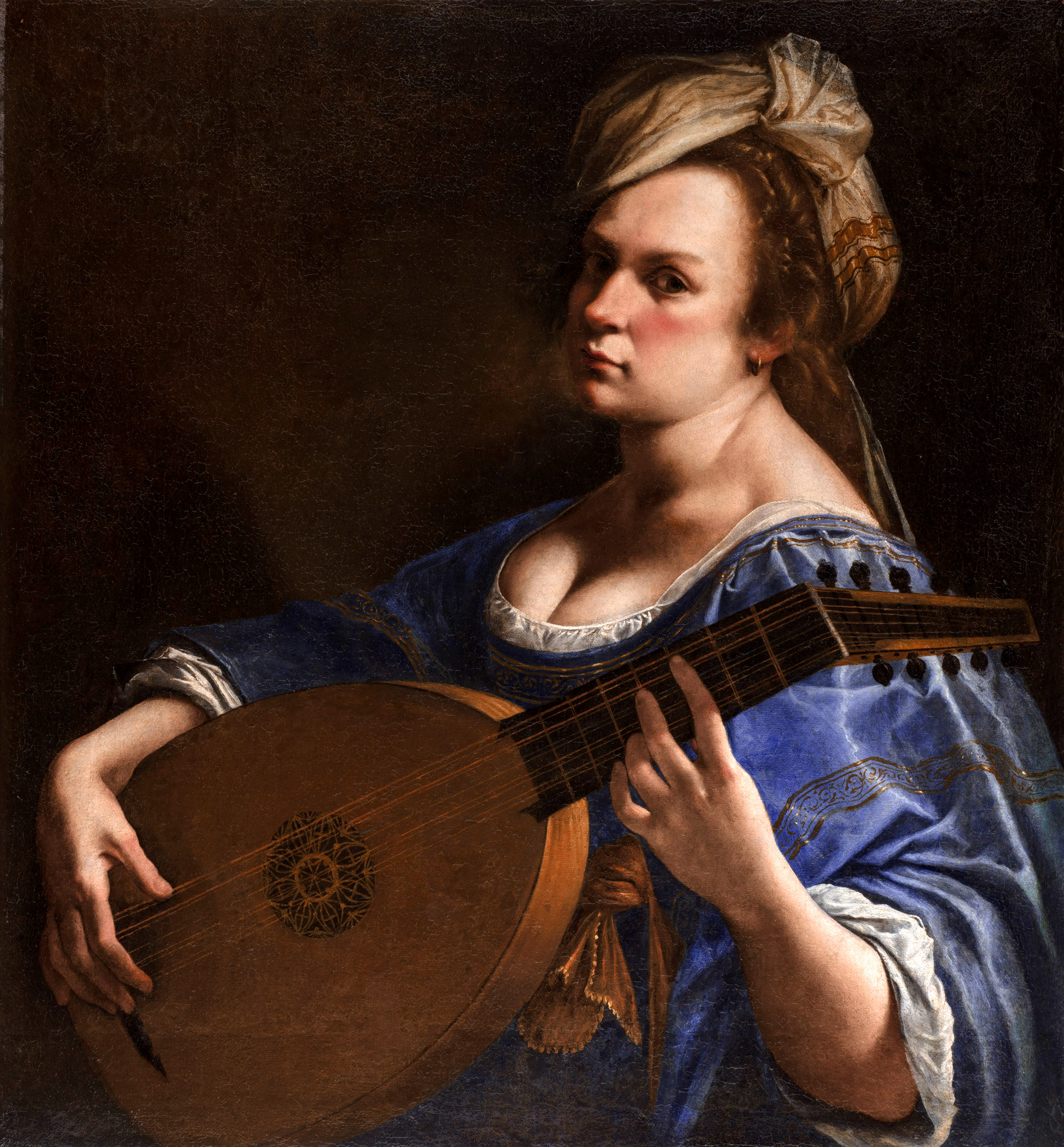
Artemisia Gentileschi vers 1616
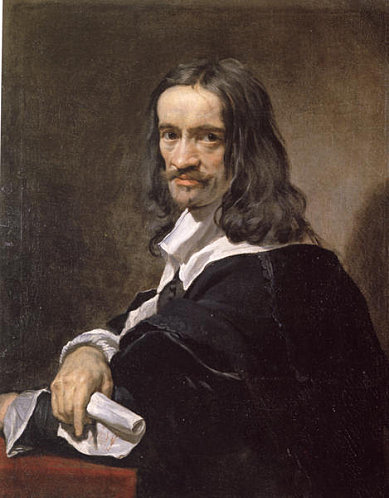
Jacques Stella vers 1640
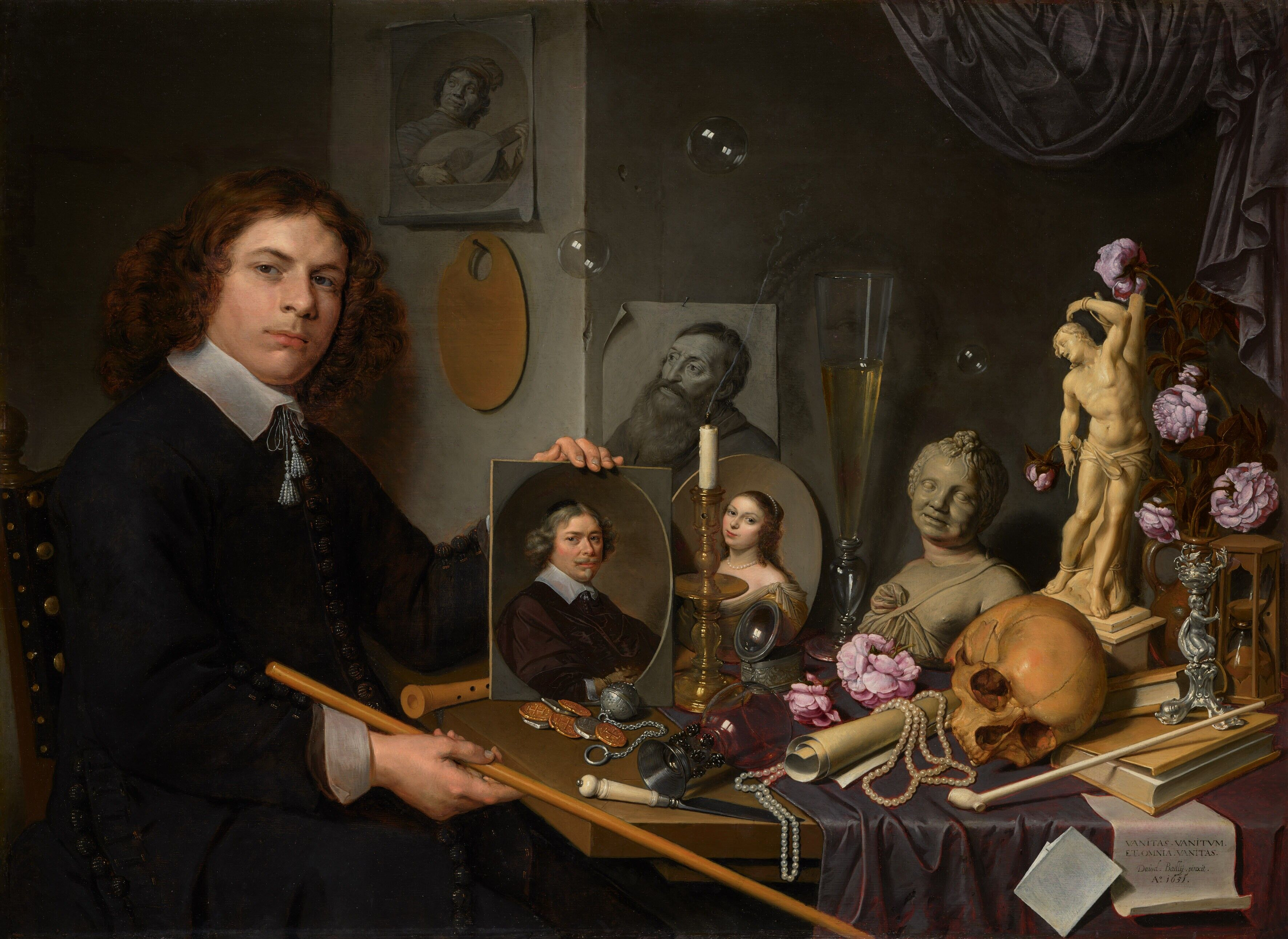
David Bailly Vanité aux portraits vers 1651
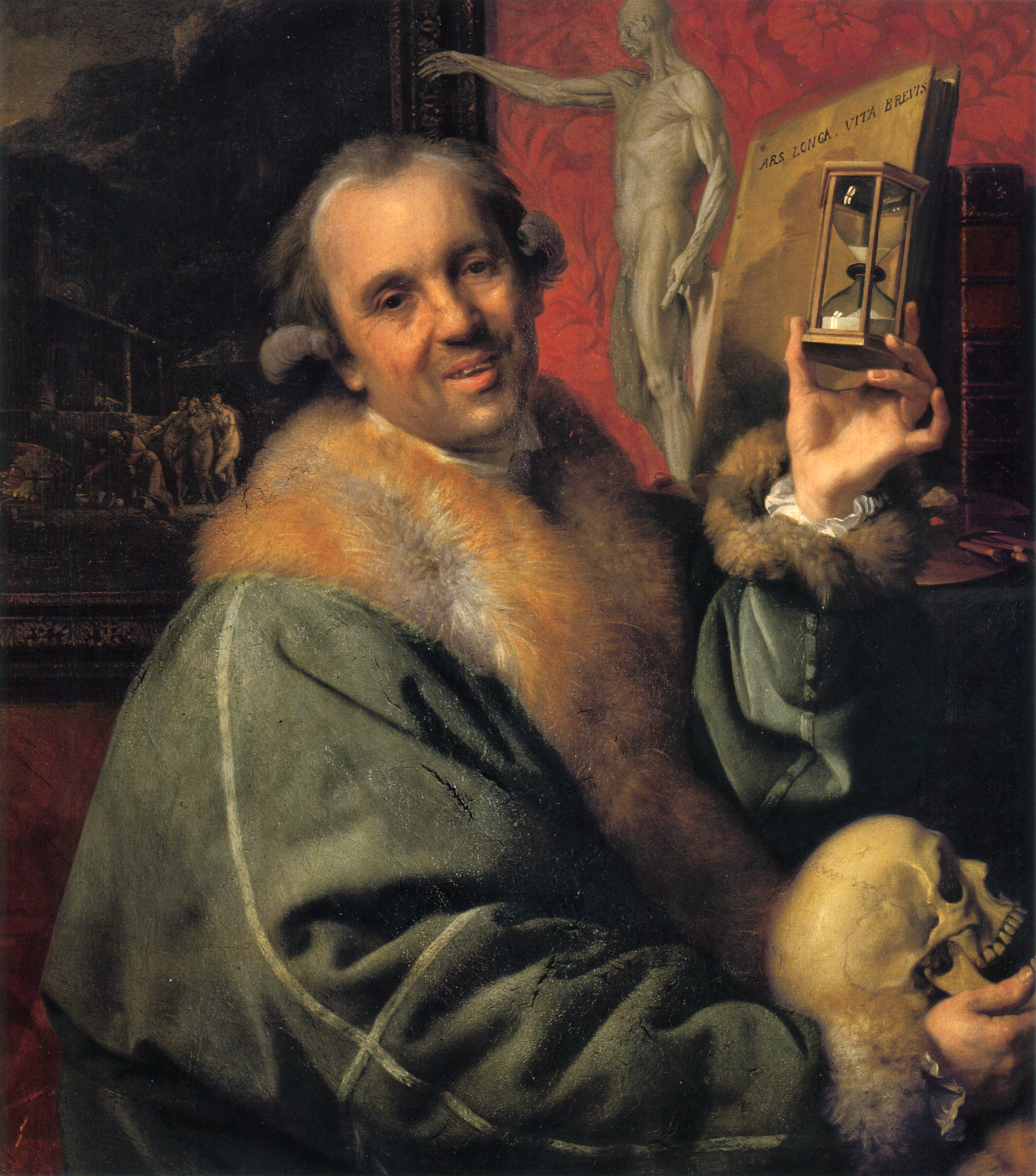
Johann Zoffany 1776
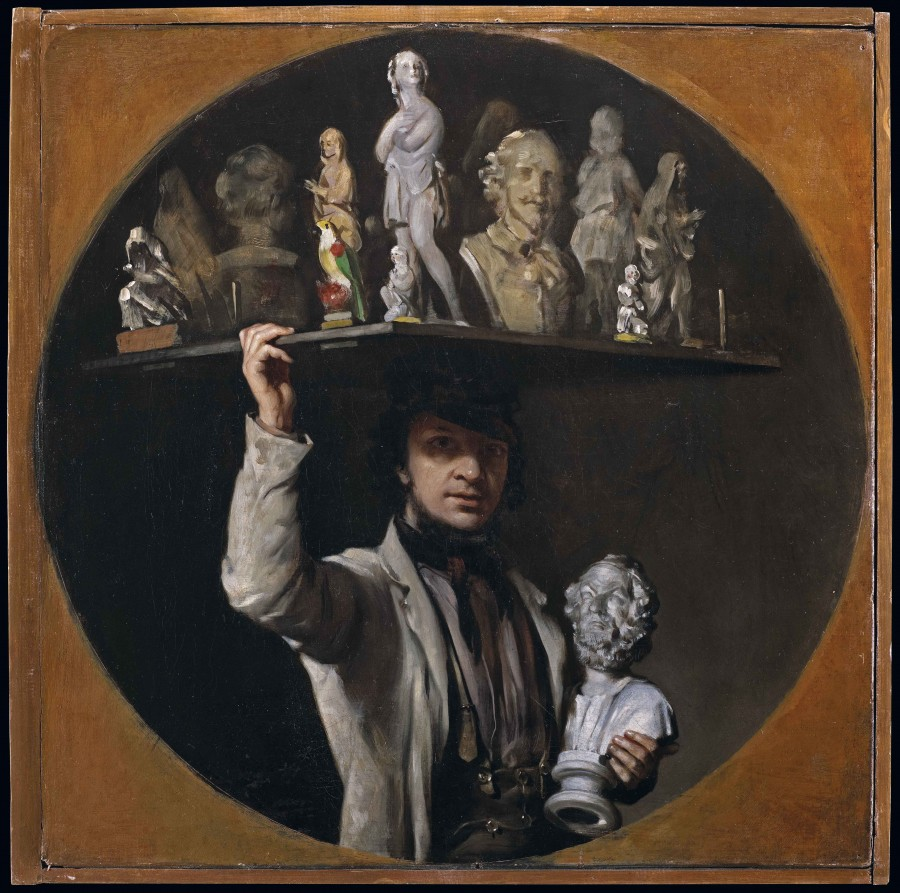
William Daniels v. 1850
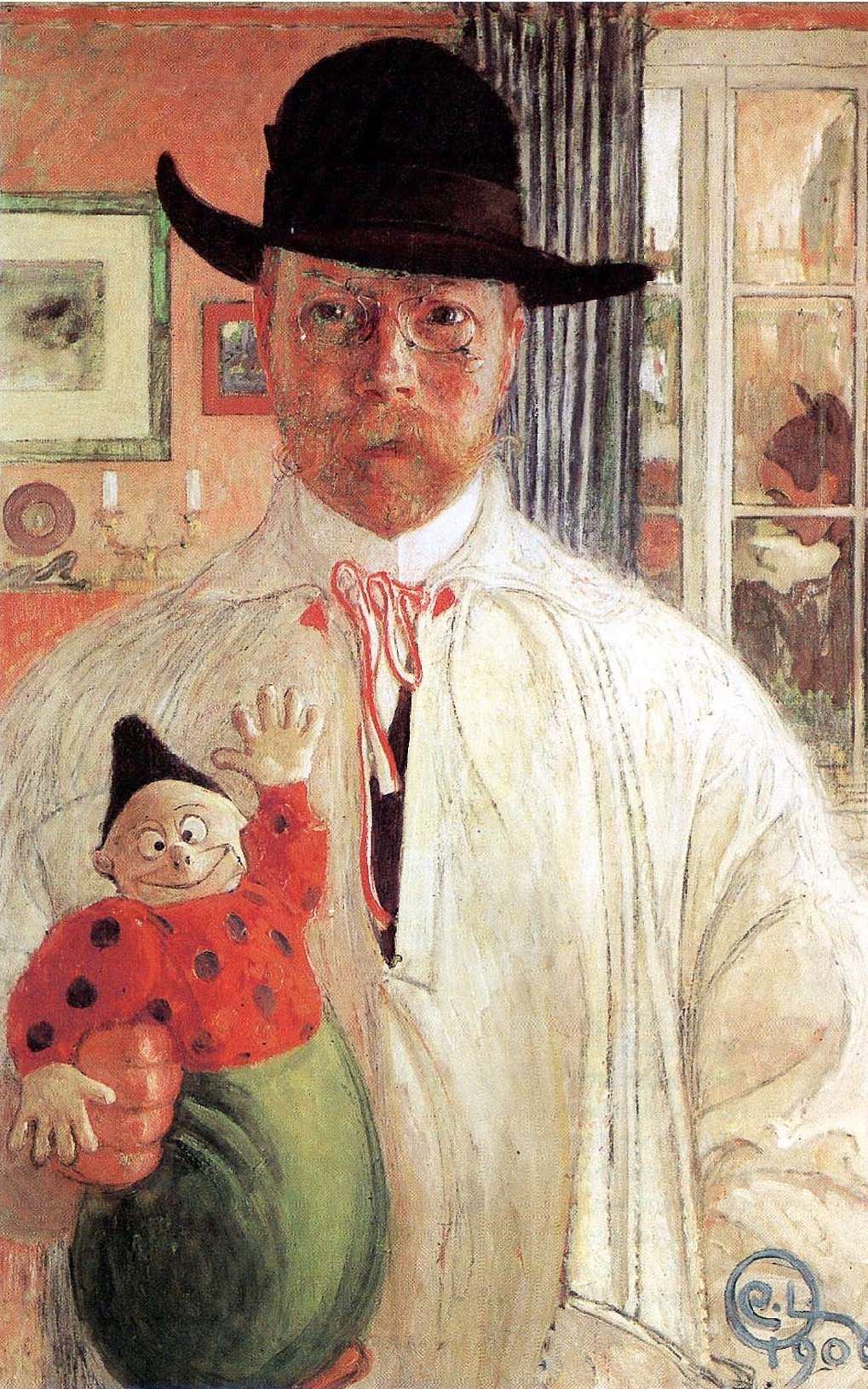
Carl Larsson 1906
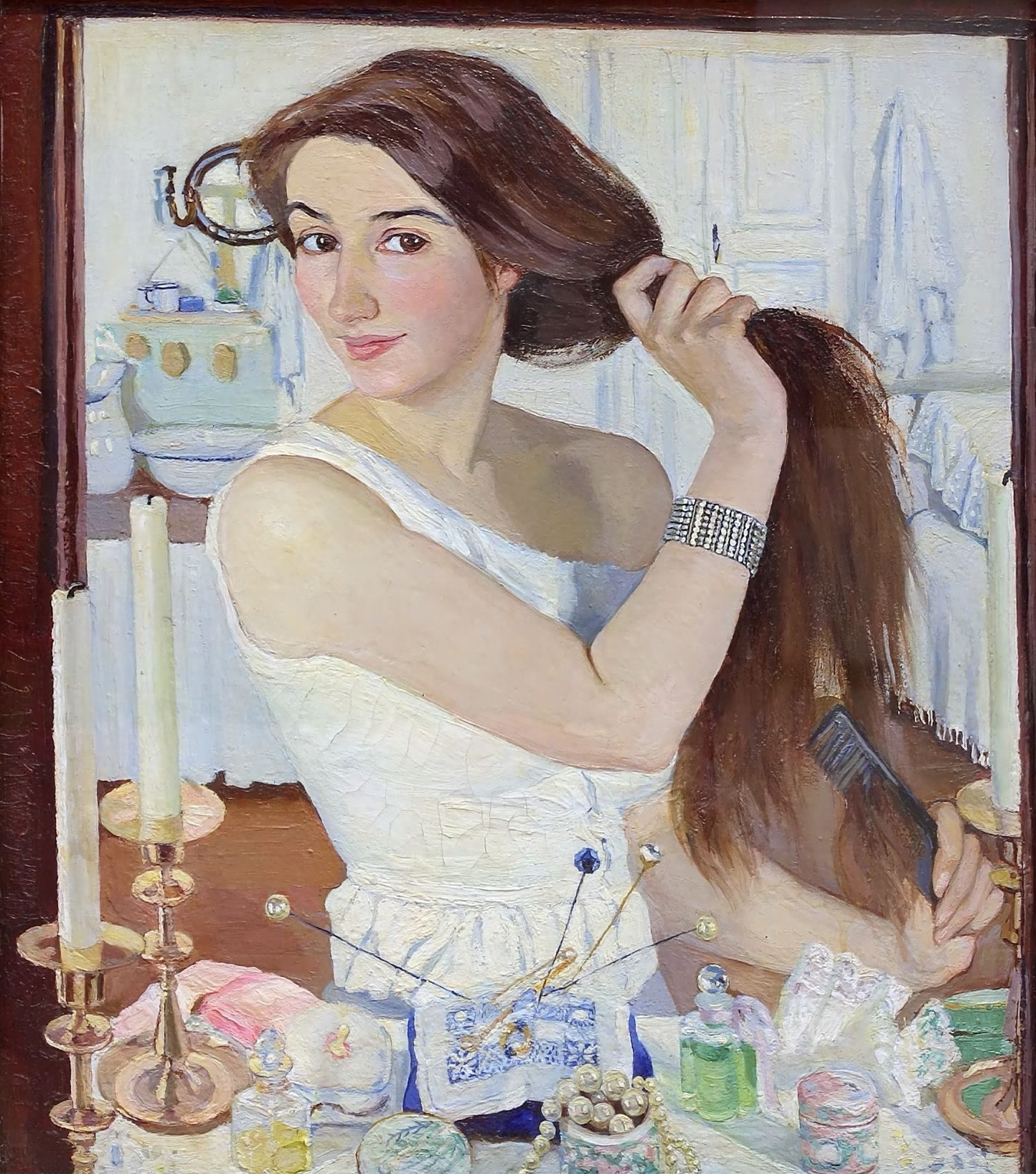
Zinaïda Serebriakova 1909
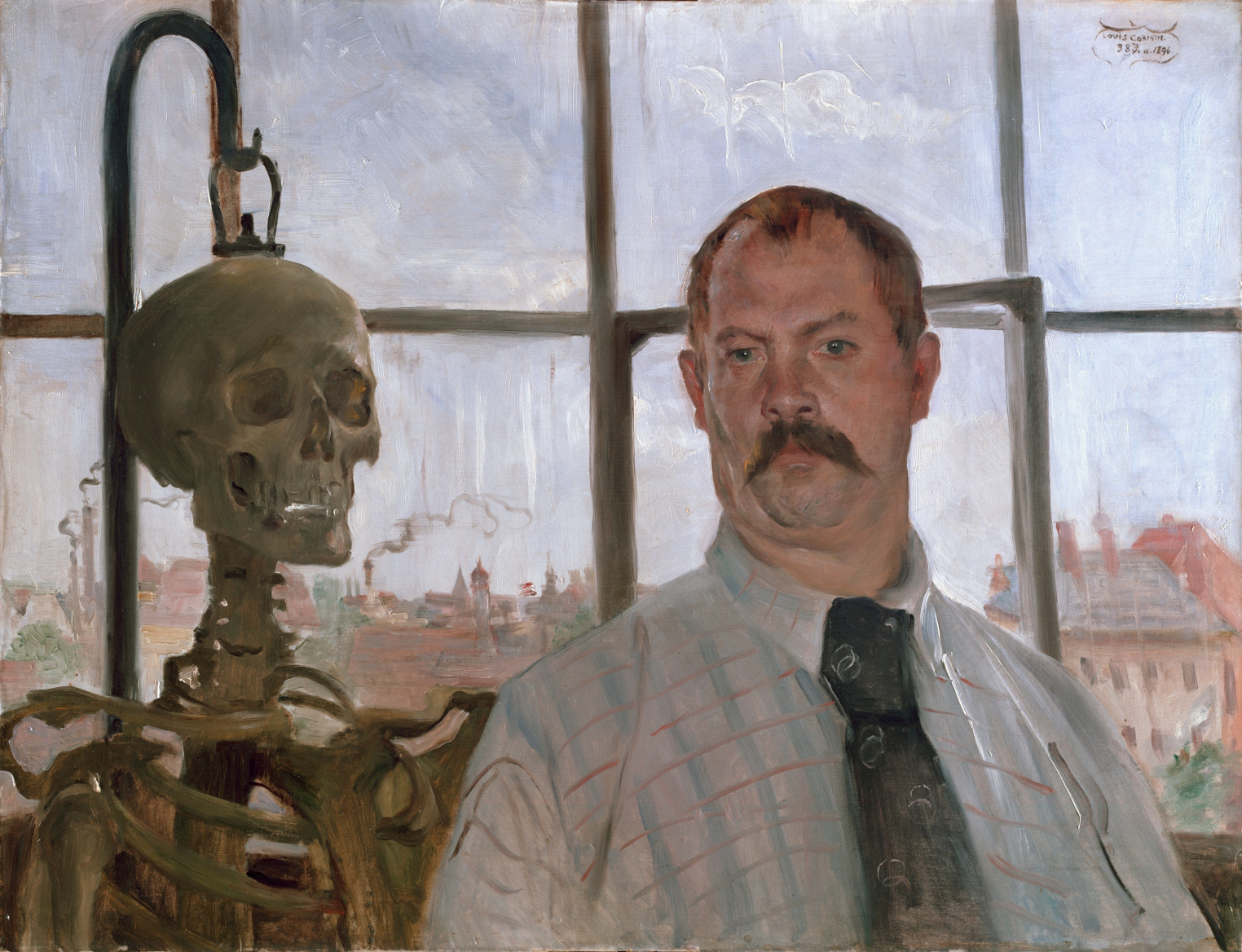
Lovis Corinth 1910
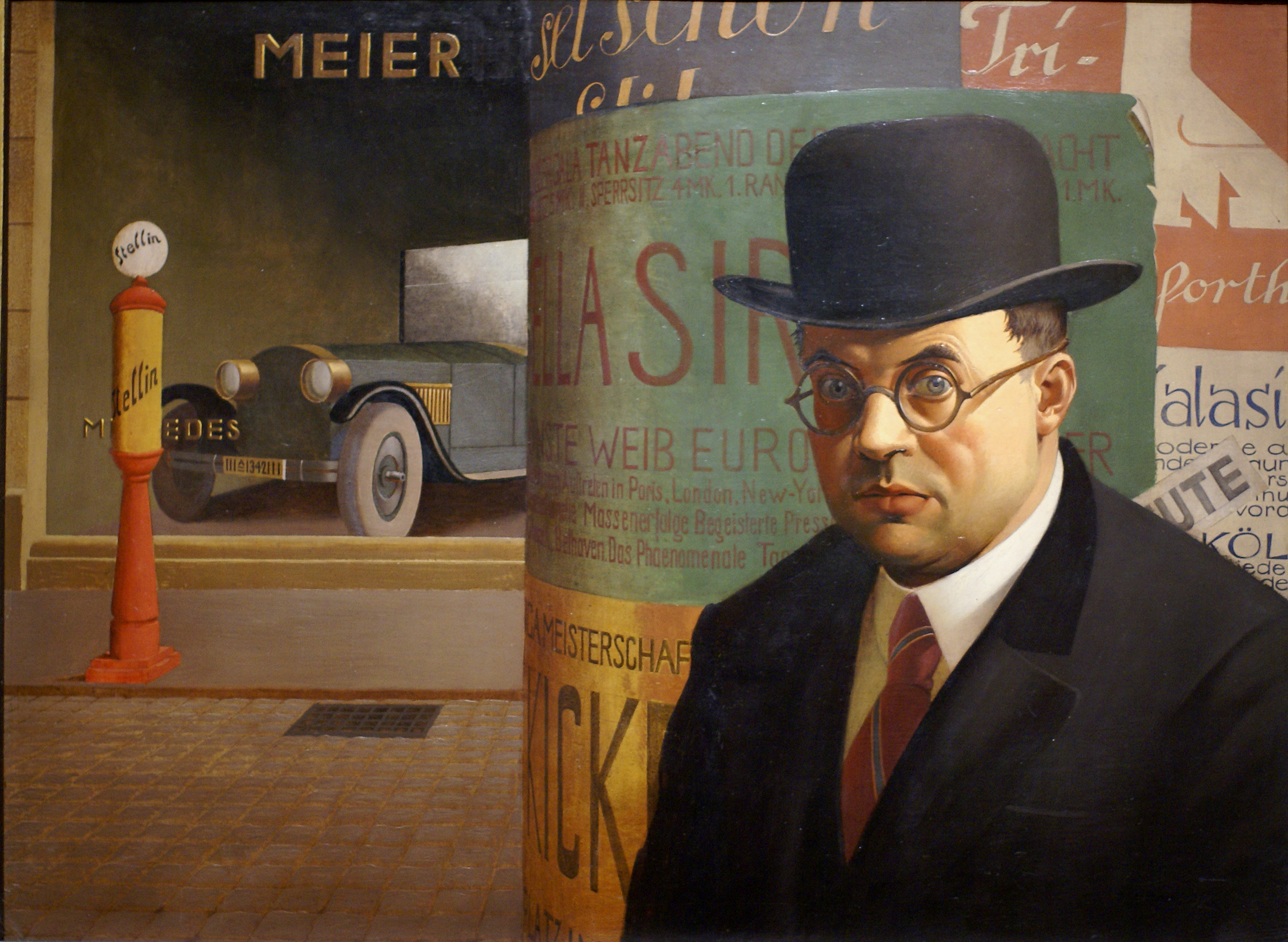
Georg Scholz 1926

Autres œuvres remarquables :

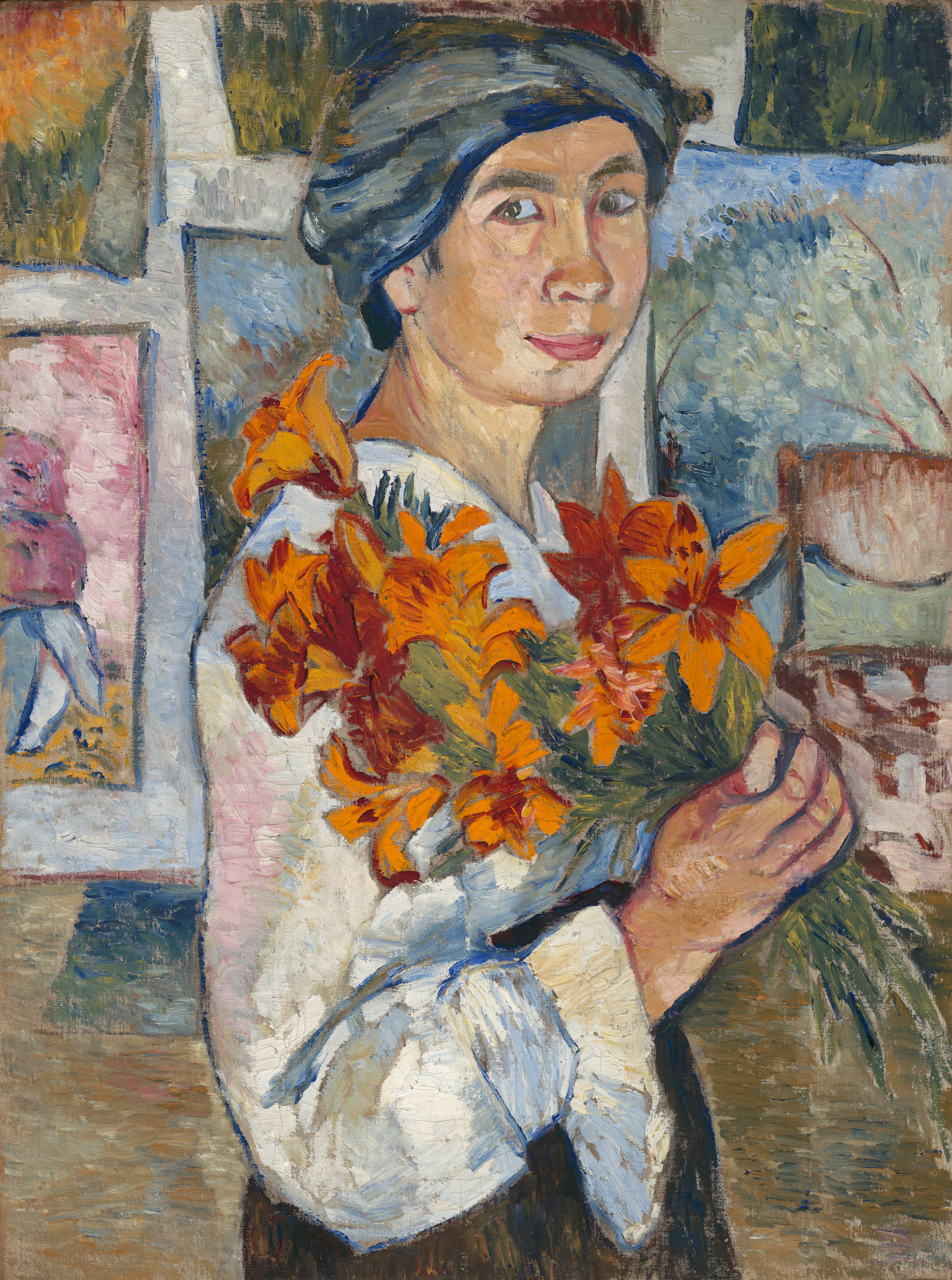
Nathalie Gontcharova, 1907

- Jan Steen, Autoportrait au luth, vers 1660, Madrid, musée Thyssen-Bornemisza ;
- Adrian Valck, Vanité, vers 1660, Hambourg, Hamburger Kunsthalle ;
- Job Berckheyde, Le Peintre dans son atelier, 1675, Florence, musée des Offices ;
- Tommaso Minardi, Autoportrait, 1813, Florence, Galerie d'Art moderne ;
- Gustav Adolph Friedrich, L'artiste peignant des chevaux dans son atelier, 1866 ;
- Nathalie Gontcharova, Autoportrait aux lys jaunes, 1907, Moscou, galerie Tretiakov ;
- Otto Dix, Autoportrait à l'œillet, 1913, Detroit, Institute of Arts ;
- Tamara de Lempicka, Tamara en Bugatti verte, 1929, collection privée, Suisse ;
- Salvador Dali, Dali nu, en contemplation devant cinq corps réguliers métamorphosés
en corpuscules... 1954, collection particulière ;
- David Hockney, Autoportrait à la guitare bleue, 1977, Vienne, musée d'art moderne.

#### La compagnie
La norme en matière d'autoportrait est que l'artiste se représente seul sur son tableau, mais il arrive toutefois fréquemment qu'il se montre en compagnie. On observe alors plusieurs cas, le plus fréquent étant celui du cadre familial (présence du conjoint, d'un enfant, voire de toute la famille). Vient ensuite le cas de la présence d'un ami ou d'une personne servant habituellement de modèle au peintre… Celui-ci peut se montrer également au milieu d'un groupe plus ou moins nombreux.
C'est du reste ainsi qu'en Italie, au XVe siècle, l'autoportrait prend son essor (exemples : Benozzo Gozzoli, qui place son visage dans un groupe de cavaliers sur la fresque L'Adoration des mages, en 1459 ; Filippino Lippi, qui glisse le sien à l'extrême droite de sa grande fresque La Dispute avec Simon Le Magicien en 1481 ; ou encore, vingt ans plus tard Luca Signorelli, debout à l'extrême gauche et au premier plan de L'Apparition de l'Antéchrist). On les distingue des autres personnages au fait que leurs regards sont dirigés vers le spectateur.
À la même époque, dans les Flandres, Rogier van der Weyden puis Dirk Bouts, se représentent successivement en compagnie de la Vierge Marie, vus de plain-pied dans le rôle de saint Luc dessinant son portrait, leurs visages en revanche dirigés vers elle.

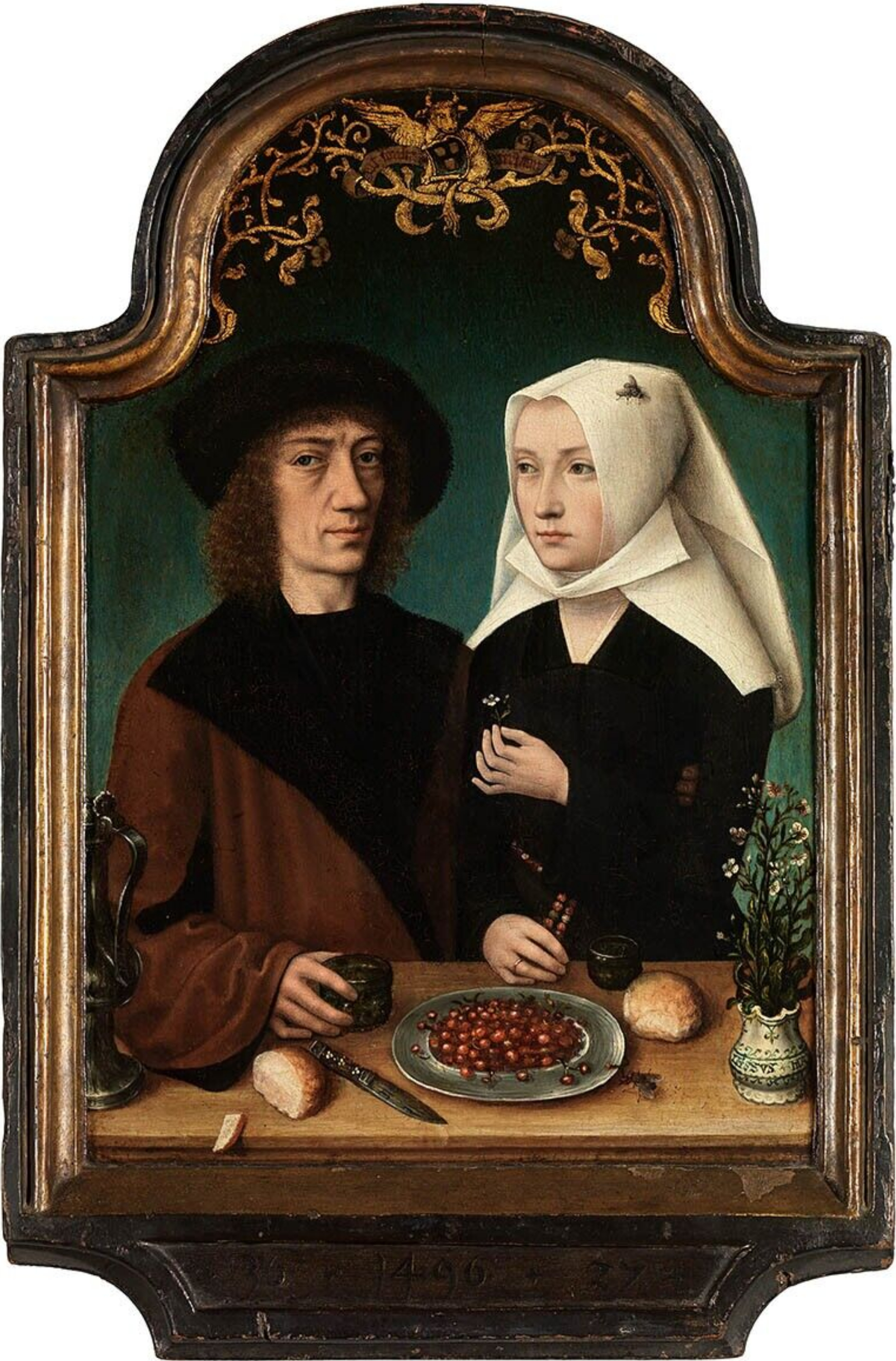
Maître de Francfort et son épouse 1496
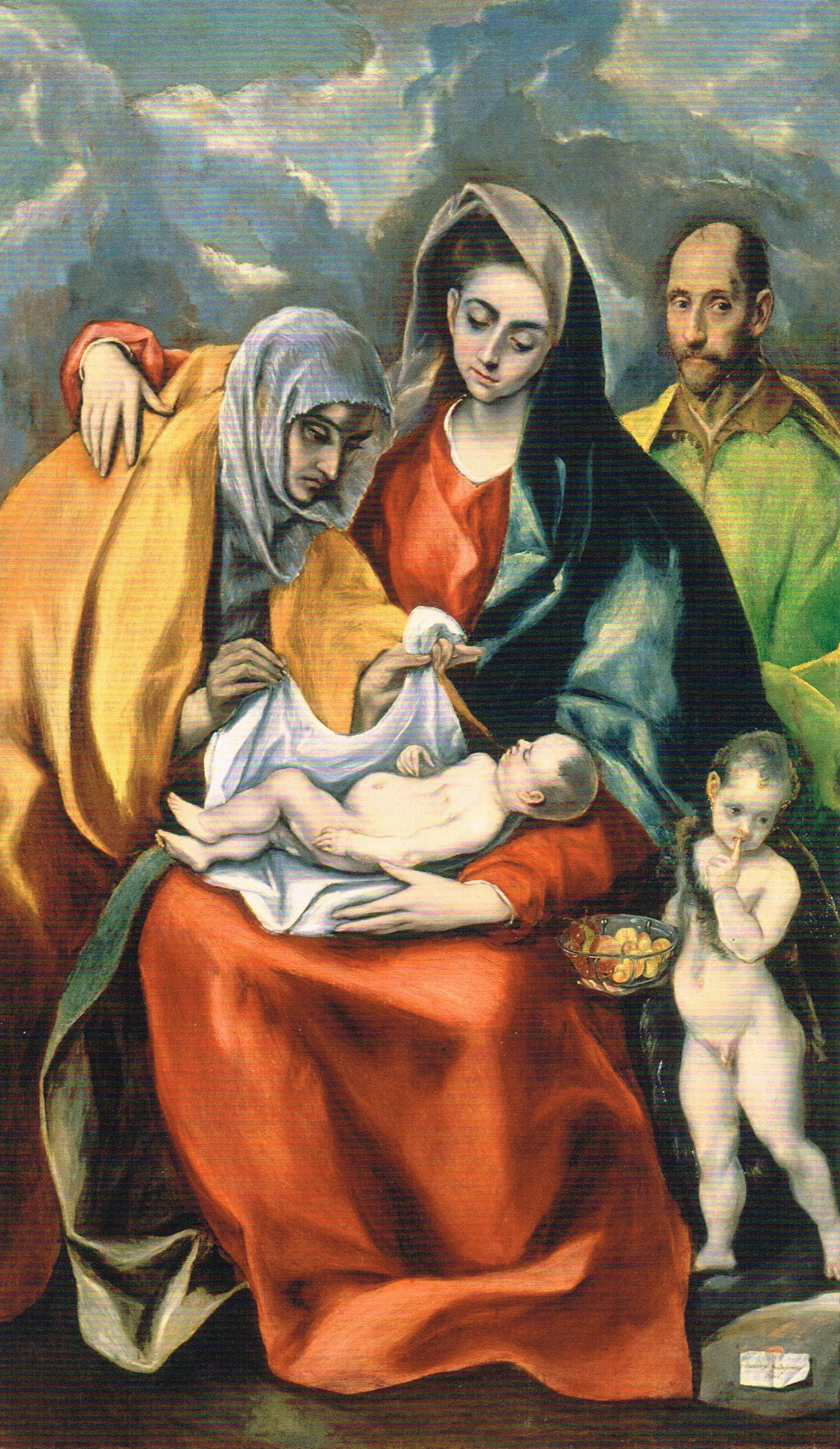
El Greco La Sainte famille avec sainte Elisabeth 1580-1585
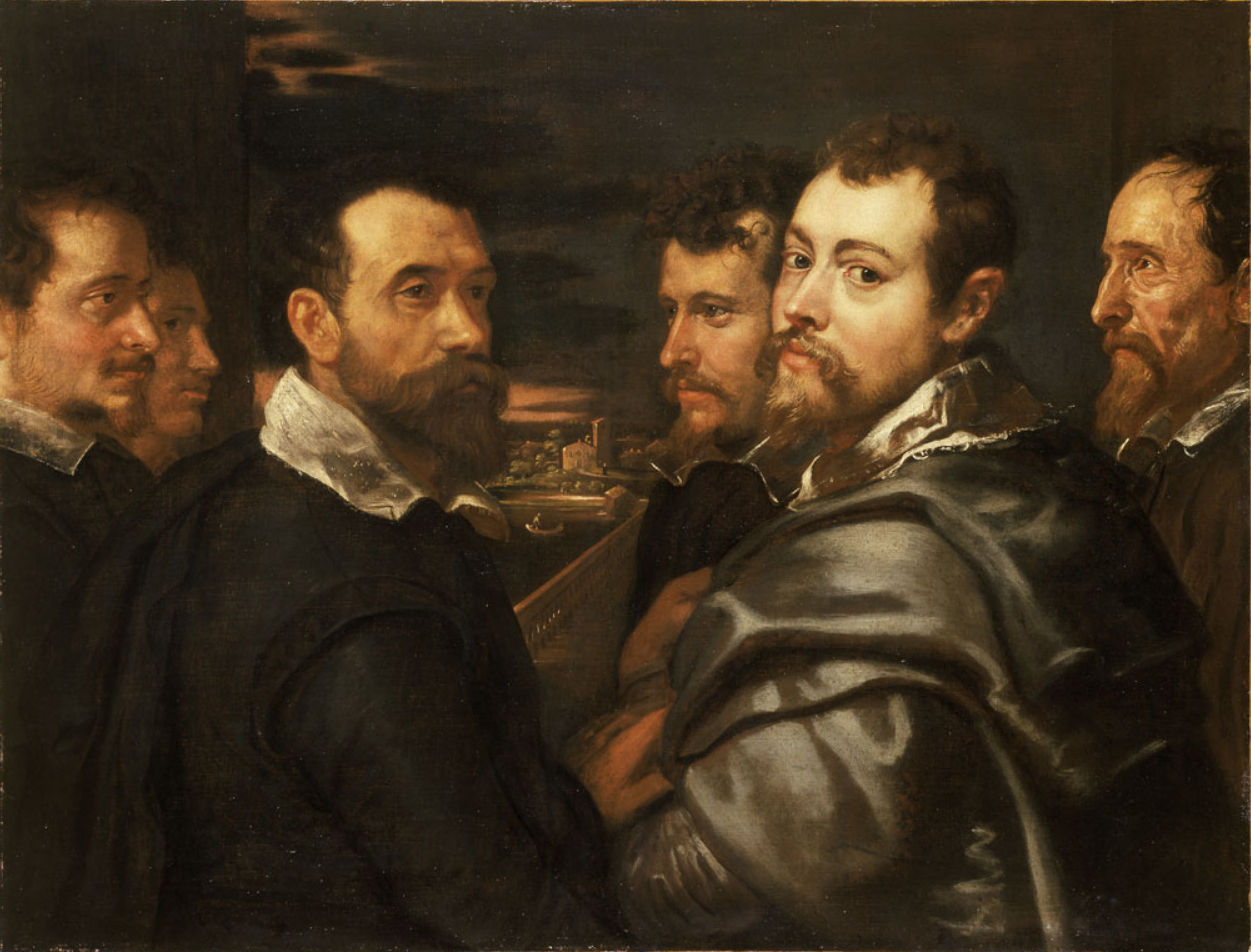
Pierre Paul Rubens Autoportrait dans un cercle d'amis de Mantoue de Mantoue vers 1602-1605
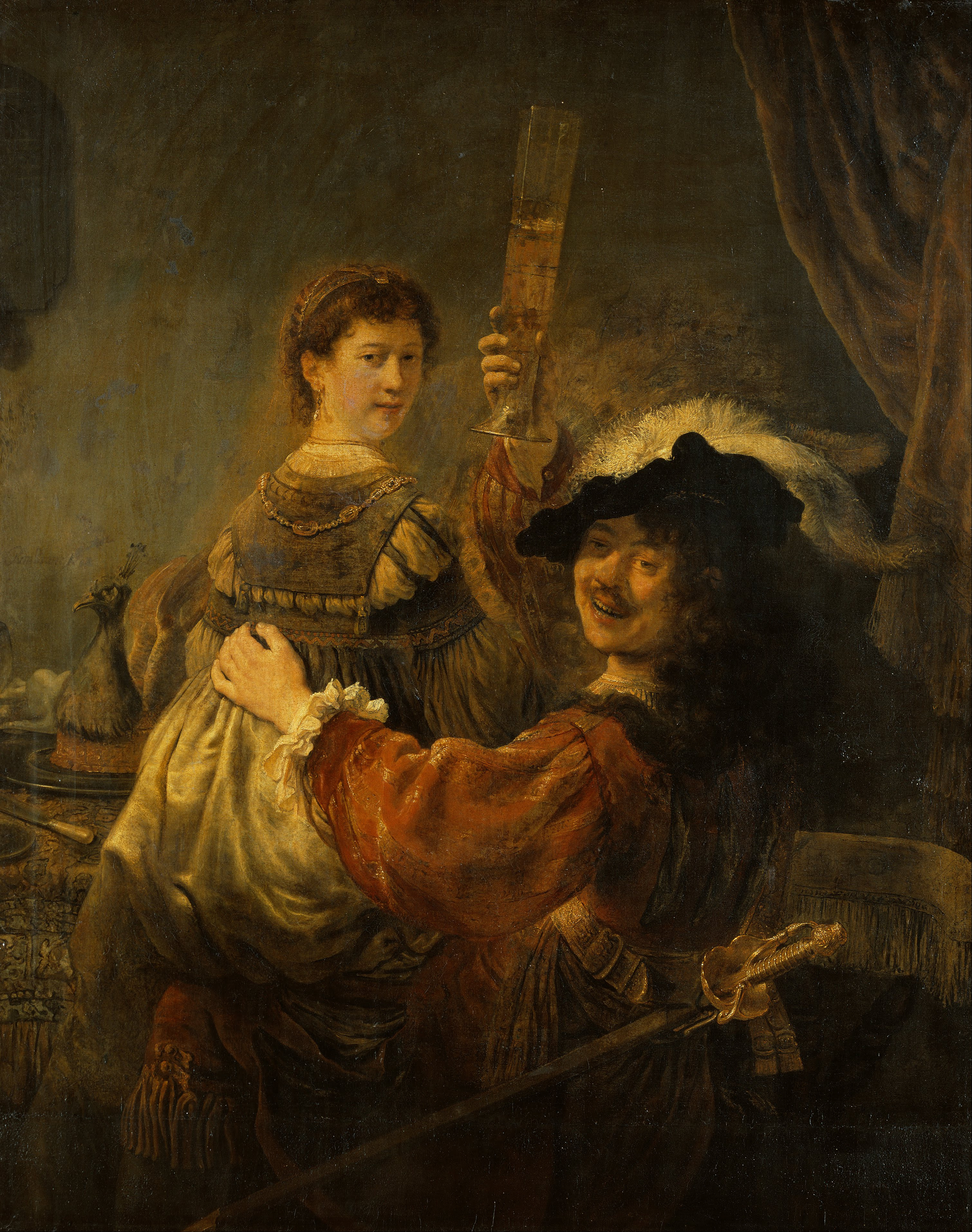
Rembrandt Autoportrait en enfant prodigue dans l'auberge 1638
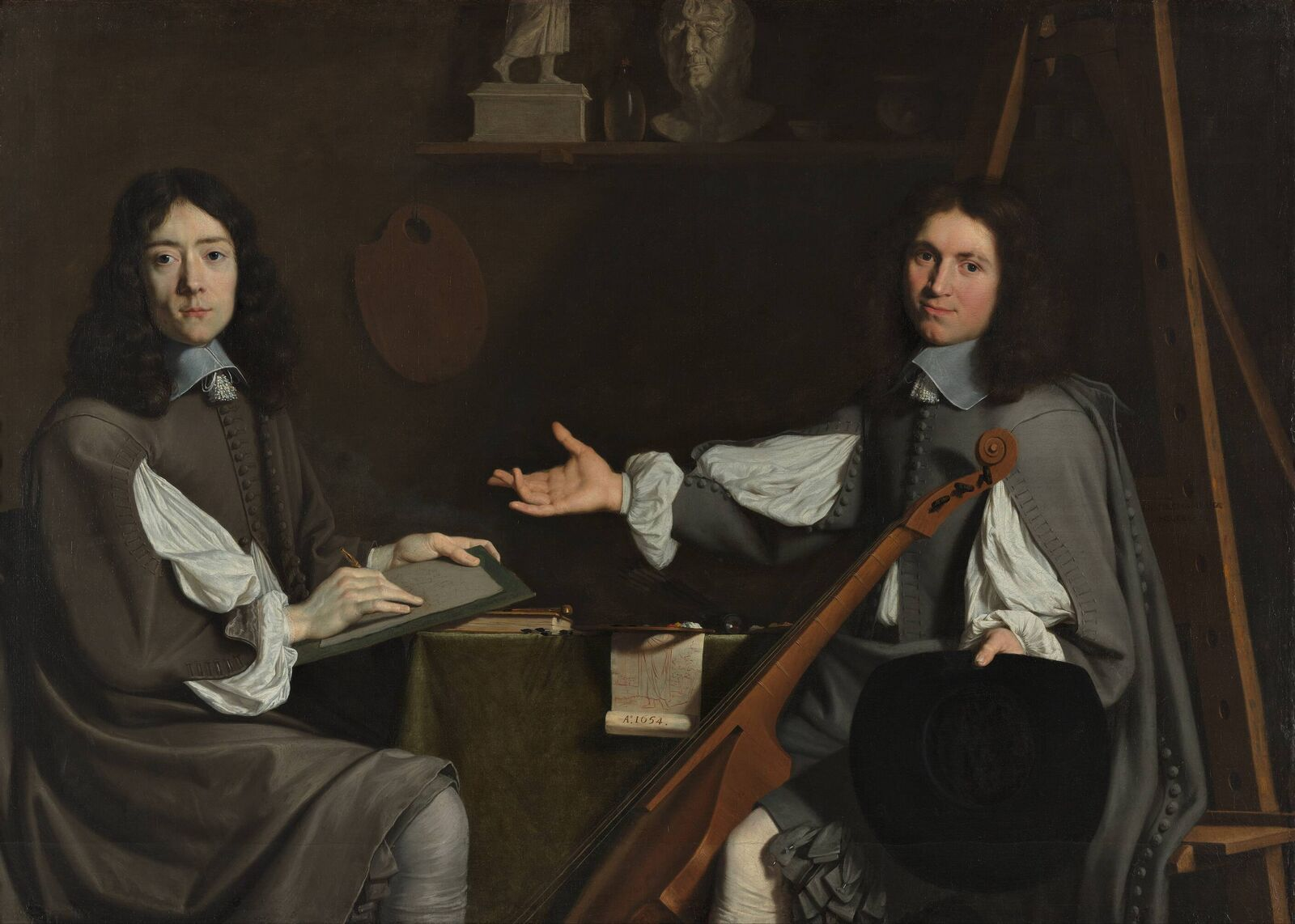
Jean-Baptiste de Champaigne et son ami Nicolas de Plattemontagne 1654
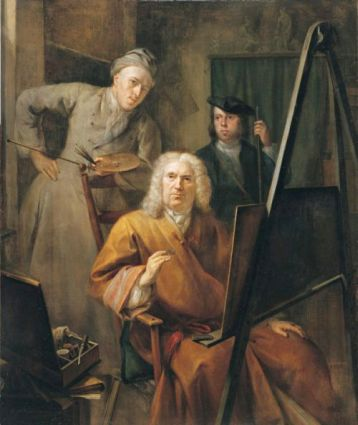
Cornelis van Lill avec son fils et Aert Schouman 1735
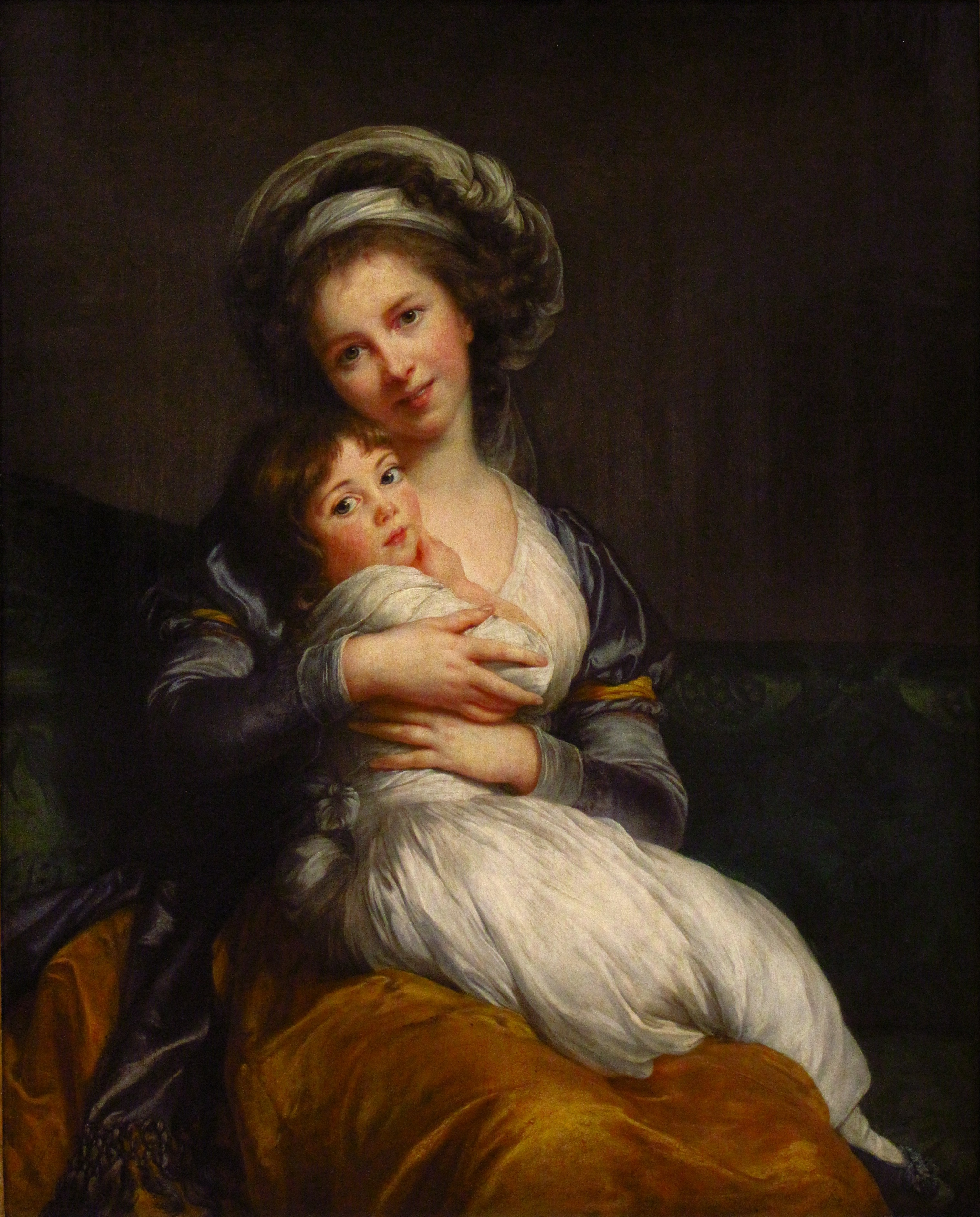
Élisabeth Vigée Le Brun et sa fille Julie 1786
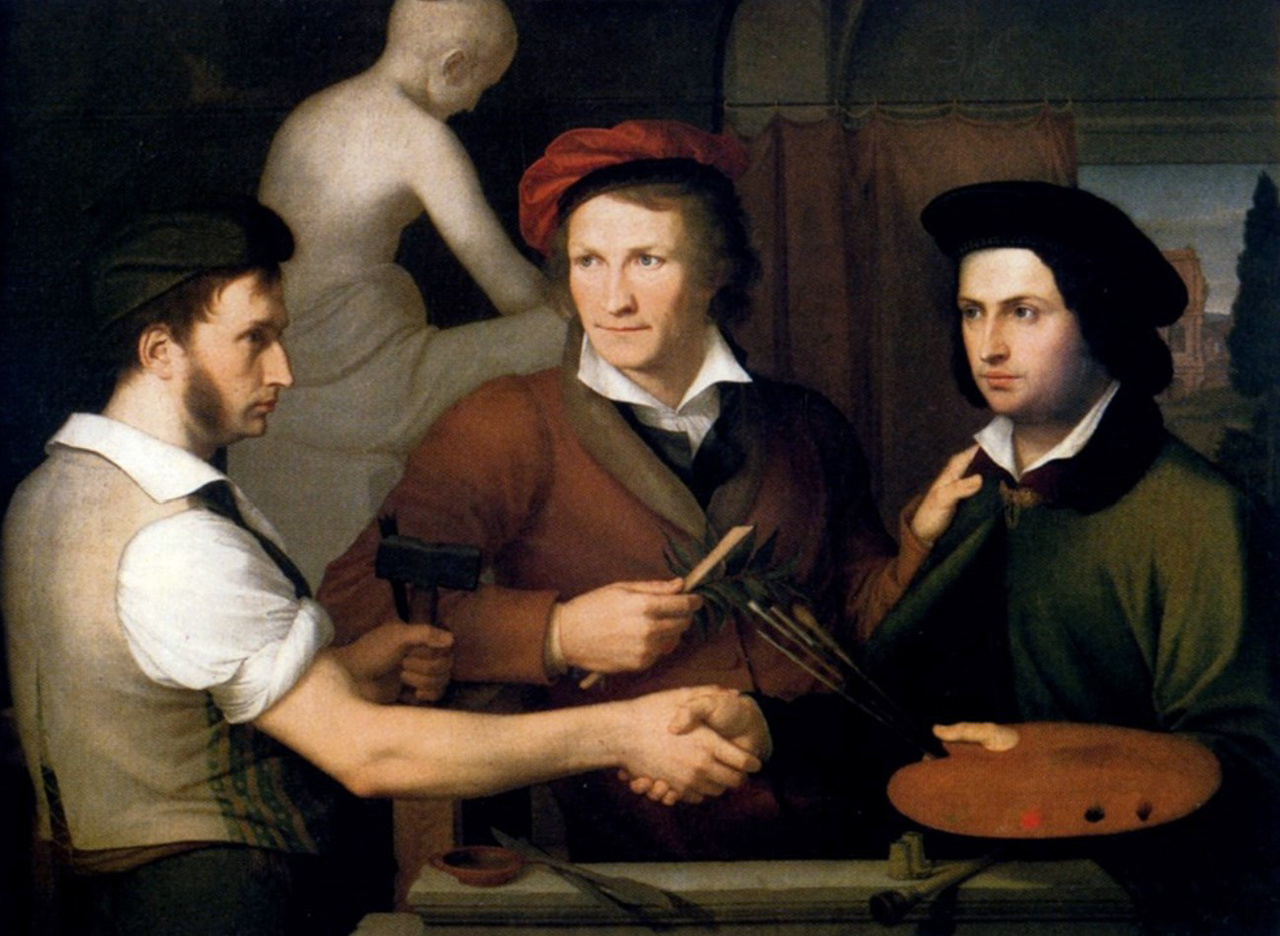
Wilhelm von Schadow L'artiste, son frère et Thorvaldsen 1814
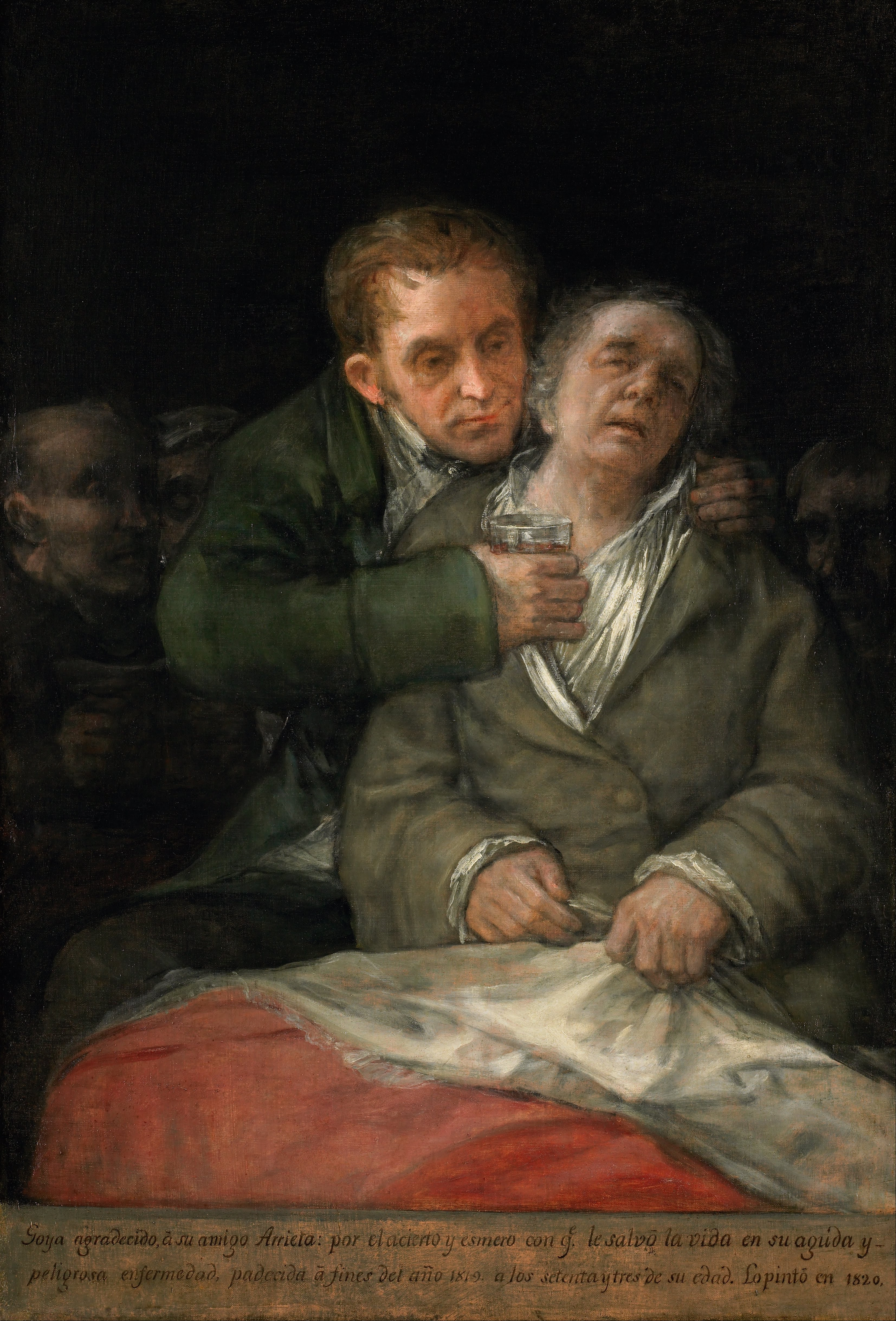
Francisco de Goya, Goya et son médecin 1820
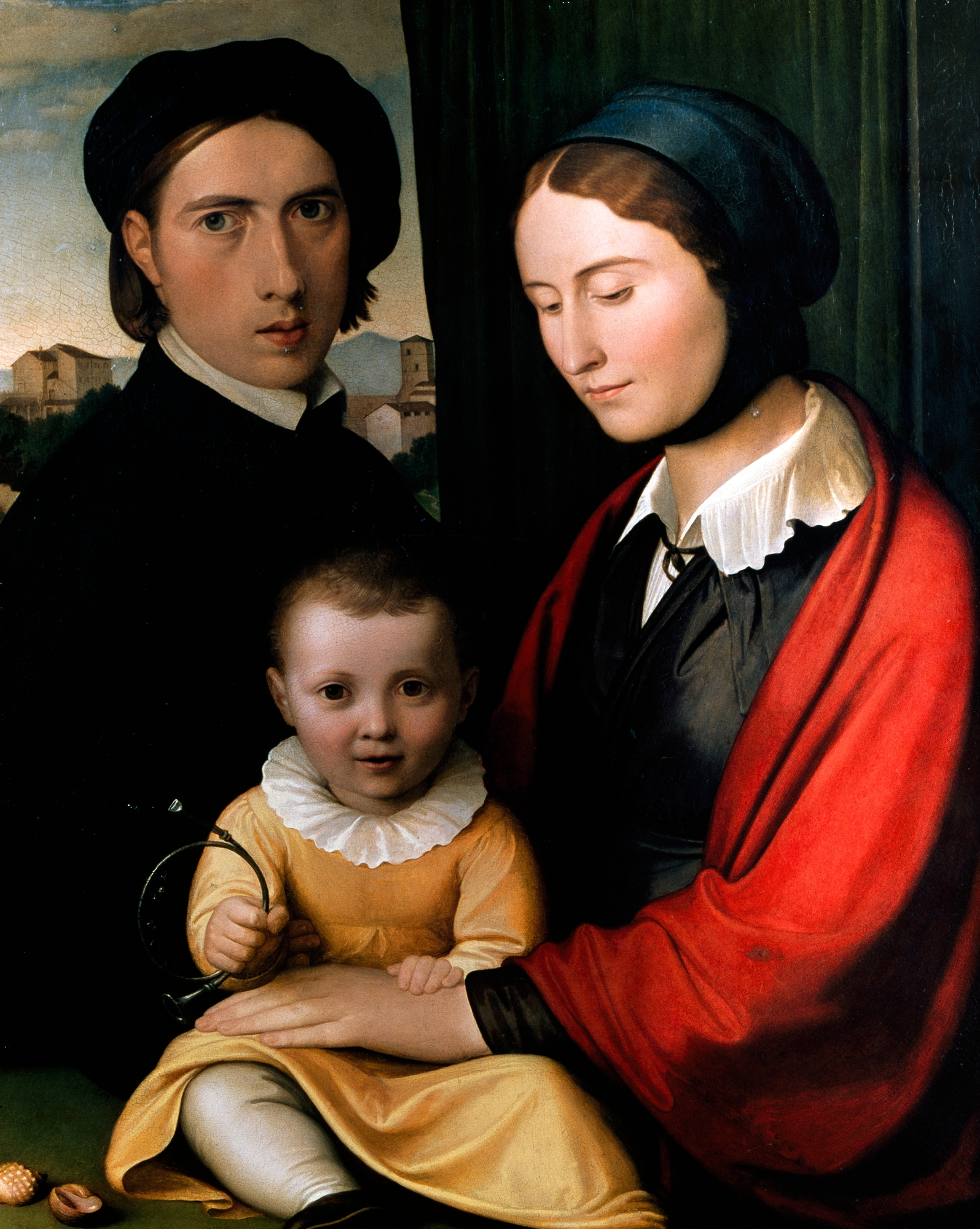
Friedrich Overbeck avec son épouse et son enfant 1830
Gustave Courbet L'atelier du peintre 1855
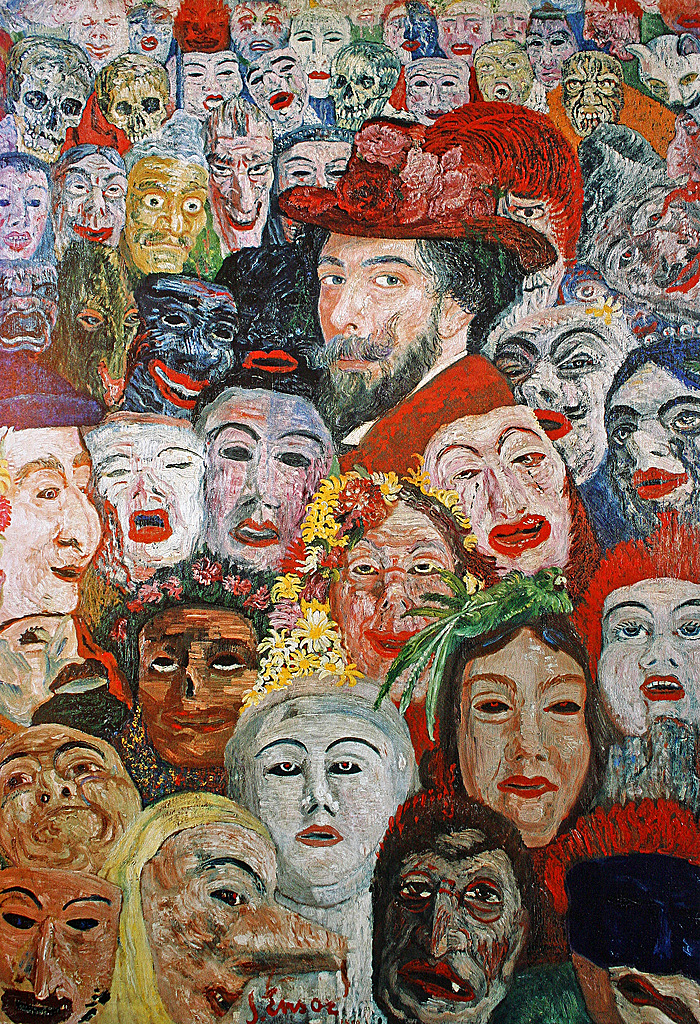
James Ensor Autoportrait aux masques 1899
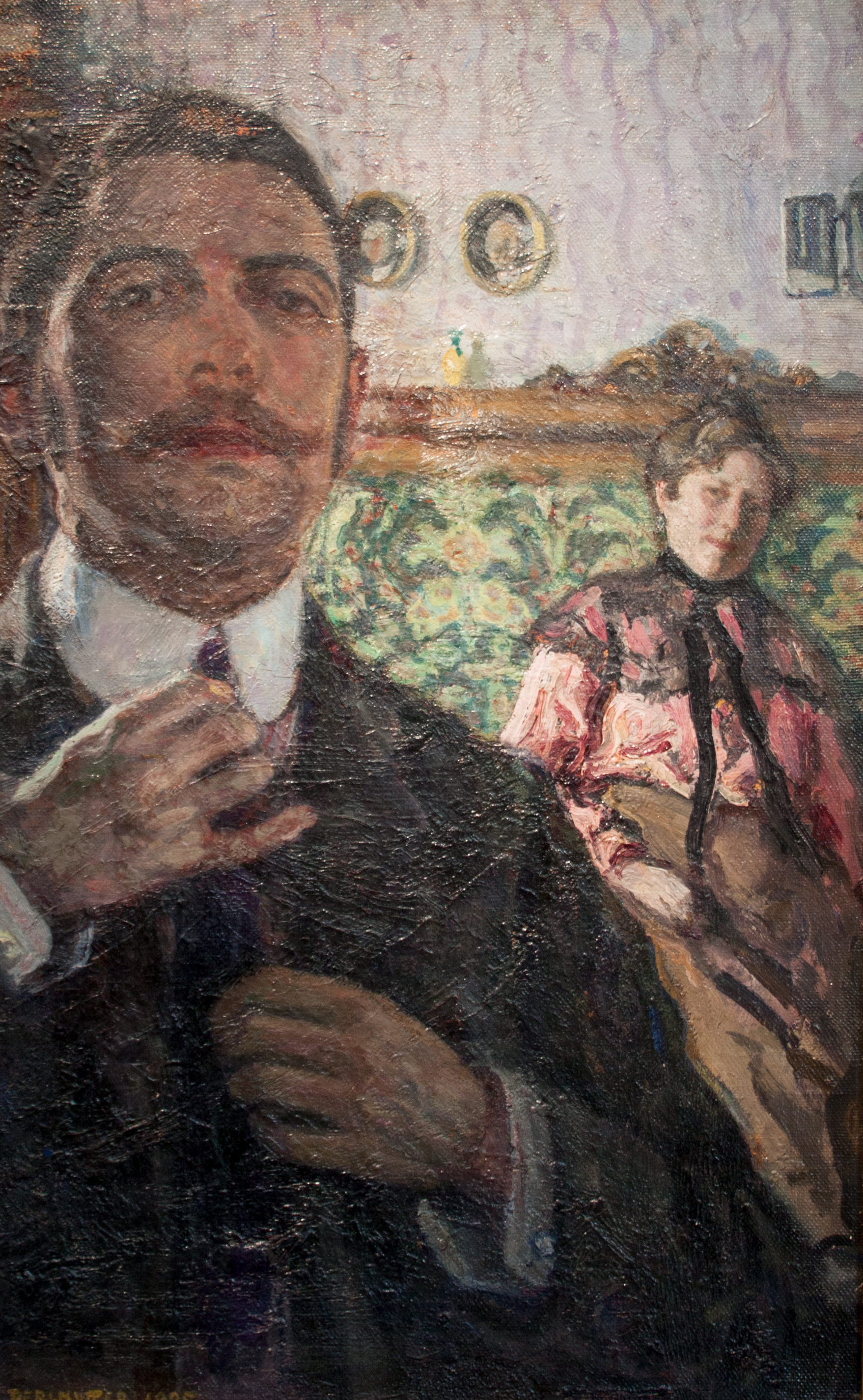
Izsák Perlmutter avec son épouse 1905
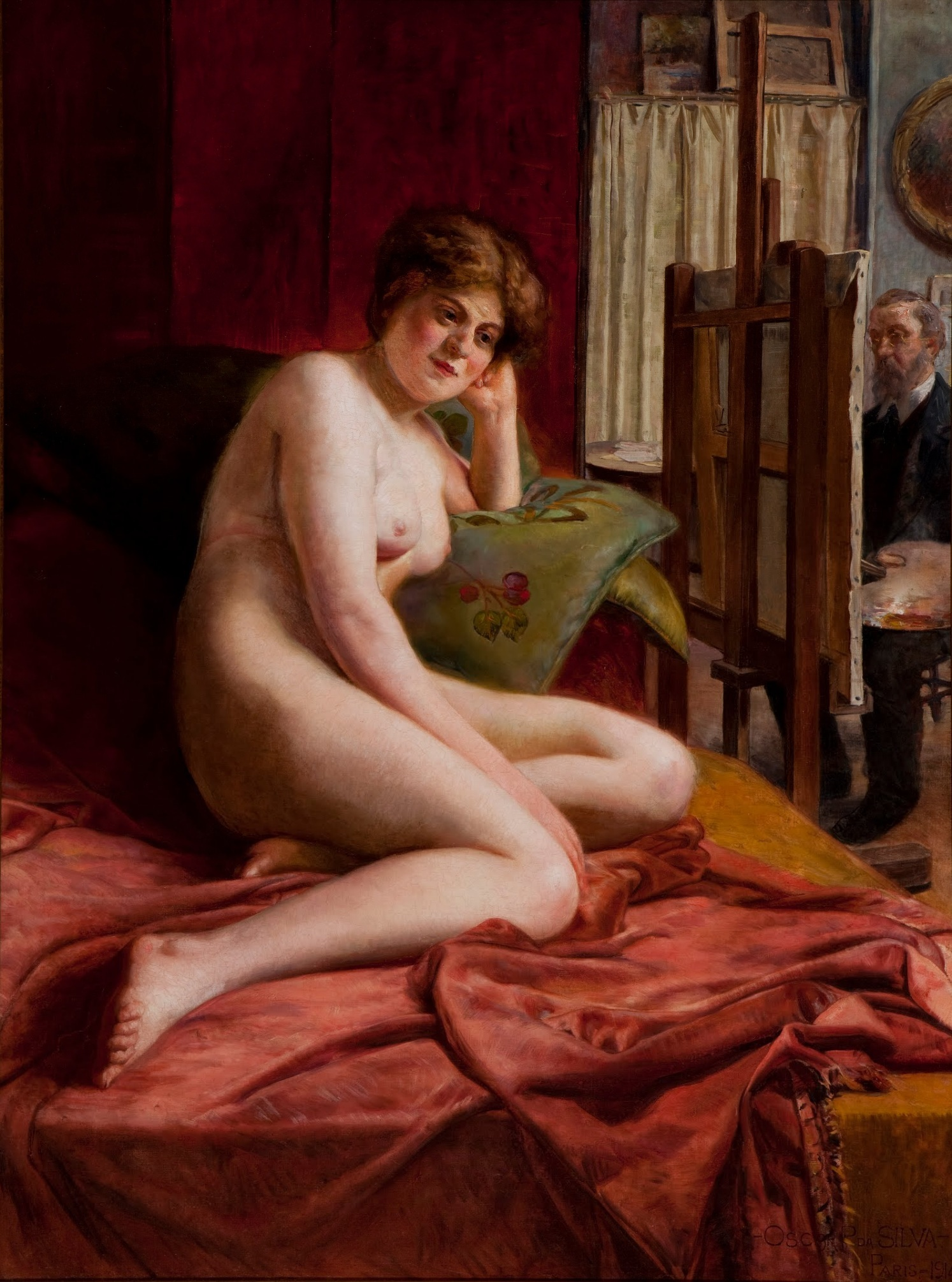
Oscar Pereira da Silva Pendant la pose 1914
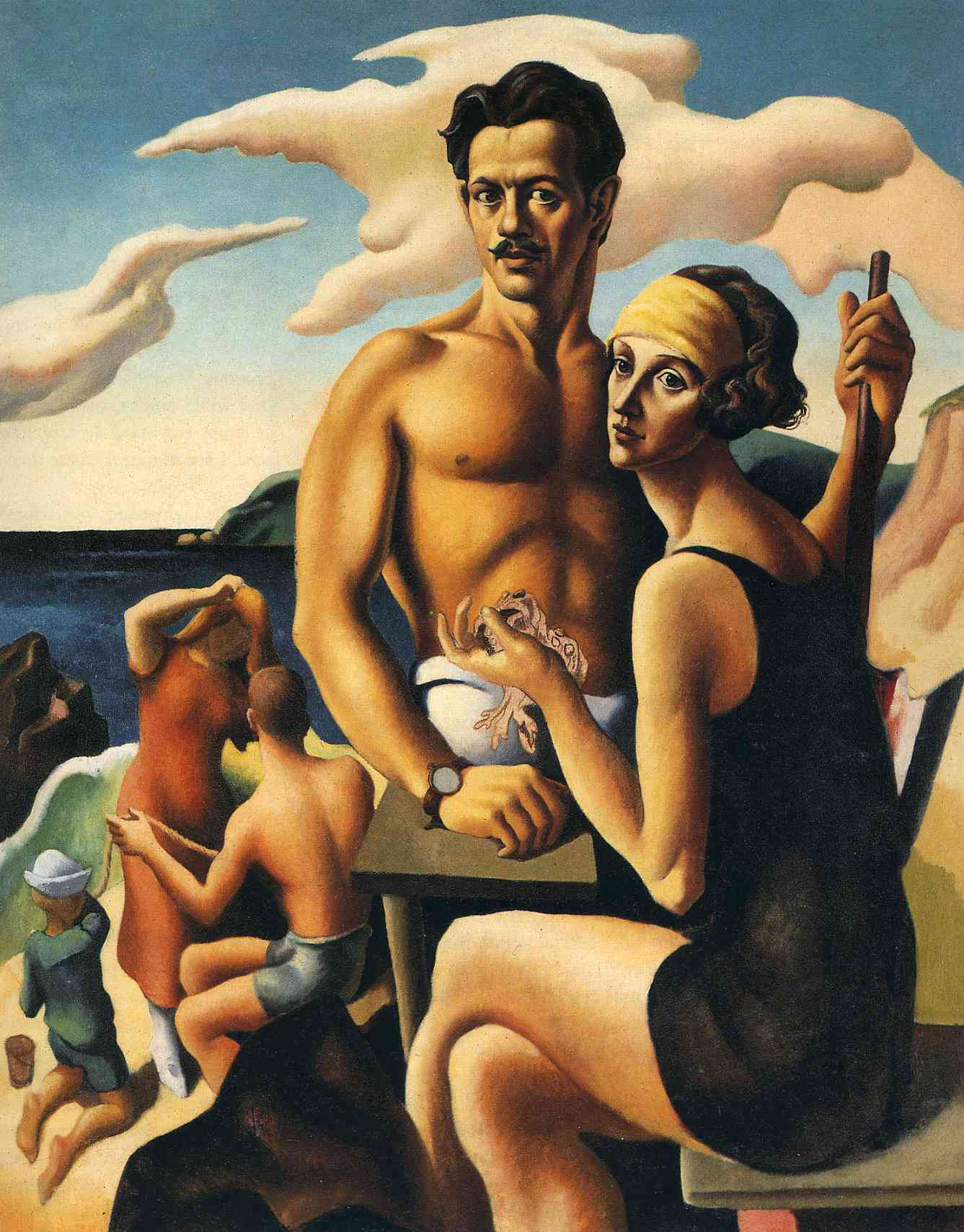
Thomas Hart Benton Autoportrait avec Rita 1922

Autres œuvres remarquables :

Raphaël, vers 1519

- Rogier van der Weyden, Saint Luc peignant la Vierge, vers 1435-1440, Boston, Museum of Fine Arts ;
- Raphaël, Autoportrait avec un ami, 1518-1520, Paris, Musée du Louvre ;
- Le Greco, La Sainte Famille avec Sainte Élizabeth, 1580-1585, Tolède, Musée de Santa Cruz ;
- Giovanni Battista Paggi, Autoportrait avec un ami architecte, 1580-1590, Musée de Wurtzbourg ;
- Jacob Jordaens, Autoportrait avec la famille, 1621-1622, Madrid, Musée du Prado ;
- Bartolomeo Passarotti, Groupe de six hommes incluant le peintre, XVIIe siècle ;
- Carl Larsson, L'Artiste avec sa fille, 1895, Göteborg, Göteborgs Konstmuseum ;
- Anders Zorn, Autoportrait avec son modèle, 1896 ;
- Suzanne Valadon, Portrait de famille, 1912, Paris, MNAM ;
- Laura Knight, Autoportrait avec nu, 1913, Londres, National Portrait Gallery ;
- Louise Catherine Breslau, L'Artiste et son modèle, 1921, Genève, Musée d'art et d'histoire ;
- Christian Schad, L'artiste et son modèle, 1927, collection privée ;
- Grant Wood, Retour de Bohême, 1935, Davenport (Iowa, États-Unis), Figge Art Museum ;
- Paul Delvaux, Ville endormie, 1938, collection privée.

Il arrive également parfois que des artistes se représentent « en compagnie d'eux-mêmes », c'est-à-dire deux ou plusieurs fois sur une même image.

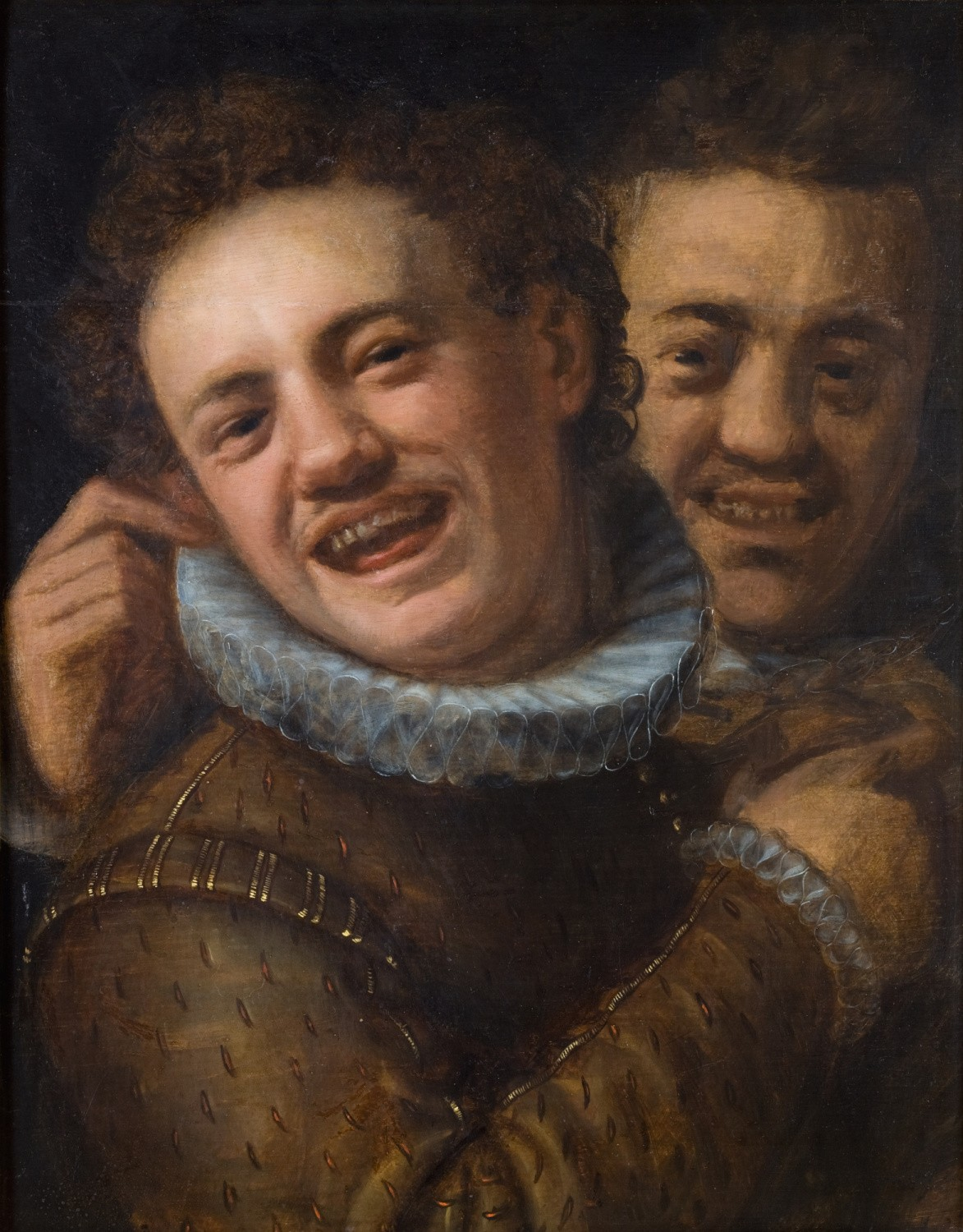
Hans von Aachen Deux hommes riant avant 1574
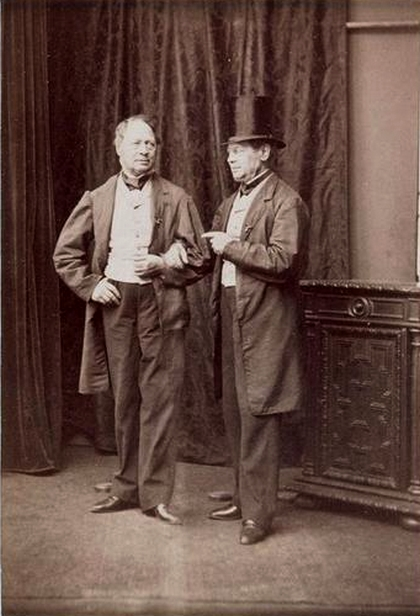
Hippolyte Bayard Double autoportrait en pied (photographie) 1885
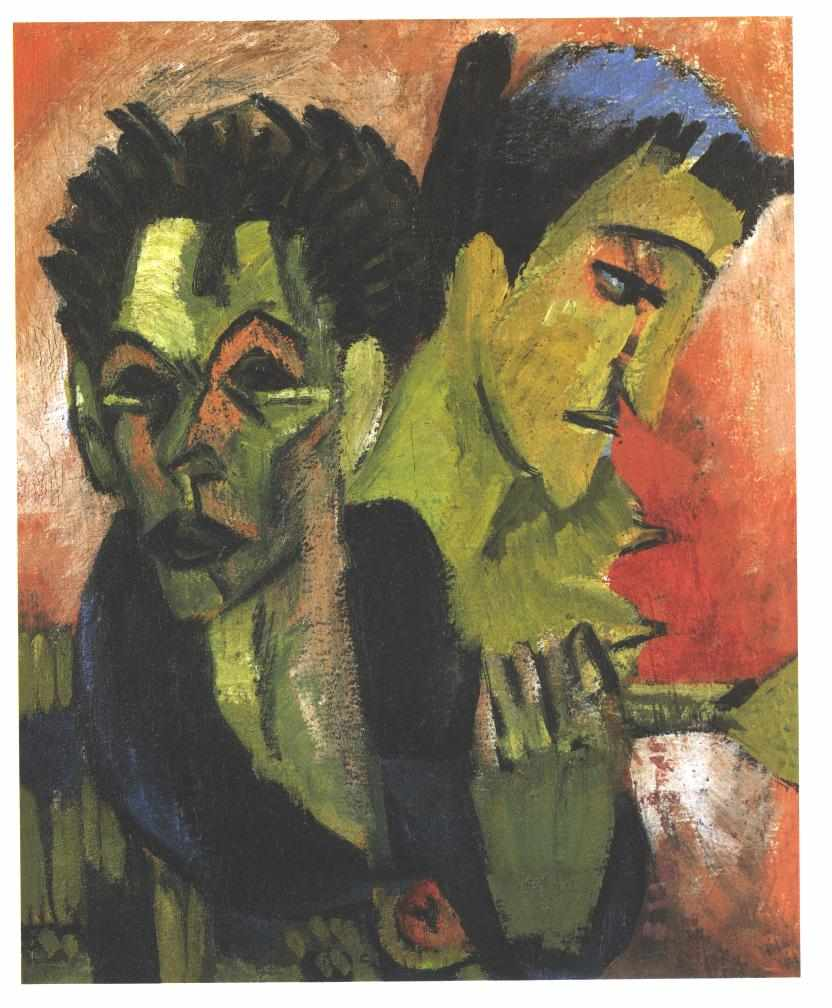
Ernst Ludwig Kirchner Double autoportrait 1914
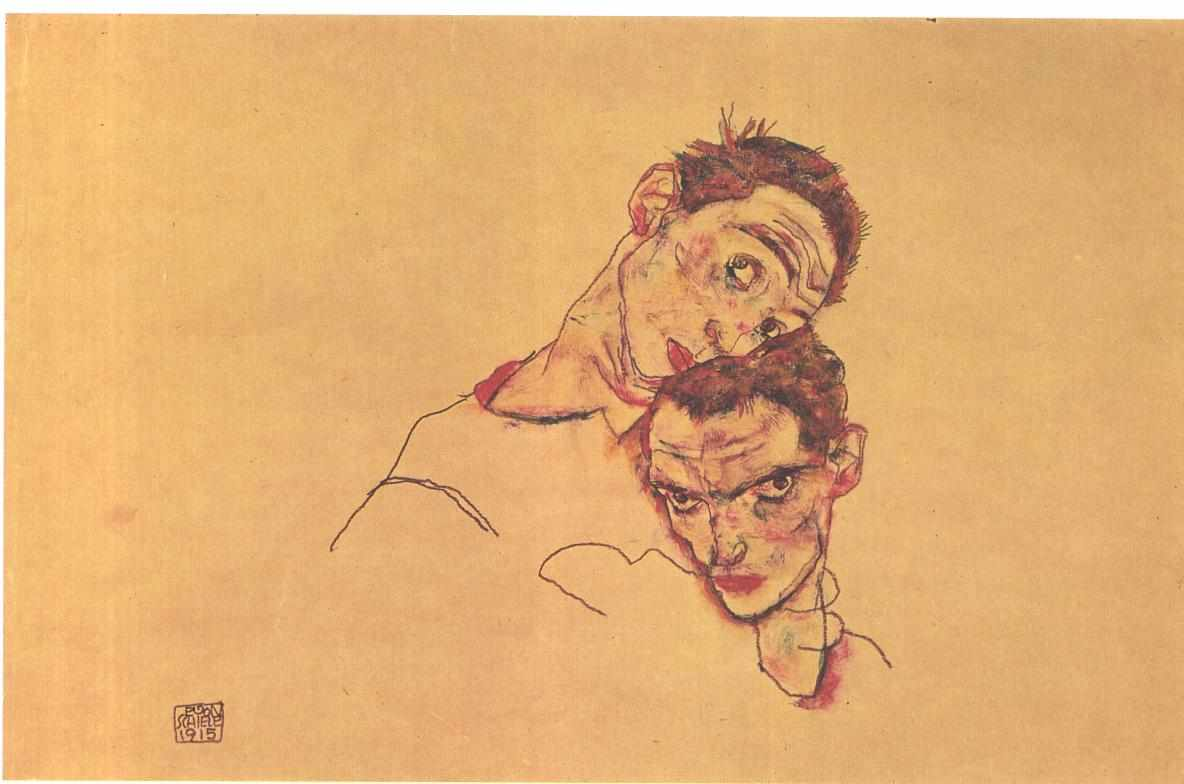
Egon Schiele Double autoportrait 1915

Autres œuvres remarquables :

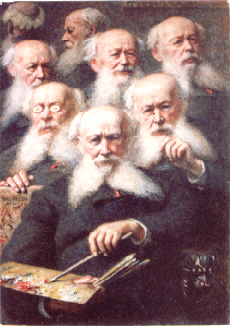
Eugène Feyen, vers 1906

- attribué à Jacques-Eugène Feyen, Multiple autoportrait, vers 1906 ;
- Jean Cocteau, Quadruple autoportrait, 1915-1916, collection particulière ;
- Vincent Canadé, Double autoportrait, 1927, New York, Moma ;
- Jean Dubuffet, Double autoportrait au chapeau, 1936, Paris, Fondation Jean Dubuffet ;
- Johannes Grützke, Trois hommes surpris, 1973, Hanovre (Allemagne), Galerie Brusberg.

#### Le corps
Faire son propre portrait, c'est exposer l'image de son corps au regard d'autrui. Dans la majorité des cas, la tenue vestimentaire choisie est neutre. On rencontre toutefois deux cas extrêmes :
- celui où l'artiste se représente nu ou très légèrement vêtu à différentes fins, notamment dans le but de faire partager son intimité, quitte à dévier alors vers un certain exhibitionnisme ; 
- celui, au contraire, où les habits prennent plus d'importance que le visage, comme si l'artiste voulait mettre l'accent sur son statut social.
Ces deux voies ne sont pas antinomiques et certains artistes, tels Lovis Corinth ou Avigdor Arikha, se sont engagés dans l'une et l'autre.

##### Le nu, corps dévoilé
Les motivations de l'artiste à se montrer nu sont multiples, à commencer chez Dürer, précurseur dans le genre. Durant les années 1500, dans un dessin resté inachevé, il se représente à mi-jambes le corps légèrement courbé et le regard fixé vers spectateur. Il met alors l'accent sur les effets de la lumière sur son anatomie, « sacrifiant l'imitation de la réalité à la volonté d'équilibrer les volumes, par exemple en rehaussant de blanc son épaule droite, la plus proche du spectateur, qu'il aurait dû plonger dans l'ombre ». Vers 1522, âgé de 50 ans, c'est cette fois dans une visée expressionniste qu'il réalise son Autoportrait en homme de douleurs, s'identifiant au Christ tenant dans ses mains les instruments de son supplice.
Alors que le thème du nu est grandement éprouvé depuis les origines de l'art, sa pratique dans l'autoportrait est complètement délaissée après Dürer pendant quatre siècles : tout au plus, au début du XIXe siècle, le peintre nazaréen Victor Emil Janssen se représente-t-il une fois torse nu, à l'œuvre devant son chevalet, dans une visée intimiste. Mais il revient en force durant la première moitié du XXe siècle. Tout d'abord chez l'Allemande Paula Modersohn-Becker, durant son dernier séjour parisien, lorsqu'elle témoigne de son plaisir d'être enceinte, en 1906 (elle décèdera hélas l'année suivante, trois semaines après l'accouchement).

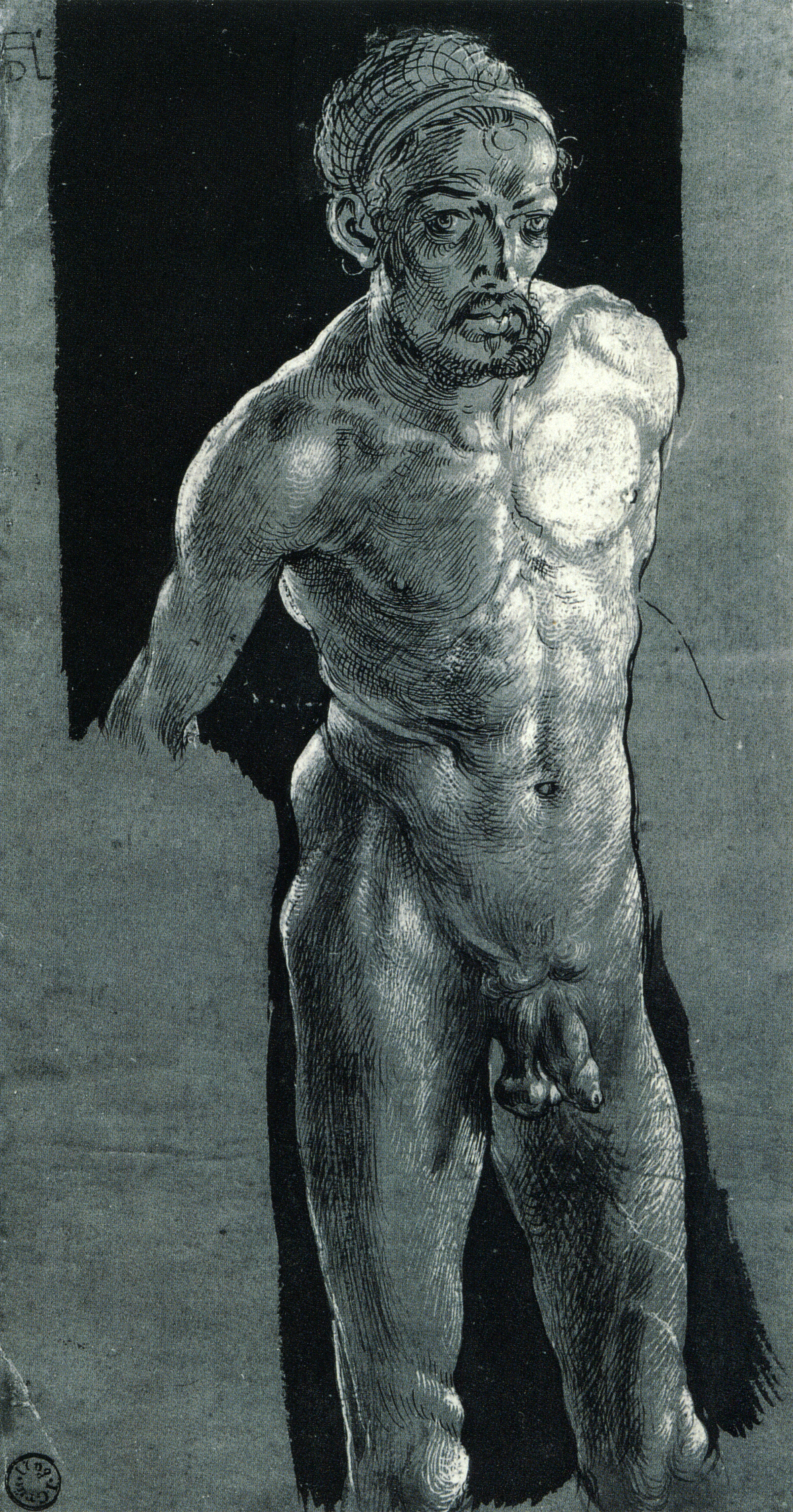
Albrecht Dürer Autoportrait nu années 1500
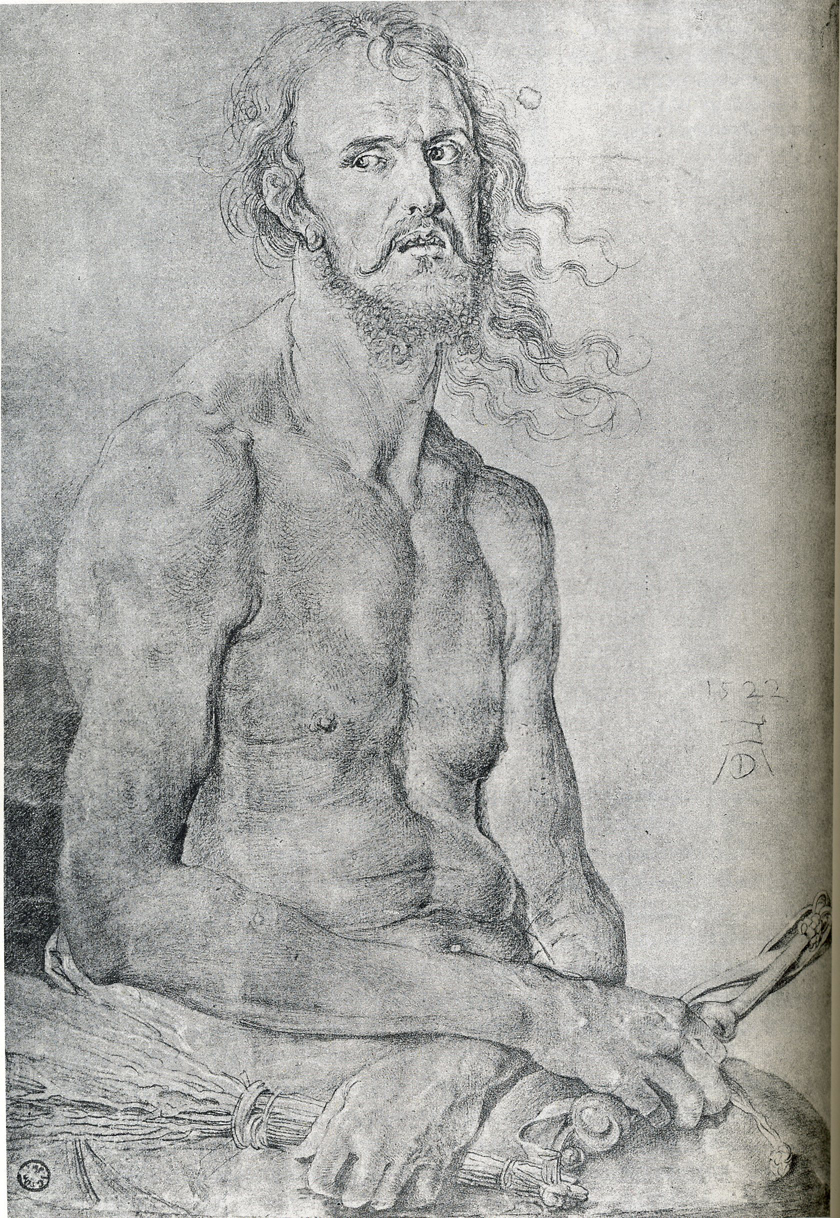
Albrecht Dürer Autoportrait en homme de douleurs vers 1522
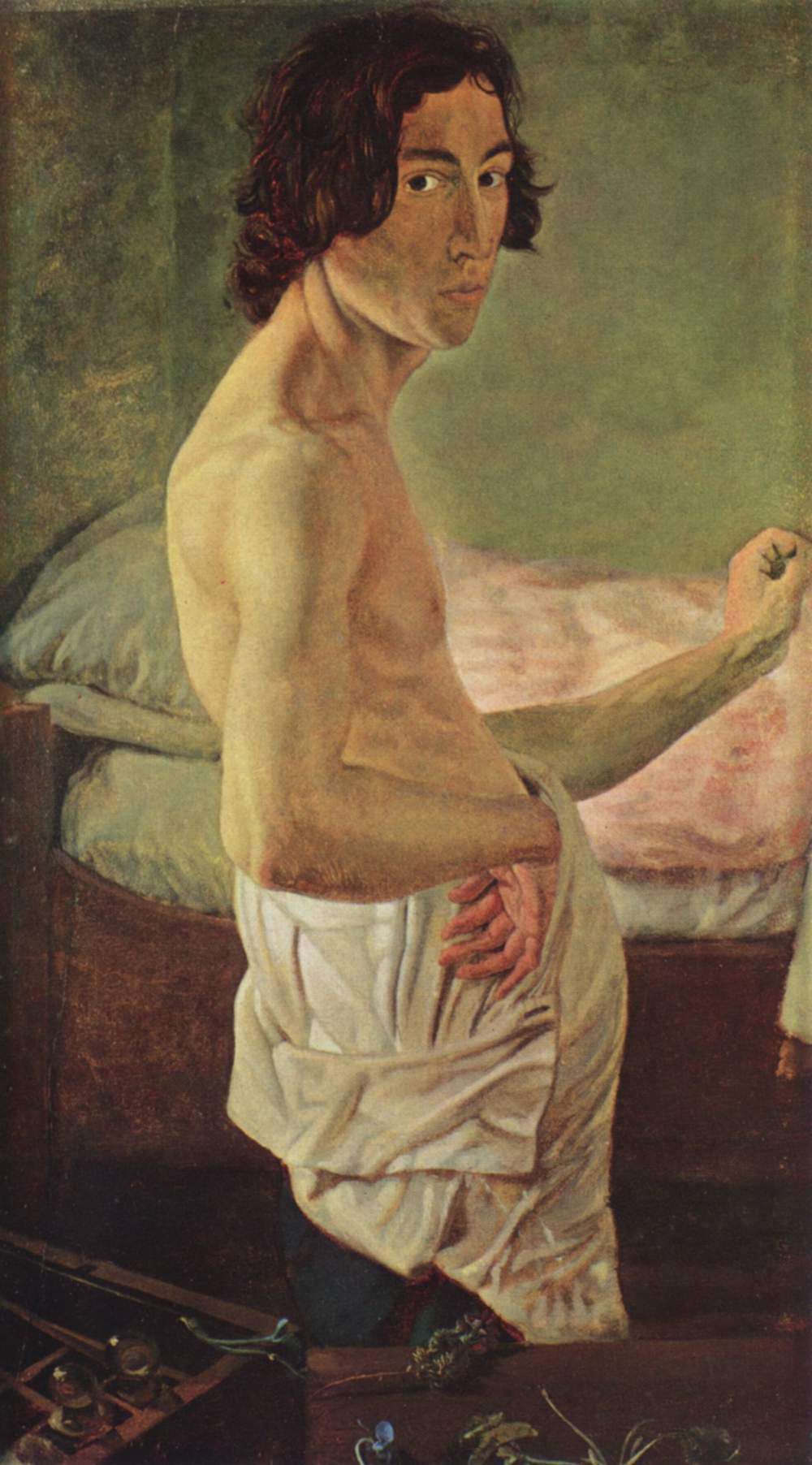
Victor Emil Janssen, Autoportrait au chevalet 1829
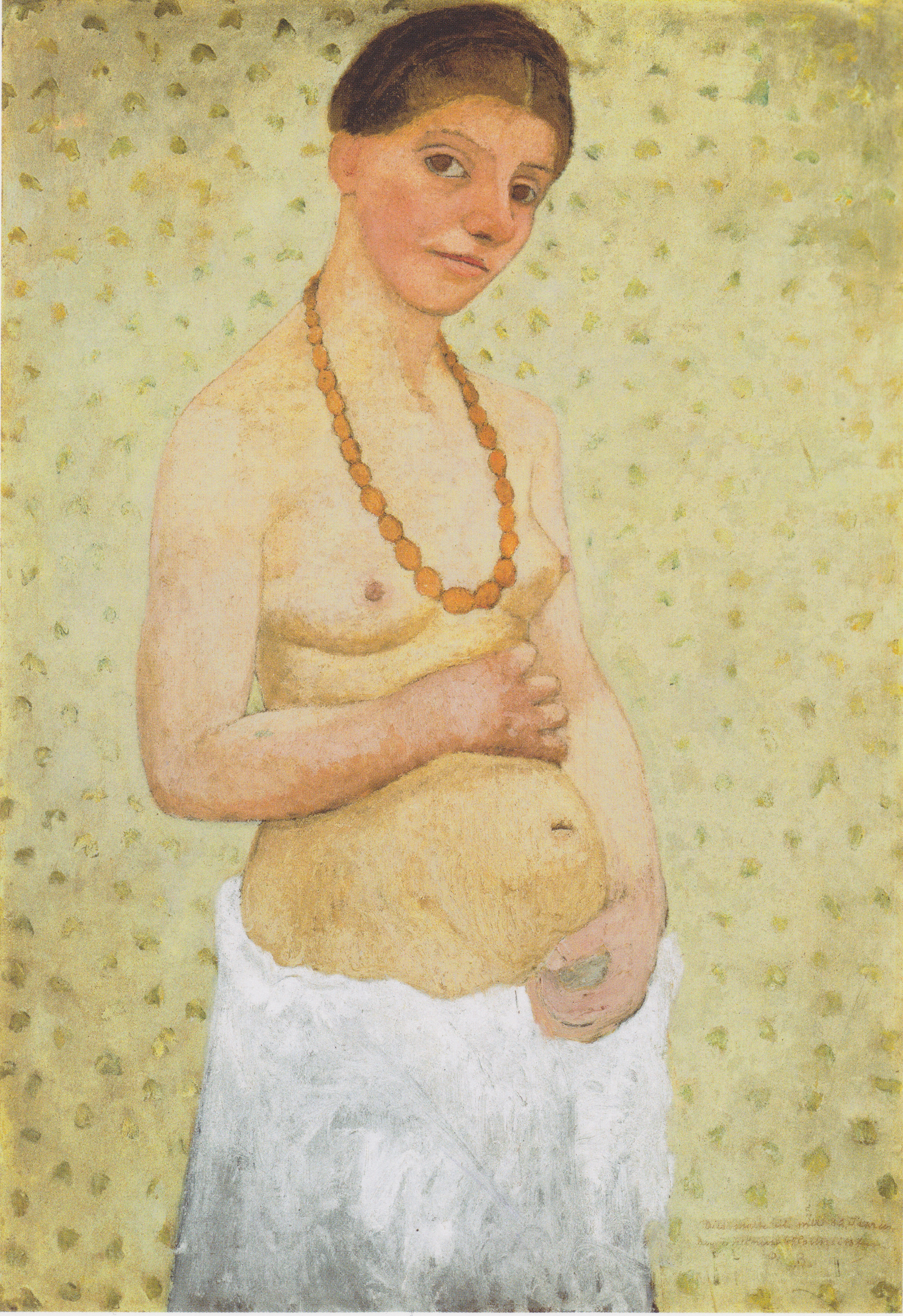
Paula Modersohn-Becker Autoportrait au sixième anniversaire de mariage 1906
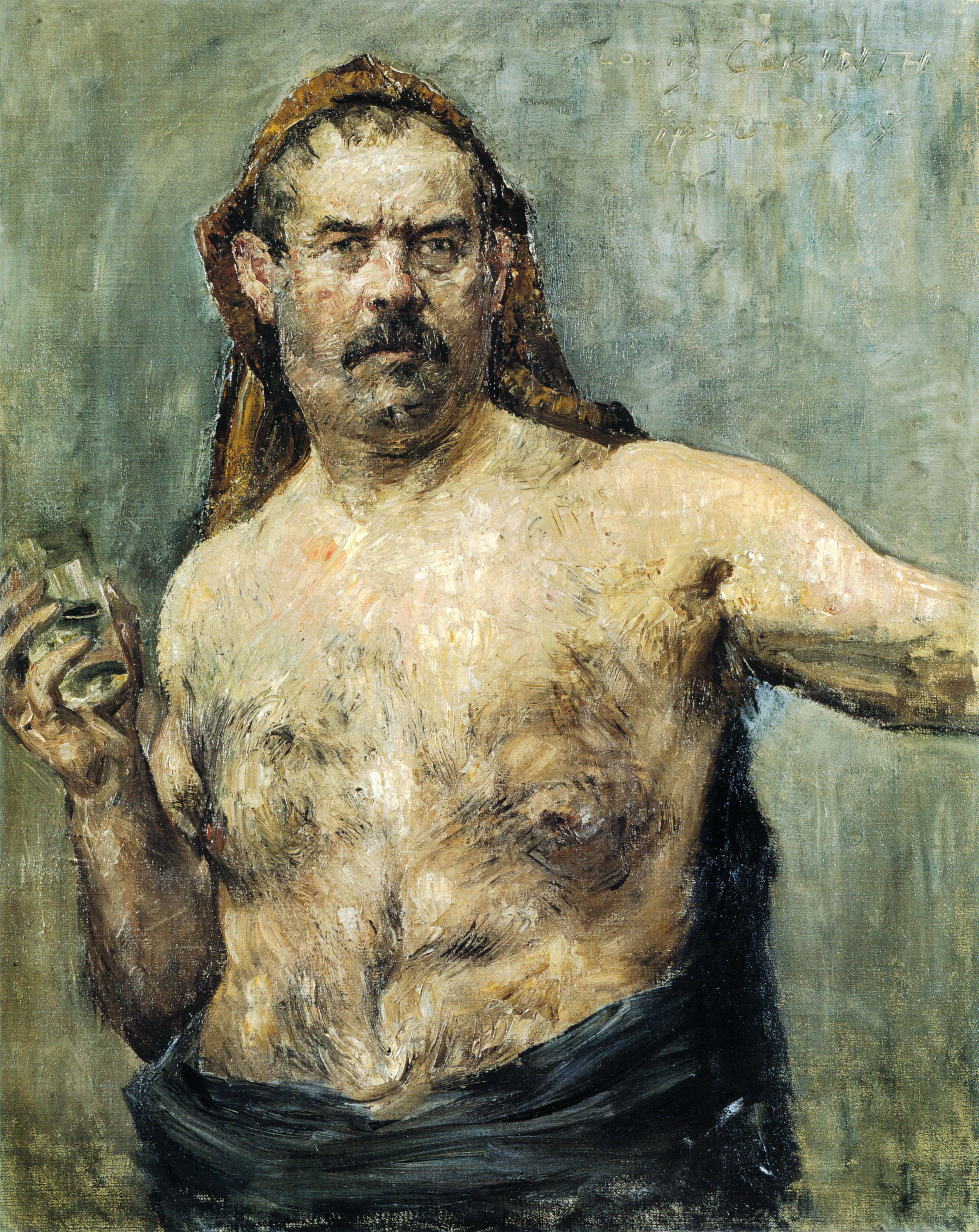
Lovis Corinth Autoportrait au verre 1907
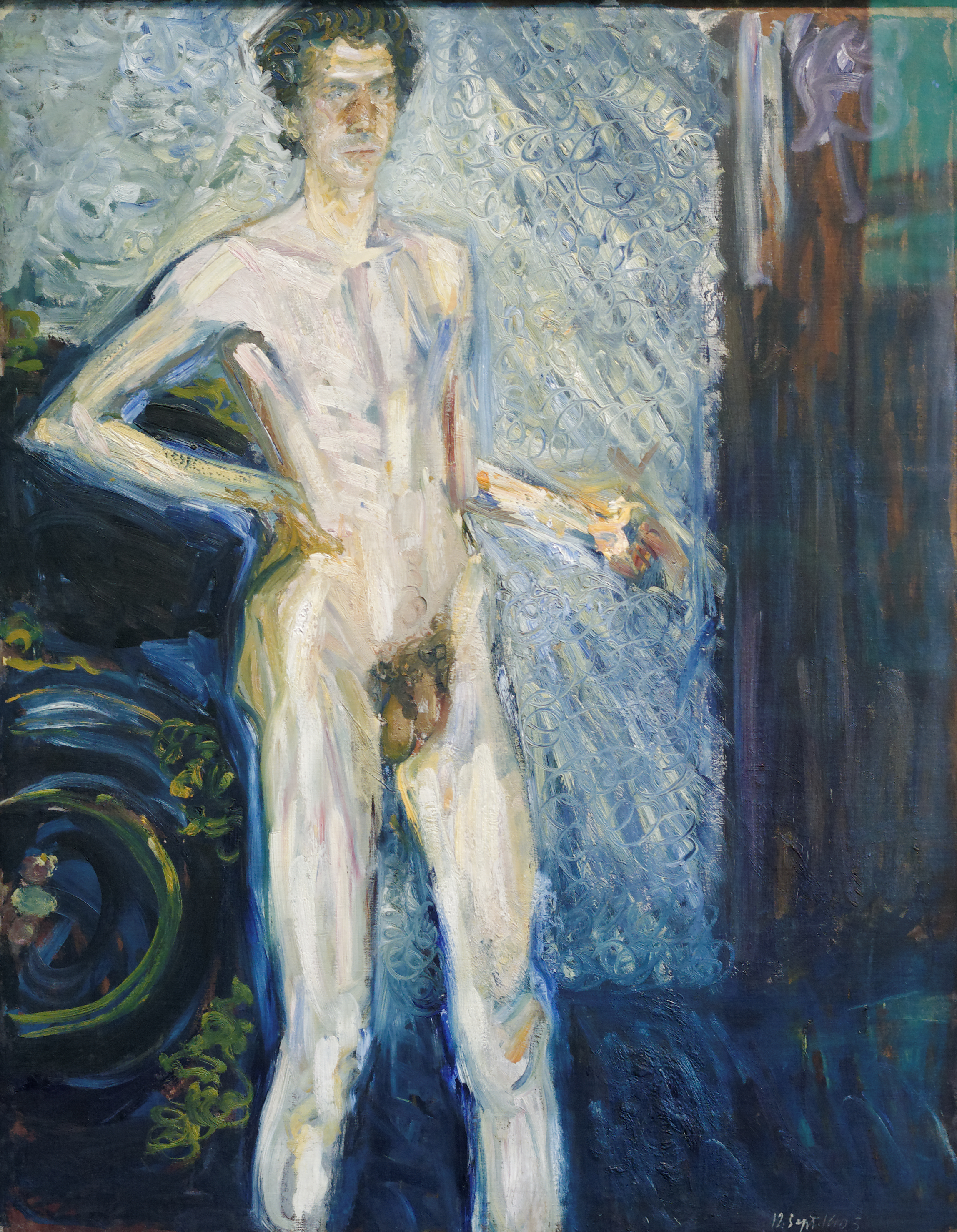
Richard Gerstl, Autoportrait nu à la palette 1908
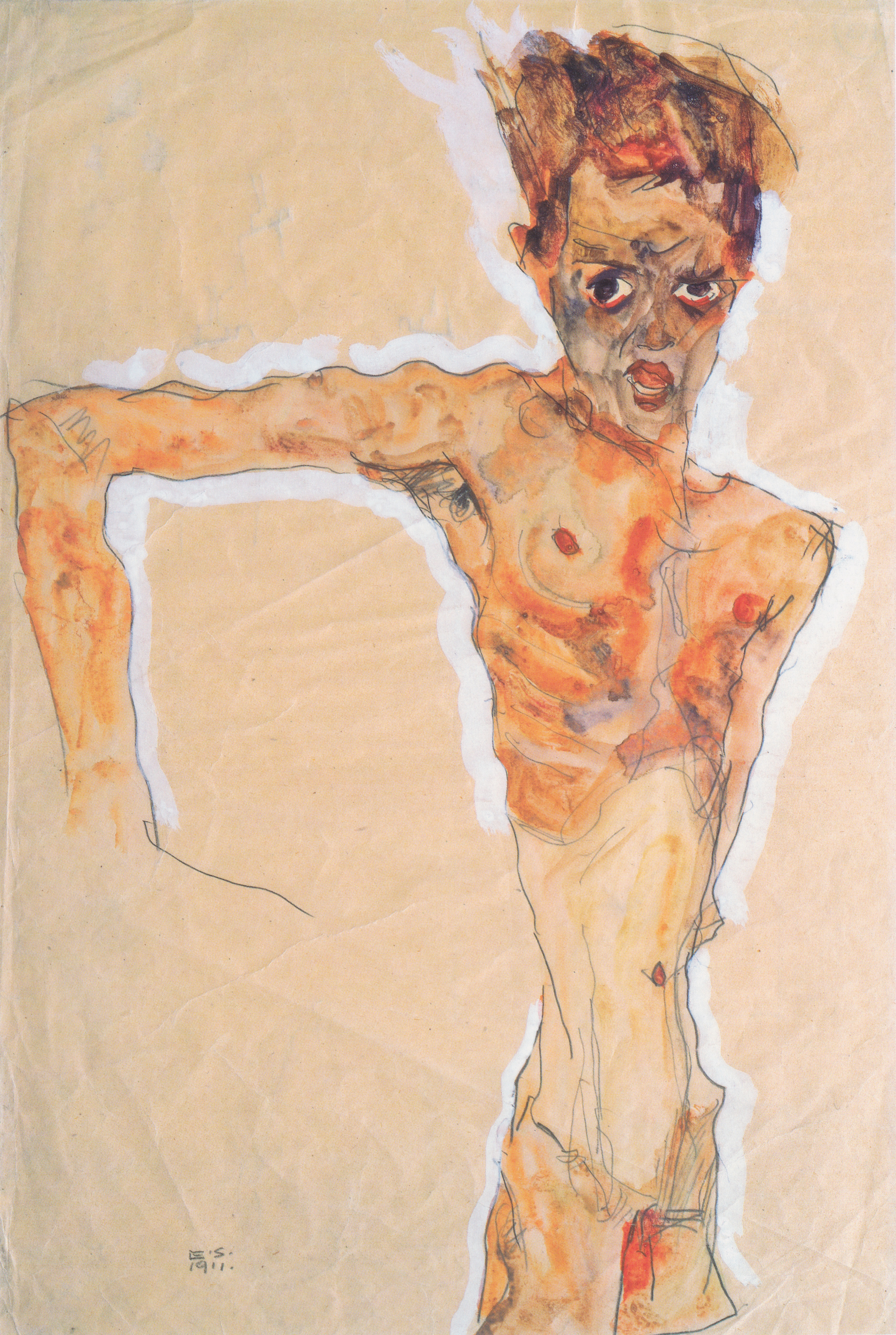
Egon Schiele, Autoportrait 1911
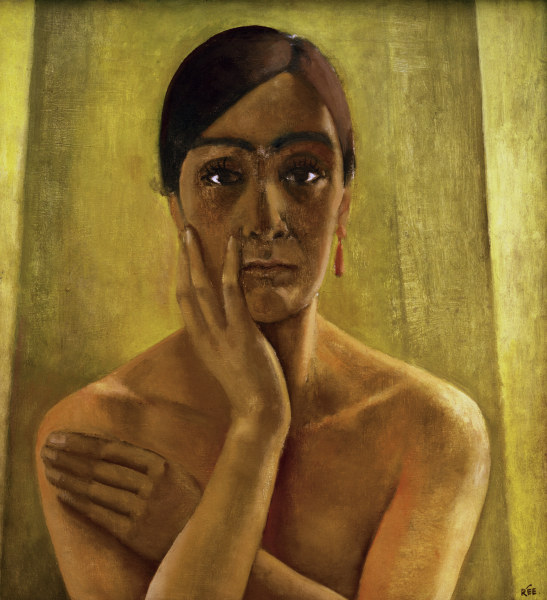
Anita Rée Autoportrait 1929
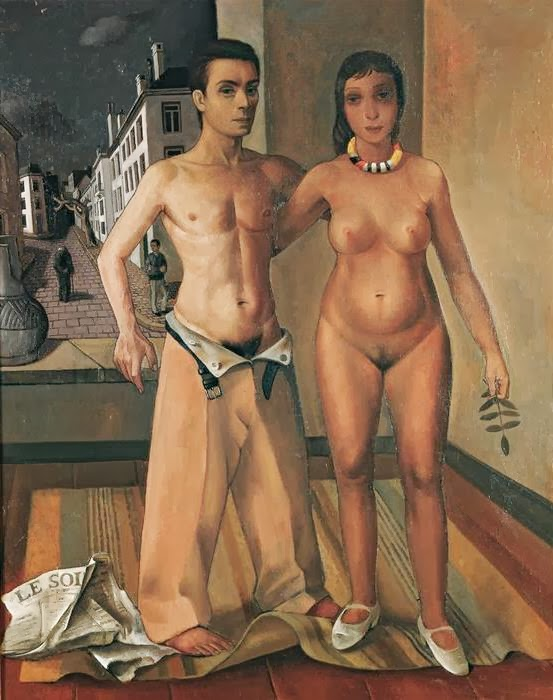
Felix Nussbaum et sa femme, Felka Platek, 1942
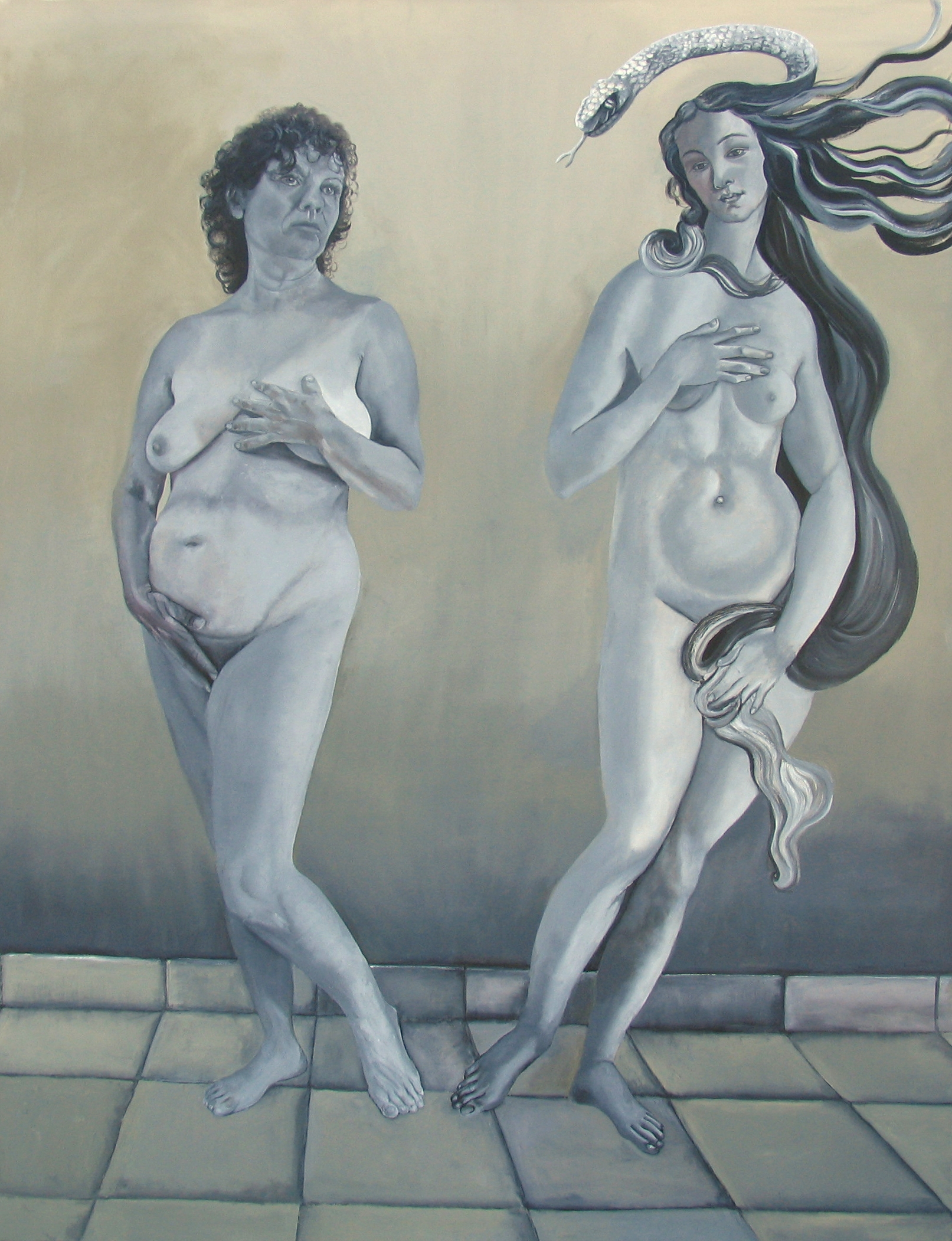
Ora Ruven Venus et toi 2009

À la même époque, son compatriote Lovis Corinth se dévoile lui aussi torse nu. Son intérêt pour la chair traverse toute son œuvre et, cinq ans plus tôt, dans son Autoportrait au verre de champagne avec son épouse, il a particulièrement révélé son caractère débonnaire. Dans l'Autoportrait au verre, il souligne le caractère imposant et charpenté de sa stature, le buste occupant près de la moitié de la surface du tableau.
Toujours à la même époque, les Autrichiens Richard Gerstl et Egon Schiele se peignent entièrement nus, parfois dans des postures provocantes, voire obscènes, pour exprimer leur rapport complexe à la sexualité et plus globalement à l'existence. Ils meurent respectivement à 25 et 28 ans, Gerstl se suicidant par pendaison devant un miroir, quelques mois après son autoportrait nu.
L'Allemande Anita Rée est elle aussi à l'origine de plusieurs autoportraits. D'origine juive et d'une sensibilité fragile, elle supporte très mal la montée du nazisme dans son pays. En 1929, sa nudité exprime son sentiment de fragilité et d'impuissance, un bras barre pudiquement sa poitrine tandis que l'autre, telle une béquille, soutient la tête, le regard traduit son effarement. Désespérée, l'artiste mettra fin à ses jours quatre ans plus tard, quand les nazis accèderont au pouvoir.
Plus tard au cours du siècle, deux peintres britanniques très influents, Stanley Spencer et Lucian Freud, se représentent nus, recourant alors l'un et l'autre à une facture très empâtée, pour mieux indiquer l'aspect physique, charnel, du corps. C'est au contraire un nu très pudique et distant que le péruvien Herman Braun-Vega fait de son couple. Au premier plan le couple est habillé et derrière, posé sur un chevalet, se trouve le tableau en gestation du couple nu. Par cette mise en abîme, le nu reste en quelque sorte virtuel, une « fiction picturale ».
Au début du siècle suivant, le britannique Jenny Saville joue sur les disproportions et opte pour des très grands formats afin d'exprimer sa propre obésité de façon totalement assumée et ainsi témoigner un regard critique sur les canons esthétiques. Dans un but analogue, la féministe israélienne Ora Ruven convoque l'histoire de l'art pour afficher une comparaison entre sa morphologie et celle de la Vénus de Botticelli.
Autres œuvres remarquables :

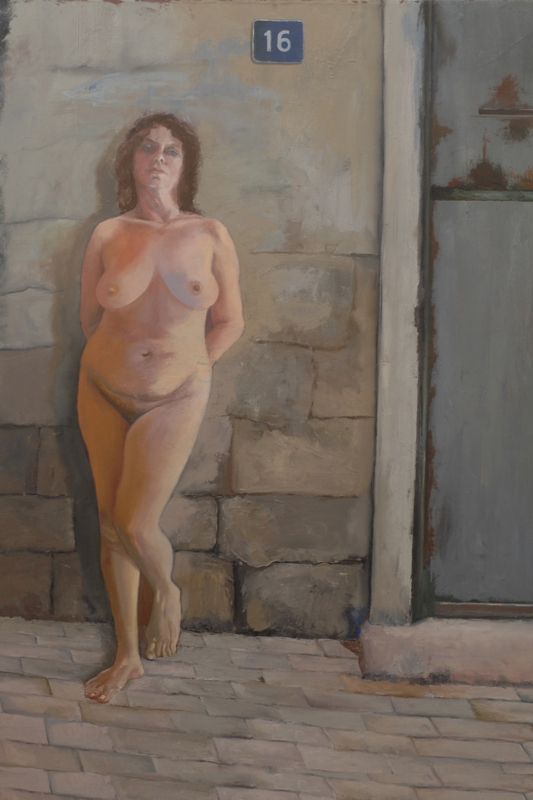
Ora Ruven, 2009

- Jean-Bapiste Frénet, Autoportrait nu, 1829, Lyon, Musée des Beaux Arts
- Suzanne Valadon, Autoportrait aux seins nus, 1917, collection particulière
- Stanley Spencer, Double nu (L'artiste et sa seconde épouse), 1937, Londres, Tate Gallery
- Giorgio de Chirico, Autoportrait nu, 1945, collection particulière
- Georg Baselitz, Autoportrait nu, 1945, Cambridge, près de Boston (États-Unis), Musées d'art de Harvard
- Tom Wood, Autoportrait nu, 1978, Bradford (G.-B.), Cartwright Hall
- Alice Neel, Autoportrait, 1980, Washington D.C., National Portrait Gallery
- John Lee, Autoportrait, 1990, collection particulière
- Avigdor Arikha, Self-Portrait Nude Torso, 1991, San Francisco, Fine Arts Museums
- Jenny Saville, Marquée, 1992, collection particulière
- Lucian Freud, Painter Working, Reflection, 1993, Londres, Royal Academy
- Ora Ruven, Moi, devant chez moi, 16, rue Abulam, 2009, collection particulière
- Merav Sudaey, série des autoportraits dans la nature, 2018

##### Le vêtement, corps camouflé
Certains artistes prennent un soin particulier, dans leurs autoportraits, à leur tenue vestimentaire au point que le spectateur peut considérer qu'ils leur accordent plus d'importance qu'à leurs visages.
Dès lors en effet qu'au fil du temps le statut de l'artiste s'élève en termes de respectabilité (Michel-Ange, premier président de l'Académie du dessin de Florence, en 1566 ; Charles Le Brun, premier directeur de l'Académie royale de peinture et de sculpture en 1648 ; Joshua Reynolds, premier président de la Royal Academy of Arts en 1768…), un grand nombre d'artistes utilisent l'autoportrait pour valoriser leur propre statut social. Pour ce faire, ils utilisent différents artifices de mise en scène (postures, décors…), la tenue vestimentaire en faisant partie.

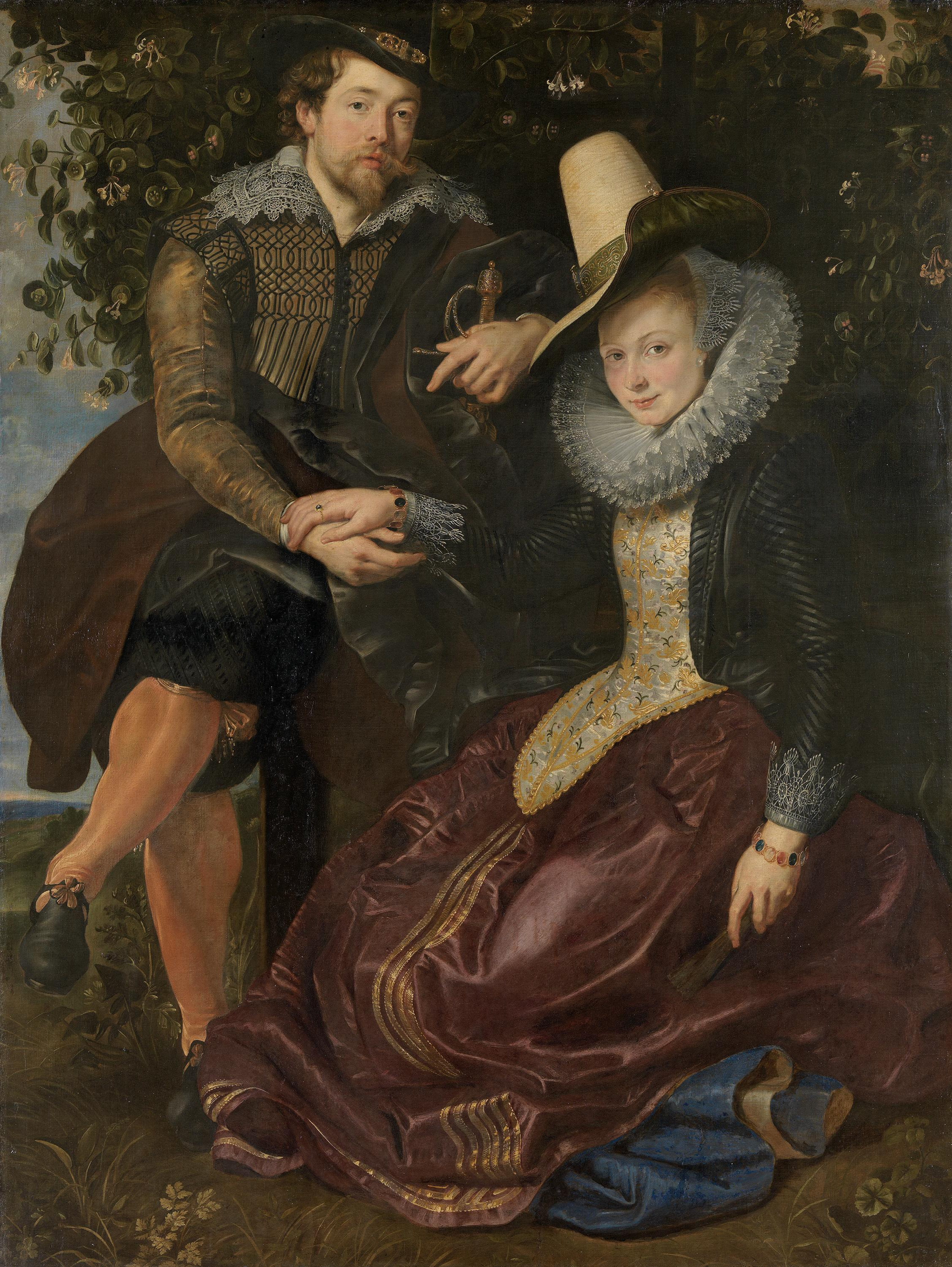
Pierre Paul Rubens L'artiste et sa femme, 1609-1610
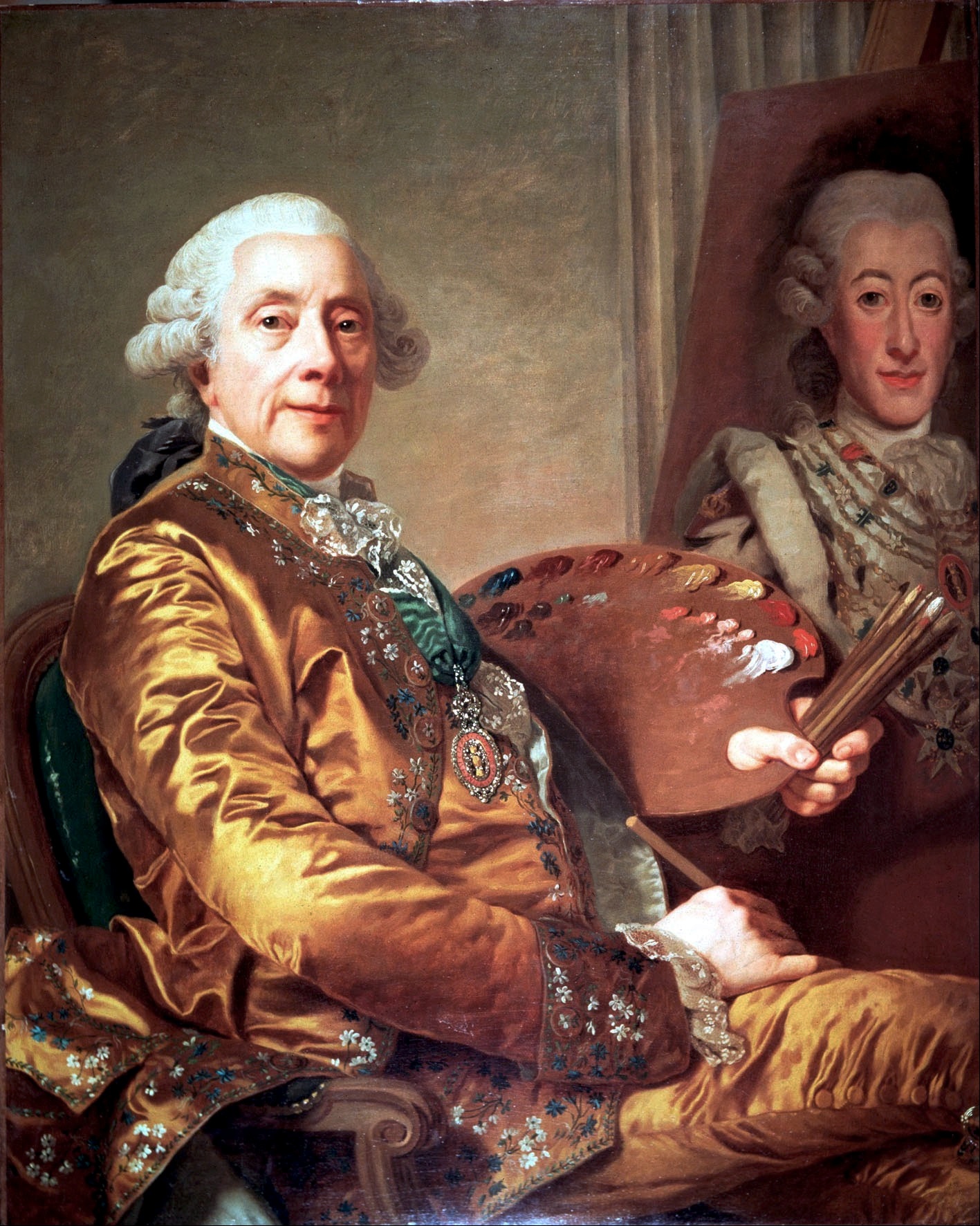
Alexander Roslin 1790
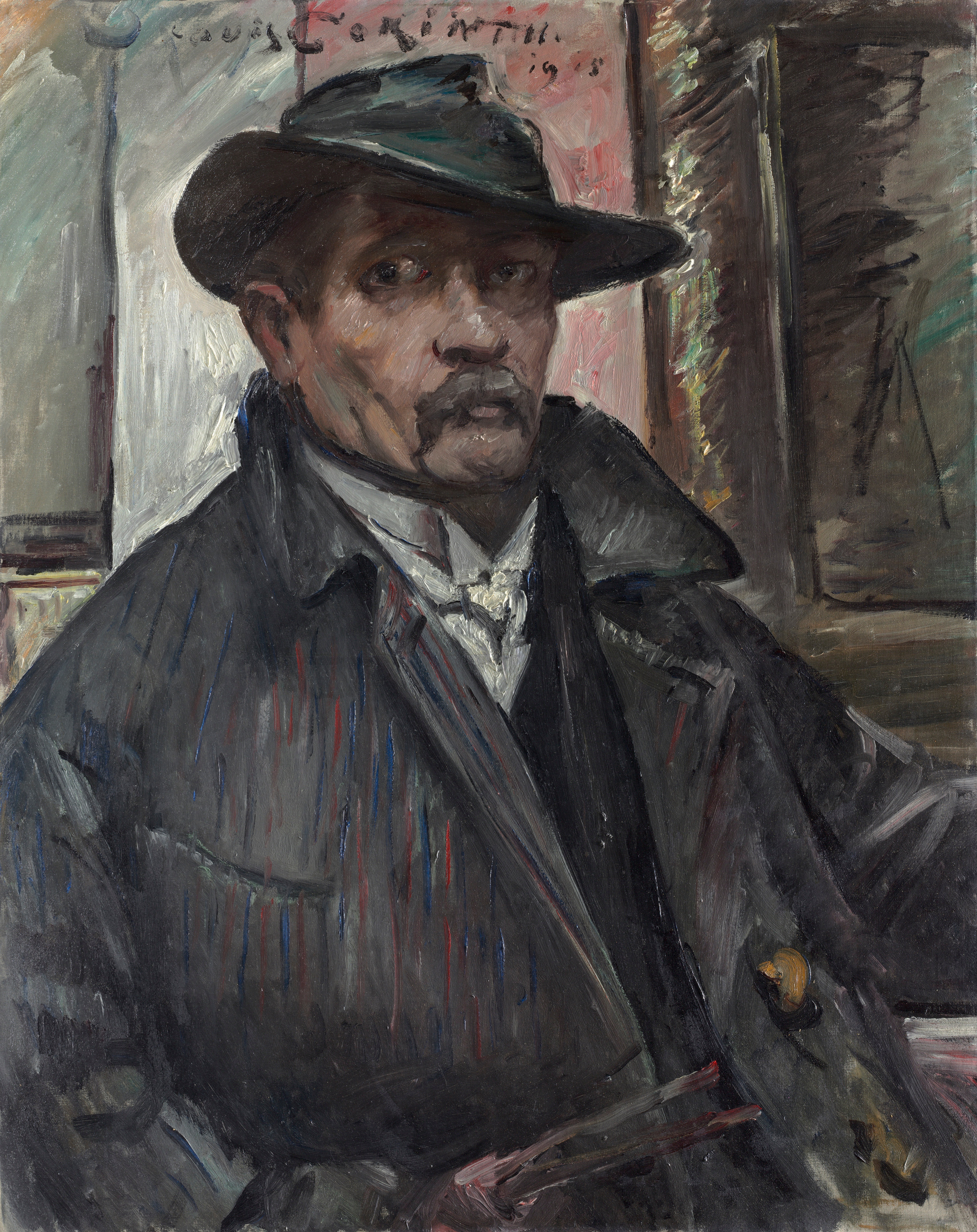
Lovis Corinth 1915
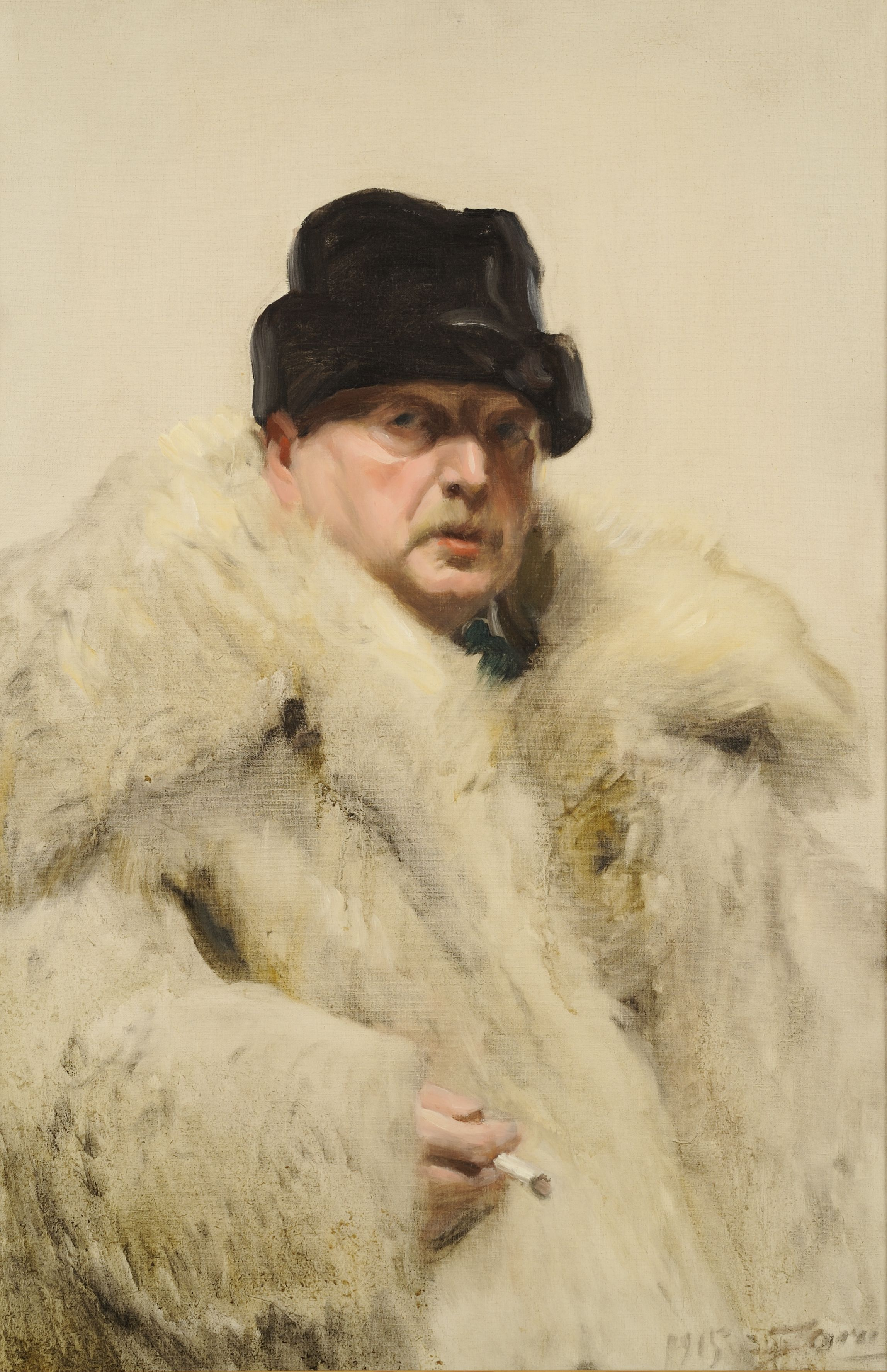
Anders Zorn 1915
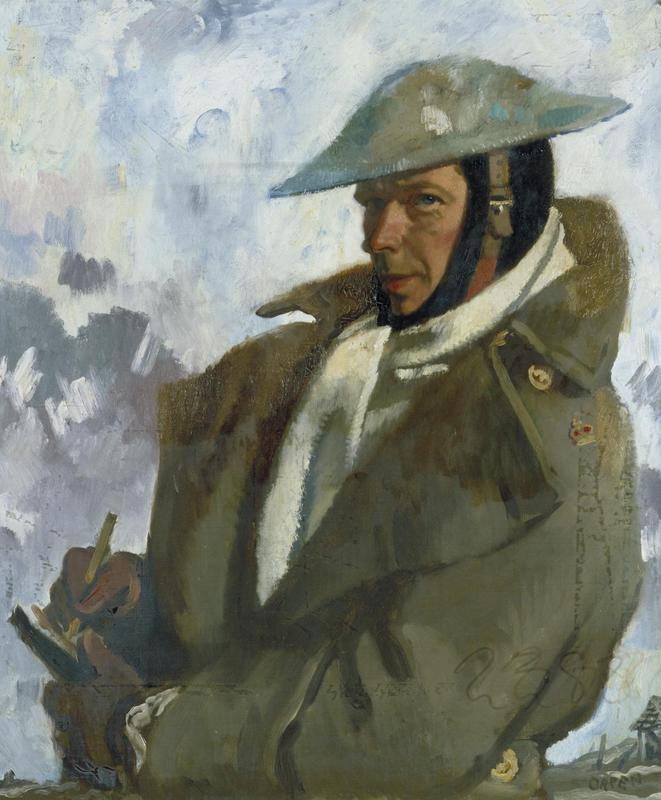
William Orpen 1917

Pendant les conflits armés, le port de l'uniforme témoigne de l'engagement des artistes et c'est alors le décor, la posture des corps, la facture (réaliste ou expressionniste)… qui indiquent si celui-ci est douloureusement subi (Otto Dix en 1914) ou au contraire fièrement assumé (William Orpen en 1917, Rex Whistler en 1940…).
Autres œuvres remarquables :

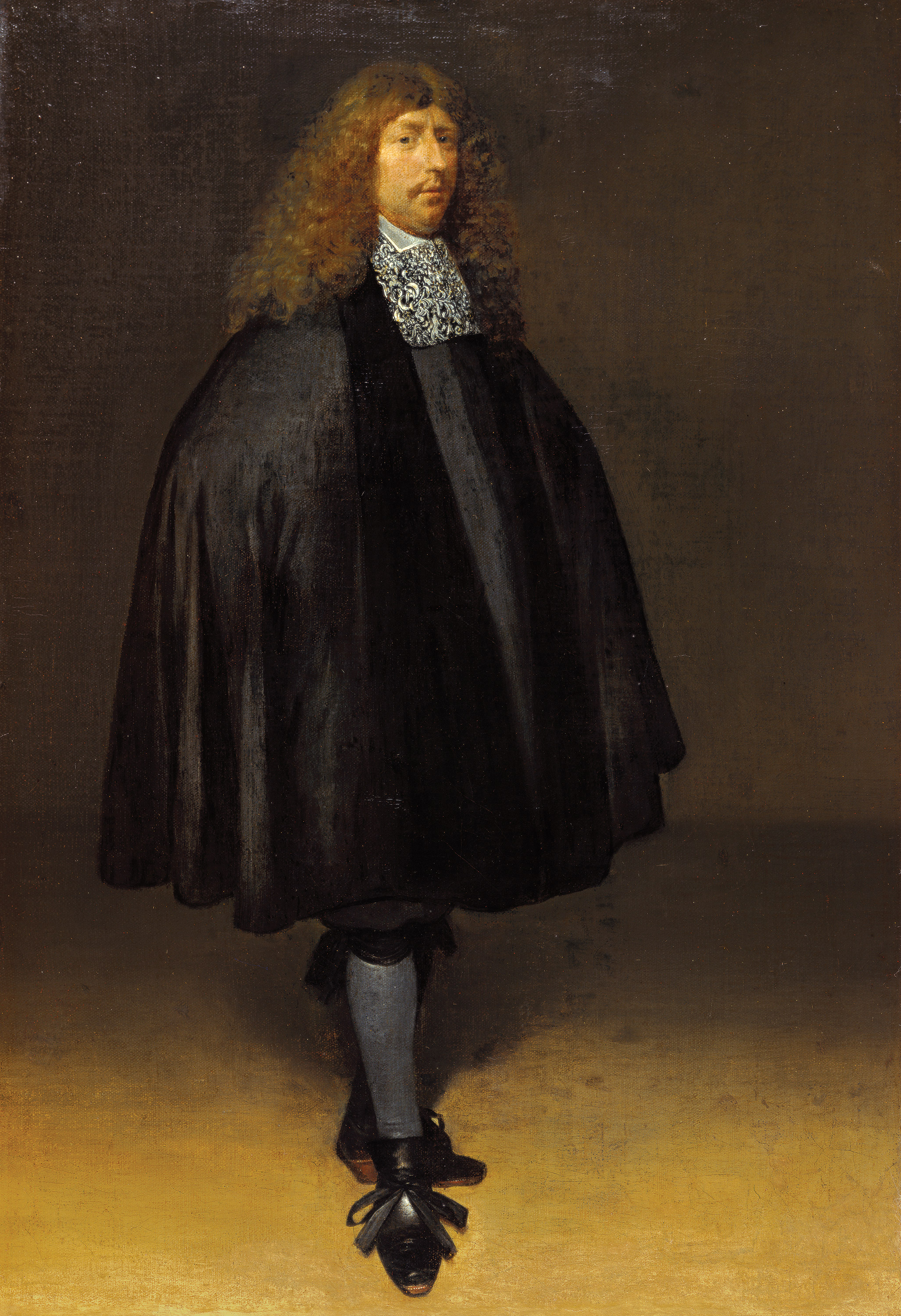
Gerard ter Borch, 1669

- Jacob Jordaens, Autoportrait avec la famille, 1621-1622, Madrid, Musée du Prado ;
- Gerard ter Borch, vers 1669, La Haye, Mauritshuis ;
- Pierre Mignard, vers 1690, Paris, Musée du Louvre ;
- Francesco Solimena, entre 1715 et 1730, Naples, Musée de Capodimonte ;
- Élisabeth Vigée Le Brun, Autoportrait au chapeau de paille, 1783, Londres, National Gallery ;
- Adélaïde Labille-Guiard, Autoportrait avec deux élèves, 1785, New York, Metropolitan Museum of Art ;
- Ferdinand Georg Waldmüller, Autoportrait, 1828, Vienne, Österreichische Galerie Belvedere ;
- Hubert von Herkomer Autoportrait en robe d'Oxford, 1907 ;
- Ernst Ludwig Kirchner, Autoportrait avec un modèle, 1910, Hambourg, Kunsthalle ;
- Anders Zorn, Autoportrait en rouge, 1915, Mora (Suède), collections Zorn ;
- Chaïm Soutine, Grotesque, 1922, Paris, Musée national d'Art moderne ;
- Rex Whistler, Autoportrait dans l'uniforme des Gardes Gallois, 1940, Londres, National Army Museum ;
- Avigdor Arikha Autoportrait en imperméable, 1988, collection privée.

#### Déguisement et théâtralisation

##### Déguisement

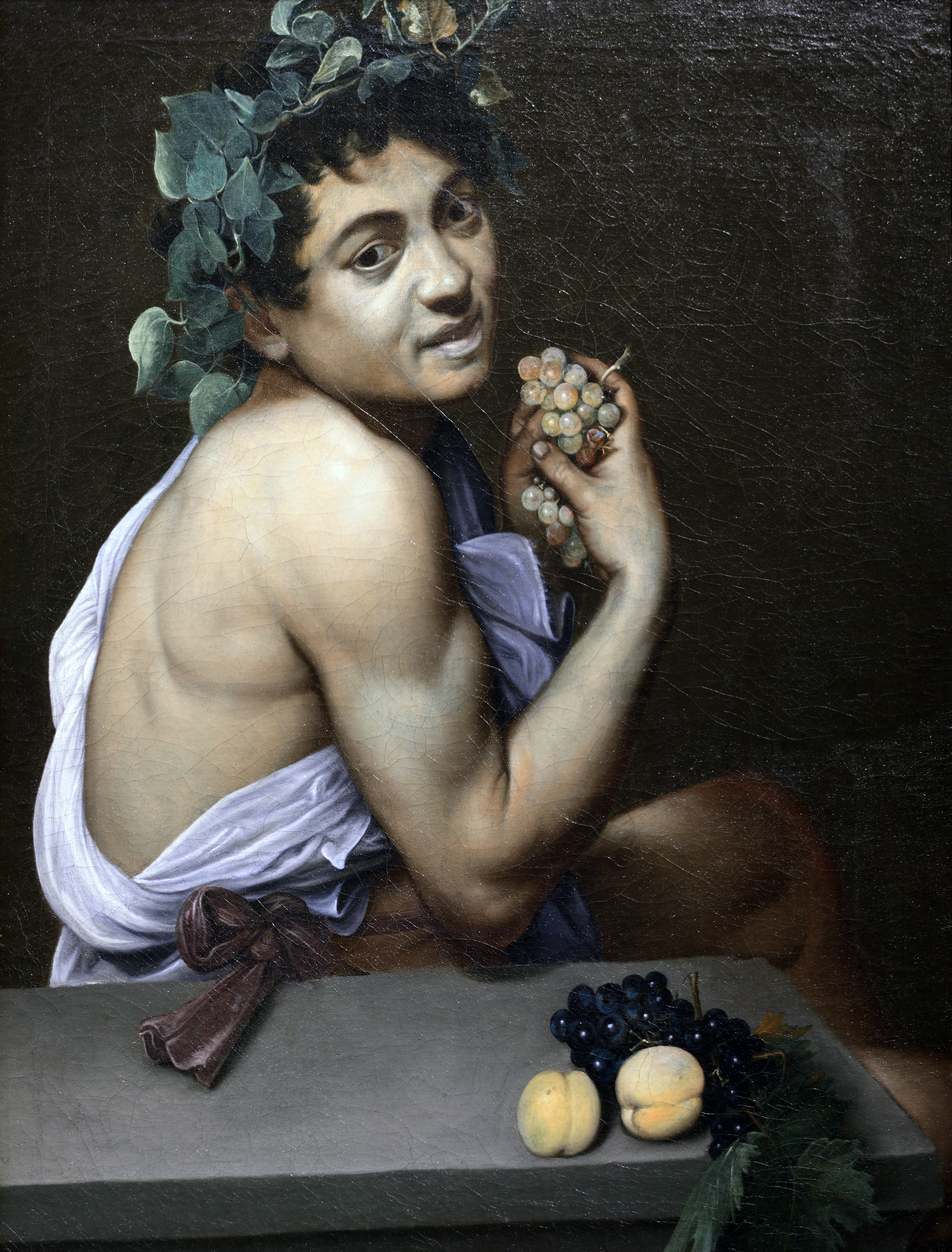
Caravage 1593
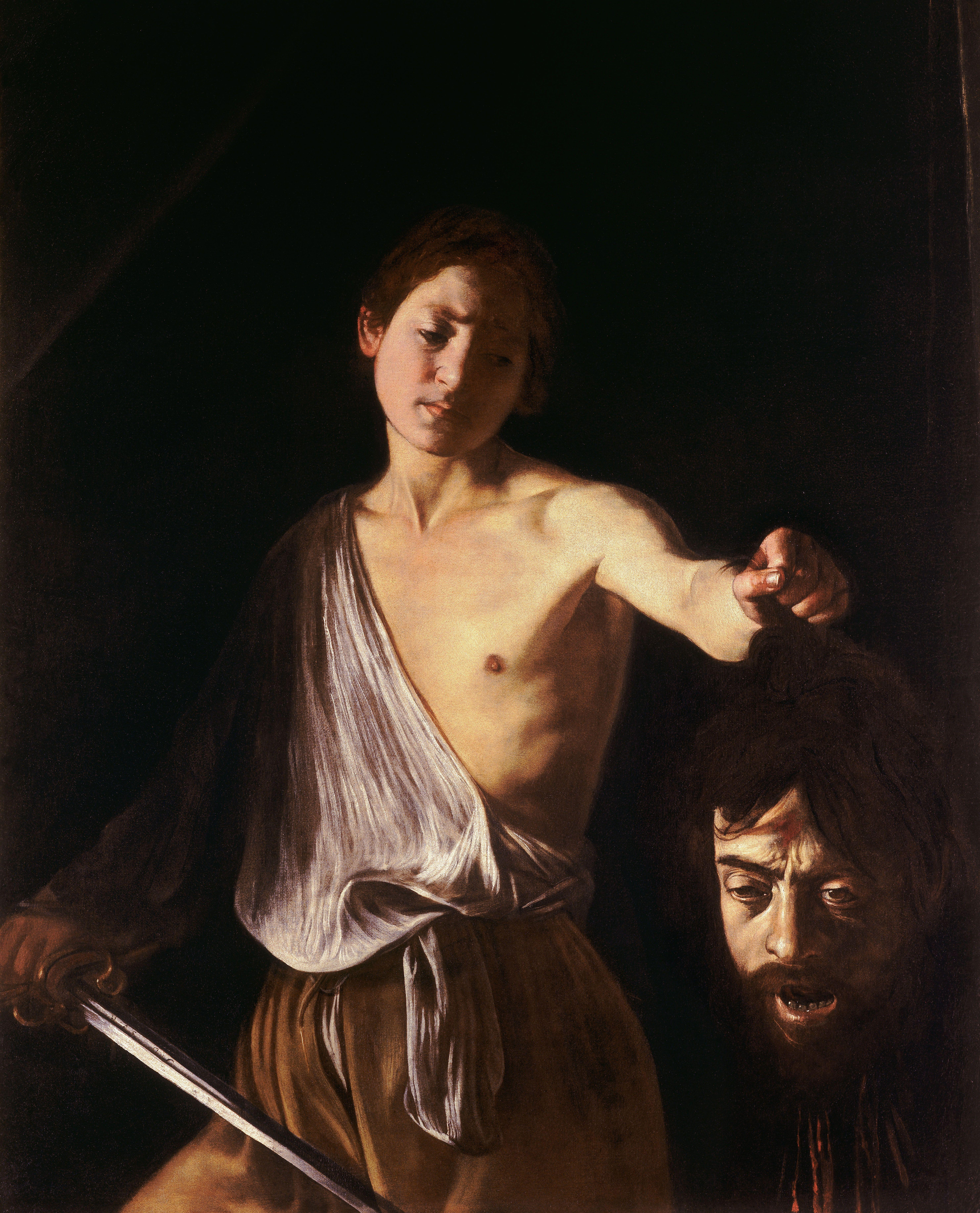
Caravage 1606
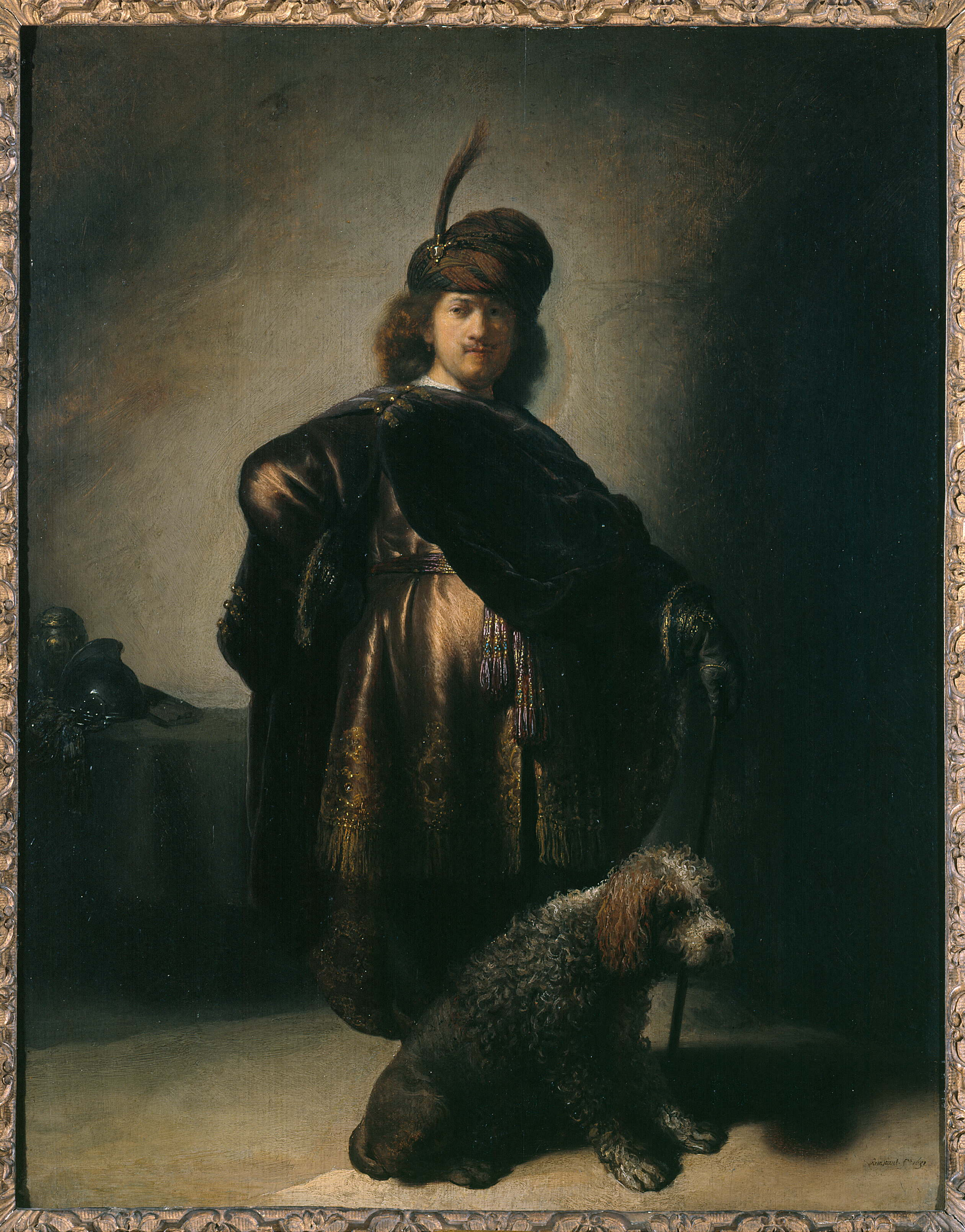
Rembrandt vers 1632
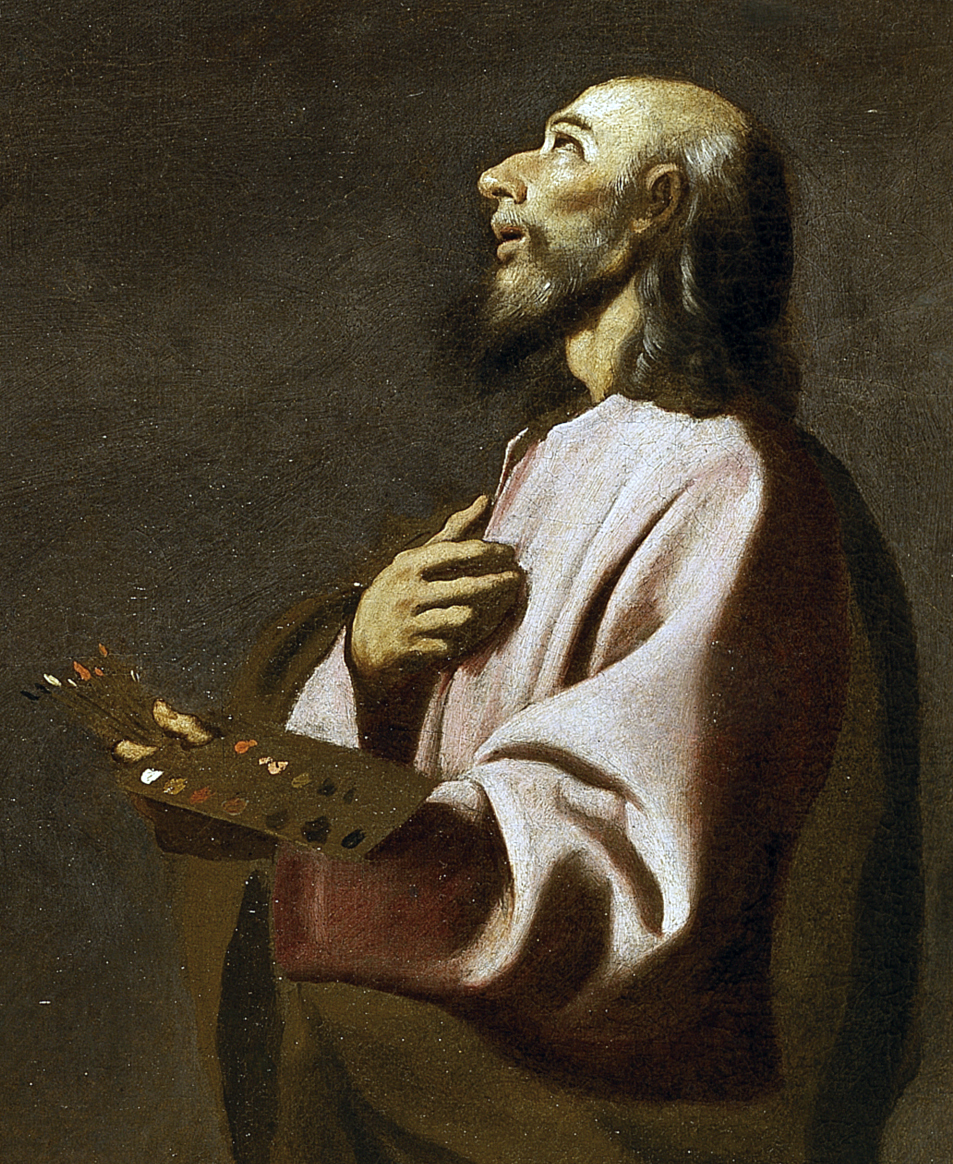
Francisco de Zurbarán en Saint Luc vers 1635-1640
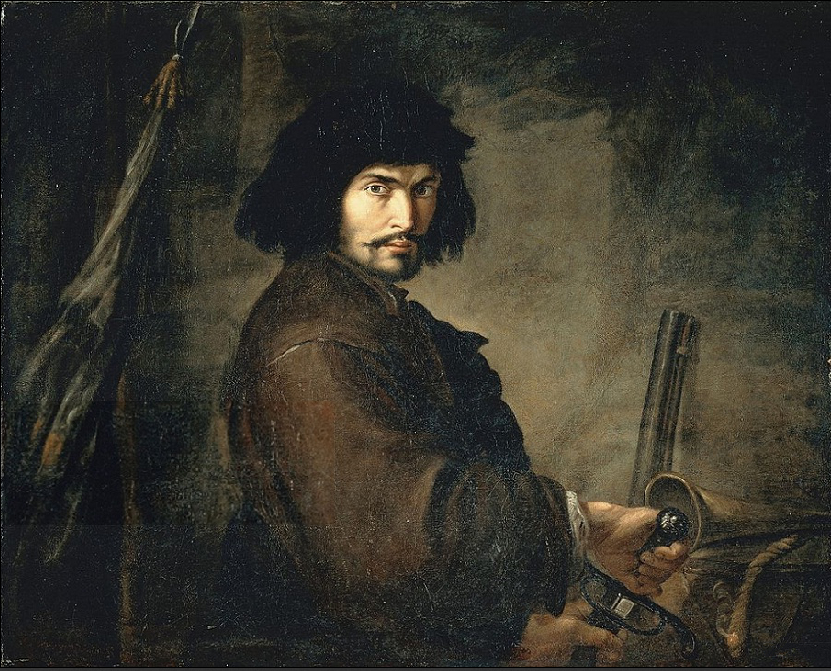
Salvator Rosa vers 1645
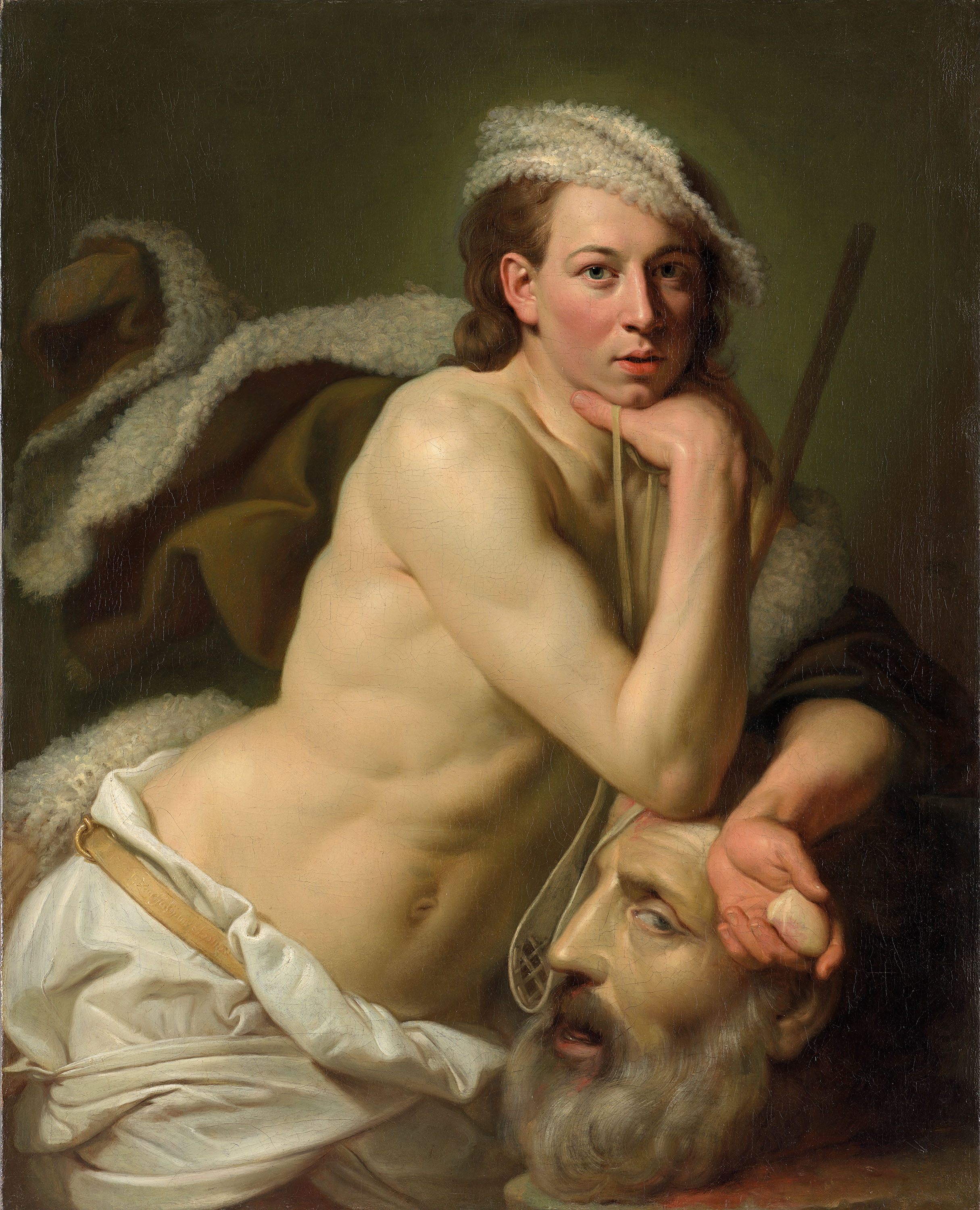
Johan Joseph Zoffany vers 1756
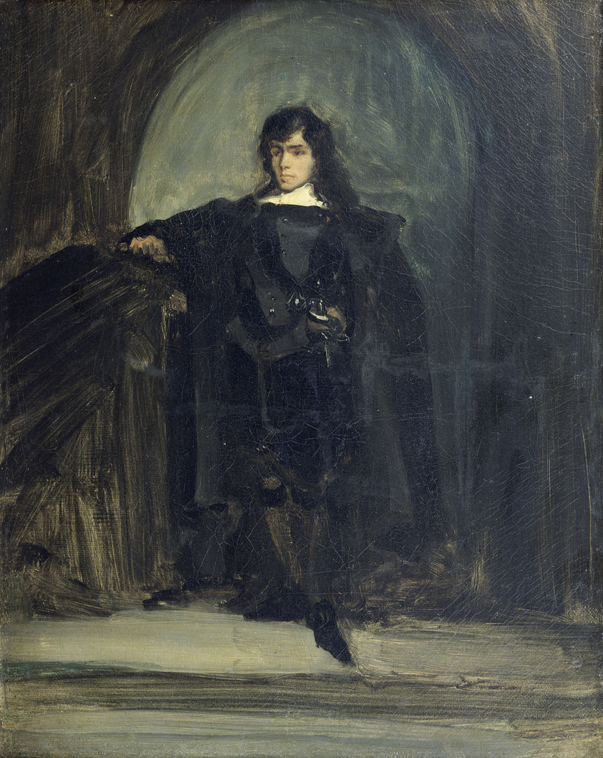
Eugène Delacroix début des années 1820
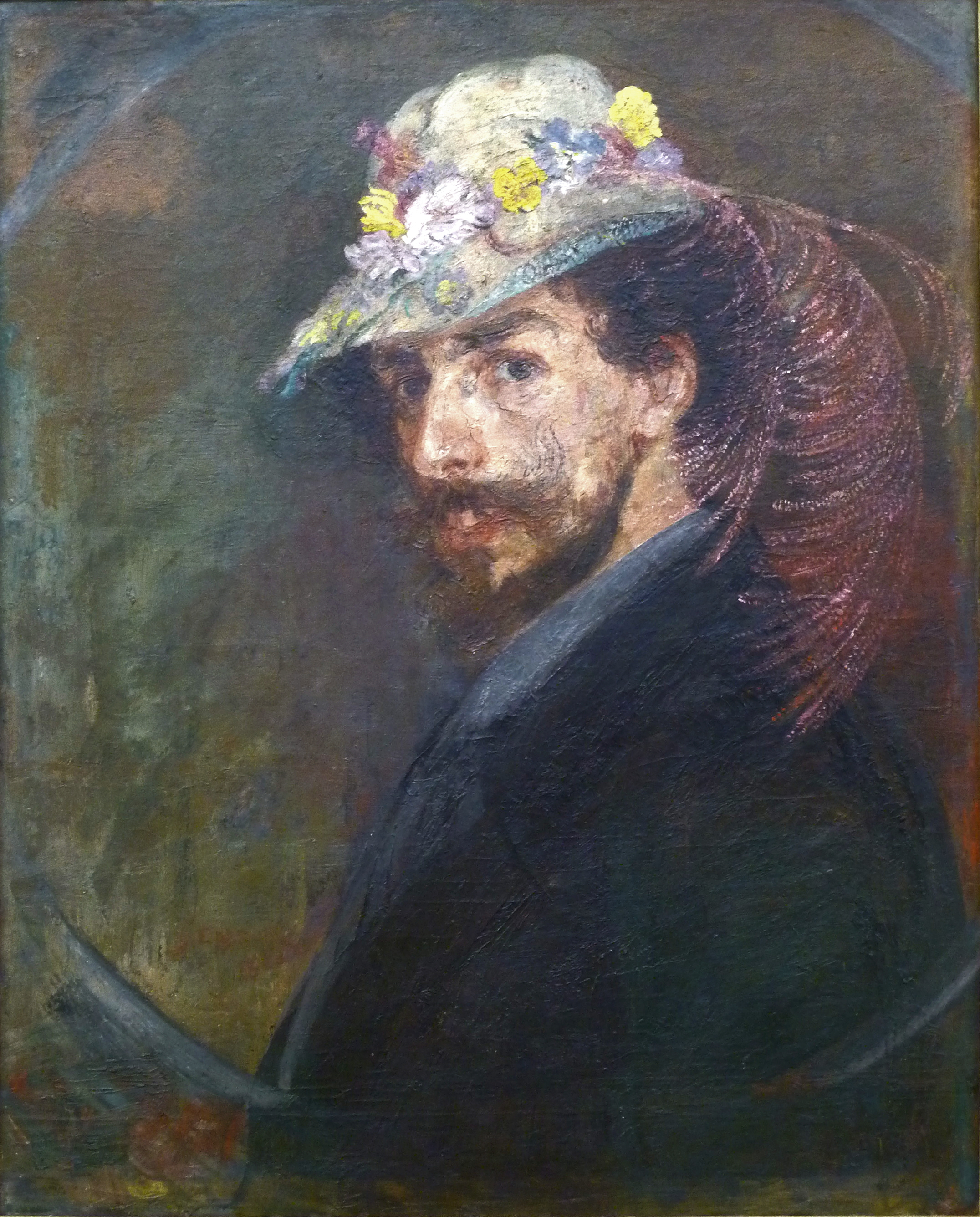
James Ensor 1883-1888
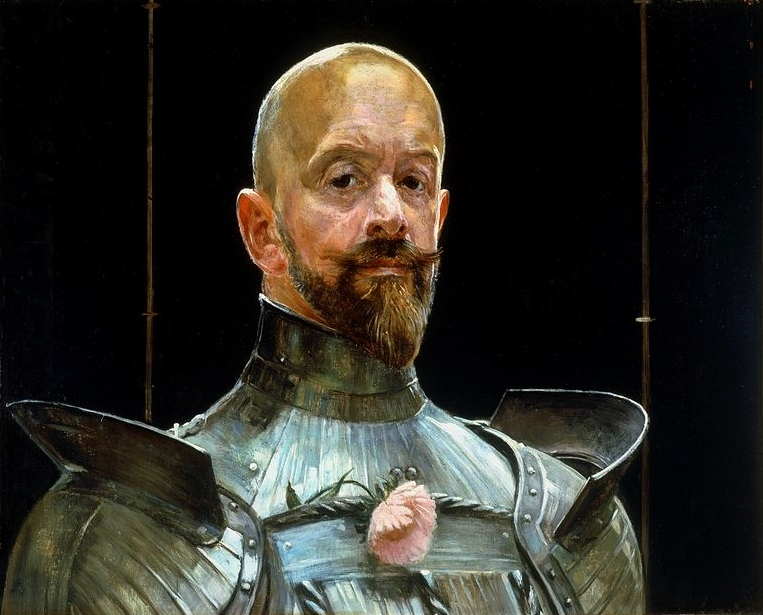
Jacek Malczewski 1914
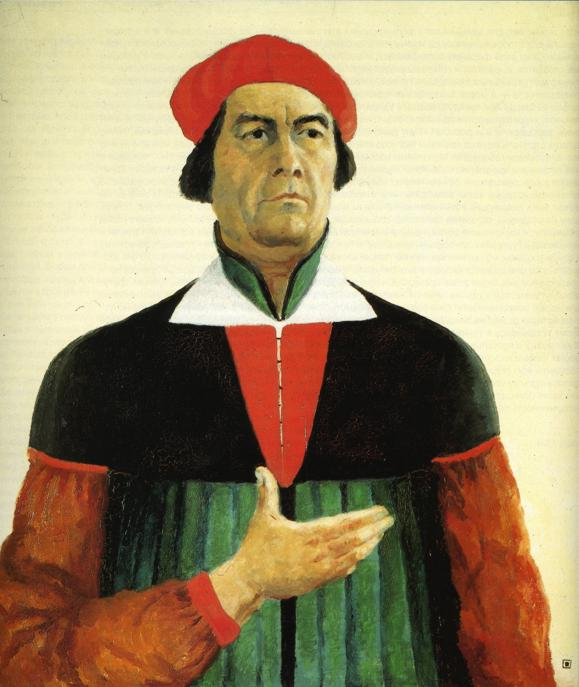
Kasimir Malevitch 1933

Autres œuvres remarquables :

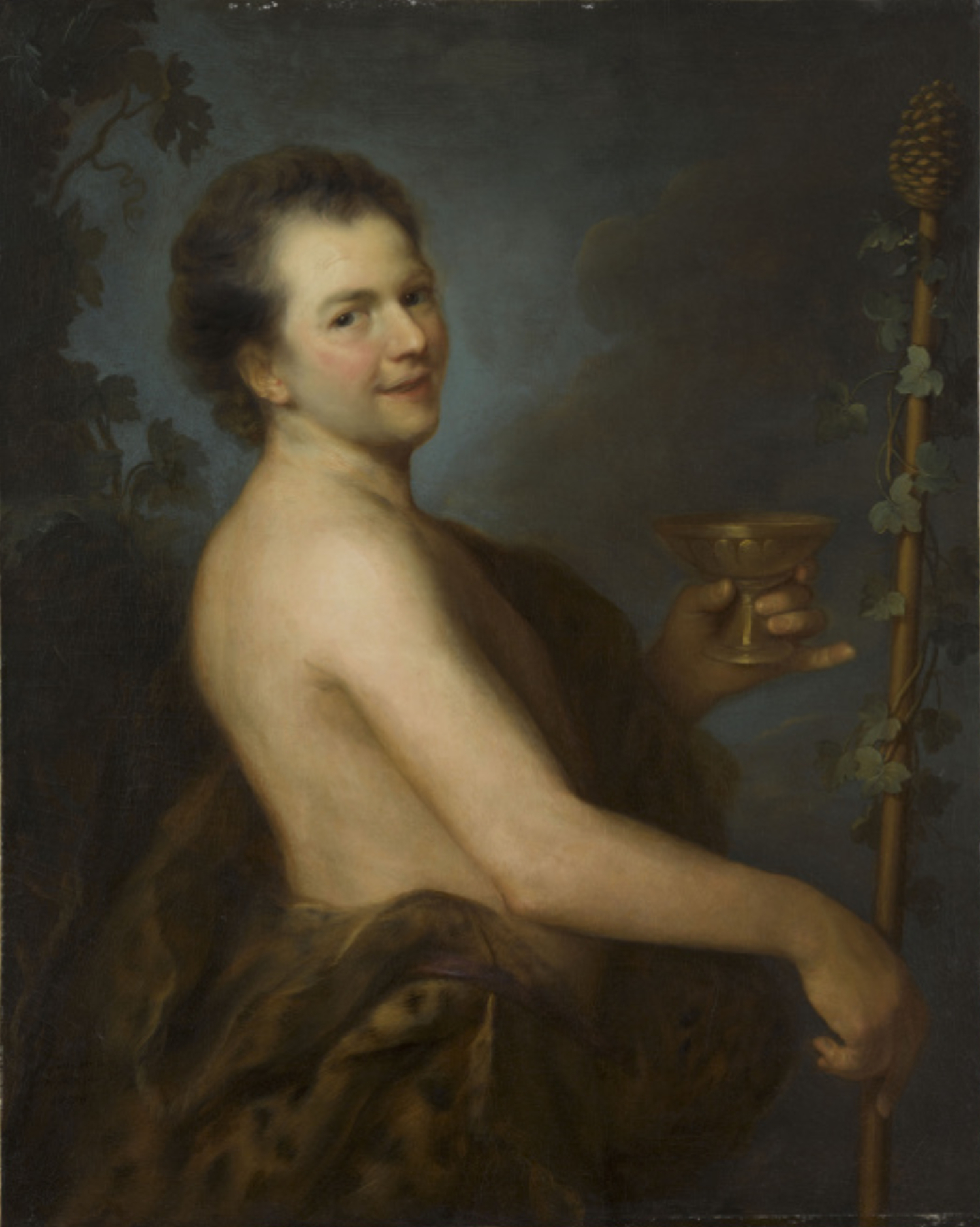
Alexis Grimou, 1728

- Artemisia Gentileschi, Judith et sa servante, 1613-1614, Florence, Palais Pitti ;
- Alexis Grimou, Alexis en Bacchus, 1728, Dijon, Musée Magnin ;
- Johann Zoffany, Autoportrait en David, 1756, Melbourne, National Gallery of Victoria ;
- Joseph Ducreux, Autoportrait en officier de marine, vers 1795, Rouen, Musée des Beaux-Arts ;
- Pablo Picasso, en Arlequin, dans Au Lapin agile, 1904, New York, Metropolitan Museum of Art ;
- Franz Marc, Autoportrait en costume breton, 1904, Darmstadt, Institut Mathildenhöhe ;
- Alexandre Yakovlev, L'artiste et Vasily Choukhayev en Harlequin et Pierrot, 1914, Saint-Pétersbourg, Musée russe ;
- Maximilian Klewer, en Christ à la couronne d'épine (dessin), 1926, Francfort, Musée Städel ;
- Giorgio de Chirico, à de multiples reprises ;
- Bruno Gadenne, Autoportrait déguisé, 2015.

##### Théâtralisation

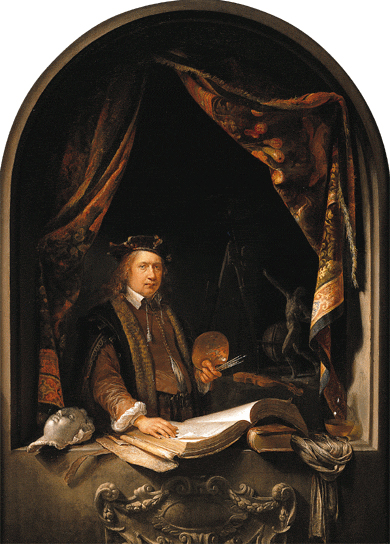
Gérard Dou Autoportrait à la palette dans une niche 1665
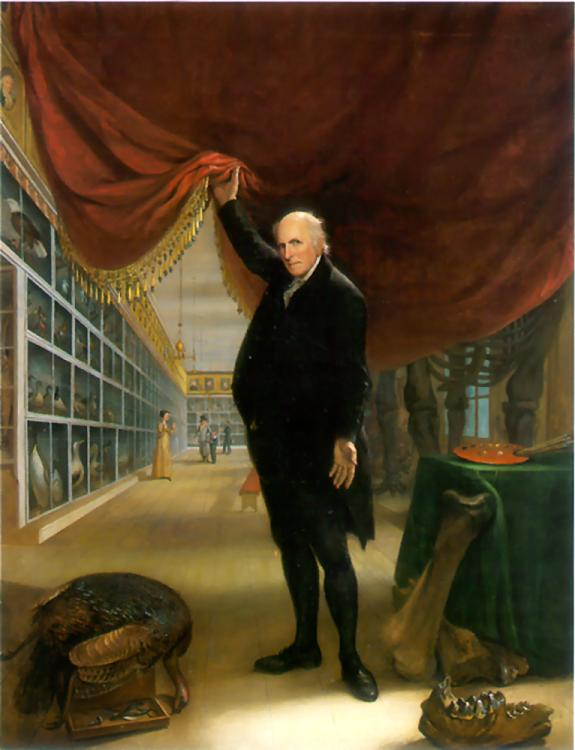
Charles Willson Peale L'artiste dans son musée 1822
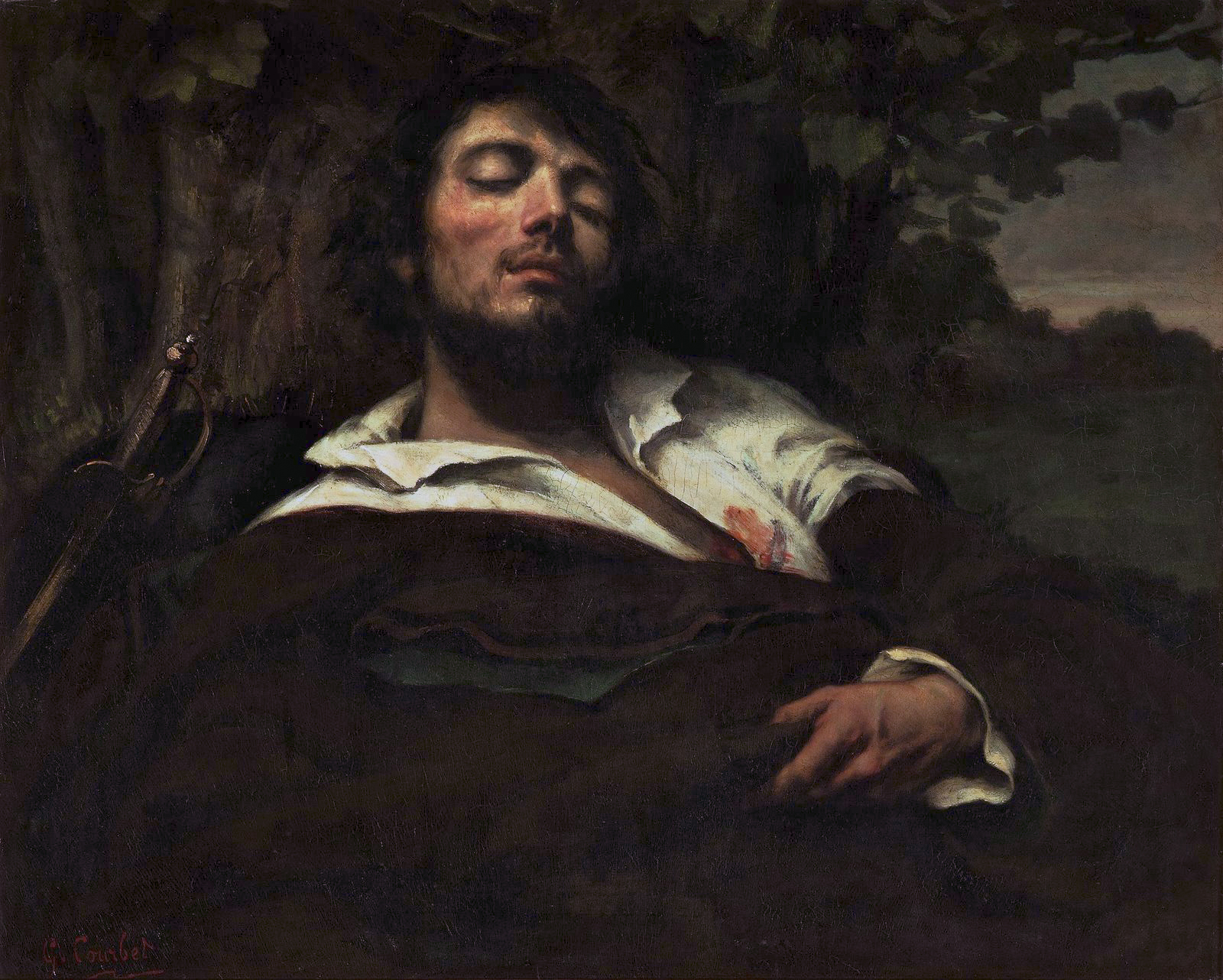
Gustave Courbet, L'Homme blessé, 1840
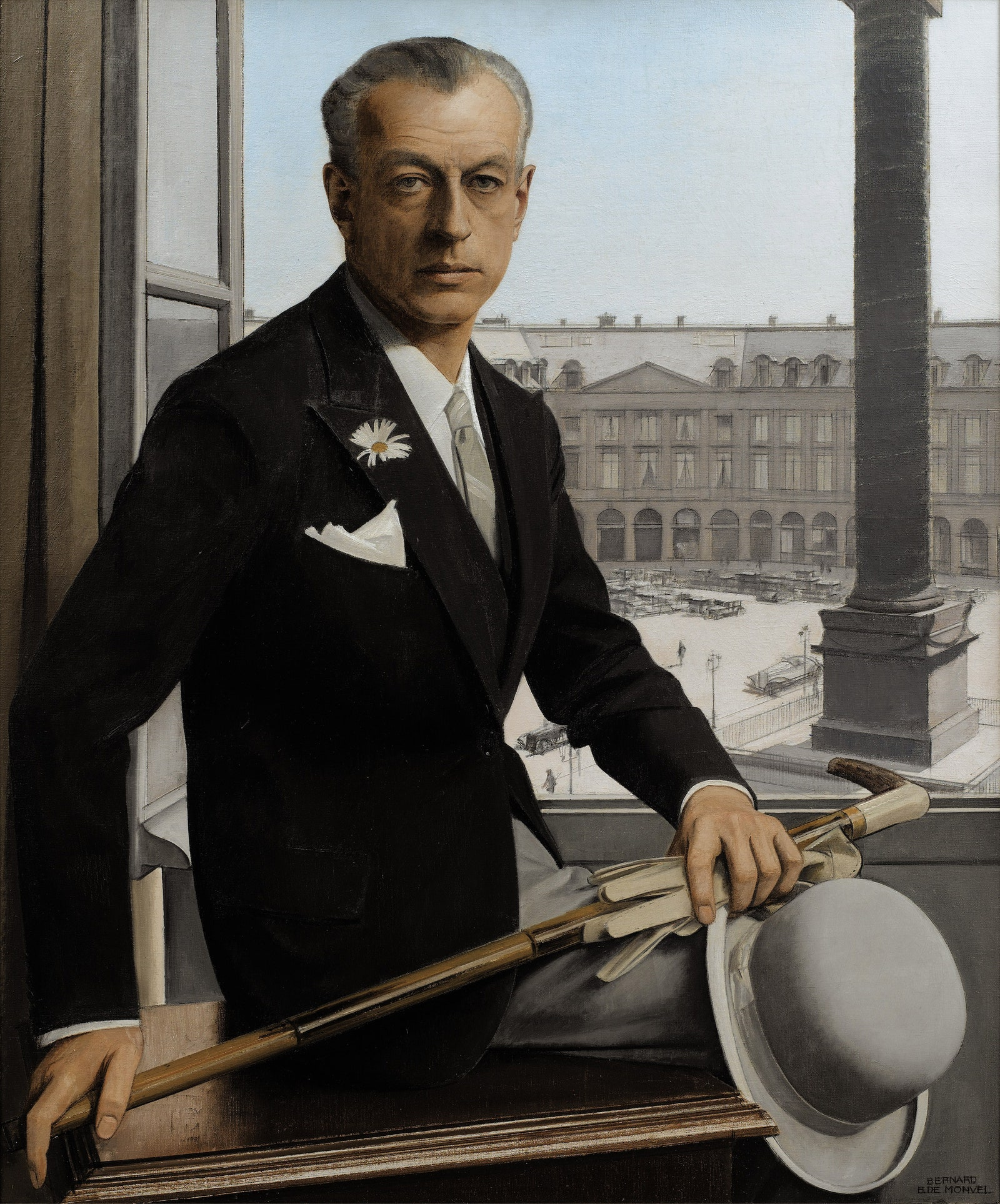
Bernard Boutet de Monvel 1932
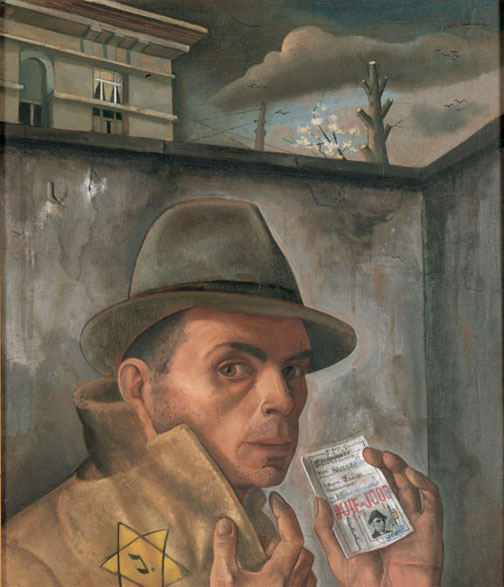
Felix Nussbaum Autoportrait au passeport juif, vers 1940

Autres œuvres remarquables :
- Artemisia Gentileschi, Judith décapitant Holopherne, 1612, Naples, Musée de Capodimonte ;
- François Desportes, Autoportrait en chasseur, 1699, Paris, Musée du Louvre ;
- Max Beckmann, Autoportrait en costume de clown, 1921, Wuppertal, Musée Von der Heydt.

#### Les fantasmes

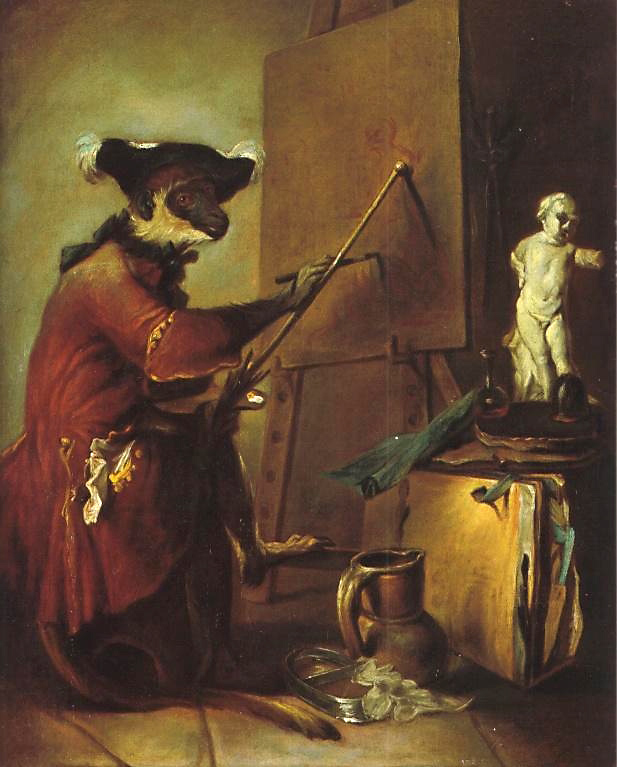
Jean Siméon Chardin Le singe peintre 1740
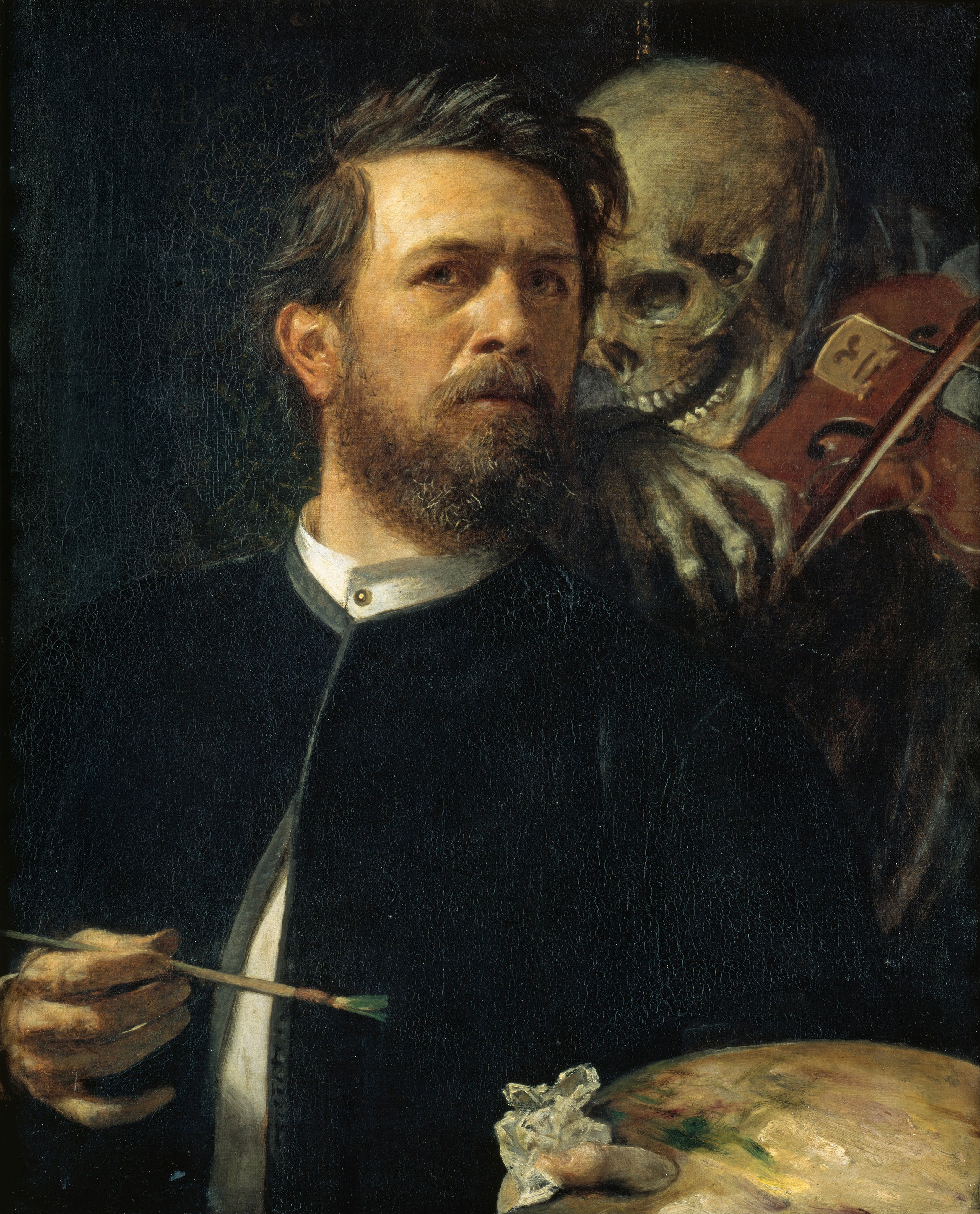
Arnold Böcklin Autoportrait avec la mort au violon 1872
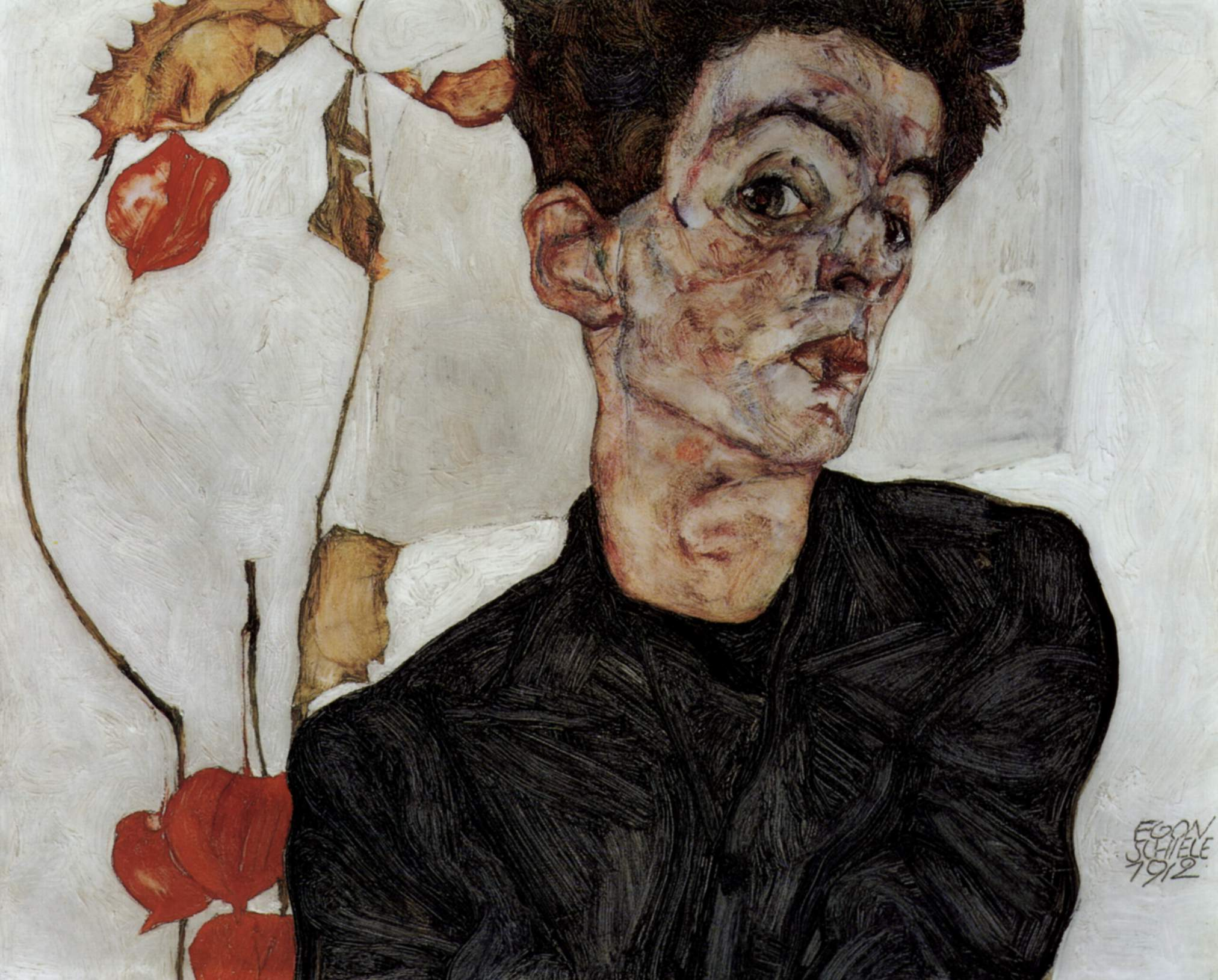
Egon Schiele Autoportrait à la lanterne chinoise, vers 1912
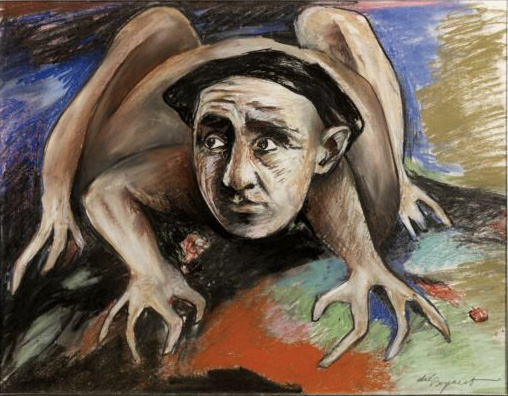
André Bogaert Autoportrait en grenouille 1985

Autres œuvres remarquables :

Jacek Malczewski, 1914

- Jacek Malczewski , Autoportrait en blanc, 1914, Cracovie, Musée national
- Victor Brauner, Autoportrait, 1931, Paris, Musée national d'Art moderne
- Alberto Savinio, Autoportrait, 1936, Turin, Galerie municipale d'art moderne et contemporain
- Paul Delvaux, Ville endormie, 1938, collection particulière
- Leonora Carrington, A l'auberge du cheval d'aube, 1937-1938, New York, Metropolitan Museum of Art
- Salvador Dali, Autoportrait mou avec du lard grillé, 1941, Figueras, Théâtre-musée Dalí
- Dorothea Tanning, Anniversaire, 1942, Philadelphie, Philadelphia Museum of Art
- Frida Kahlo, La Colonne brisée, 1944, Mexico, Musée Dolores Olmedo
- Frida Kahlo, Le Cerf blessé, 1946, Turin, Galerie municipale d'art moderne et contemporain
- Paul Delvaux, Ville endormie, 1938, collection particulière
- René Magritte, Le Magicien (ou Autoportrait à quatre bras), 1952, collection privée
- Erik Boulatov, Autoportrait, 1968, Paris, Musée Maillol
- Ron Kitaj, Autoportrait en femme, 1984, Oslo, Musée d'Art contemporain Astrup-Fearnley
- Gérard Garouste, Tour de passe-passe, 2002

#### L'artiste dans son atelier

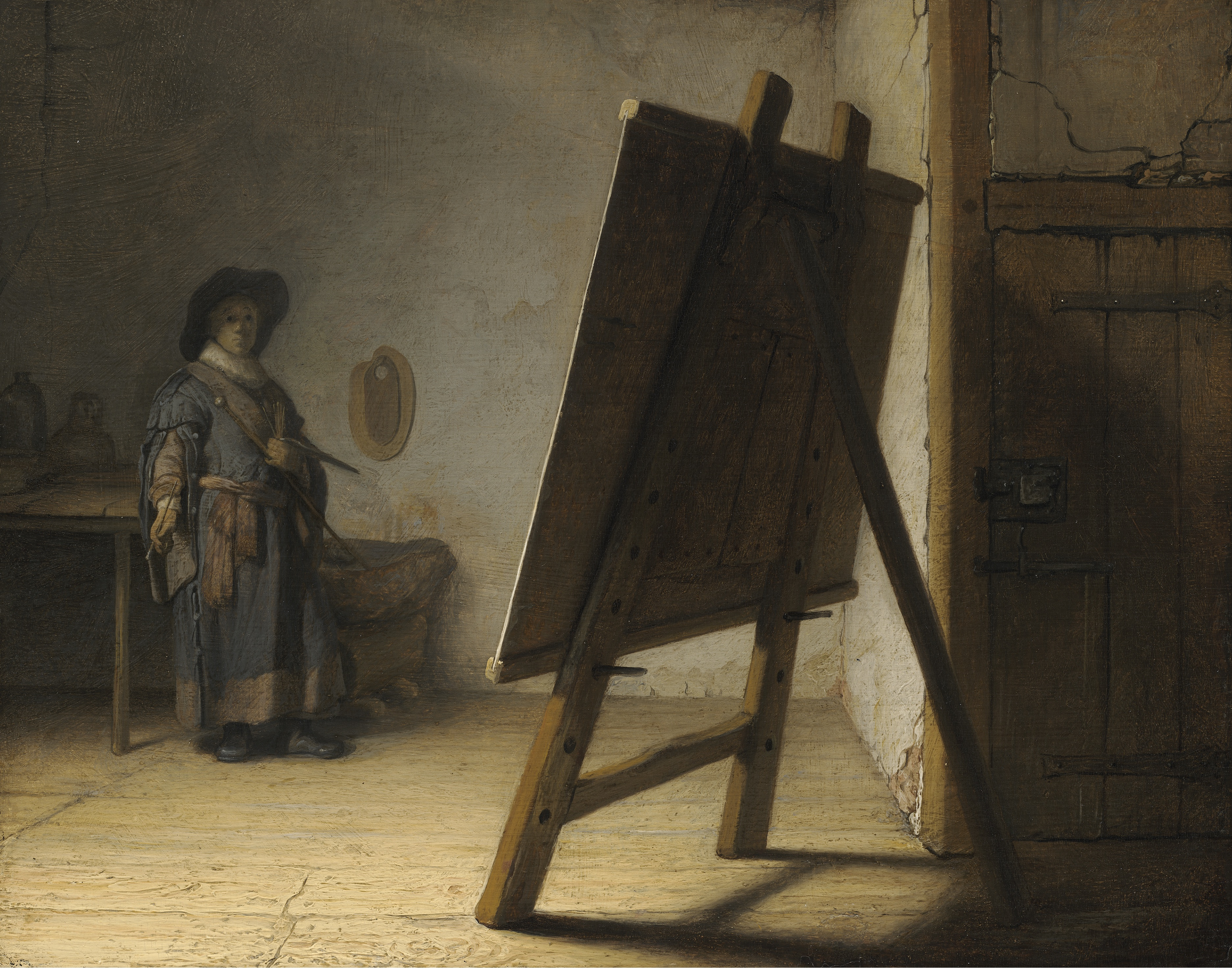
Rembrandt vers 1627
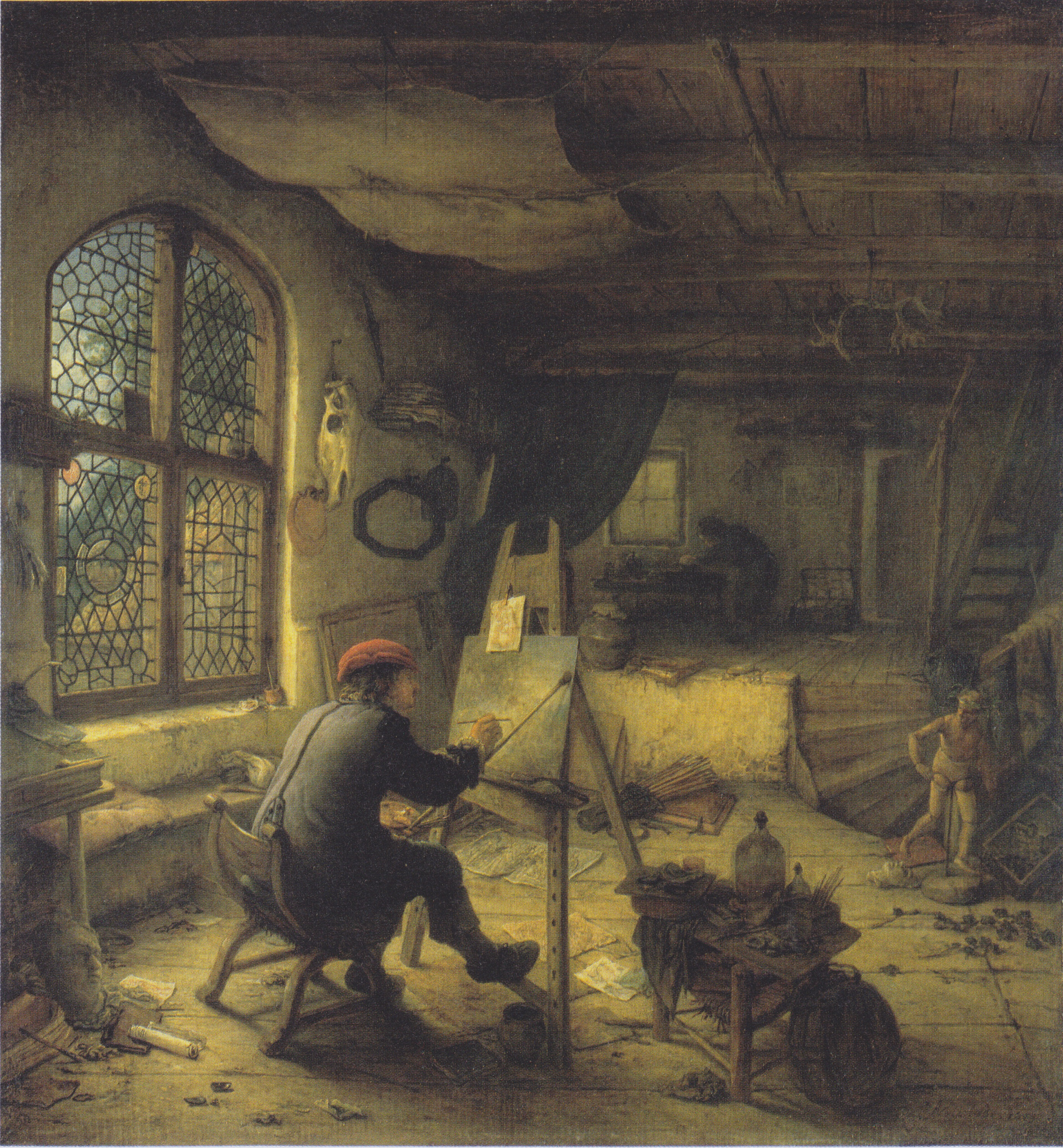
Adriaen van Ostade vers 1663
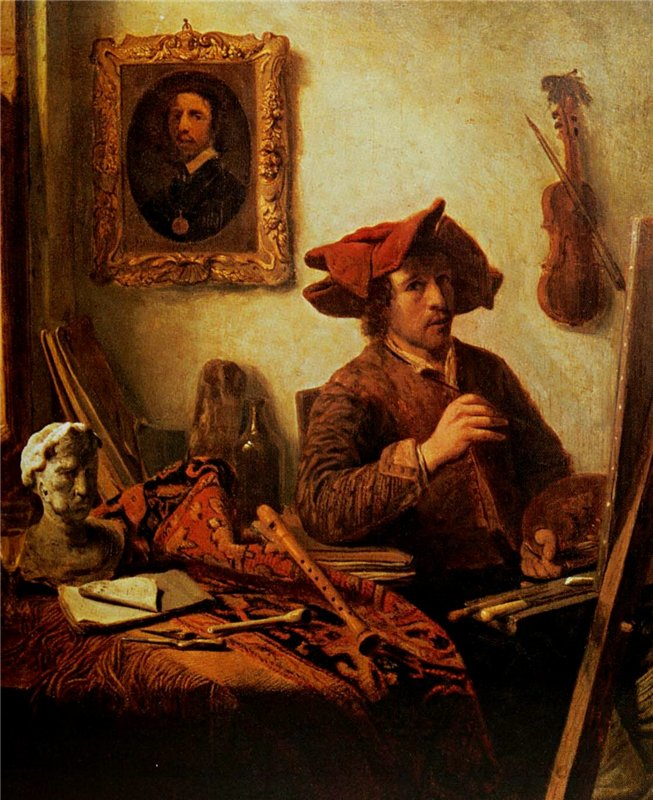
Job Berckheyde vers 1675
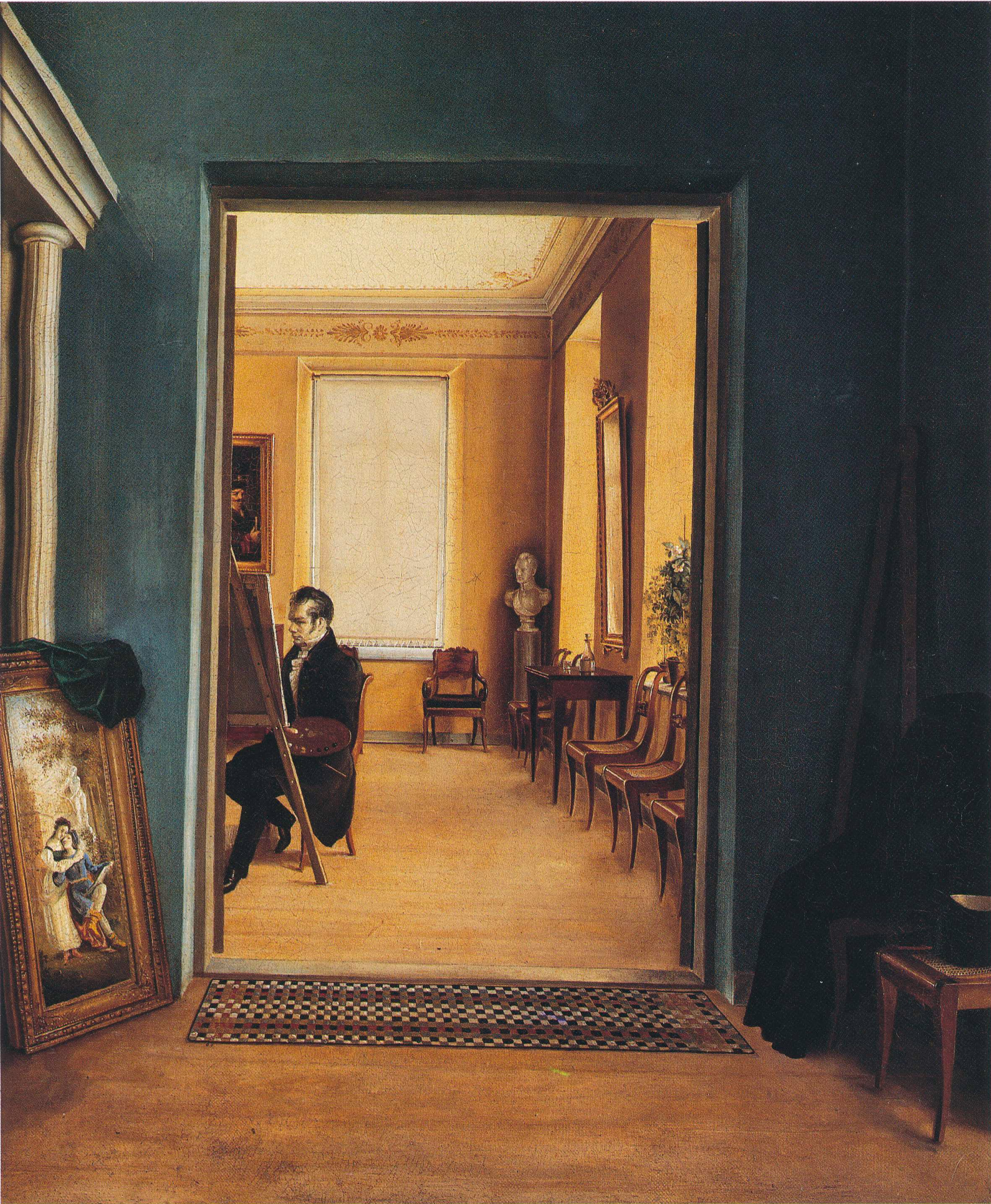
Salvator Rosa vers 1835
Gustave Courbet 1855
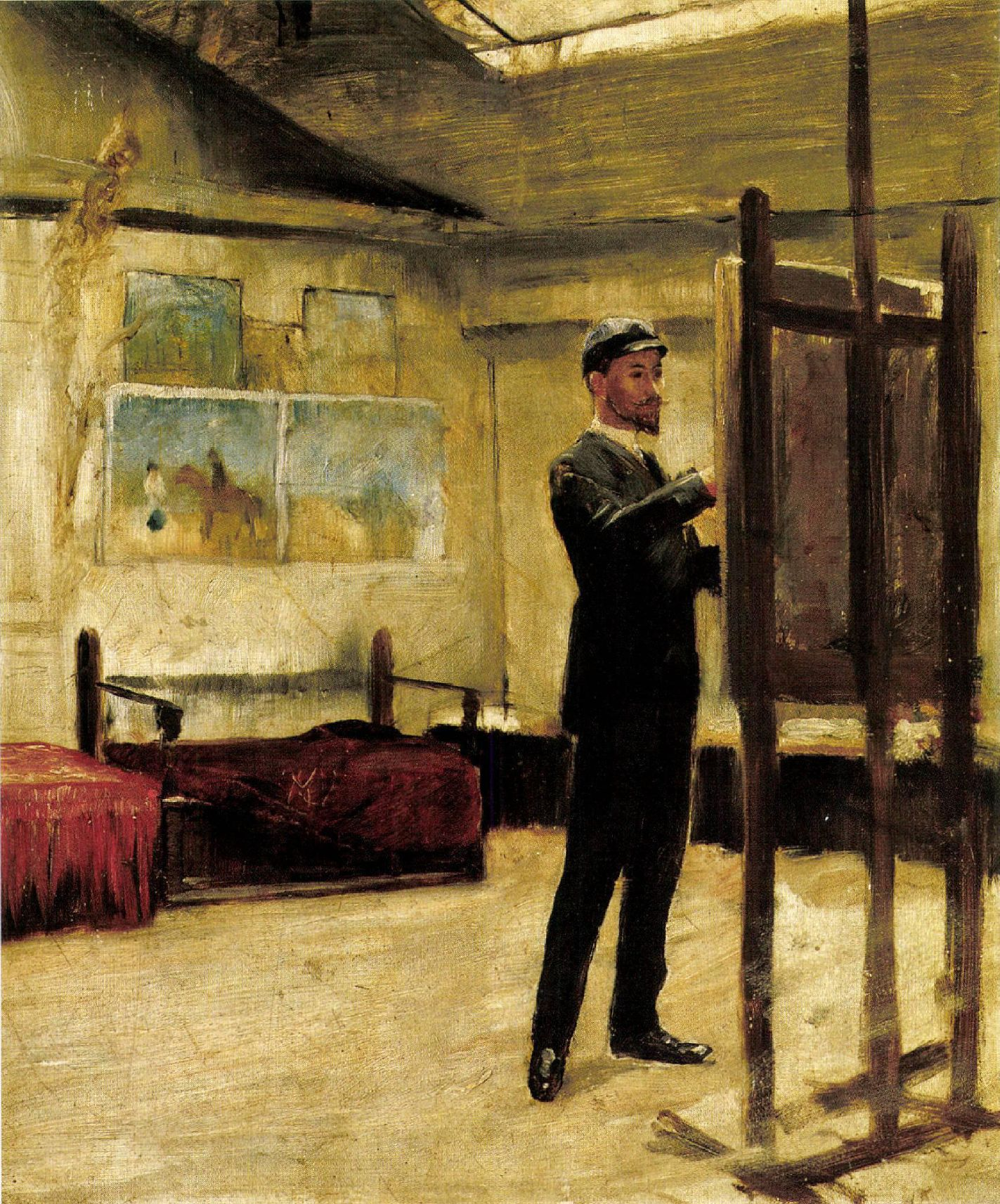
Vago années 1880
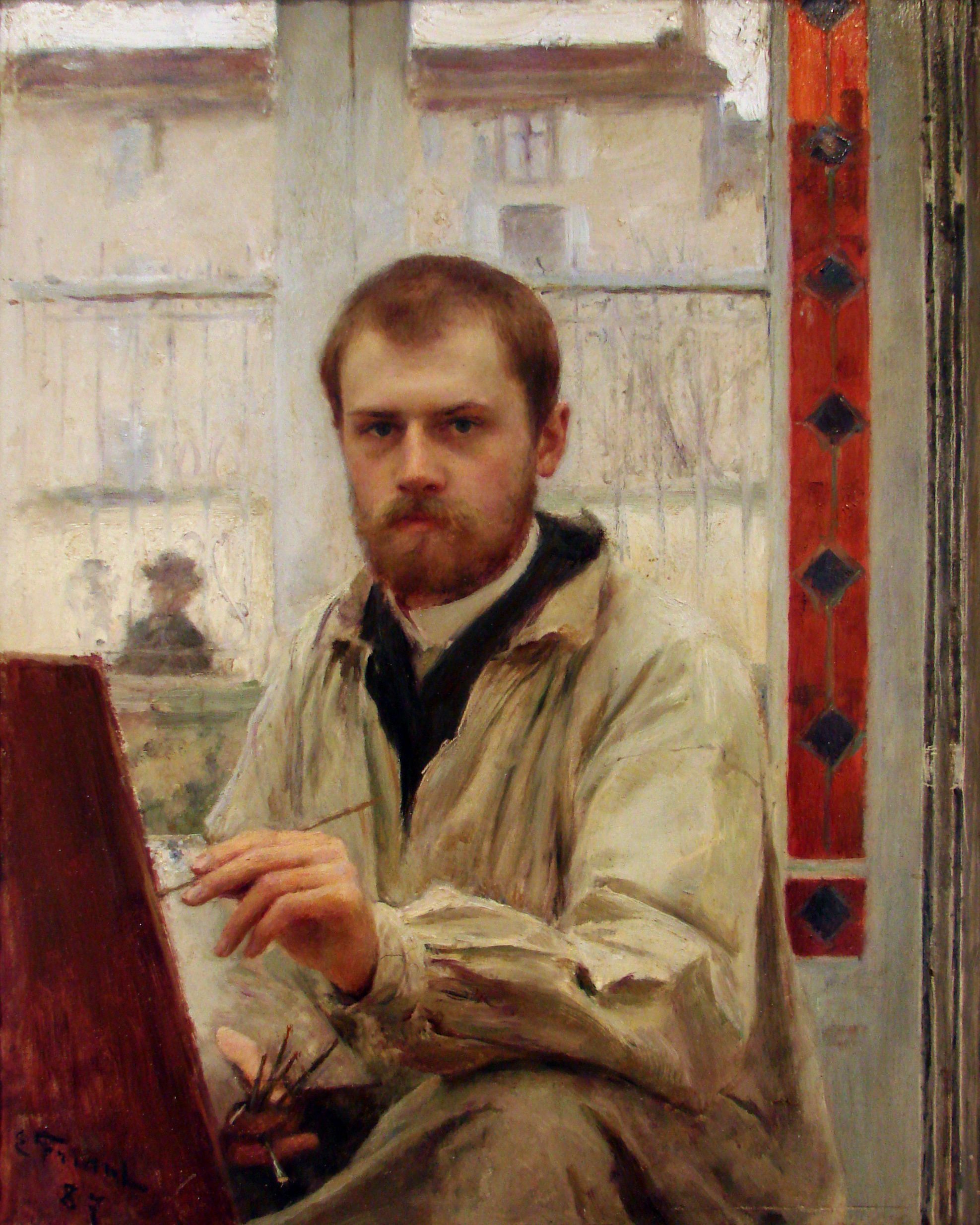
Émile Friant 1888
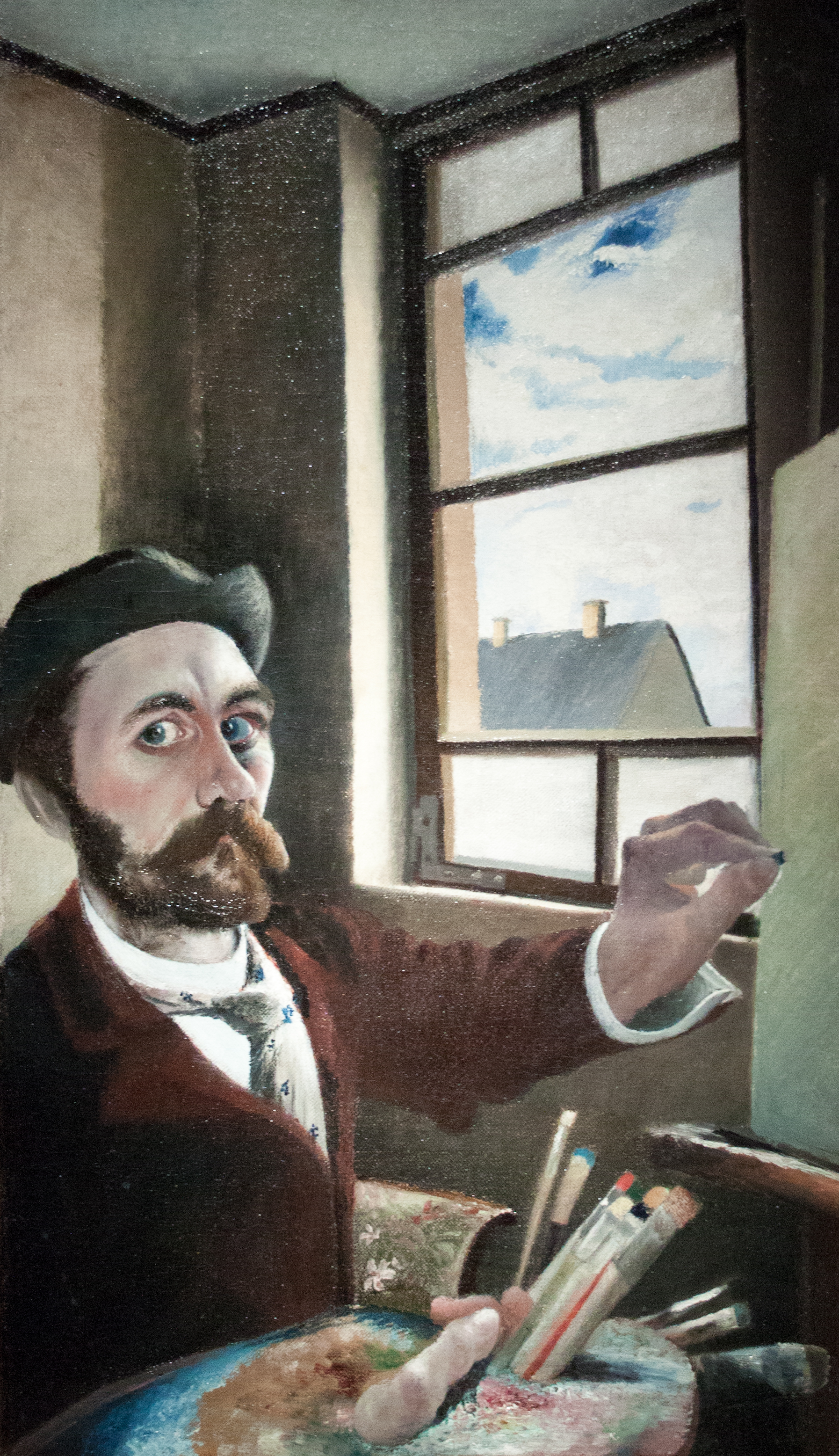
Edvard Munch 1896
José Villegas Cordero 1898
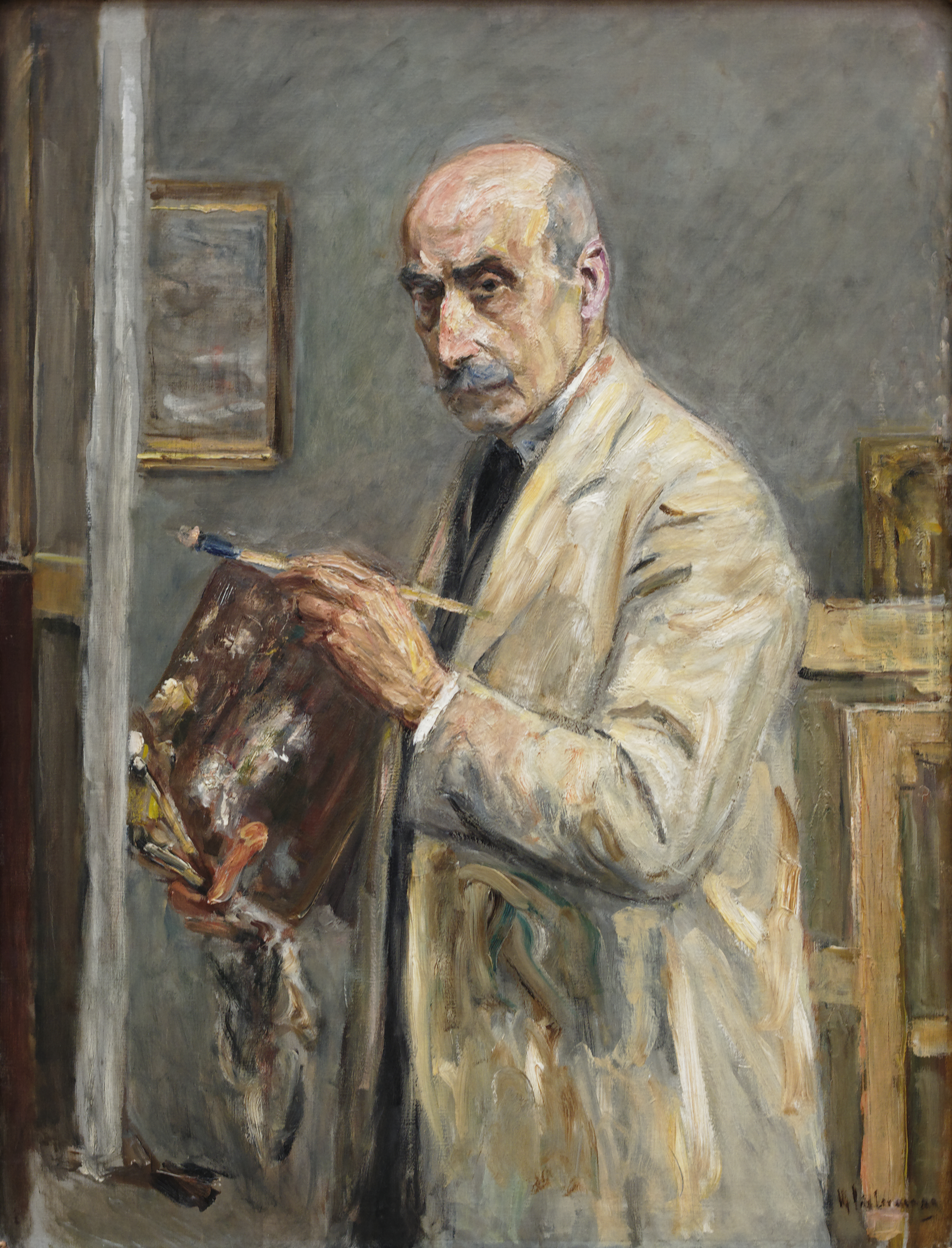
Max Liebermann 1922

Autres œuvres remarquables :

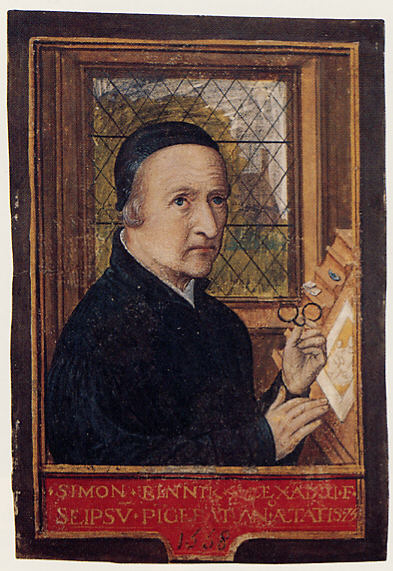
Simon Bening, 1558

- Simon Bening, Autoportrait, 1558, Londres, Victoria and Albert Museum
- Anthonis Mor, Autoportrait, 1558, Florence, Galerie des Offices
- Palma le Jeune, Autoportrait peignant la Résurrection du Christ, années 1590, Milan, Pinacothèque de Brera
- Joachim Wtewael, Autoportrait, 1601, Utrecht, Centraal Museum
- David Teniers le Jeune, Autoportrait dans l'atelier, vers 1645-1649, Vienne, Académie des Beaux-Arts
- Adriaen van Ostade, Autoportrait dans l'atelier, 1663, Dresde, Gemäldegalerie
- Arent de Gelder, Autoportrait en Zeuxis, 1685, Francfort, Musée Städel
- Antoine Coypel, Autoportrait avec son fils, 1698, Besançon, Musée des Beaux-Arts et d'Archéologie
- Nicolas de Largillierre, Autoportrait en tenue d'atelier, 1707, Washington, National Gallery of Art
- William Hogarth, Autoportrait dans l'atelier, 1758, Londres, National Portrait Gallery
- Friedrich Tischbein, Autoportrait au chevalet, 1785, Weimar, Schloss
- Honoré Daumier, Le peintre devant son tableau, 1870, Washington, Phillips Collection

#### L'artiste dans la nature
Jusqu'à l'apparition des impressionnistes, à la fin du XIXe siècle (lorsqu'ils se déplacent en extérieur et vont peindre sur le motif), les œuvres se font en atelier. Mais durant les trois siècles qui précèdent, il arrive que des artistes usent d'un artifice pour donner "du naturel" à leurs portraits et autoportraits : disposer un paysage de campagne en arrière-plan.
Ces mises en scène sont d'autant plus construites que les artistes optent pour une esthétique résolument réaliste. Cette situation perdure jusqu'au Moi-même, portrait paysage du Douanier Rousseau, en 1890.
À l'inverse, lorsqu'à la fin de sa vie, en 1903, Camille Pissarro, spécialiste de la peinture de paysage, fait son autoportrait dans son domicile parisien, la fenêtre en arrière-plan laisse apparaître un décor urbain : les immeubles haussmanniens.

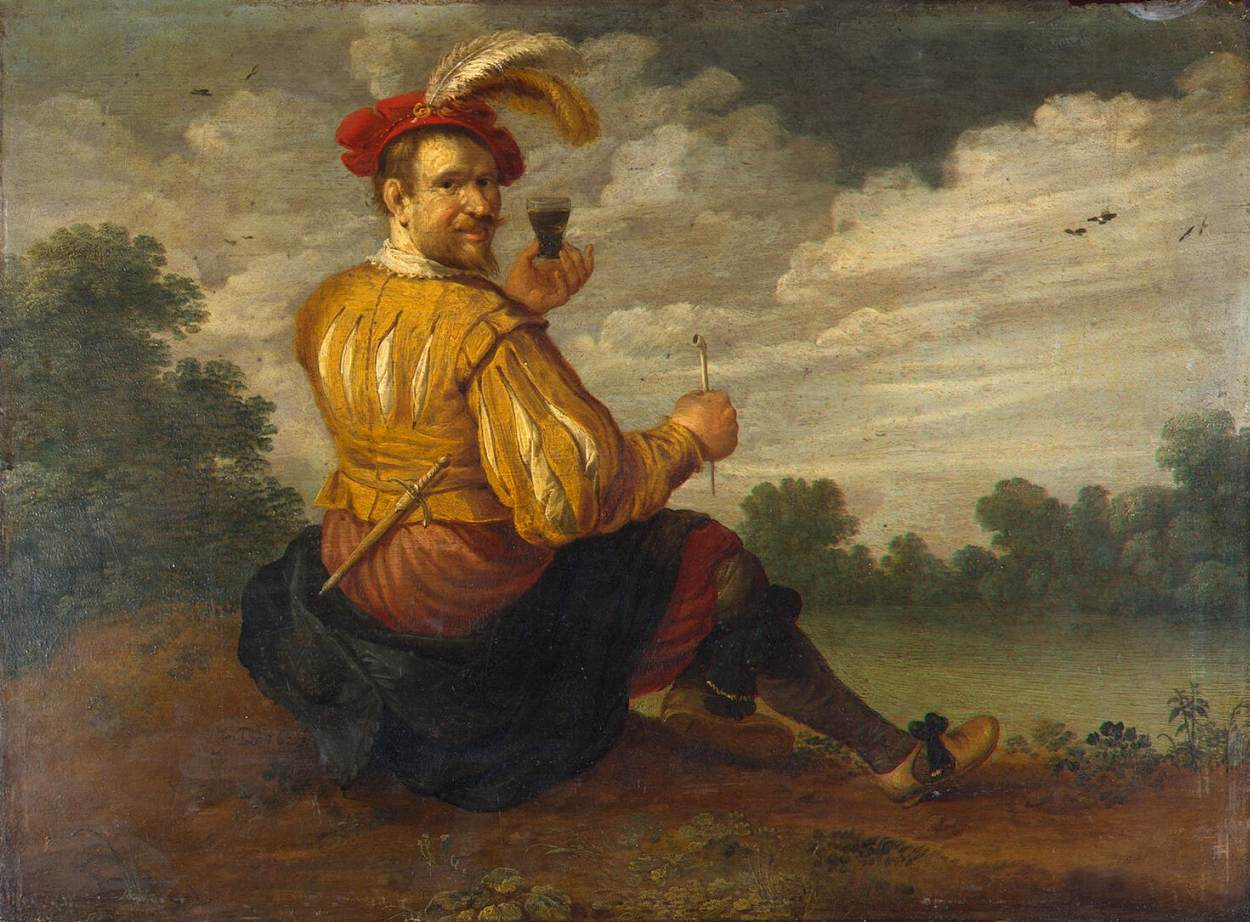
Joost Cornelisz Droochsloot 1627
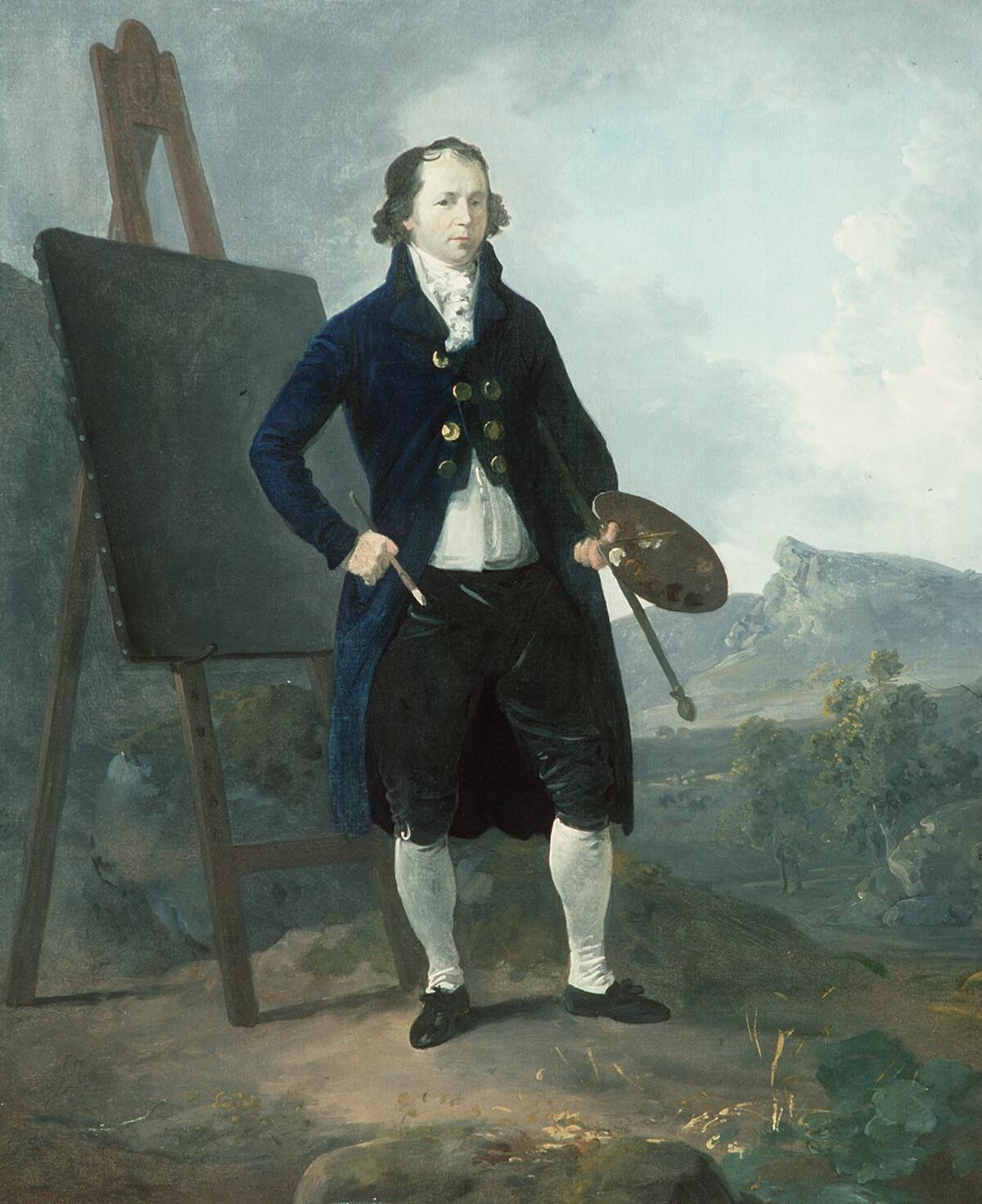
Julius Caesar Ibbetson vers 1780
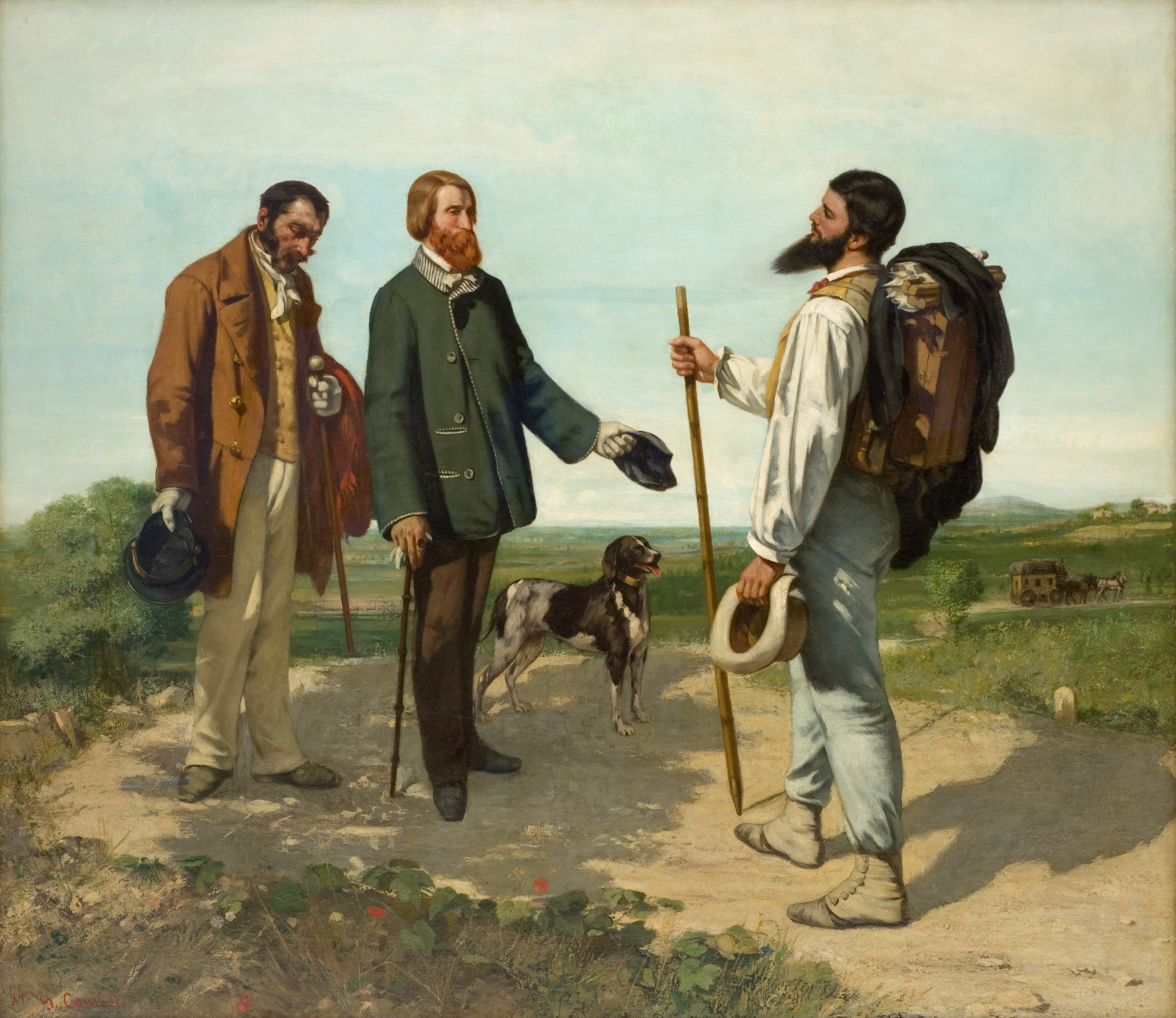
Gustave Courbet 1854
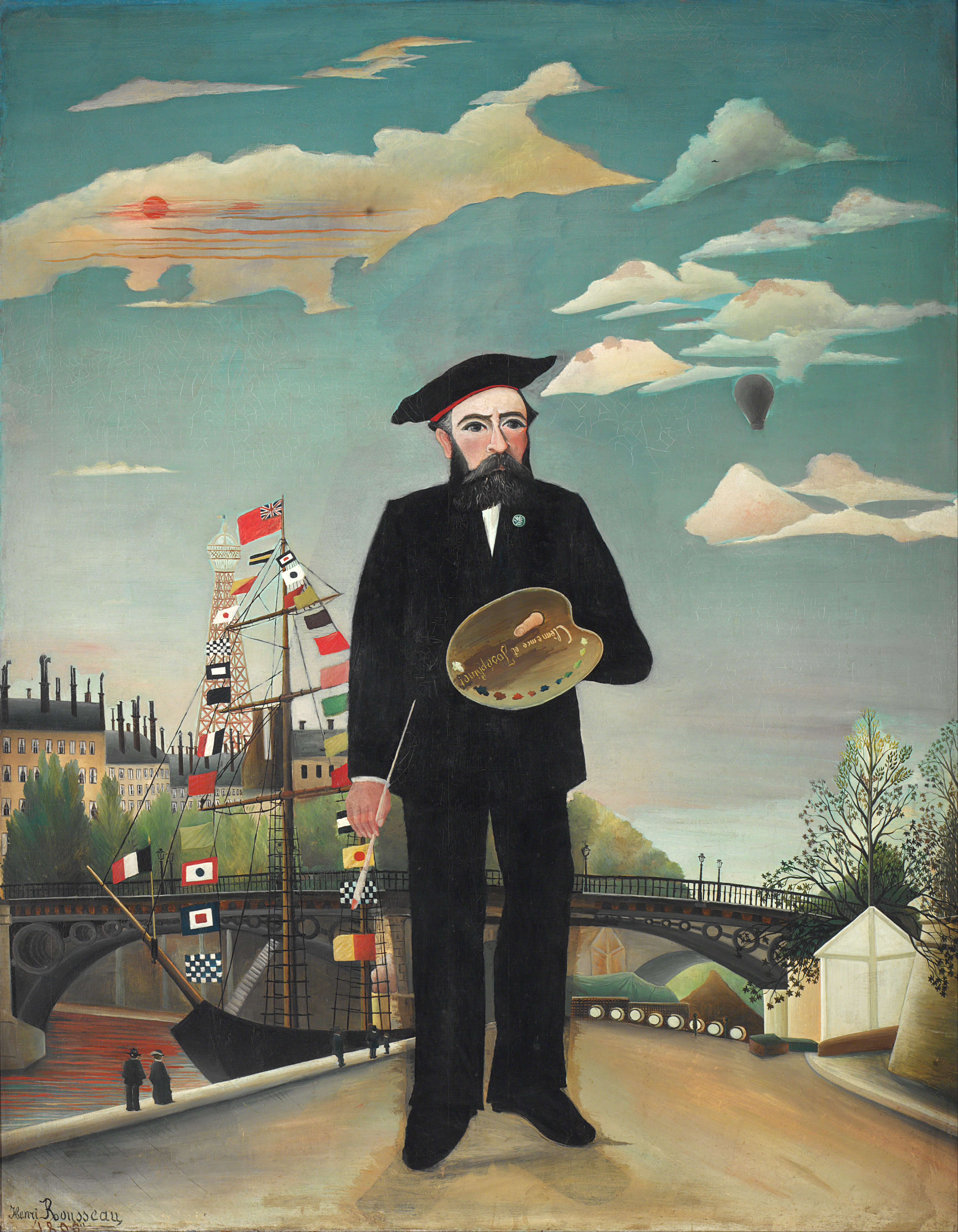
Douanier Rousseau 1890
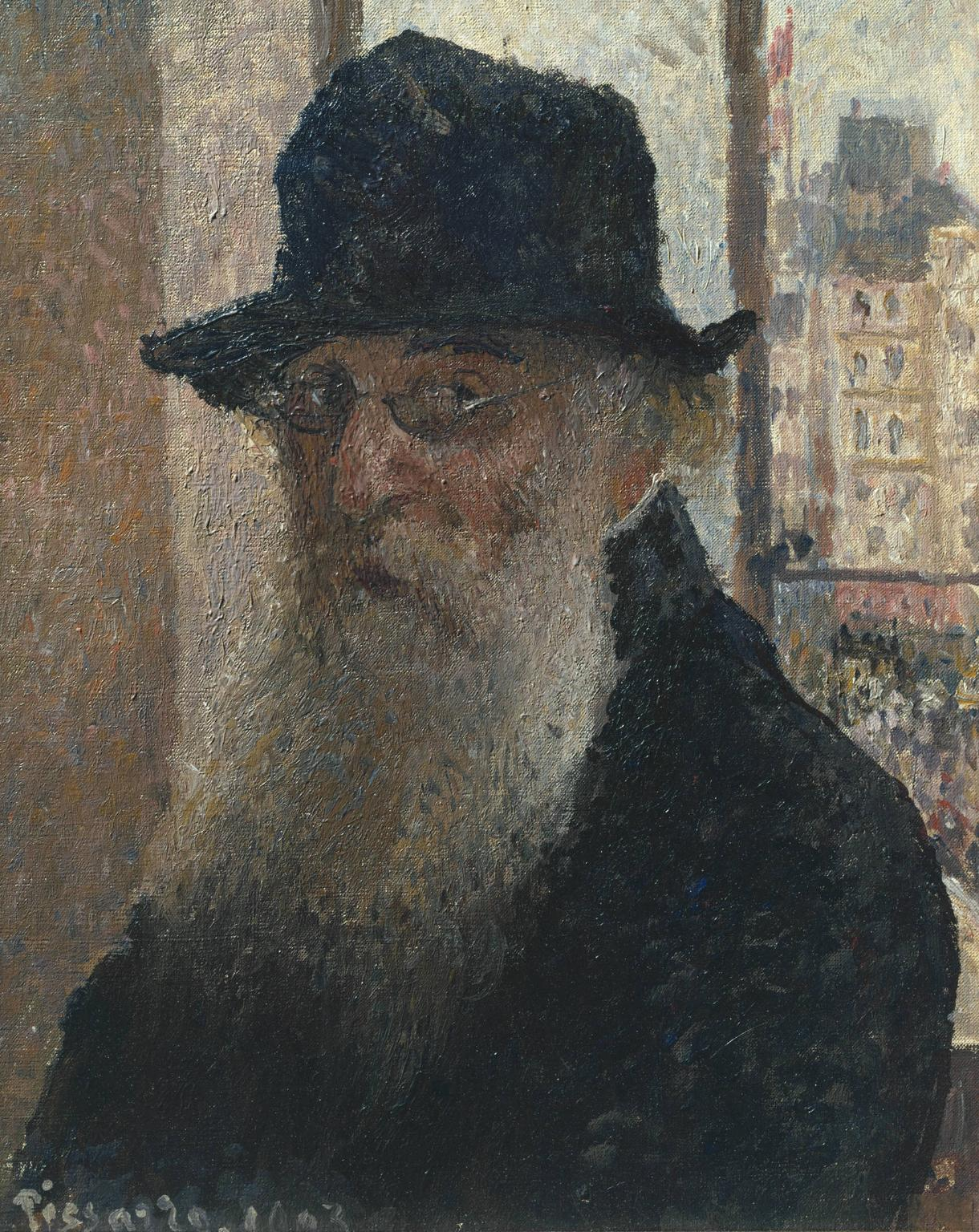
Camille Pissarro 1893

Autres œuvres remarquables :

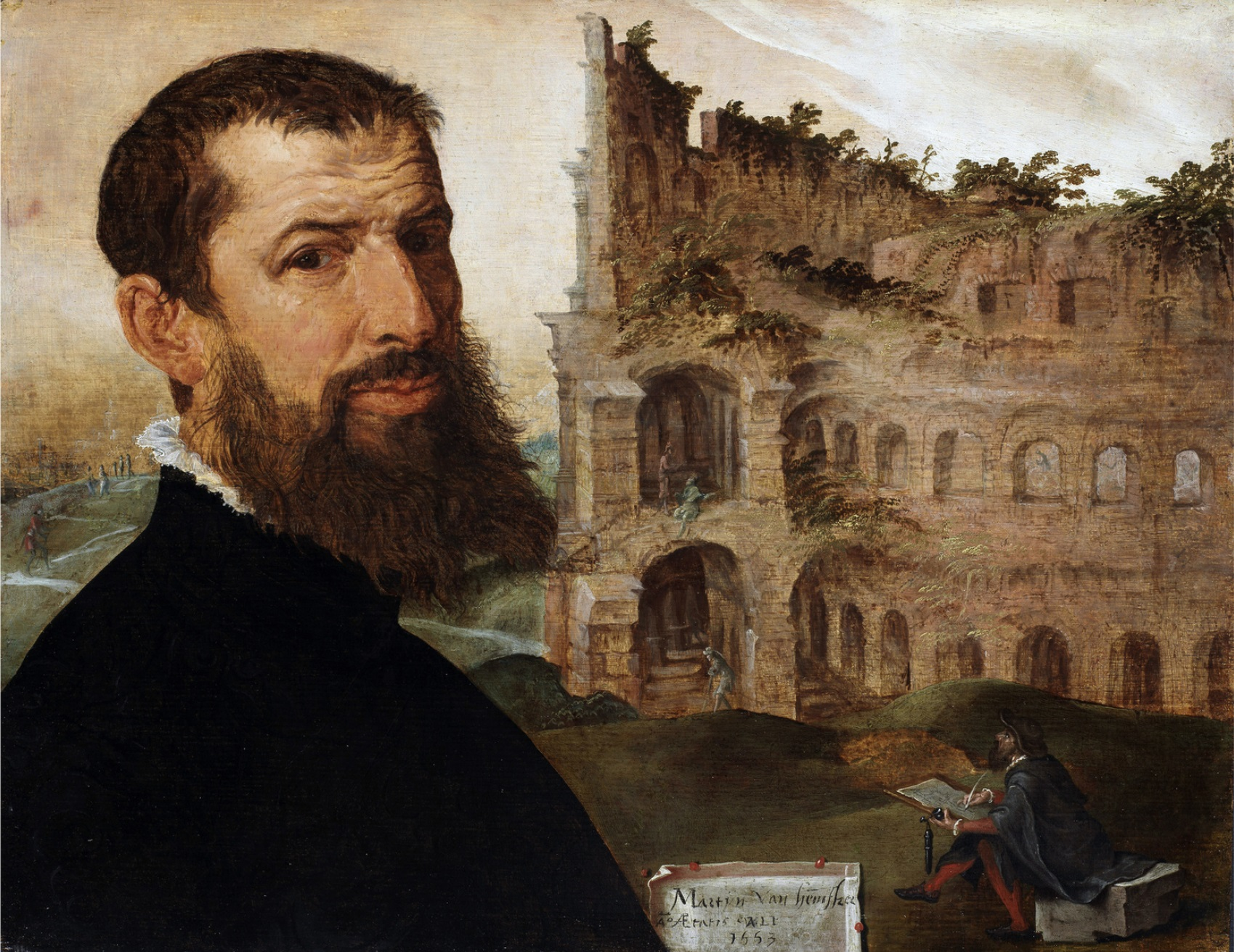
Maarten van Heemskerck, 1563

- Maarten van Heemskerck, Autoportrait au Colisée, 1553, Cambridge, Fitzwilliam Museum
- Joost Cornelisz Droochsloot, Autoportrait dans un paysage boisé, 1627, Saint-Petersbourg, Musée de l'Ermitage
- François Desportes, Autoportrait en habit de chasseur, 1699, Paris, Musée du Louvre
- George Stubbs, Autoportrait sur un cheval blanc, 1782, Port Sunlight (près de Liverpool), Lady Lever Art Gallery
- Jacob More, Autoportrait peignant dans les bois, 1783, Florence, Galerie des Offices
- Julius Caesar Ibbetson, Autoportrait dans un paysage boisé, vers 1780, Dordrecht (Pays-Bas), Musée
- Johann David Passavant, Autoportrait au béret devant un paysage romain, 1818, Francfort, Musée Städel
- Vassili Tropinine, Autoportrait devant une fenêtre donnant sur le Kremlin, 1846, Moscou, Galerie Tretiakov
- Gustave Courbet, Bonjour monsieur Courbet, 1854, Montpellier, Musée Fabre
- Douanier Rousseau, Moi-même, 1890, Prague, Galerie nationale
- Peder Severin Krøyer, Autoportrait, 1888, Florence, Galerie des Offices
- Hans Thoma, Autoportrait devant un bois de bouleaux, 1899, Francfort, Musée Städel
- Jacek Malczewski, Autoportrait aux jacinthes, 1902, Poznań (Pologne), Musée national

#### Fragments

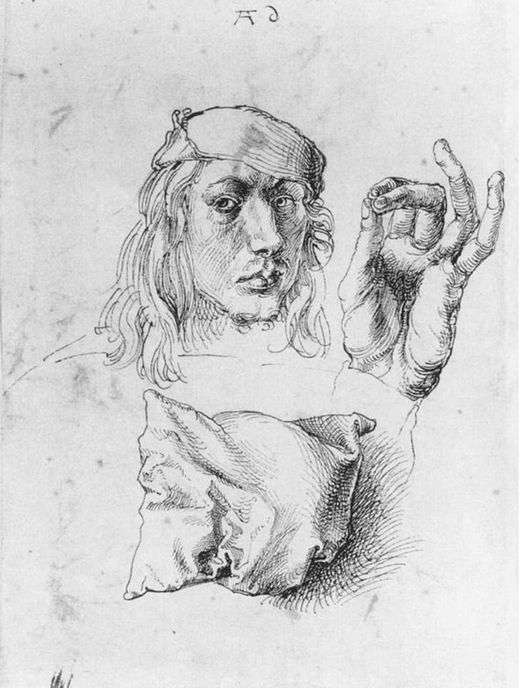
Albrecht Dürer Visage, main et oreiller v. 1491-1492
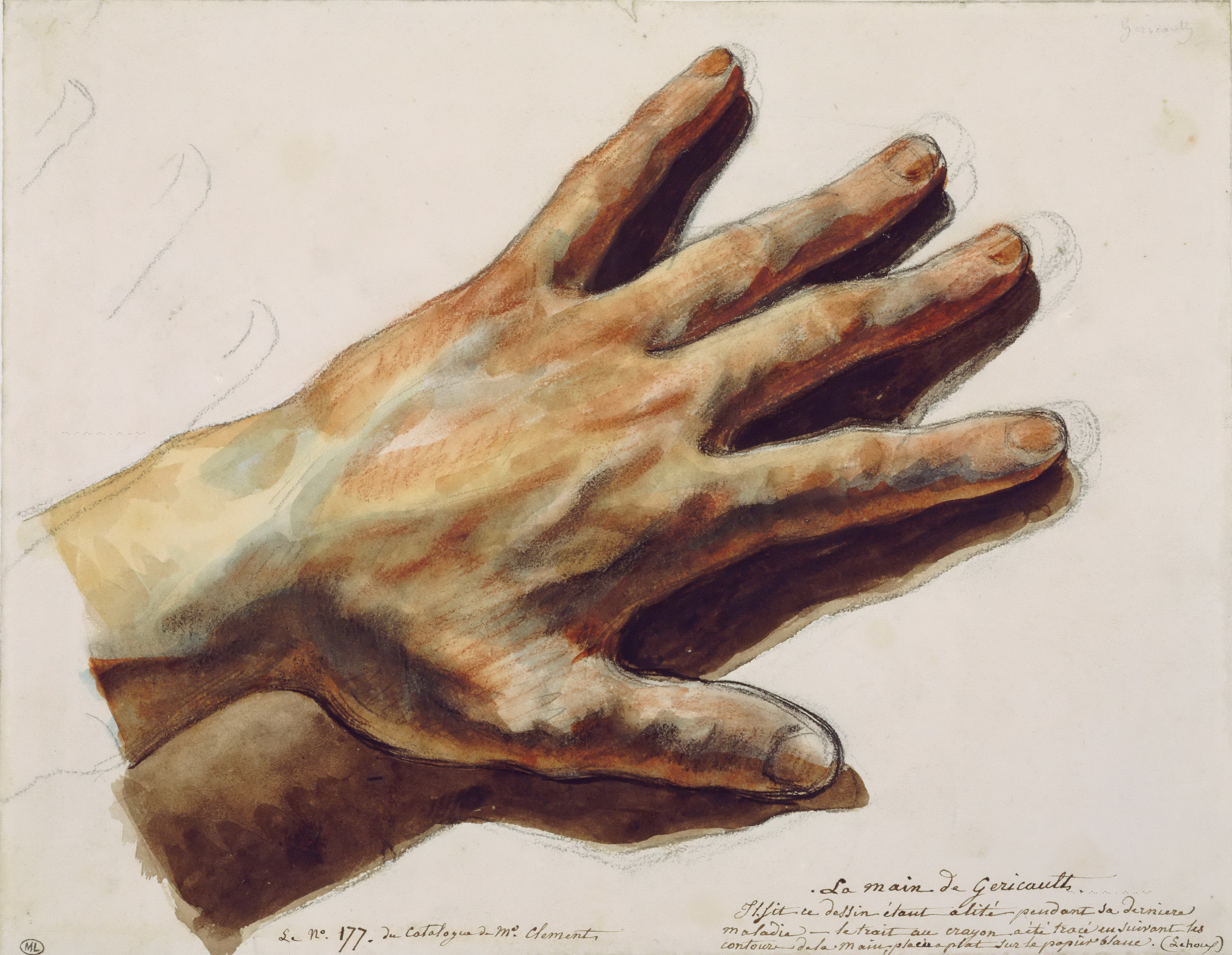
Théodore Géricault Main gauche de l'artiste 1823 ?
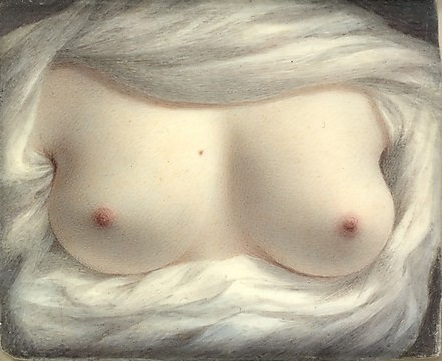
Sarah Goodridge Beauté révélée 1828
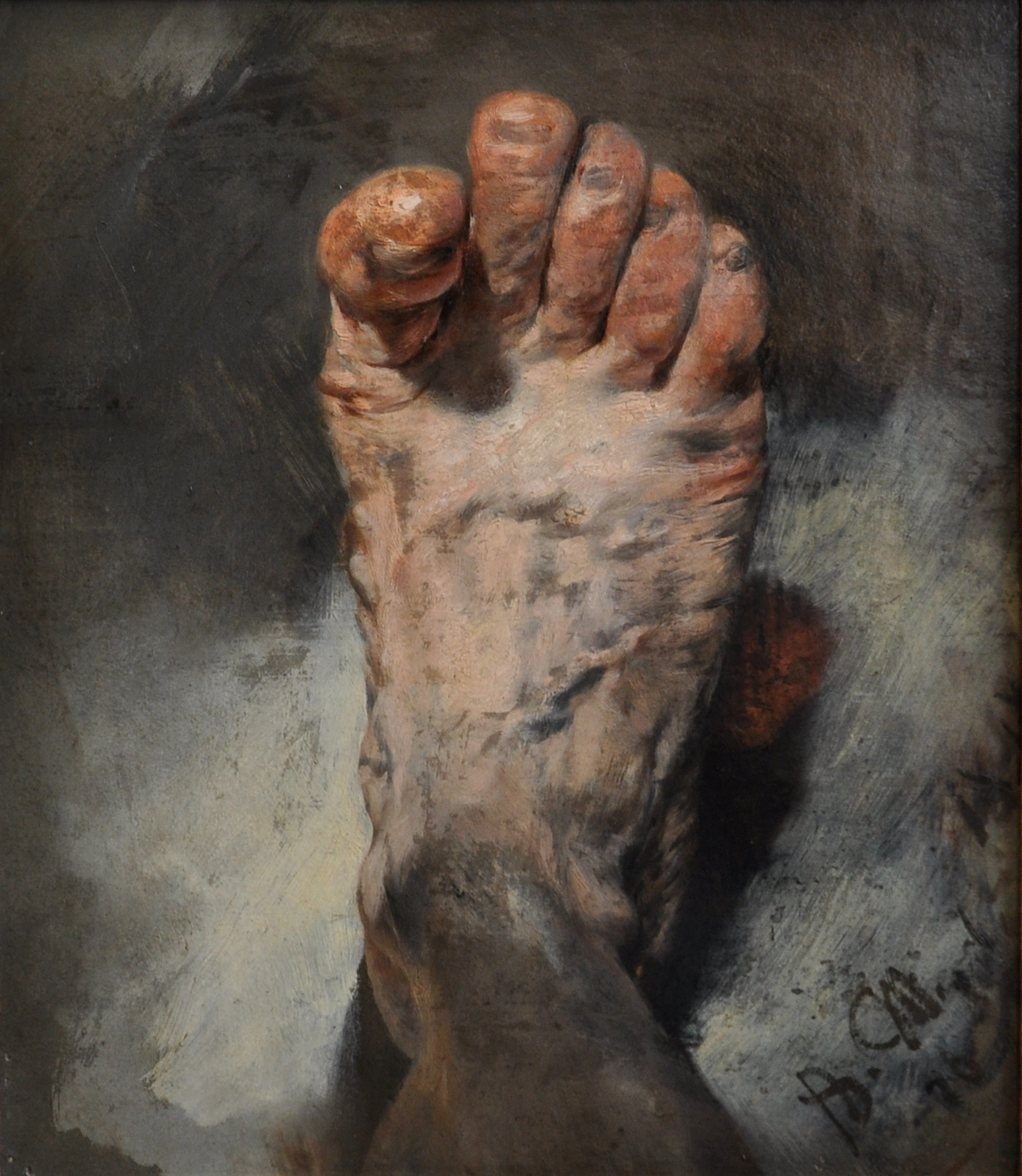
Adolph Menzel Pied droit de l'artiste 1876

Autres œuvres remarquables :
- Henry Moore, Les mains de l'artiste (dessin), vers 1974, The Henry Moore Foundation

#### Retrait
On associe généralement l'autoportrait à une entreprise d'autopromotion. Il est pourtant des situations, tout au long de l'histoire de l'art, où les artistes — pour des raisons diverses — ne tiennent pas spécialement à mettre leur personne en valeur, bien au contraire. Ils apparaissent alors sous la forme d'un petit personnage, au milieu ou au fond d'une pièce (Rembrandt, 1627) ; Rosa, v. 1835), d'une forme floue et imprécise (Boccioni, 1910), d'un personnage vu de dos (Longhi, v. 1745), d'une silhouette en ombre chinoise (Spilliaert, 1907), d'un visage se reflétant dans le miroir d'une pièce à la manière d'un photographe se prenant accidentellement en photo (Braun-Vega, La Celestina d'après Goya, 1987) ou encore — à partir du XXe siècle — d'une représentation s'écartant radicalement des codes de la figuration réaliste (Gris, 1912 ; Seiwert, 1928). À partir de 1969, l'Allemand Georg Baselitz va même jusqu'à disposer ses personnages la tête en bas.
L'exemple le plus célèbre est un tableau dont on n'est du reste absolument pas certain qu'il s'agisse d'un autoportrait, l'artiste ne le précisant nulle part : L'Art de la peinture de Vermeer, vers 1666.

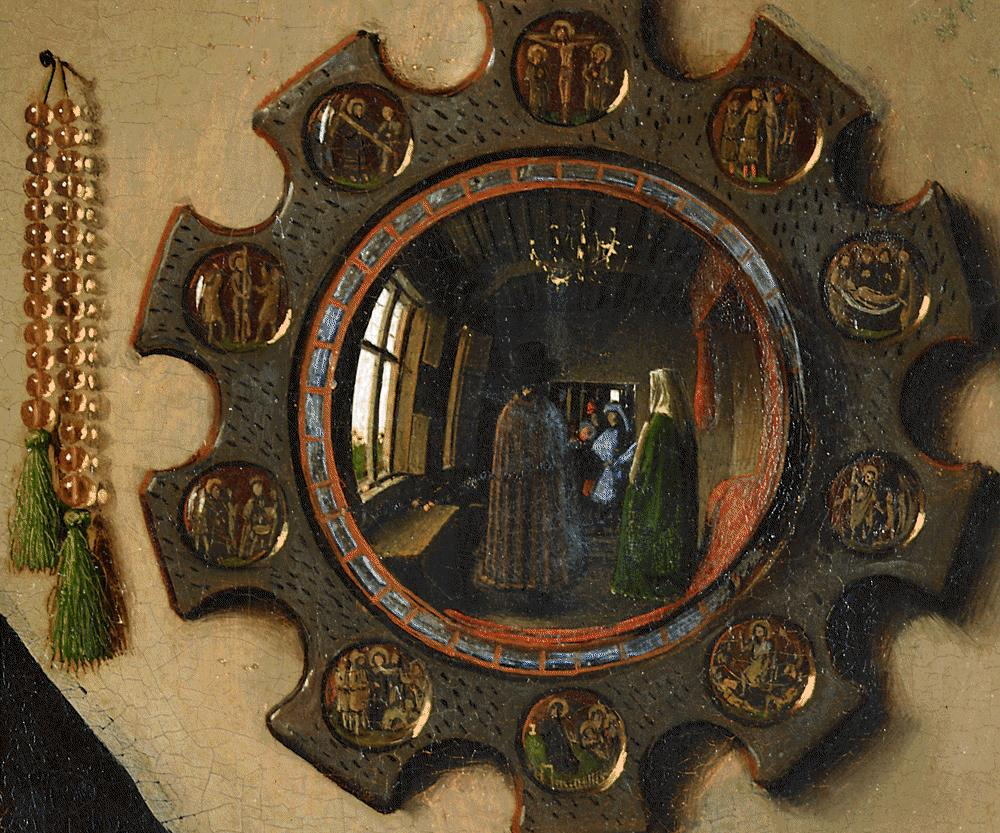
Jan van Eyck Détail des Époux Arnolfini, 1434
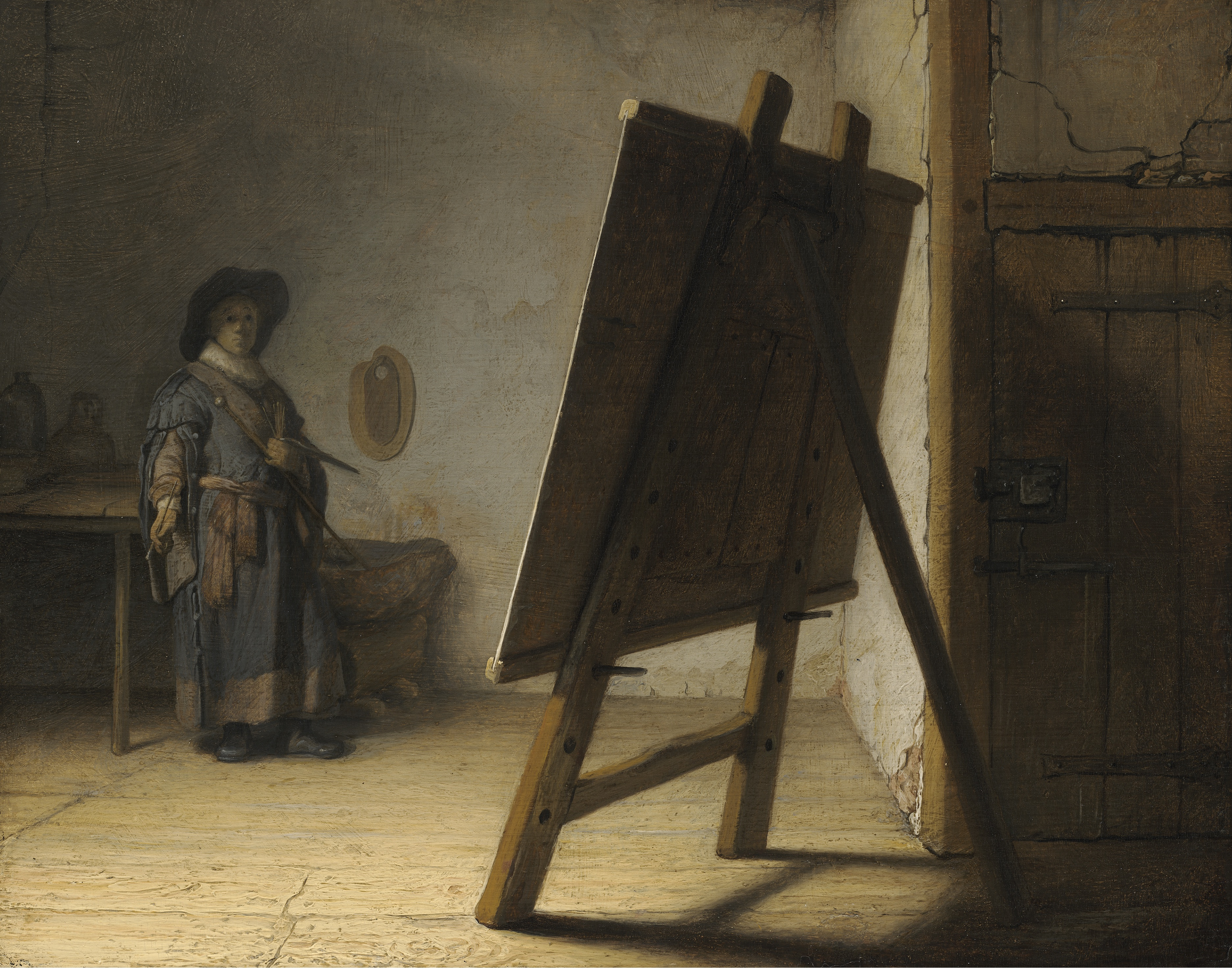
Rembrandt vers 1627
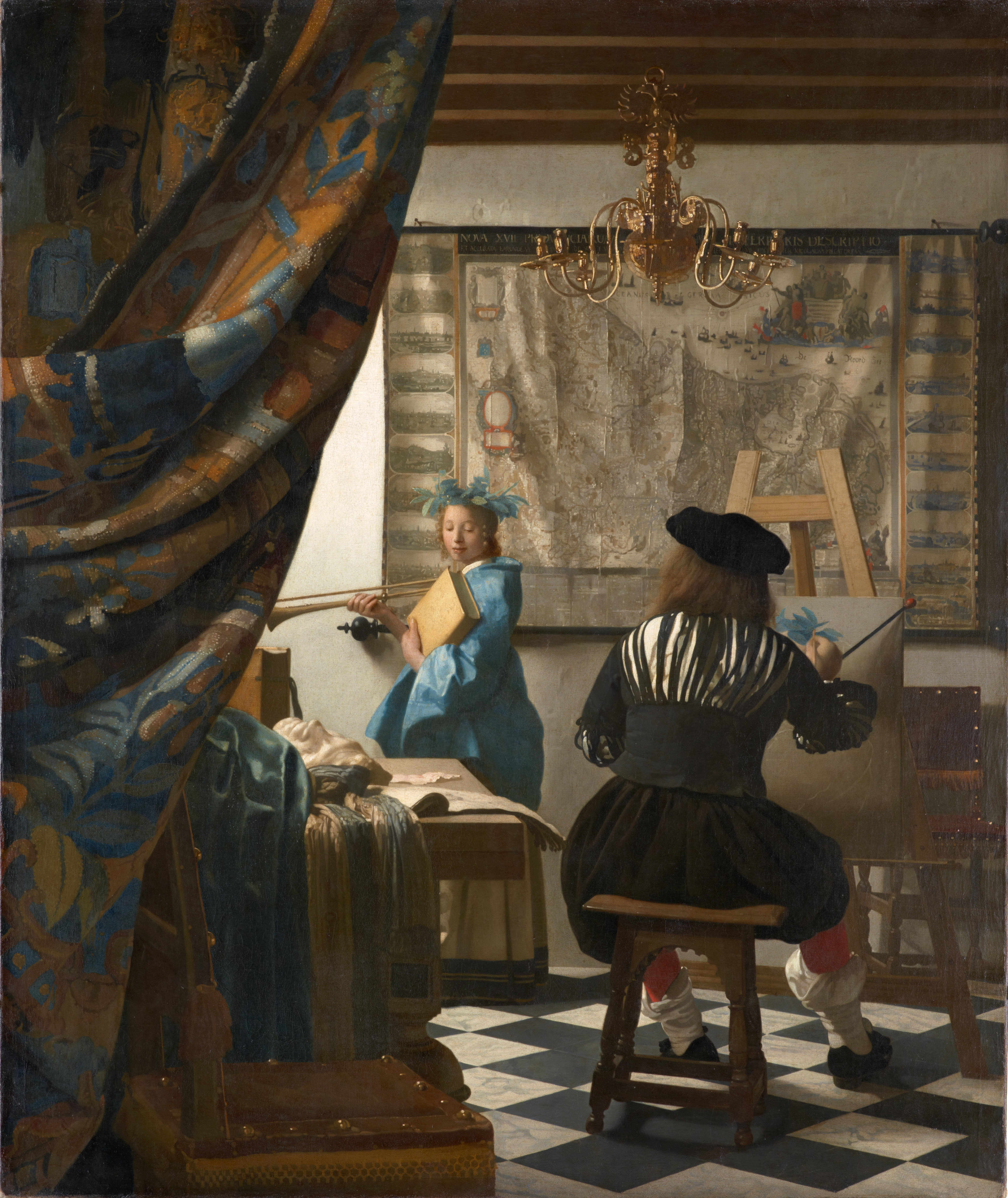
Johannes Vermeer, L'Art de la peinture (autoportrait présumé) vers 1666
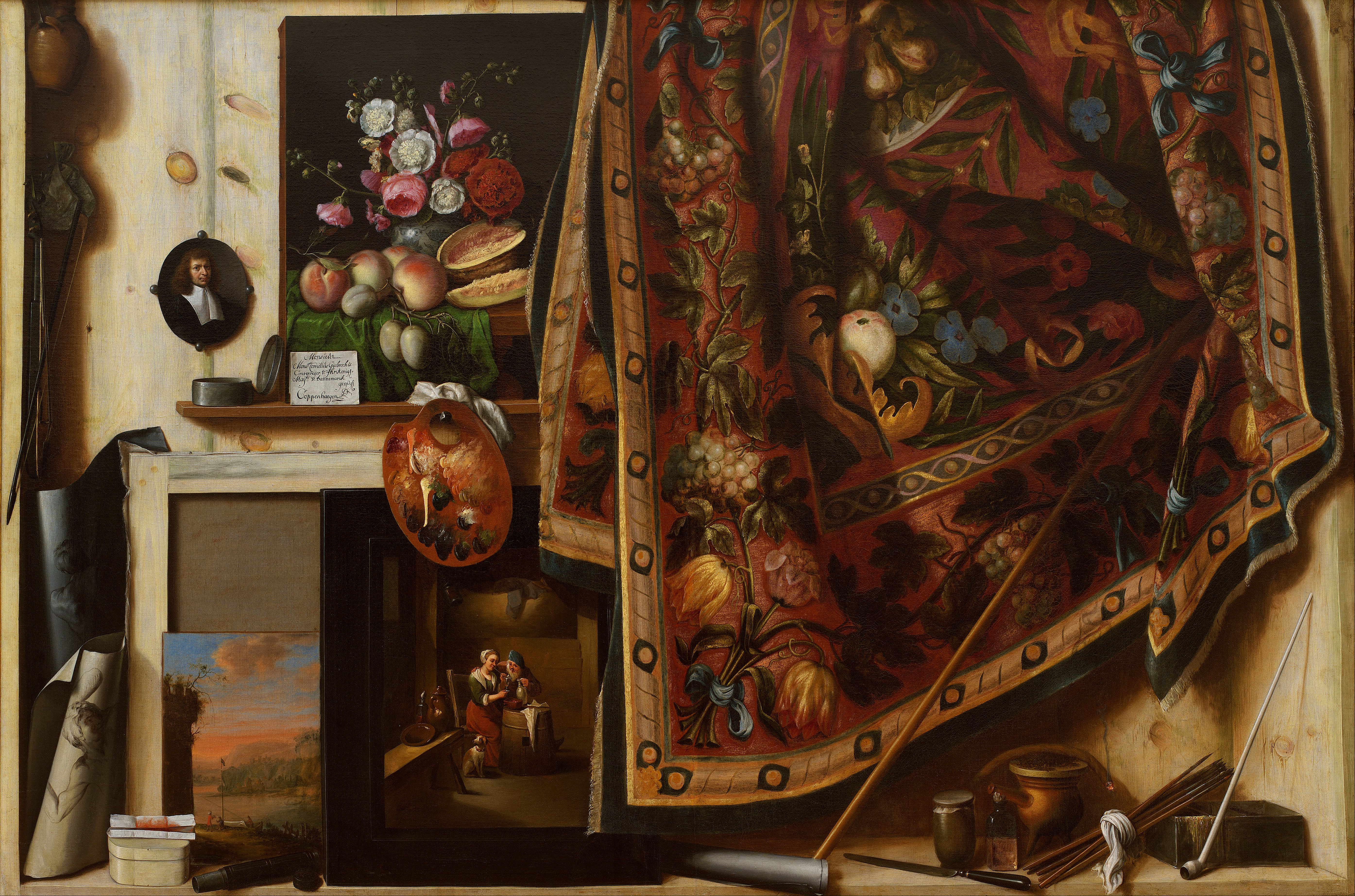
Cornelis Norbertus Gysbrechts vers 1670
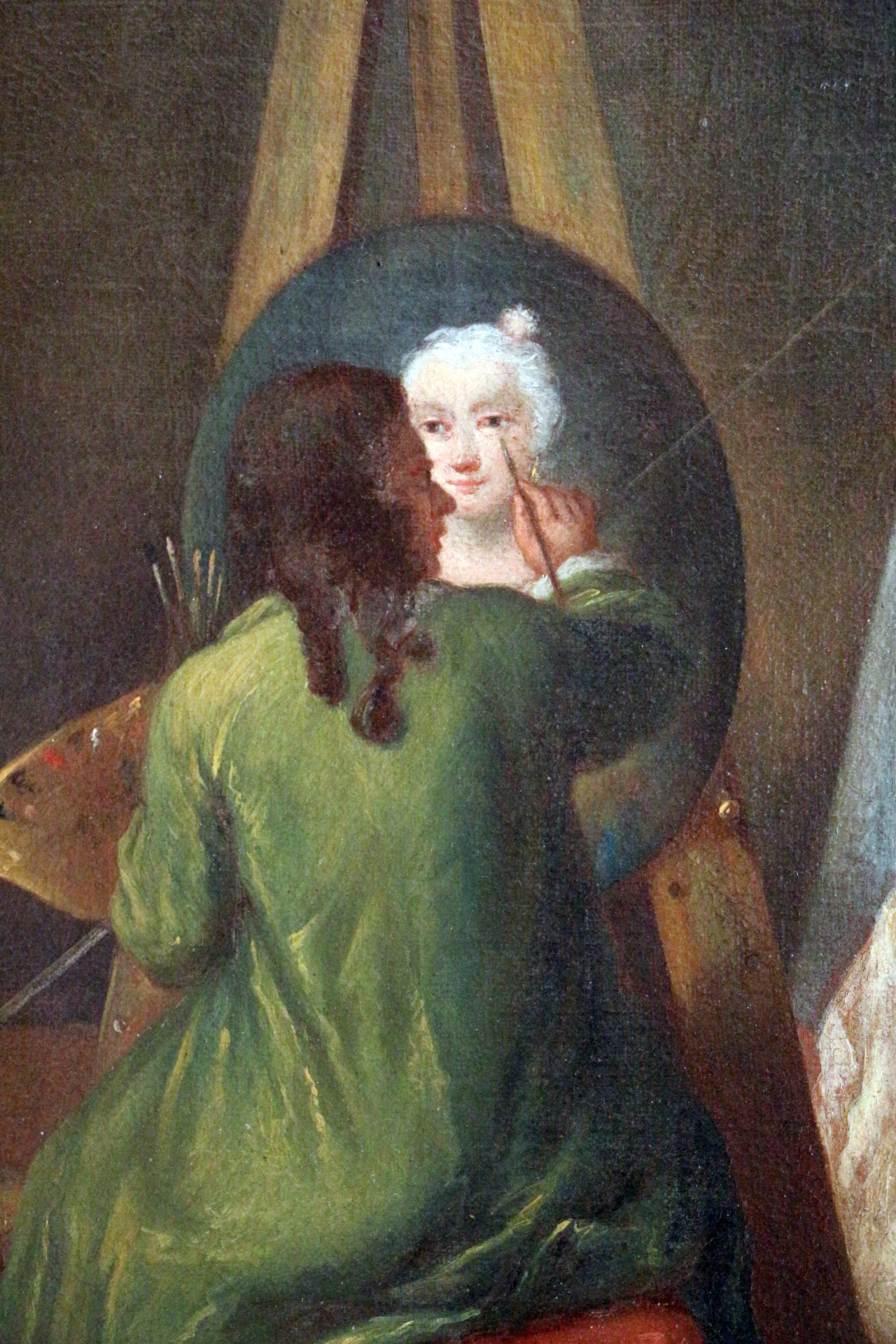
Pietro Longhi L'artiste dans son atelier (détail) vers 1740-1745
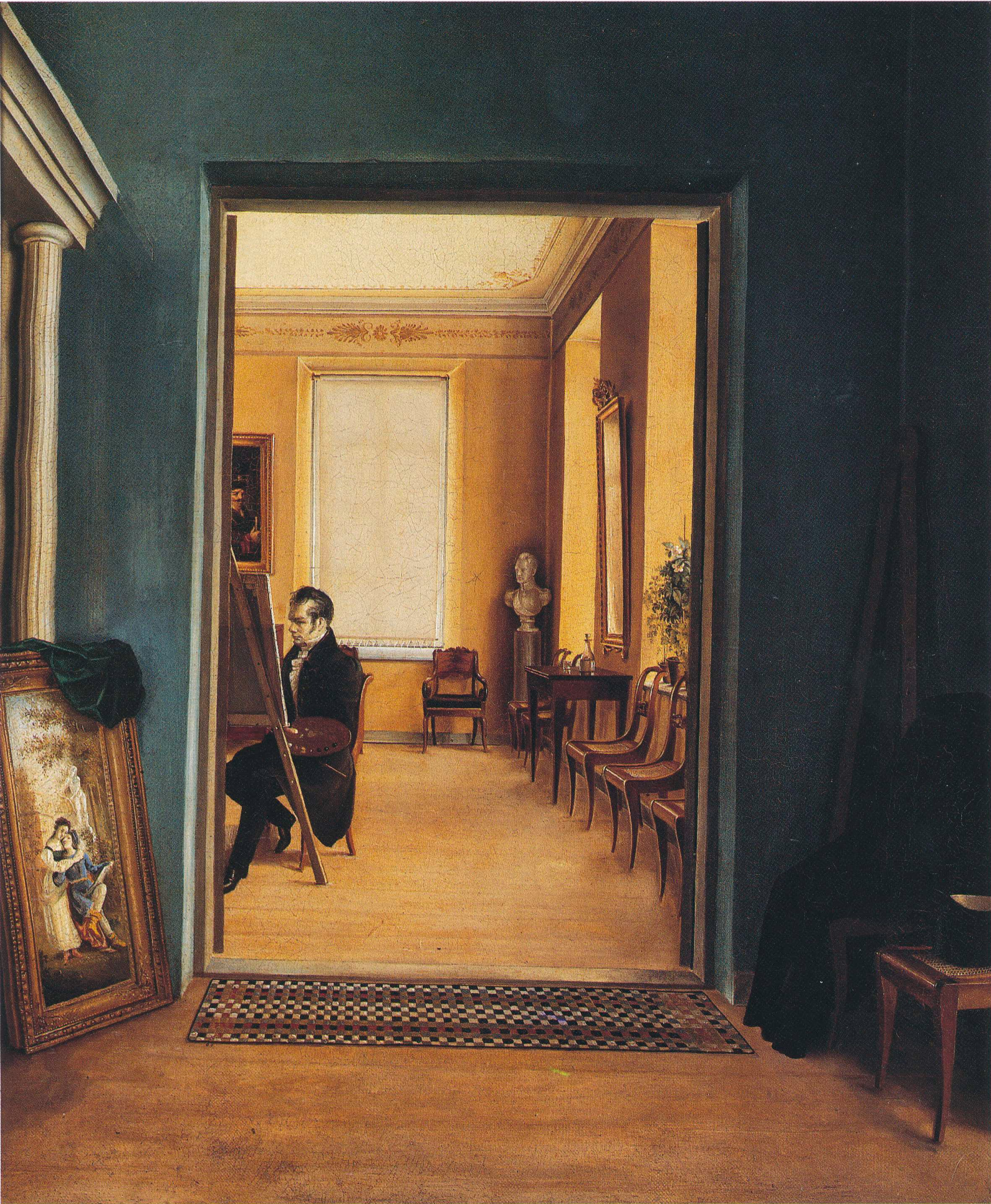
Salvator Rosa vers 1835
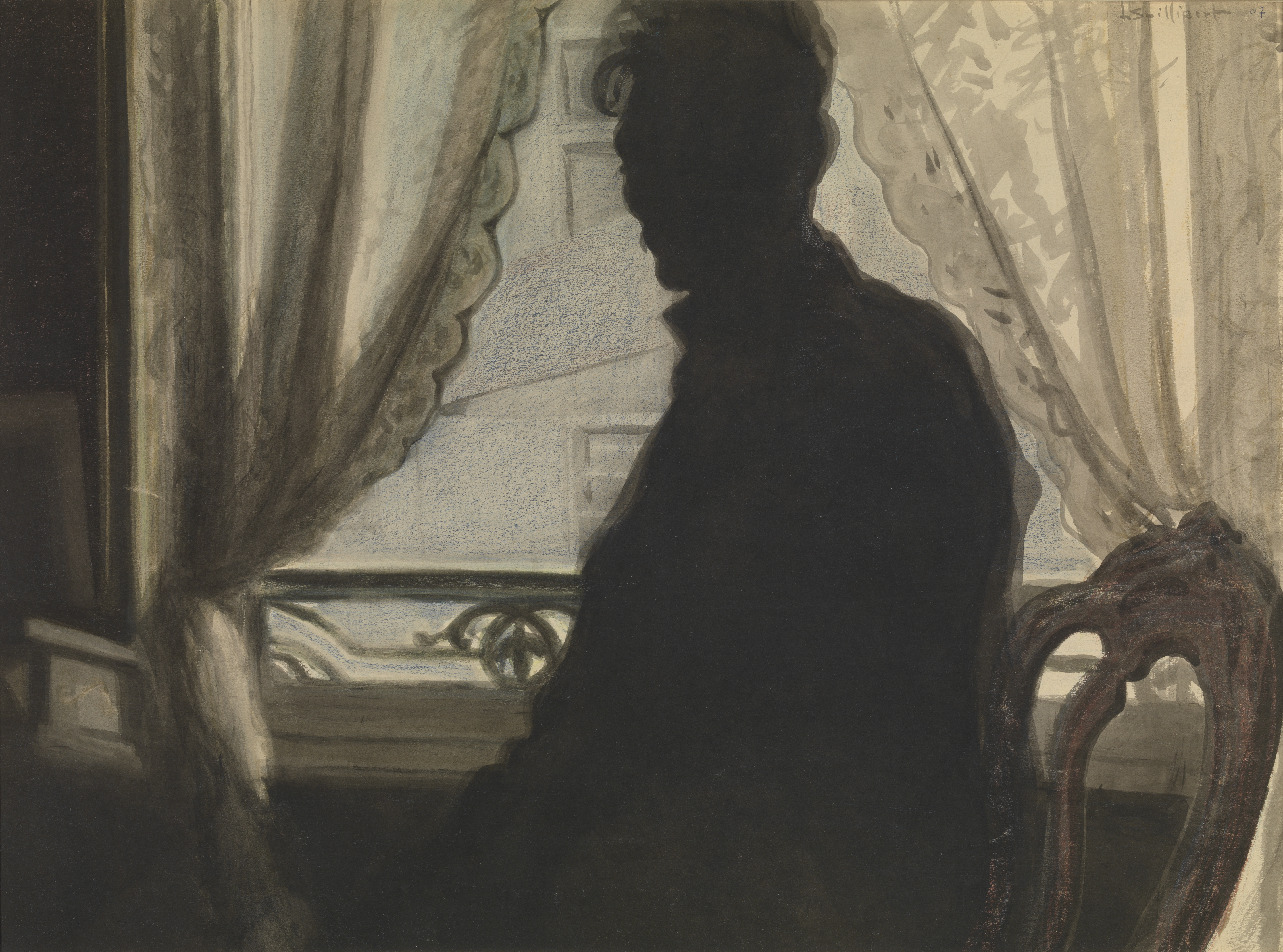
Léon Spilliaert 1907
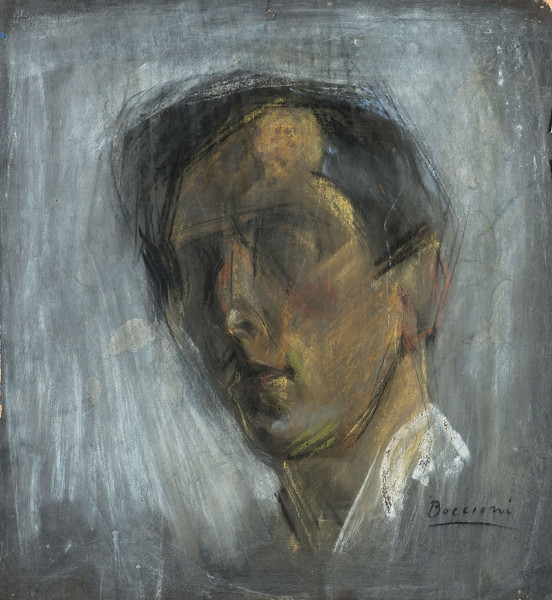
Umberto Boccioni 1909-1910
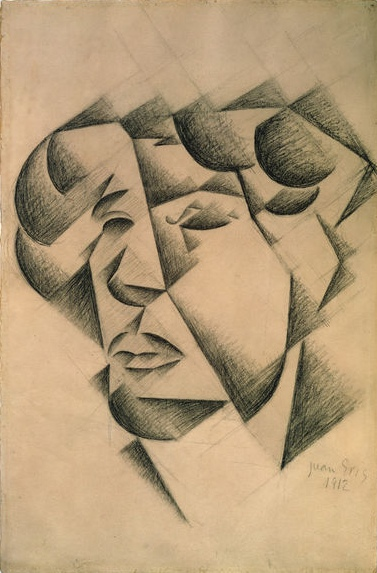
Juan Gris 1912
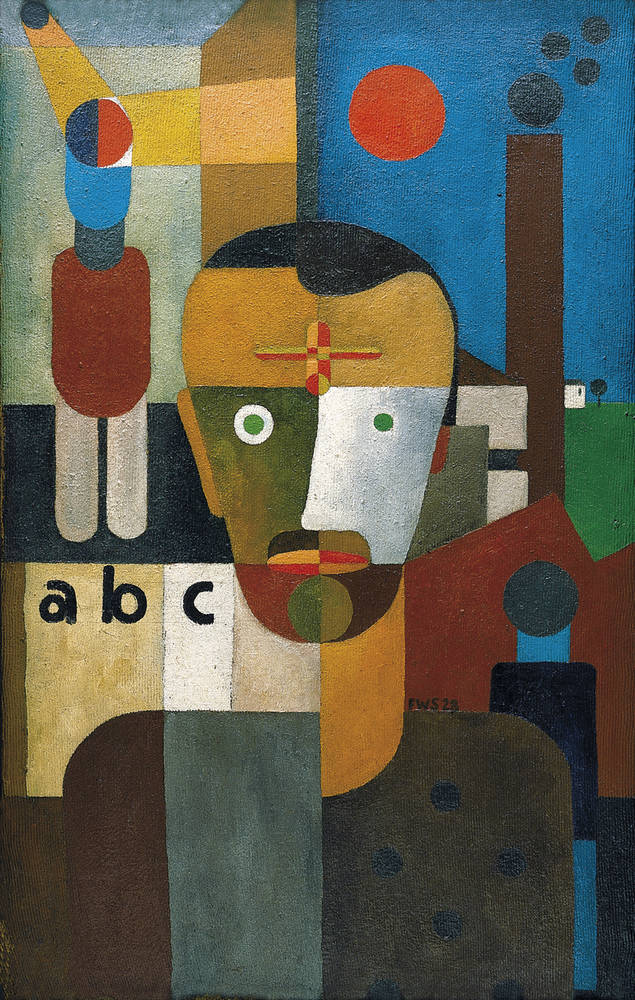
Franz Wilhelm Seiwert 1928

Autres œuvres remarquables :
- Antonio Cioci, Nature morte à l'autoportrait, 1739, Florence, Galerie des Offices
- Salvador Dali, Autoportrait cubiste, 1923, Madrid, Musée national centre d'art Reina Sofía
- Salvador Dali, Autoportrait à l'Humanité, 1923, Barcelone, Théâtre-musée Dalí
- Alexandre Chenderov, Autoportrait dans le miroir avec nature morte, 1936

Helene Schjerfbeck, 1945

- Helene Schjerfbeck, Autoportrait, 1945; Helsinki, Musée d'Art Gyllenberg
- Sylvia Sleigh, Autoportrait recadré, 1952, collection particulière
- Alberto Giacometti, Autoportrait (dessin), vers 1954, collection particulière
- Lucian Freud, Autoportrait (inachevé), vers 1956, Boston, Museum of Fine Arts
- Marcel Duchamp, Autoportrait de profil, 1957, New York, Metropolitan Museum of Art
- Lucian Freud, Hand Mirror on Chair, 1966, collection particulière
- Lucian Freud, Interior with Hand Mirror, 1967, collection particulière
- Lucian Freud, Interior with Plant, Reflection Listening, 1967-68 , collection particulière
- Robert Rauschenberg, Booster, 1967, New York, Museum of Modern Art
- Francis Bacon, Autoportrait, 1973, collection particulière
- Jean-Michel Basquiat, Autoportrait, 1984, Bilbao, Musée Guggenheim
- Zoran Music, Autoportrait, 1997 (voir aussi : 2000)
- Gerhard Richter, Hokirche, Dresde, 2000, New York, Museum of Modern Art

#### Effacement
Omar Calabrese estime que « l'art contemporain mettant en doute la valeur de la figuration et de la ressemblance, il n'est plus du tout concerné par la question de l'autoportrait […] : on en est arrivé progressivement à sa négation ». Selon lui, cependant, certaines œuvres récentes peuvent être interprétées comme des équivalents de l'autoportrait. Le sémiologue avance alors l'idée que les raisons de ce retournement radical doivent être recherchées dans les origines même de la figuration réaliste, au XVe siècle, et dans son évolution durant les siècles suivants.
Quand en 1434, dans le portrait des Époux Arnolfini, Van Eyck laissait apparaître sa minuscule silhouette sur le miroir fixé au fond de la pièce, il témoignait sa présence avec une certaine humilité. Usant de leur maîtrise dans la peinture à l'huile, les Flamands ont par la suite dominé tout l'art européen dans la maîtrise du détail. Mais le procédé qui était une marque de discrétion chez Van Eyck doit être désormais interprété comme un signe de vanité. Quand, très exactement deux siècles plus tard, en 1634, Pieter Claesz manifeste sa présence dans une sphère métallique parmi d'autres objets, également peints en trompe-l'œil, c'est essentiellement dans le but de faire la démonstration de sa maîtrise technique. Si bien que lorsque les vanités en tant que genre se généralisent ensuite, il est permis d'y voir des autoportraits virtuels. Ainsi, quand Anne Vallayer-Coster peint son tableau Les attributs des arts, en 1769, elle y insère le buste d'une femme dans lequel le philosophe Christophe Genin voit plus tard « un autoportrait voilé ».
Entretemps, au début du XVIe siècle à Rome, Michel-Ange a recouvert d'images le plafond et les murs de la chapelle Sixtine. Et à la différence des fresquistes italiens du siècle précédent, il n'y a pas inséré les traits de son visage sous la forme d'un caméo mais d'un cryptoportrait. Recourant au procédé de l'anamorphose, et d'après ce qu'indiquent ses propres écrits, il a réalisé son autoportrait sous les traits de l'apôtre Barthélémy, dont la légende rapporte qu'il a été écorché vif. Si l'artiste procède ainsi, seule une approche biographique permet d'en comprendre la raison. Dans ses Lettres, il précise en effet qu'au personnage persécuteur il a donné les traits de l'écrivain Pierre L'Arétin parce que celui-ci s'étant permis de critiquer vivement son travail, il s'était senti « écorché vif ».
À partir de la fin du XVIIIe siècle, quand se multiplient les salons et que s'ouvrent les premiers musées, les artistes ne créent plus en fonction de leur seule authenticité mais également de leur renommée ou du désir de reconnaissance auprès d'un public toujours plus large. Il arrive alors qu'ils se citent eux-mêmes dans certaines œuvres en faisant référence à des œuvres passées. Ainsi, quand en 1868 Édouard Manet exécute le portrait de son ami écrivain Émile Zola, il insère, affiché sur un mur, une reproduction en noir et blanc de l'un de ses plus célèbres tableaux, l'Olympia, qu'il avait exposé cinq ans plus tôt au Salon, et qui avait alors provoqué un scandale retentissant. De la sorte, il crée un « autoportrait implicite ».
L'autoportrait ne se définit plus alors par la ressemblance à l'artiste ni même sa présence physique mais par l'interprétation de ses motivations par le spectateur, en fonction de ce que celui-ci sait de sa vie.

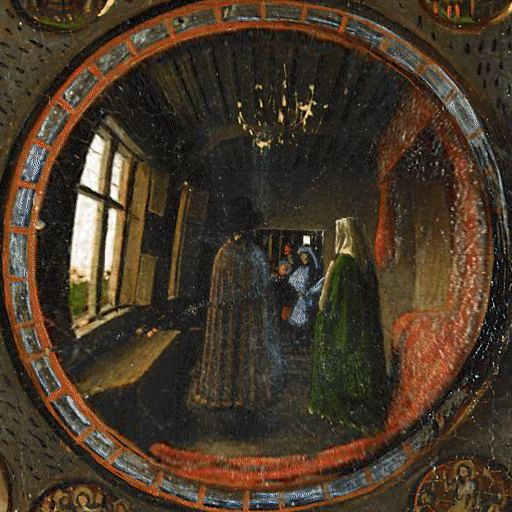
Jan van Eyck, détail des Époux Arnolfini 1434
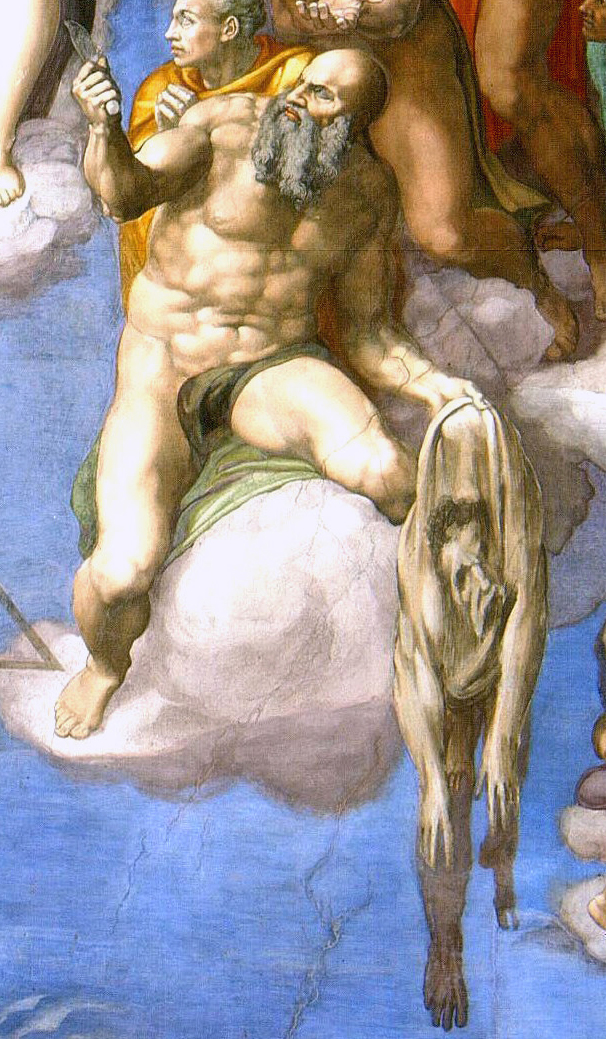
Michel Ange Autoportrait Le Jugement dernier (détail) entre 1535 et 1541
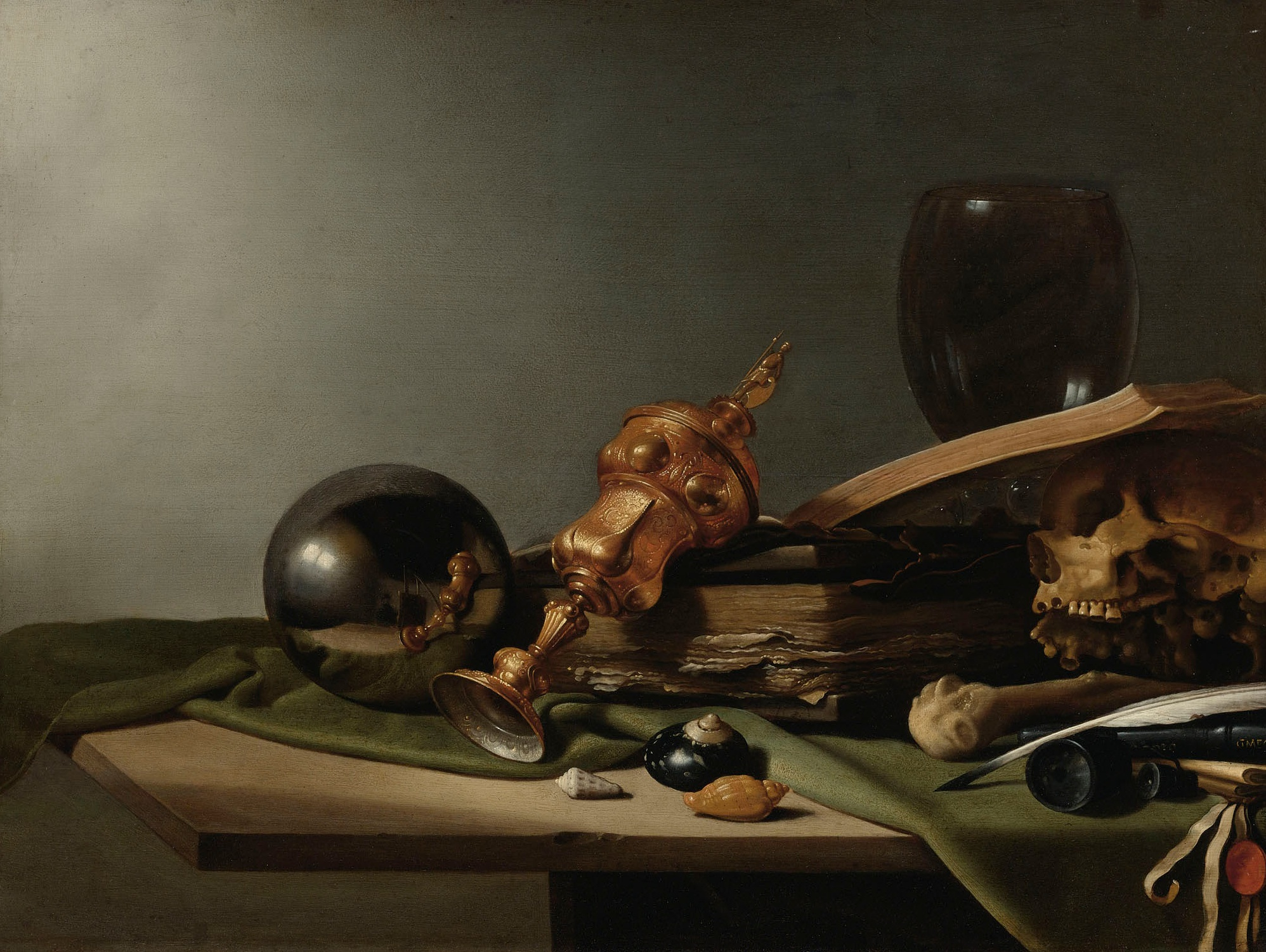
Pieter Claesz Vanité, nature morte vers 1634
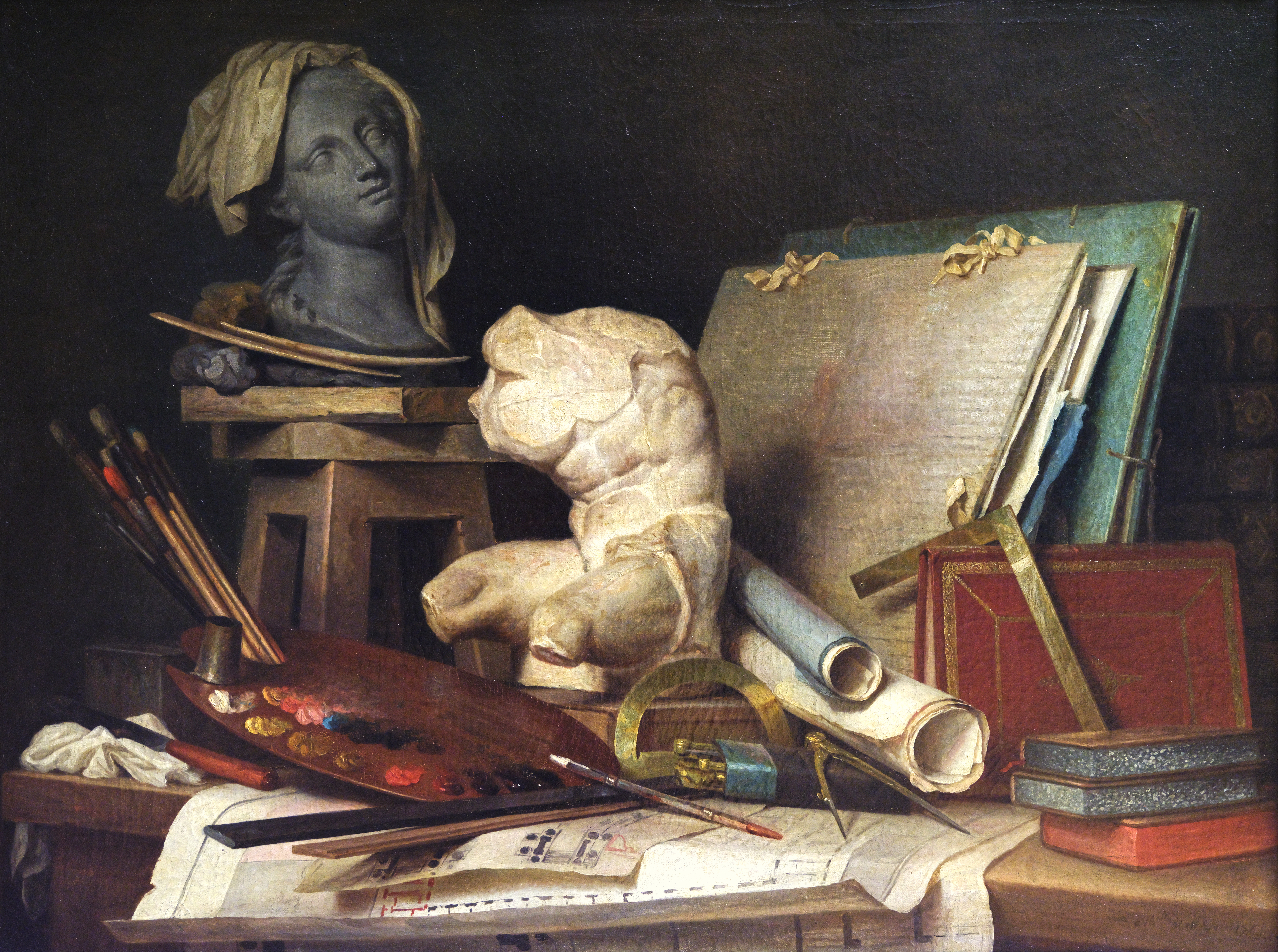
Anne Vallayer-Coster Les attributs des arts 1769
Vincent van Gogh La Chambre de Van Gogh à Arles 1888

Prenant l'exemple de La Chambre de Van Gogh à Arles, dont il existe trois versions, Calabrese souligne le fait qu'avec l'émergence de l'art moderne, « le regardeur fait le tableau ». Du moins le regardeur averti, cultivé, qui sait en l'occurrence que Van Gogh a réalisé un grand nombre d'autoportraits en quatre ans et que, lorsqu'il représente sa chambre vide, lui-même (spectateur) peut interpréter le tableau comme un autoportrait par défaut. Calabrese assimile alors le procédé à une figure linguistique : l'idiolecte.
Il souligne également qu'un grand nombre d'artistes intitulent « autoportrait » des œuvres ne dénotant aucune ressemblance avec leurs visages, ni même la moindre référence au réel objectif, ceci dans le but de suggérer leur présence aux spectateurs sans avoir à la leur révéler (« re-présenter ») explicitement : Kasimir Malevitch, Man Ray, Joan Miro… puis, plus tard, Roy Lichtenstein ou Daniel Spoerri.

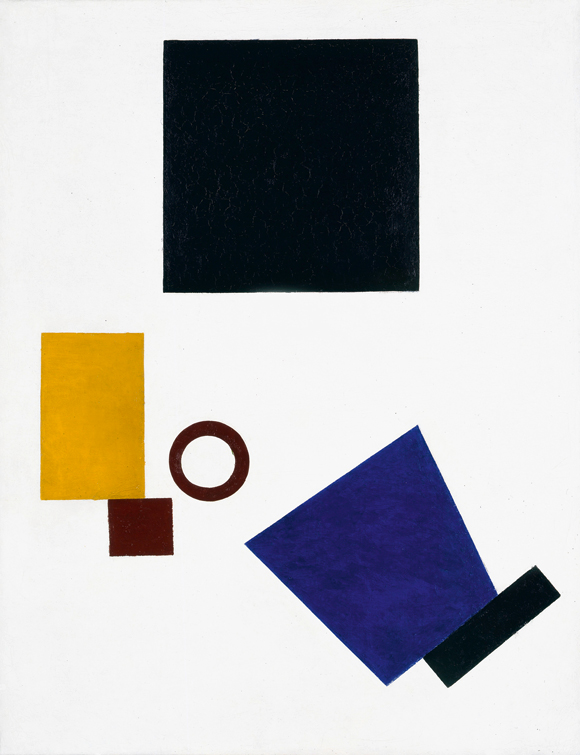
Casimir Malévitch, 1915

Autres exemples d'œuvres s'inscrivant dans cette démarche d'effacement :
- Jean Cocteau, Autoportrait sans visage, 1910, collection privée
- Casimir Malévitch, Autoportrait, 1915, Amsterdam, Stelelijk Museum
- Man Ray, Autoportrait (assemblage d'objets et photo noir et blanc sur aluminium), 1916
- Salvador Dali, Autoportrait se dédoublant en trois Arlequin, 1926, collection privée
- Alberto Savinio, Autoportrait, 1936, Turin, Galerie municipale d'art moderne et contemporain
- Juan Miro, Autoportrait, 1938, Barcelone, Fondation Joan-Miró
- Alighiero Boetti, Moi prenant le soleil à Turin (installation), 1969, Turin, Galerie Franz Paludit
- Roy Lichtenstein, Autoportrait, 1971, collection privée
- Daniel Spoerri, Autoportrait, 1977, Londres, Tate Gallery
- Ben, Look at me, 1982, collection privée
- Zoran Music, Autoportrait, 1997

### Mise en forme de l'autoportrait
Comme n'importe quel autre sujet en arts plastiques, un artiste peut réaliser son autoportrait en utilisant différents médiums et supports, en choisissant différents formats et en recourant à différents procédés (cadrage, composition, angle de vue…). Le choix de ces différents composants permet de déceler ses intentions mais également révéler des significations auxquelles il n'avait pas forcément pensé lors de la conception et la réalisation de l'œuvre.

#### Les médiums
Le dessin (crayon et fusain), la gravure et surtout la peinture (gouache, tempera, acrylique et huile) sont les médiums les plus souvent utilisés. La sculpture (pierre, marbre, bois, métal ou matériaux de synthèse) l'est beaucoup plus rarement. À partir du XIXe siècle, la photographie devient un nouveau médium mais, du fait de son caractère plus immédiat, instantané, elle est généralement située comme un genre à part, en regard des techniques obligeant les artistes à une certaine ascèse.

#### Le cadrage
Le cadrage indique la place que prend le sujet entre les quatre bords de l'image et, par voie de conséquence, la façon dont il se considère au moment où il œuvre et dont il souhaite que le spectateur le considère : se mettre plus ou moins en valeur ou au contraire rester plus ou moins discret.
En matière de portrait et d'autoportrait, le cadrage est défini par la proportion qu'occupe le visage (partie essentielle du corps) dans le champ de l'image. Un peintre peut donc décider de se représenter en entier mais apparaissant comme un simple détail dans le tableau ou au contraire montrer son visage ou une partie de son visage en très gros plan. Entre ces deux extrêmes, il existe toute une variété de cadrages.

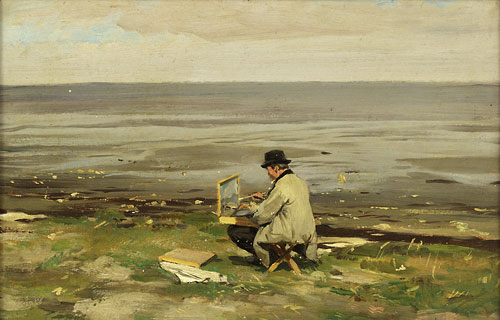
Eugen Dücker vers 1900
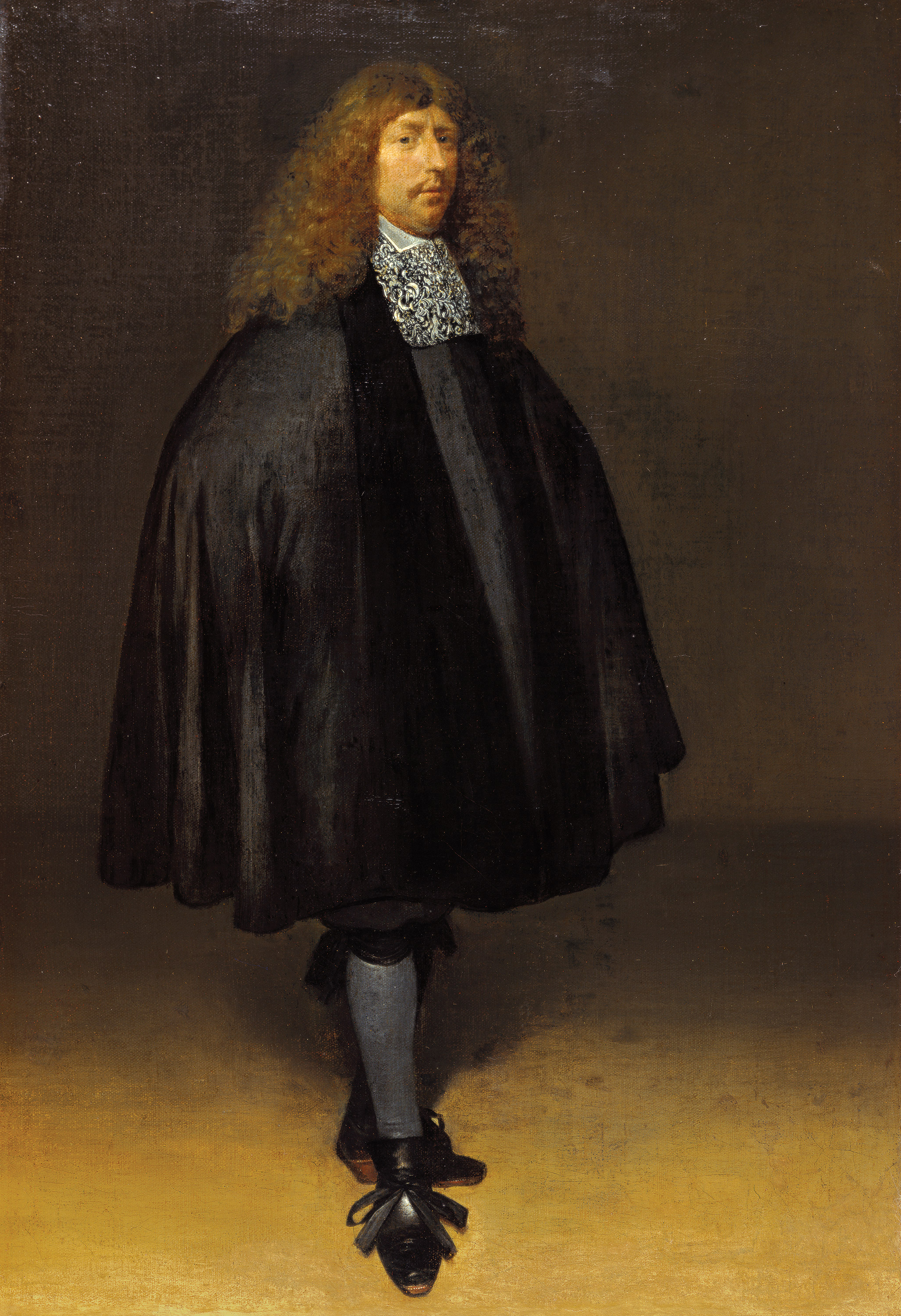
Gerard ter Borch vers 1668
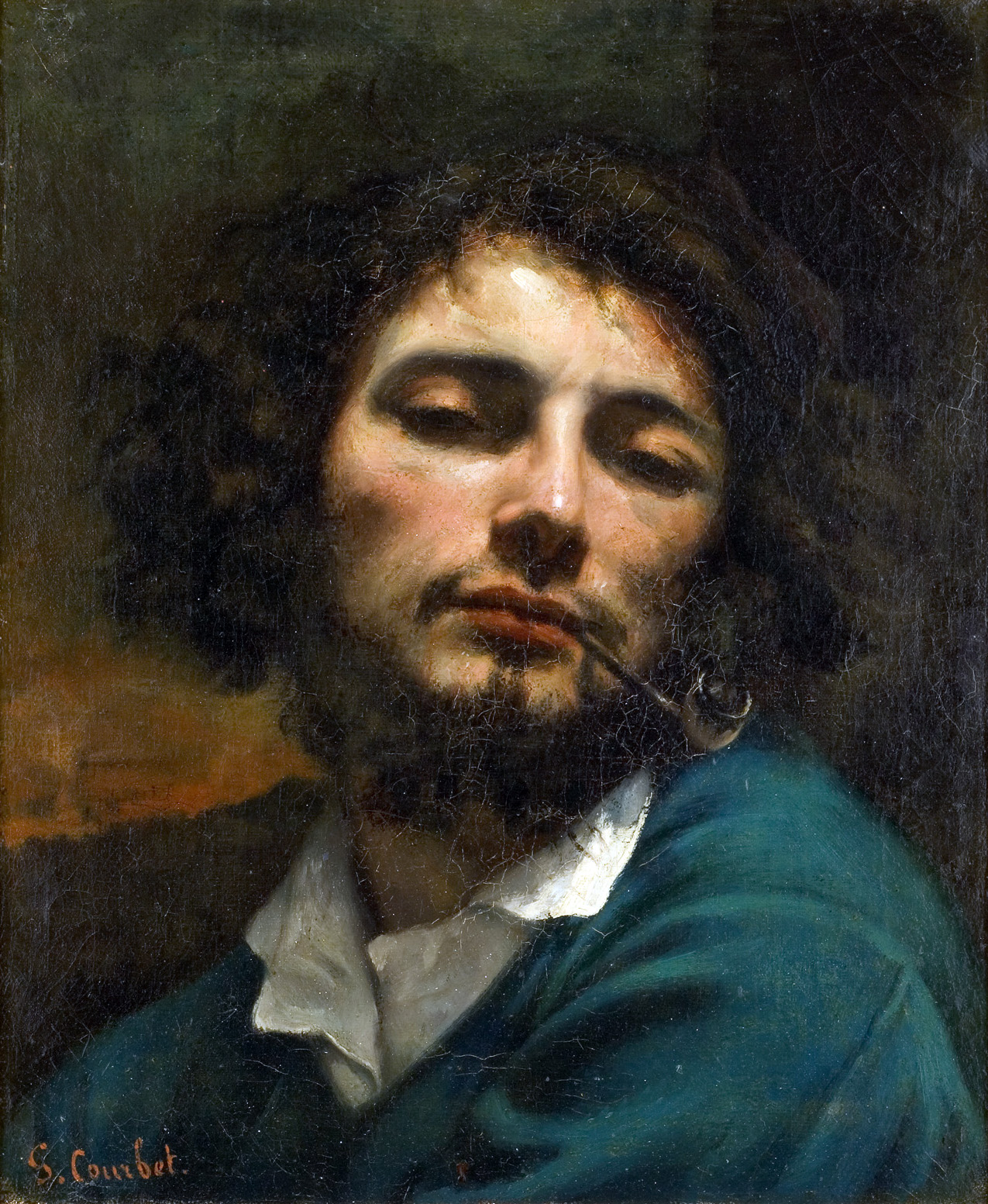
Gustave Courbet 1849
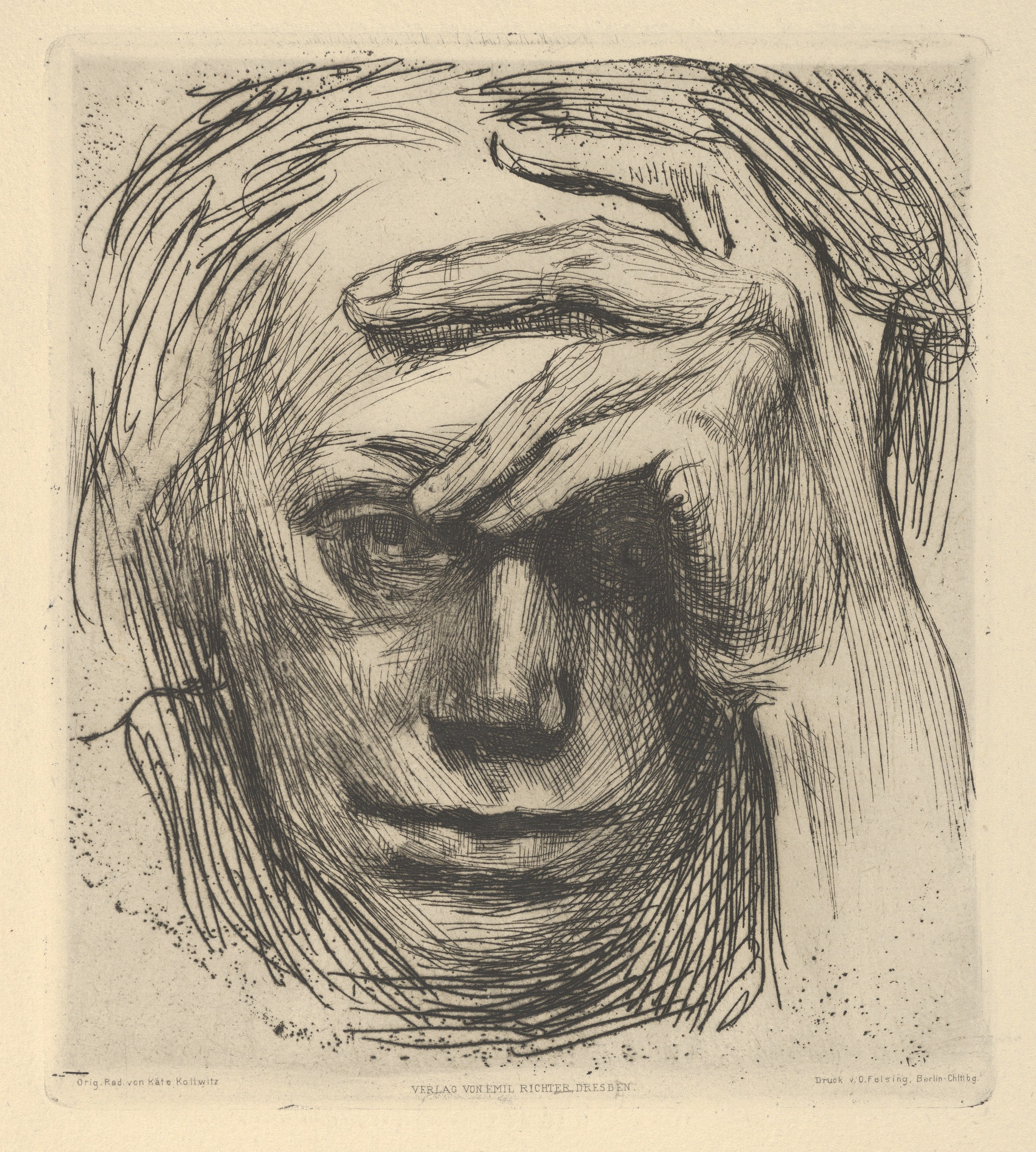
Käthe Kollwitz 1910

Autres œuvres remarquables :
- Plan d'ensemble : Christiana Sealey, Autoportrait, 2000, Collection particulière, Canada
- Gros plan : Max Ernst, Autoportrait, 1909, collection particulière
- Gros plan : Pablo Picasso, Autoportrait face à la mort, 1972, Tokyo, Fuji Television Gallery
- Gros plan : Chuck Close, Autoportrait, 1998, New York, Museum of Modern Art
- Très gros plan : Piet Mondrian, Autoportrait (fusain sur papier), 1908, La Haye, Musée d'Art

#### L'angle de vue
Dans la majorité des cas, les artistes se représentent de sorte que le spectateur les perçoit comme s'ils étaient à côté d'eux (vue latérale). Mais il arrive qu'ils se montrent en contre-plongée (lorsque le miroir dans lequel ils s'observent est posé sur le sol) ou, au contraire — fait plus rare — en vue plongeante.

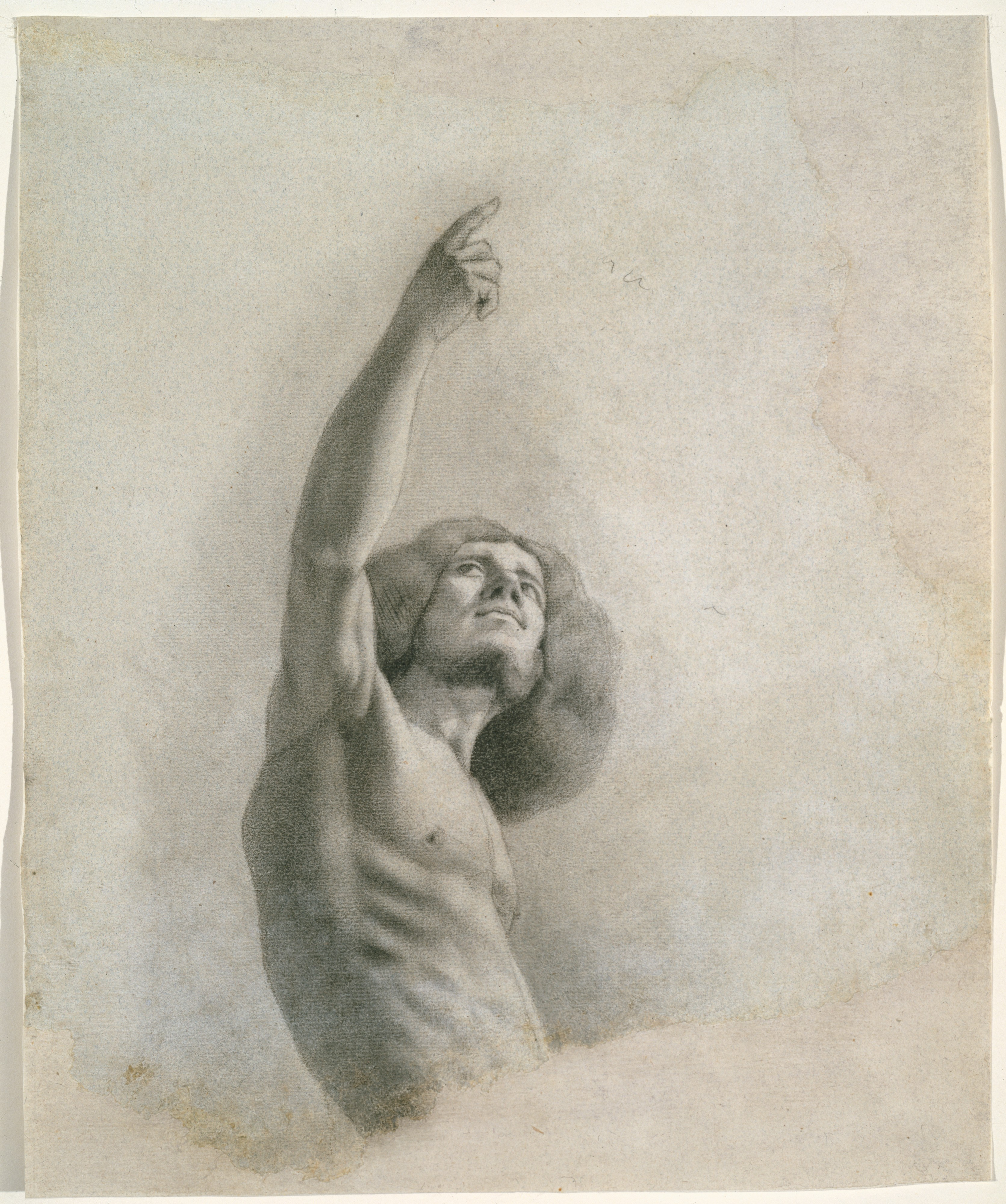
Gustave Courbet vers 1840
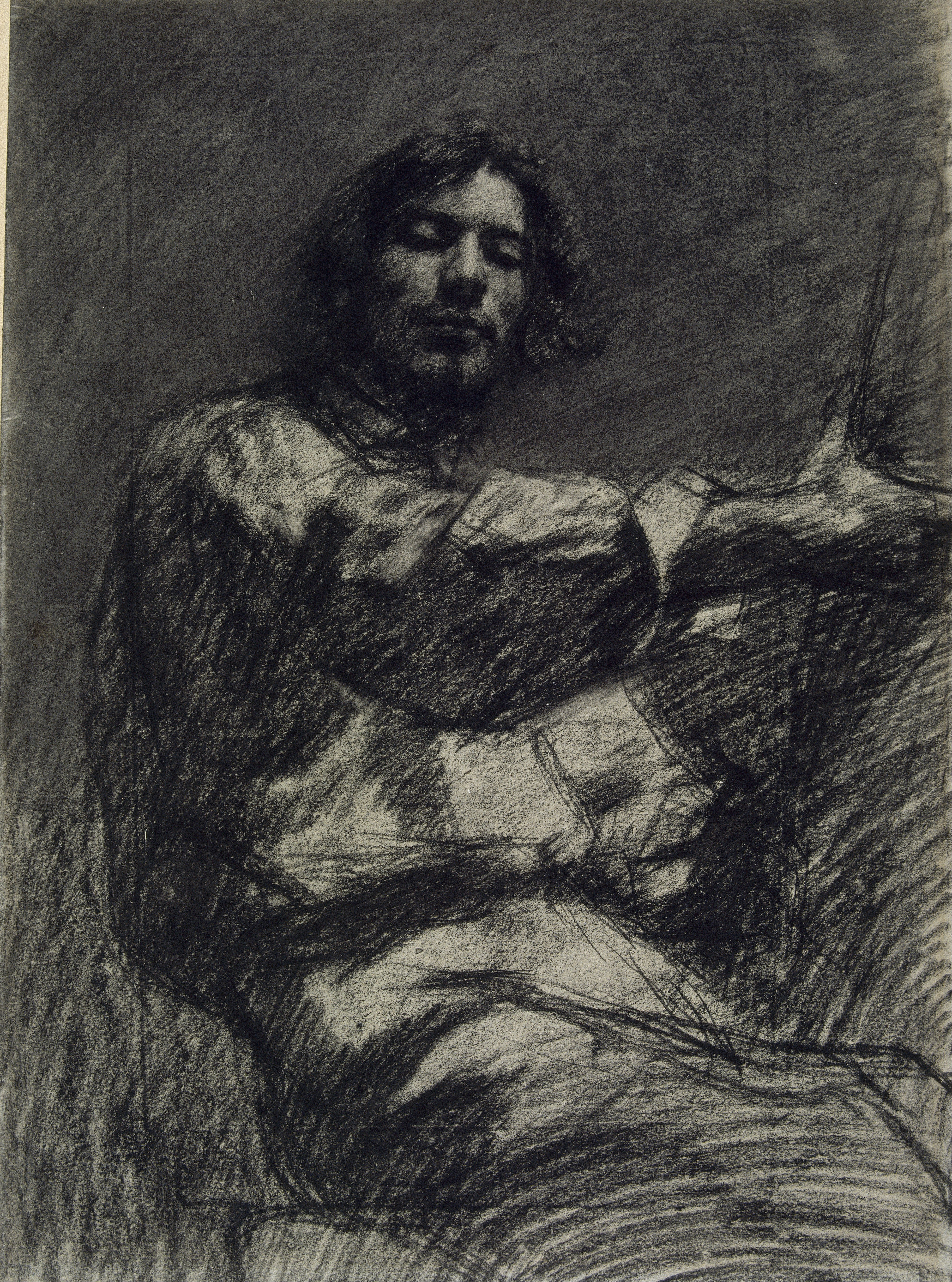
Gustave Courbet vers 1847
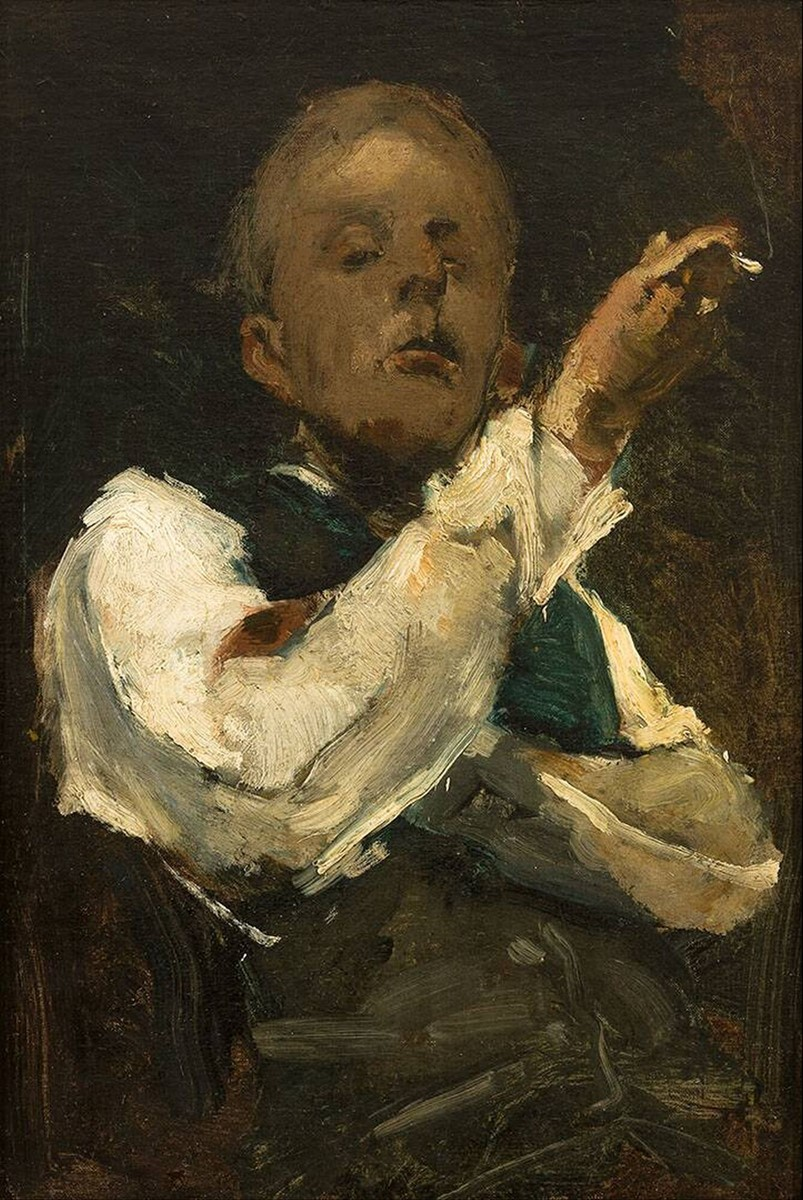
George Hendrik Breitner 1882
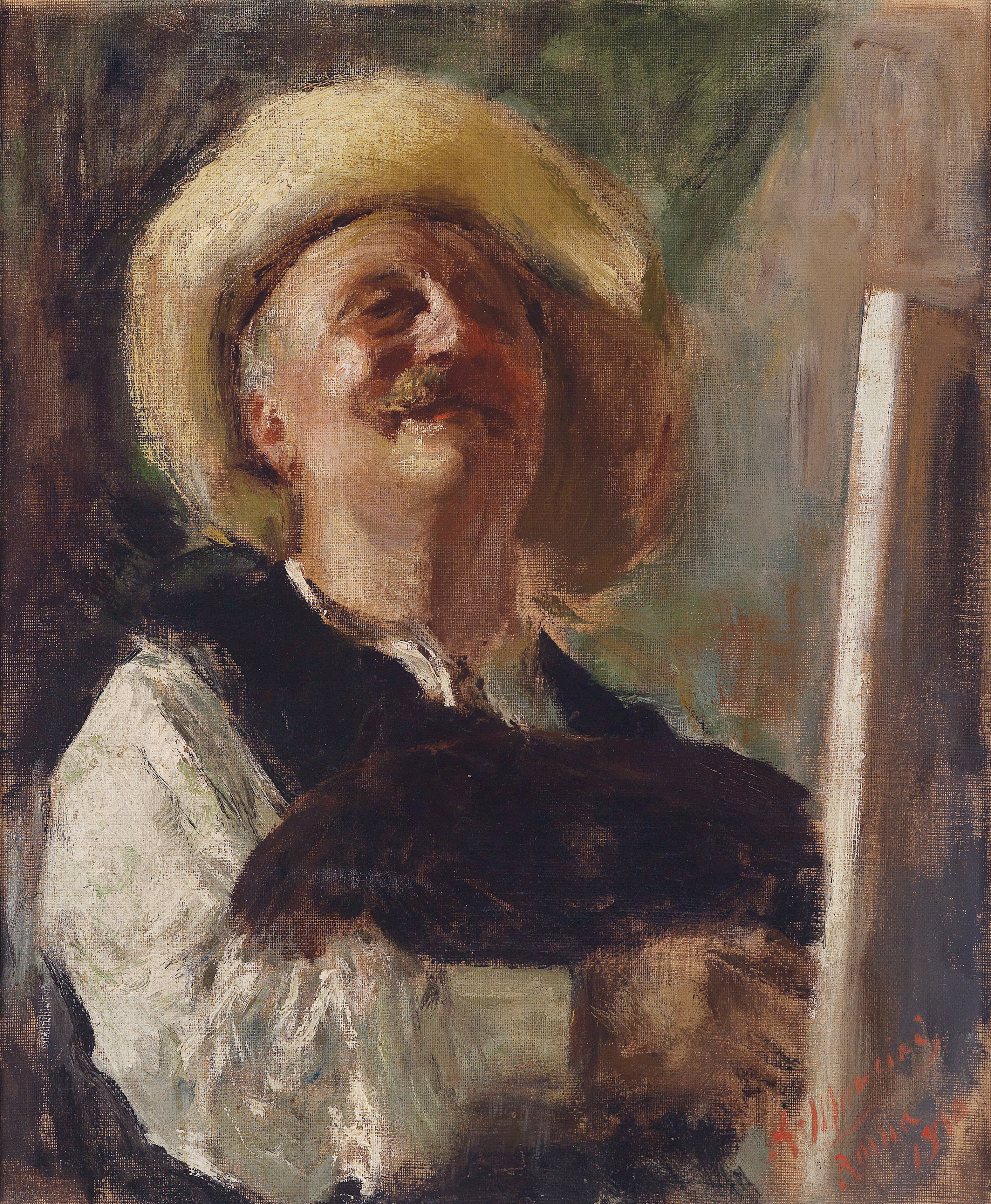
Antonio Mancini 1910
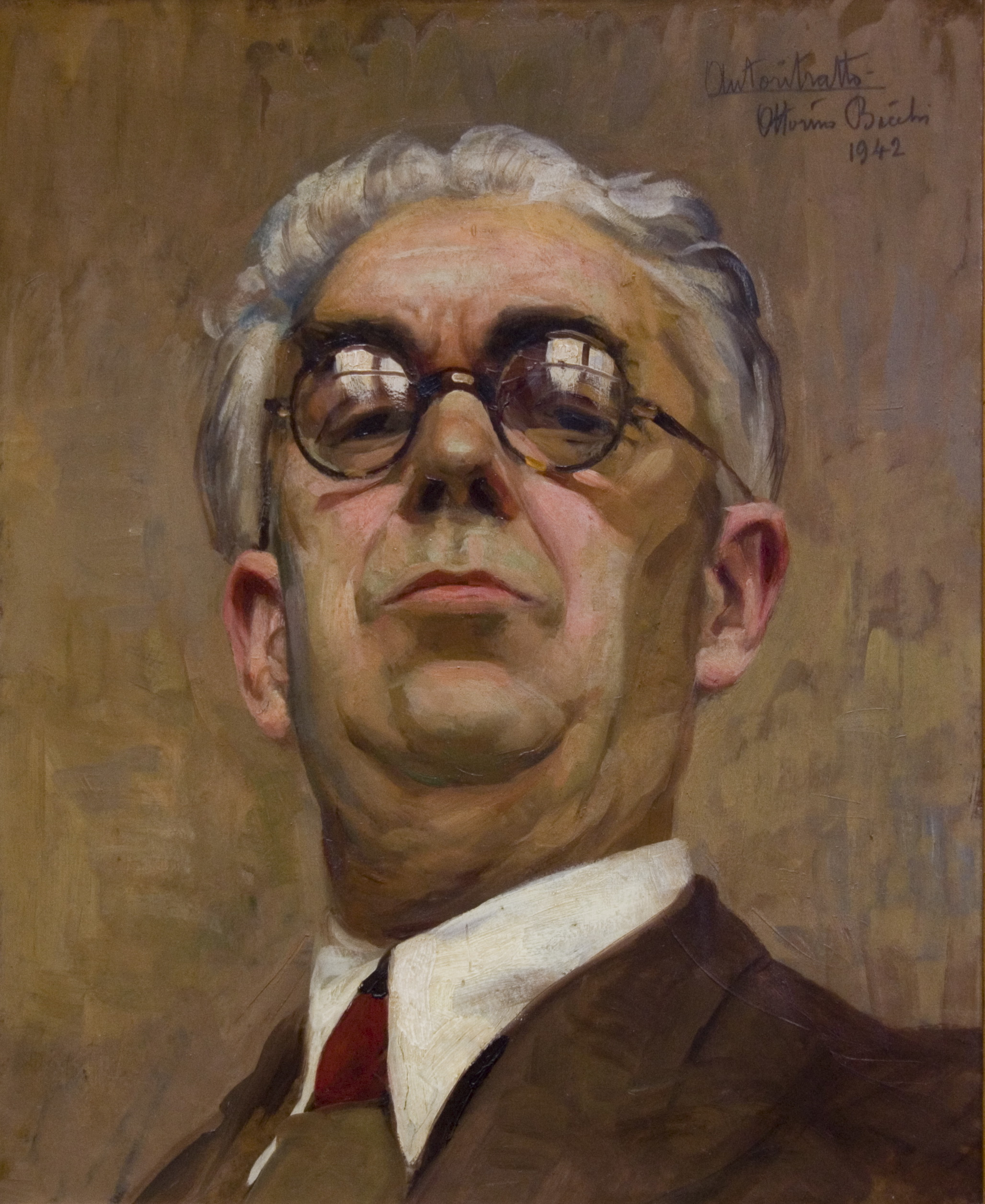
Ottorino Bicchi 1942

Autres œuvres remarquables :
- Sandro Botticelli, 1476
- Palma le jeune, 1590, Milan, Pinacothèque de Brera

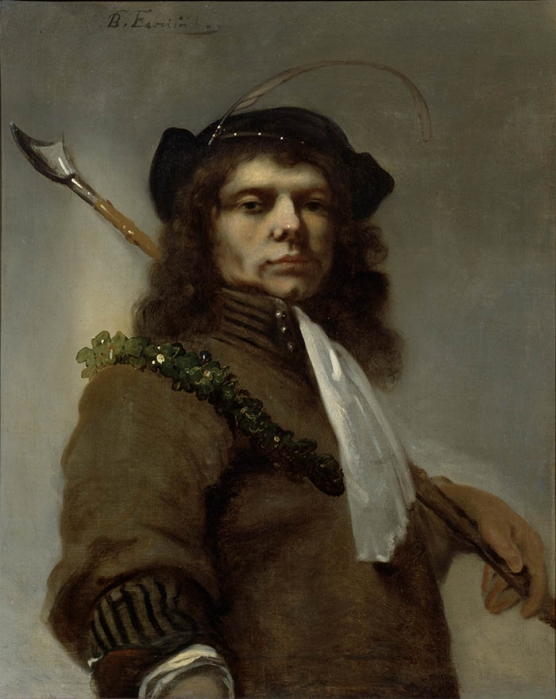
Barent Fabritius, 1655

- Barent Fabritius, Autoportrait en berger, 1655, Vienne, Académie des Beaux-Arts
- Francesco Solimena, Autoportrait, 1730, Madrid, Musée du Prado
- Joshua Reynolds, Autoportrait, 1780, Londres, Royal Academy
- Elin Danielson-Gambogi, Autoportrait, 1903, Turku, Musée d'Art
- Antonio Mancini, Autoportrait, 1910
- Hans Weingaertner, Autoportrait au miroir, 1932
- Stanley Spencer, Autoportrait regardant vers le bas, 1949, Reading (G.-B.), Musée
- Lucian Freud, Tête d'homme (autoportrait 1), 1963, Manchester, Whitworth Art Gallery
- Lucian Freud, Reflet avec deux enfants, 1965, Madrid, Musée Thyssen-Bornemisza
- Jenny Saville, Propped, 1992, collection particulière
- Philippe Cognée, Autoportrait à la tête d’autruche, 2001, Les Sables d'Olonne, Musée de l’abbaye Sainte-Croix
- Amnon David Ar, Autoportrait en raccourci, 2008, collection particulière

#### Le format
- Jean Fouquet
Autoportrait
vers 1452-1455
Diamètre : 6,8 cm
(sans cadre)

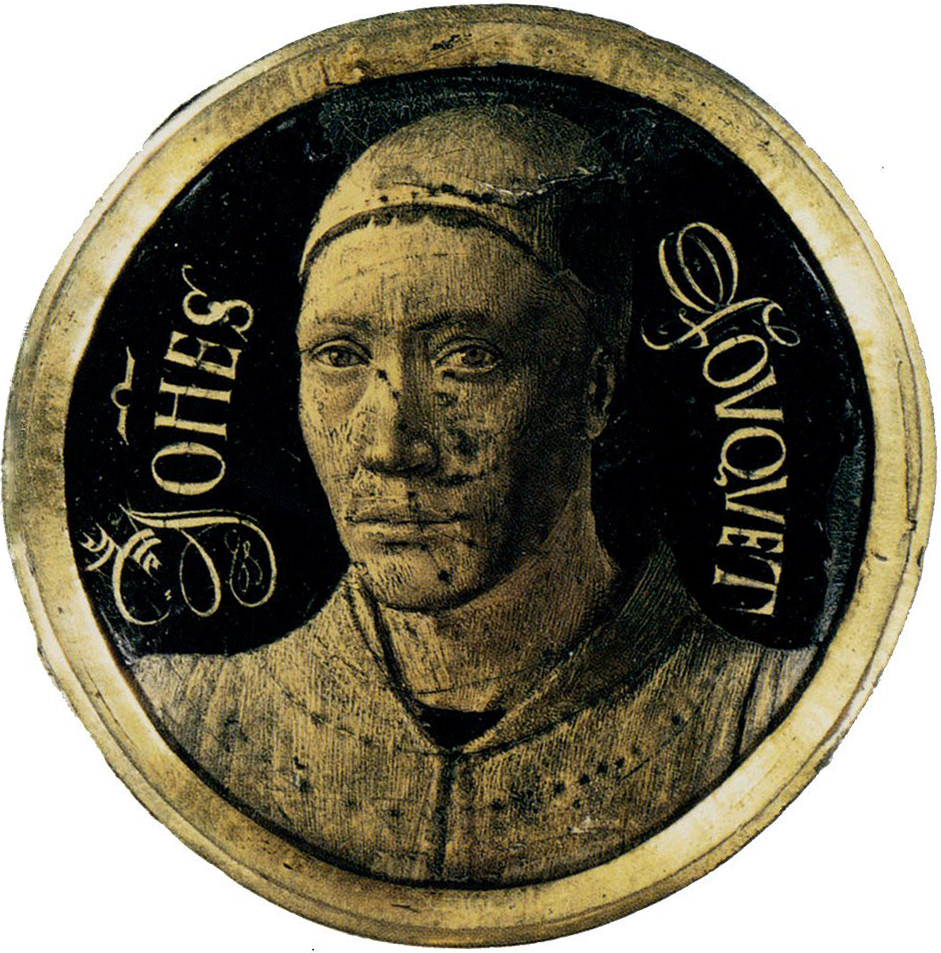
Jean Fouquet Autoportrait vers 1452-1455 Diamètre : 6,8 cm (sans cadre)
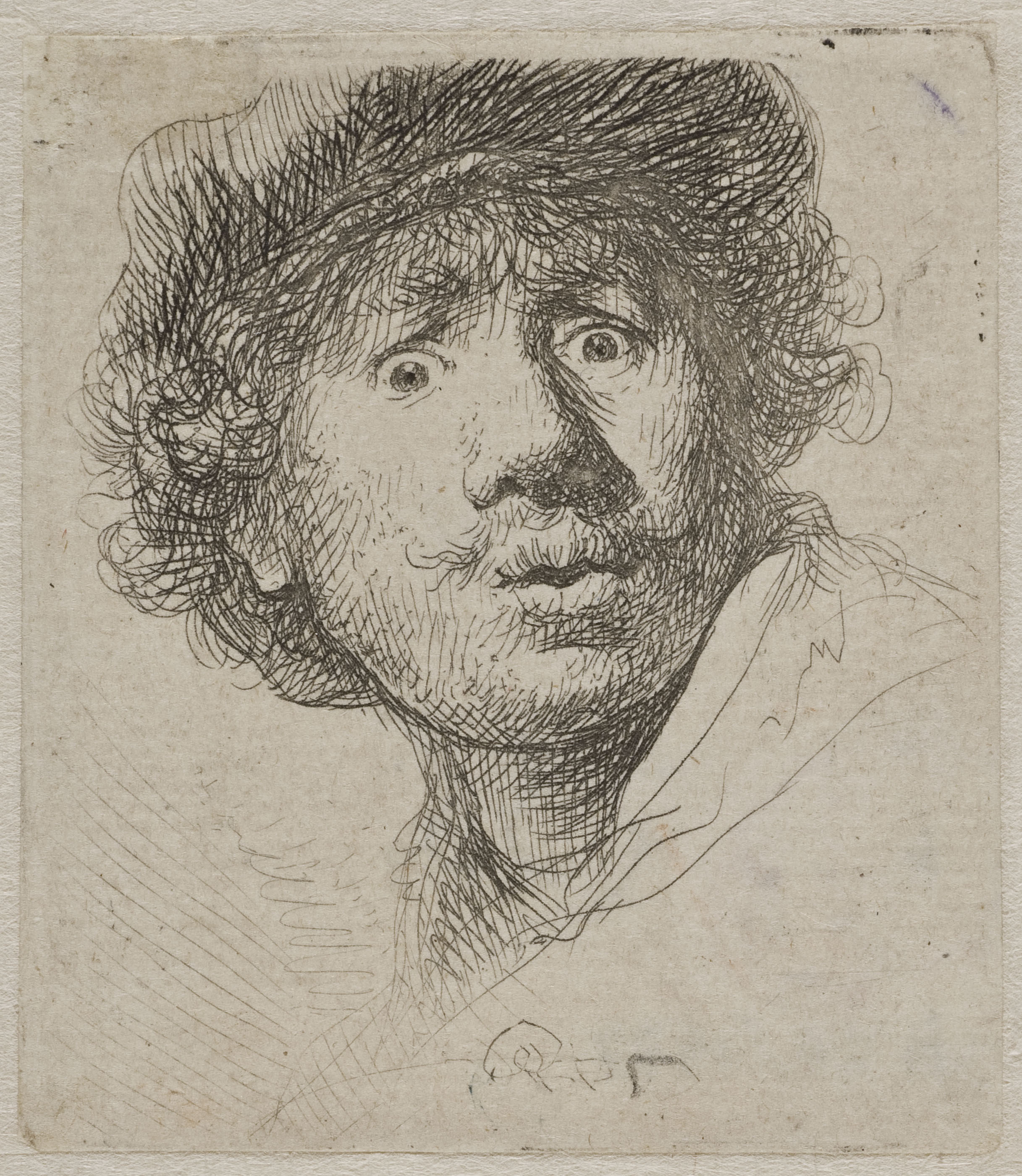
Rembrandt Autoportrait aux yeux hagards 1630 5 x 4,3 cm
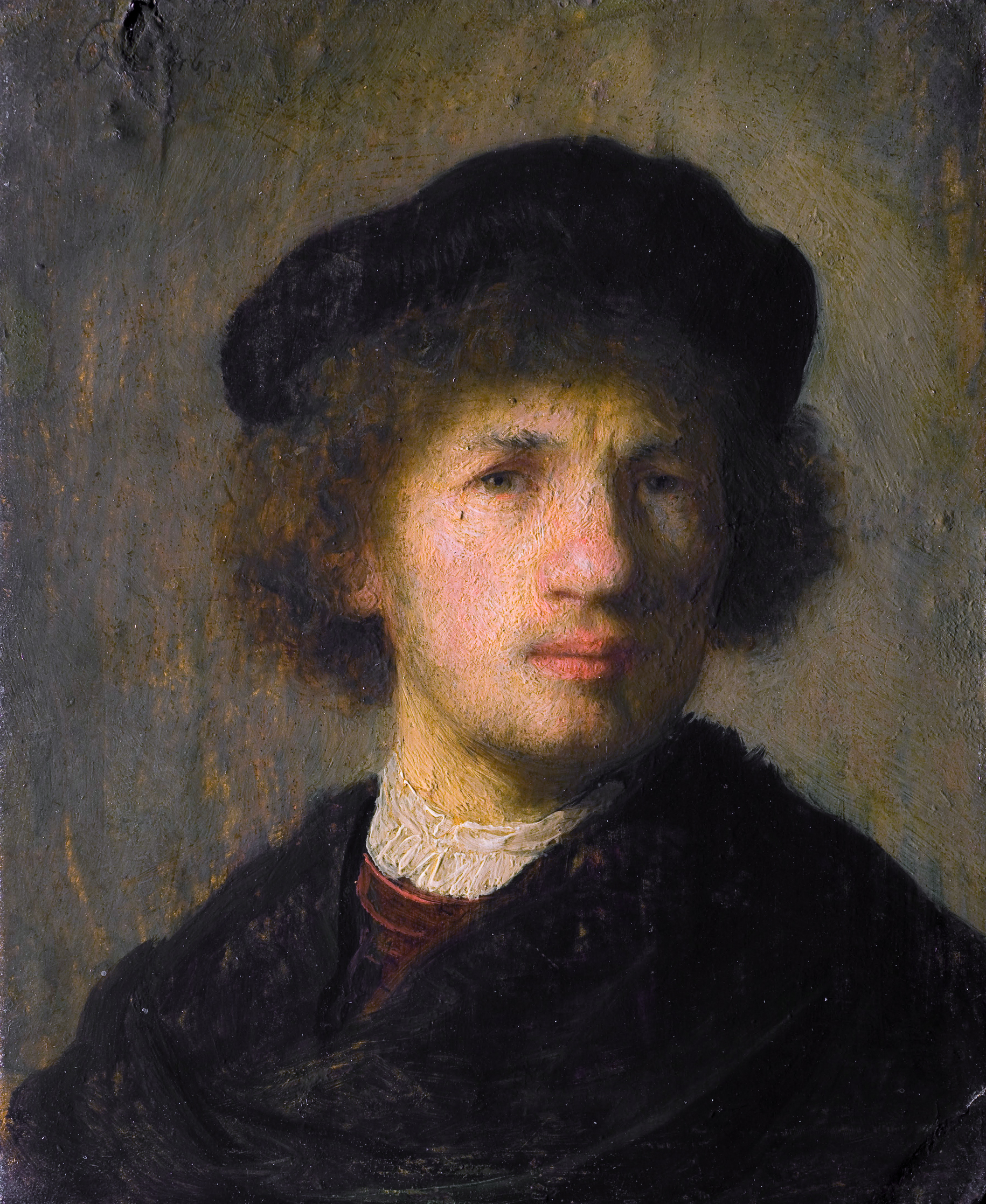
Rembrandt Autoportrait 1630 15,5 x 12 cm
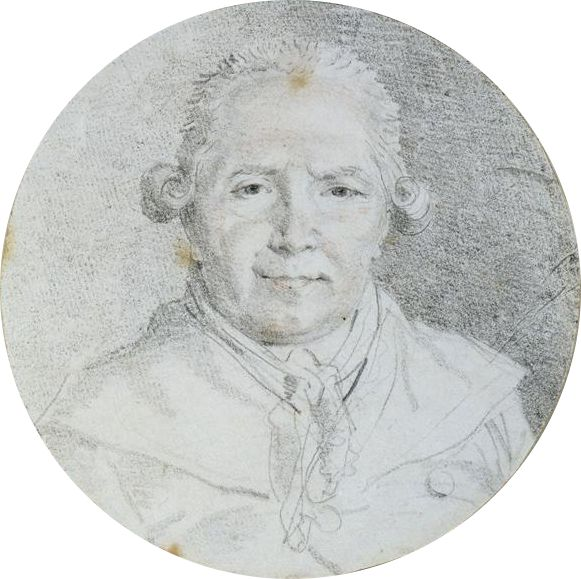
Jean-Honoré Fragonard Autoportrait de face fin XVIIIe s. Diamètre : 12,6 cm

Autres œuvres remarquables (grands formats) :
- Chuck Close, Big Self portrait, 1967-1968. Peinture acrylique sur toile, 2,73 × 2,12 m ; Walker Art Center, Minneapolis (États-Unis)
- Jenny Saville, Marquée, 1992, 2,13 × 1,83 m, collection particulière
- Arnaud Grappin, Autoportrait géant, 1,30 × 0,98 m
- Stipan Tadić, Grand autoportrait, 2014-2018, 2 × 1,50 m

#### L'éclairage

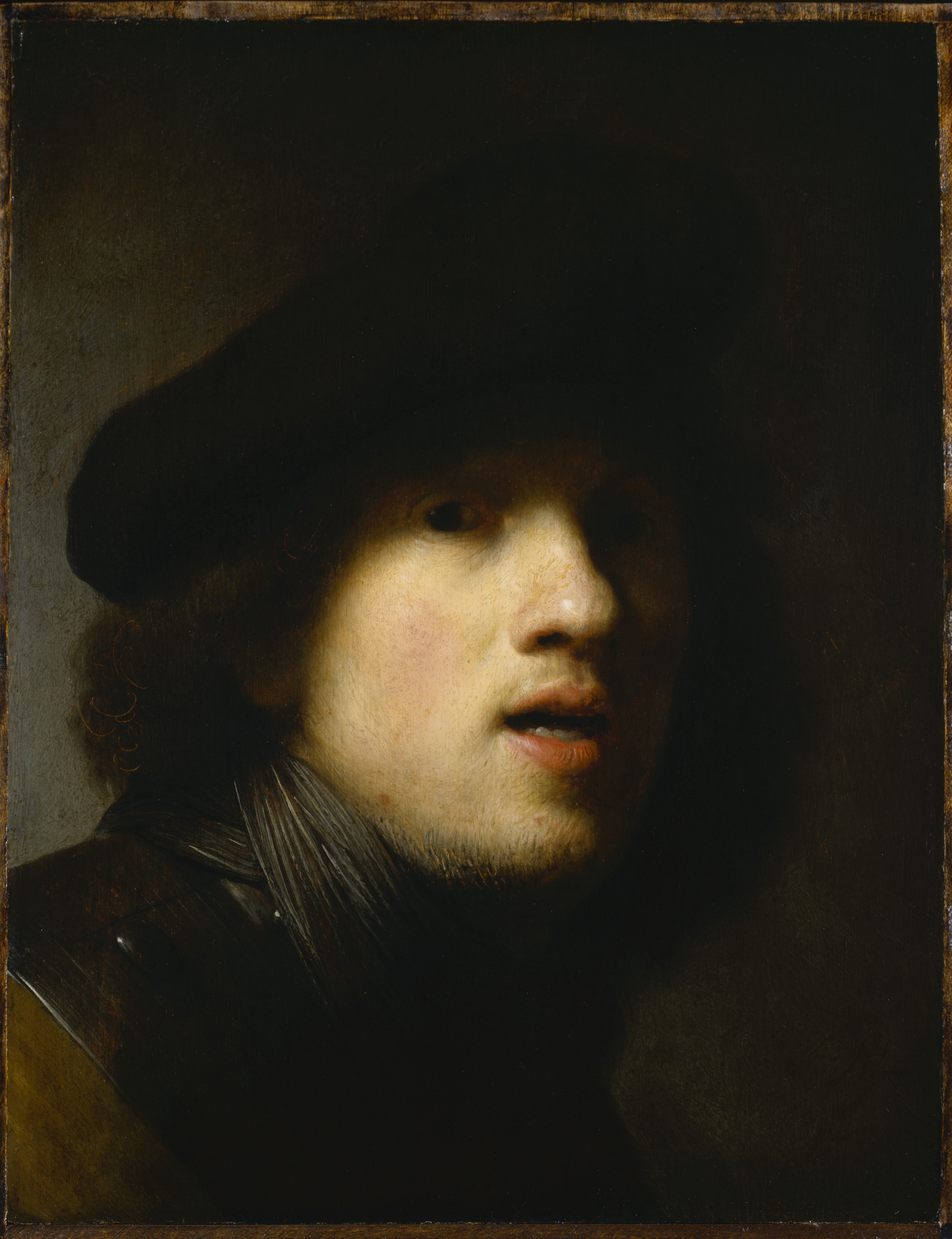
Rembrandt Autoportrait de Clowes 1630
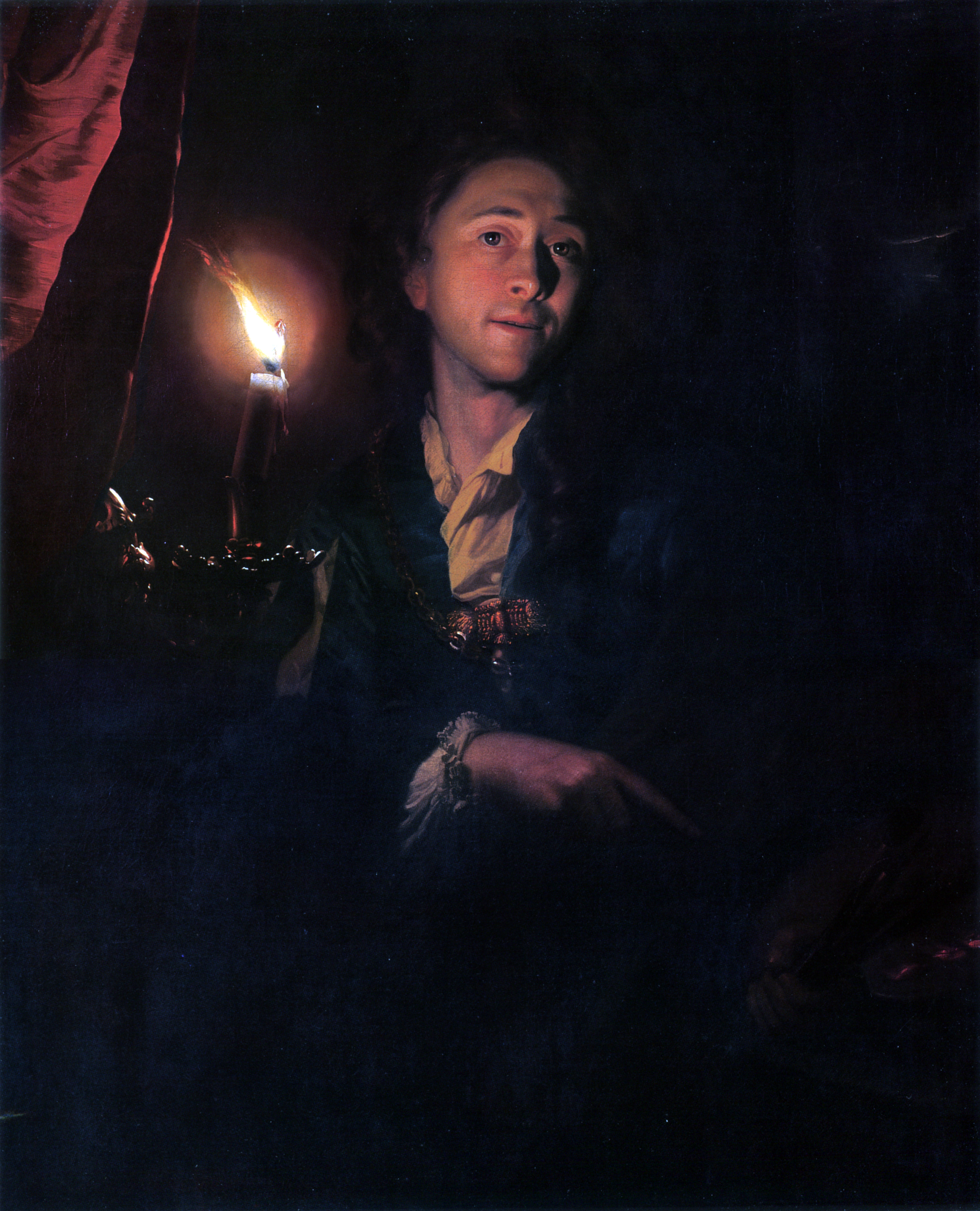
Godfried Schalcken 1695
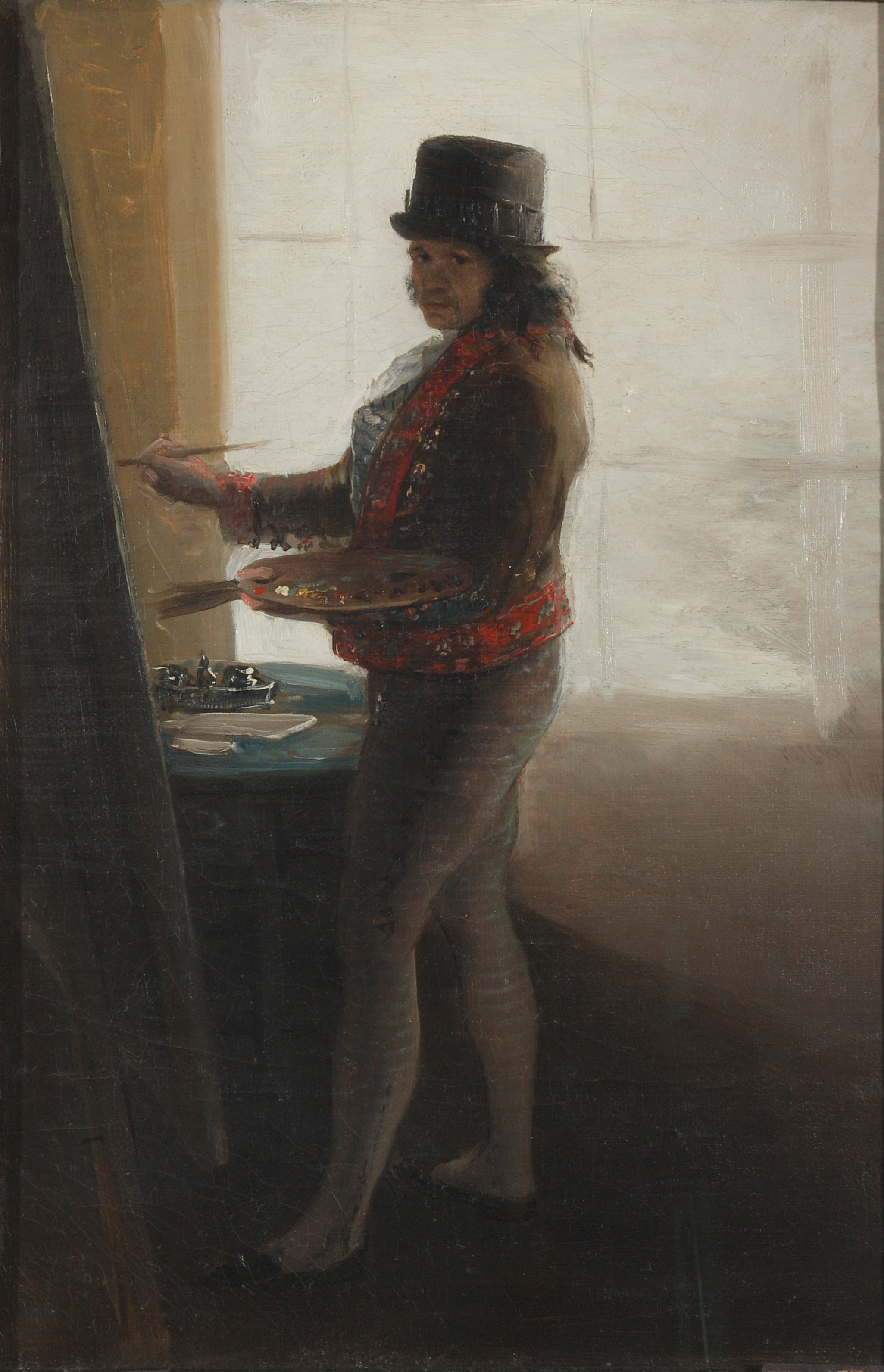
Francisco de Goya Autoportrait dans l'atelier 1785
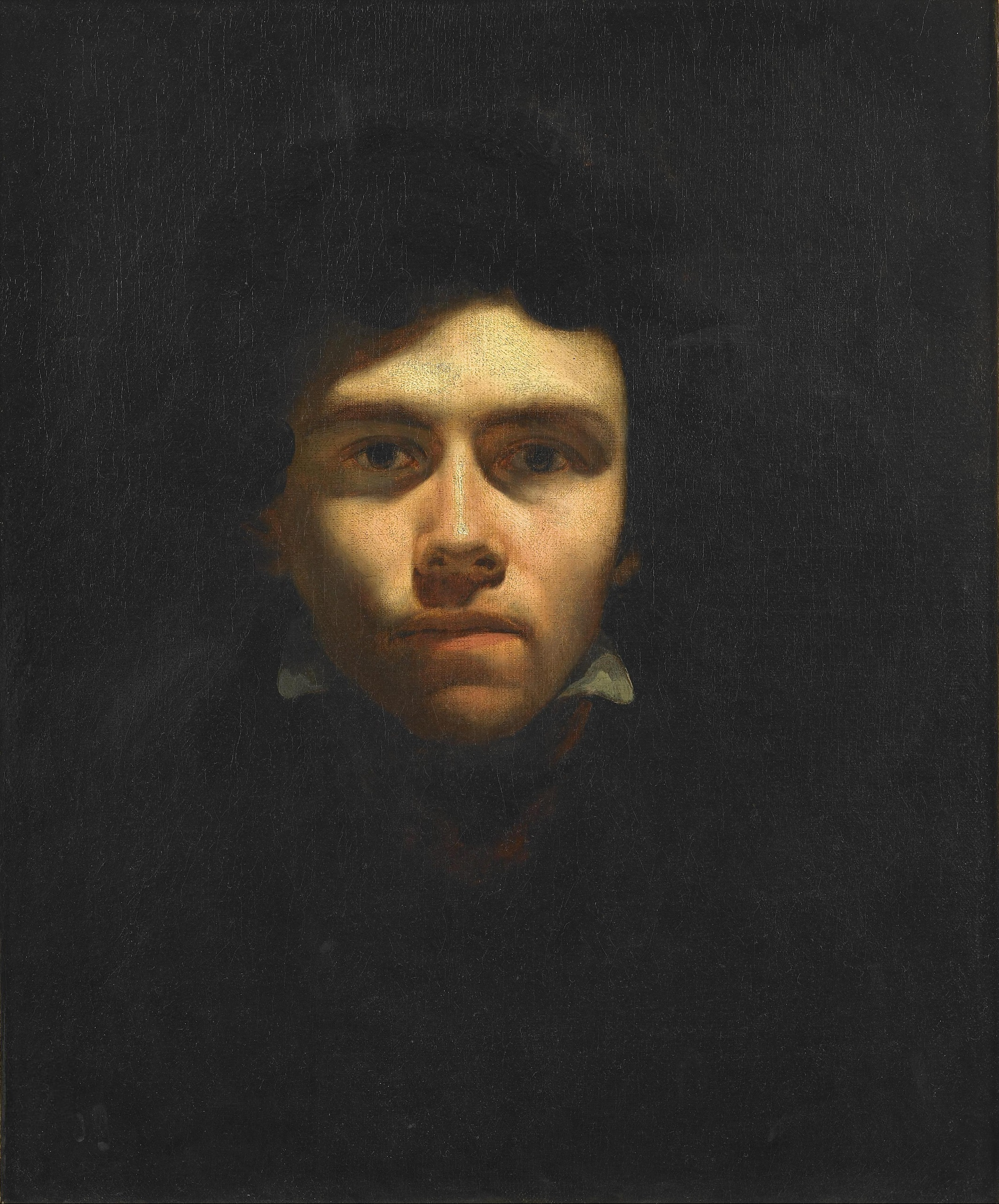
Eugène Delacroix Autoportrait 1816
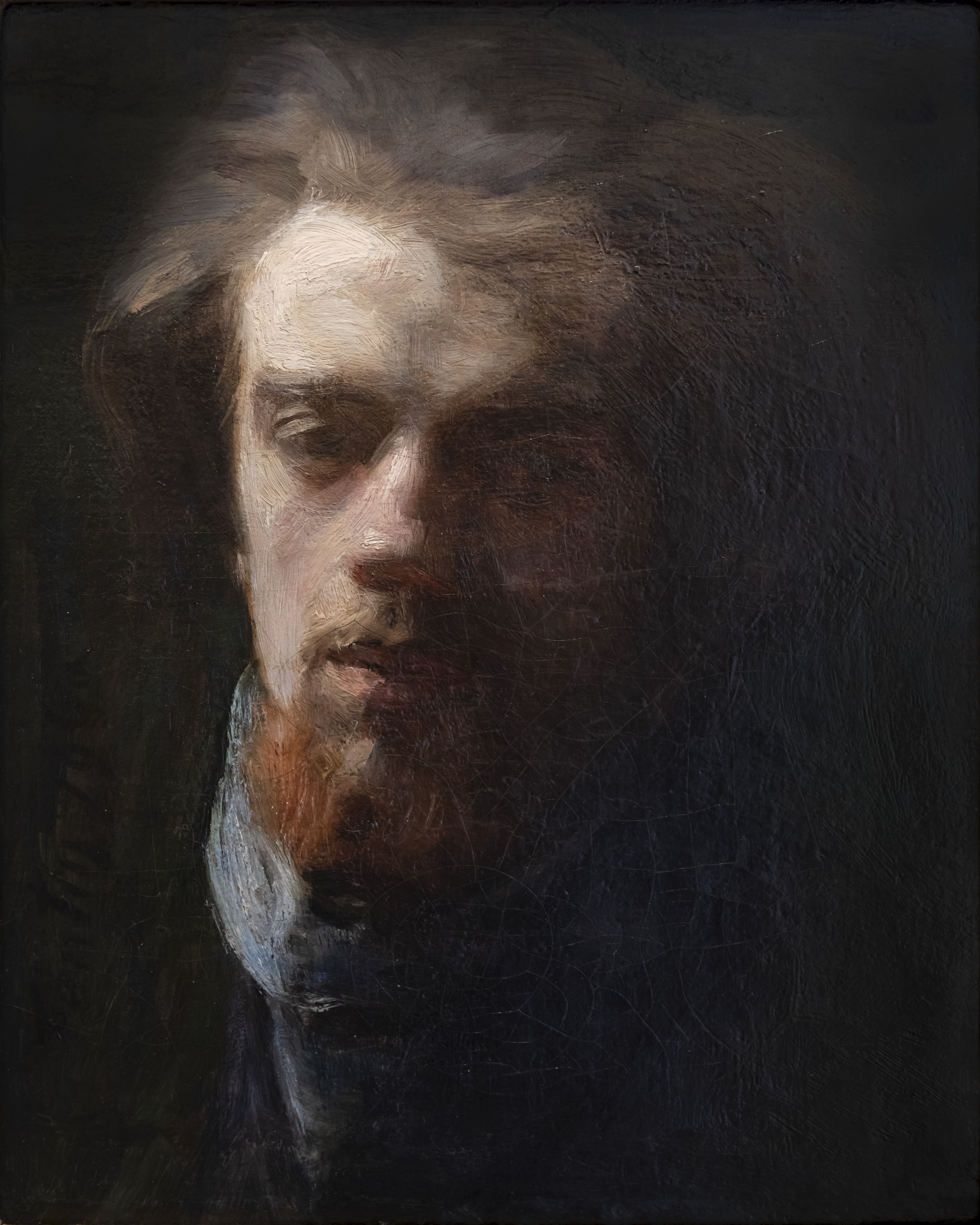
Henri Fantin-Latour 1860
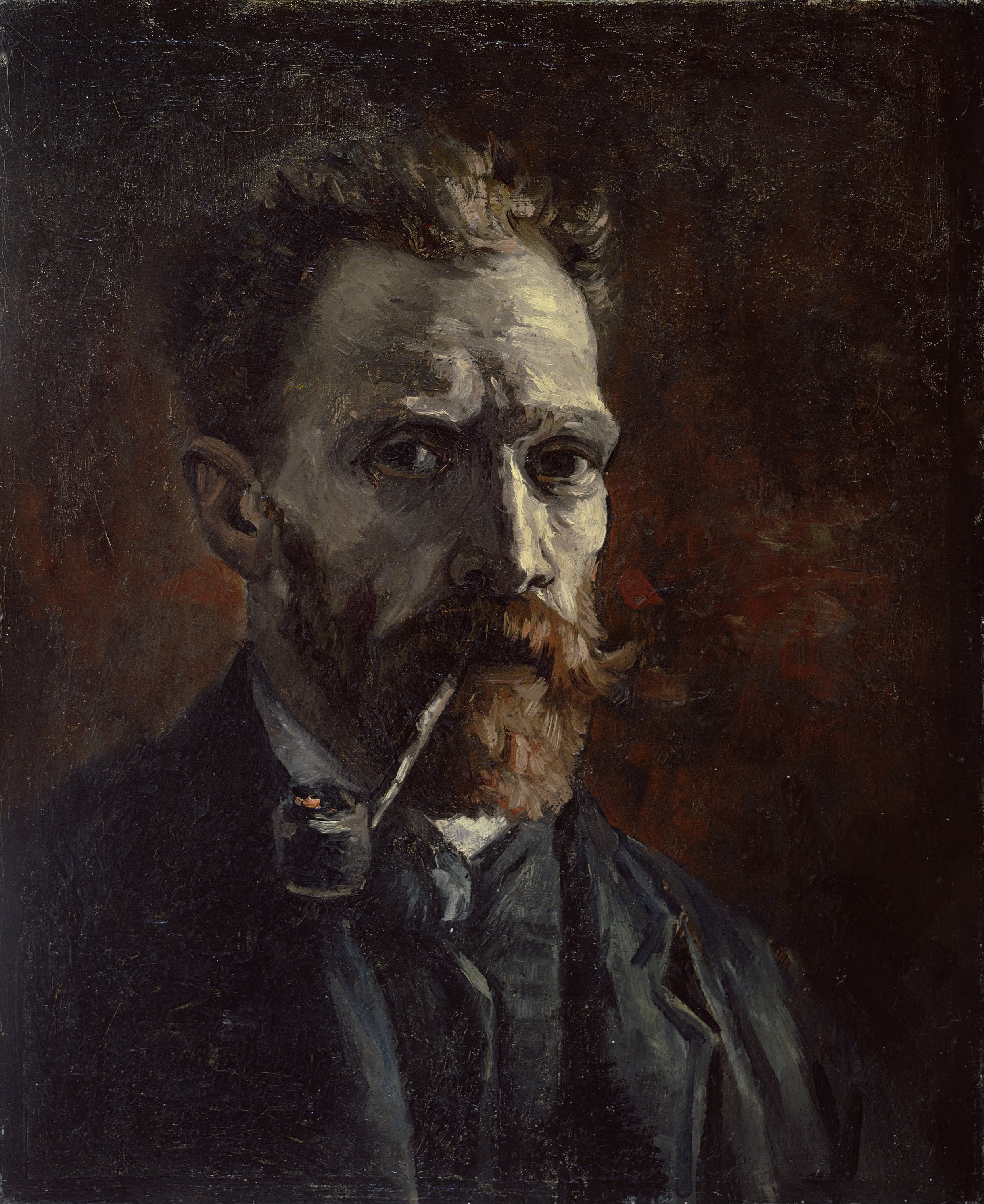
Vincent van Gogh 1886
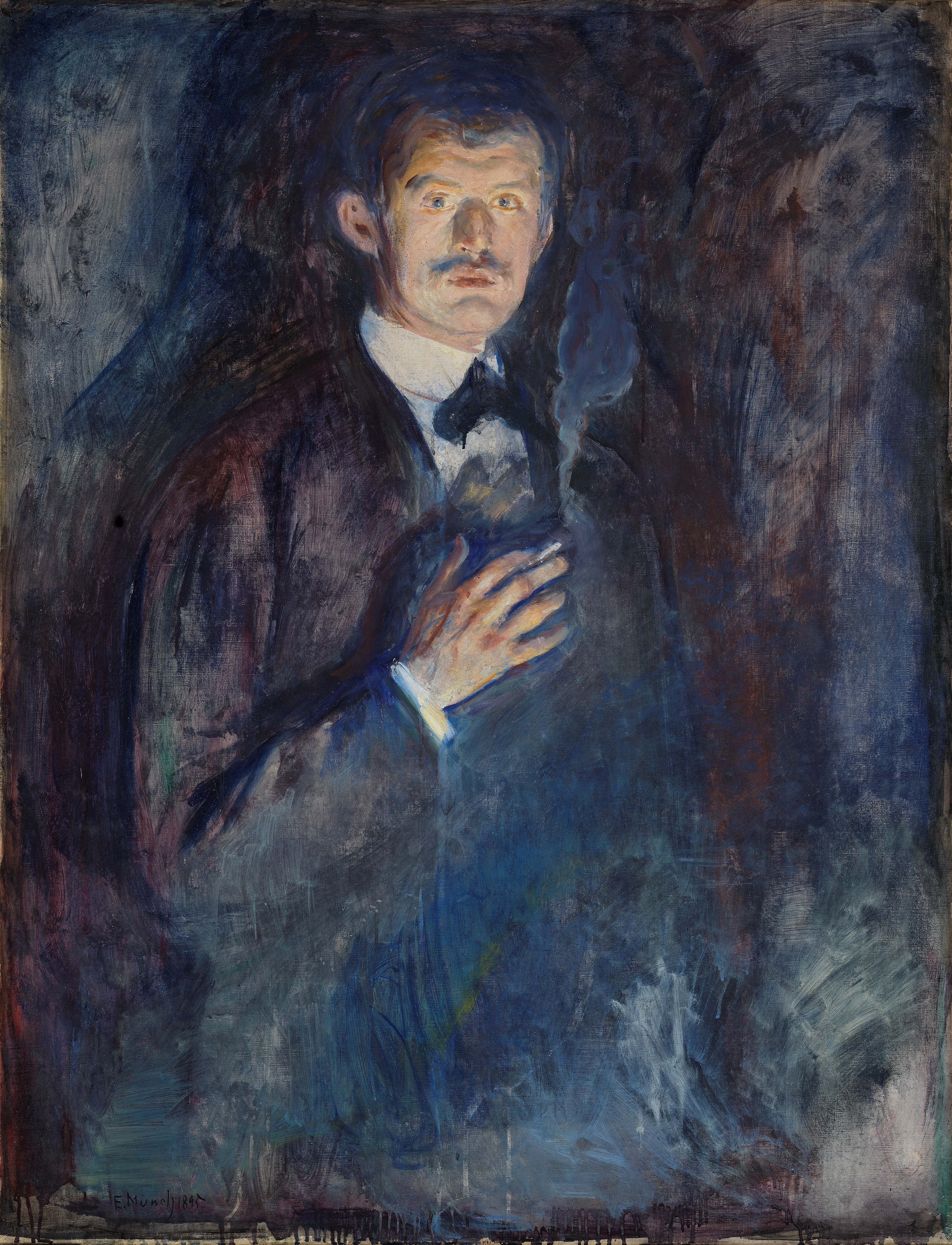
Edvard Munch 1895
Léon Spilliaert 1907
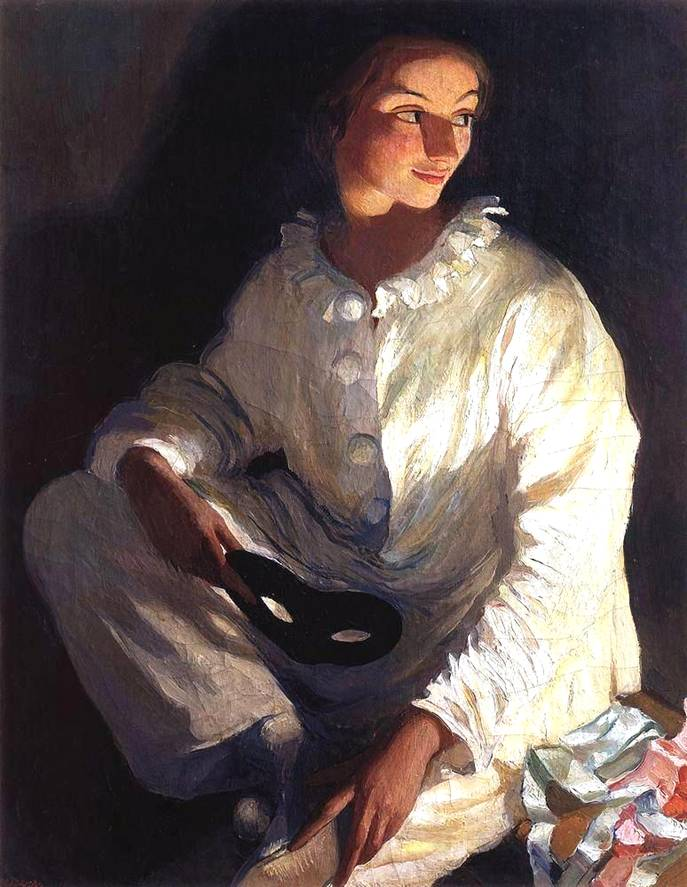
Zinaïda Serebriakova 1911
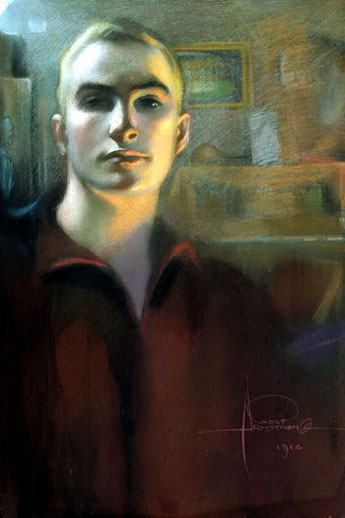
Rolf Armstrong 1914

Autres œuvres remarquables :

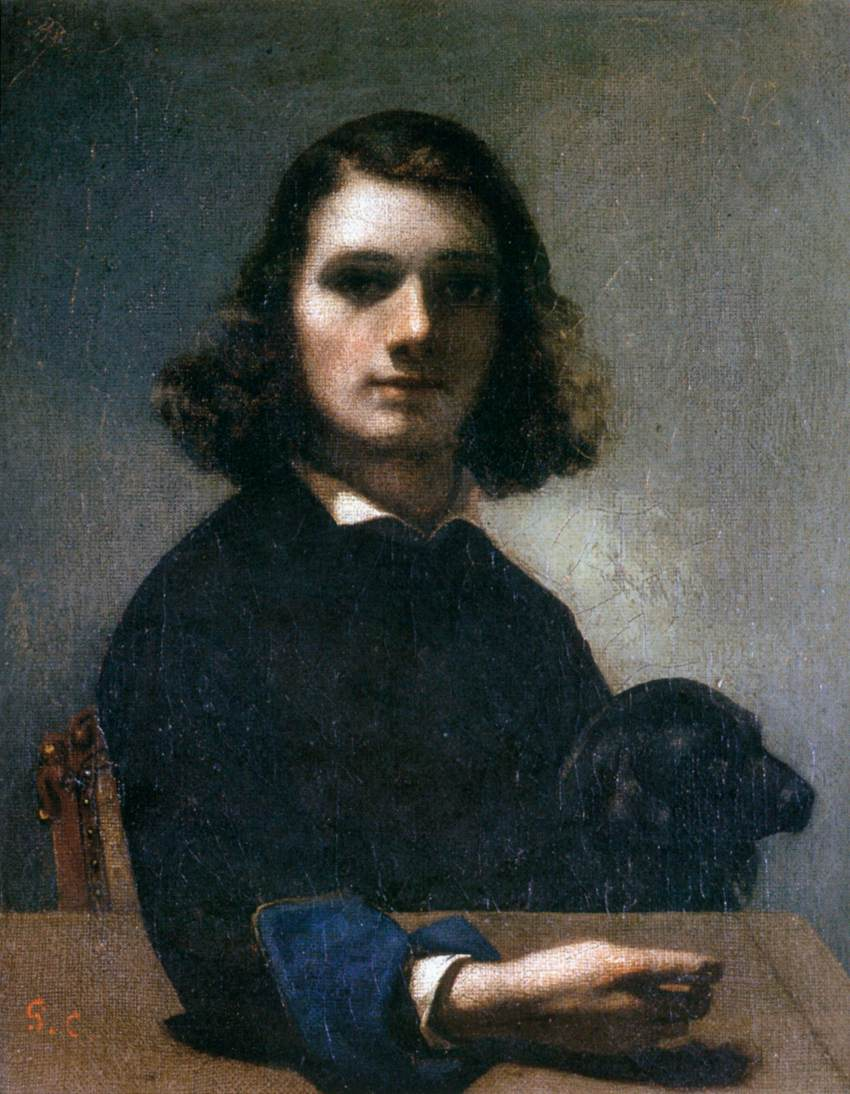
Gustave Courbet, 1842

- Rembrandt, Autoportrait avec les cheveux débraillés, 1628-1629, Amsterdam, Rijksmuseum
- Godfrey Kneller, Autoportrait, vers 1670, collection particulière
- Christian Seybold, Autoportrait en jeune homme, vers 1720, Budapest, Musée des Beaux-Arts
- Joseph Roques, Autoportrait, 1814-1817, Toulouse, Musée des Augustins
- Eugène Delacroix, Autoportrait vers 18 ans, 1816, Rouen, Musée des Beaux-Arts
- Gustave Courbet, L’homme au chien, 1842, Pontarlier, musée municipal
- Honoré Daumier, Autoportrait, vers 1865-1868, Washington, collection Liebermann
- Edouard Vuillard, Autoportrait à contre-jour, vers 1890
- Antonio Mancini, Autoportrait à contre-jour, 1910, Minneapolis, Institute of Arts
- Romaine Brooks, Autoportrait, 1923, Washington, National Gallery of Art

#### La mise en abîme
Depuis le Traité de la Peinture d'Alberti, il est commun de considérer la peinture comme la métaphore d'une fenêtre ouverte sur le monde, du moins d'engager des réflexions sur le statut de l'image et sur les rapports entre le réel et ses représentations. Des artistes se plaisent alors non seulement à faire leurs autoportraits mais à représenter ceux-ci dans des tableaux (ou des fresques) de plus grandes tailles, principe des poupées russes. Ils opèrent ce procédé de diverses manières :
Du caméo au portrait autonome

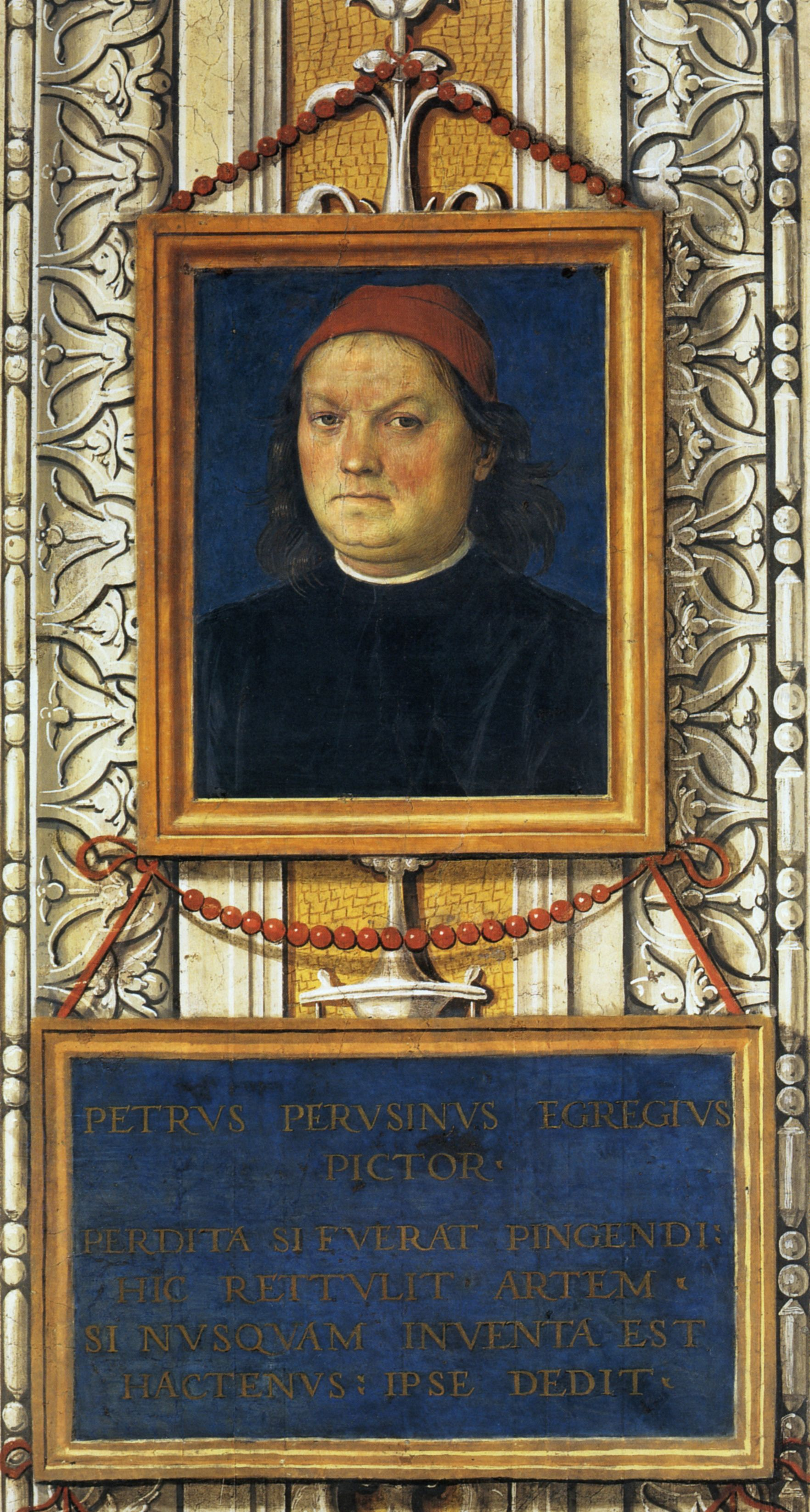
Pérugin, détail de L'Annonciation, Pérouse, Collegio del Cambio, 1500

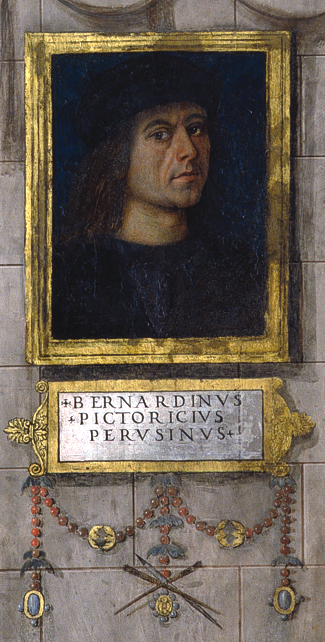
Pinturicchio, détail du Cycle de fresques de la chapelle Baglioni de la collégiale Santa Maria Maggiore, à Spello, 1501-1502.

Au tout début du XVIe siècle, en Italie, la pratique de l'autoportrait en caméo n'a pas totalement disparue et celle de l'autoportrait autonome n'a pas encore vraiment émergé.
Deux peintres, Pinturicchio et Pérugin, instaurent alors une catégorie intermédiaire : l'insertion d'un portrait autonome, représenté en trompe-l'œil, cadre compris, et inséré en périphérie immédiate de grandes fresques murales dont ils sont les auteurs et ayant par conséquent — comme les caméos — valeur de signatures.

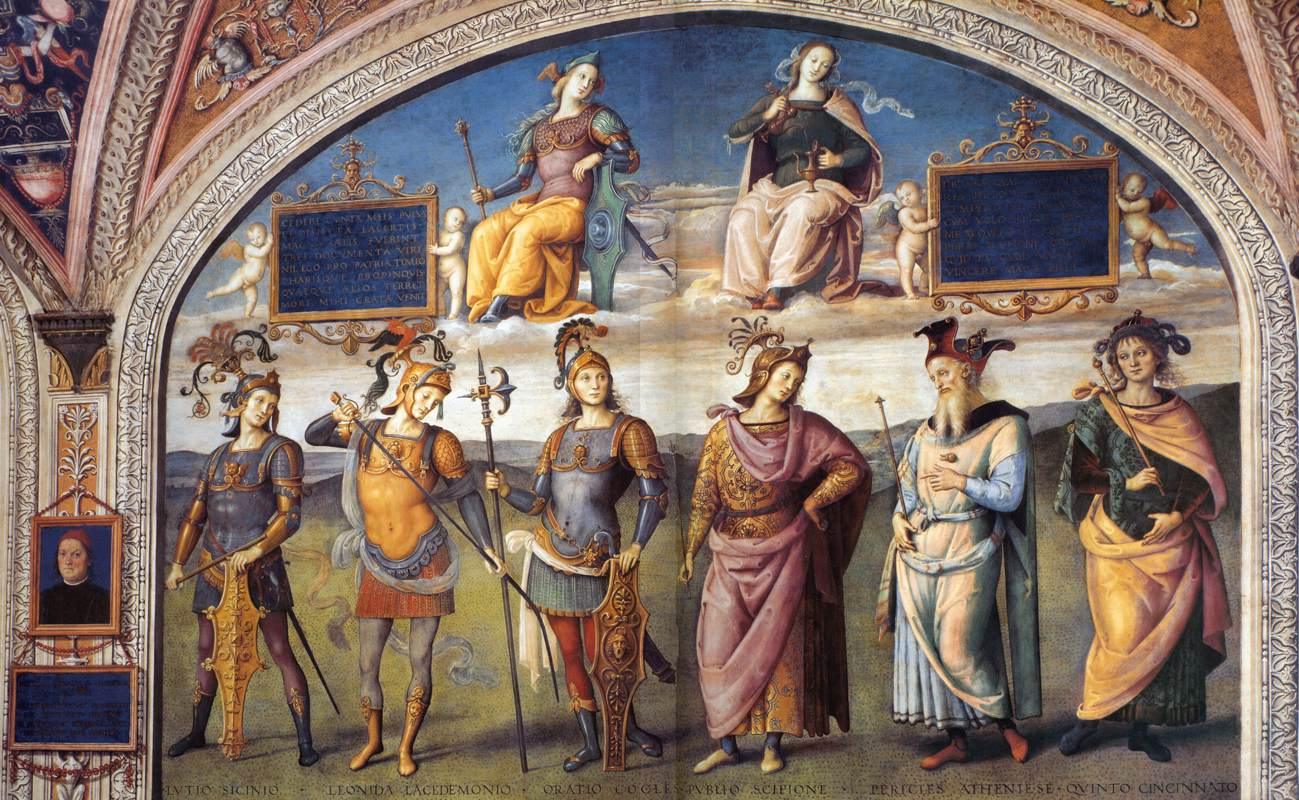
Pérugin, Galerie des hommes célèbres Fresques de l'Annonciation (l'autoportrait est à l'extrême gauche)
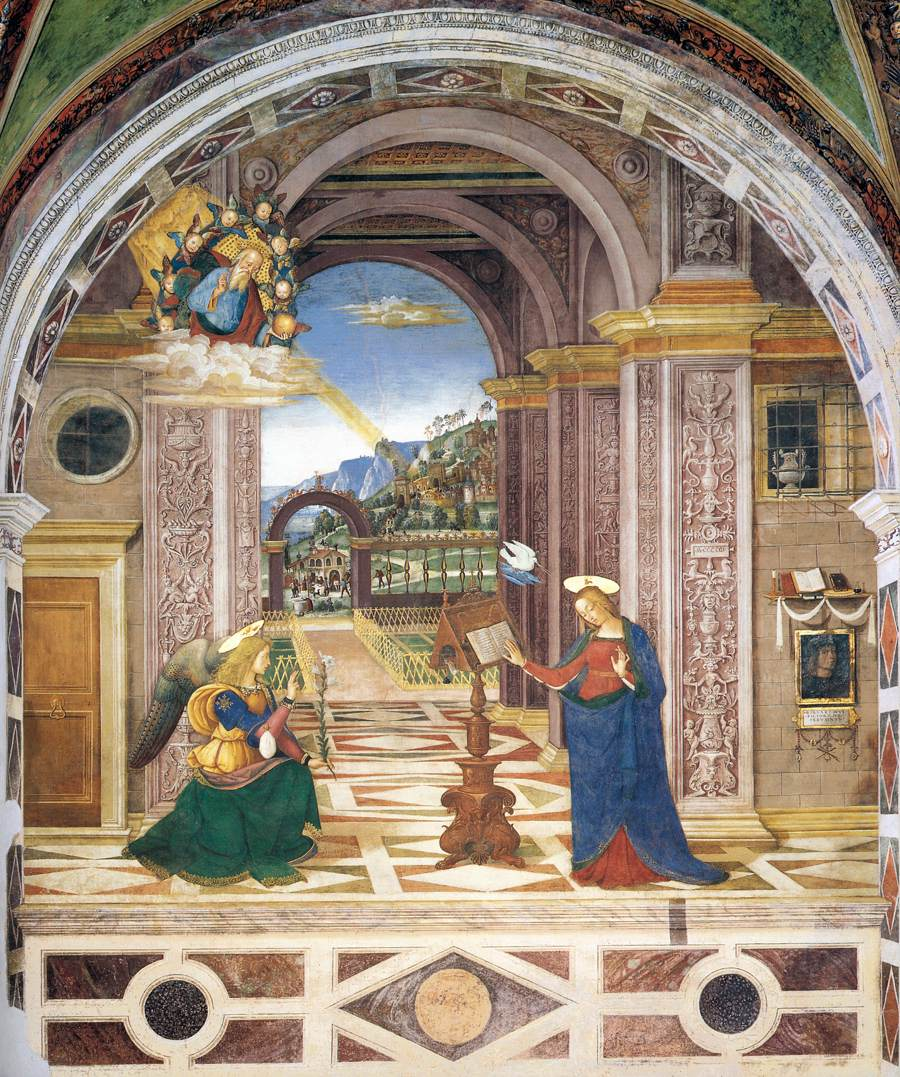
Pinturicchio, L'Annonciation Fresques de la chapelle Baglioni (l'autoportrait est à l'extrême droite)

En 1500, Pinturicchio peint une série de fresques dans la chapelle Baglioni de la Collegiata Santa Maria Maggiore, à Spello, en Ombrie. Sur la paroi de gauche est représentée une Annonciation. Dans l'angle droit figure en trompe-l'œil l'autoportrait du peintre surmontant un cartellino portant un texte, une signature complétée d'éléments décoratifs composant une vanité.
L'image dans l'image

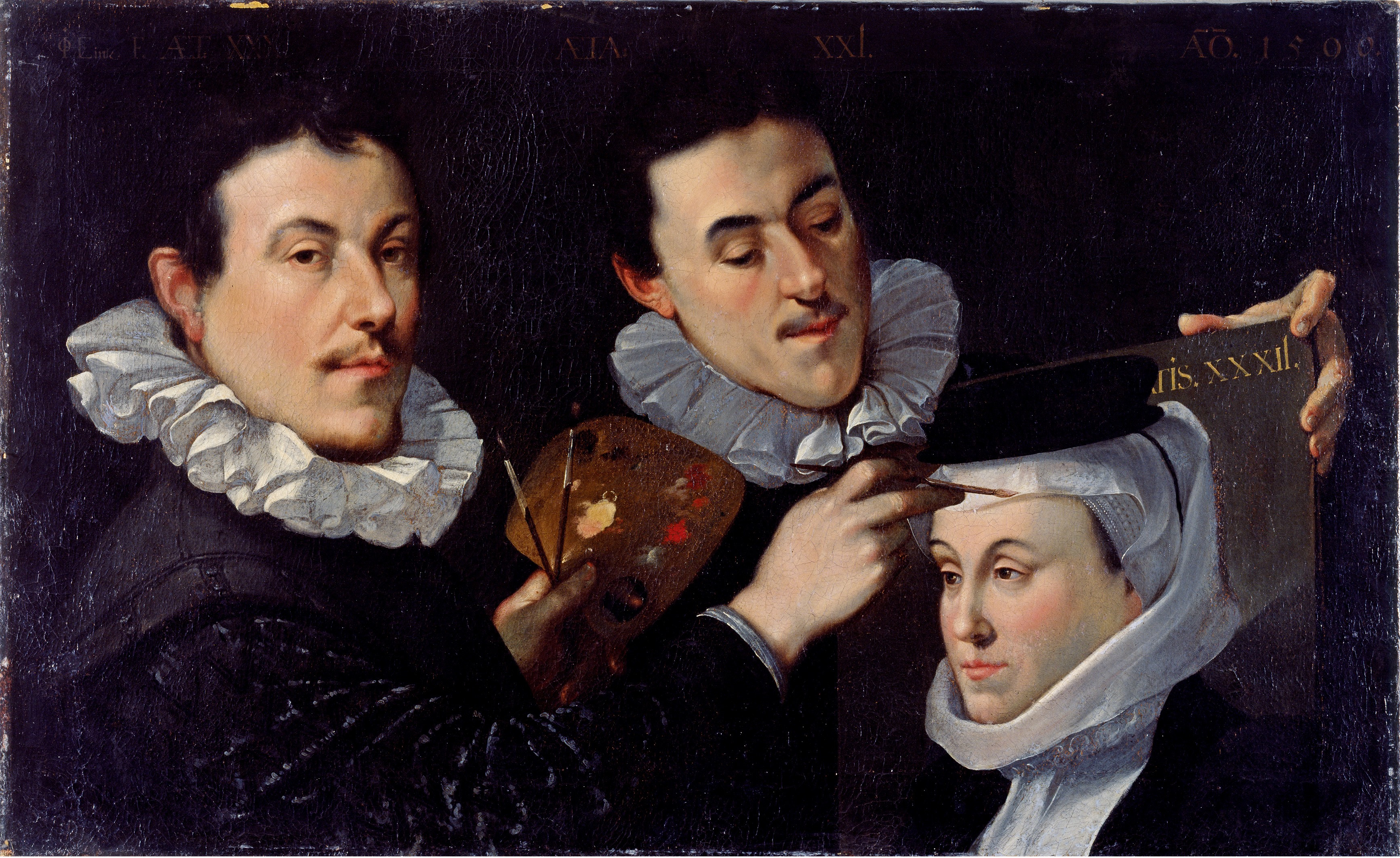
Joseph Heintz l'Ancien 1596
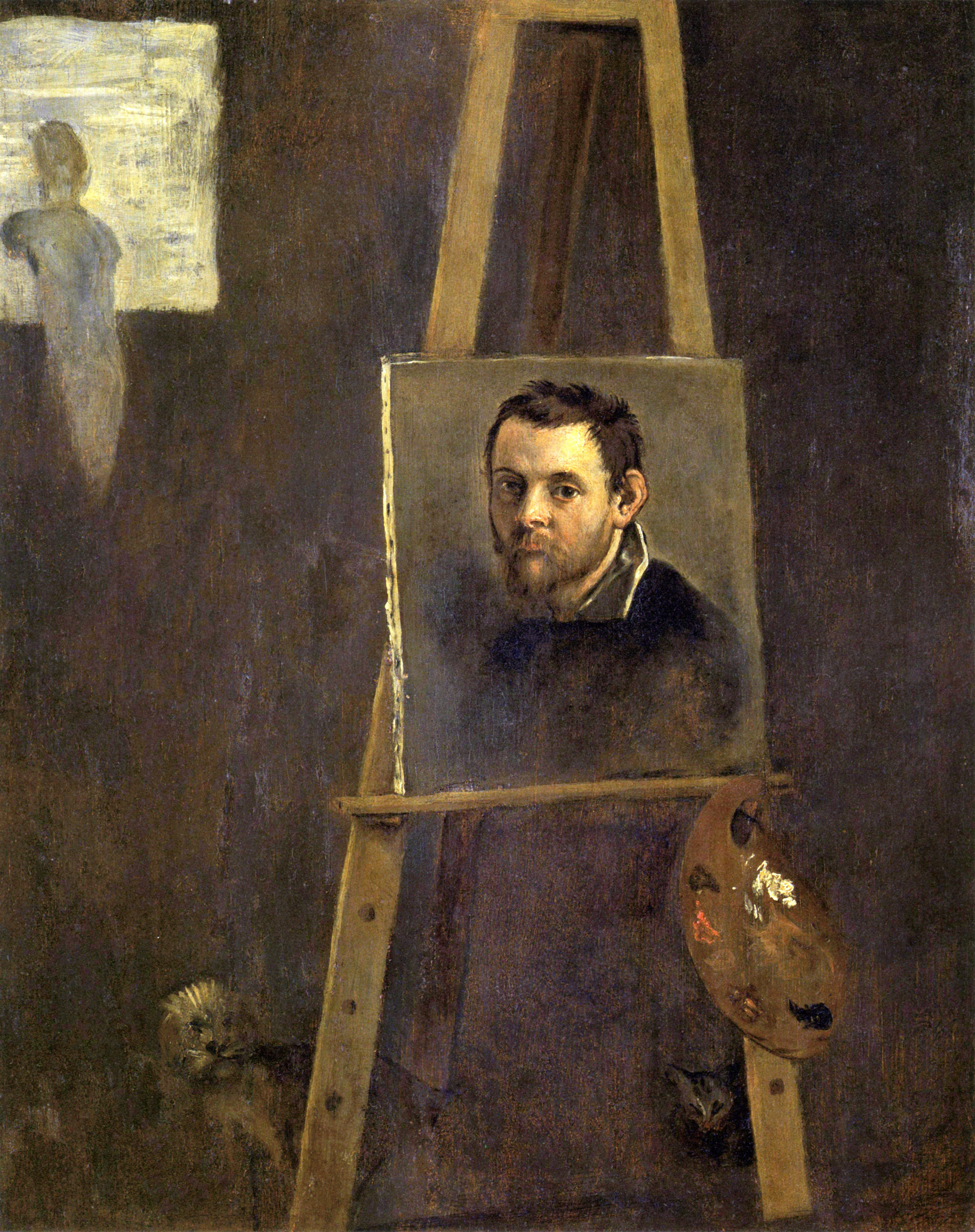
Carrache 1604
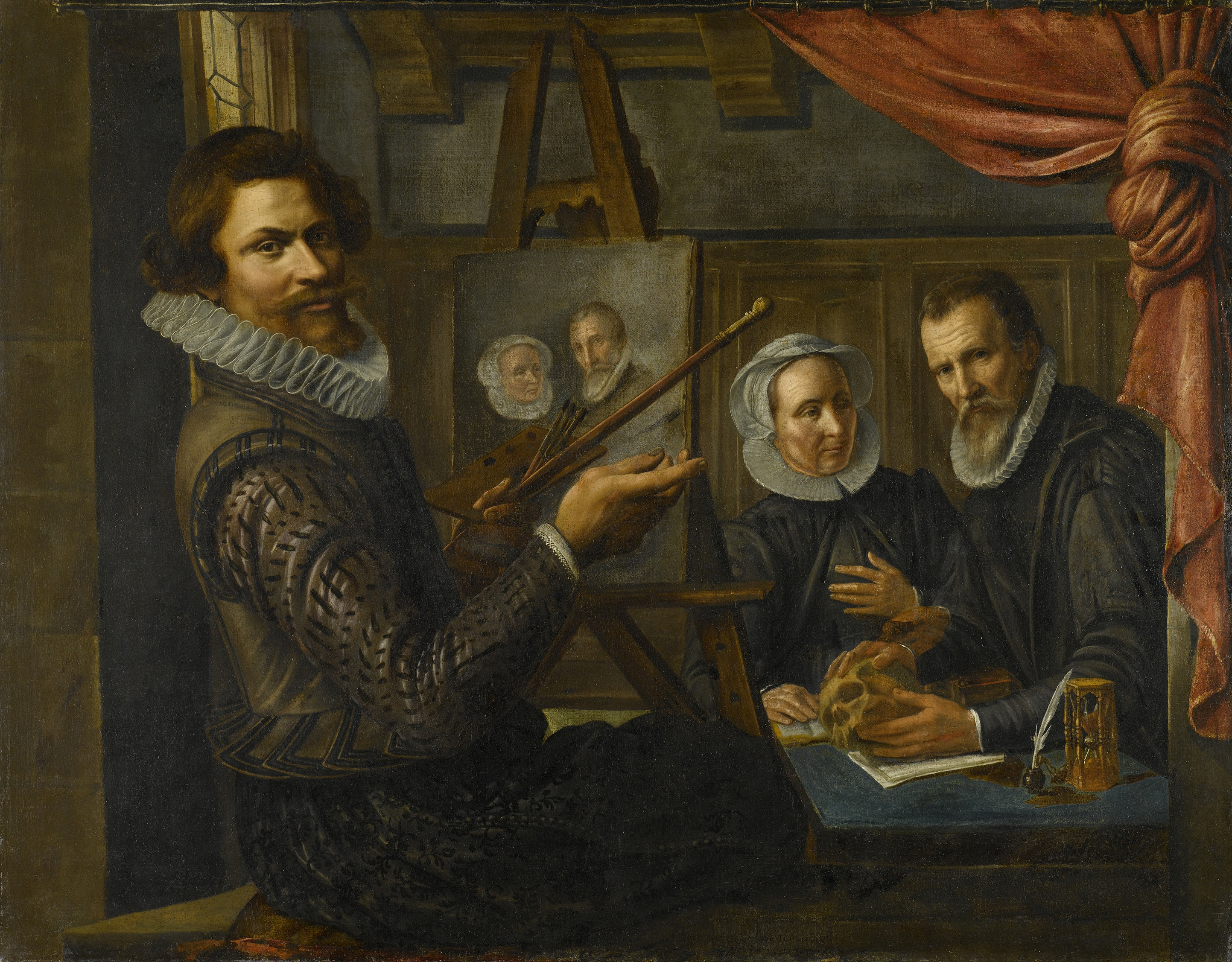
Herman van Vollenhoven 1612

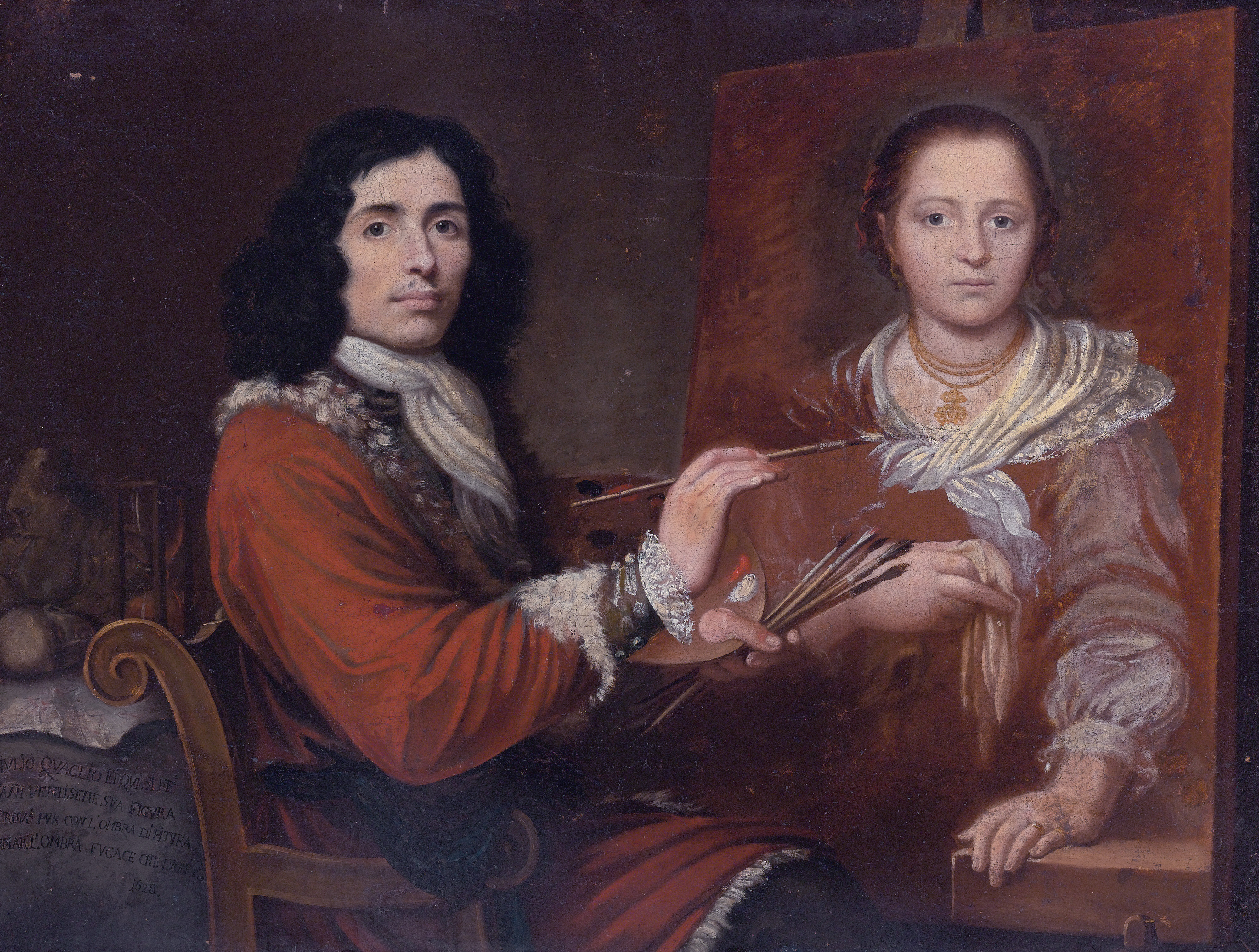
Giulio Quaglio 1628
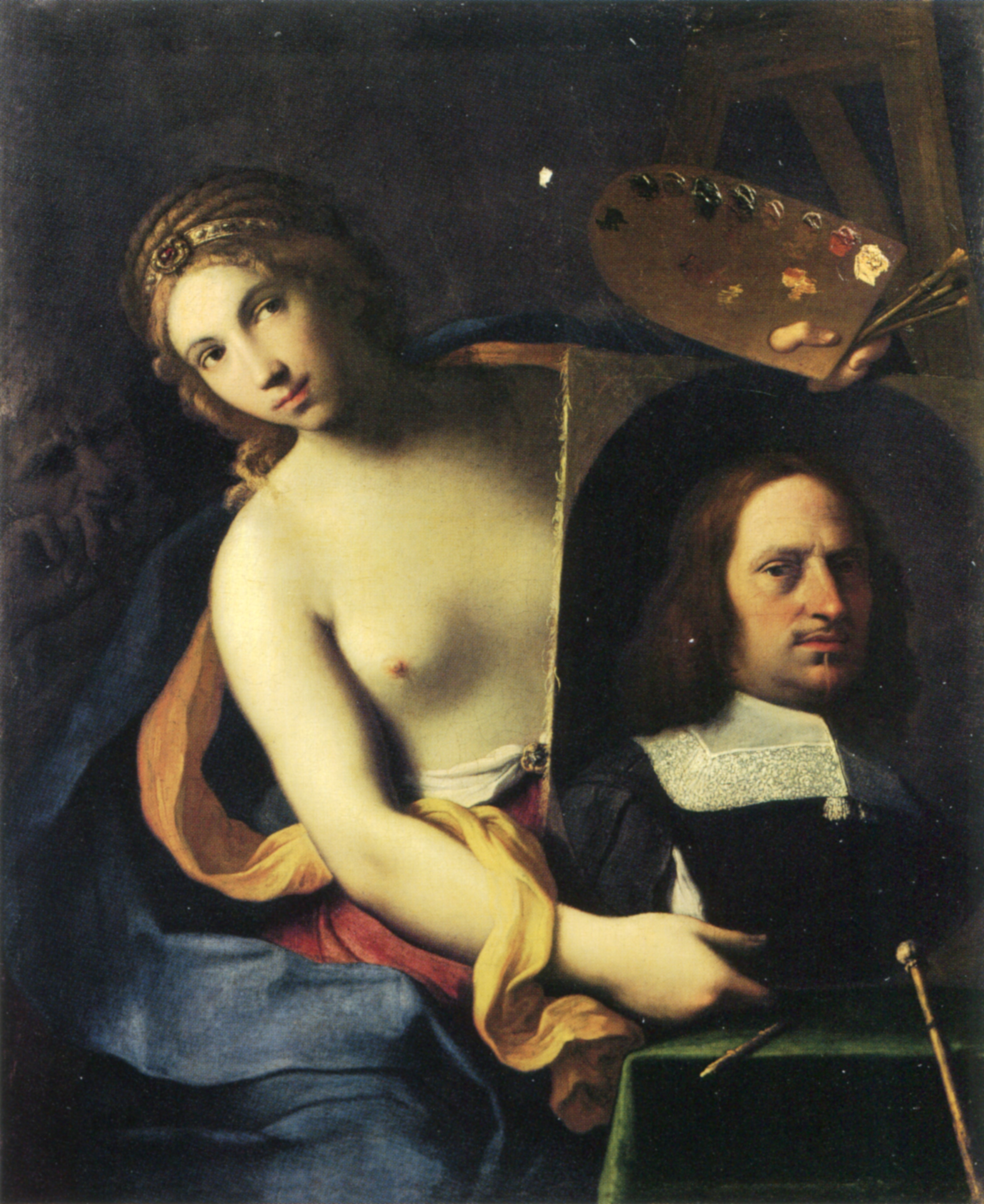
Giovanni Domenico Cerrini 1639
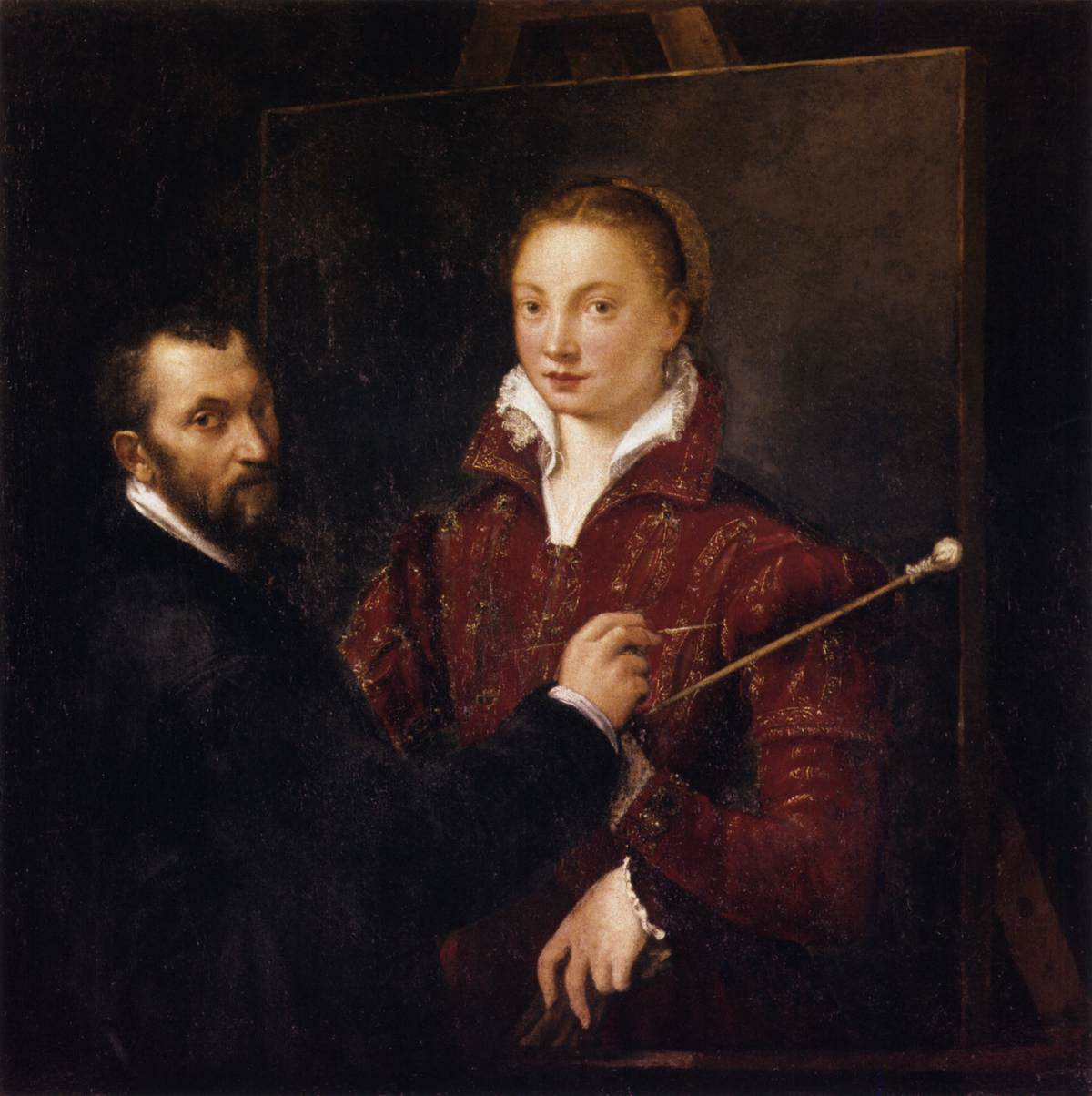
Sofonisba Anguissola Bernardino Campi peignant le portrait de l'artiste c.1559
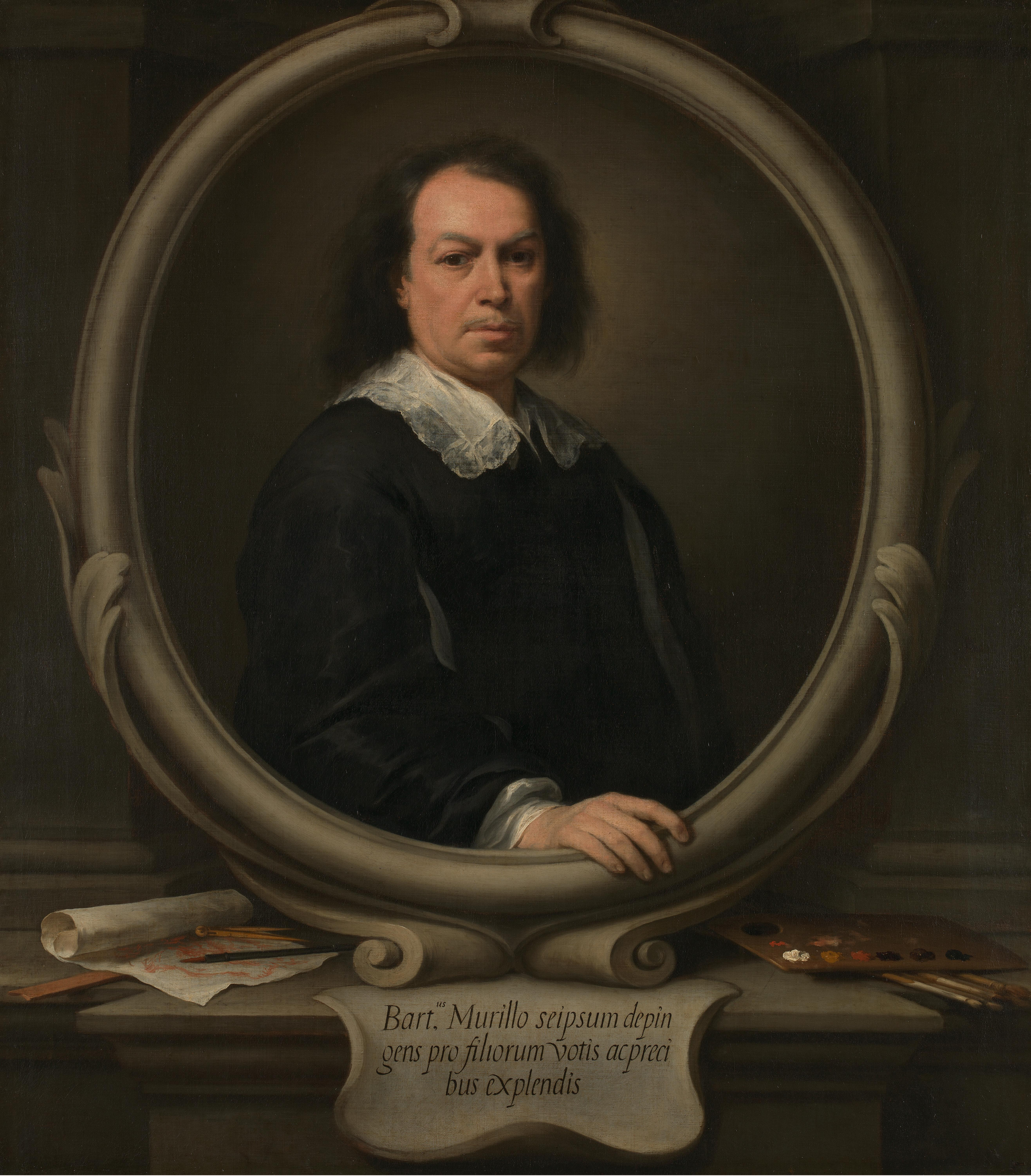
Murillo v. 1670-1673
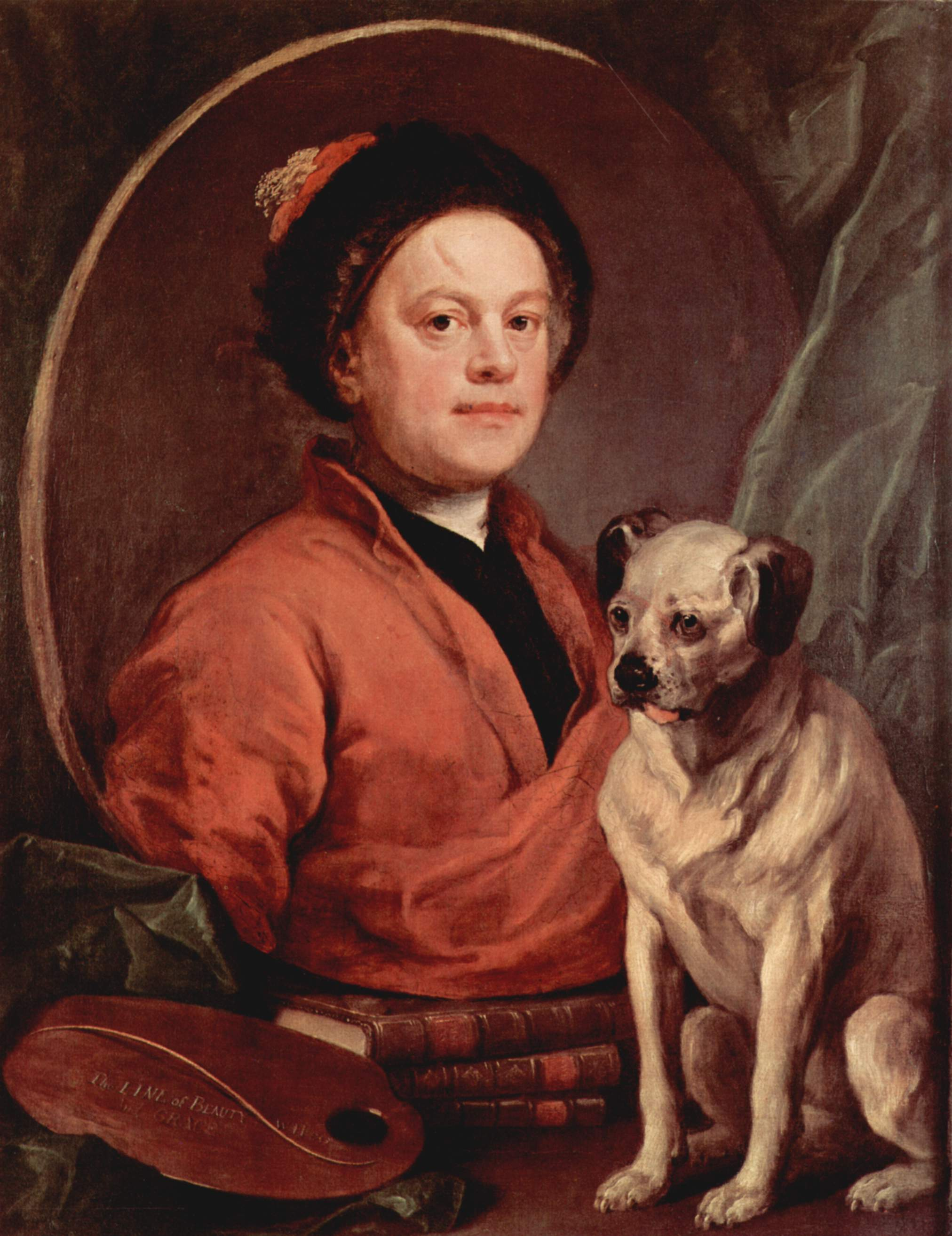
William Hogarth 1745

Autres œuvres remarquables :
- Sofonisba Anguissola, Le peintre Bernardino Campi peignant le portrait de Sofonisba Anguissola, vers 1559, Sienne, Pinacothèque nationale
- Julius Bissier, Autoportrait en sculpteur, 1928, musée des Augustins de Fribourg-en-Brisgau

Le réel, le reflet et l'image

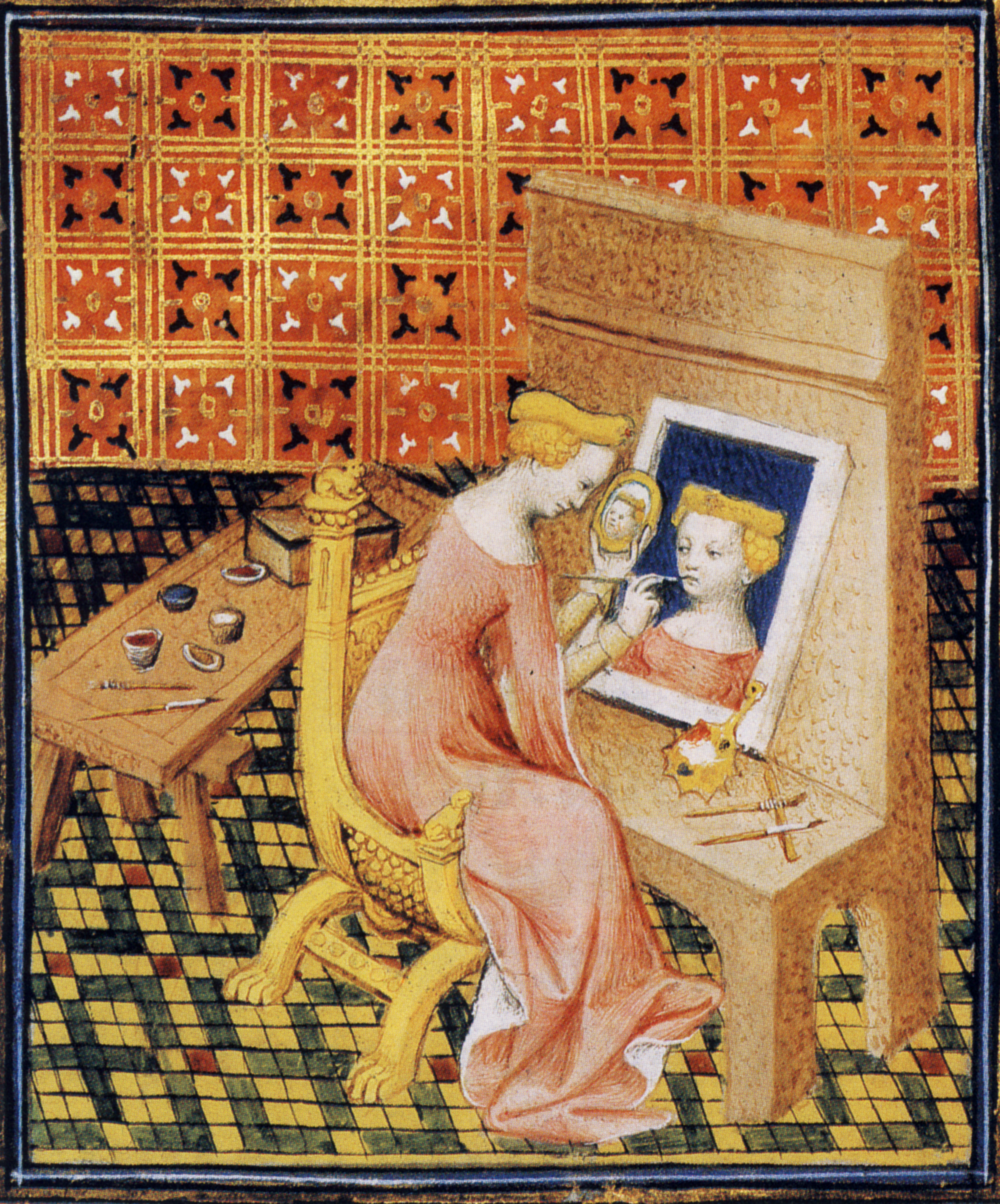
Maître du Couronnement de la Vierge, v. 1403
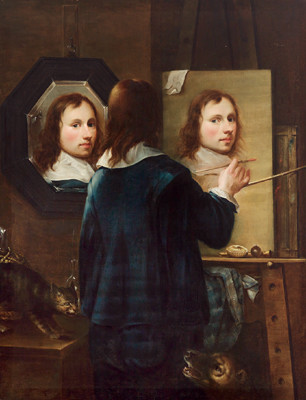
Johannes Gumpp 1646
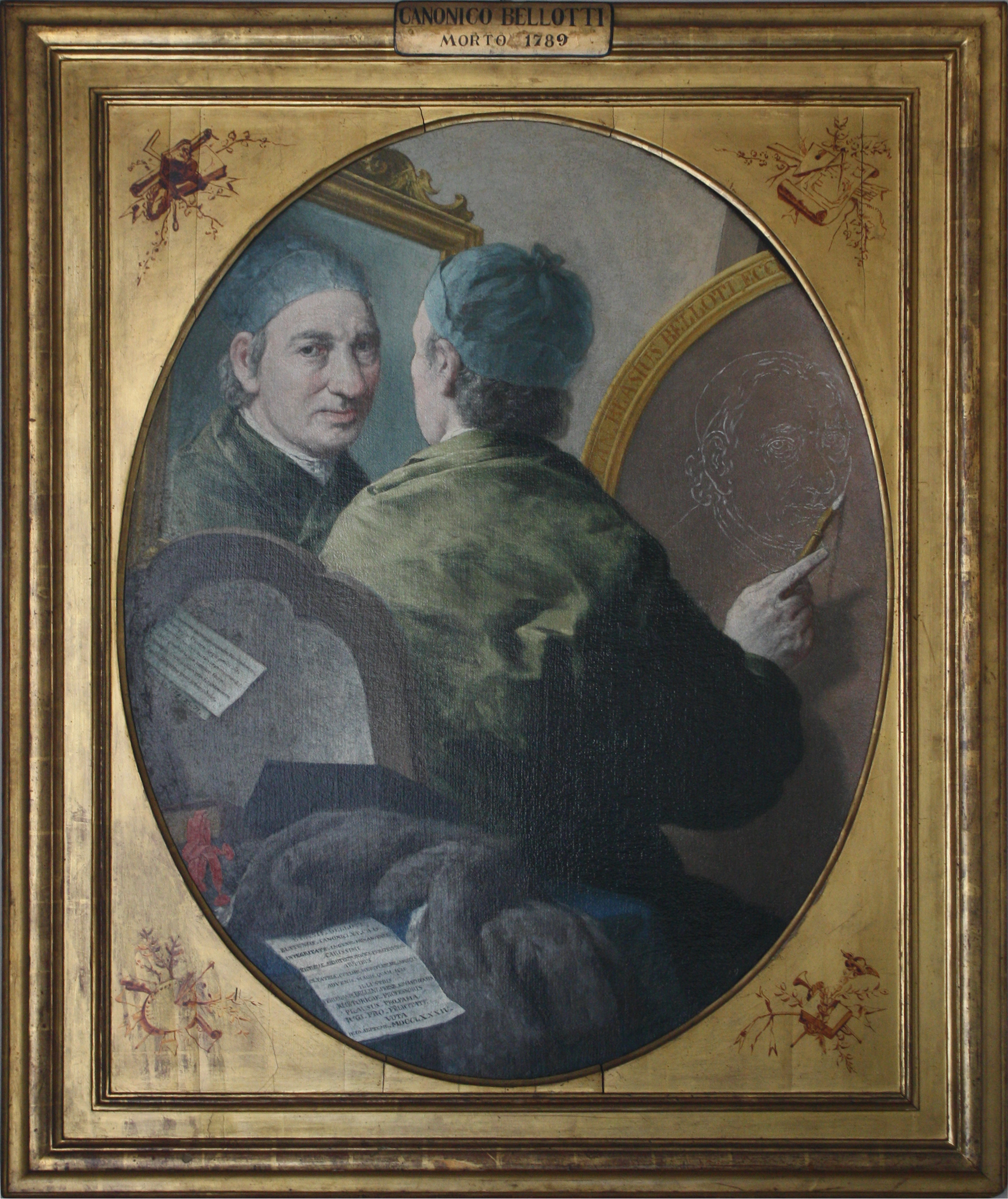
Biagio Bellotti v. 1784
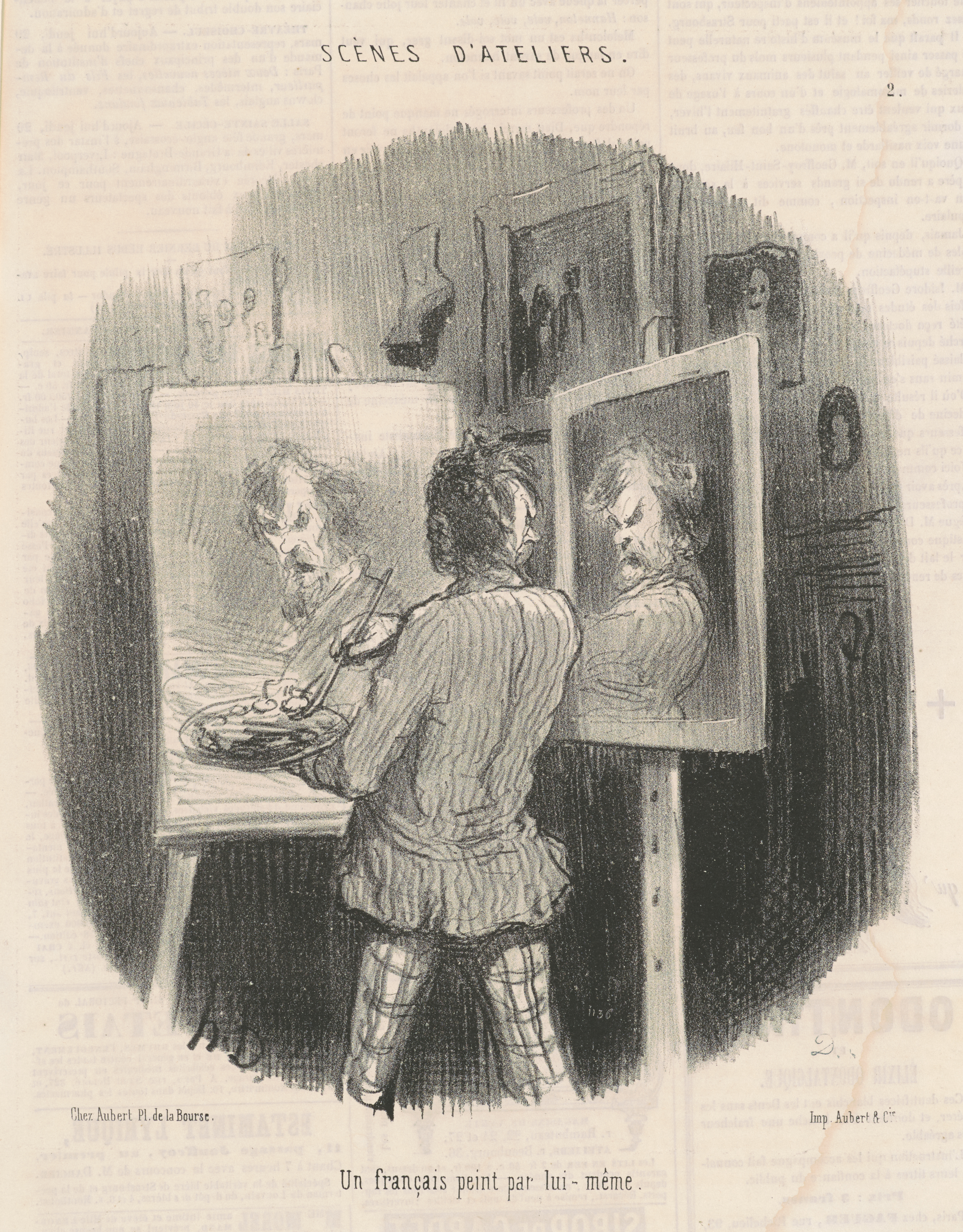
Honoré Daumier 1848
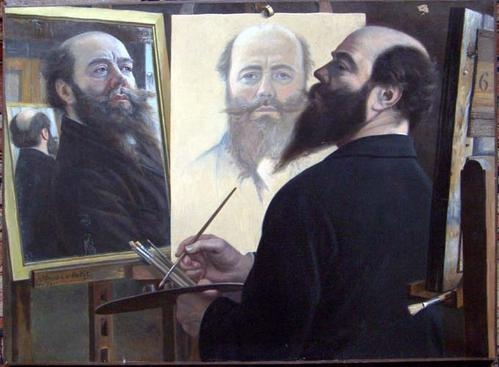
Alfred Le Petit 1893

Autres œuvres remarquables :
- Jean-Alphonse Roehn, Portrait d'une artiste réalisant son autoportrait, 1820
- William Orpen, Autoportrait aux miroirs multiples, 1924
- Norman Rockwell, Triple autoportrait, 1960
- Salvador Dali, Dali peignant Gala de dos, 1972-1973
- Jamie Routley, Inner Dialogue, 2013

#### Le miroir révélé
Le miroir constitue l'instrument de référence par excellence en matière d'autoportrait. D'un point de vue pratique, il constitue pour l'artiste une source permanente d'interrogations. D'une part, en effet, il renvoie une image inversée du réel, ce qui pose un problème de latéralisation (l'artiste est ainsi conduit, par exemple, à représenter sa main gauche sur la partie droite du tableau) ; d'autre part, les premiers miroirs dont il dispose sont convexes, c'est-à-dire que l'image qu'ils renvoient est déformée (principe de l'anamorphose).
Les réponses apportées par l'artiste varient entre deux pôles : soit faire abstraction de ces données, soit les révéler au spectateur en représentant le miroir lui-même, voire — cas extrême — en se représentant soi-même en train de peindre, ainsi que le miroir que l'on utilise et le tableau en cours de réalisation. À cet égard, le tableau de Johannes Gumpp, peint en 1646, constitue un document de portée pédagogique : au spectateur de son temps, Gumpp indique comment on fait un autoportrait, sachant que se représenter de dos est forcément une abstraction ; au spectateur d'aujourd'hui, Gumpp indique que c'est à son époque, le XVIIe siècle, que ces questions ont véritablement été conscientisées.
Miroir convexe
La distance de l'artiste au miroir est déterminante : s'il en est éloigné, son autoportrait se réduira à l'indication d'une minuscule silhouette perdue au milieu d'un tableau, comme on le constate par exemple durant les années 1430 dans les tableaux des Flamands Van Eyck et Campin ; s'il en est rapproché, comme c'est le cas de l'autoportrait du jeune Parmesan, le résultat donne un gros plan, la déformation de l'espace apparaissant encore plus sur la périphérie de l'image. Le tableau du Parmesan est circulaire et son diamètre est de 24 cm… probablement la taille du miroir utilisé : le recours à l'échelle 1 lui permettant de réduire la difficulté.
Quand l'usage des miroirs se répandra, certains artistes continueront d'utiliser des miroirs convexes, leurs œuvres s'inscrivant alors au registre des curiosités (voir Cabinet de curiosités), la motivation de l'artiste se réduisant alors à prouver son niveau de virtuosité au spectateur.

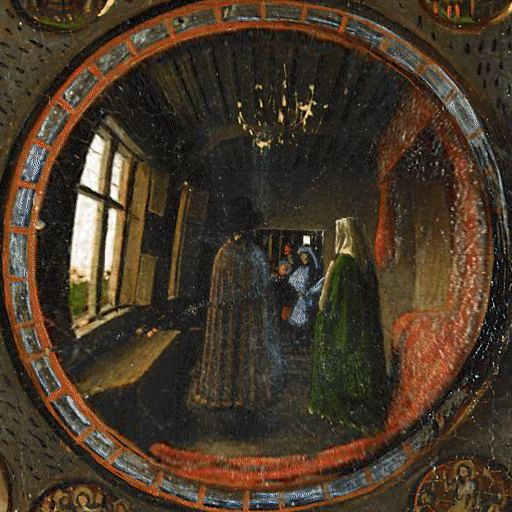
Jan van Eyck, détail des Époux Arnolfini 1434
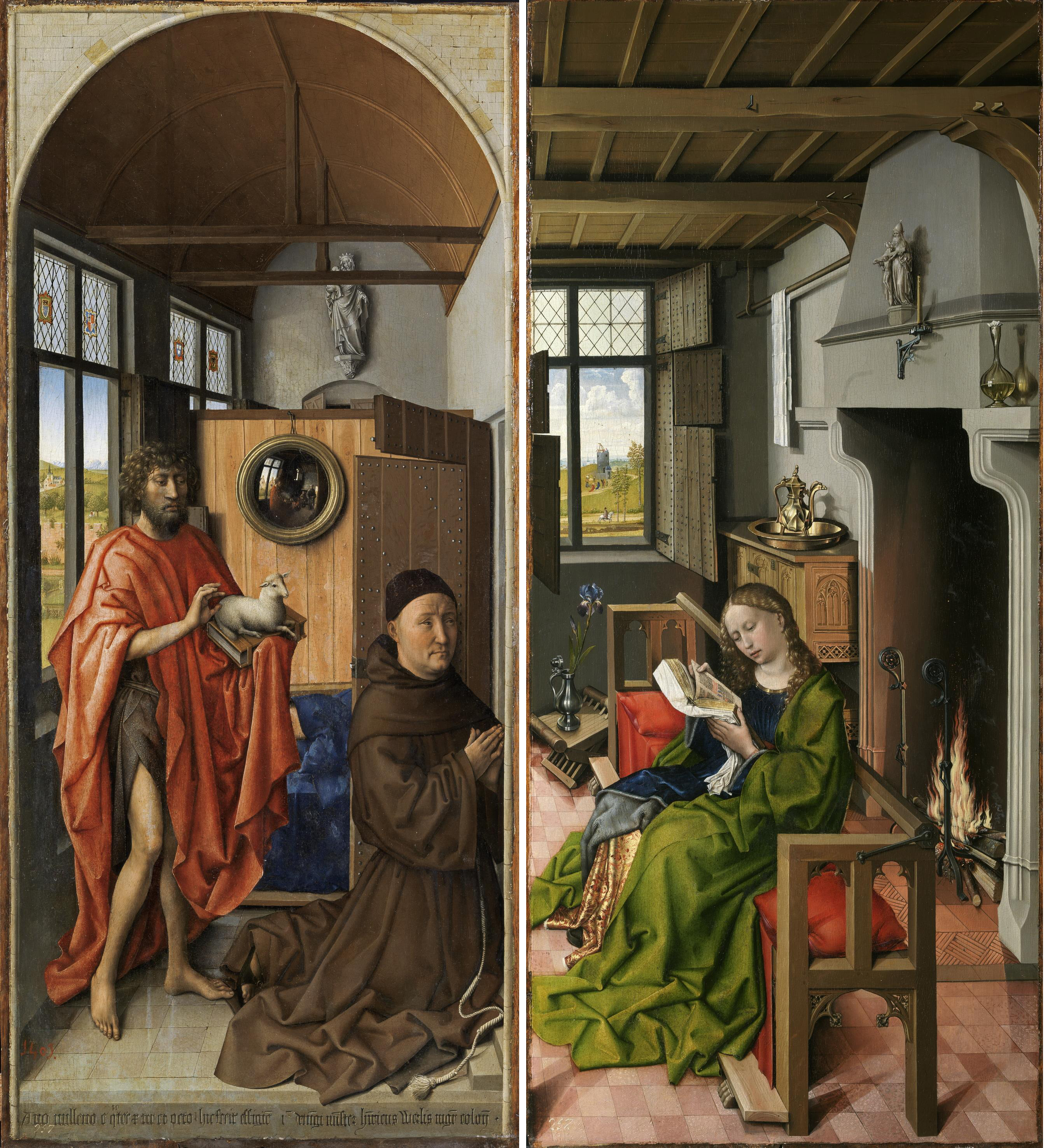
Robert Campin Le Triptyque de Werl 1438
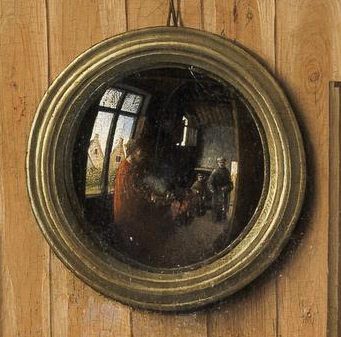
détail du Triptyque de Werl
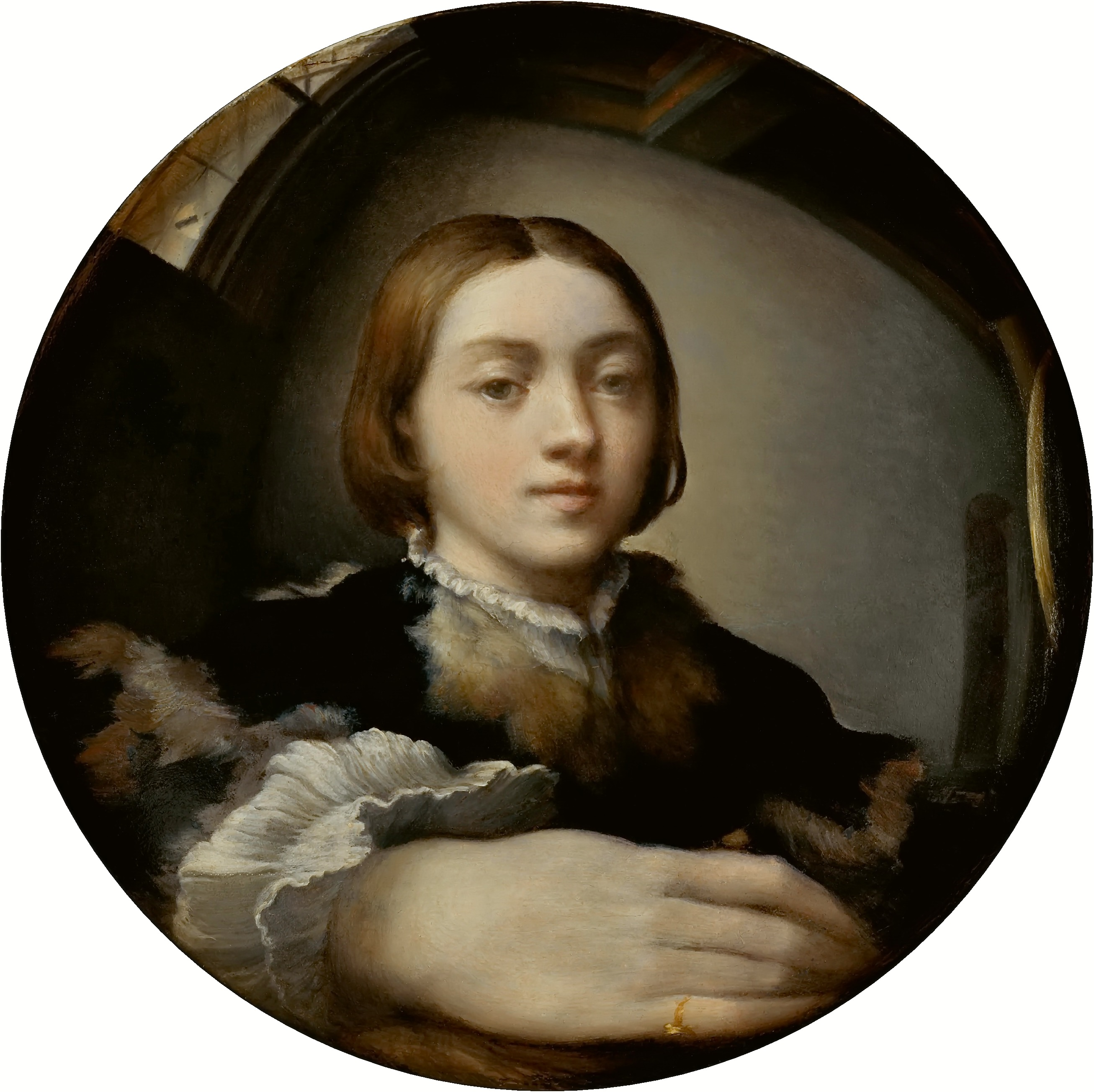
Le Parmesan vers 1524
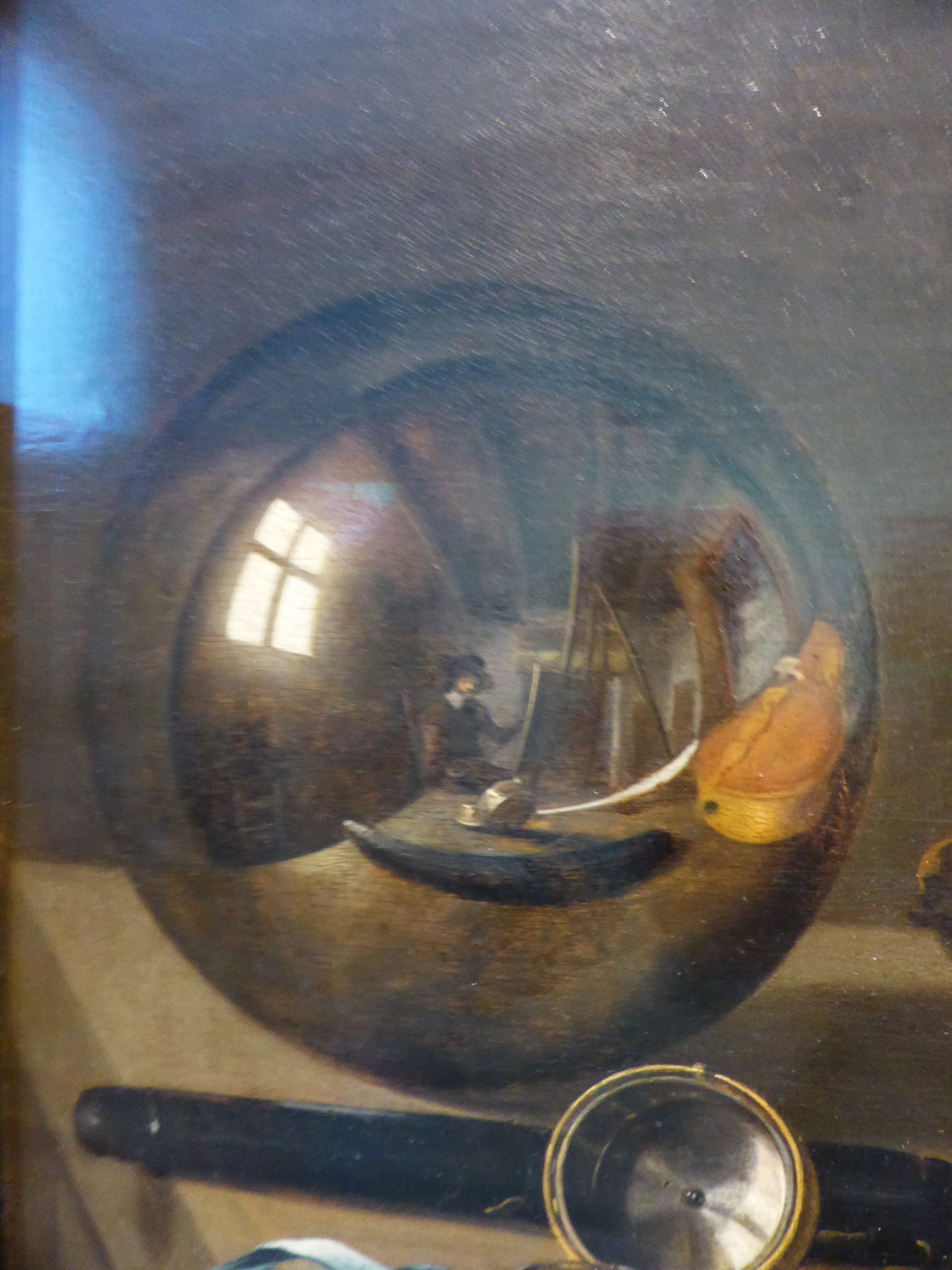
Pieter Claez Nature morte aux instruments de musique (détail) 1628

Autres œuvres remarquables :
- Pieter Claesz, Nature morte aux instruments de musique (détail), 1628, Paris, Musée du Louvre

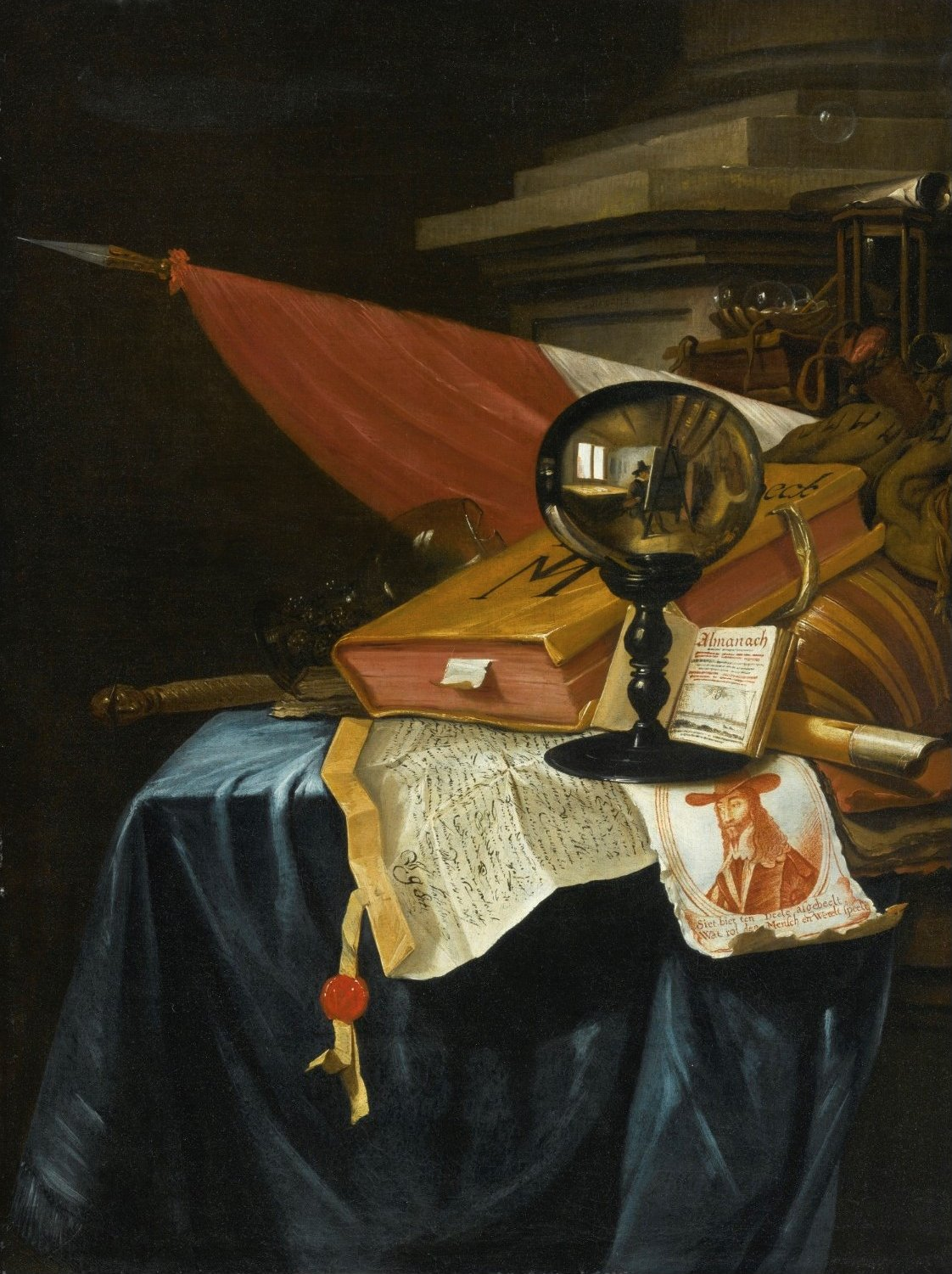
Vincent van der Vinne, XVIIe siècle

- Vincent van der Vinne, Vanité, XVIIe siècle, collection particulière
- Roberto Fernandez Valbuena, Laboratoire, 1910 (parmi d'autres œuvres sur le même thème)
- George Lambert, Le miroir convexe, 1916
- Mark Gertler, Nature morte avec autoportrait, 1918, Leeds (G.-B.), Art Gallery
- Roberto Montenegro, série des miroirs convexes, 1926, 1942, 1953, 1959, 1961, 1965
- M. C. Escher, Main tenant un miroir sphérique, 1935, Ottawa, Musée des beaux-arts du Canada
- Harold Gresley, Le miroir convexe, 1945, Derby (G.-B.), Museum and Art Gallery
- Will Wilson, Autoportrait dans un miroir biseauté, 2004
- Amnon David Ar, Autoportrait dans un miroir convexe, 2008

Miroir plat

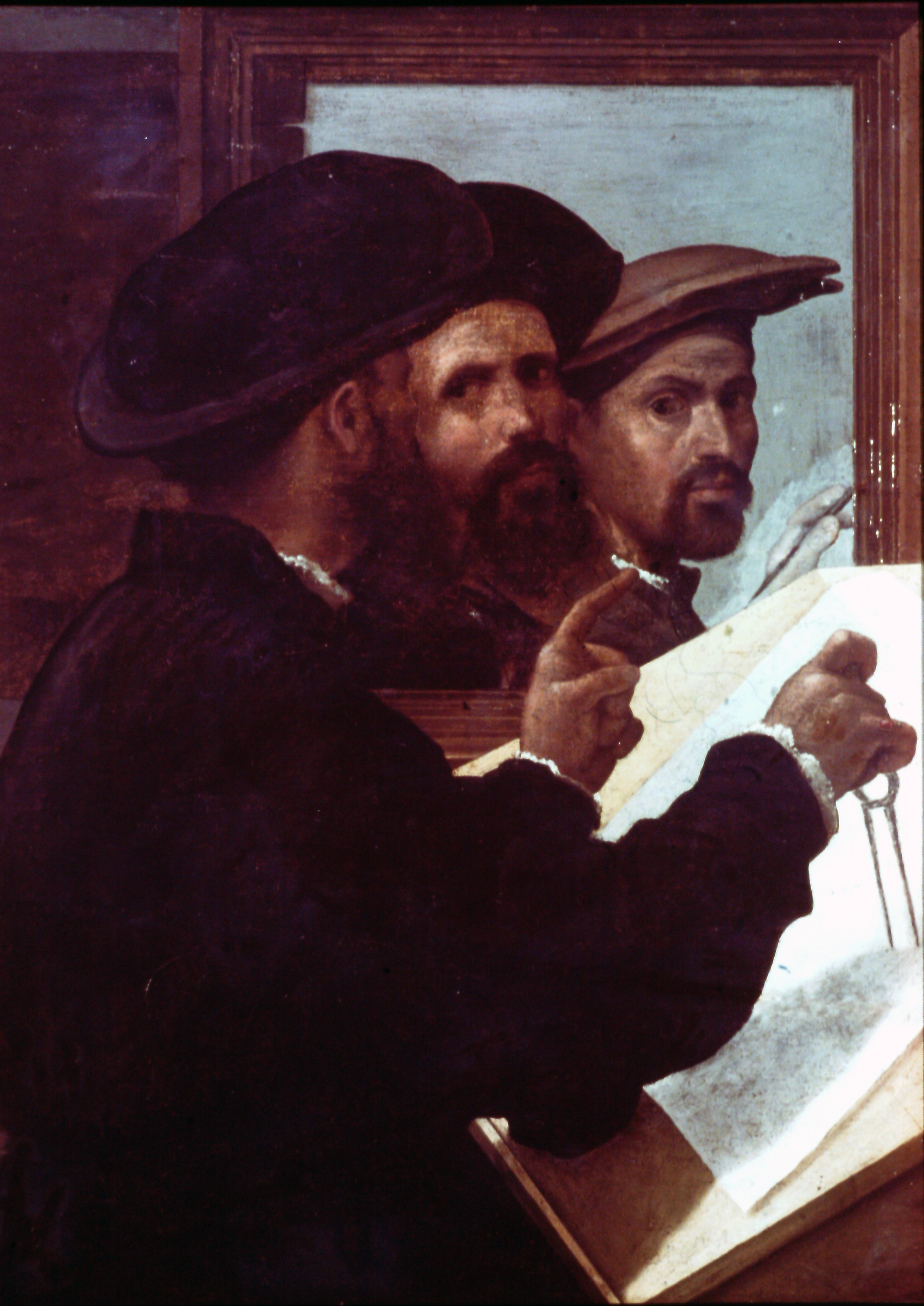
Giovanni Battista Paggi vers 1580-1590
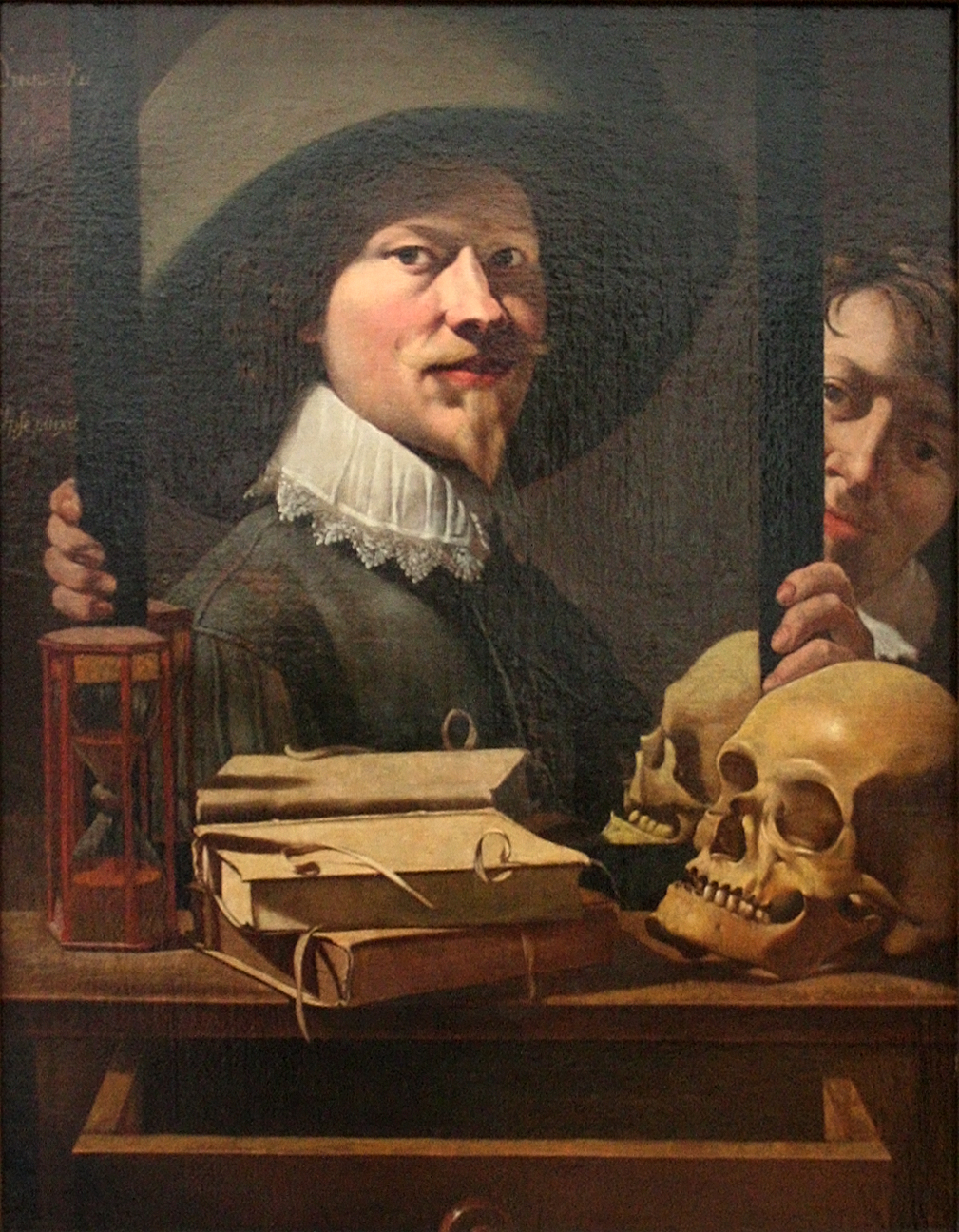
Antoine Steenwinkel 2e moitié du siècle
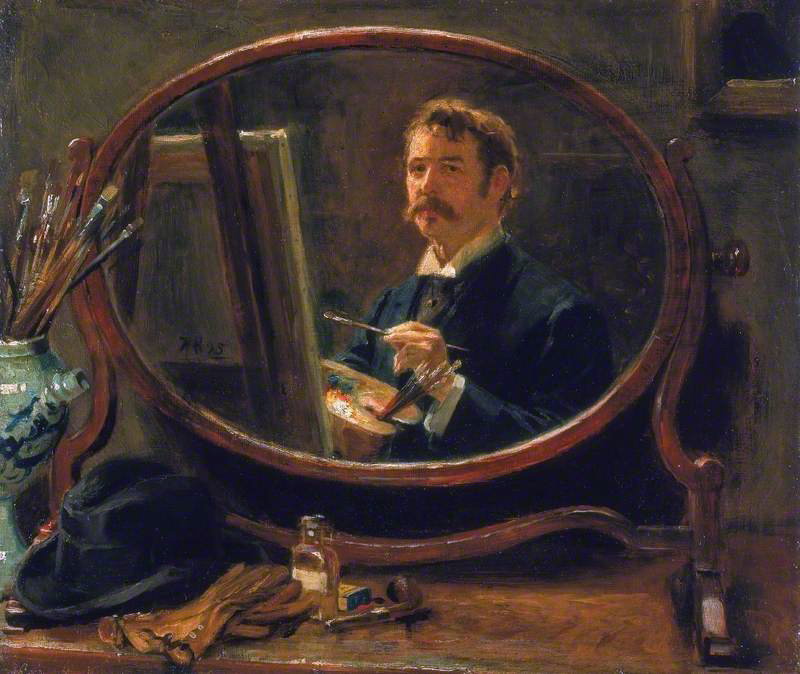
Ralph Hedley 1895
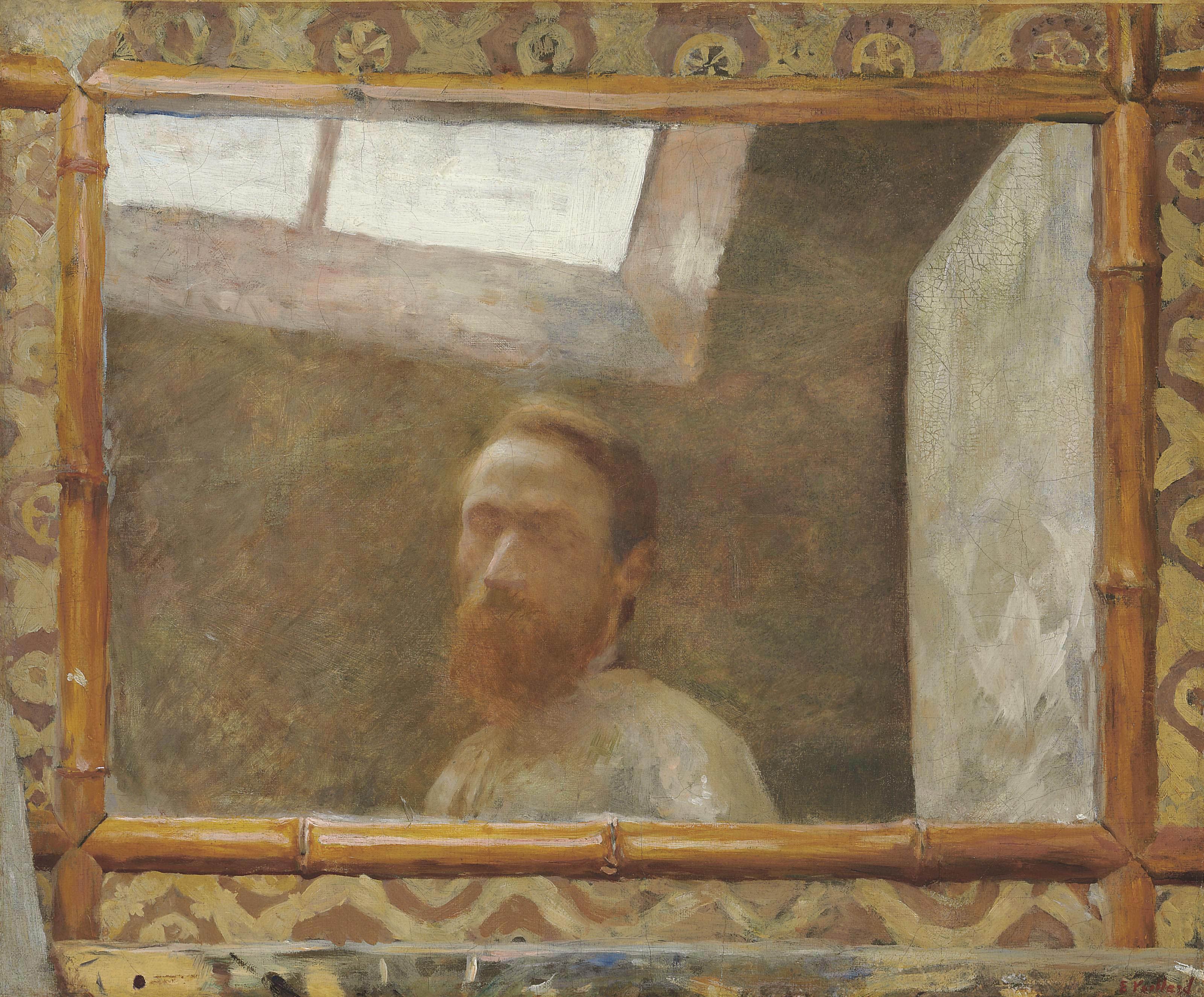
Edouard Vuillard 1890
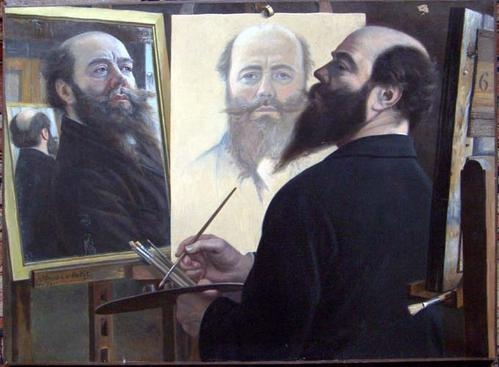
Alfred Le Petit 1893
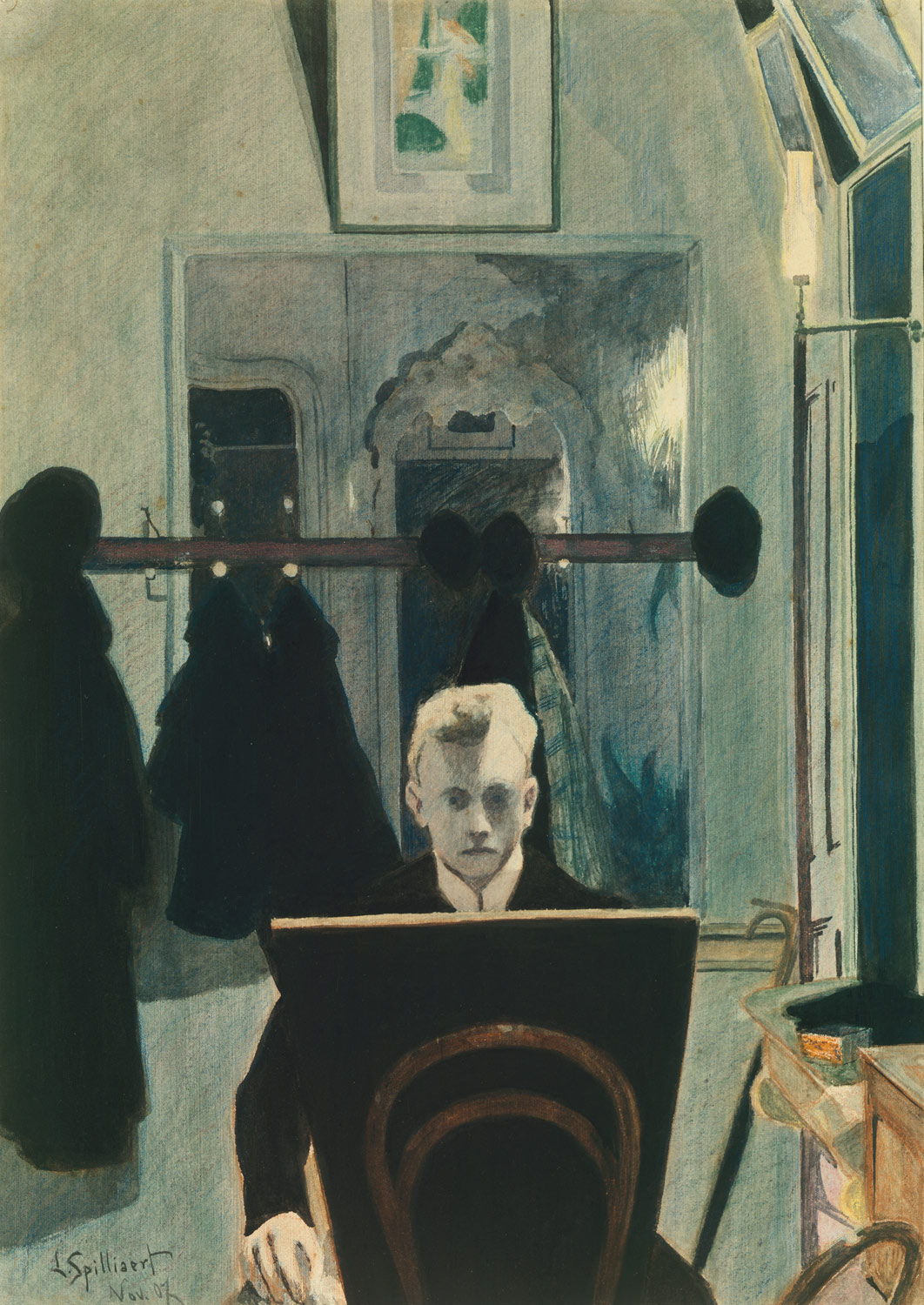
Léon Spilliaert 1907
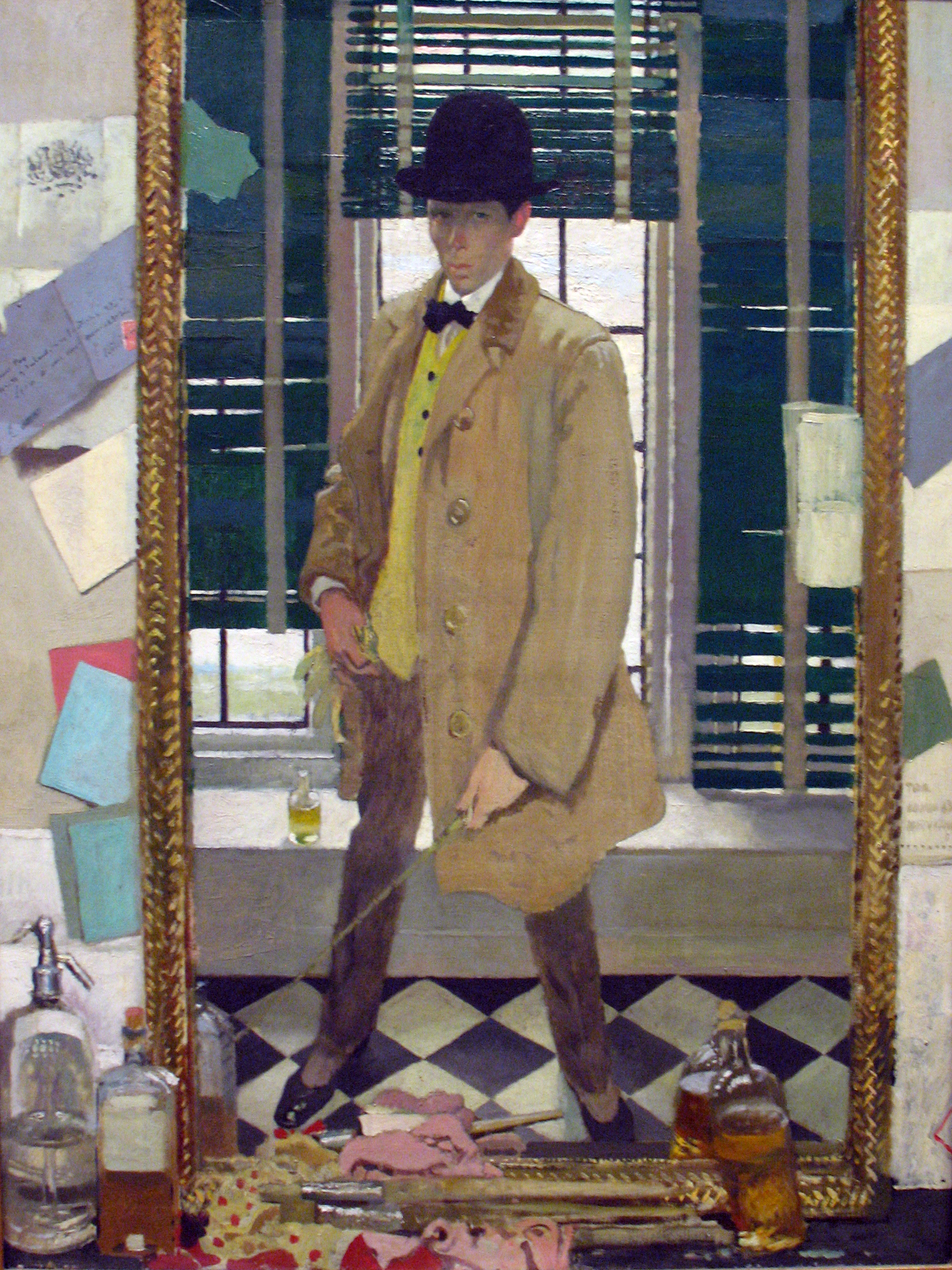
William Orpen 1910
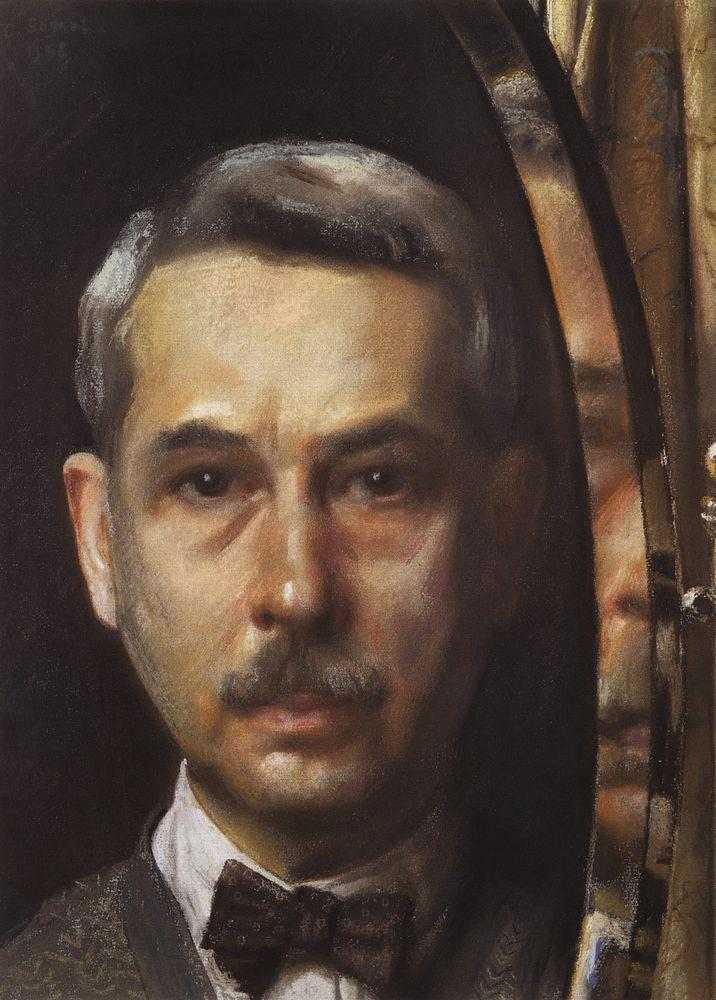
Konstantin Somov 1928
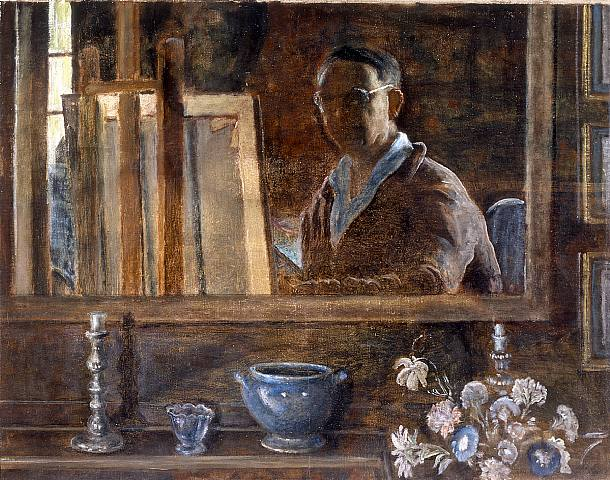
Frederick Carl Frieseke 1938

Autres œuvres remarquables :
- Johannes Gumpp, Autoportrait, 1646, Florence, Galerie des Offices

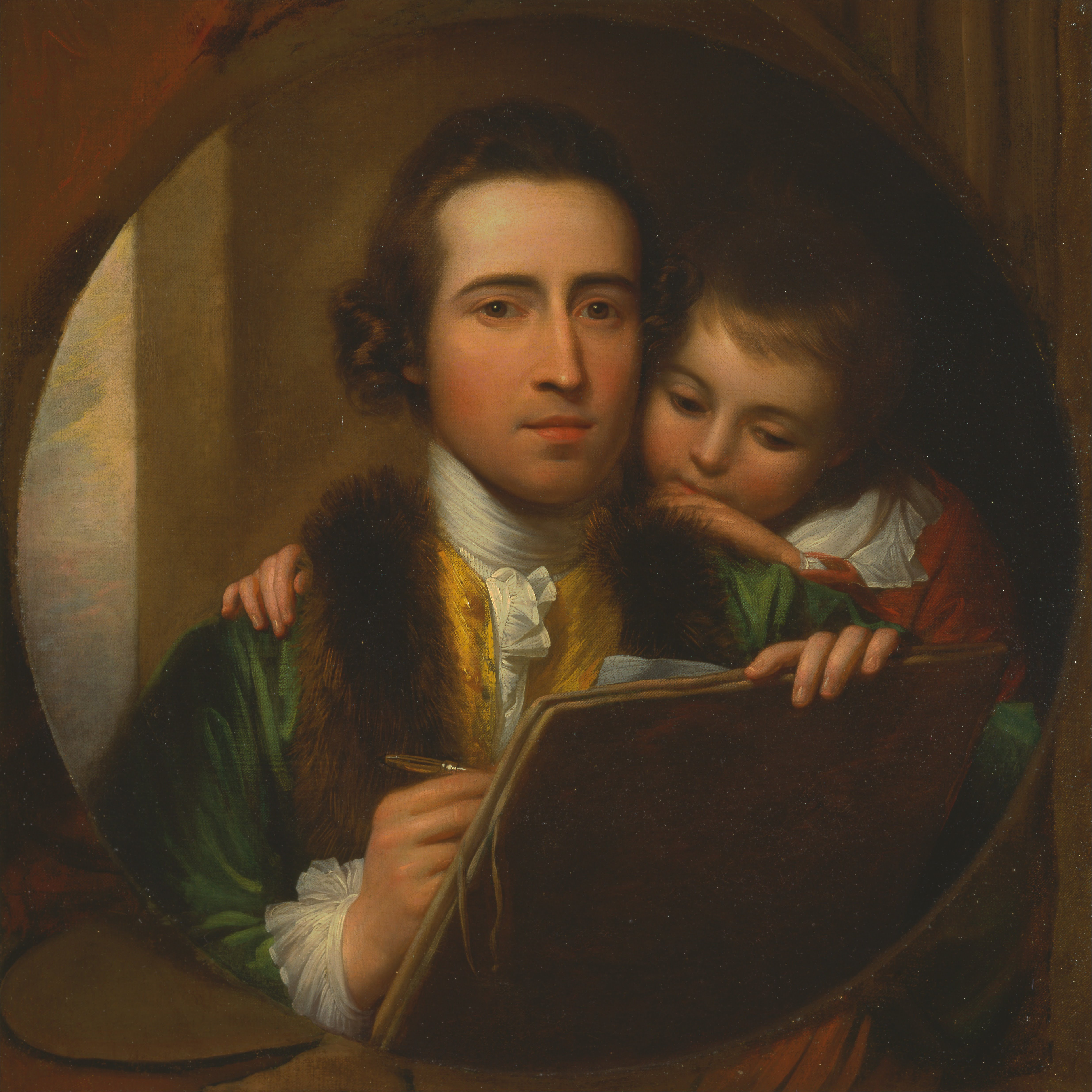
Benjamin West, 1773

- Benjamin West, L'artiste et son fils Raphaël, 1773, New Haven, (Connecticut, États-Unis), Yale Center for British Art
- Leon Spilliaert, Autoportrait à la Lune, 1908, Bruxelles, Musées royaux des Beaux-Arts de Belgique
- Leo Whelan, Le miroir, 1912, collection particulière
- Heinrich Harry Deierling, Autoportrait dans le miroir biseauté, 1929, Berlin, Musées d'État
- George Loftus Noyes, Autoportrait dans un miroir, 1933
- Konstantin Somov, Autoportrait dans le miroir, 1934, collection particulière
- Pierre Bonnard, Autoportrait dans la glace du cabinet de toilette, 1935, Paris, MNAM
- Norman Rockwell, Triple autoportrait, 1960, Stockbridge (Massachusetts, États-Unis), Musée Norman Rockwell
- Salvador Dali, Dali peignant Gala vue de dos, 1972, Figueiras, Fondation Gala-Salvador Dalí
- Philip Pearlstein, Autoportrait dans le miroir biseauté, 1982, New York, Académie américaine des beaux-arts
- John Fineran, Autoportrait dans le miroir biseauté, 1993, Derby (G.-B.), Museum and Art Gallery
- Virgil Elliott, Autoportrait aux deux miroirs, 2002, collection privée, Wisconsin (États-Unis)

#### La citation

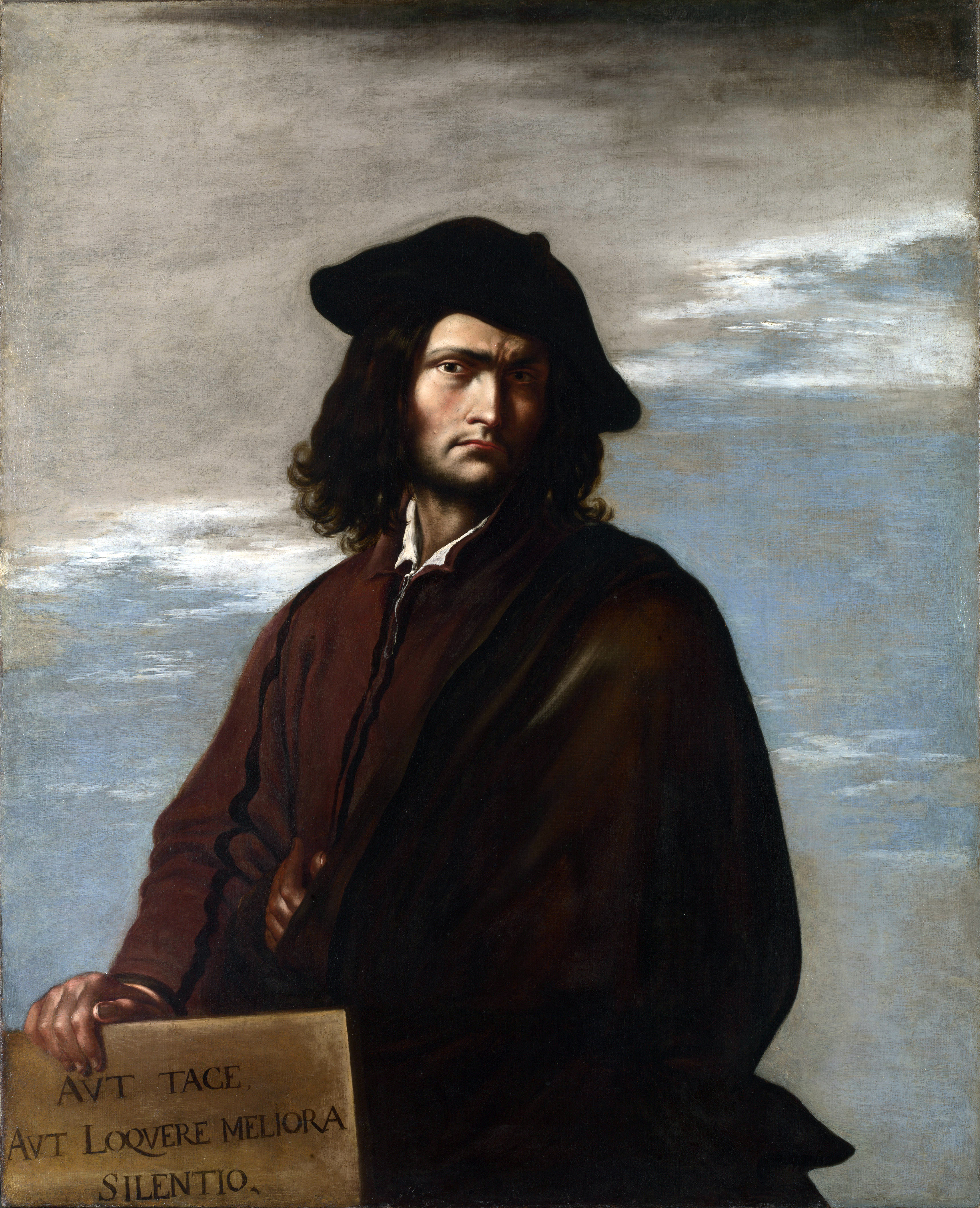
Salvator Rosa 1645
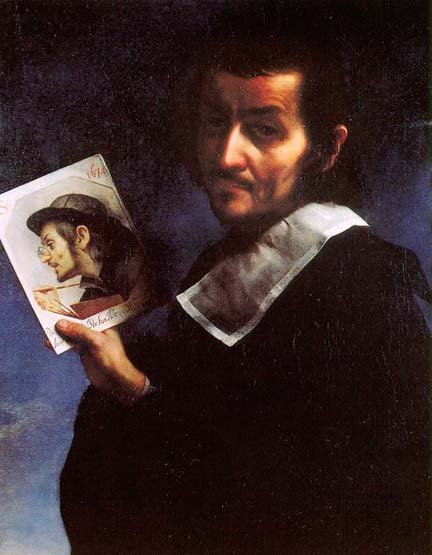
Carlo Dolci 1646
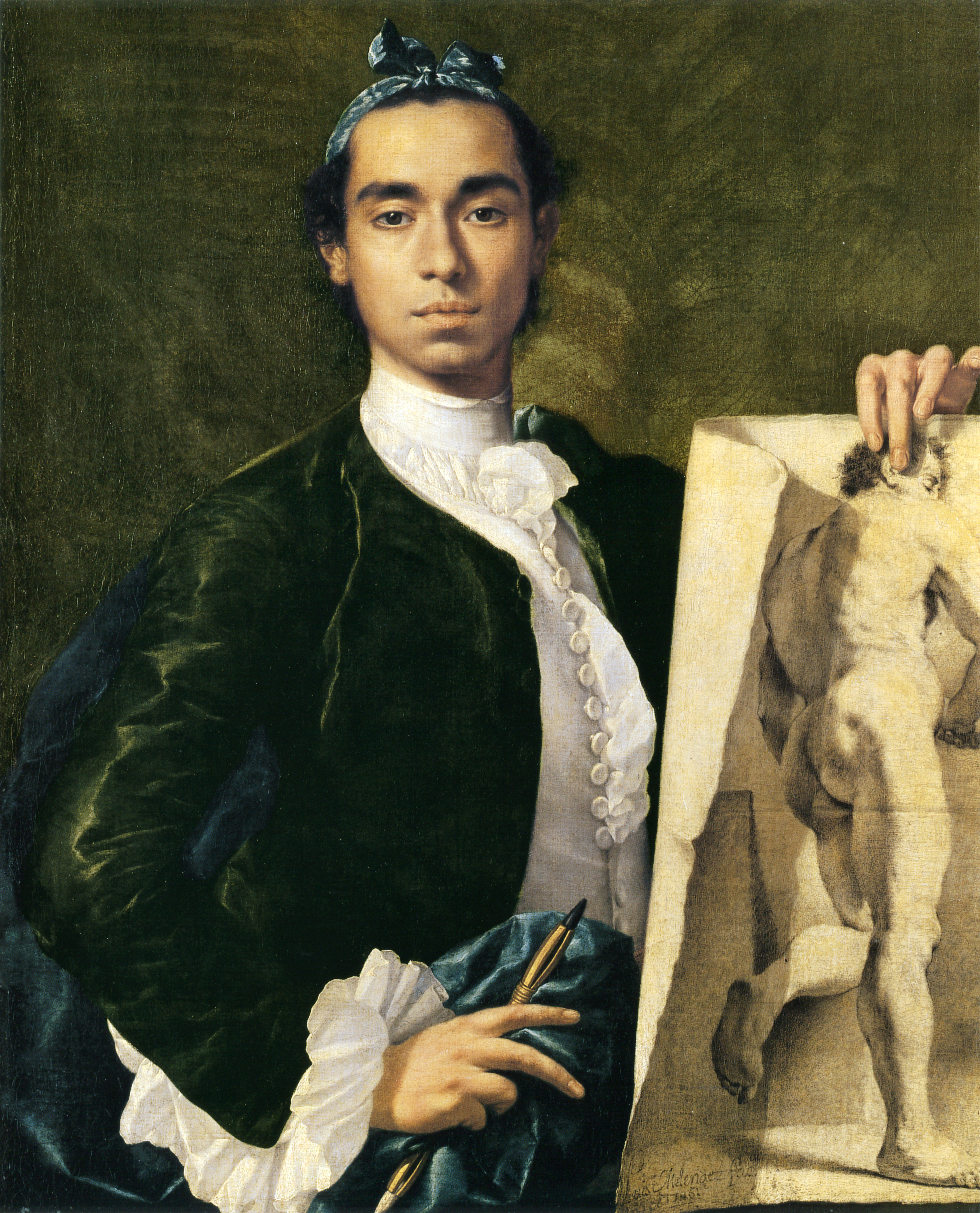
Luis Meléndez 1746
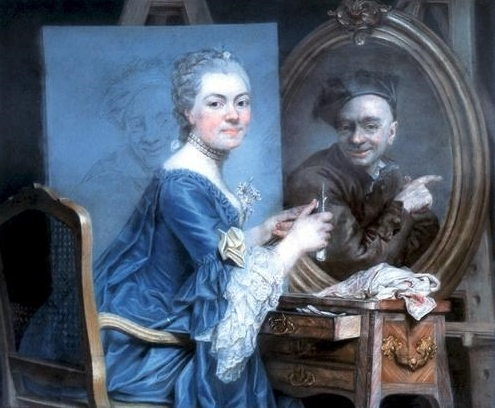
Marie-Suzanne Roslin 1775
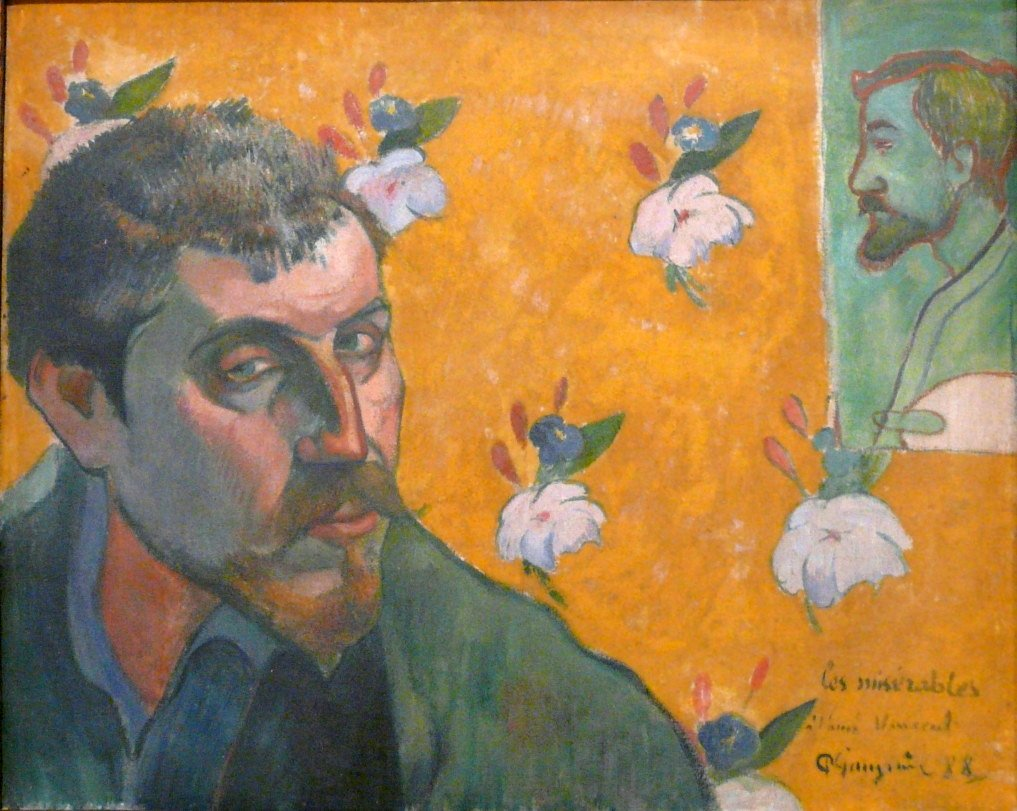
Paul Gauguin 1888

Autres œuvres remarquables :
- Adriaen van der Werff, 1699
- Rosalba Carriera, Autoportrait avec le portrait de sa sœur, 1715

#### Le code esthétique
La démocratisation de l'usage de la photographie, à la fin du XIXe siècle, a provoqué la naissance des avant-gardes : après l'impressionnisme, le fauvisme, le cubisme et l'expressionnisme (au début du XXe siècle) remettent en question la suprématie de la figuration réaliste, jugée alors trop mimétique et insuffisamment expressive de l'intériorité.

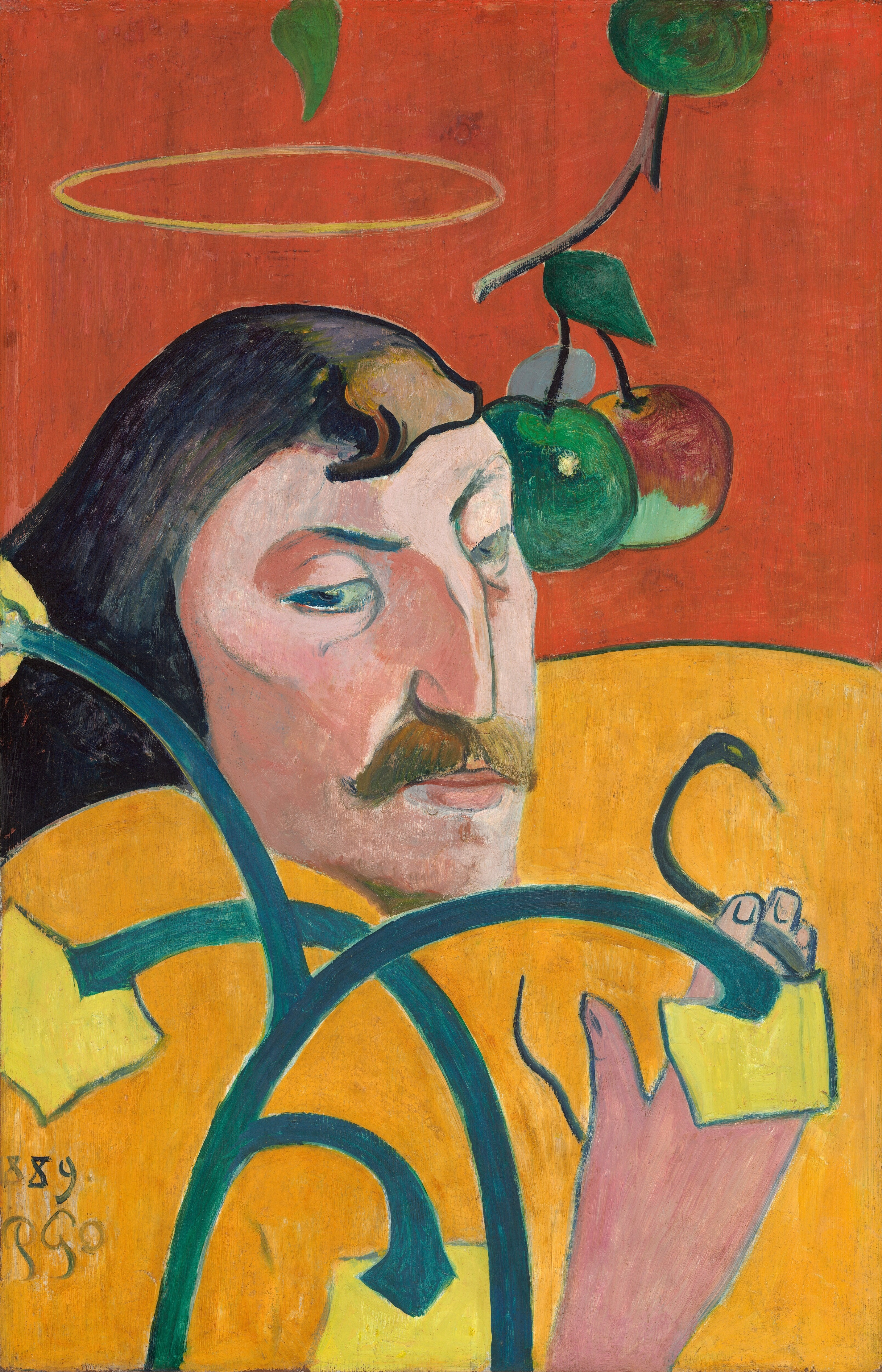
Paul Gauguin 1889
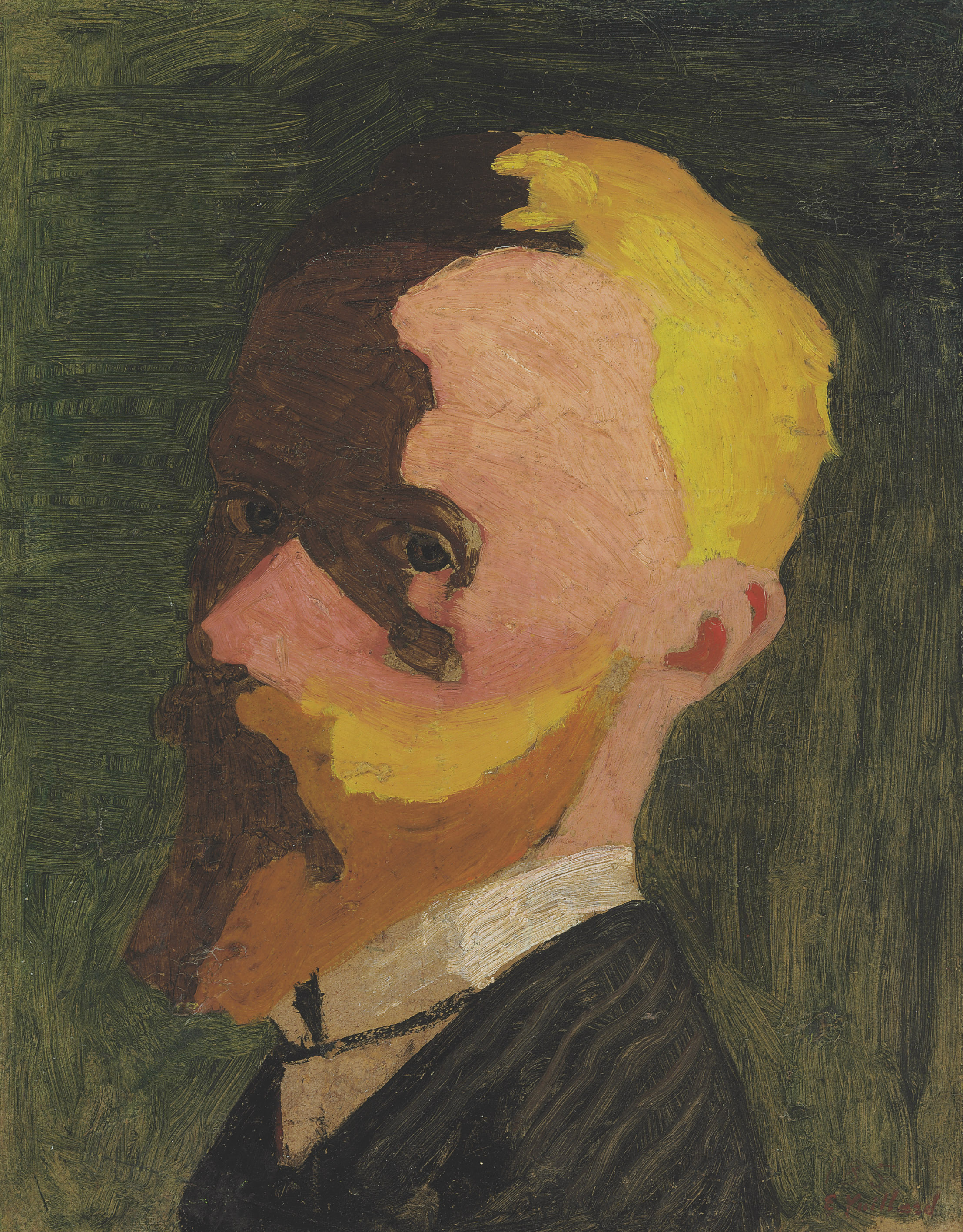
Edouard Vuillard 1890
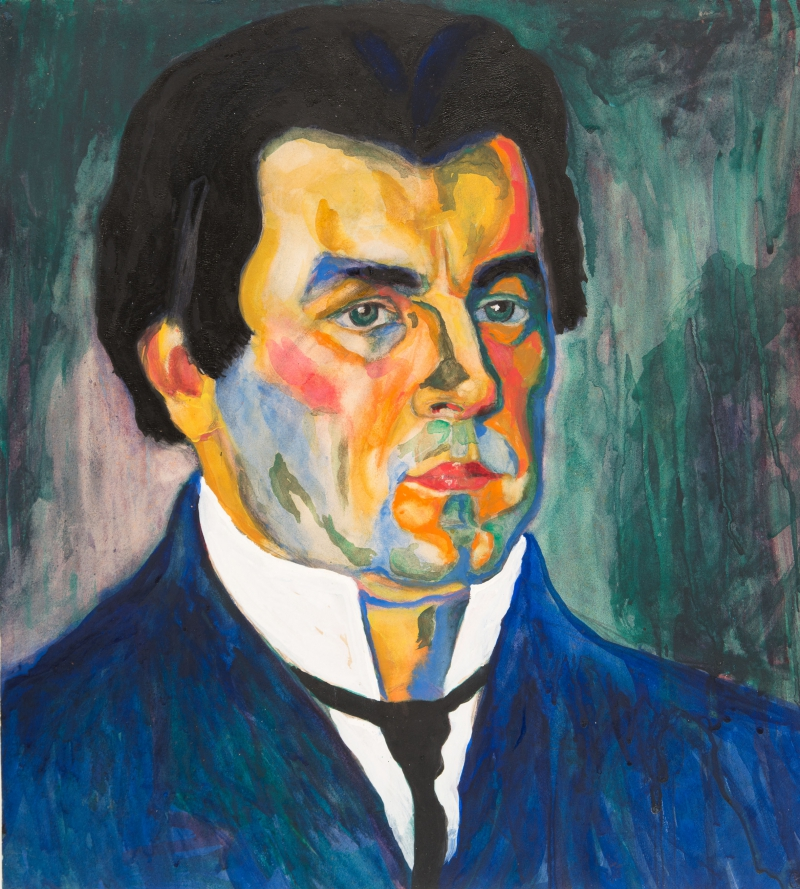
Kasimir Malevitch 1910
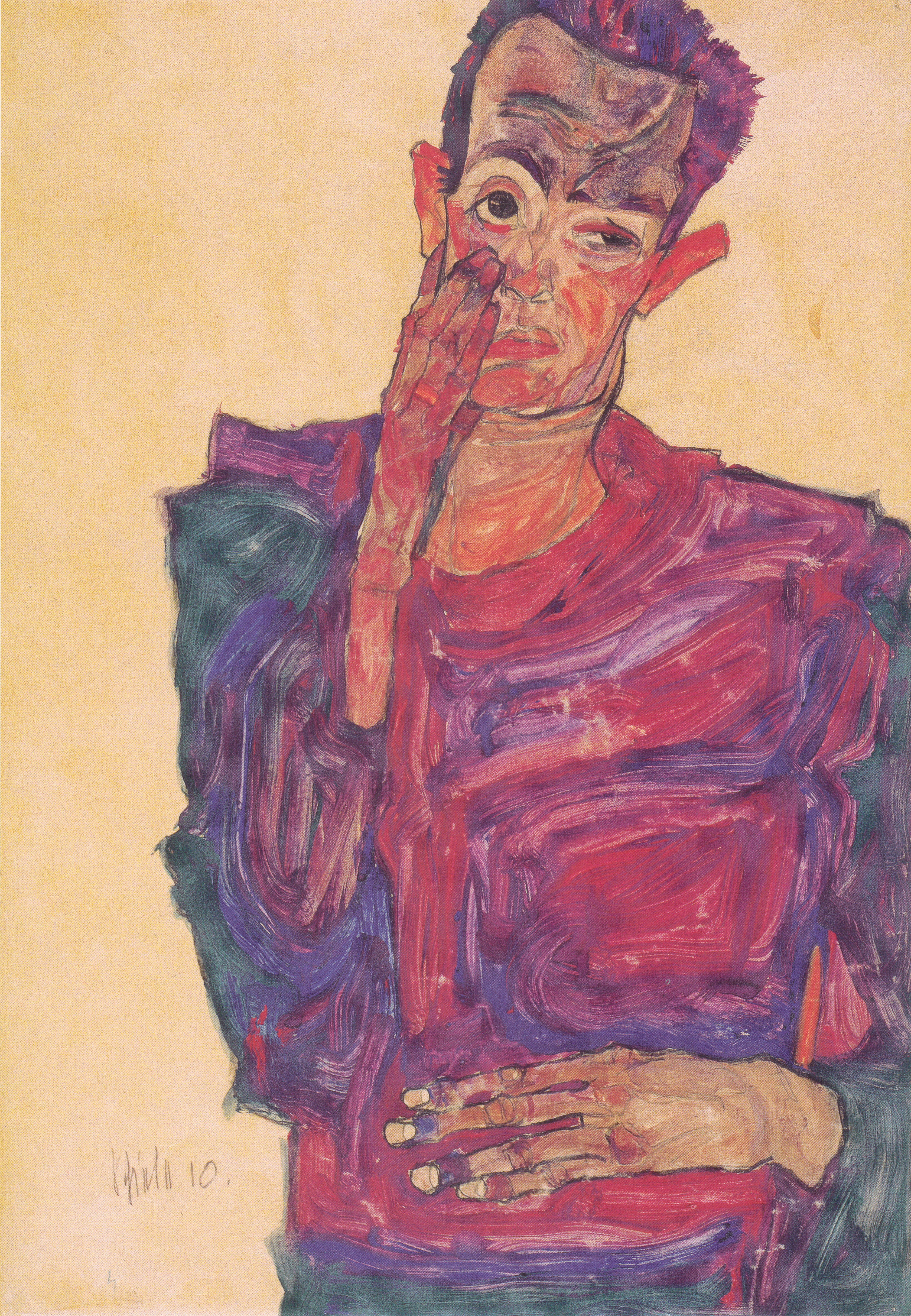
Egon Schiele 1910
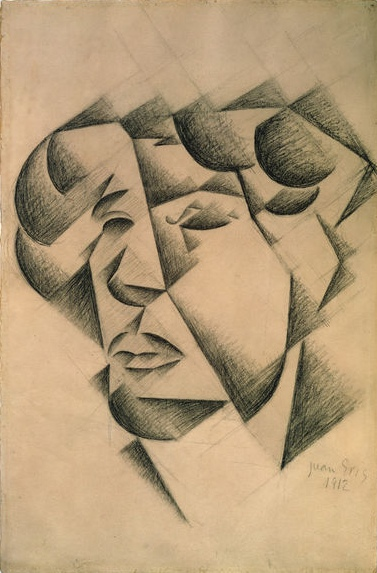
Juan Gris 1912
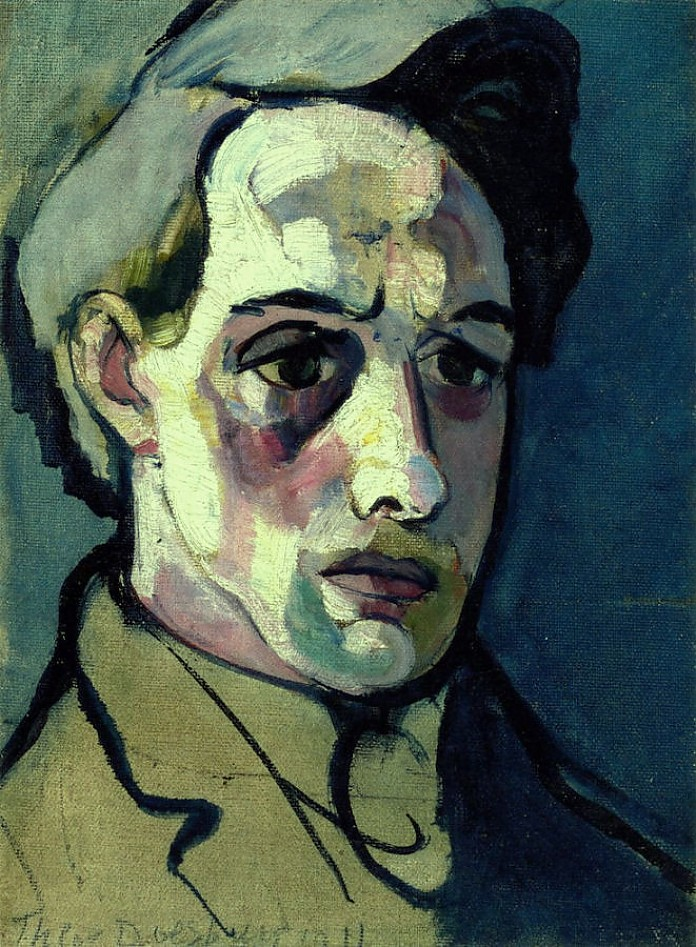
Theo van Doesburg 1915
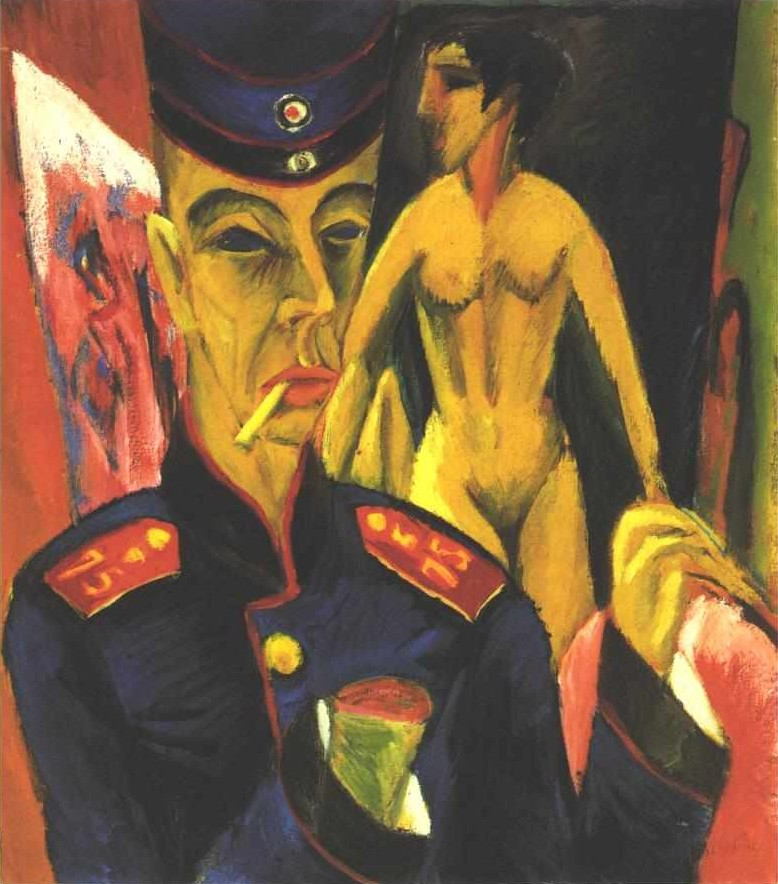
Ernst Ludwig Kirchner 1915
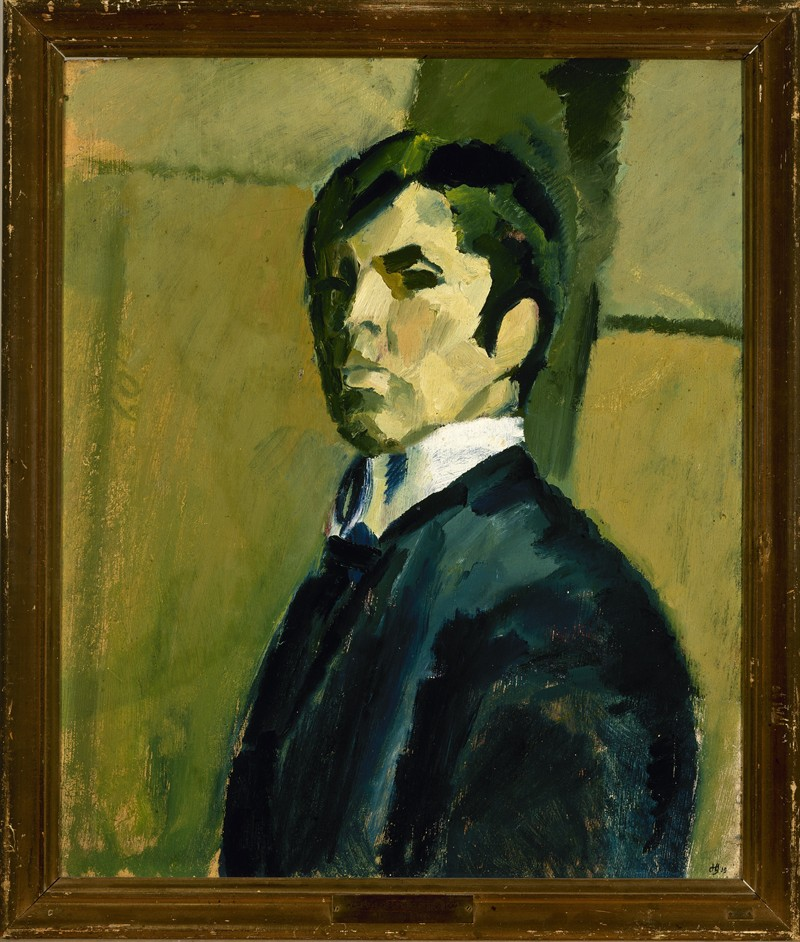
Harald Giersing 1915
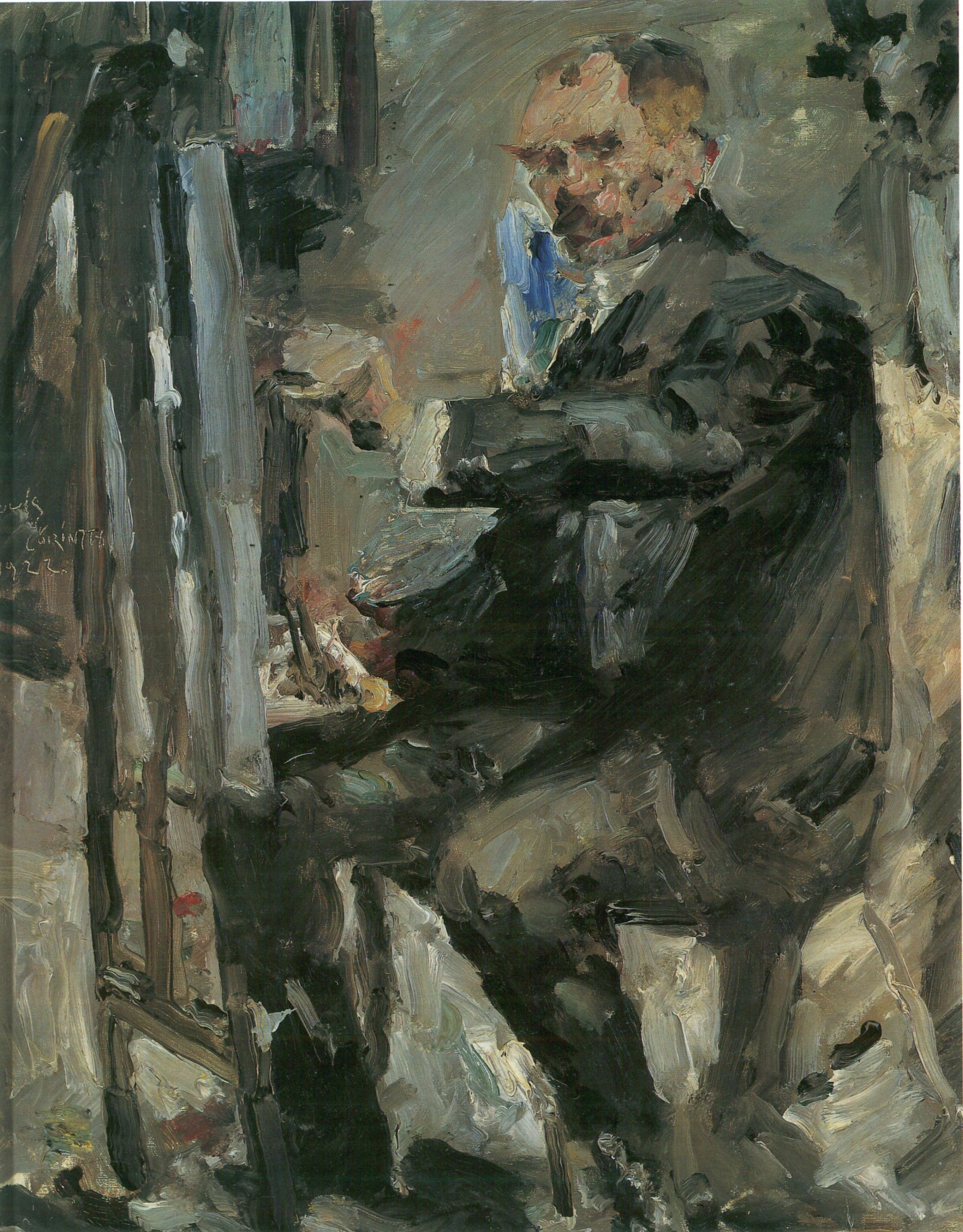
Lovis Corinth 1922
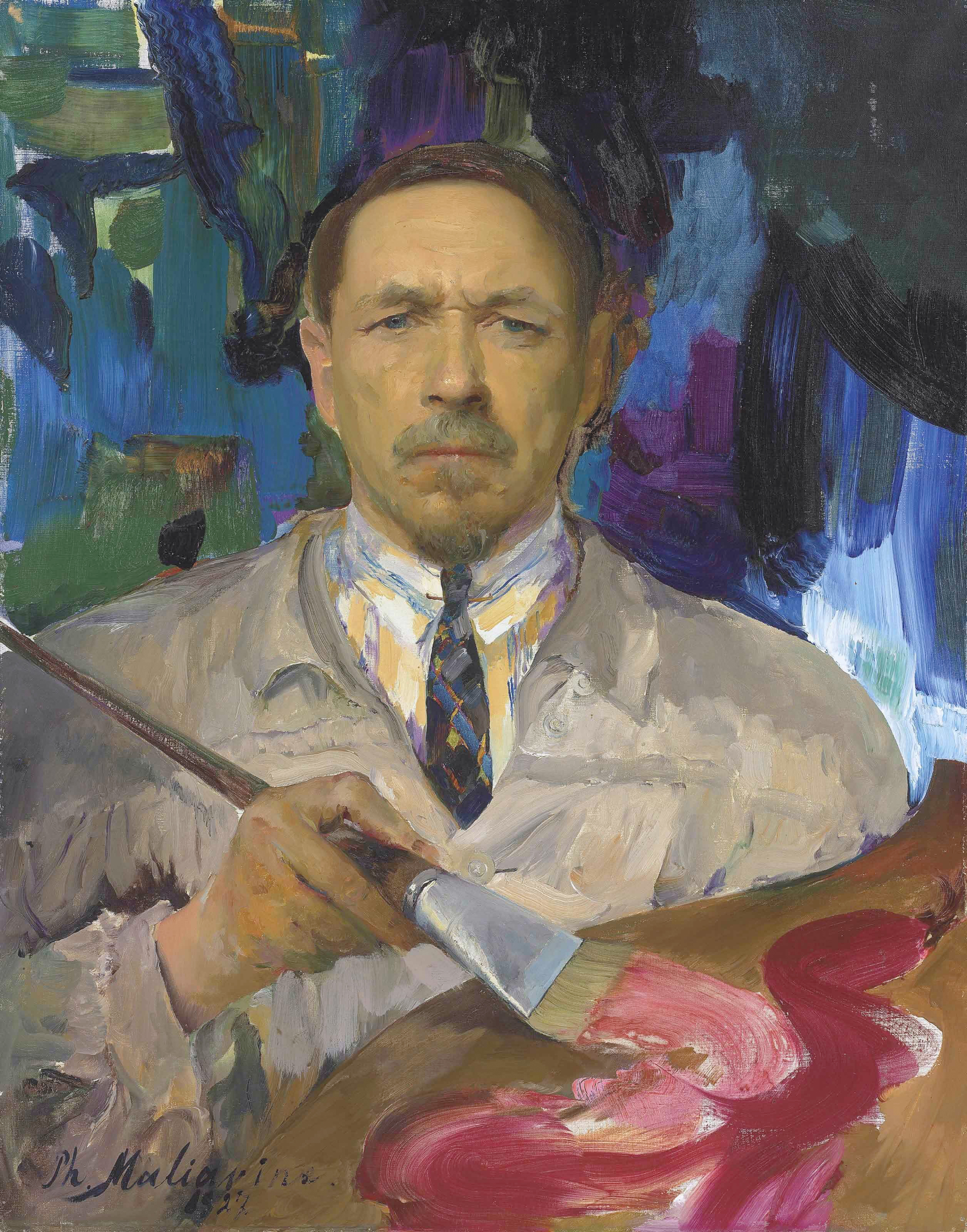
Philippe Maliavine 1927

Autres œuvres remarquables :

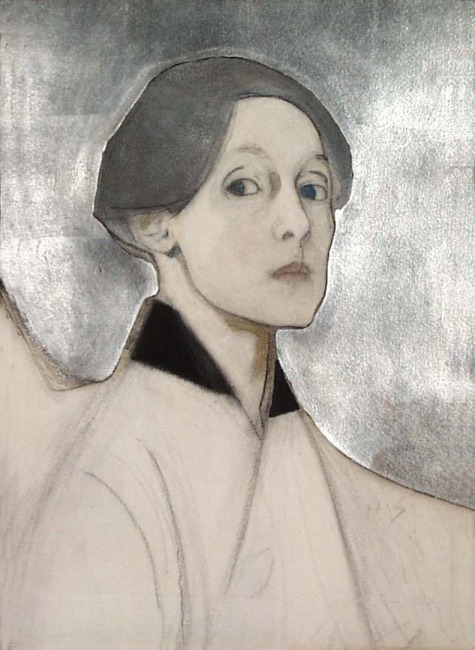
Helene Schjerfbeck, 1915

- Pablo Picasso, Autoportrait, 1901, Paris, Musée national Picasso
- Pablo Picasso, Autoportrait à la mèche, 1907, Prague, Galerie Nationale
- Arnold Schönberg, Le regard rouge, 1910, collection particulière
- Gino Severini, Autoportrait, 1912, Paris, Musée national d'Art moderne
- Gino Severini, Autoportrait, 1912-1960, Paris, Musée national d'Art moderne
- Mario Sironi, Autoportrait, 1913, Milan, Padglione di Arte Contemporanea
- Otto Dix, Autoportrait en soldat, 1914, Stuttgart, Musée d'Art
- Helene Schjerfbeck, Autoportrait, 1915, Turku (Finlande), Musée d'Art
- Andy Warhol, Autoportrait, 1967, Londres, Tate ?
- Julian Schnabel, Autoportrait dans l'ombre d'Andy, 1986
- Gilbert et George
- Cindy Sherman…

## Approche chronologique
L'autoportrait en tant que genre est apparu à la fin du XIVe siècle et il s'agit d'une spécificité de l'art occidental. La raison en est que la conception du monde dominante, dans cette région du globe, est à cette époque en pleine mutation. Pour en comprendre la raison, un bref retour en arrière est nécessaire.
Au IVe siècle, sous l'Empereur Constantin, le christianisme est devenu une religion d'État et son siège est à Rome. Pendant toute une dizaine de siècles, cette religion a imprimé sa marque dans l'ensemble de l'Europe de l'Ouest. Et comme les populations étaient en majorité illettrées, les dignitaires de l'Église ont utilisé les images pour diffuser le message biblique : les fresques et les vitraux n'ont pas été conçus pour décorer les églises et les cathédrales mais pour y servir de supports pédagogiques : ce sont littéralement des documents, au sens du mot latin doceo, enseigner.

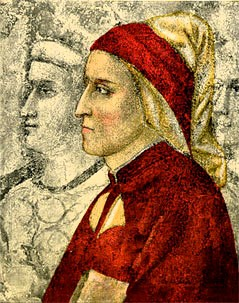
Portrait de Dante Alighieri par Giotto (détail d'une fresque peinte au XIVe siècle dans la chapelle du Bargello à Florence).

À la fin du Moyen Âge, l'Église a progressivement cessé d'exercer le leadership en matière de diffusion de la pensée. D'une part le pouvoir temporel a pris de l'ascendant, d'autre part, compte tenu d'une forte poussée démographique, le commerce s'est développé de façon considérable et ceux qui s'y sont consacrés se sont non seulement enrichis, mais ils se sont servis d'une bonne partie de leurs richesses pour soutenir financièrement à la fois l'Église et les princes. Concentrés dans les villes (bourgs), les commerçants et les banquiers ont fini par se constituer en classe sociale extrêmement influente, la bourgeoisie. L'église elle-même s'est ouverte au monde matériel, au XIIIe siècle, sous l'impulsion de personnalités diverses, telles que François d'Assise ou Thomas d'Aquin et l'histoire des idées a pris un nouveau départ avec l'apparition des premiers intellectuels, tels que Dante Alighieri, capables d'élaborer des récits plus ou moins indépendamment des considérations religieuses. Cette vaste mutation est communément appelée humanisme.
Pour faire commerce, la bourgeoisie s'est référée non plus à des considérations d'ordre théologique mais a fait preuve de pragmatisme et de réalisme. C'est ainsi que les artisans qui réalisaient les images pour le compte de l'Église ont peu à peu créé un type d'expression : le « réalisme ». Au XIVe siècle, un nouveau langage pictural est né, en grande partie sous l'impulsion du Florentin Giotto, reposant sur le principe de l'imitation du monde réel et les moyens théoriques à mettre en œuvre pour rendre compte de sa tridimensionnalité sur un support-plan, par définition bidimensionnel : une observation attentive de la lumière sur les volumes et un certain sens (empirique) de la perspective.
Jusqu’à la fin du XIXe siècle et le développement de la photographie, ce réalisme constituera une norme quasiment indépassable, les « styles » ne changeant en définitive que superficiellement. Et l'art narratif, jusqu'alors d’inspiration exclusivement religieuse (représentation de scènes bibliques) prendra de plus en plus des accents profanes, devenant alors « peinture d’histoire », tandis que de nouveaux genres émergeront : le paysage, la nature morte et surtout, en premier lieu, le portrait. L'autoportrait fera son apparition dès la fin du XIVe siècle, quand les portraitistes se seront suffisamment élevés dans l'échelle sociale pour oser se représenter.

### La première Renaissance (finXIVesiècle- finXVesiècle)

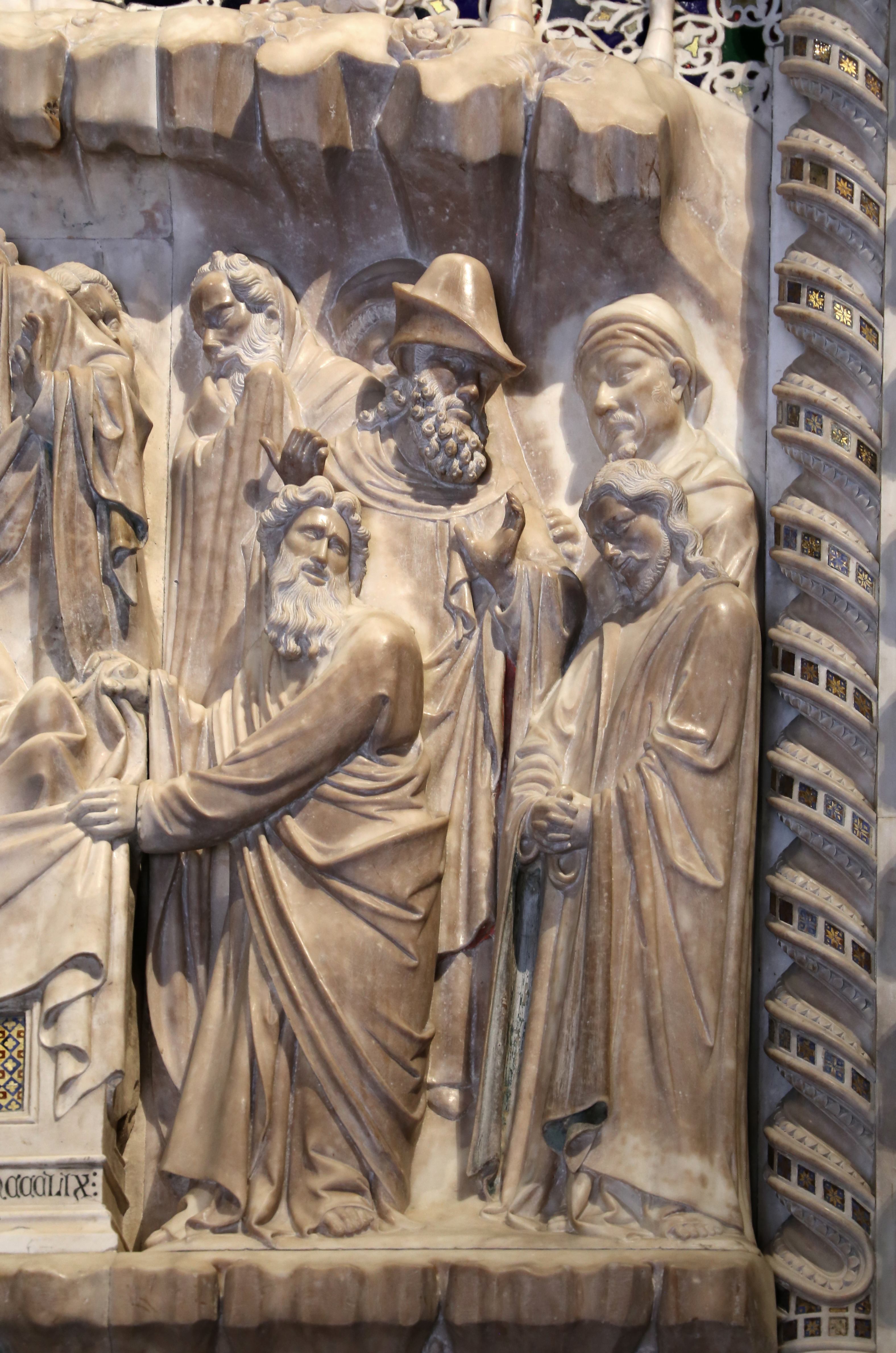
Andrea Orcagna, Les funérailles de la Vierge (détail), Orsanmichele, Florence, vers 1359.

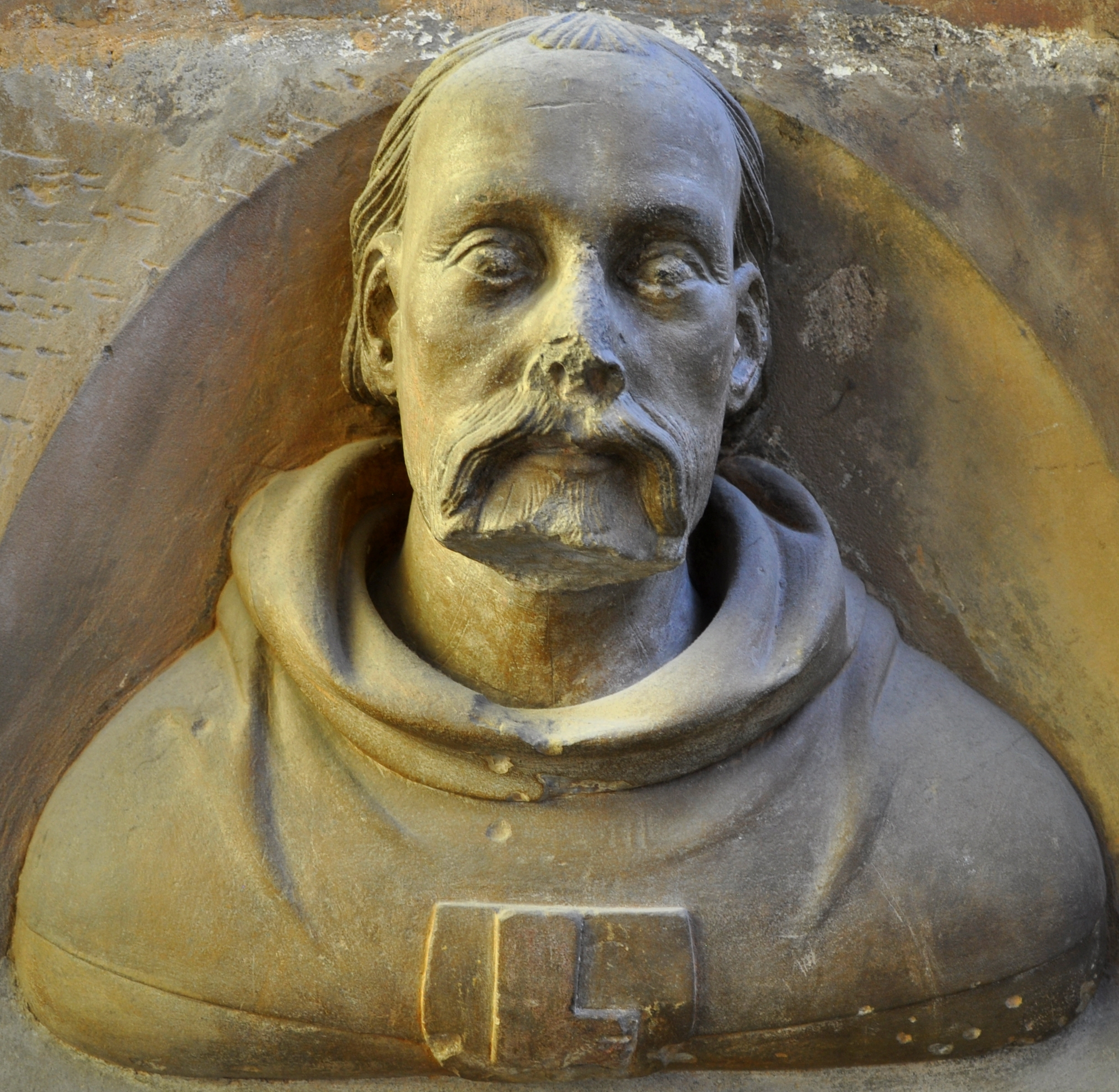
Peter Parler, autoportrait sculpté, cathédrale de Prague,
années 1370

La plupart des historiens s'accordent à penser que l'autoportrait en tant que genre fait son éclosion dans la sculpture de la seconde moitié du XIVe siècle : « il est couramment admis, par exemple, que la figure encapuchonnée placée à l'extrême-droite du bas-relief des Funérailles de la Vierge, sur le tabernacle d'Orsanmichele à Florence, vers 1359, est un autoportrait d'Andrea di Cione Arcangelo, dit l'Orcagna. »
Le procédé consiste à insérer l'image de son visage parmi d'autres, dans des œuvres racontant des épisodes de la Bible.
Dans les années 1370, le sculpteur et architecte souabe Peter Parler place son propre buste dans le triforium de la cathédrale de Prague, parmi les vingt-quatre bustes des bienfaiteurs associés à la construction de l'édifice.
Au début du XVe siècle, tant en Italie que dans les Flandres, les peintres glissent leurs visages dans des œuvres les mettant en présence d'un ou d'autres personnages, sans que cela soit totalement attesté par eux-mêmes.

#### L'Italie
Un des premiers artistes à se mettre en scène dans l'une de ses œuvres est Benozzo Gozzoli, s'avançant parmi la foule, coiffé d'un bonnet sur lequel son nom est inscrit, dans la fresque de l'Adoration des mages (Chapelle des mages, 1459, à Florence).
Le procédé est couramment repris ensuite. C'est ainsi que Piero della Francesca se représente en soldat endormi dans sa Résurrection (vers 1463-1465, Sansepolcro) et Sandro Botticelli, se tourne vers le spectateur, dans une autre Adoration des mages en 1475.
Fra Filippo Lippi apparaît dans le cycle de fresques des Scènes de la vie de la Vierge (cathédrale de Spolète, entre 1467 et 1469), ainsi que son fils Filippino Lippi dans La Dispute avec Simon le magicien de la chapelle Brancacci de Santa Maria del Carmine (1471-1472), à l'achèvement de laquelle il participe.
De même enfin Domenico Ghirlandaio insère son visage parmi d'autres dans son Adoration des mages, à la fin des années 1880.

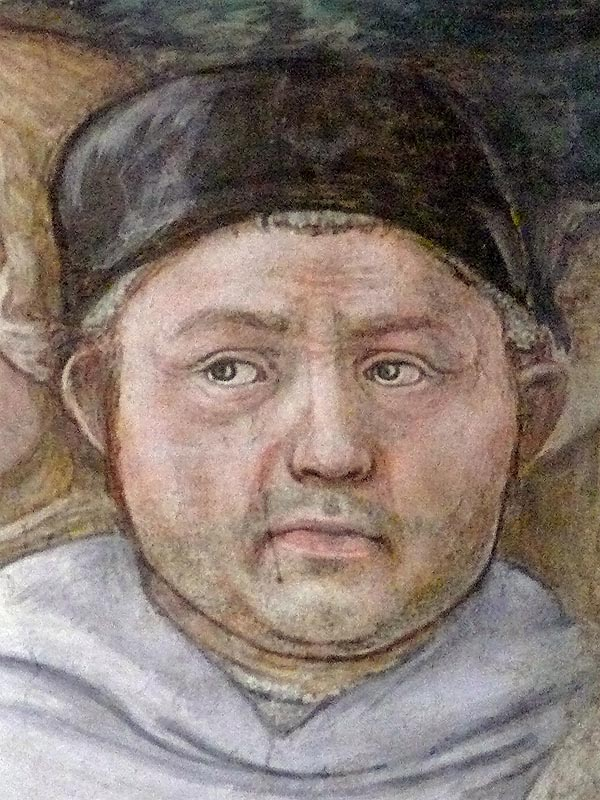
Fra Filippo Lippi vers 1457–1459
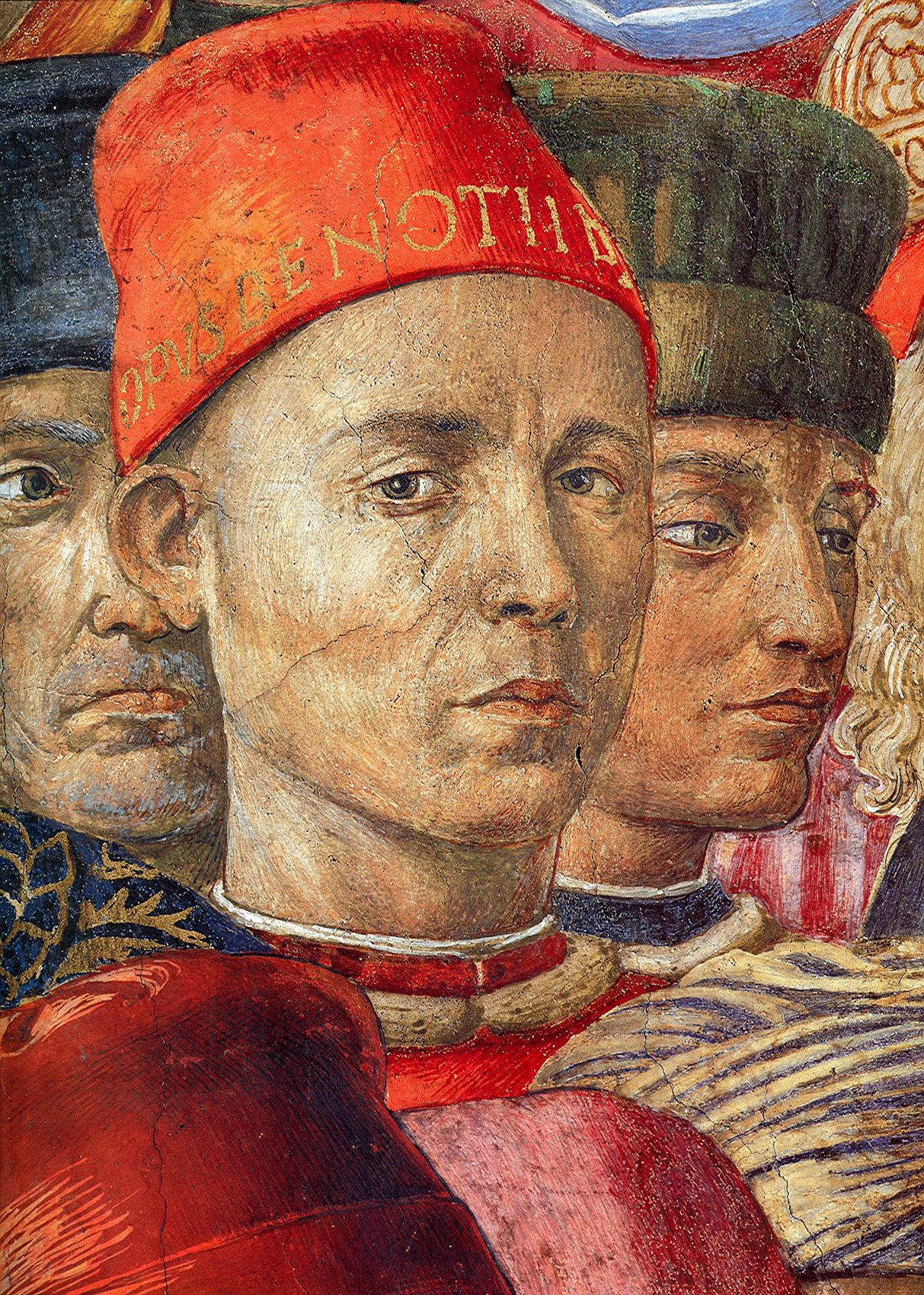
Benozzo Gozzoli 1459
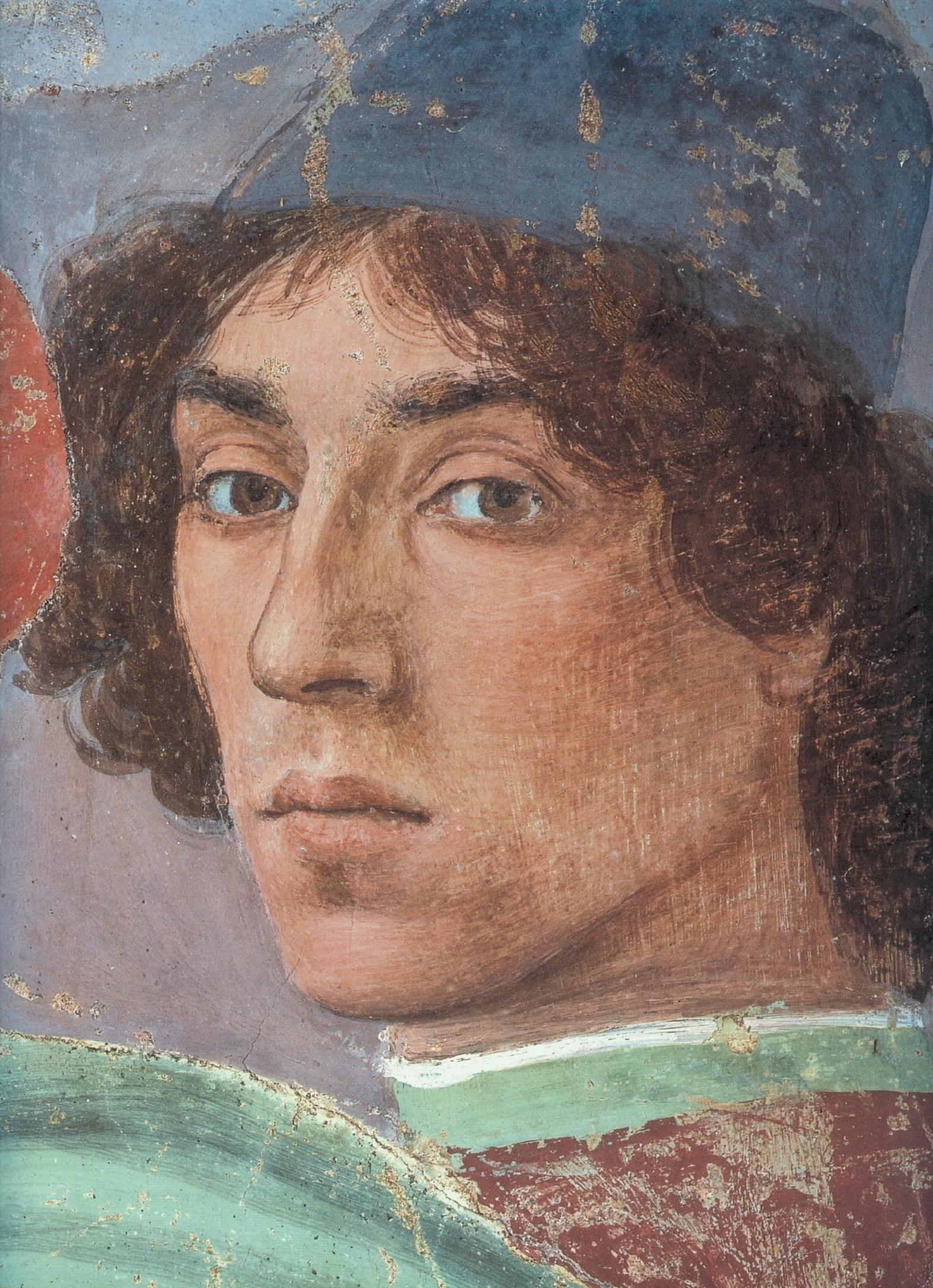
Filippino Lippi vers 1481
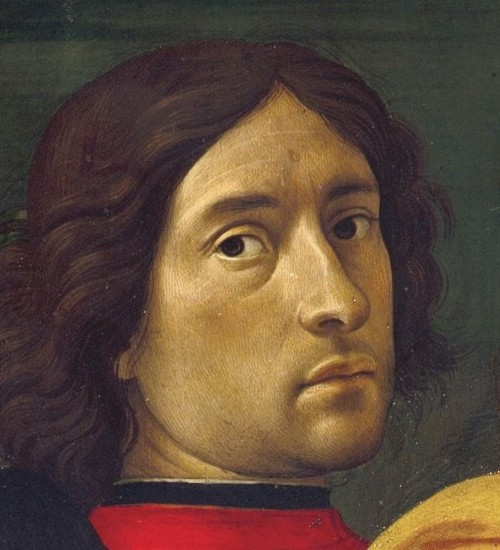
Domenico Ghirlandaio vers 1485-1888

#### Les Flandres
L'Homme au turban rouge de Jan Van Eyck, s'il est bien un autoportrait, serait le premier autoportrait autonome de l'histoire.

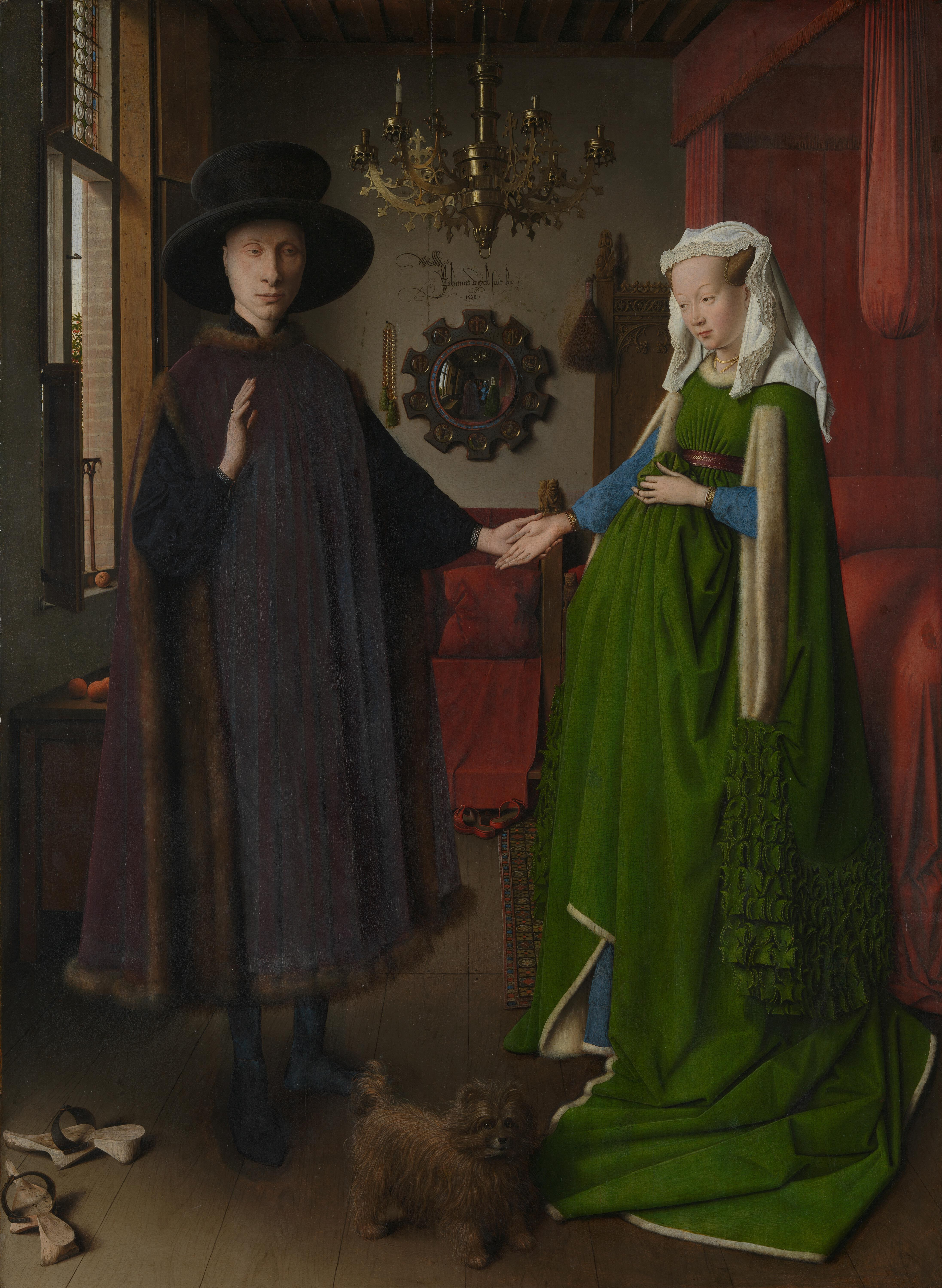
Jan van Eyck Les Époux Arnolfini 1434
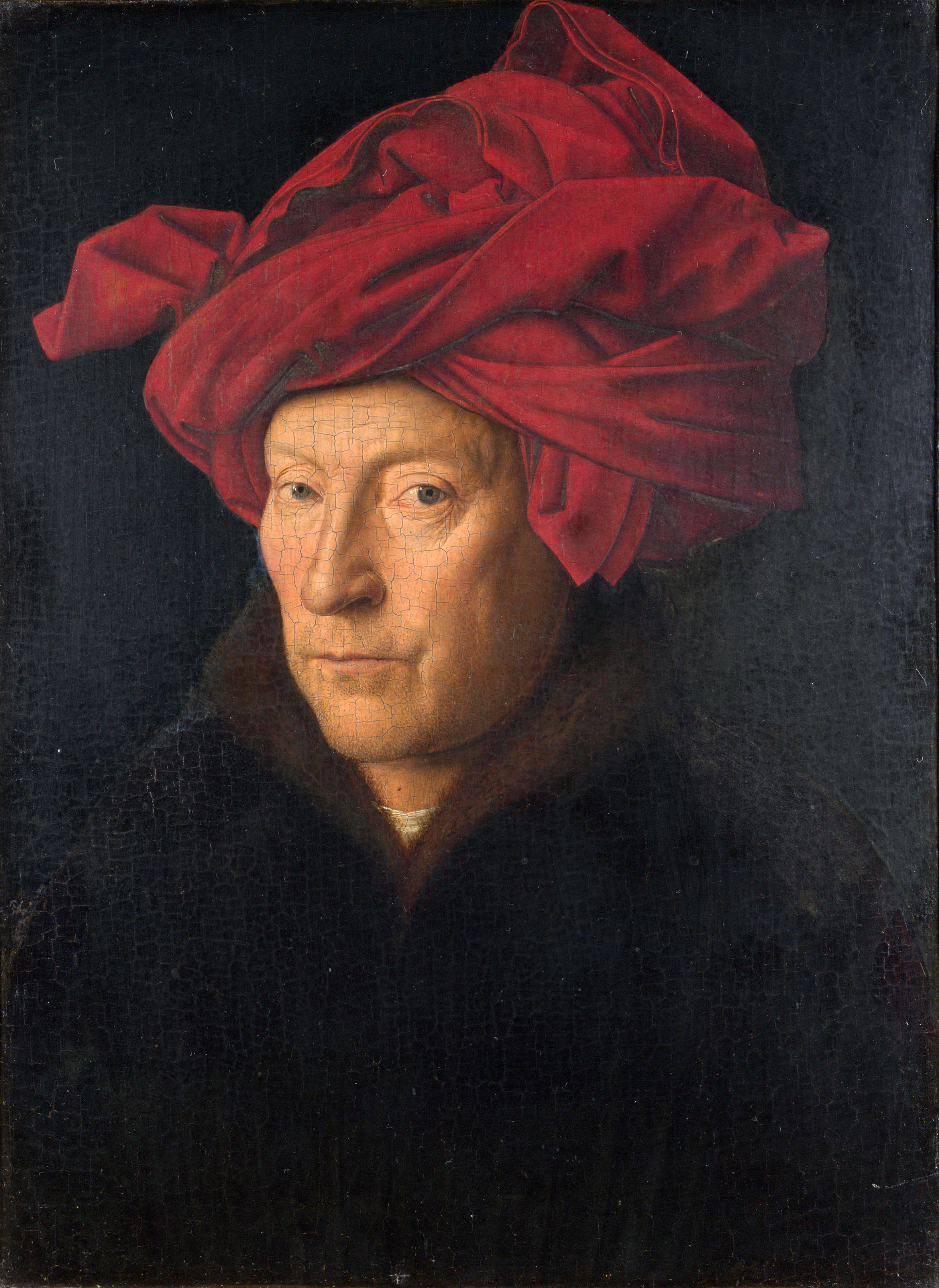
Jan van Eyck L'Homme au turban rouge 1436
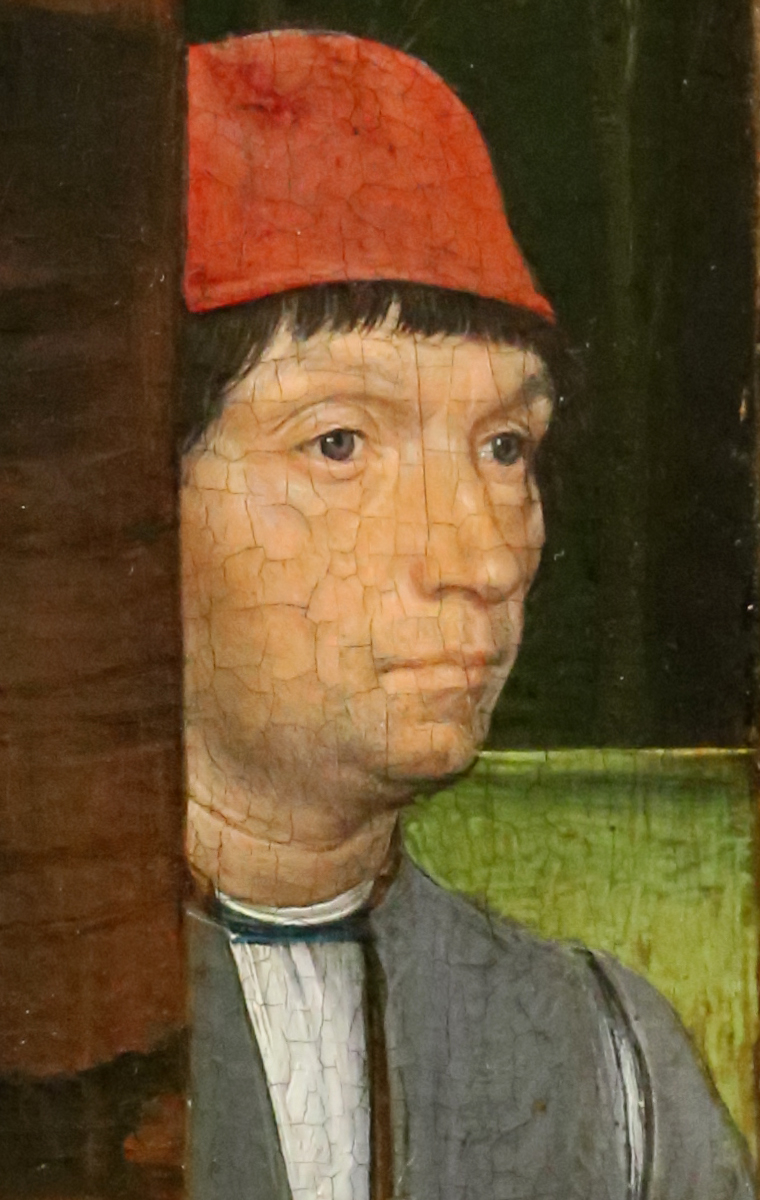
Hans Memling détail du Triptyque Donne, 1480

### La seconde Renaissance (finXVesiècle-XVIesiècle)

#### Albrecht Dürer et l'Allemagne
À la fin du XVe siècle, l'Allemand Albrecht Dürer érige l'autoportrait au statut de genre à part entière. Il est en effet le premier artiste connu pour en avoir peint plusieurs, les avoir datés et signés. Ce faisant, il adopte un cadrage qui deviendra un standard : la représentation en buste.
Il se dessine dès l'âge de treize ans en 1484, puis, durant la décennie suivante, en 1493, 1498 et 1500, il réalise trois grands autoportraits. Le dernier (exposé à l'Alte Pinakothek de Munich) est remarquable car le peintre s'y montre de face, et non plus de trois quarts, un procédé auquel peu d'autres artistes ont recouru. À chaque fois, Dürer inscrit son monogramme de façon soigneusement calligraphiée.
Au début du siècle suivant, en 1503 exactement, il devient le premier artiste à se représenter nu. Et plus tard, en 1522 et 1523, soit cinq ans avant sa mort, il entreprend une nouvelle audace, n'hésitant pas à se montrer à travers le personnage du Christ.

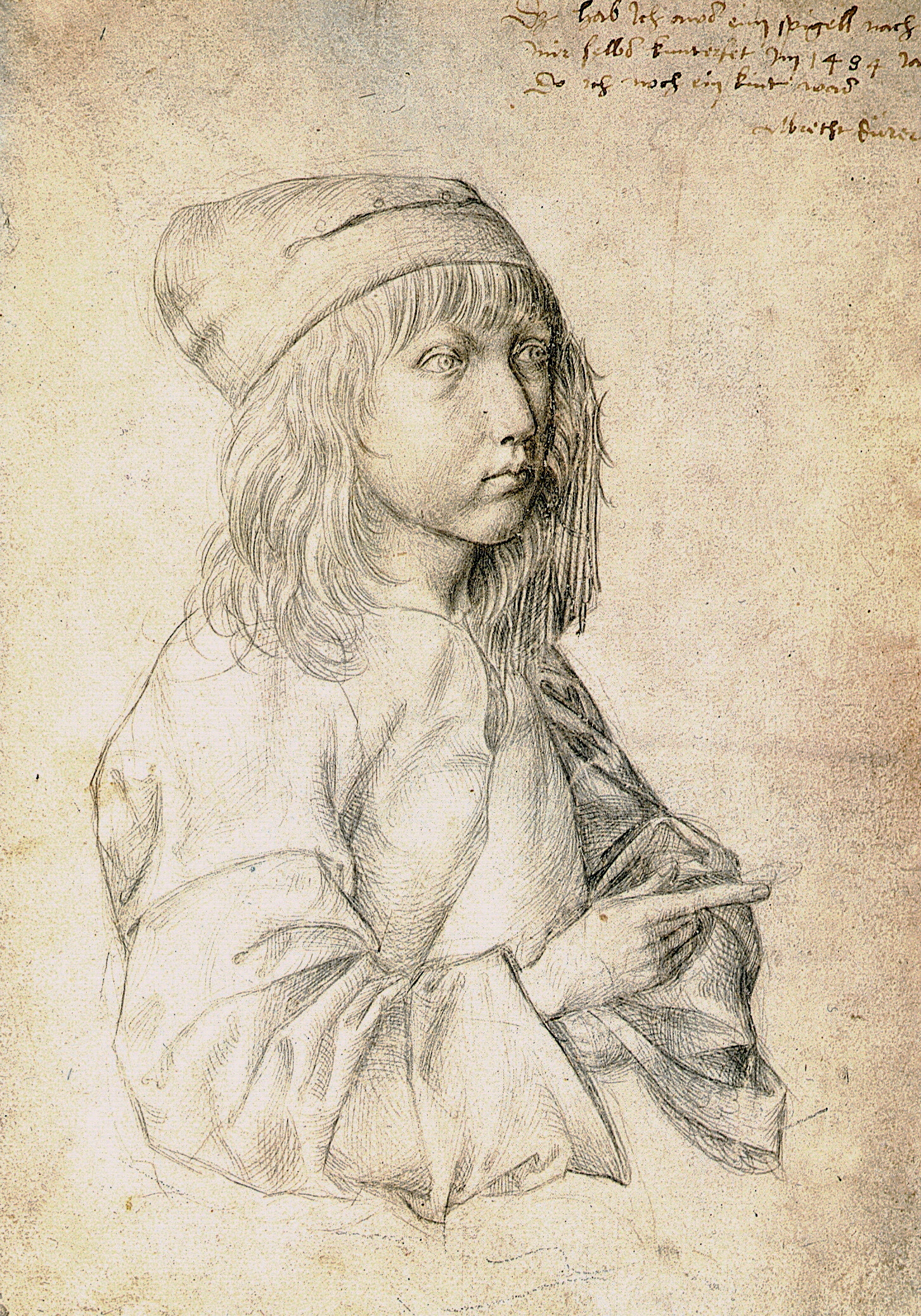
Dürer Autoportrait à 13 ans 1484
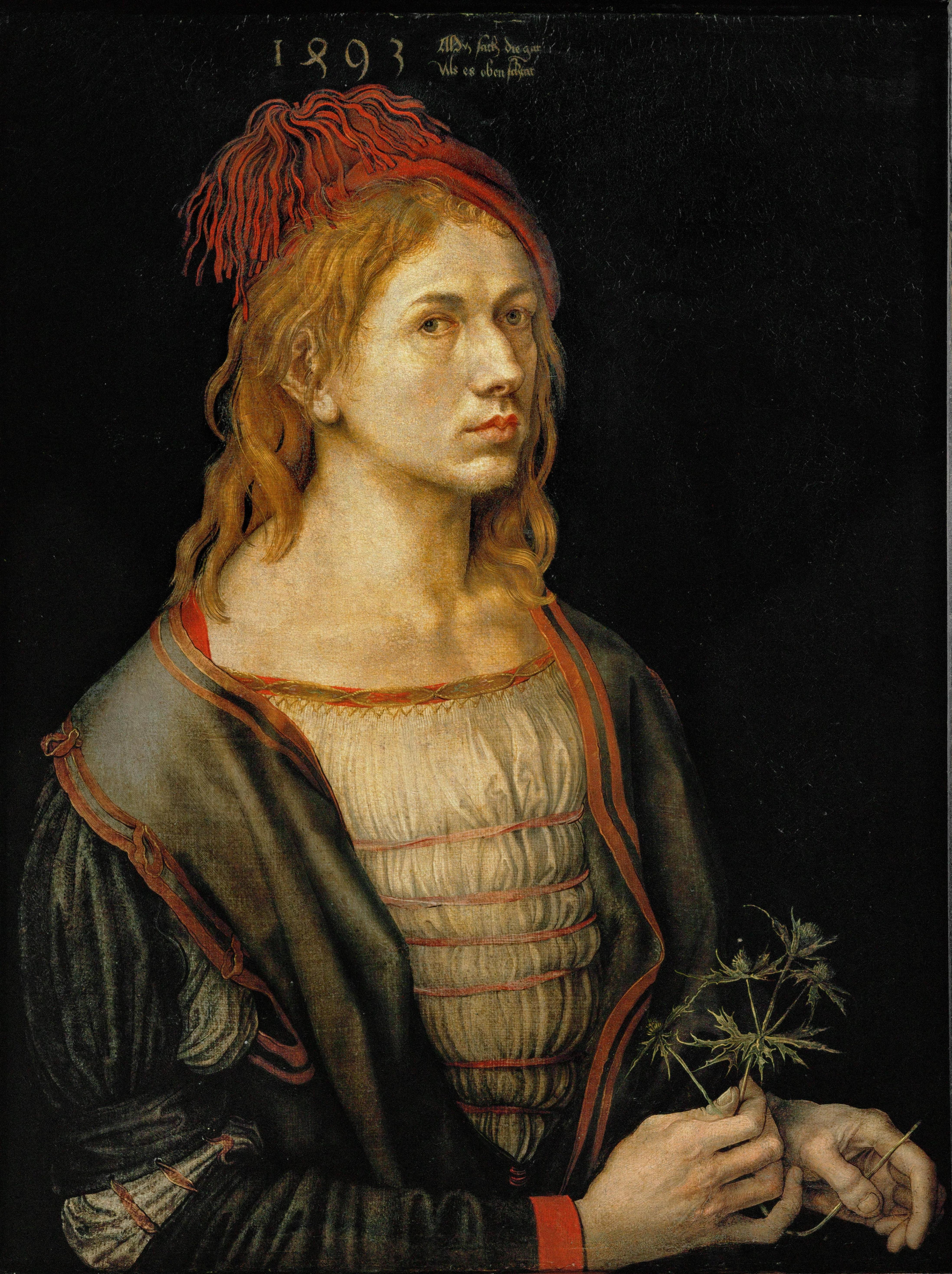
Dürer Autoportrait 1493
Dürer Autoportrait aux gants 1498
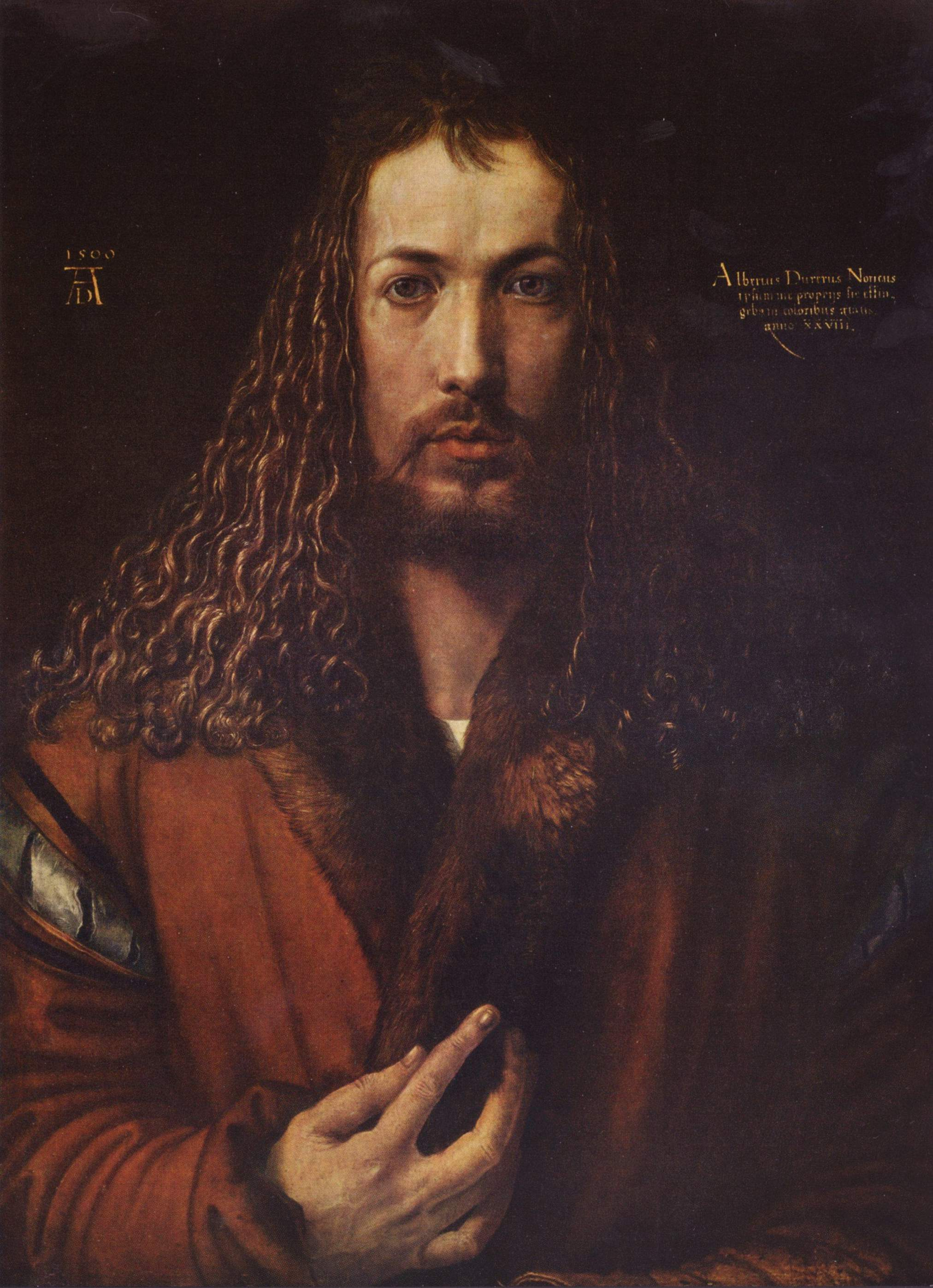
Dürer Autoportrait à la fourrure 1500
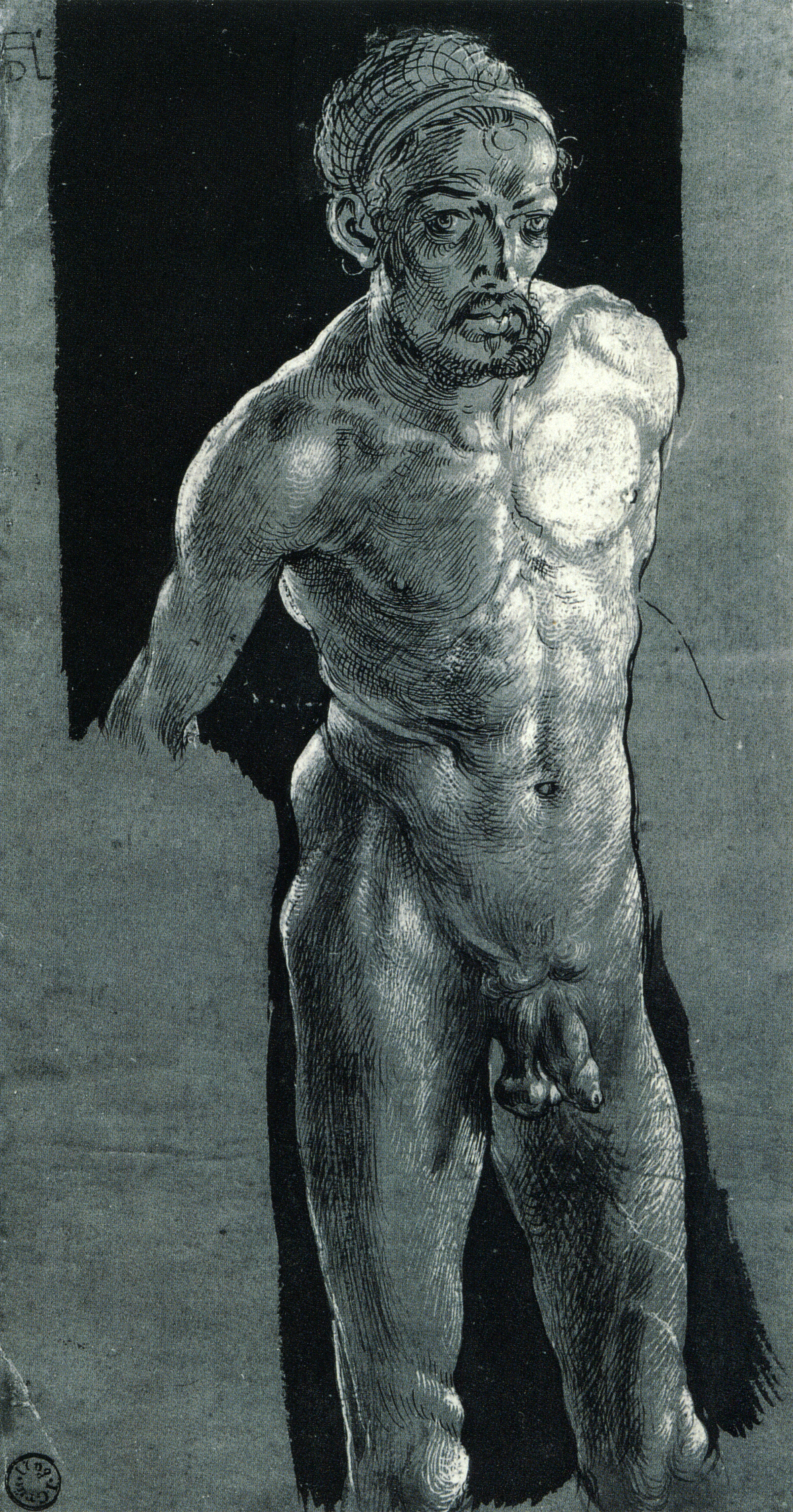
Dürer Autoportrait nu 1503

En 1517 s'amorce en Allemagne un événement politico-religieux qui va considérablement modifier les rapports sociaux et notamment la perception des individus par eux-mêmes : la Réforme protestante. Se démarquant radicalement de la papauté et d'un grand nombre de rites (cultes des saints et de la Vierge) et profitant de l'essor de l'imprimerie, Martin Luther traduit la Bible en allemand et développe une théologie qui vise à inscrire l'individu en lien direct avec le divin et par conséquent lui confère une autonomie et une responsabilité inédite. L'art du portrait et celui de l'autoportrait vont s'en ressentir : sous l'influence de l'école flamande et dans le sillage de Dürer, les artistes expriment les traits de leurs visages de façon beaucoup plus réaliste que par le passé.

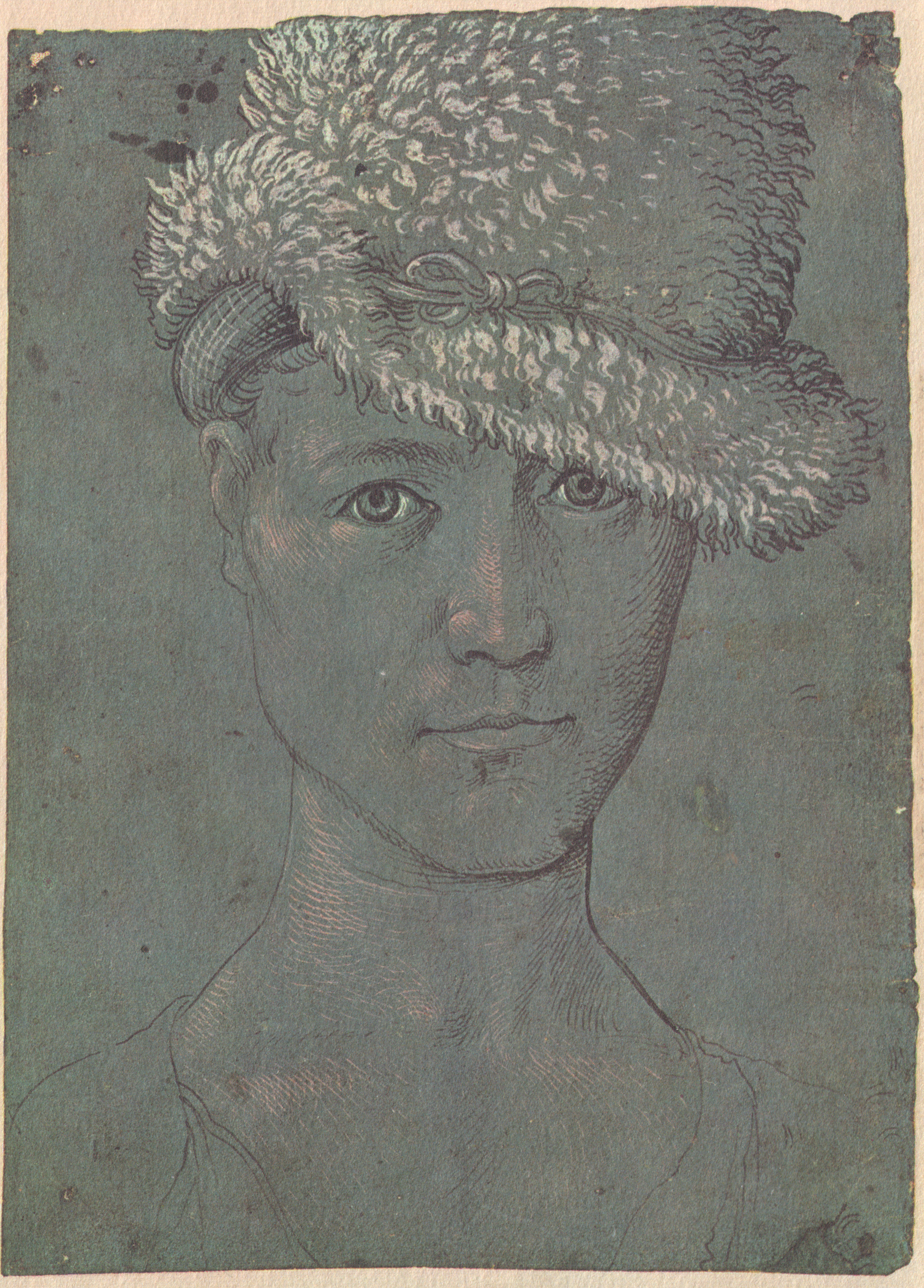
Hans Baldung 1526
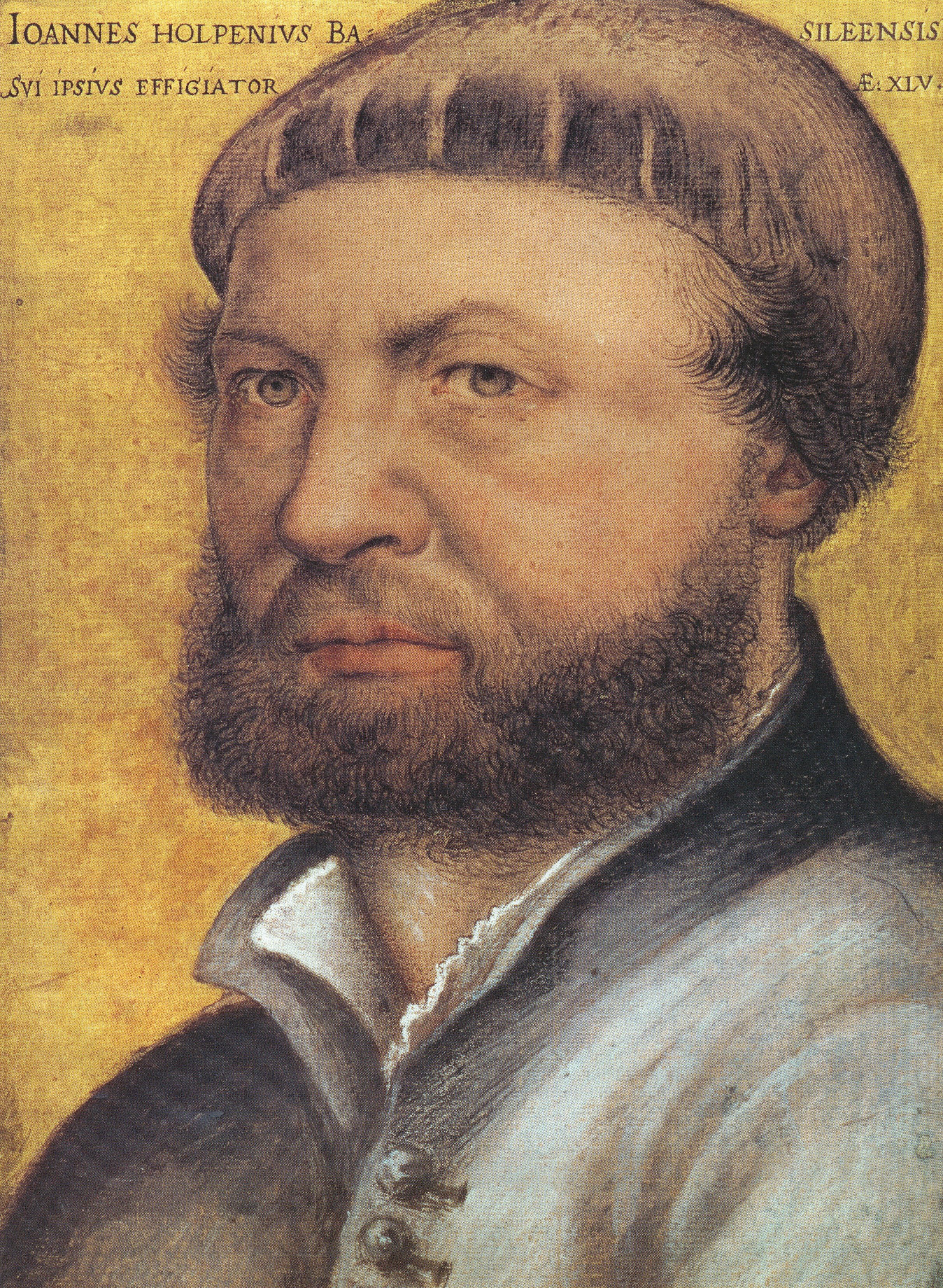
Hans Holbein le Jeune 1542

#### L'Italie et Le Caravage

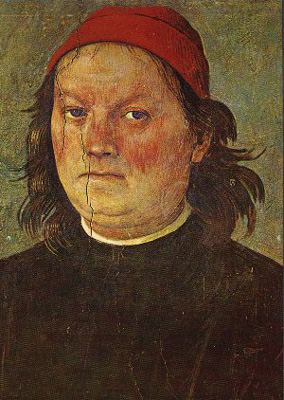
Le Pérugin 1500
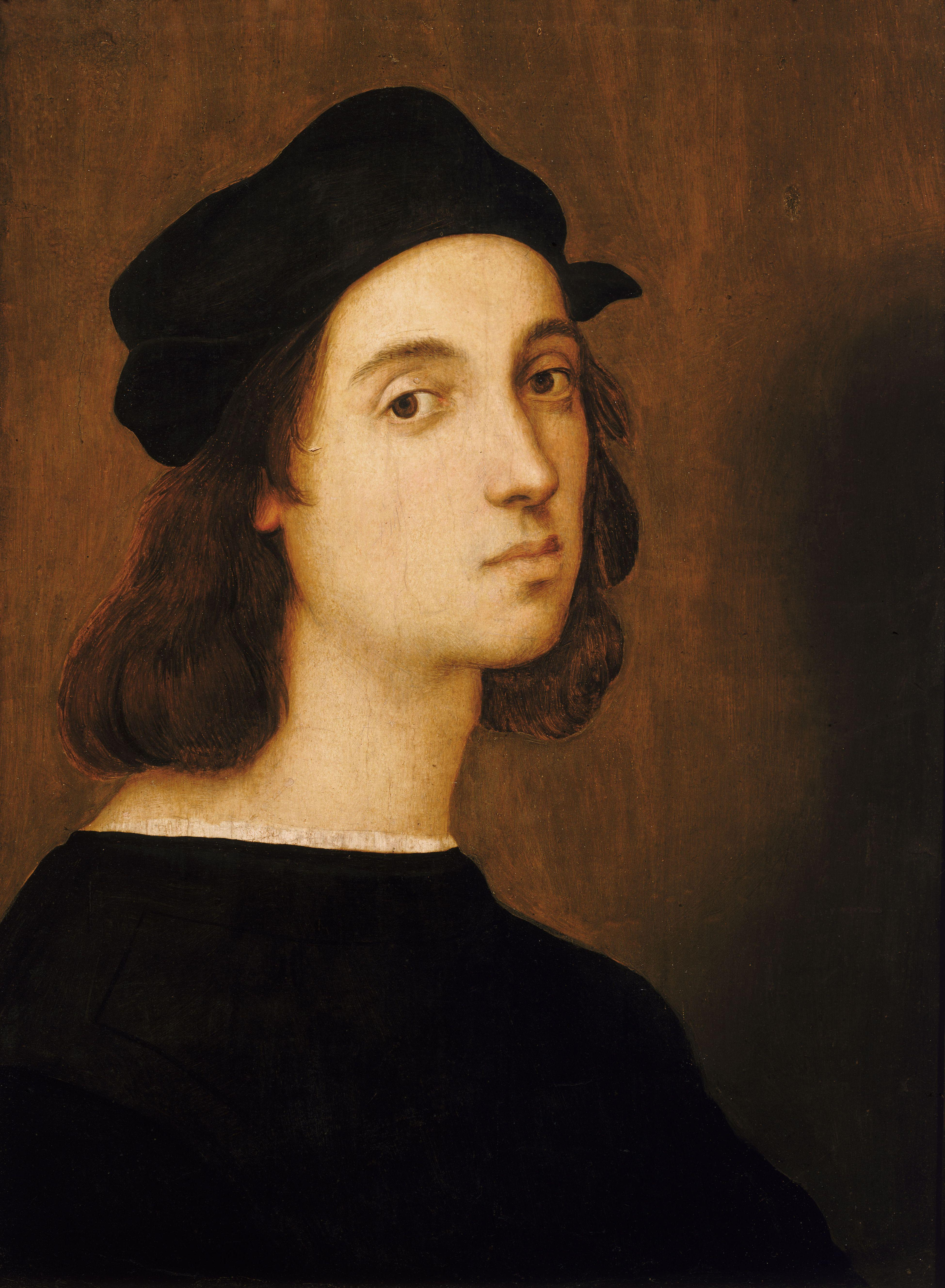
Raphaël (peintre) 1506
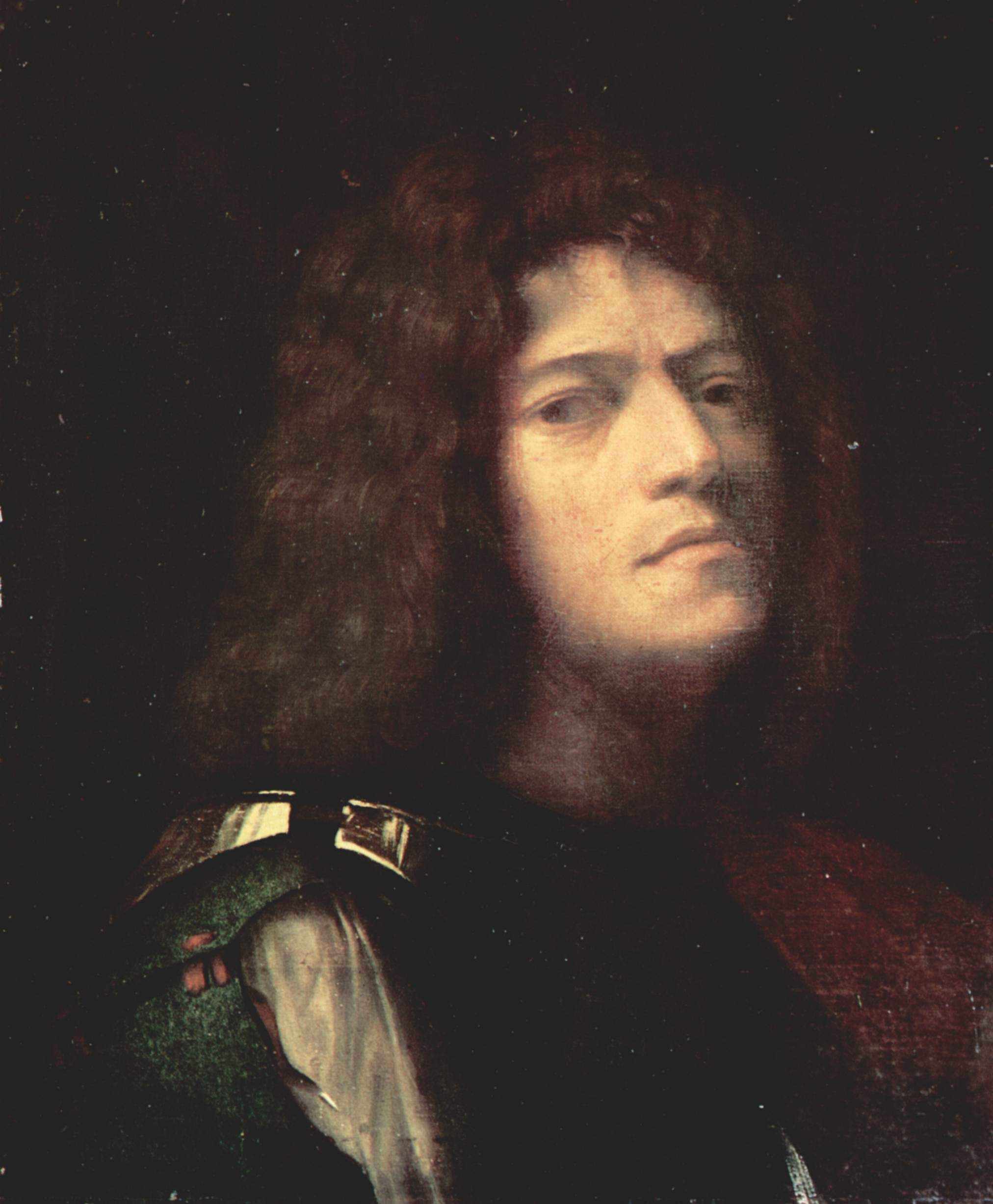
Giorgione vers 1506
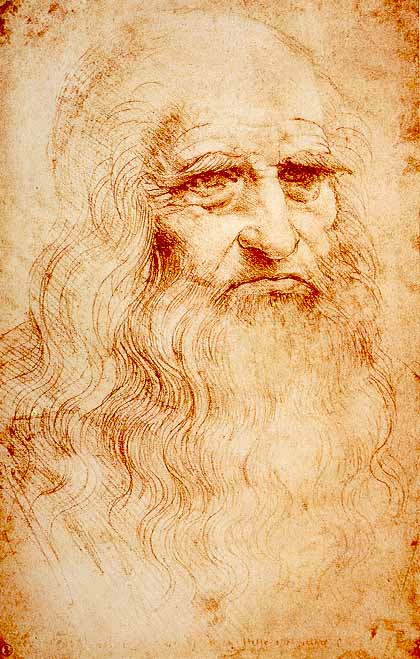
Léonard de Vinci vers 1510
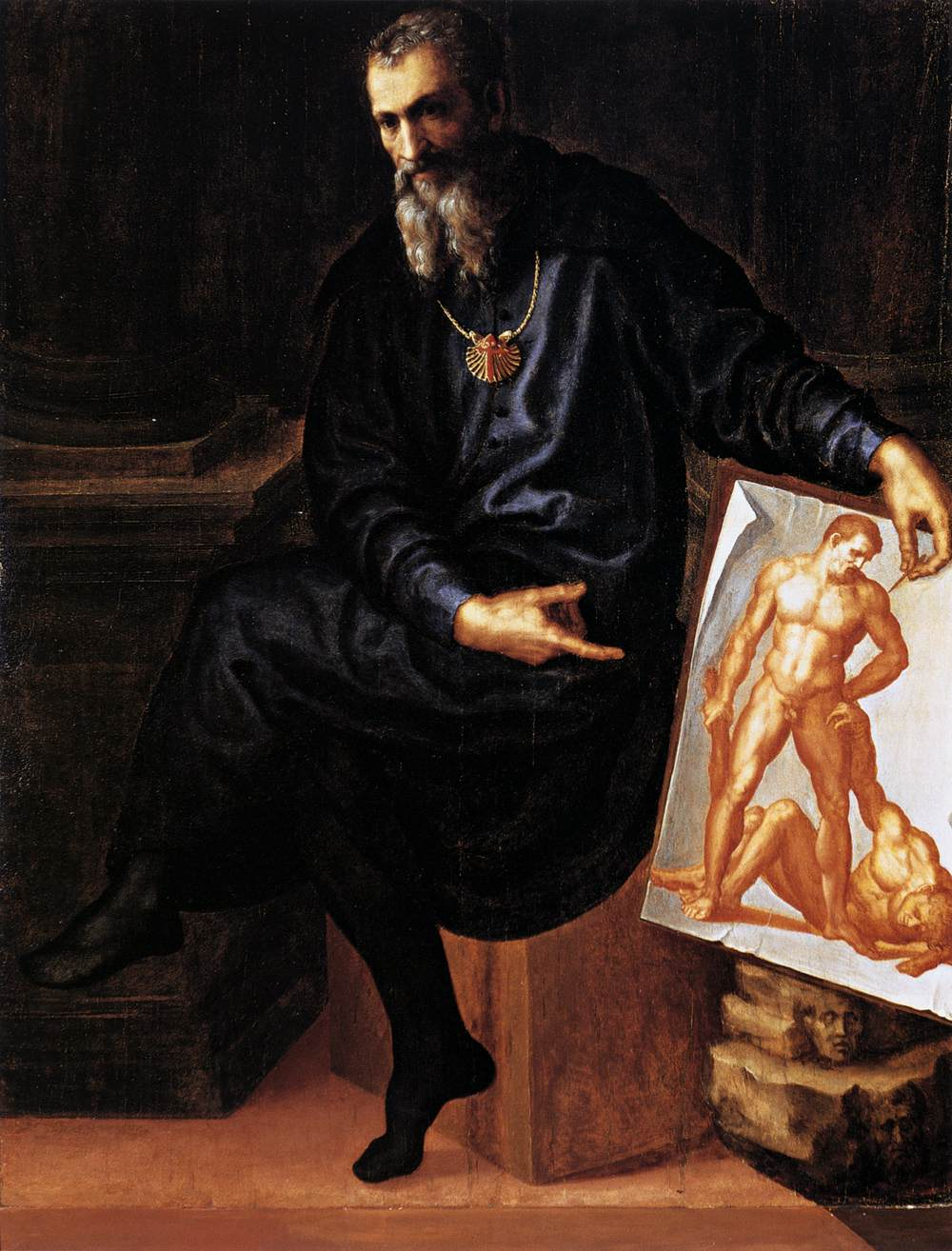
Baccio Bandinelli 1530
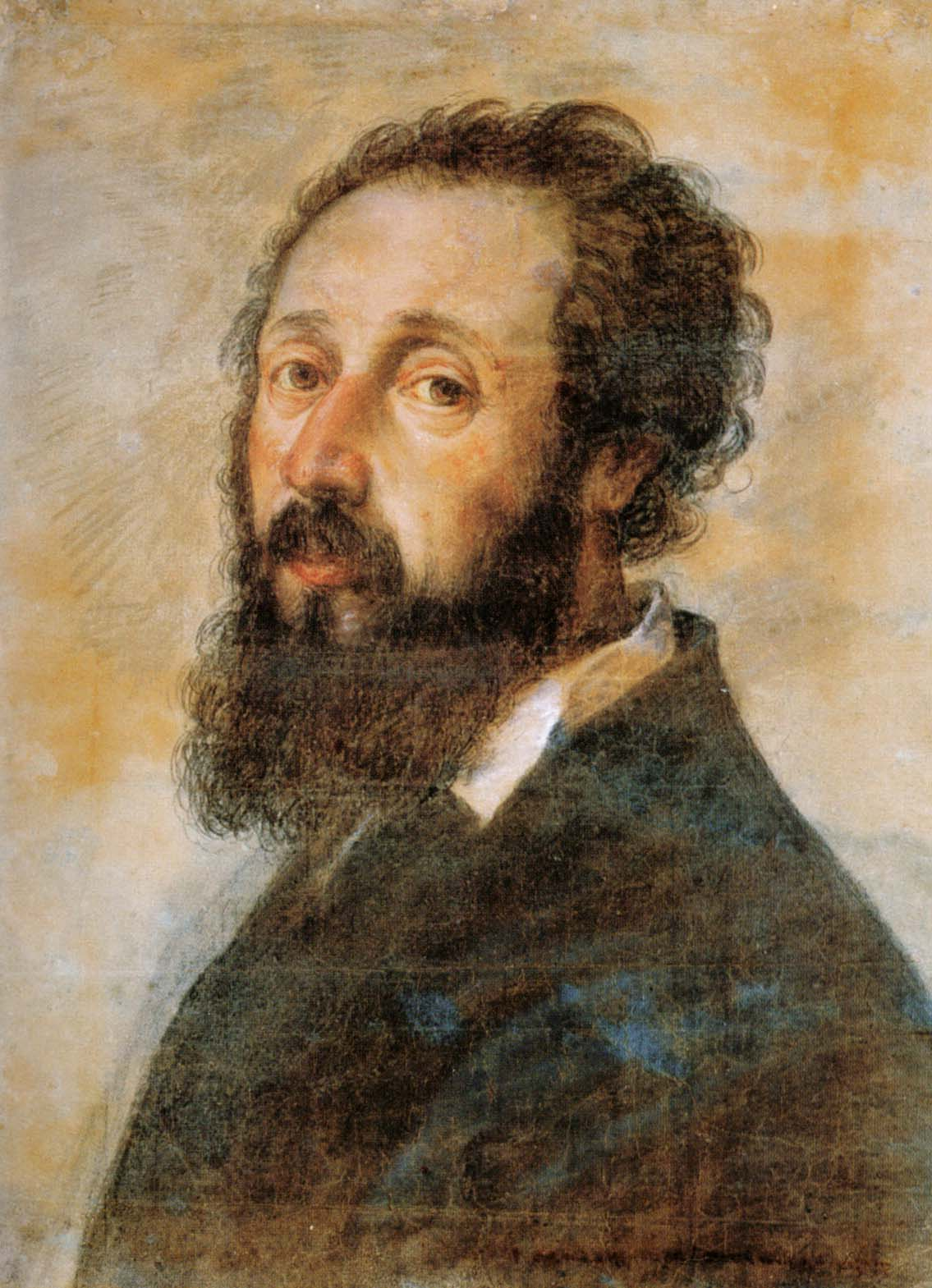
Giulio Romano 1540
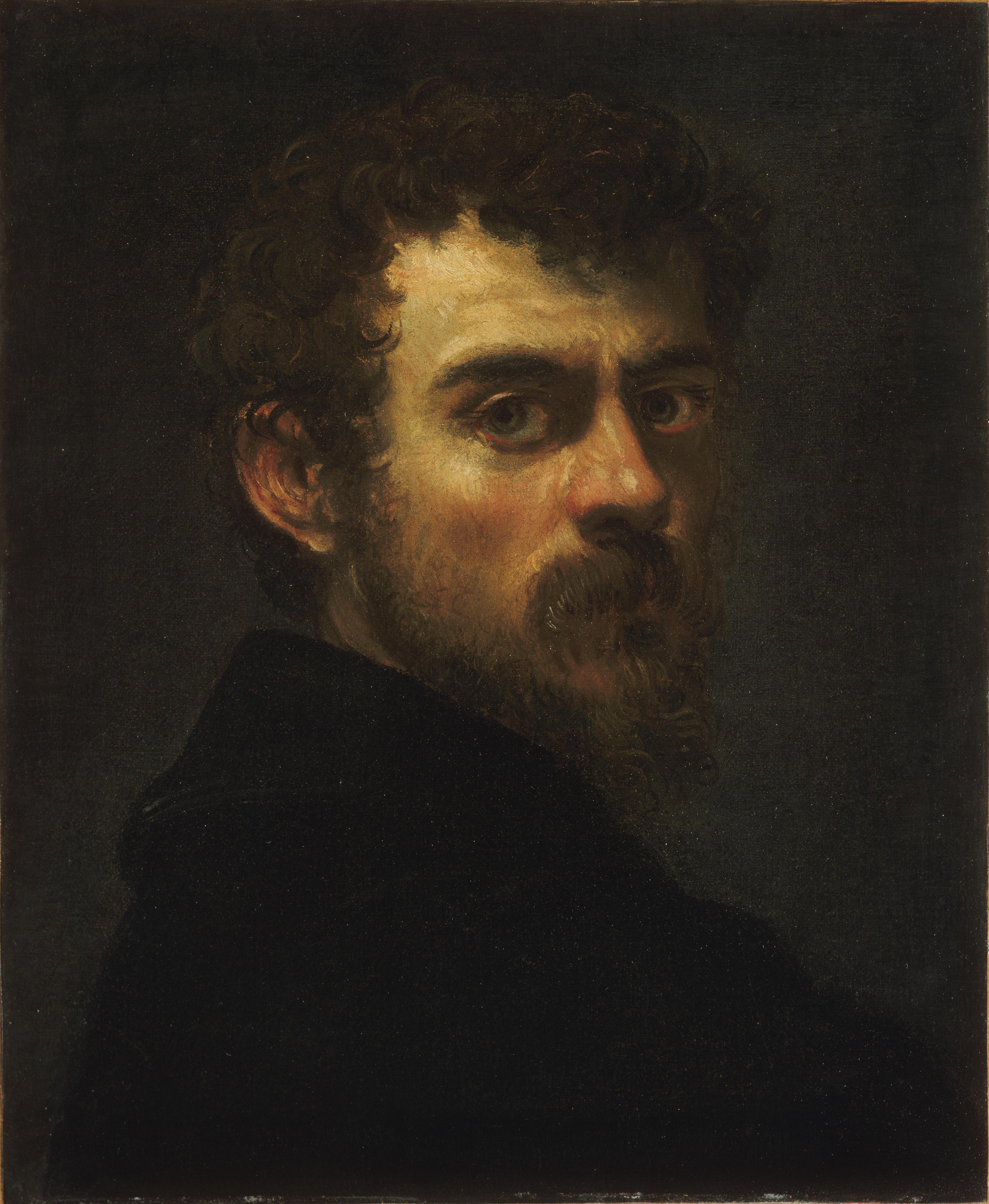
Le Tintoret vers 1547
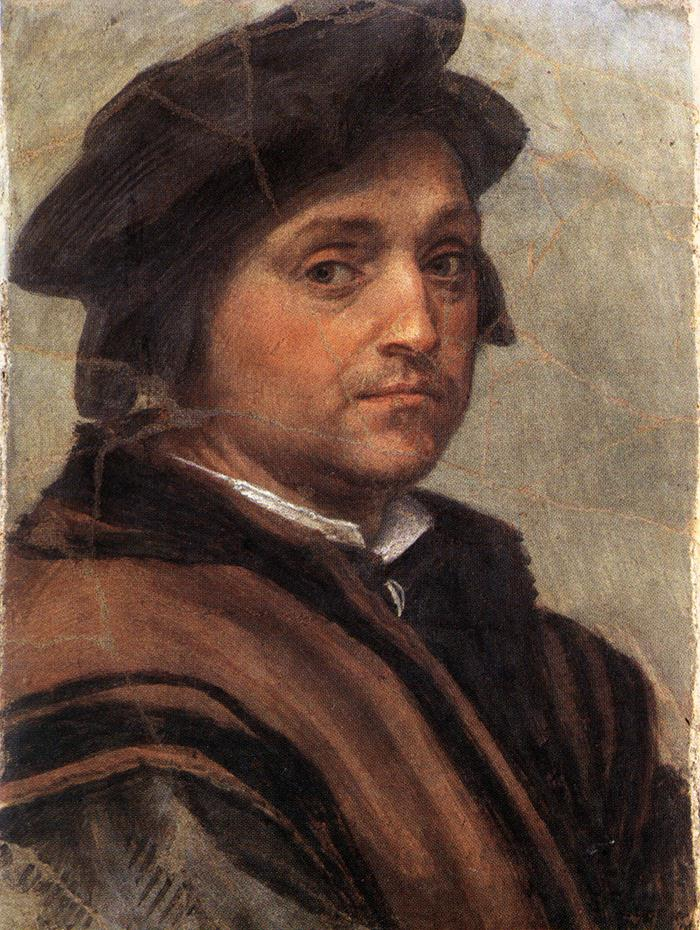
Andrea del Sarto non daté
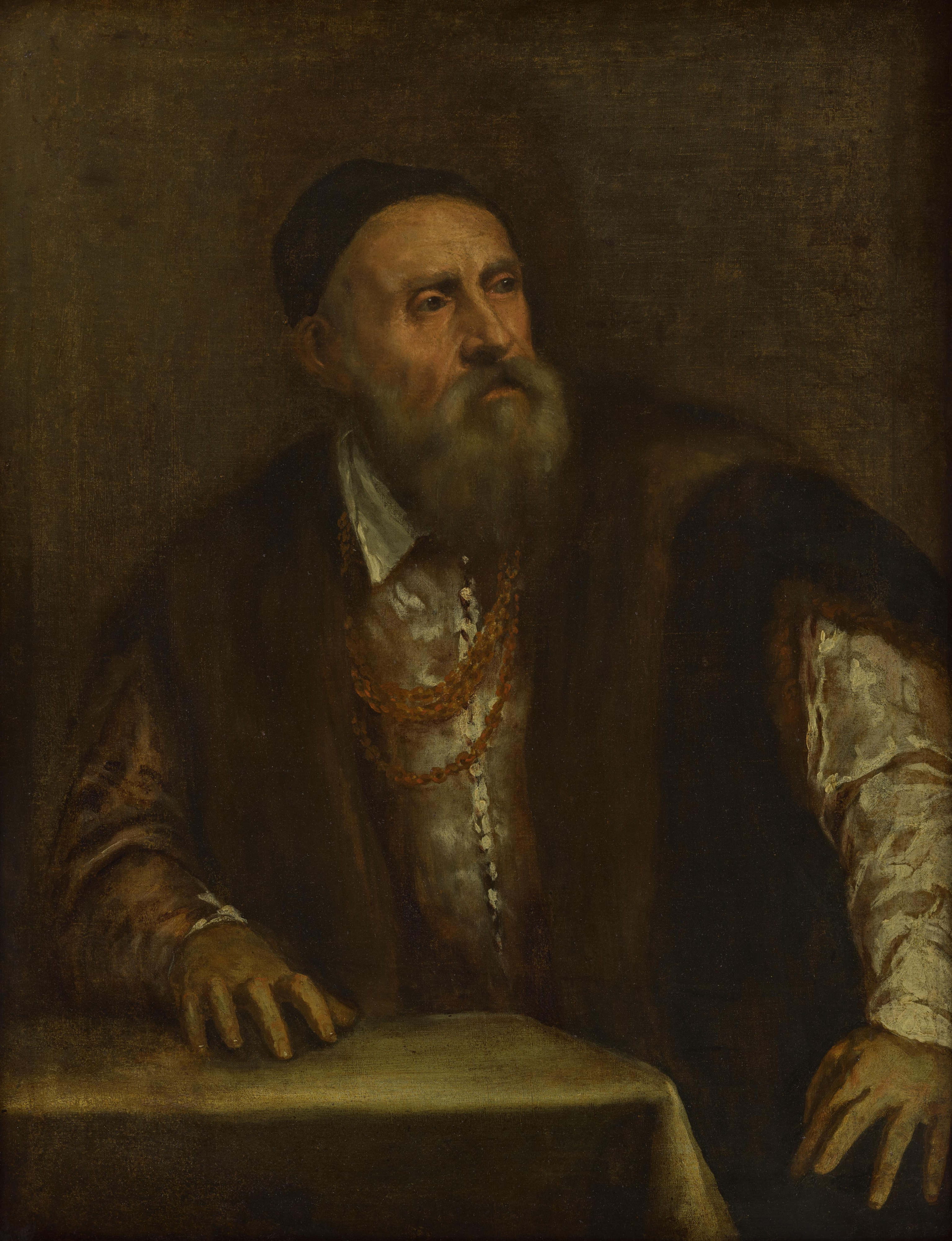
Le Titien vers 1550
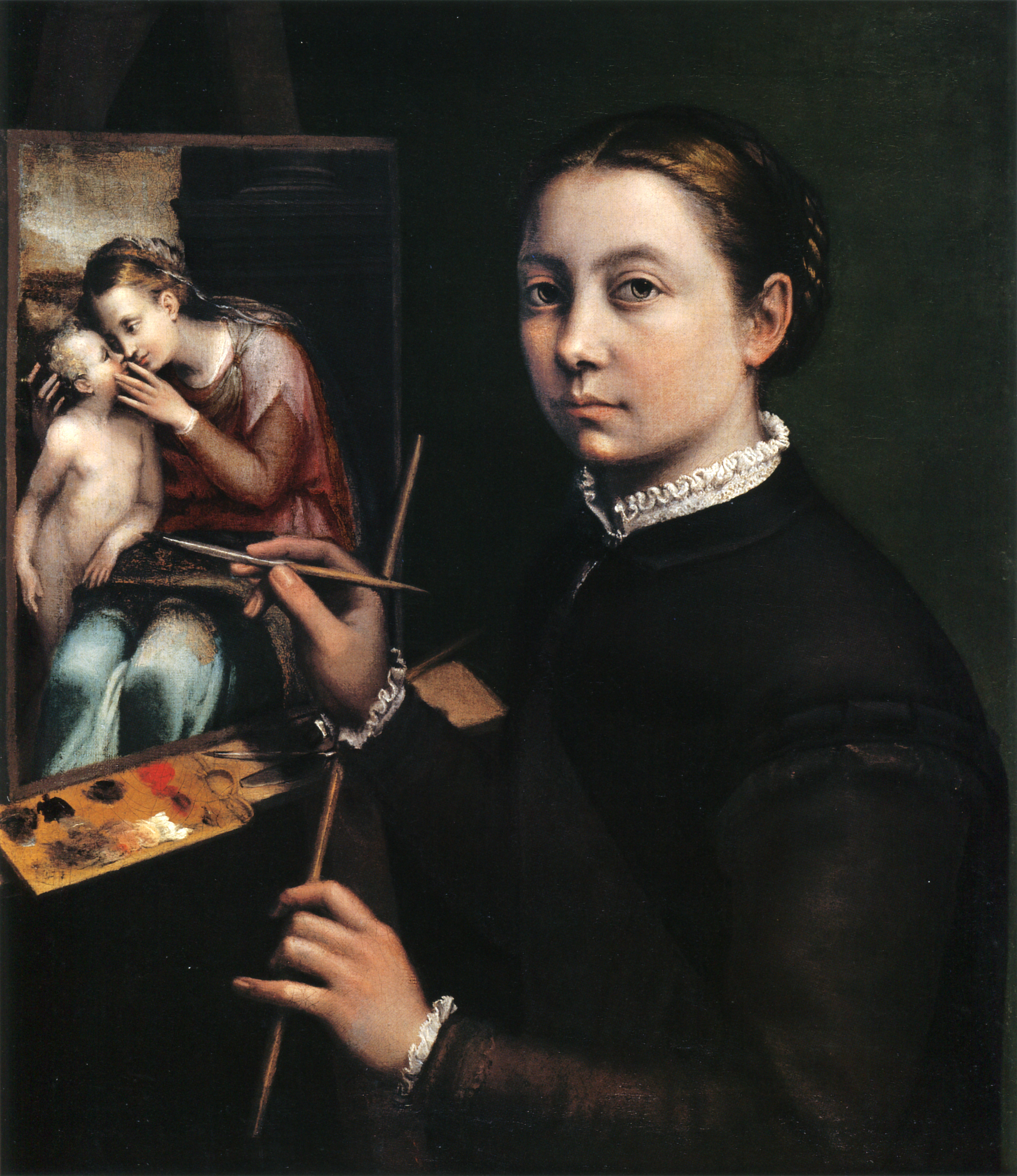
Sofonisba Anguissola 1556
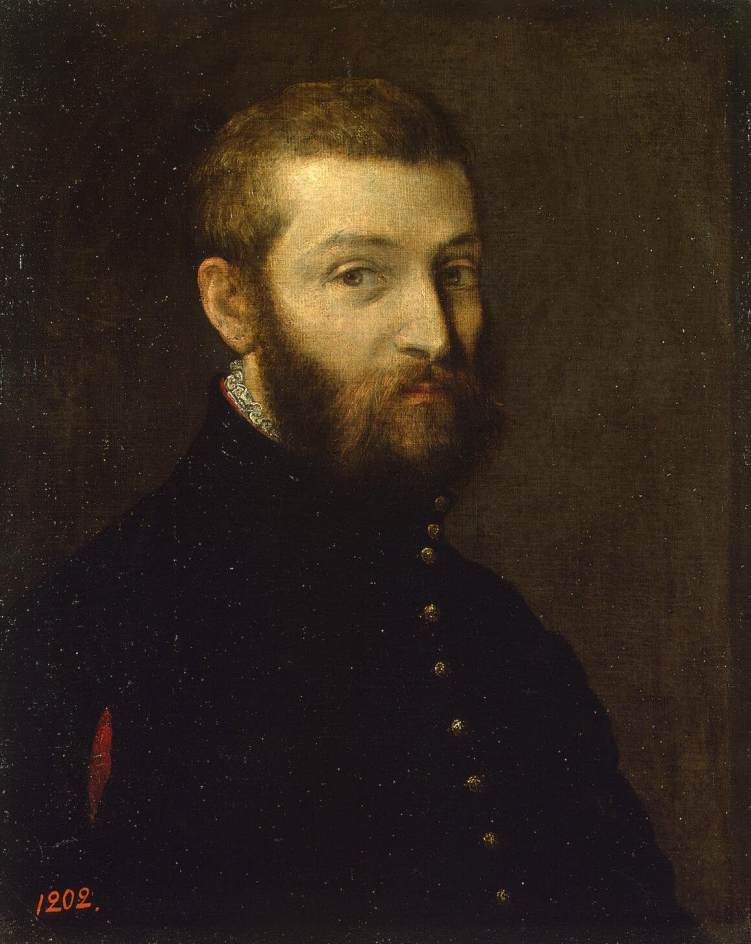
Paul Véronèse vers 1560
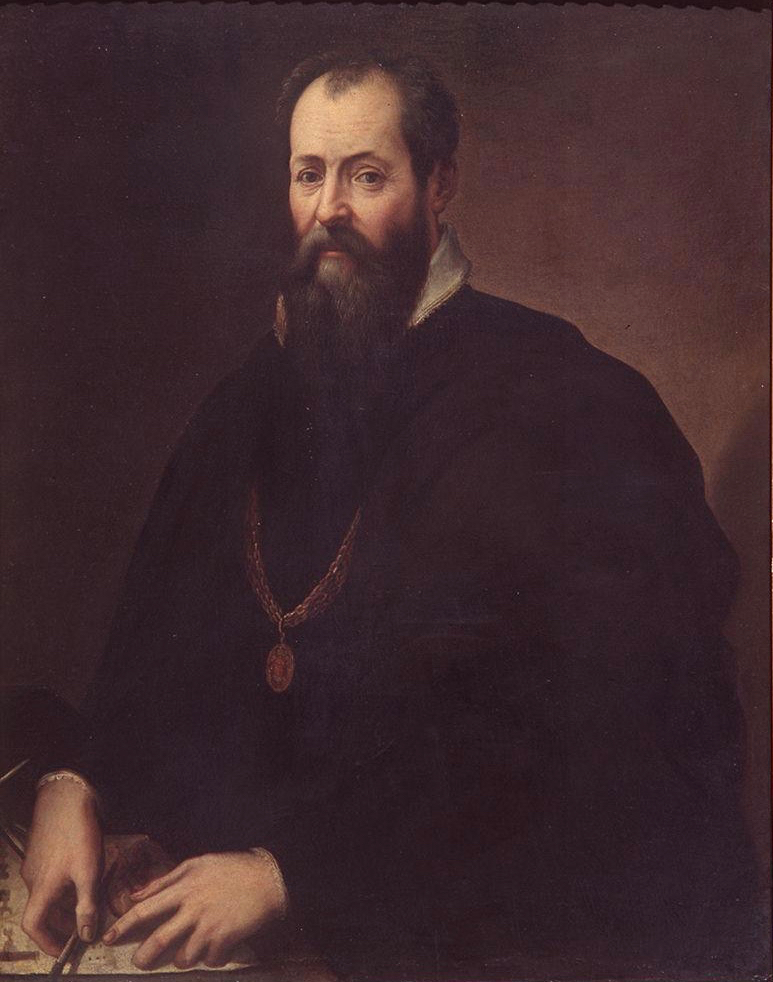
Giorgio Vasari vers 1560
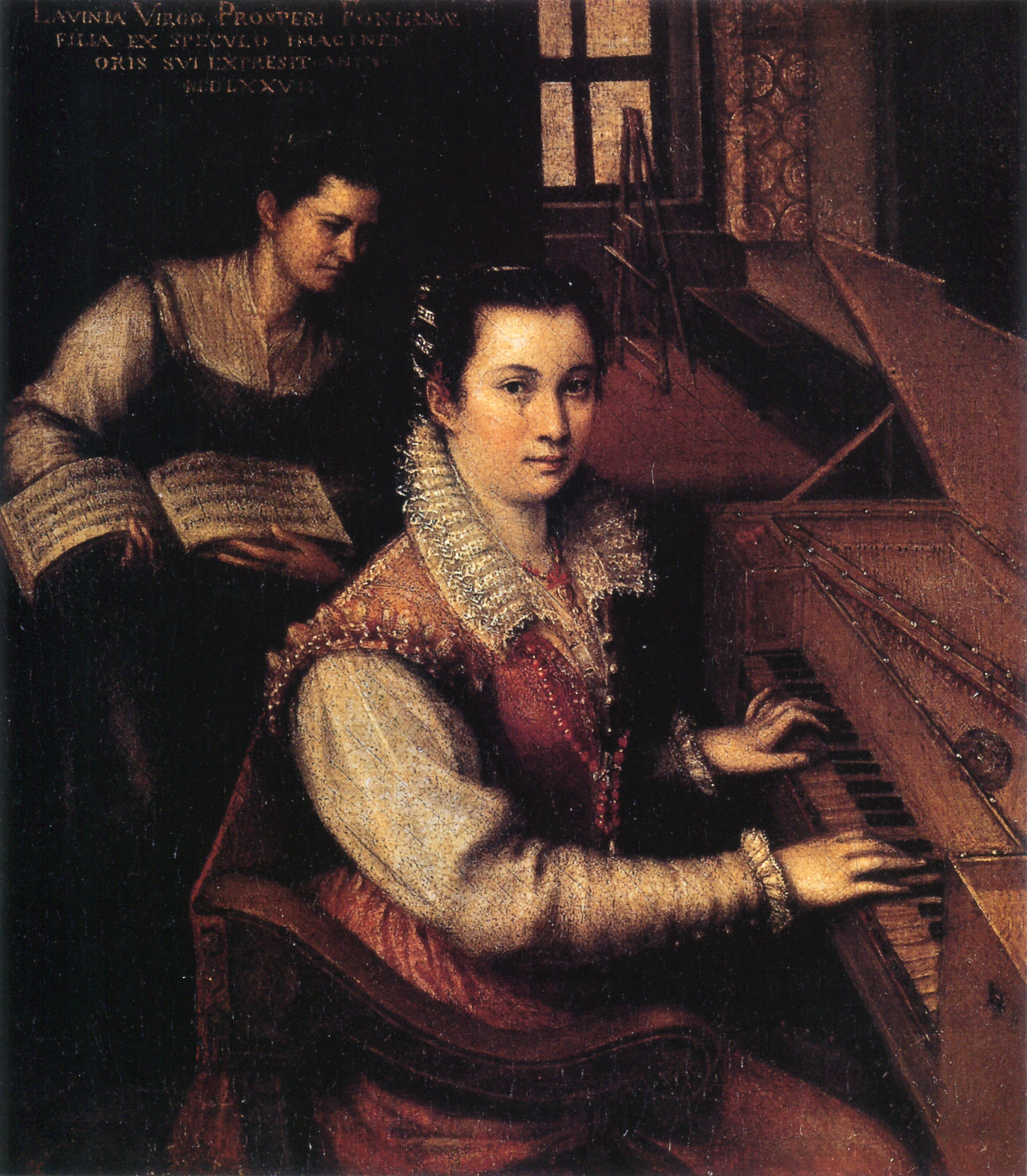
Lavinia Fontana 1577
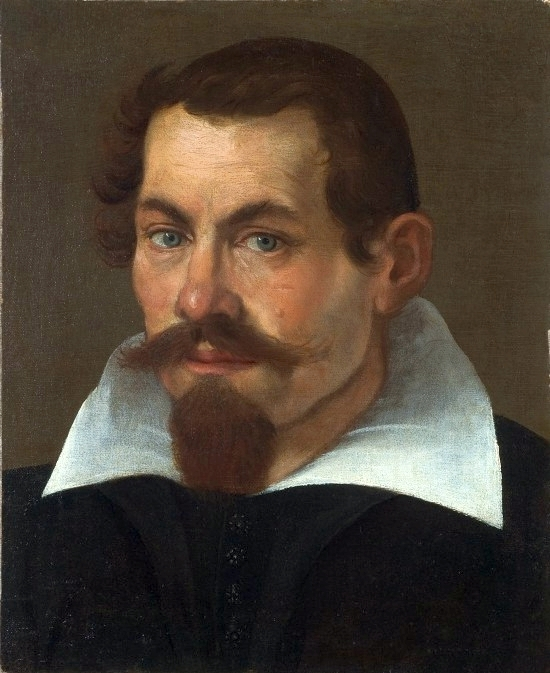
Agostino Carracci années 1590
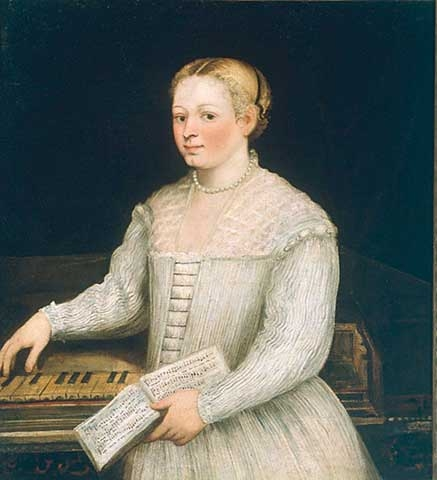
Marietta Robusti années 1590

Le Caravage

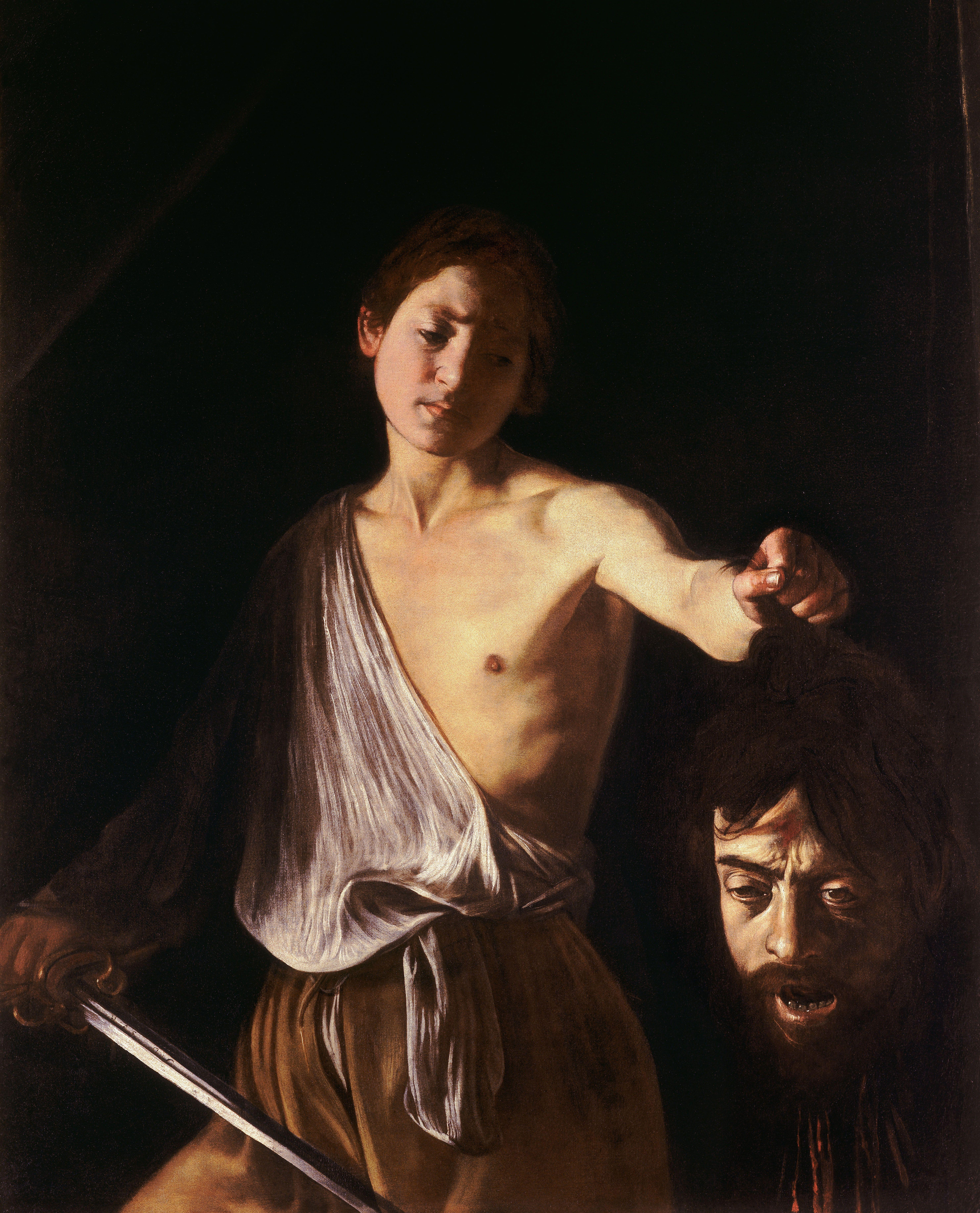
David avec la tête de Goliath du Caravage

Le Caravage ne laisse aucun autoportrait à proprement parler (représentation en buste) mais bon nombre d'historiens de l'art estiment qu'il se prend pour modèle dans plusieurs de ses tableaux, formulant différentes hypothèses .
Ainsi, il est assimilé au Jeune Bacchus malade, en 1593, soir au début de sa carrière, de même probablement que dans le groupe des Musiciens (au second plan). Puis il apparaît dans d'autres œuvres, jouant un rôle de spectateur comme dans Le Martyre de saint Matthieu (vers 1599-1600) ou encore L'Arrestation du Christ, en 1602 .
L'insertion du visage du Caravage dans ses tableaux prend une tournure dramatique à partir de 1606, après que l'artiste se soit rendu coupable d'un meurtre. Il semble en effet avoir donné ses traits à la tête du géant Goliath, brandie comme trophée par David dans un tableau réalisé par la suite, s'identifiant ainsi de manière dramatique au personnage violent décrit dans la Bible.

#### Les Flandres et les Pays-Bas

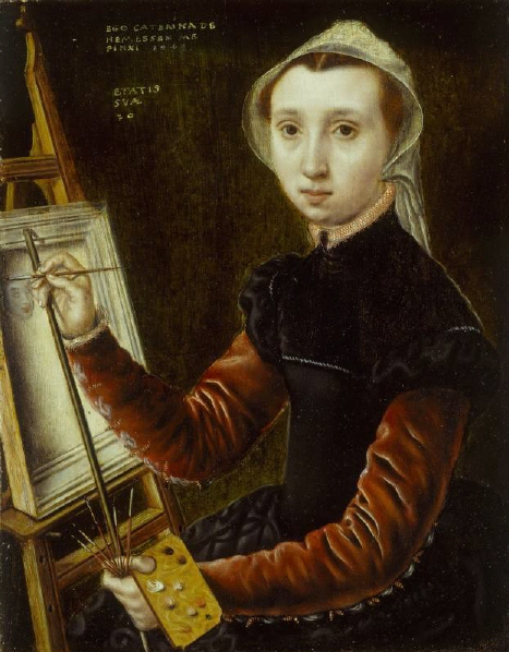
Catharina van Hemessen 1548
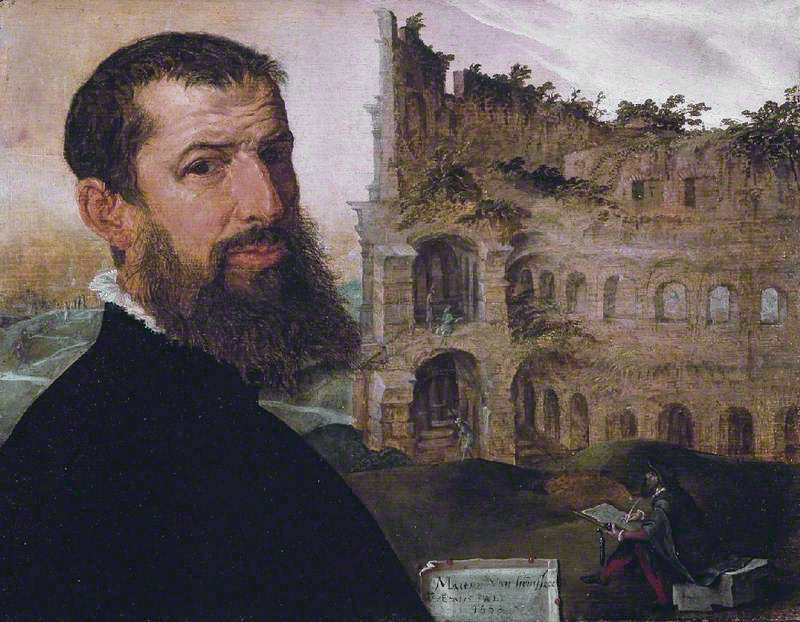
Maerten van Heemskerck 1553
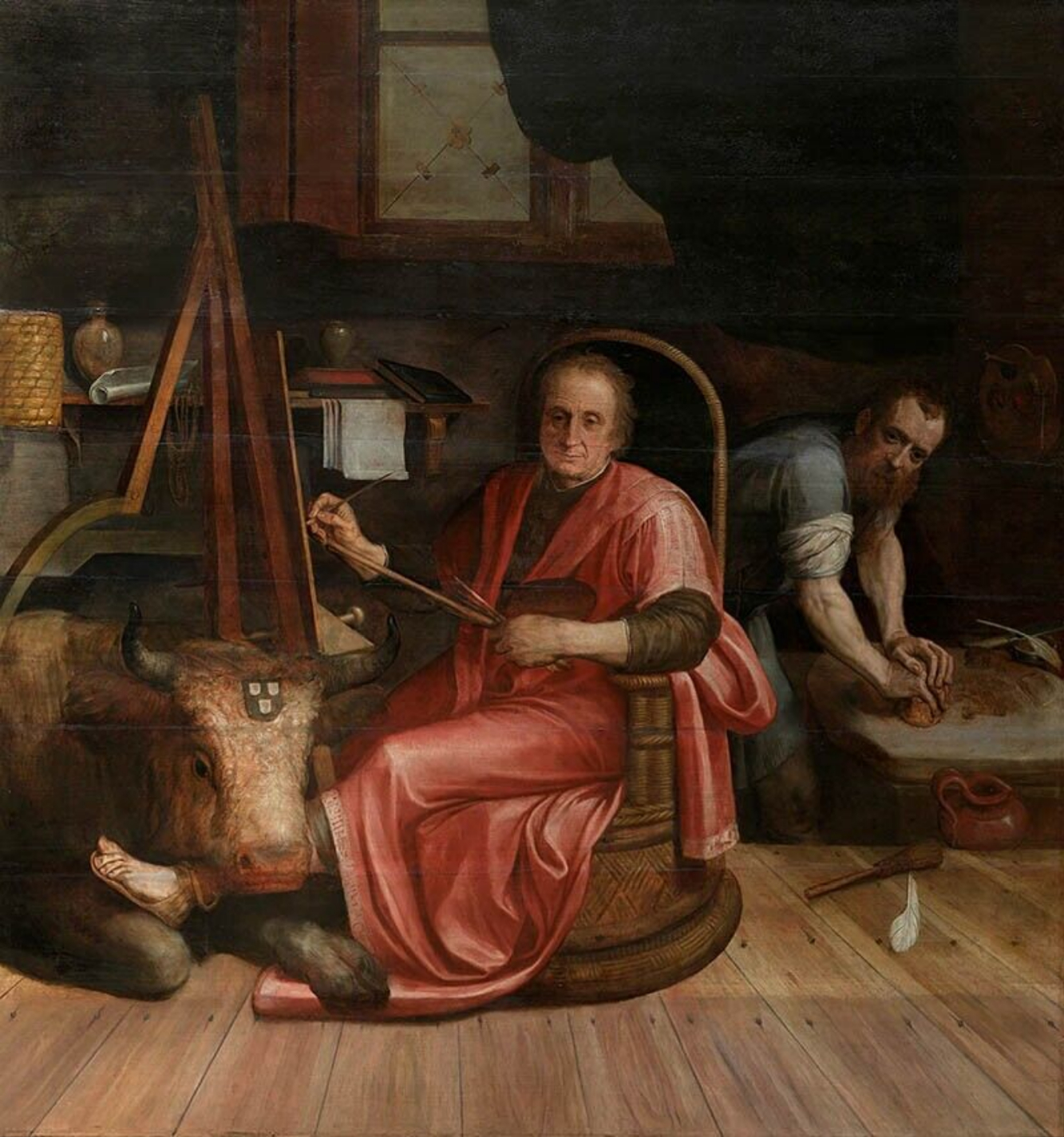
Frans Floris 1556
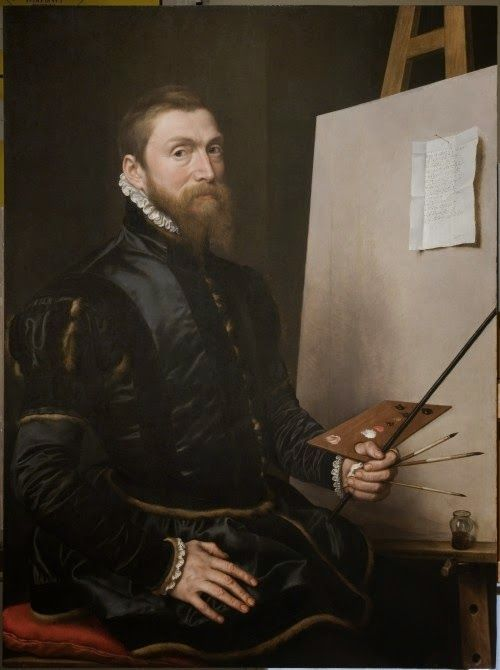
Anthonis Mor 1558
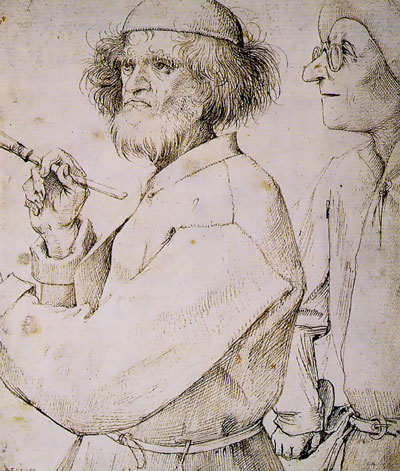
Bruegel 1565
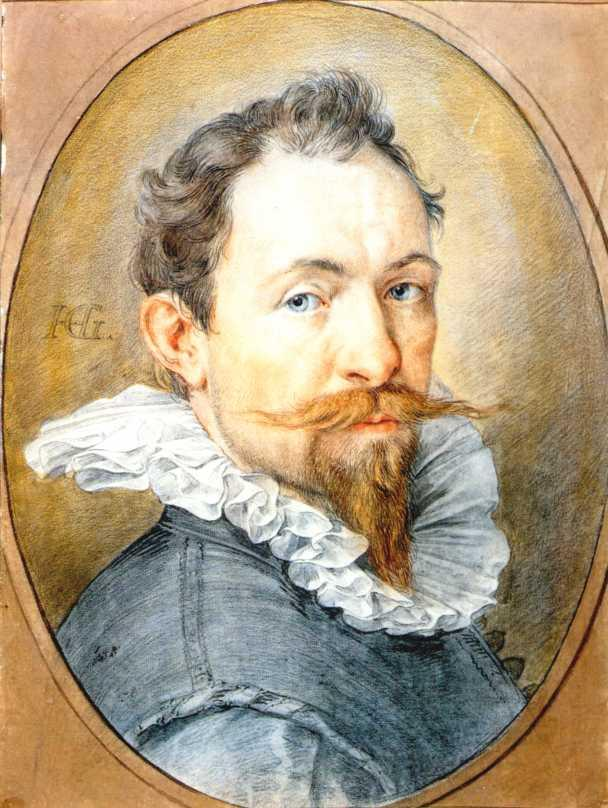
Hendrick Goltzius vers 1592-1594
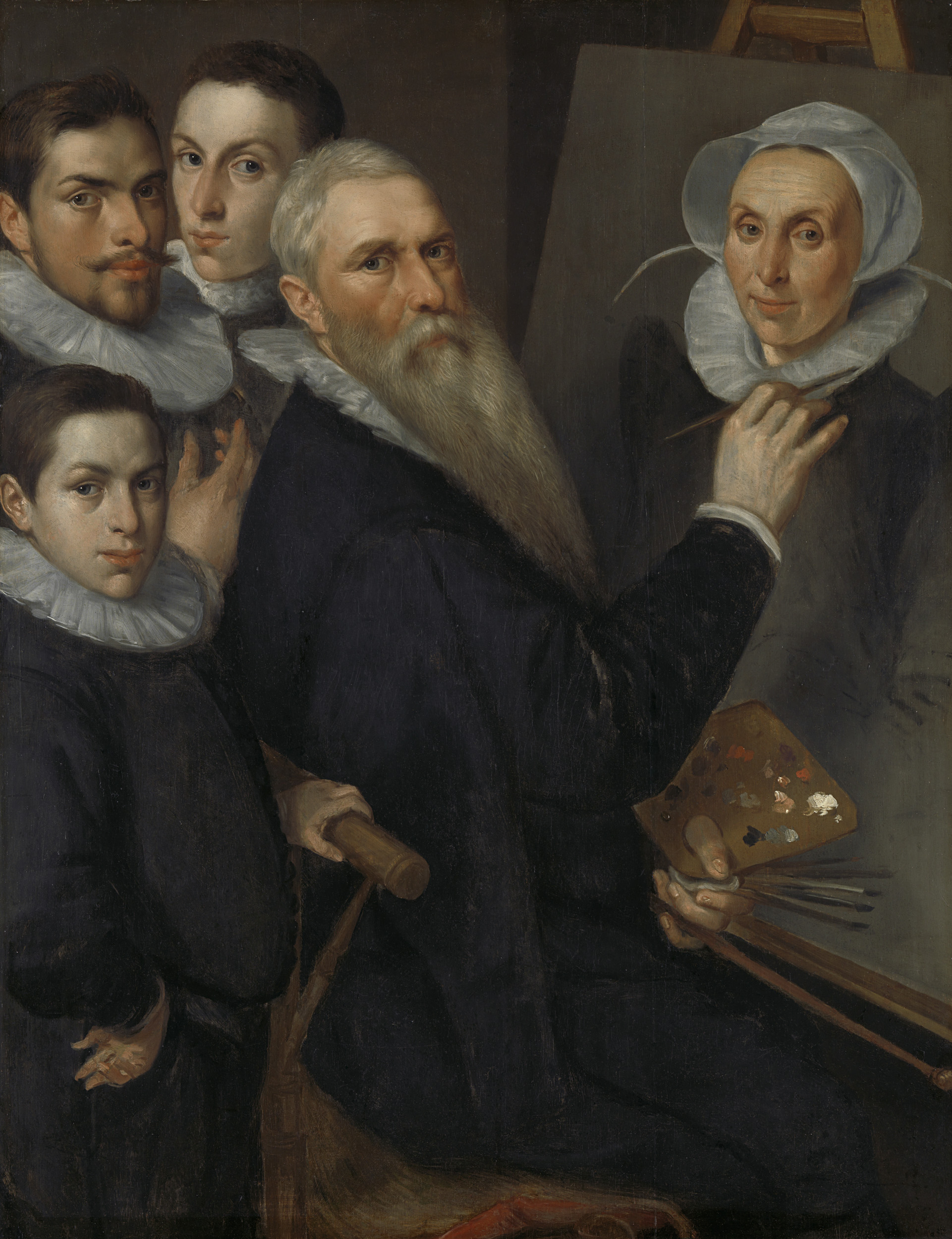
Jacob Willemsz Delff 1594

### Le temps des académies (finXVIesiècle- débutXVIIIesiècle)
Dans la mesure où les peintres sont courtisés par les princes et les rois, ils ne dédaignent pas de se représenter eux-mêmes. Ainsi, l'autoportrait devient une pratique courante. Toutefois, en raison même de leur obédience au pouvoir temporel, une majorité d'entre eux ne révolutionne pas le genre, l'enfermant au contraire dans un modèle convenu, stéréotypé, décalque du portrait d'apparat de ces mêmes princes et rois.
Très rares, finalement, sont les artistes se démarquant de la norme. Rembrandt, aux Pays-Bas, est unanimement reconnu comme le premier d'entre eux.

#### L'académisme
Une académie est une institution d'origine privée ou publique (nationale) dont la vocation est de dispenser un enseignement. Les premières académies d'art apparaissent en Italie durant la seconde moitié du XVIe siècle sur le modèle de l'Académie de dessin, fondée à Florence en 1563 par Cosme de Médicis sous l'initiative de Vasari. En rupture avec la tradition médiévale des corporations, les académies visent la technicisation de l'acte pictural, celui-ci devenant une spécialité permettant de « faire sensation ».
Ce mouvement gagne la France en 1648, sous le règne de Louis XIV, qui n'a alors que 10 ans : placée sous un contrôle très règlementé et dirigée par Charles Le Brun, l'Académie Royale de peinture et de sculpture joue un important rôle de propagande de l'État, les artistes étant contraints de se plier à ses exigences. Non seulement en France mais dans le reste de l'Europe les peintres de cour reprennent alors sensiblement les mêmes codes esthétiques puis les enseignent aux générations suivantes.
Du fait de leur statut officiel, ils multiplient les autoportraits mais en même temps ne s'autorisant aucun véritable écart de style jusqu'au début du XVIIIe siècle, avec la mort de Louis XIV en 1715 marquant en France la fin de ce que l'on appelle le Grand siècle. Ainsi qualifie t-on cette norme d'académisme.

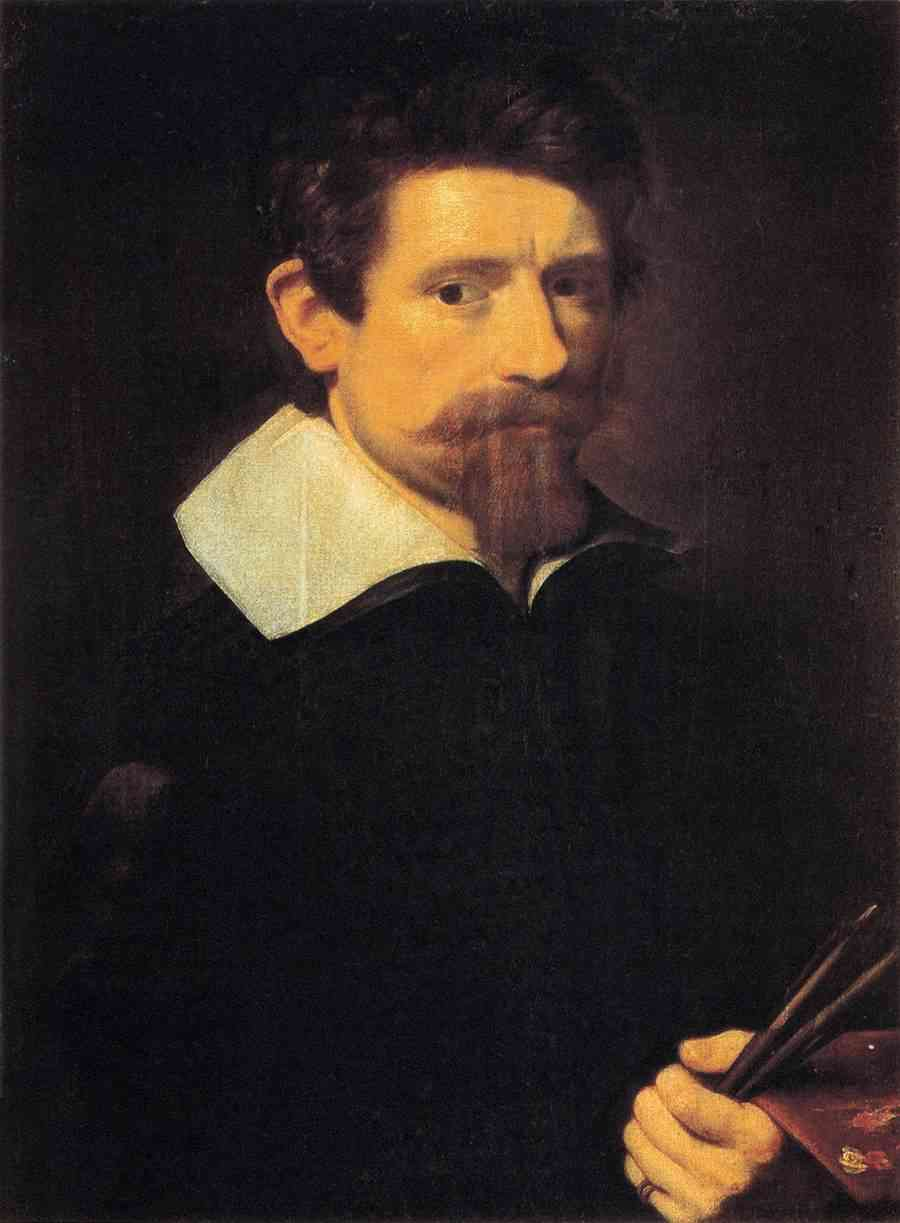
Adam Elsheimer vers 1606-1607
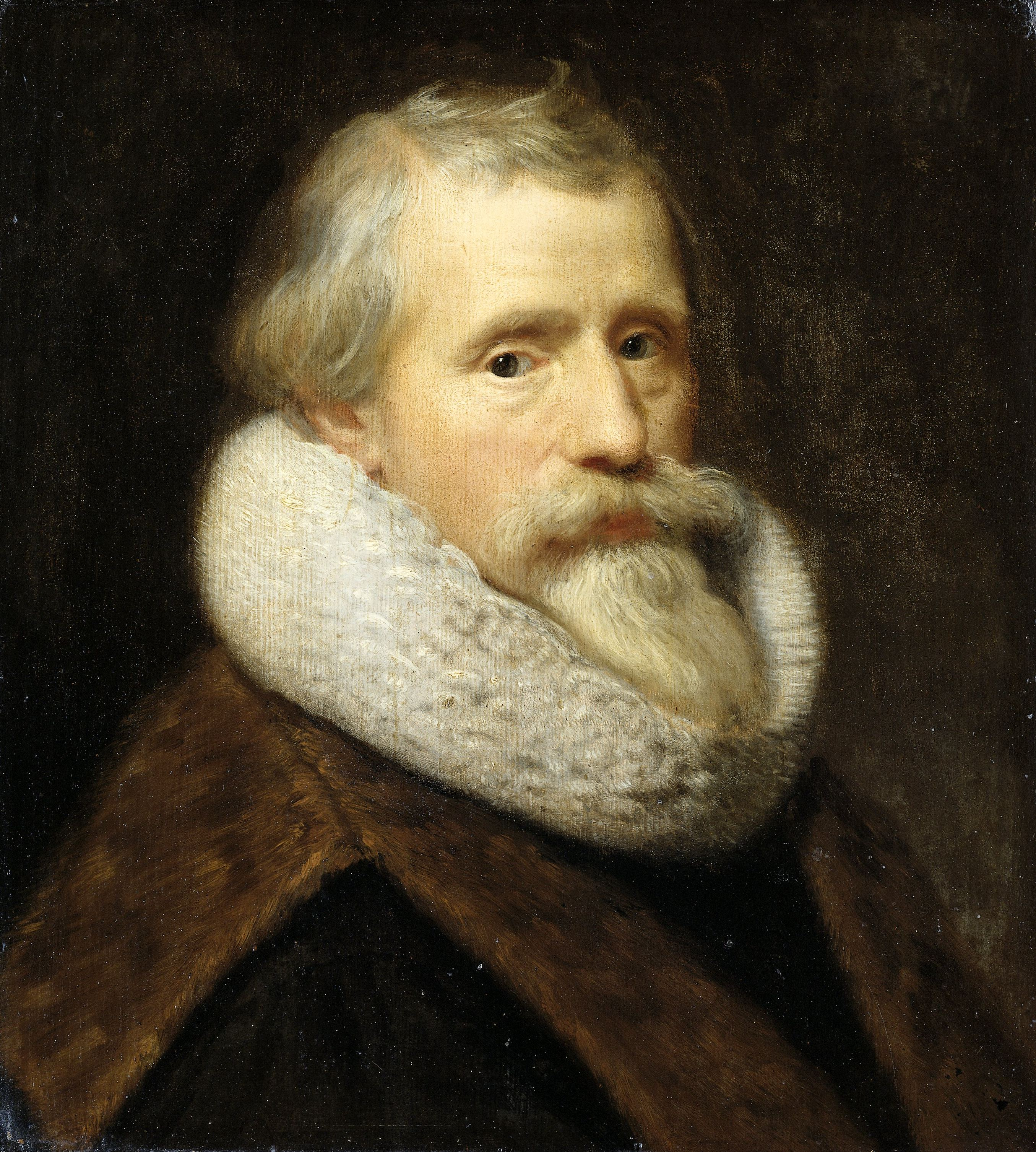
Paulus Moreelse vers 1633
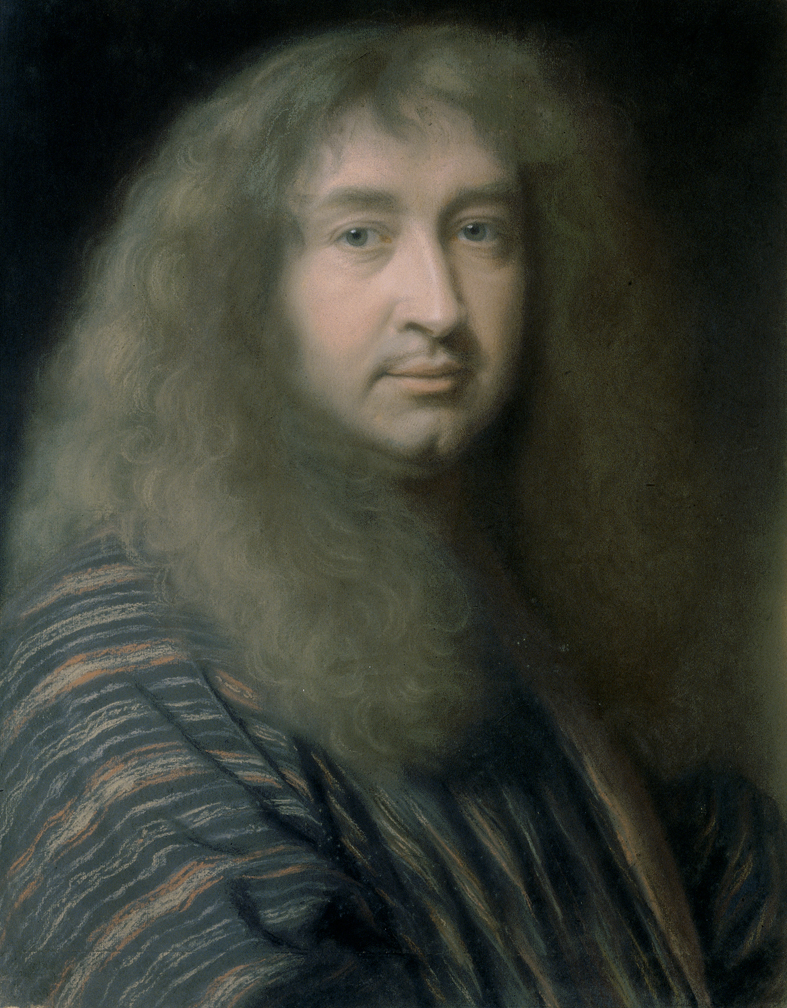
Robert Nanteuil années 1660
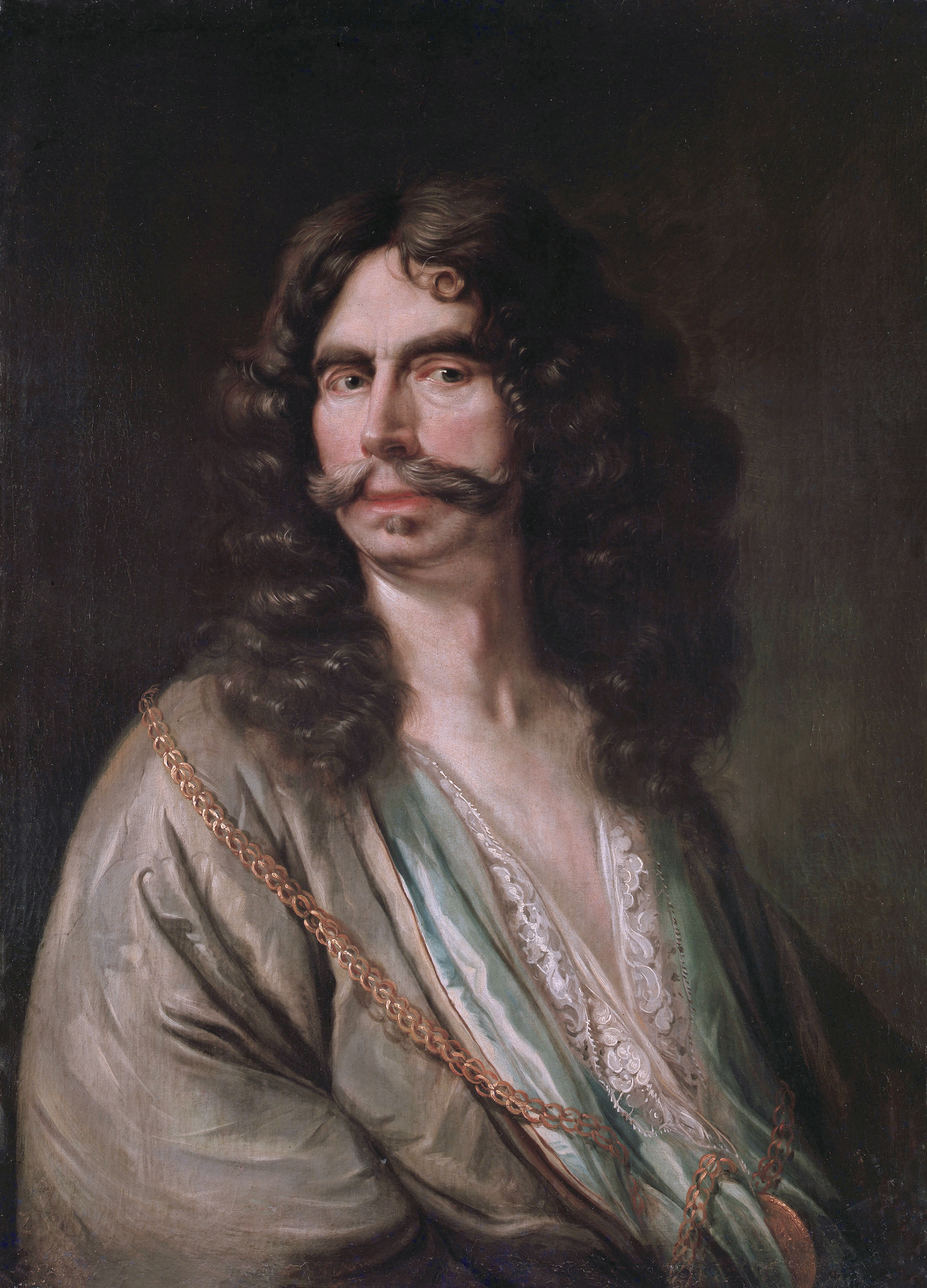
Johann Heinrich Roos 1682
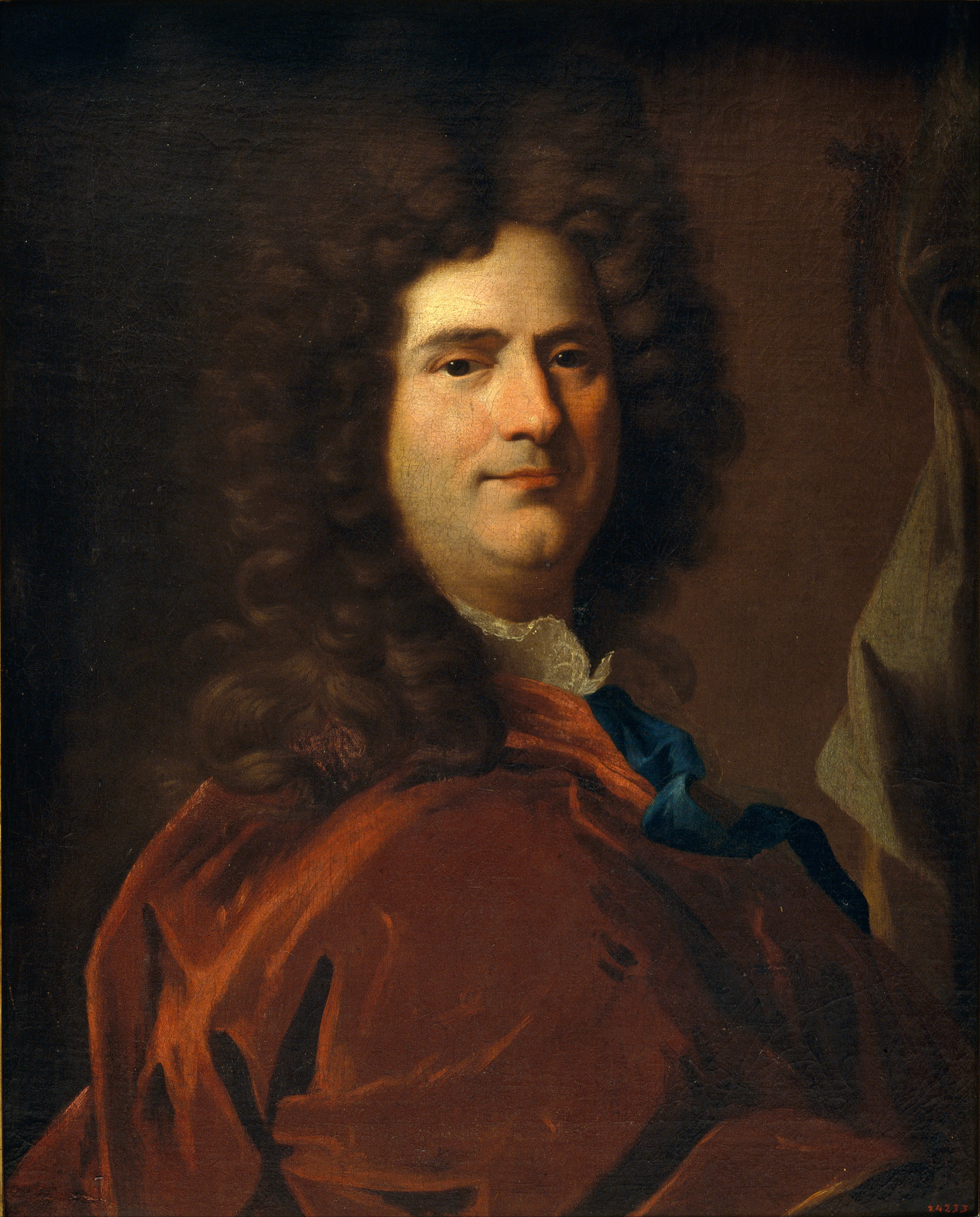
Hyacinthe Rigaud entre 1700 et 1710

#### Le débat baroque-classicisme
Face à l'apparente uniformité de style qui caractérise l'époque, les historiens et critiques d'art se sont efforcés de dégager des types, ou tendances. C'est ainsi qu'en 1915, dans ses Principes fondamentaux de l'histoire de l'art, le Suisse Heinrich Wölfflin a développé une théorie qui a ensuite servi de référence à plusieurs générations d'historiens : l'opposition baroque-classique. Si, selon lui, le baroque est marqué par la volonté d'exprimer une certaine subjectivité par le biais d'une gestuelle franche et assumée, le classicisme (apparu plus tard) se caractérise par un souci d'objectivité et le désir d'organiser le tableau selon des règles de composition rationnelles. Le premier serait plus pictural quand le second serait en revanche plus gouverné par le dessin.
Les artistes les plus régulièrement cités comme les principaux représentants de ces deux courants sont le Hollandais Pierre Paul Rubens puis l'Italien Luca Giordano pour le baroque, et les Français Nicolas Poussin et Philippe de Champaigne pour le classicisme. Toutefois, la distinction baroque-classicisme apparait avec une moindre évidence dans leurs autoportraits que dans leurs autres œuvres respectives, notamment les tableaux de grand format.

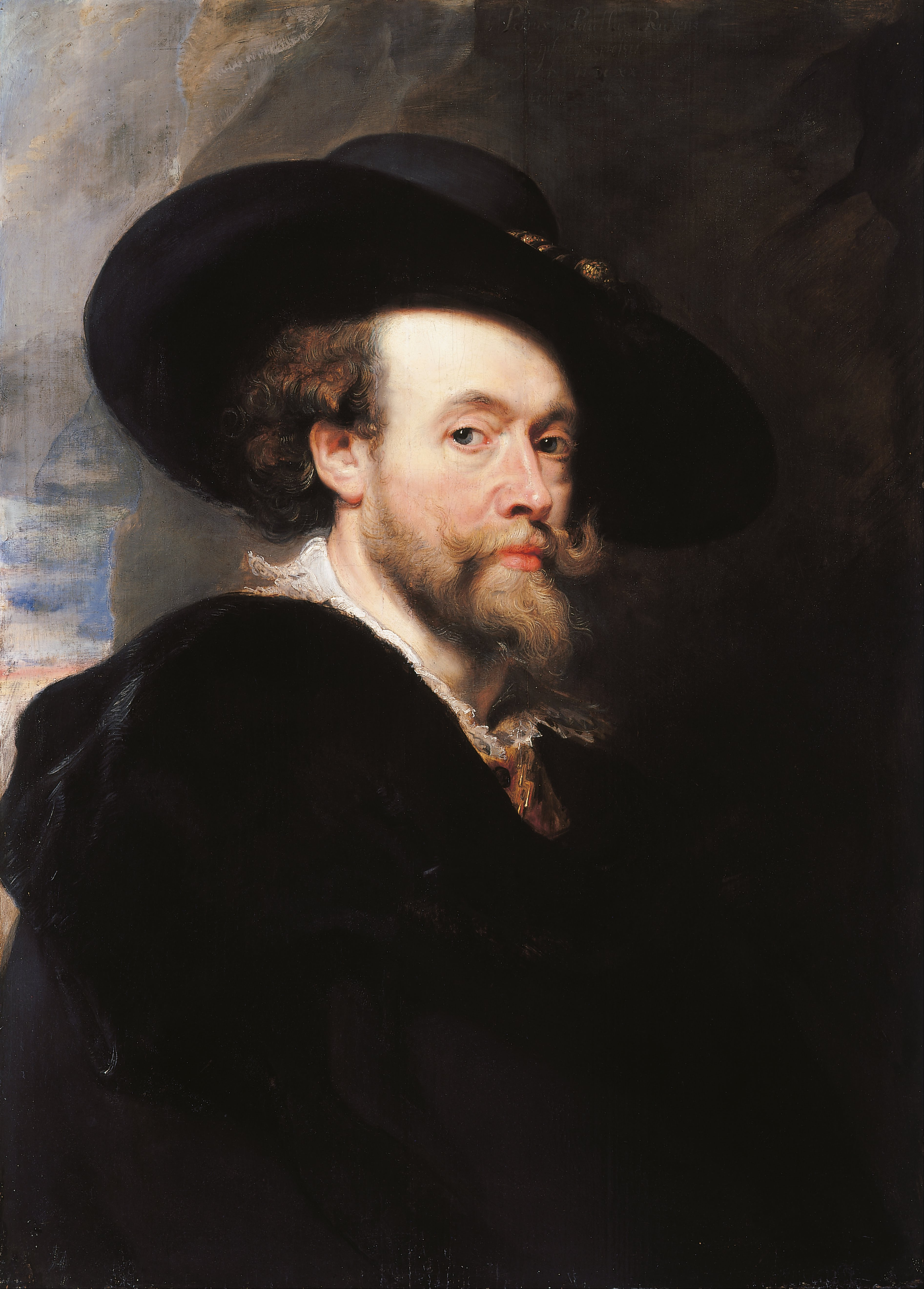
Pierre Paul Rubens vers 1628
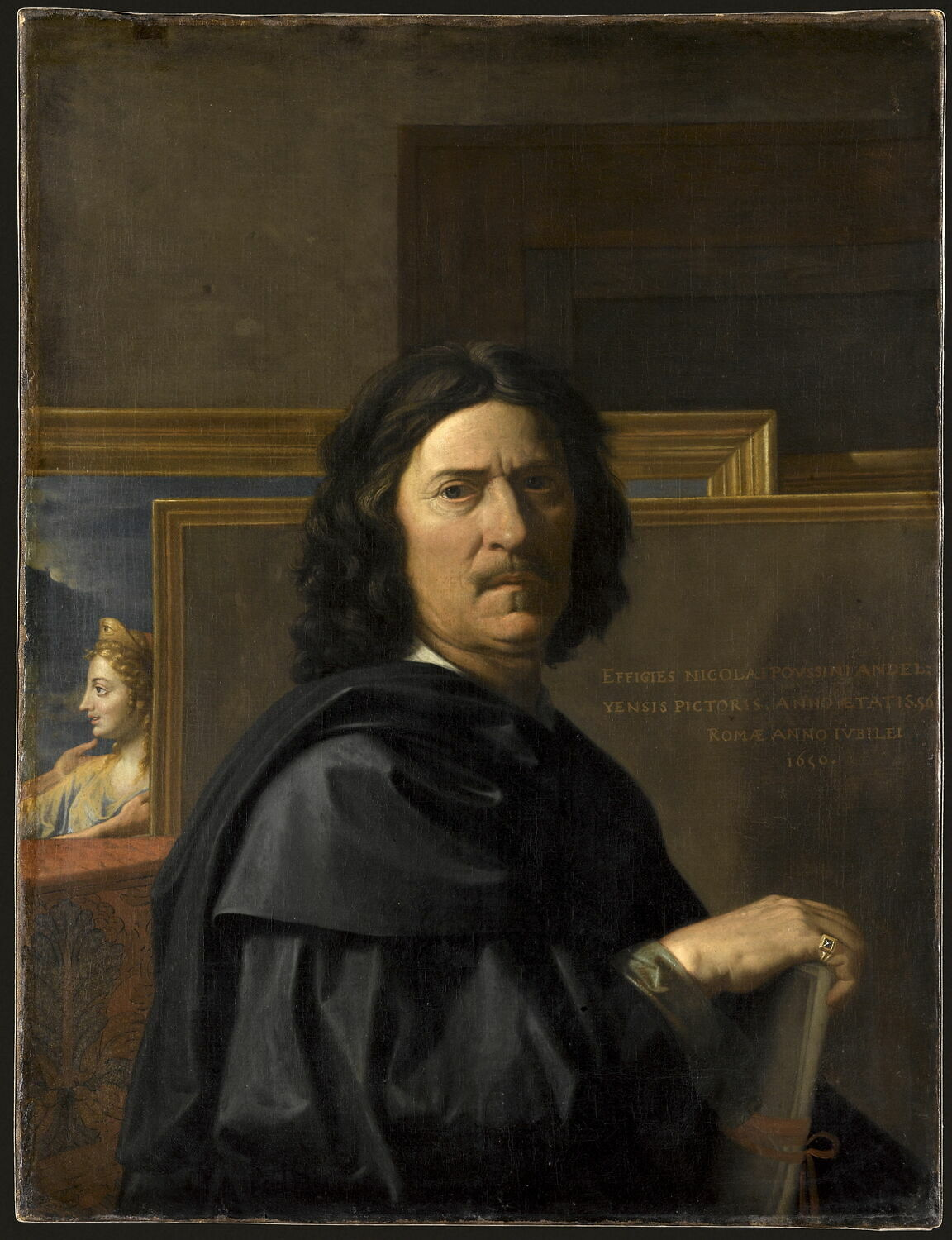
Nicolas Poussin 1650

#### Rembrandt
Le plus marquant des autoportraitistes est sans conteste Rembrandt, qui a consacré près d'une centaine d'œuvres, dessins, gravures ou toiles, à l'image de soi. L'autoportrait apparaît chez lui comme une forme de journal intime, fondant pour la peinture ce que Philippe Lejeune a nommé « le pacte autobiographique ». Son premier autoportrait connu date de 1627, en jeune homme ébouriffé ; son dernier de 1669, quelques semaines avant sa mort. Au fil du temps, nous le voyons vieillir, et se montrer sous des déguisements divers, depuis le jeune homme à l'air timide qui se peint à contre-jour alors qu'il vient d’avoir vingt ans, jusqu'au vieil homme fatigué, ridé, au nez bourgeonnant de 1669.

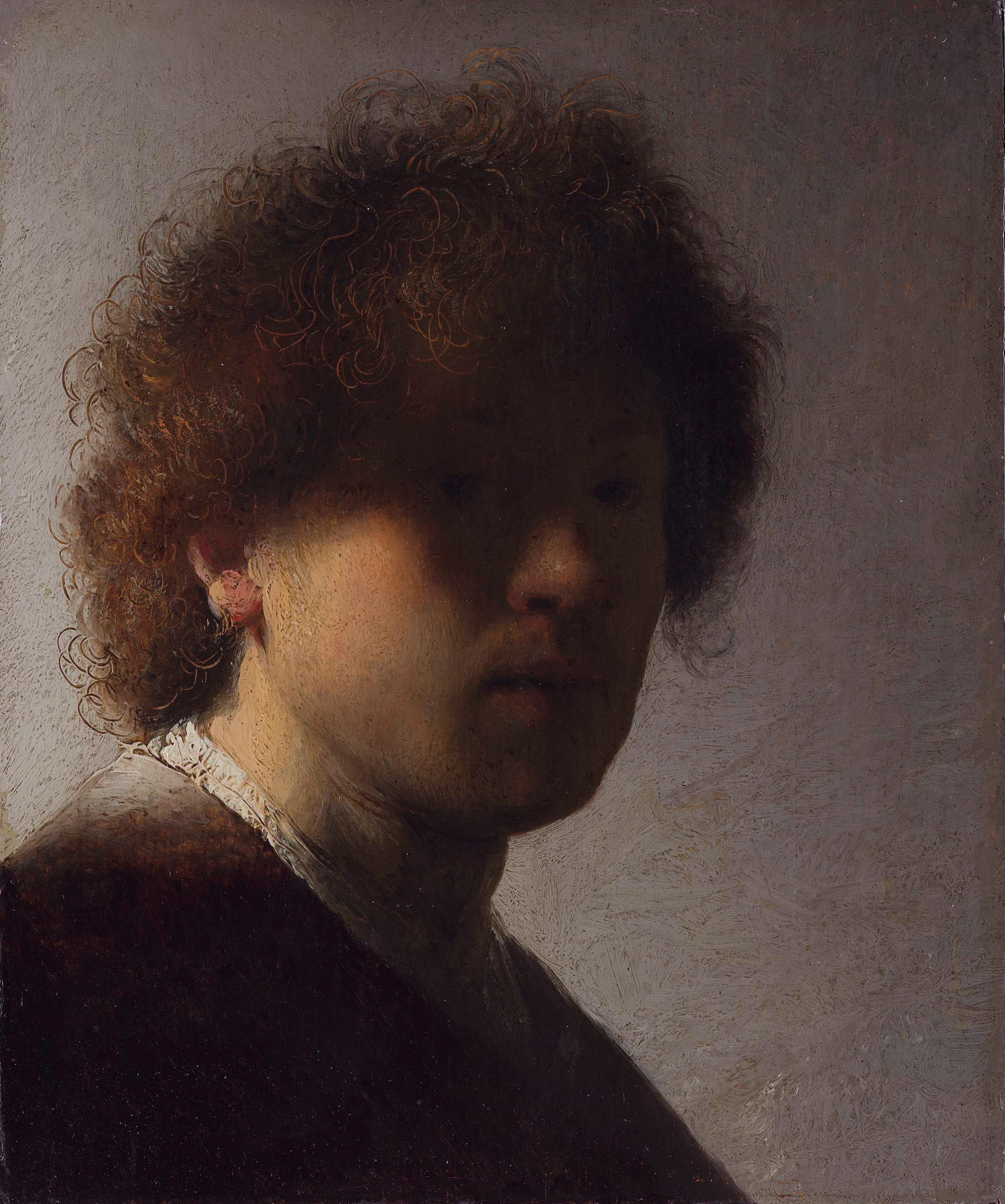
Rembrandt à 22 ans vers 1628
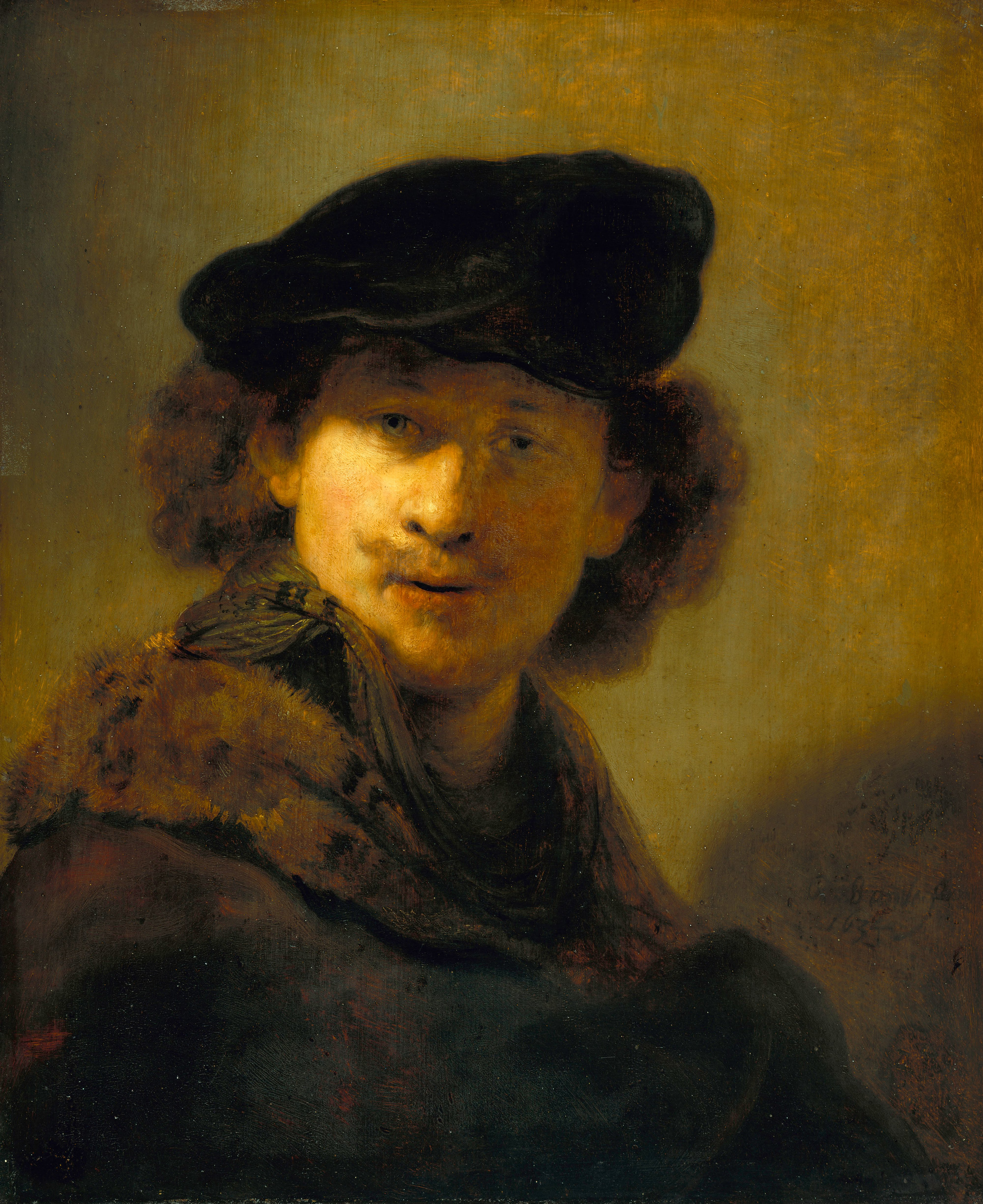
Rembrandt à 28 ans vers 1634
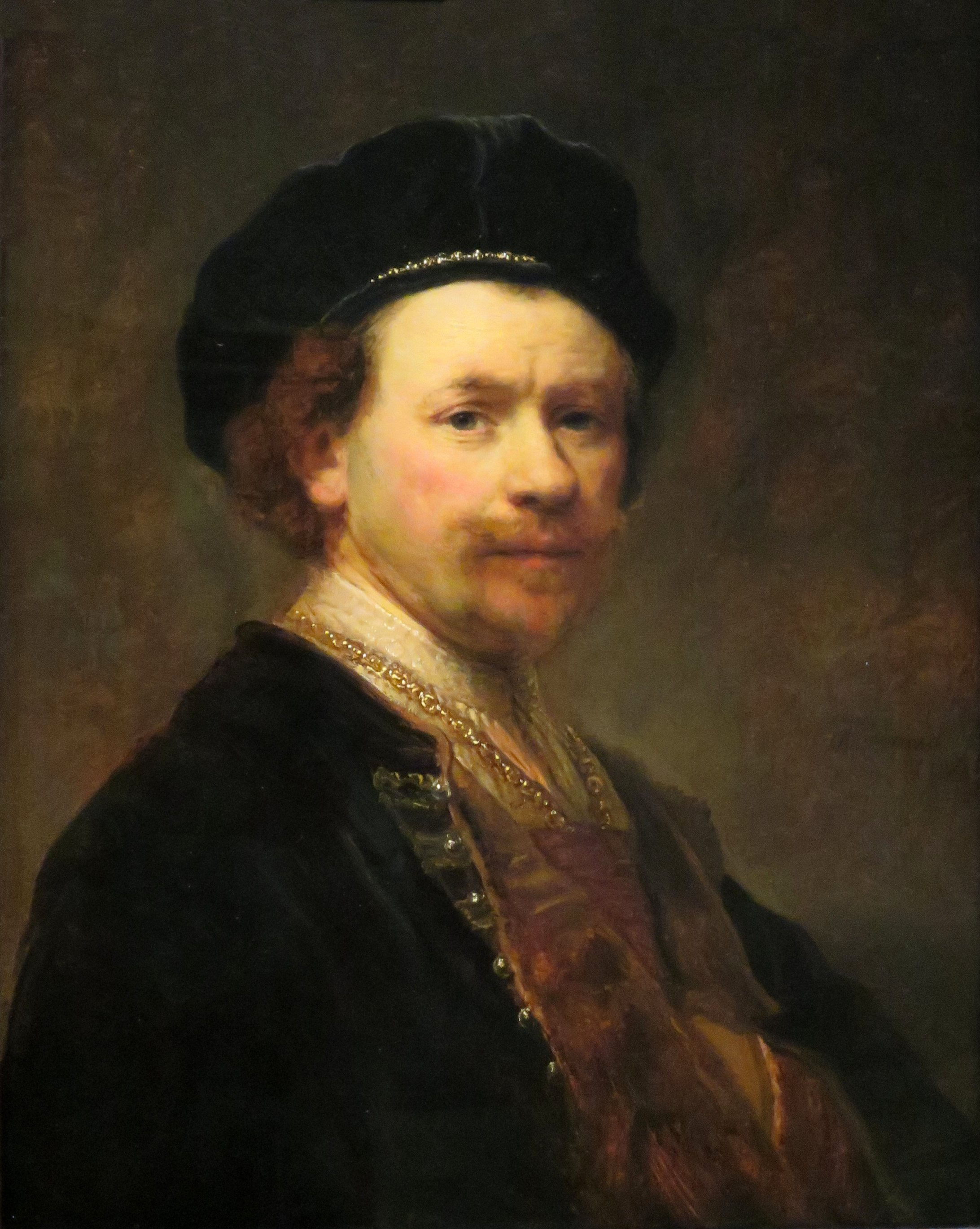
Rembrandt à 35 ans 1641
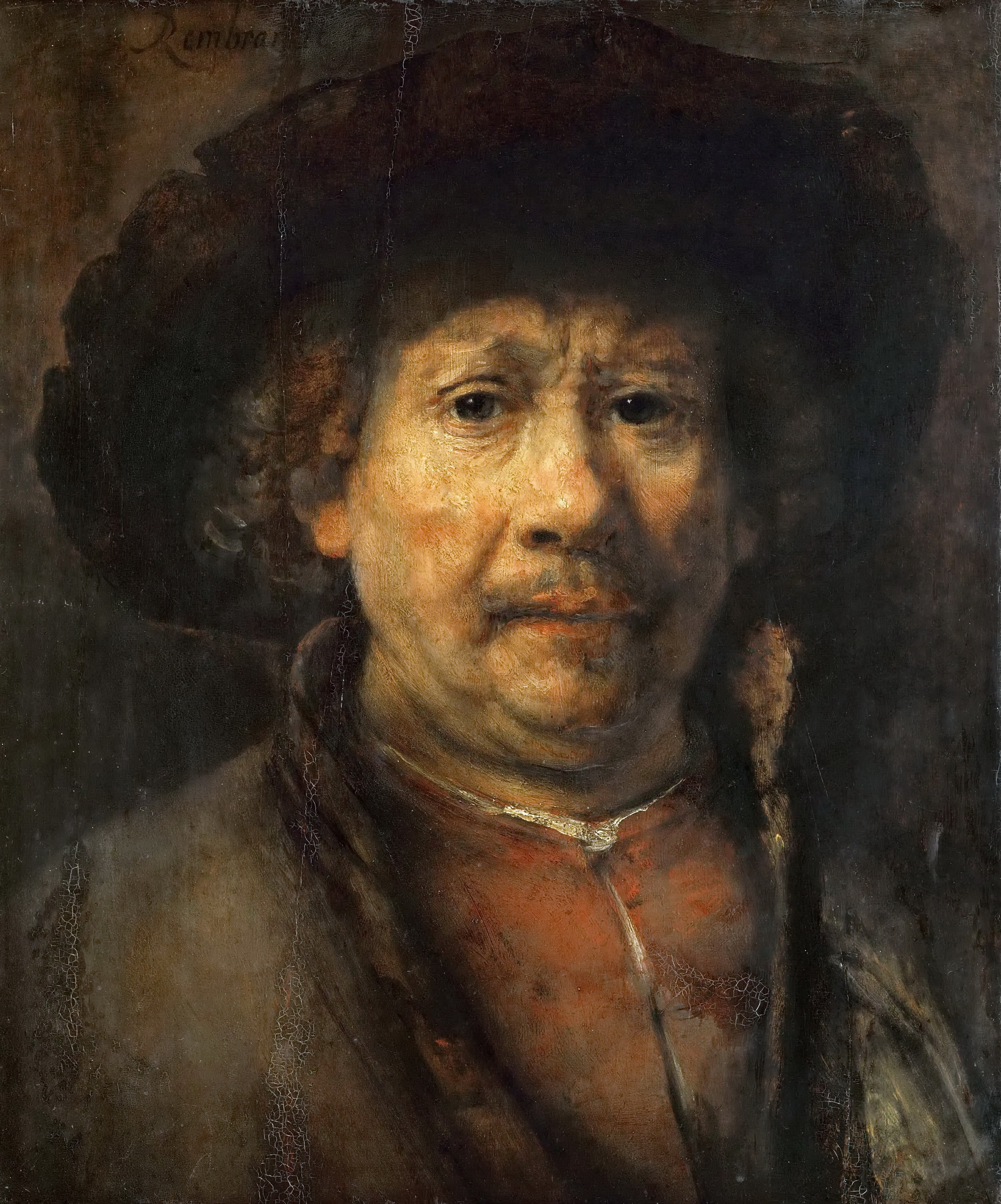
Rembrandt à 49 ans vers 1655
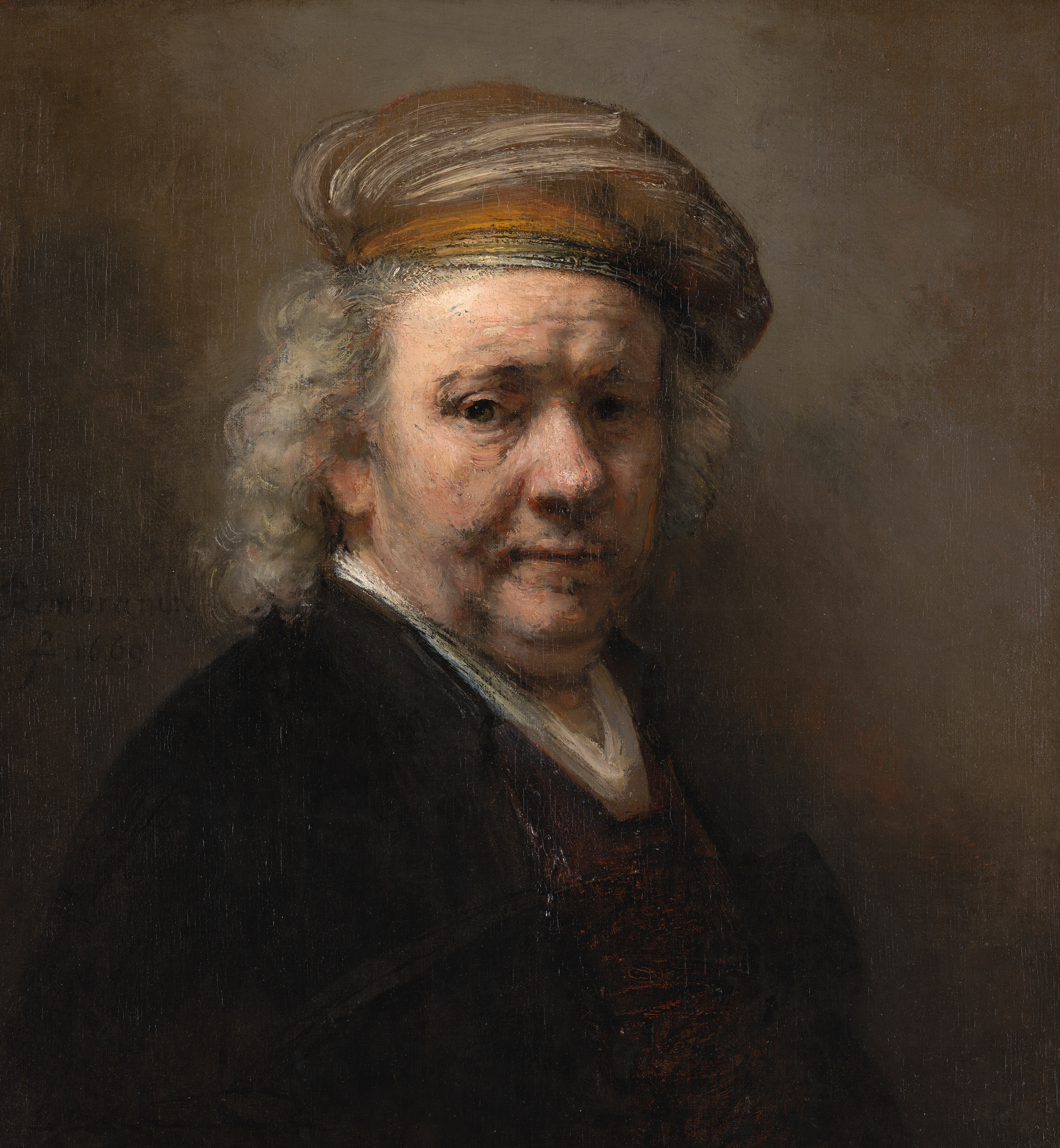
Rembrandt à 63 ans vers 1669

#### Vermeer
L'Art de la peinture de Vermeer (1666) constitue peut-être le premier autoportrait de dos.

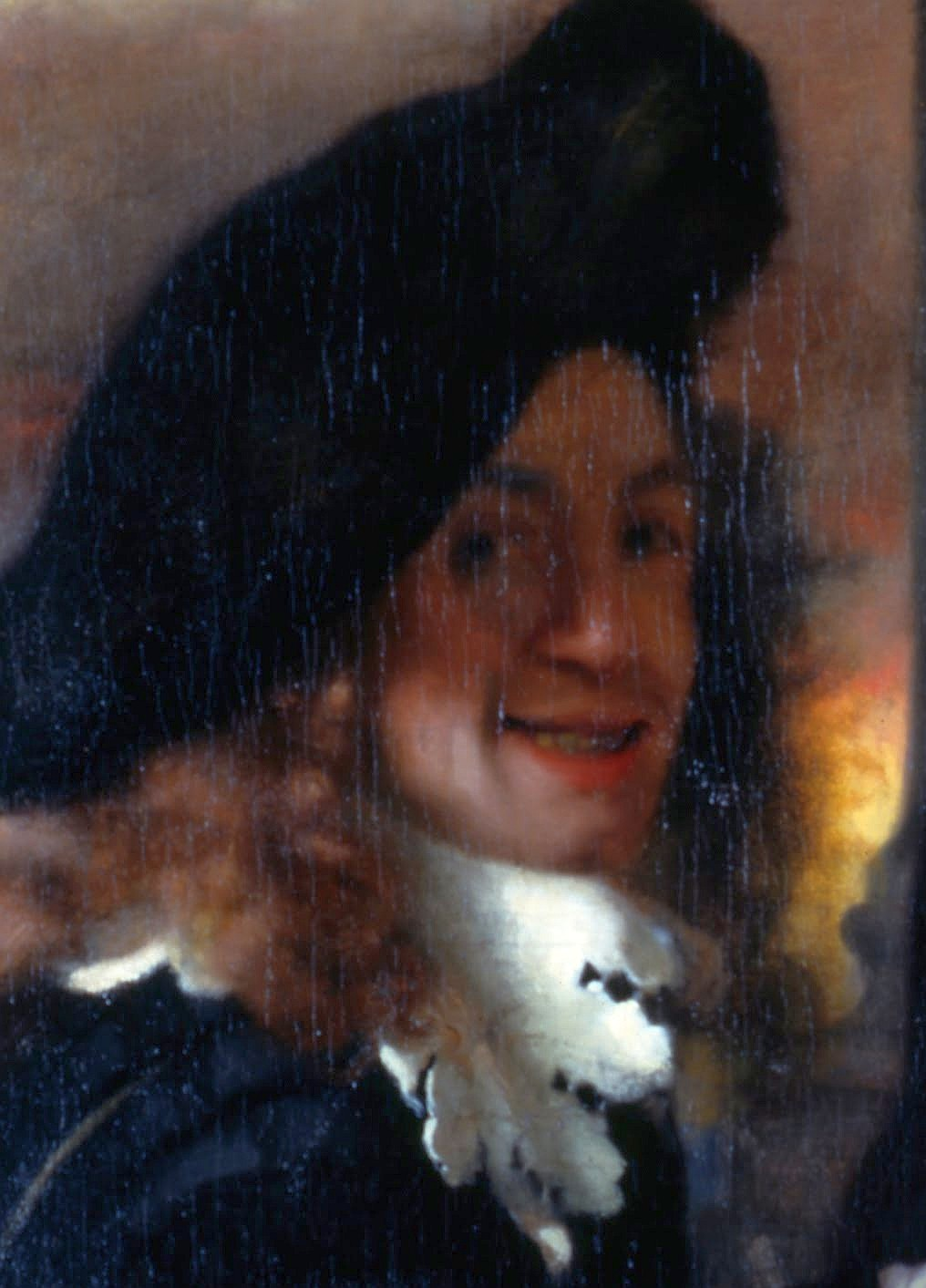
Autoportrait présumé, détail de L'Entremetteuse vers 1650
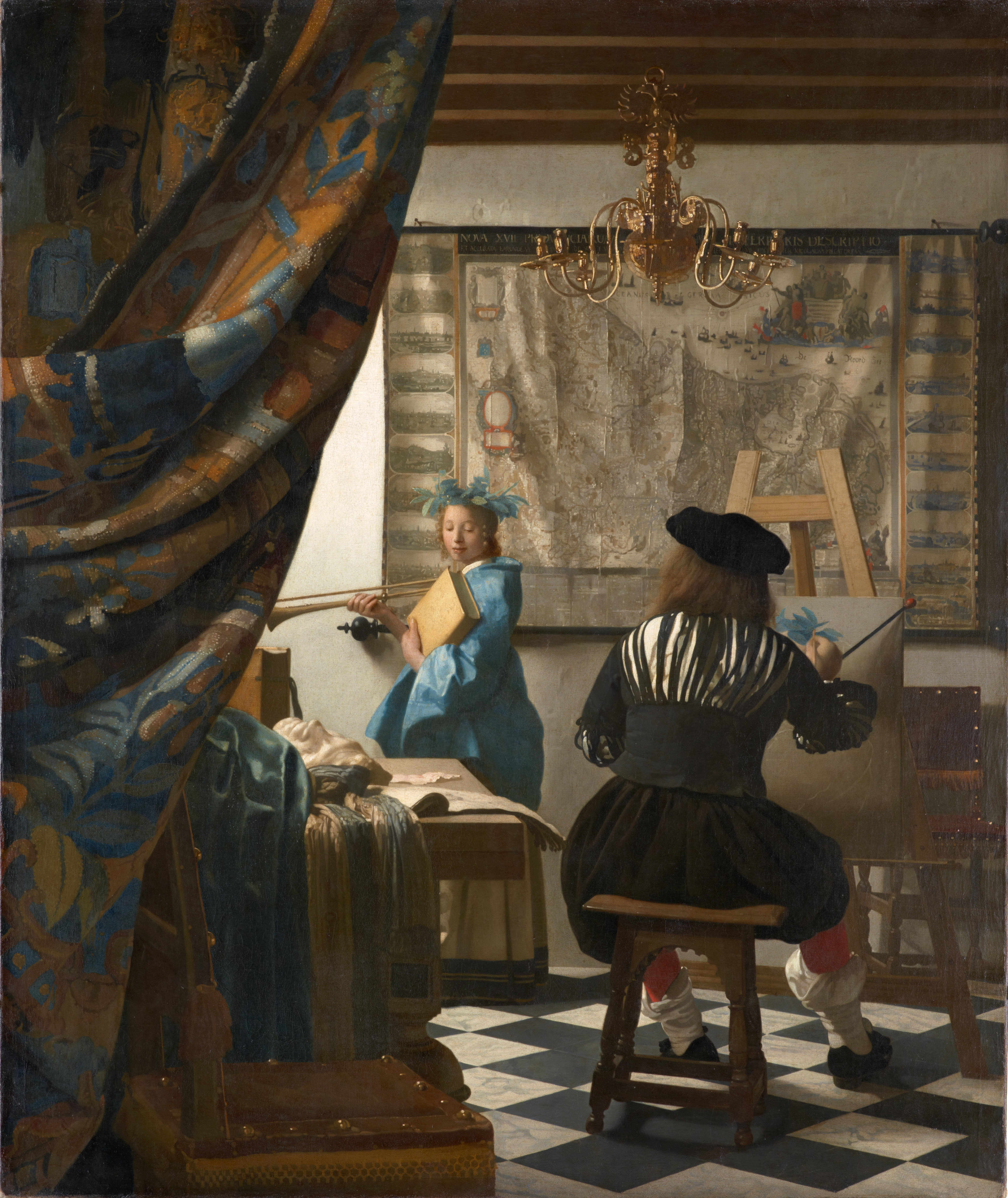
L'Art de la peinture, vers 1656-1657
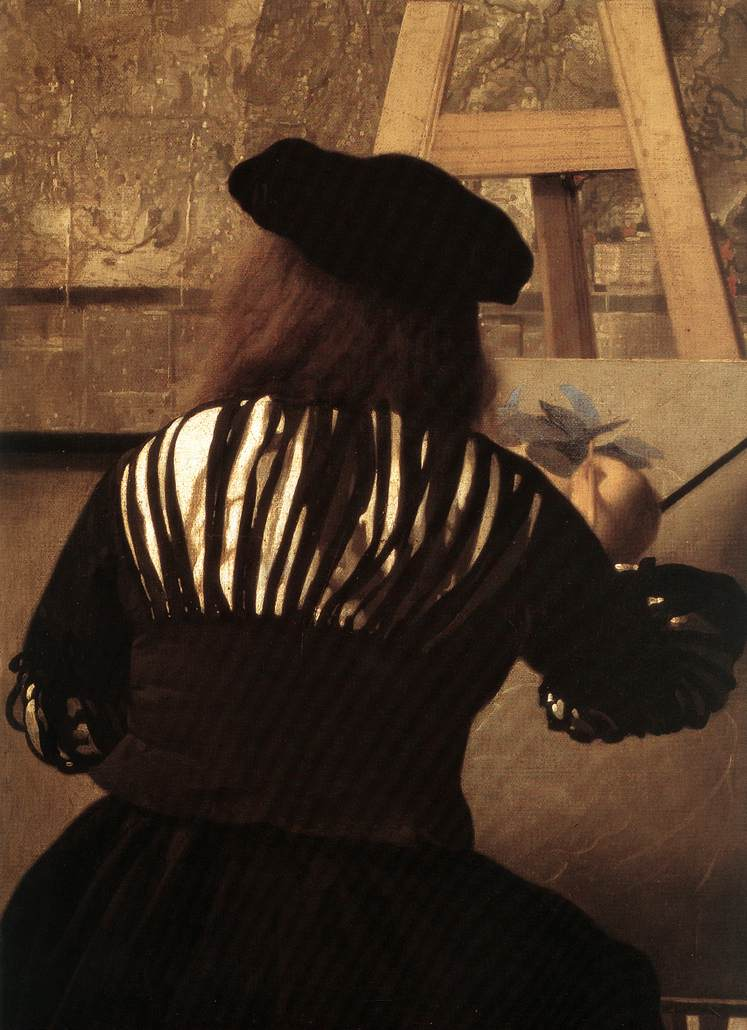
détail de L'Art de la peinture

#### Velasquez
En Espagne, Velasquez bouleverse tous les codes avec ses Ménines (1656-1657).

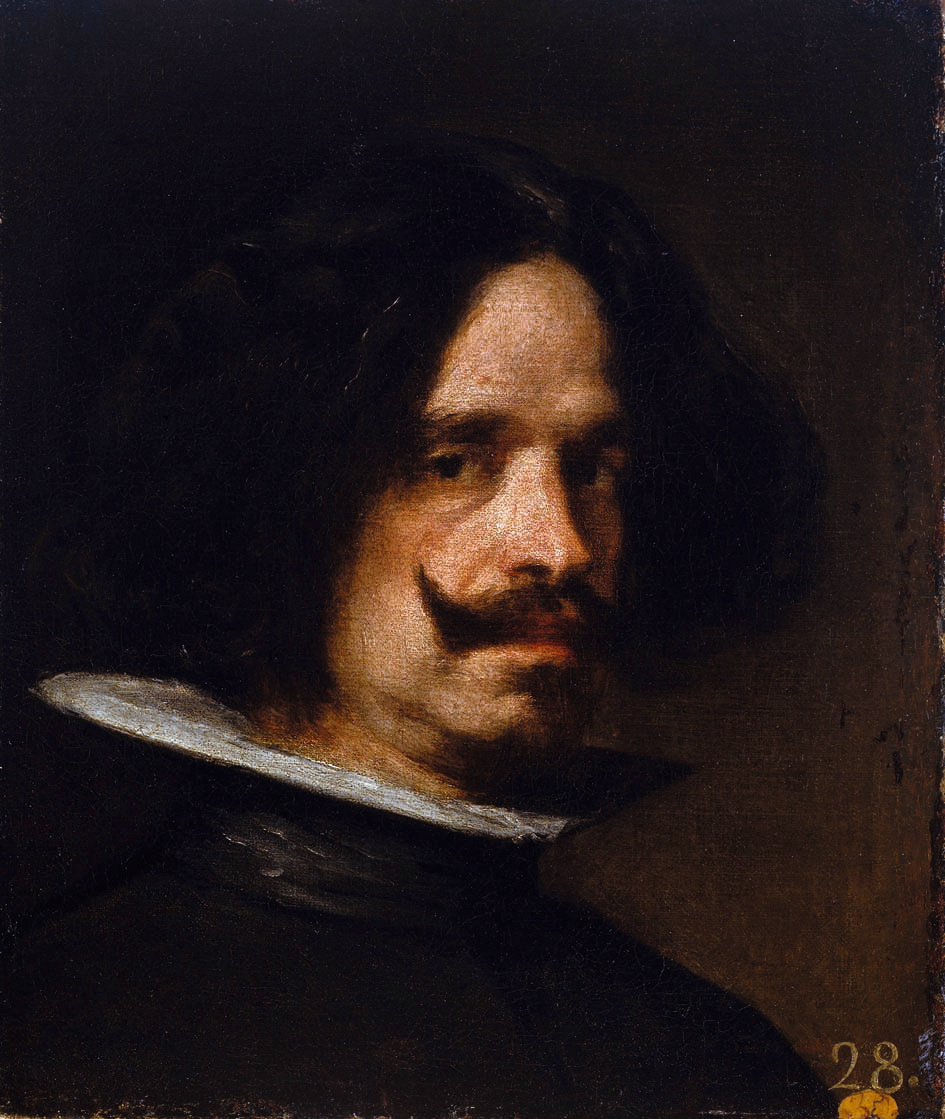
Diego Velázquez vers 1650
Diego Velázquez vers 1656-1657
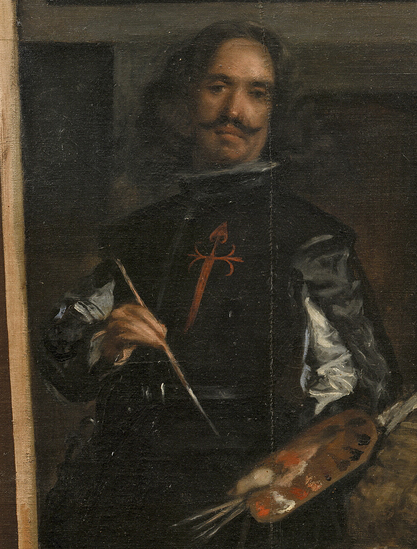
Velasquez, détail des Ménines

#### Le triple autoportrait de Gumpp
Le triple autoportrait d'un peintre peu connu, l'Autrichien Johannes Gumpp constitue en 1646 un exercice de style sans comparaison pour l'époque.

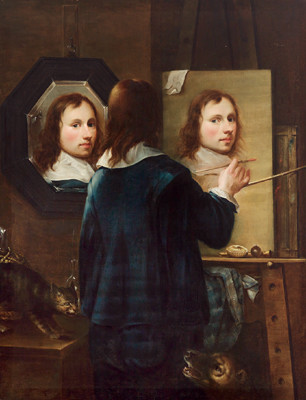
Gumpp,
Autoportrait

Johannes Gumpp
Johannes Gumpp n'est généralement pas reconnu comme un artiste de grande renommée mais il est toutefois l'auteur en 1646 d'un tableau qui constitue une curiosité puisqu'il s'y représente simultanément à trois reprises :
- vu de dos (au centre), en train de peindre ;
- tel qu'il se perçoit dans un miroir (à gauche) ;
- tel qu'il se perçoit dans un tableau qu'il est en train de réaliser (à droite).

### L'époque des Lumières (XVIIIesiècle)

#### La quête d'authenticité
Dès la mort de Louis XIV et plus encore durant la seconde moitié du siècle, un certain nombre d'intellectuels européens manifestent leur lassitude face aux pratiques de vie entretenues par la monarchie absolue, qu'ils jugent conventionnelles et sclérosantes : ils aspirent à une émancipation des individus, tant au plan psychologique et social que politique (démocratie) : le mouvement des Lumières est en marche, porté par une petite partie de l'aristocratie et surtout la bourgeoisie.
Sur le plan artistique, cette mutation se manifeste par un rejet catégorique de l'art officiel, tel que propagé par les académies royales, et l'émergence d'un nouveau lieu d'échanges, le salon, entièrement porté par de nouvelles valeurs, en premier lieu le bonheur et la liberté. C'est ainsi que, dans leurs autoportraits, les artistes aiment se représenter sans fard, dans des postures témoignant à la fois une certaine décontraction et la fierté de prendre de l'ascendant dans la société. En France, les sourires malicieux affichés par Quentin de La Tour sont particulièrement représentatifs de cette évolution.

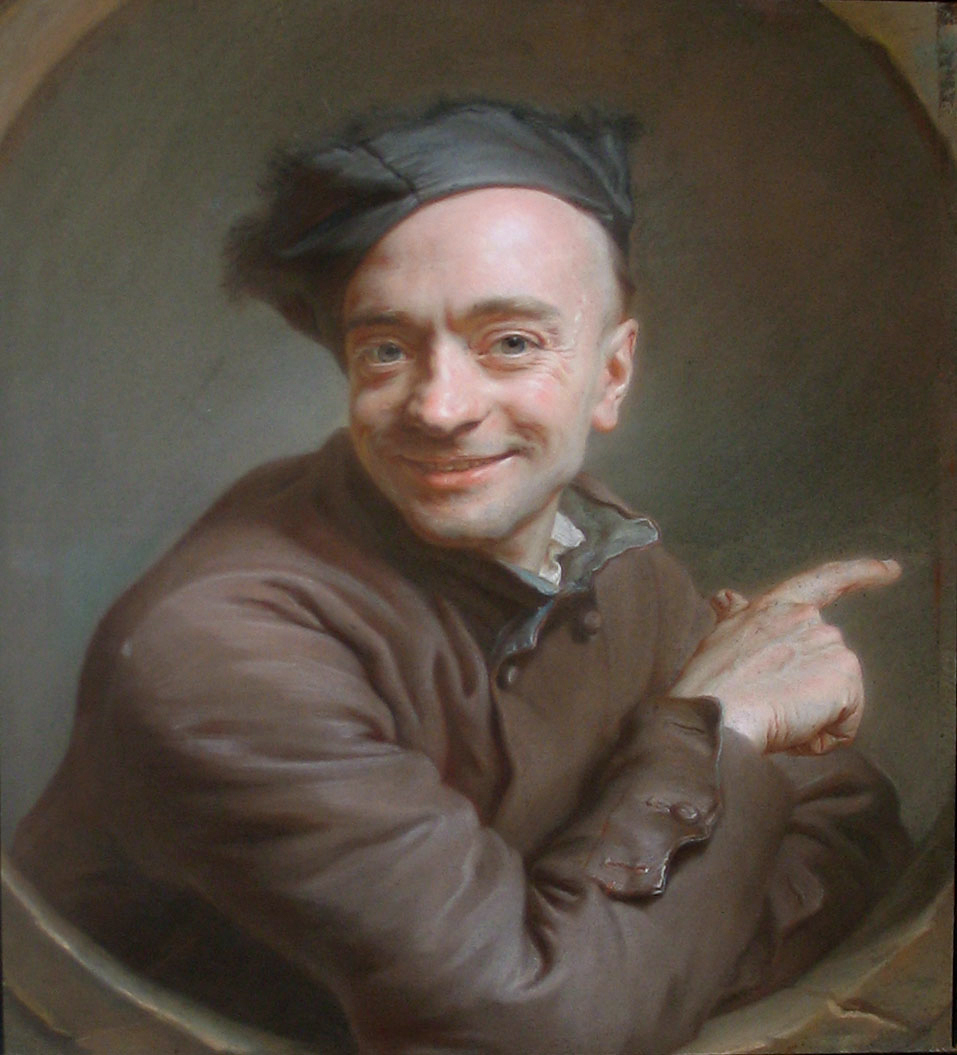
Quentin de La Tour 1733
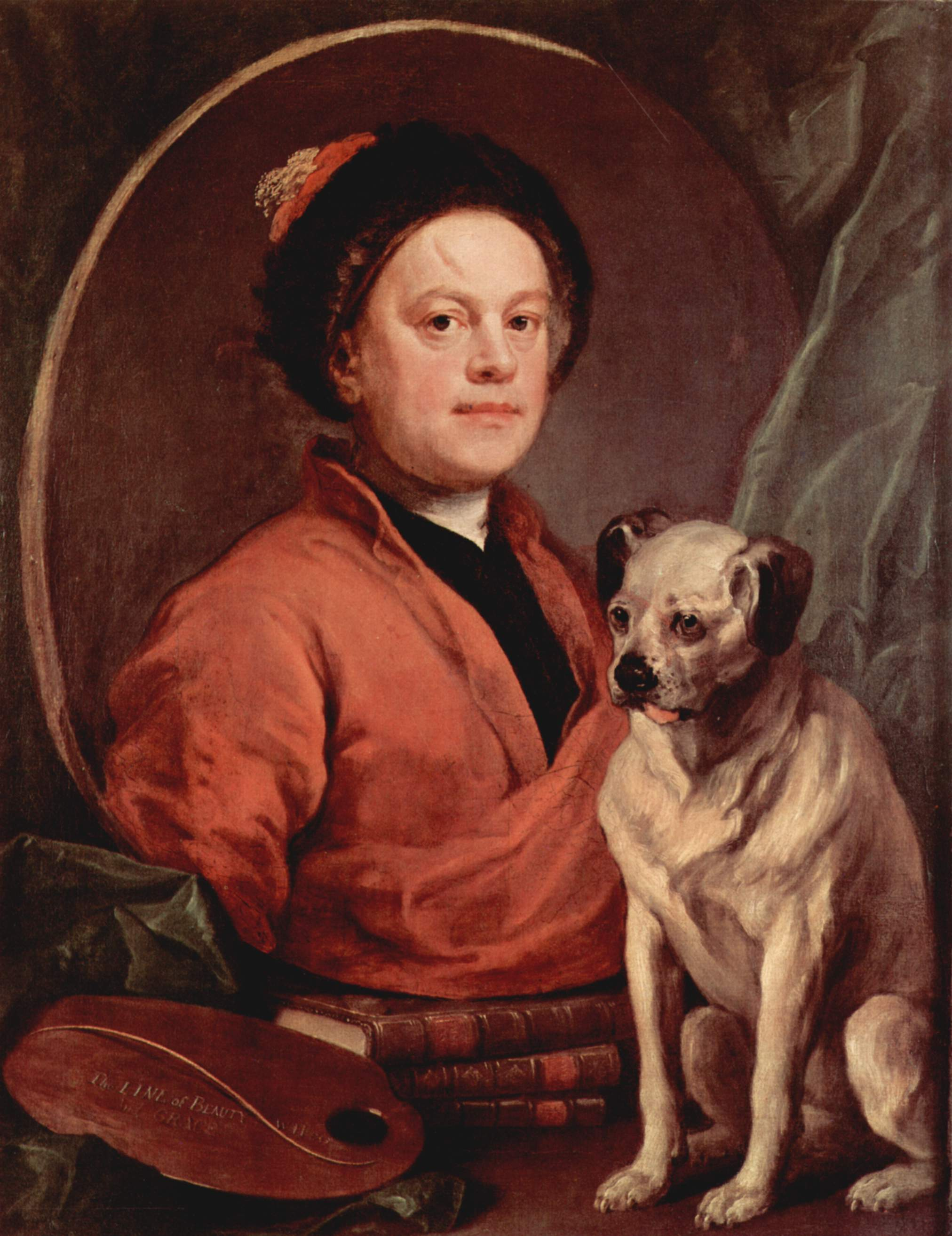
William Hogarth 1745
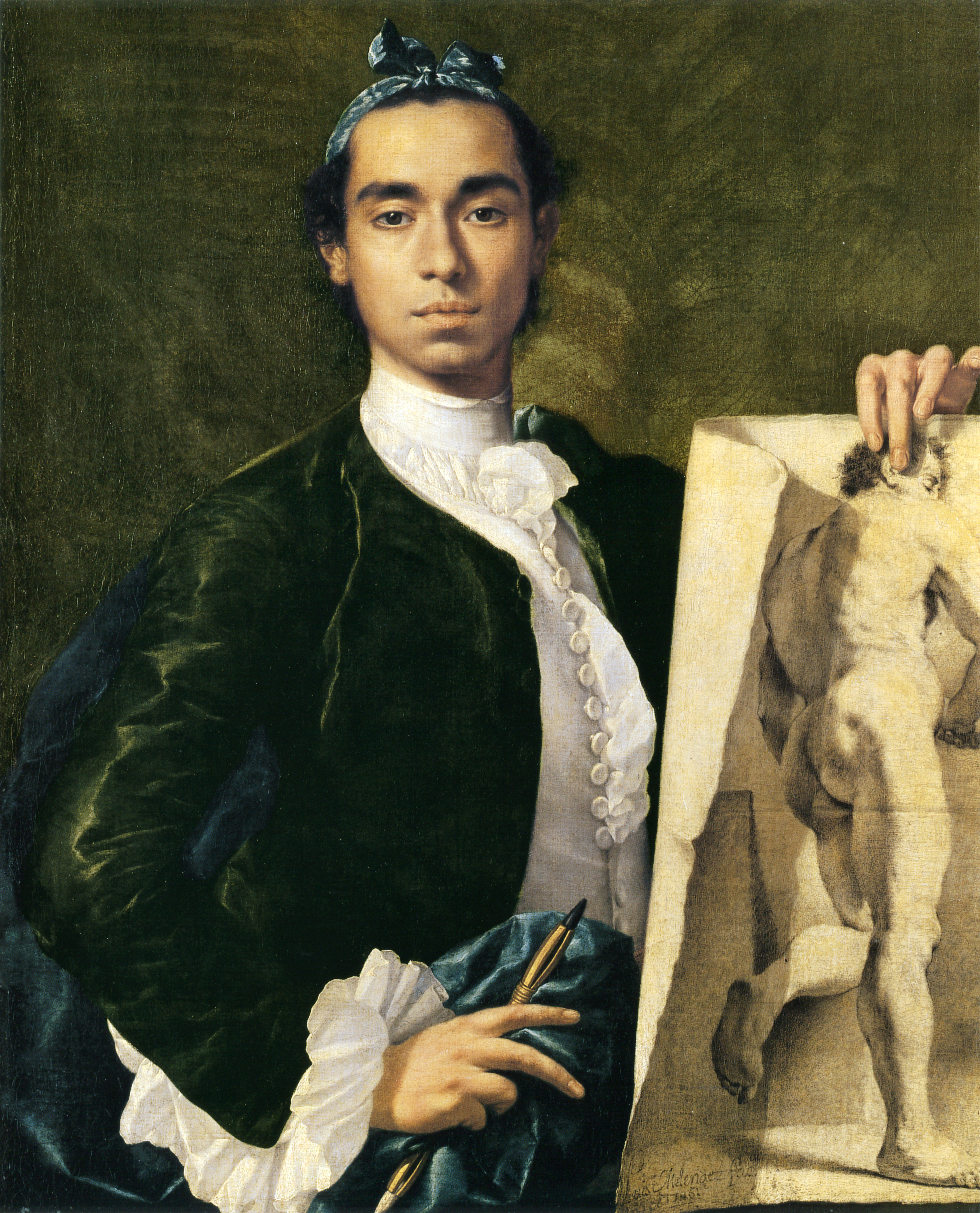
Luis Meléndez 1746
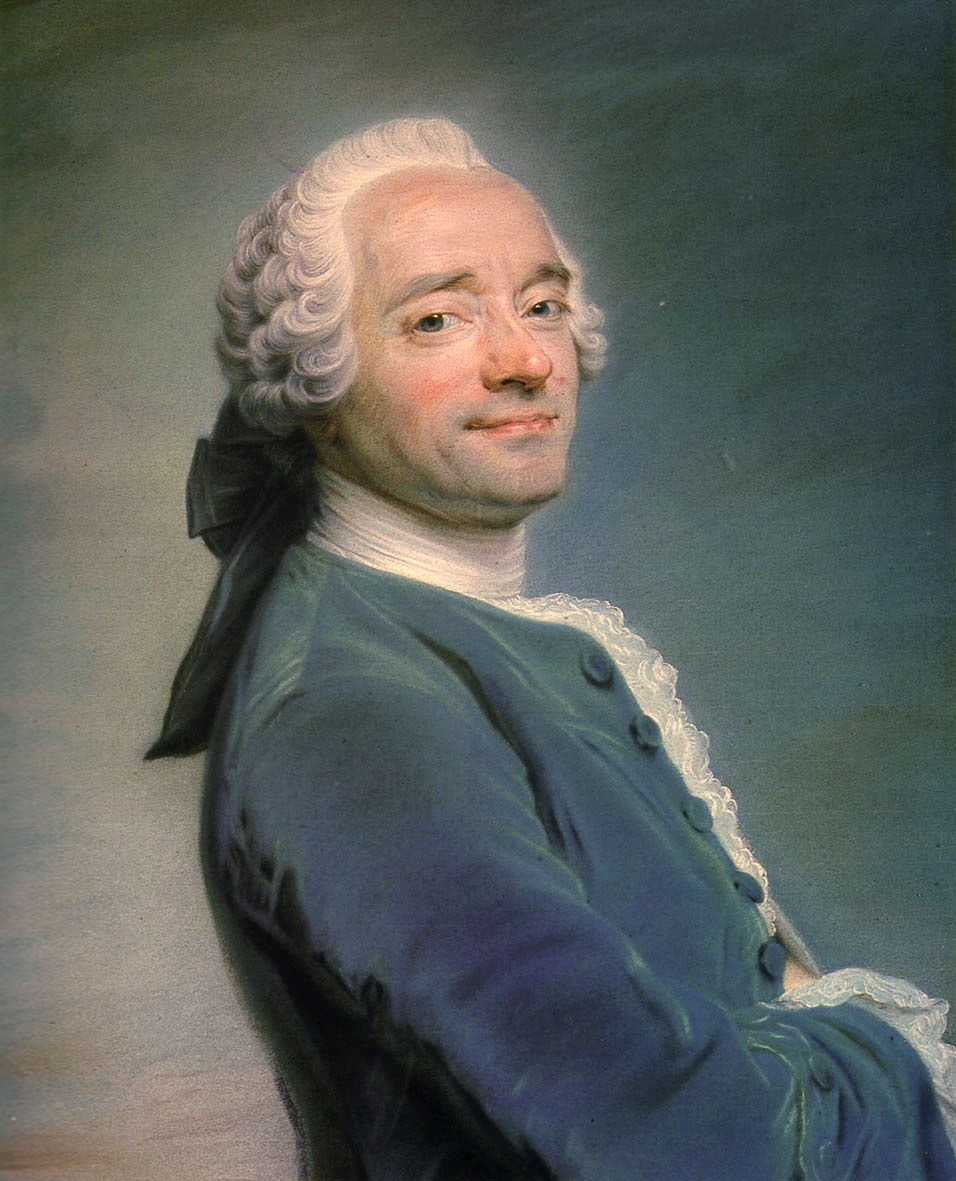
Quentin de La Tour 1750
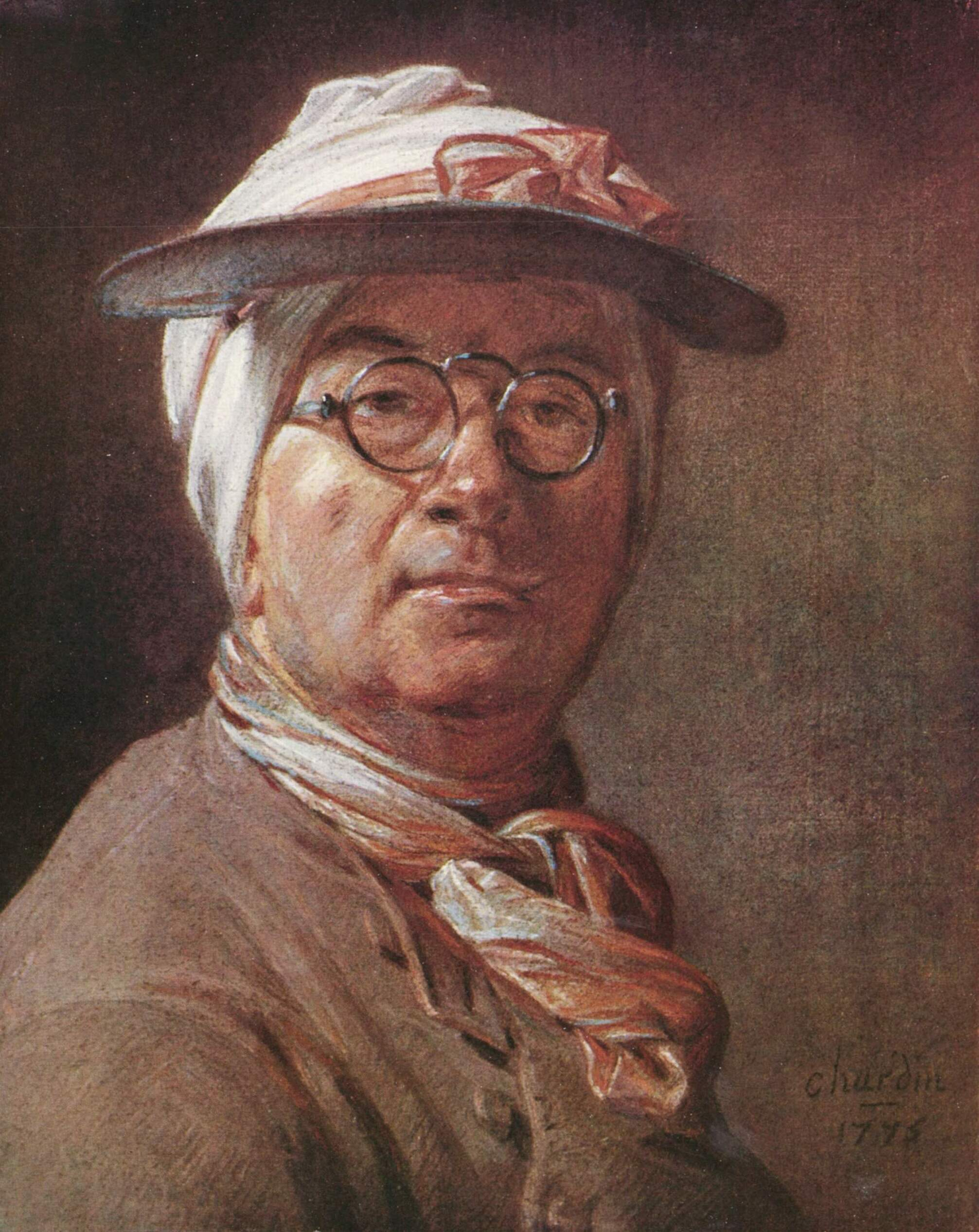
J.B.S. Chardin 1775
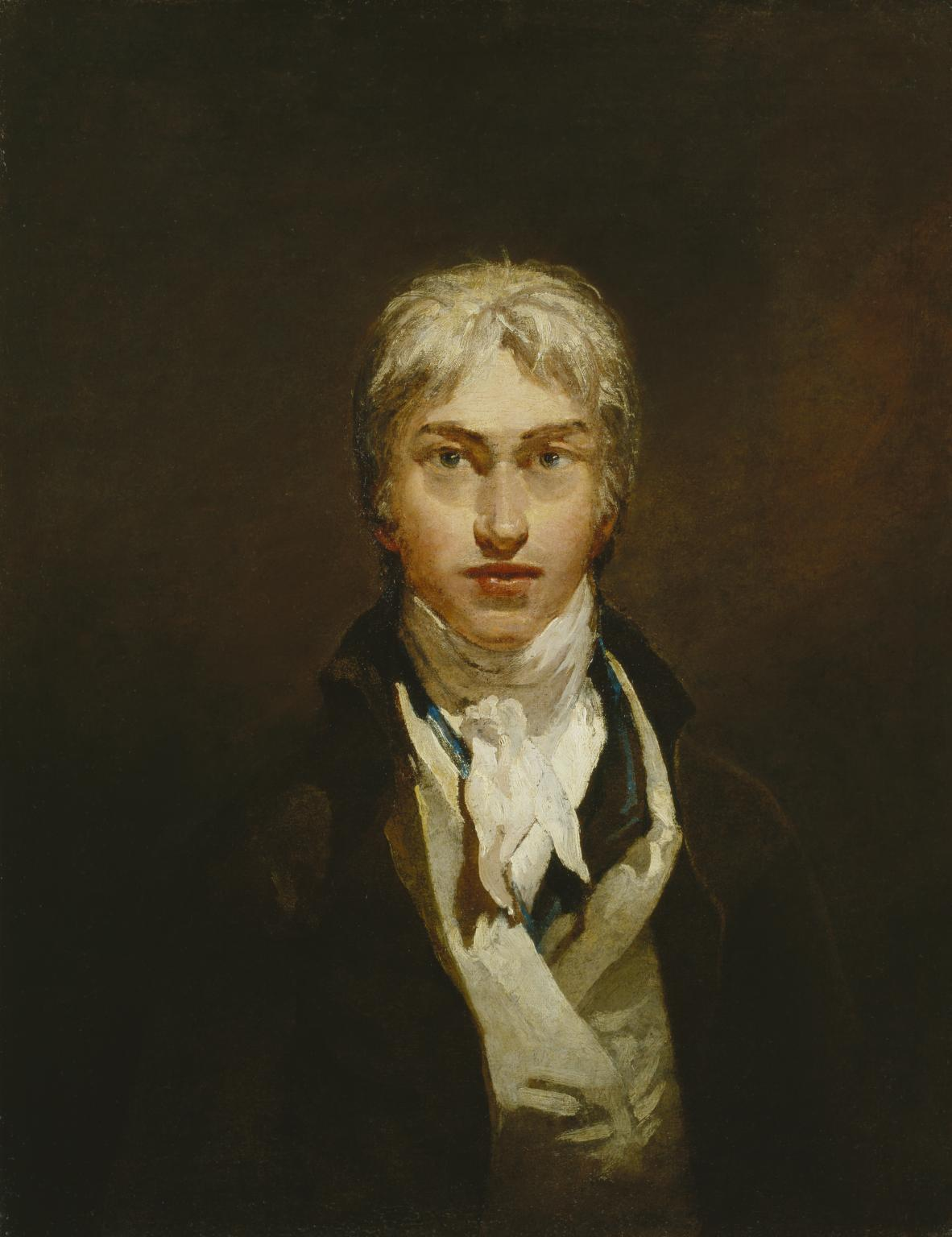
J. M. W. Turner 1789
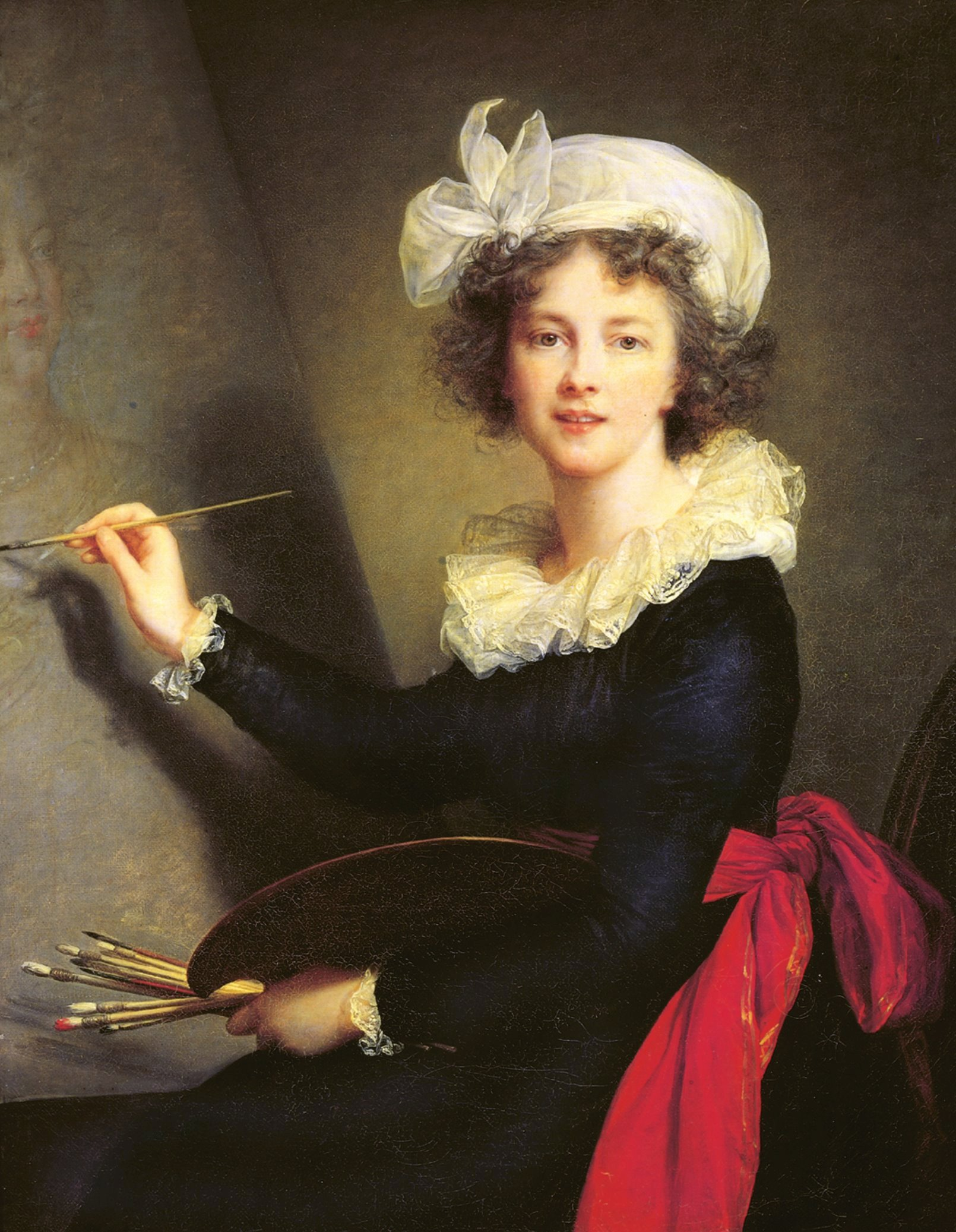
Élisabeth Vigée Le Brun 1790

### L'affirmation de «l'individu» (finXVIIIesiècle/XIXesiècle)

#### Néo-classicisme

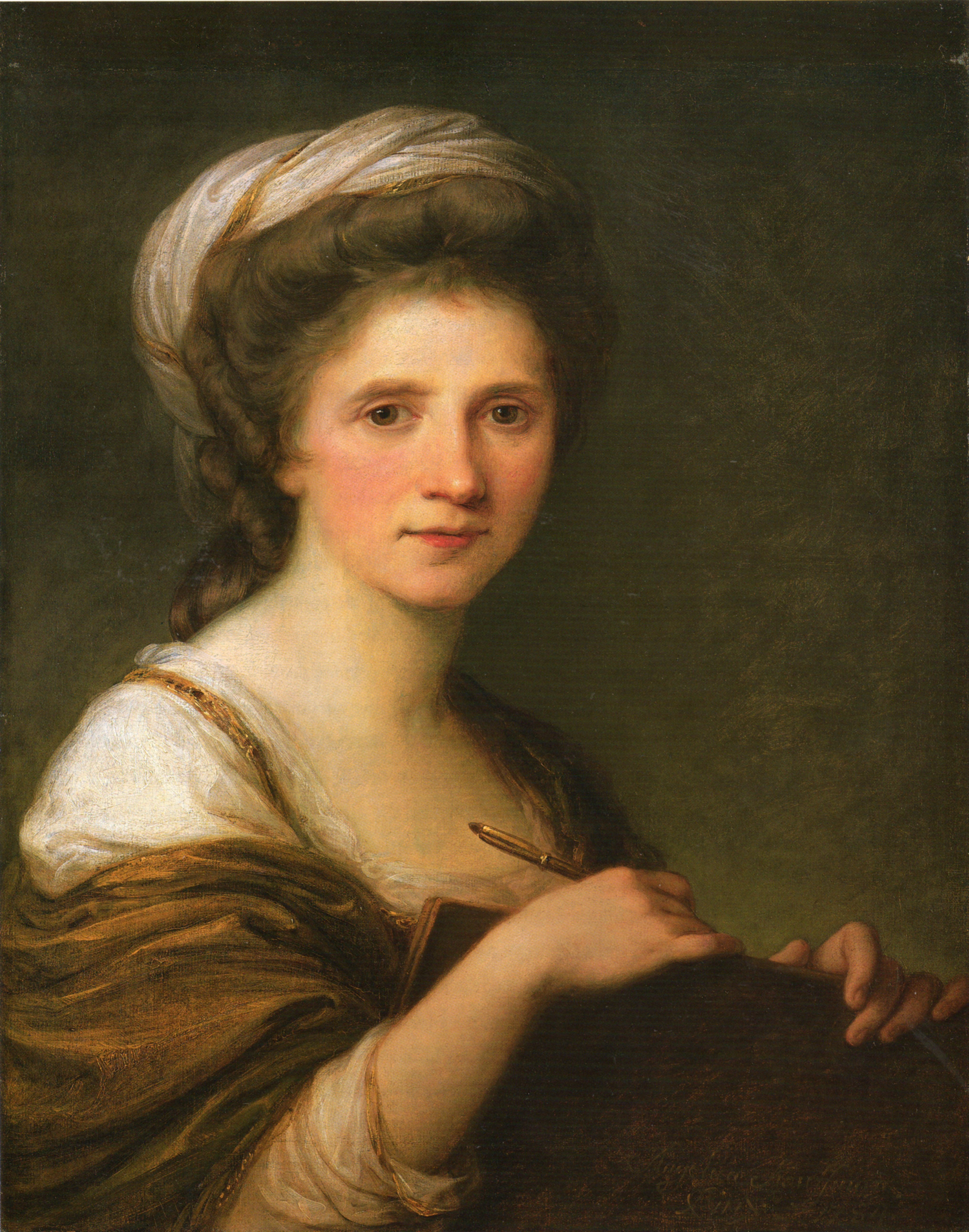
Angelika Kauffmann vers 1758-1759
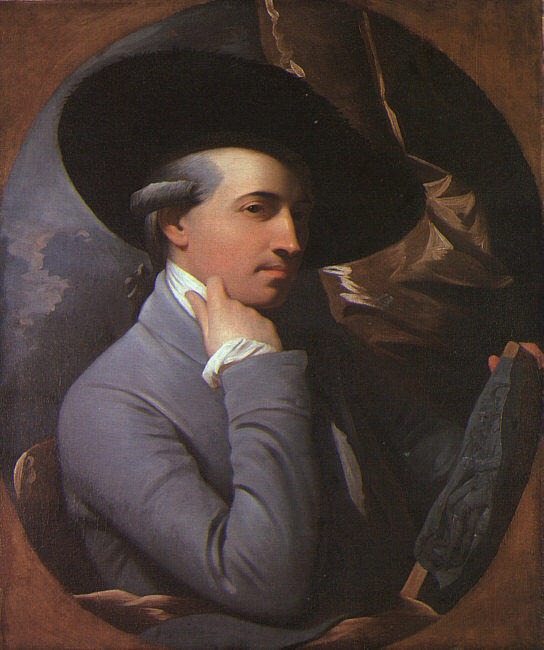
Benjamin West 1770
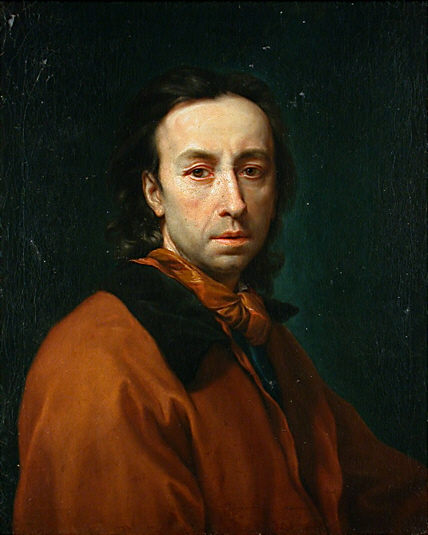
Anton Raphael Mengs 1773
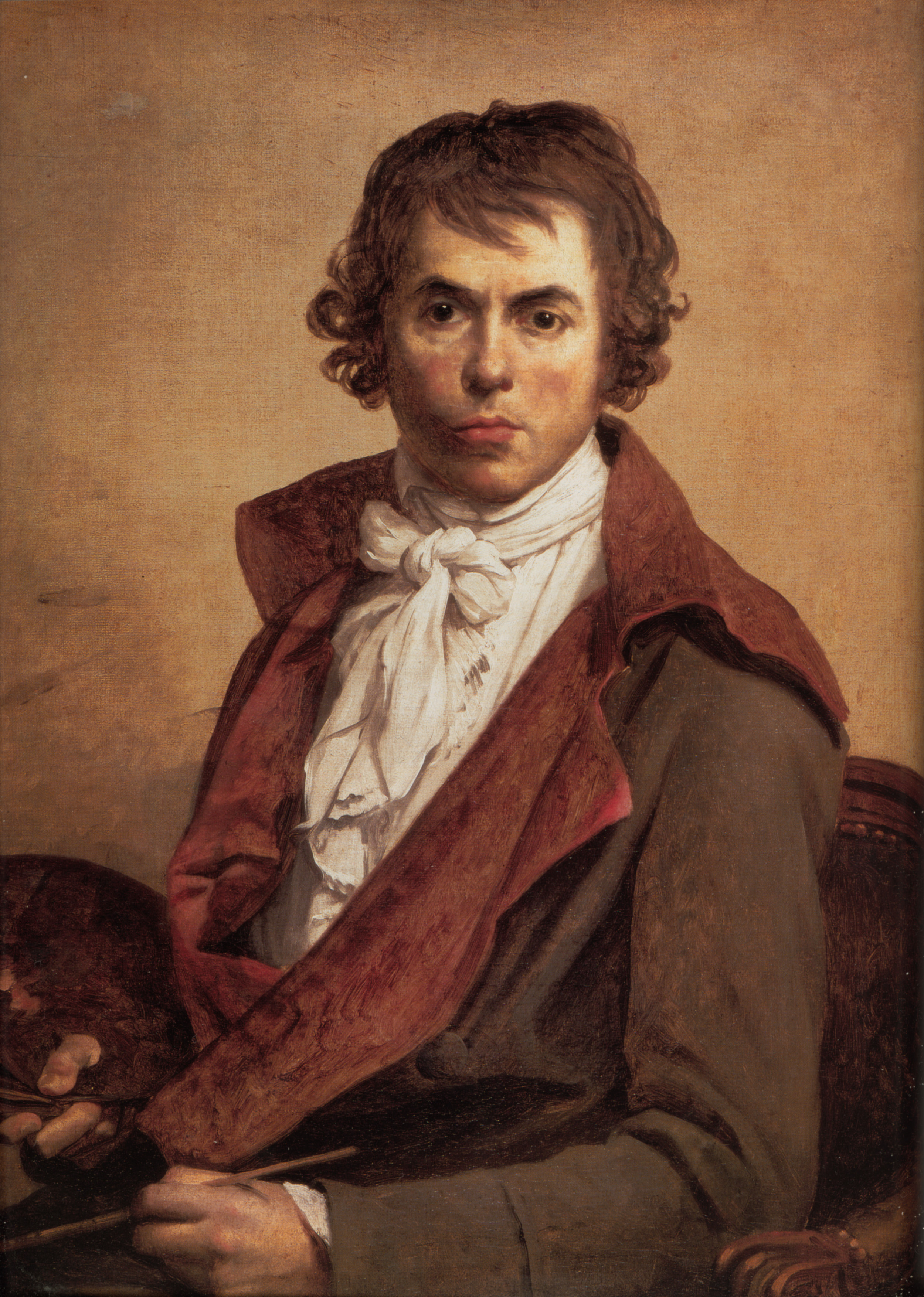
Jacques-Louis David 1795
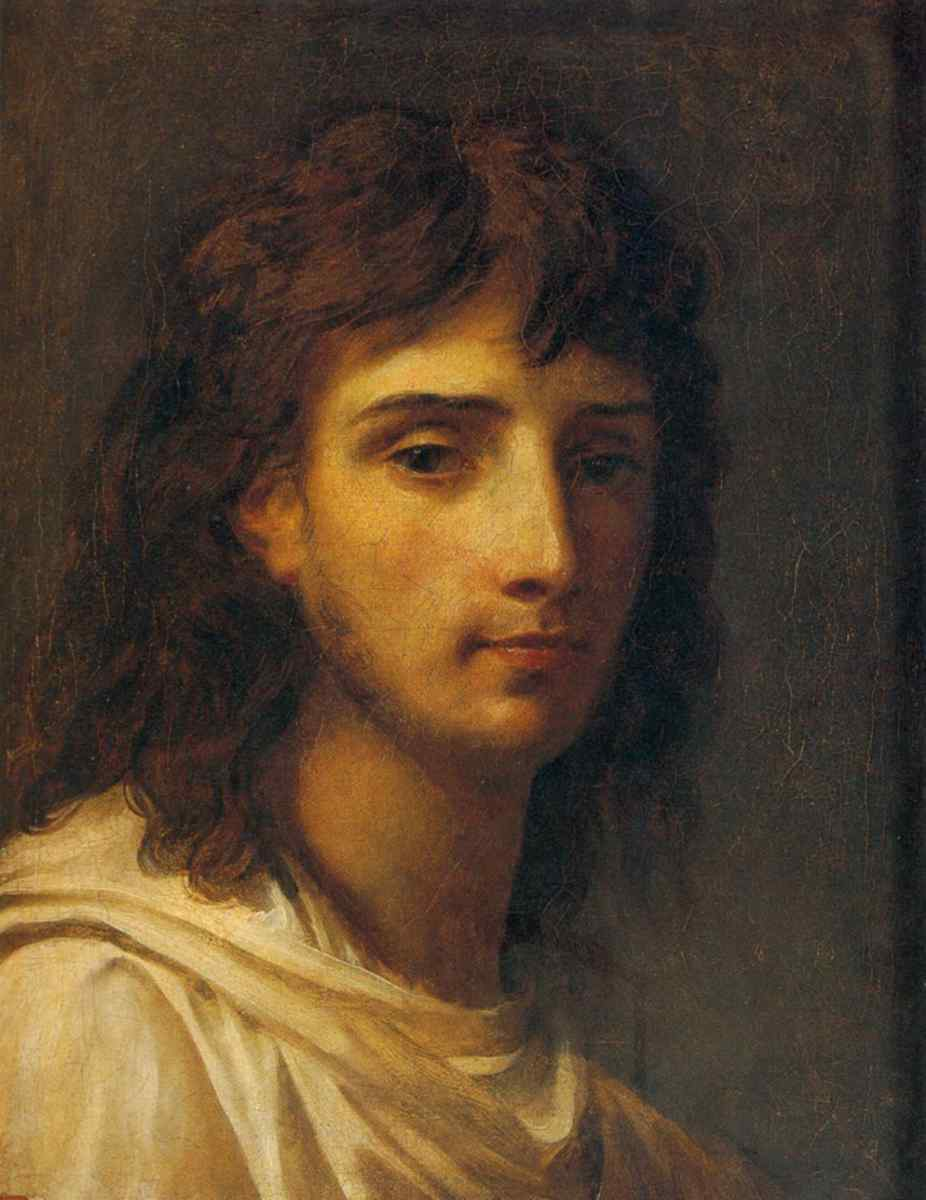
Antoine-Jean Gros 1795
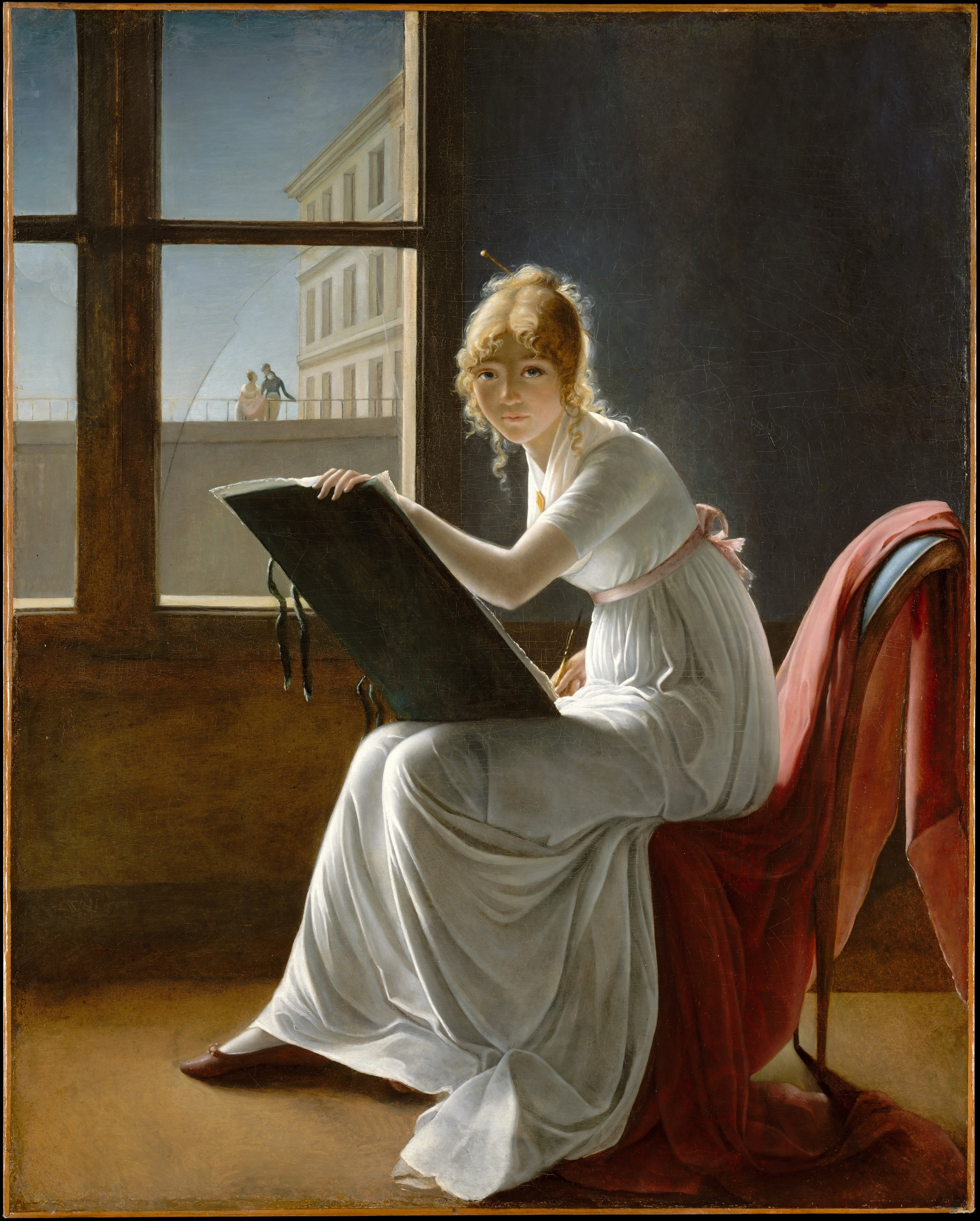
Marie-Denise Villers 1801
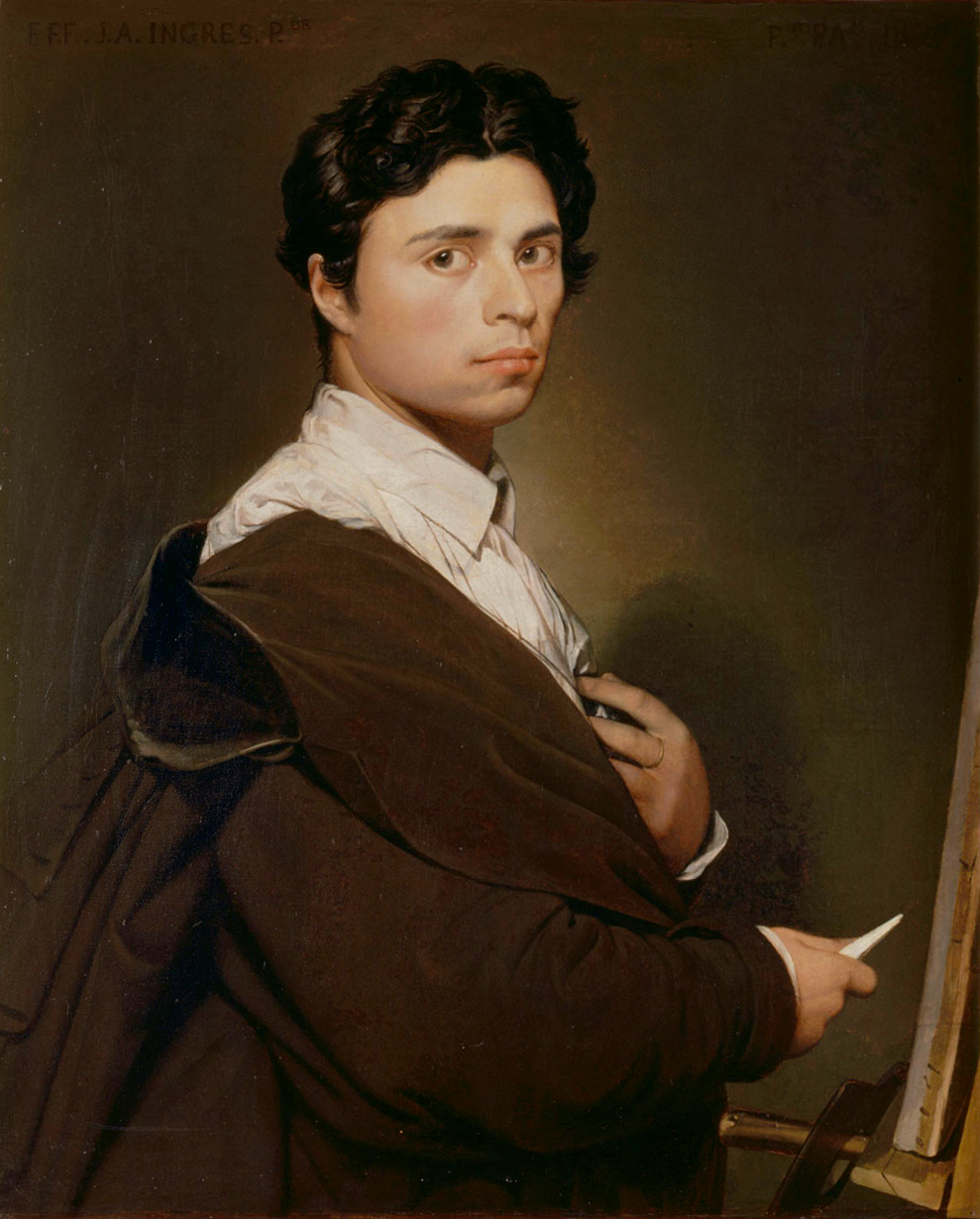
Dominique Ingres 1804
Antonio Canova 1804

#### Pré-romantisme et romantisme

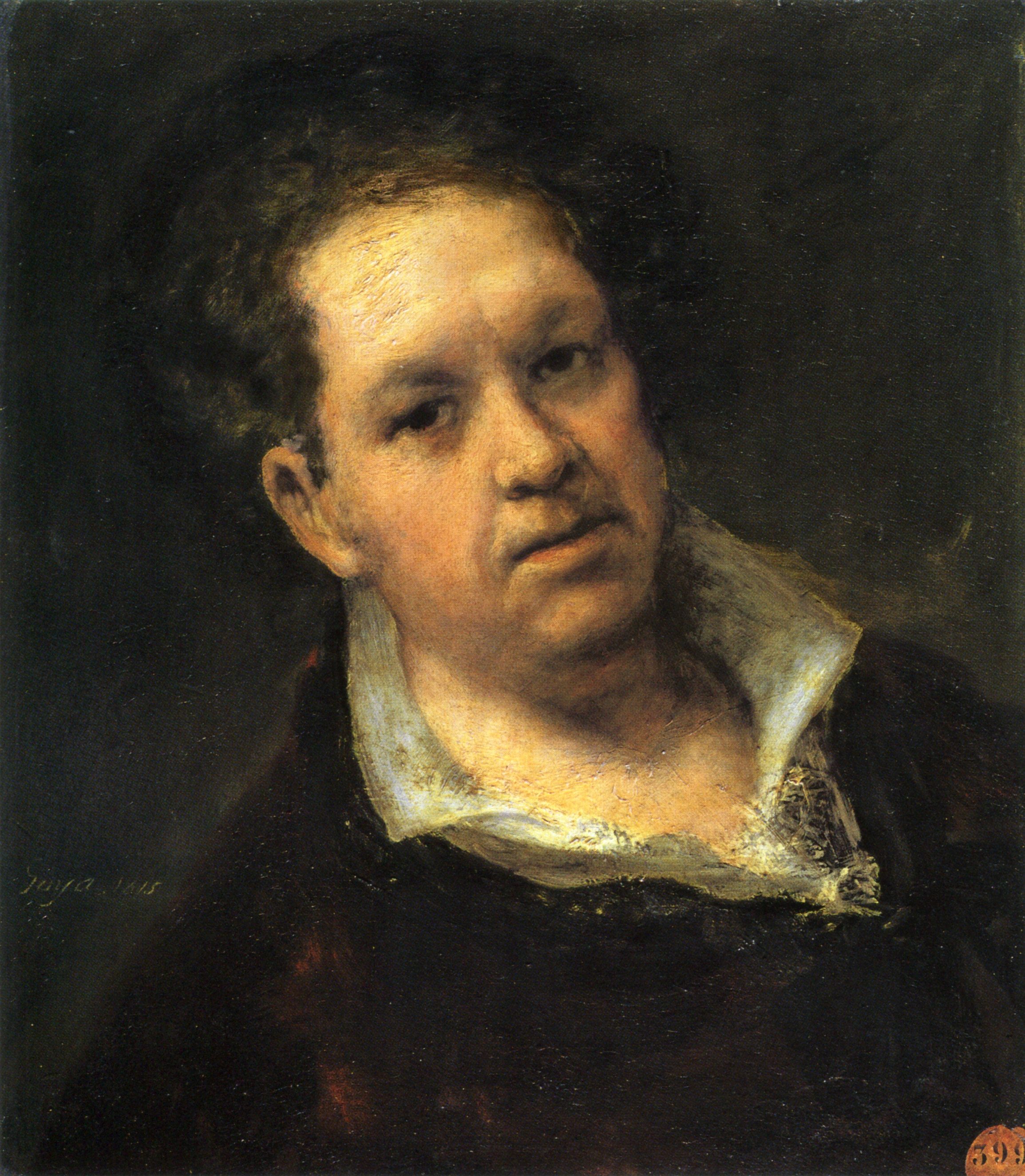
1815
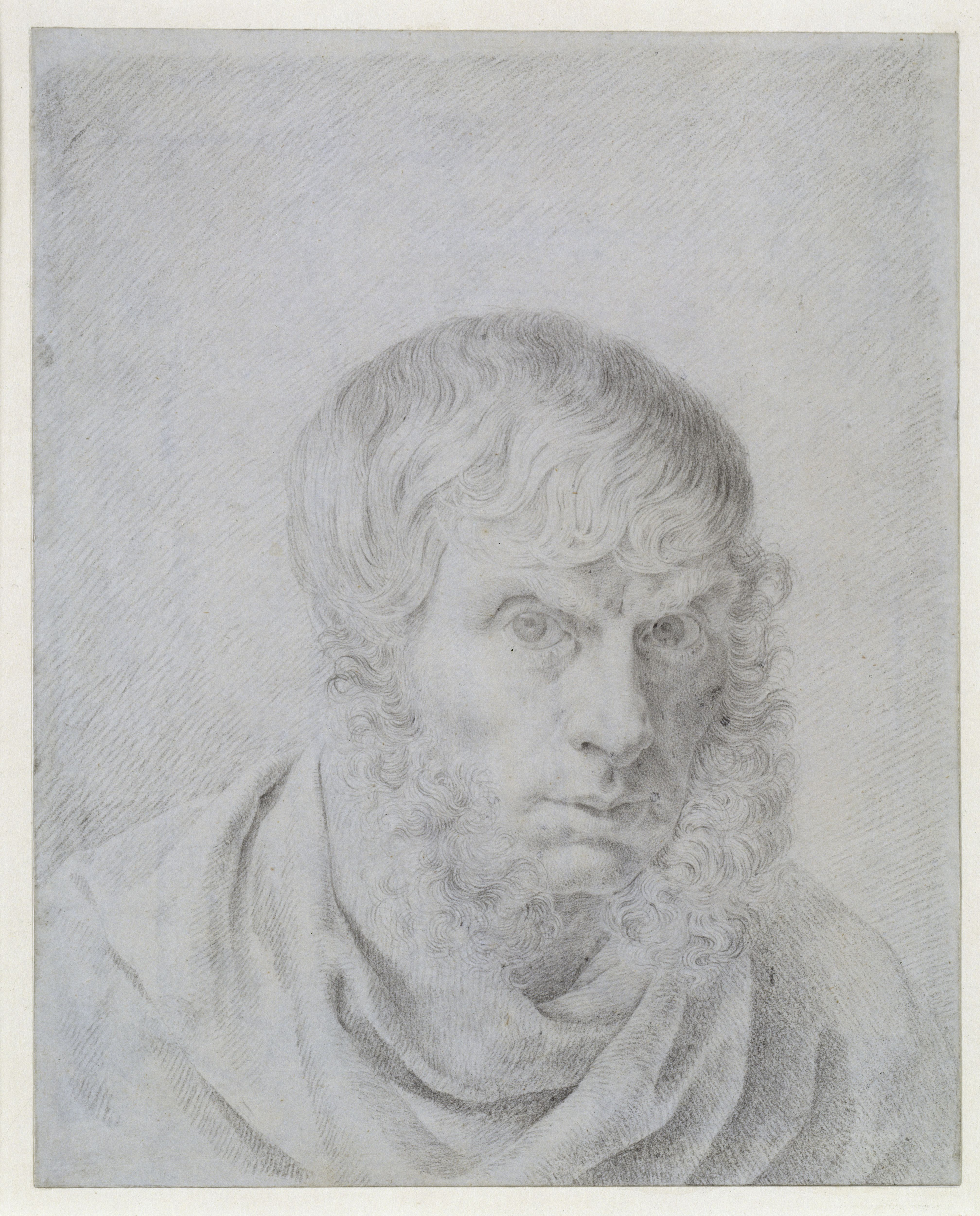
Caspar David Friedrich 1810
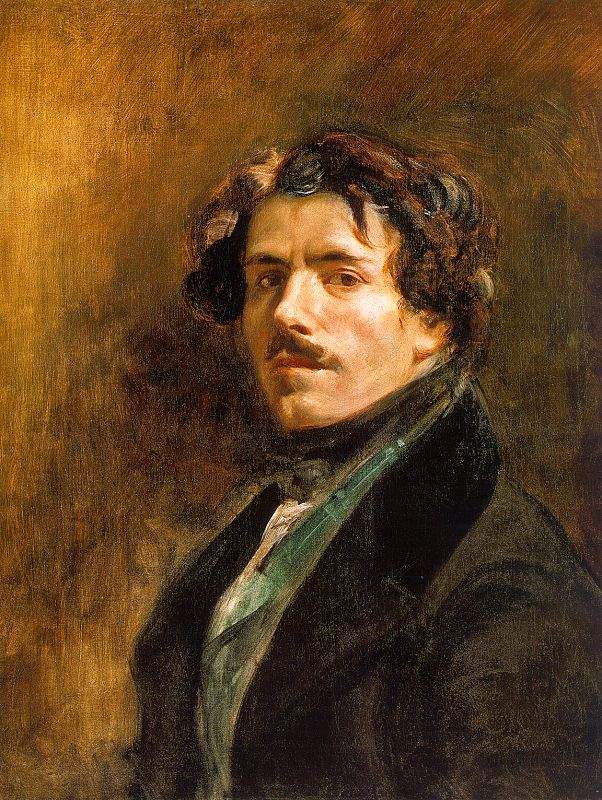
Eugène Delacroix 1837
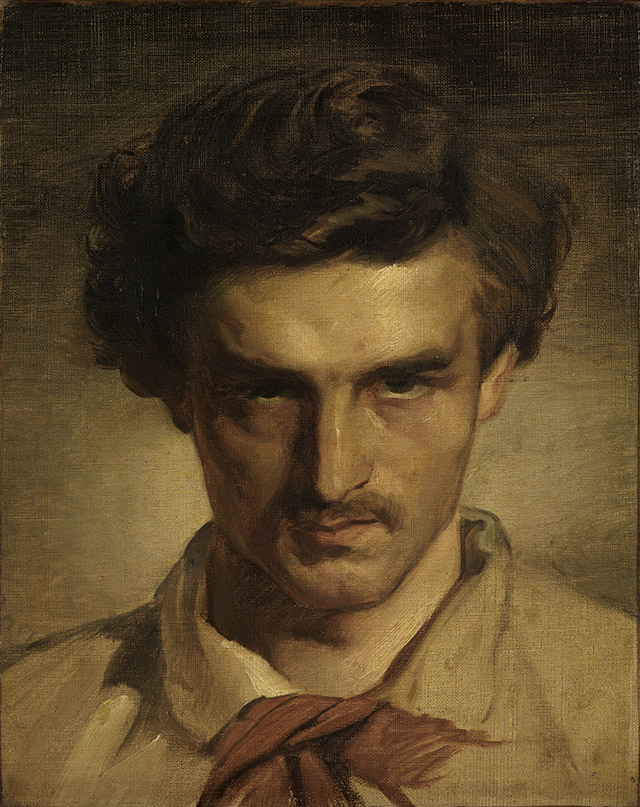
Anselm Feuerbach 1852
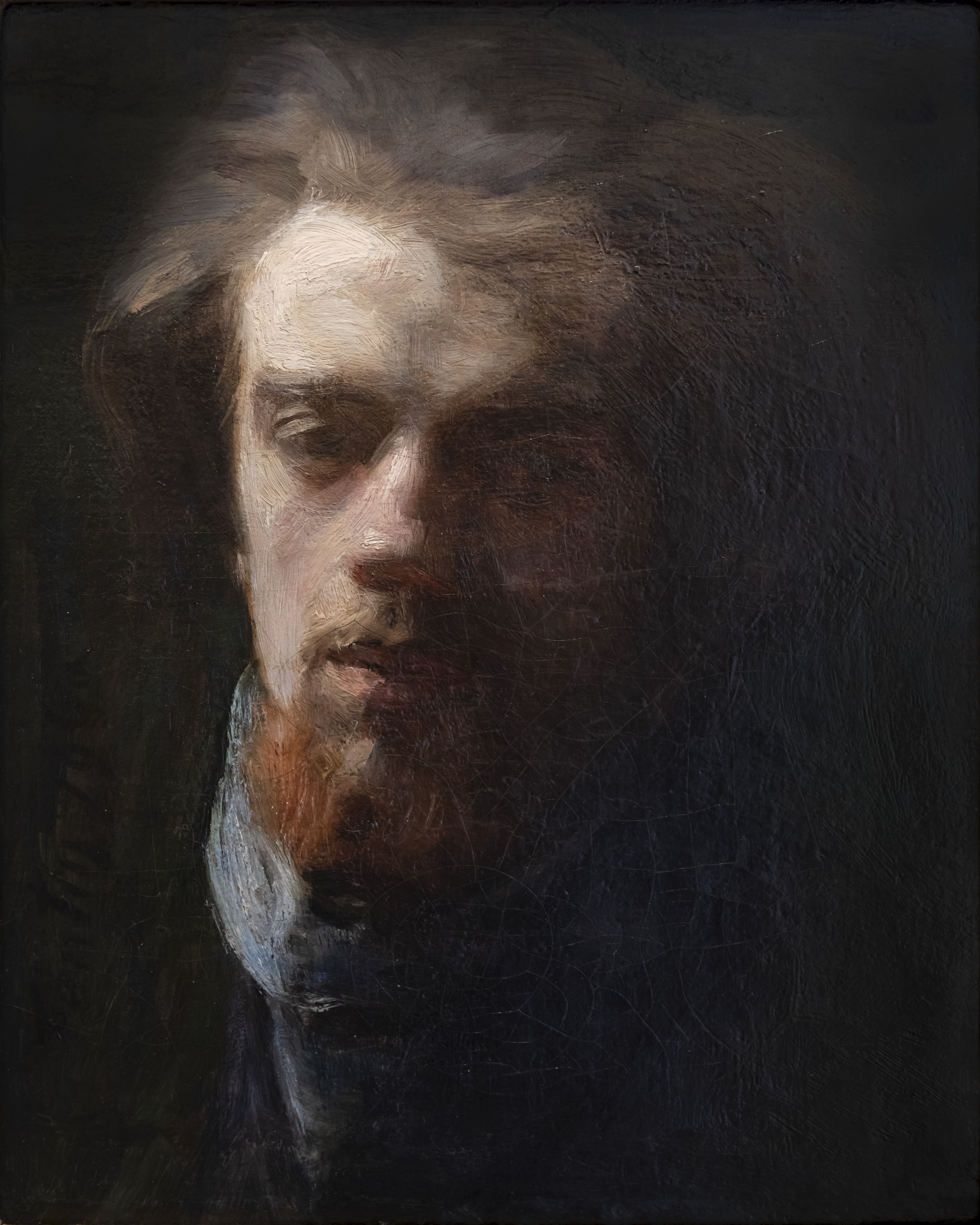
Henri Fantin-Latour 1860

#### Le cas Gustave Courbet

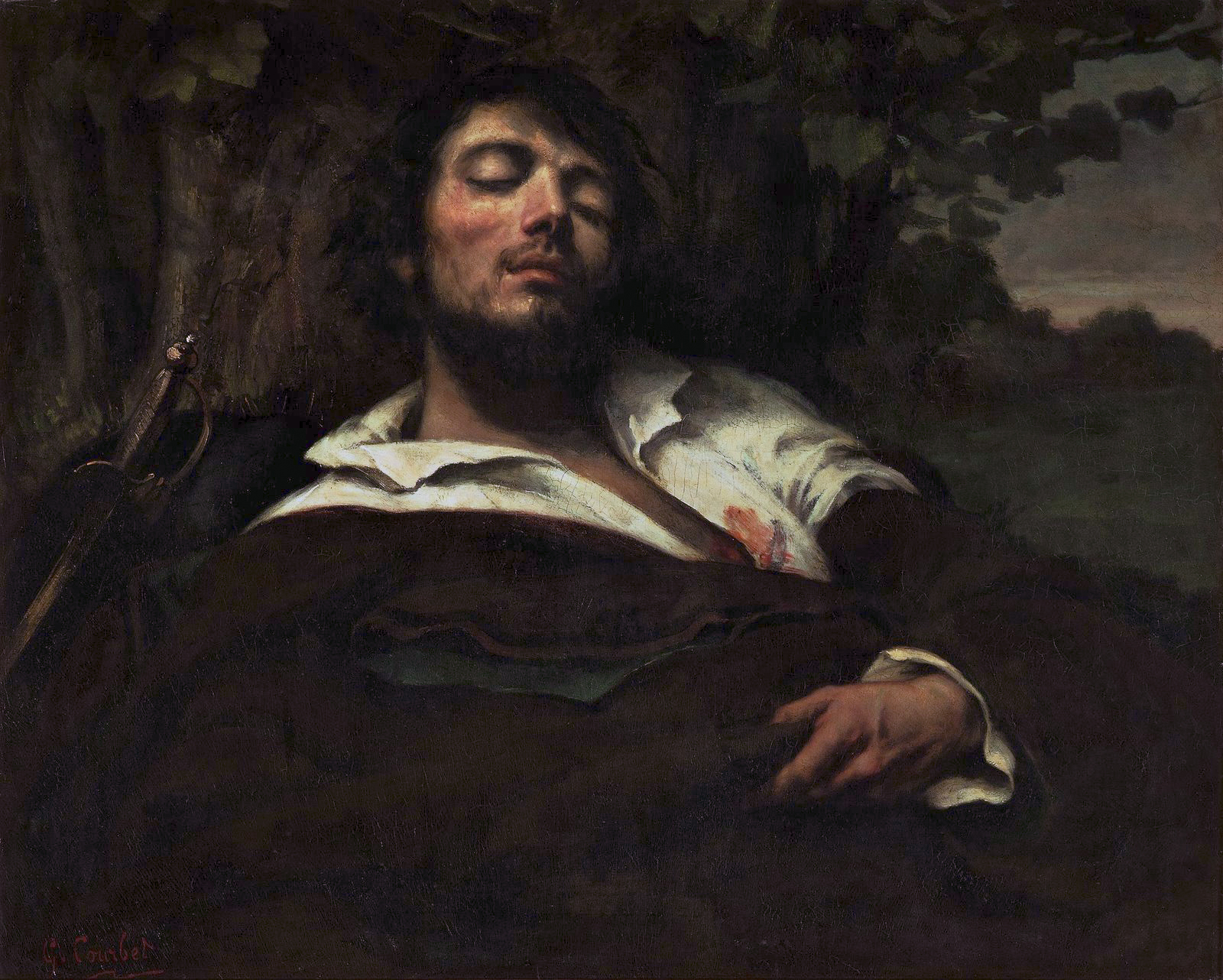
L'homme blessé 1840
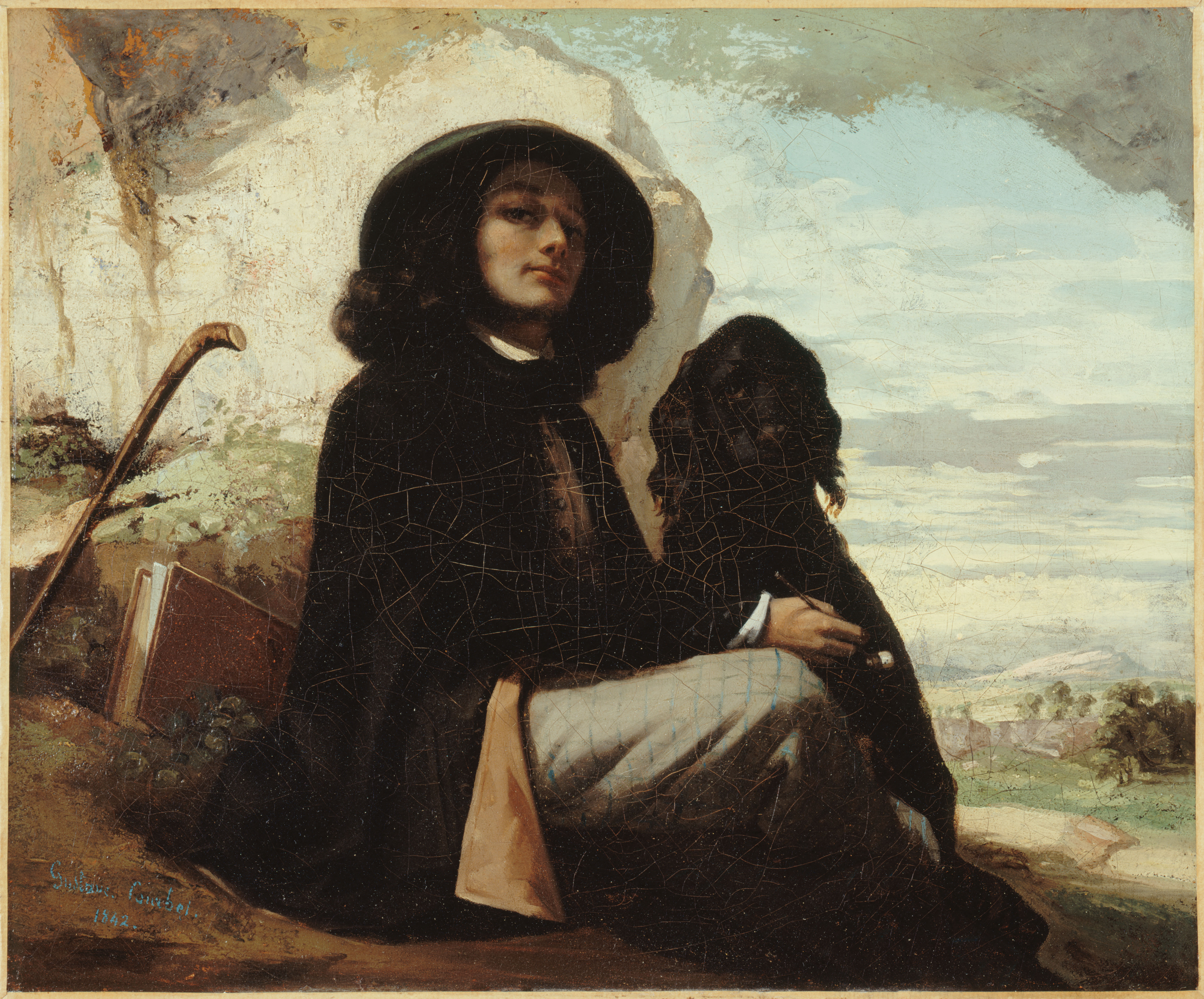
Autoportrait au chien noir vers 1842
Le Désespéré 1843-1845
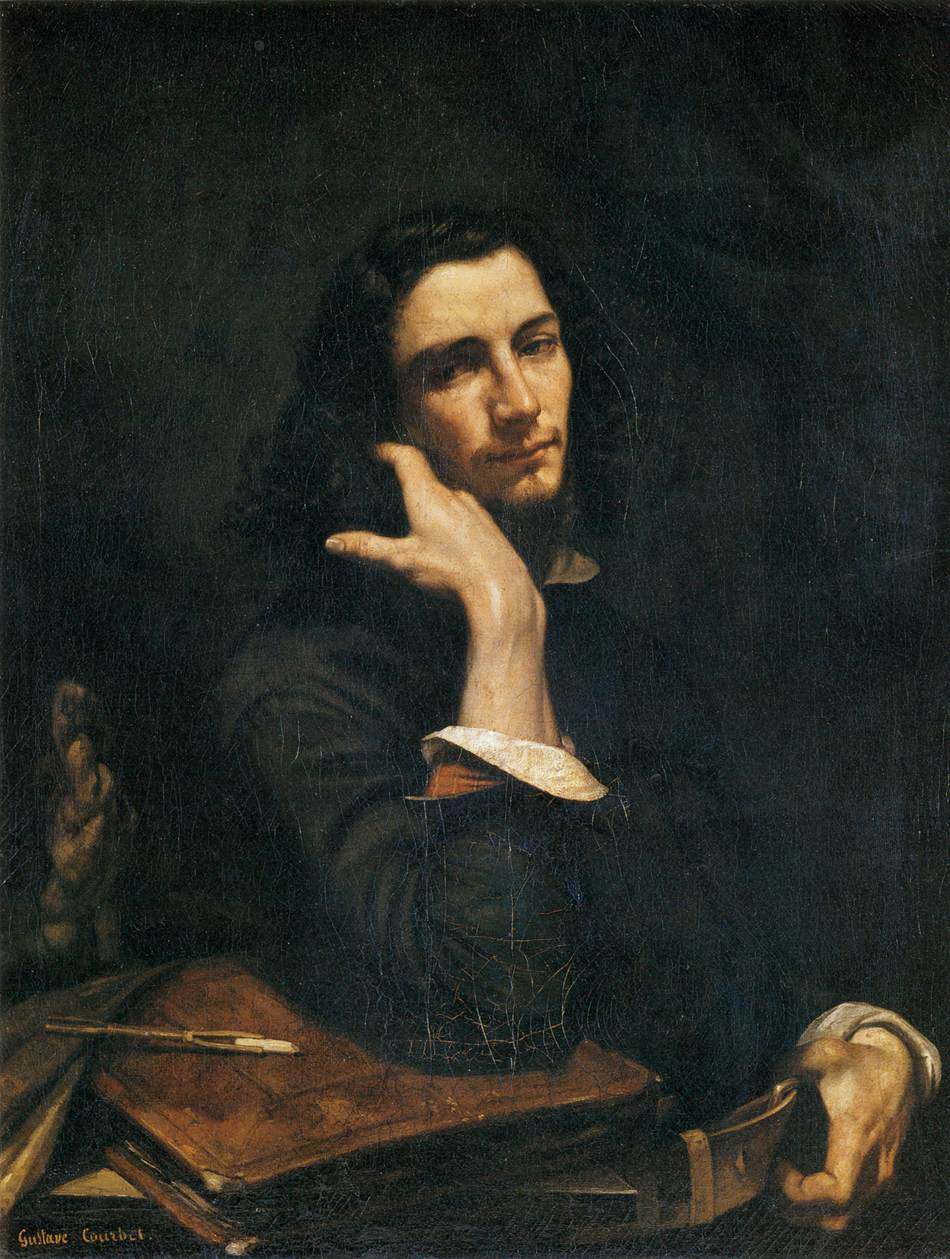
L'Homme à la ceinture de cuir 1845-1846
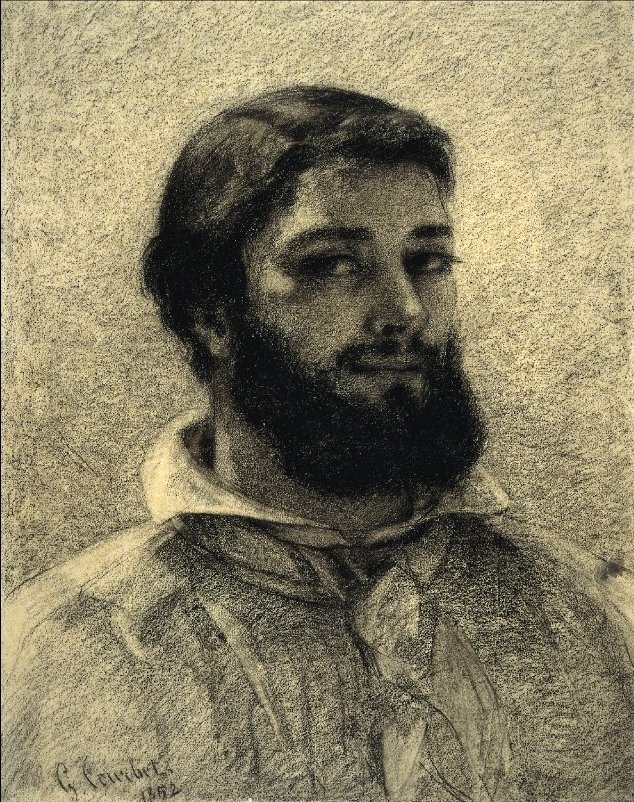
Autoportrait au fusain 1852

#### Réalisme et naturalisme

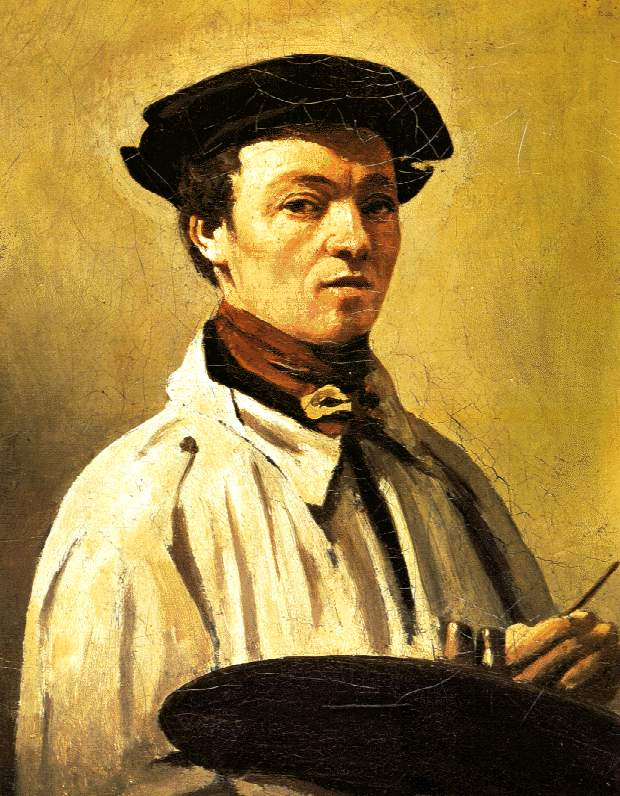
Jean-Baptiste Corot 1835
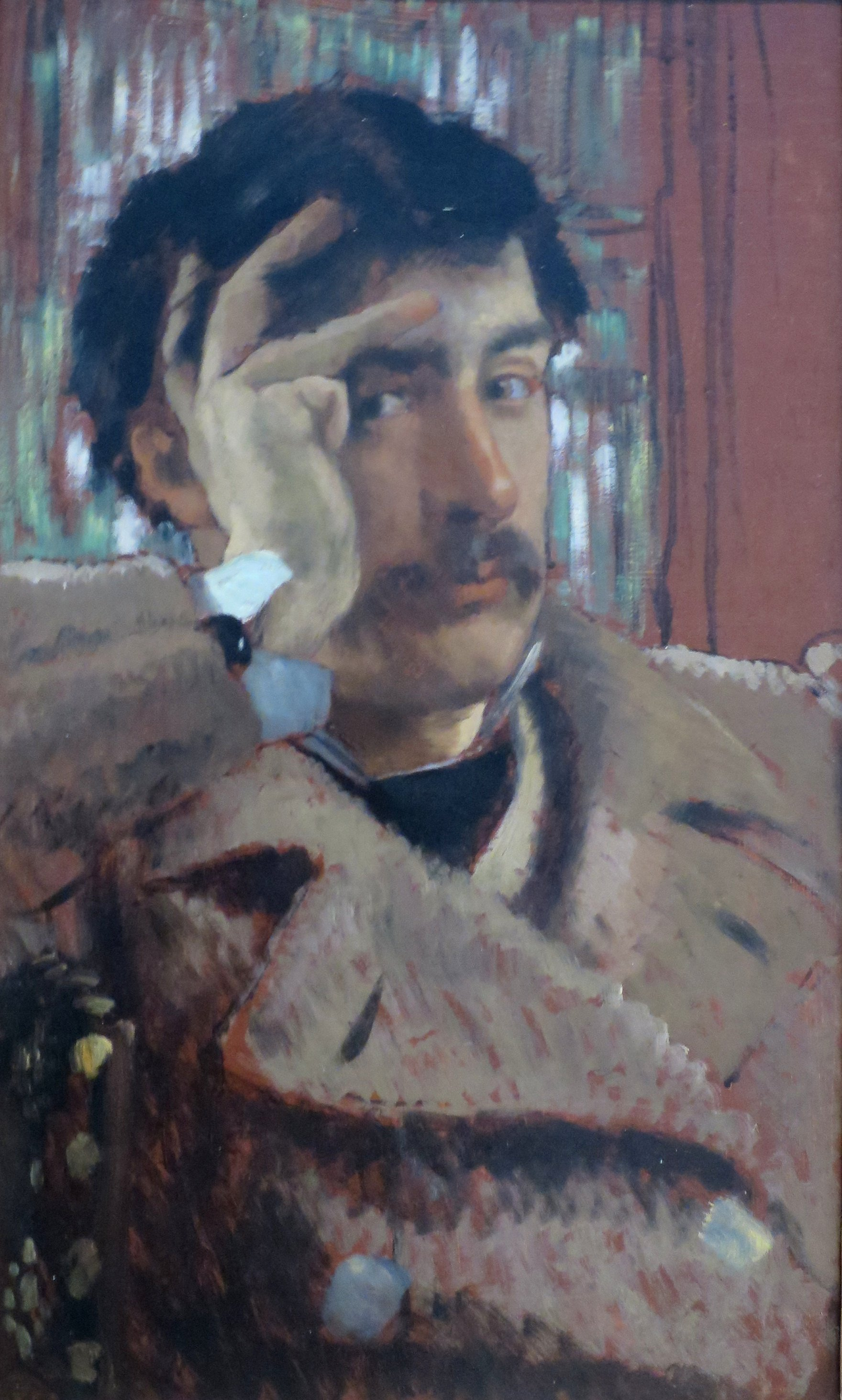
James Tissot 1865
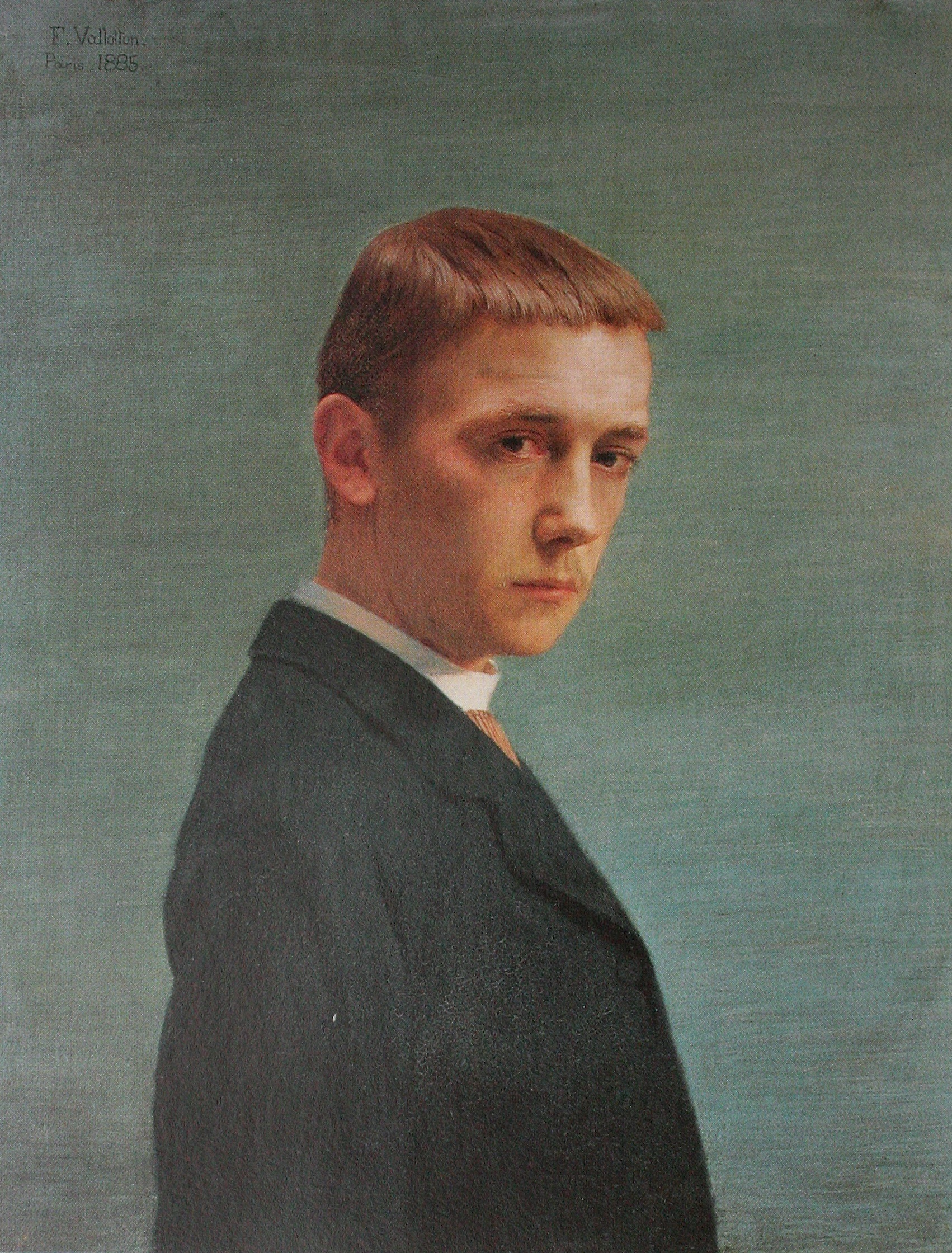
Félix Vallotton 1885
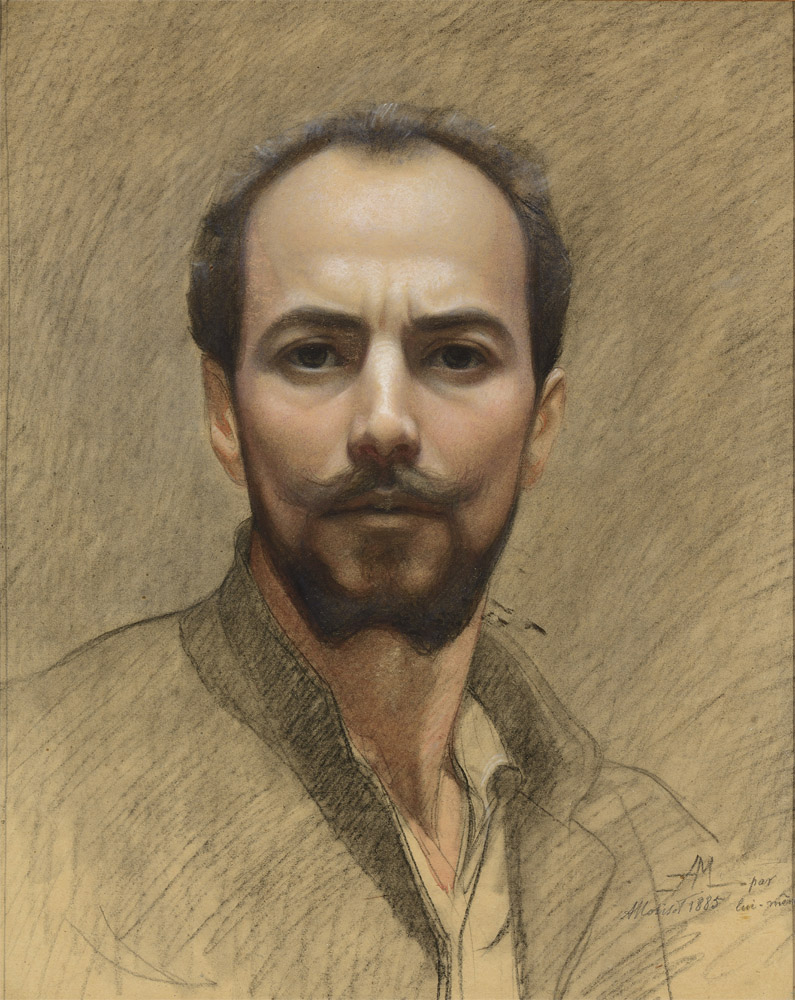
Auguste Morisot 1885
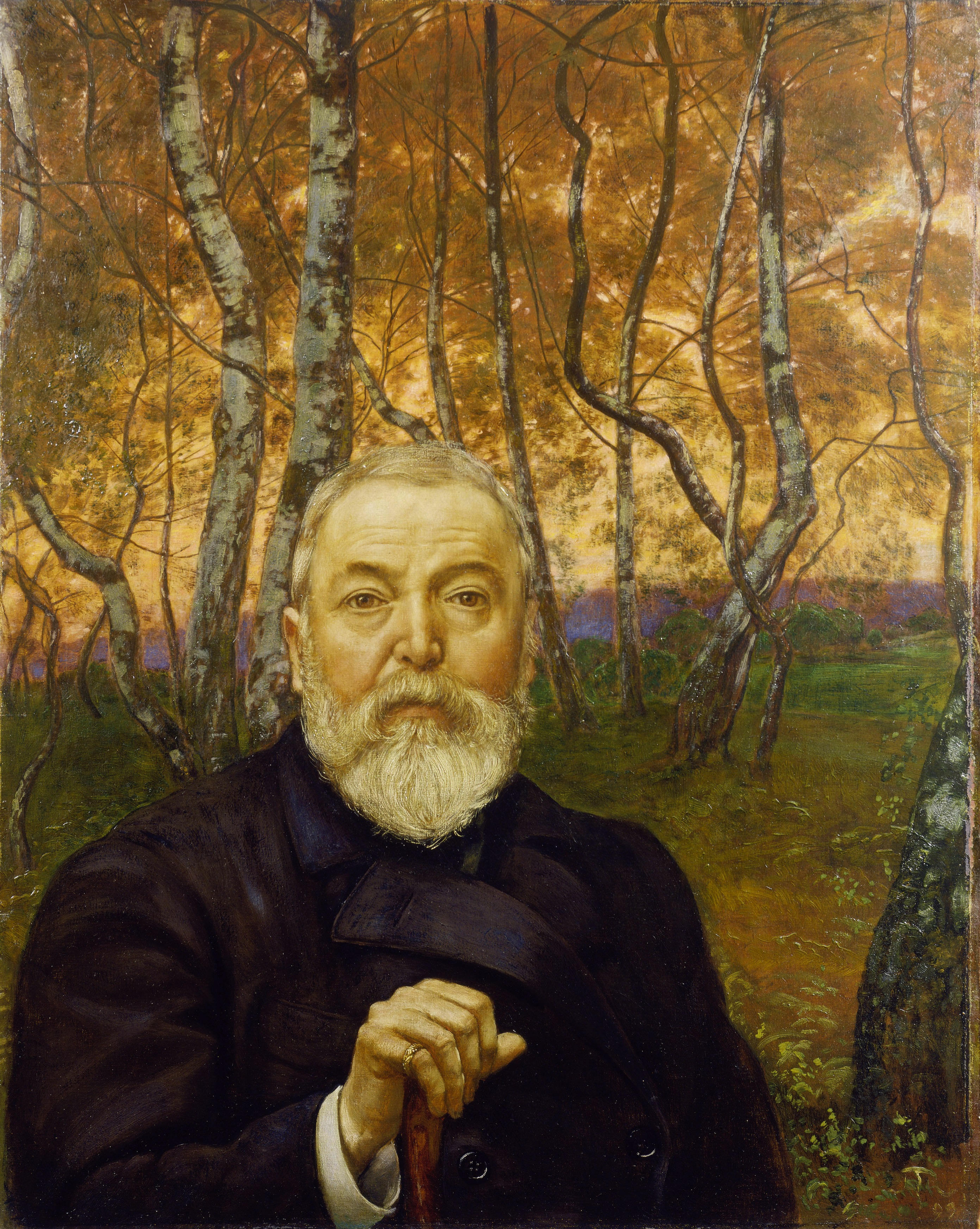
Hans Thoma 1899

#### La photographie et son impact
L'invention de la photographie a des répercussions majeures dans la production d'images. À ses débuts, elle reprend les codes esthétiques éprouvées par les peintres pendant quatre siècles.

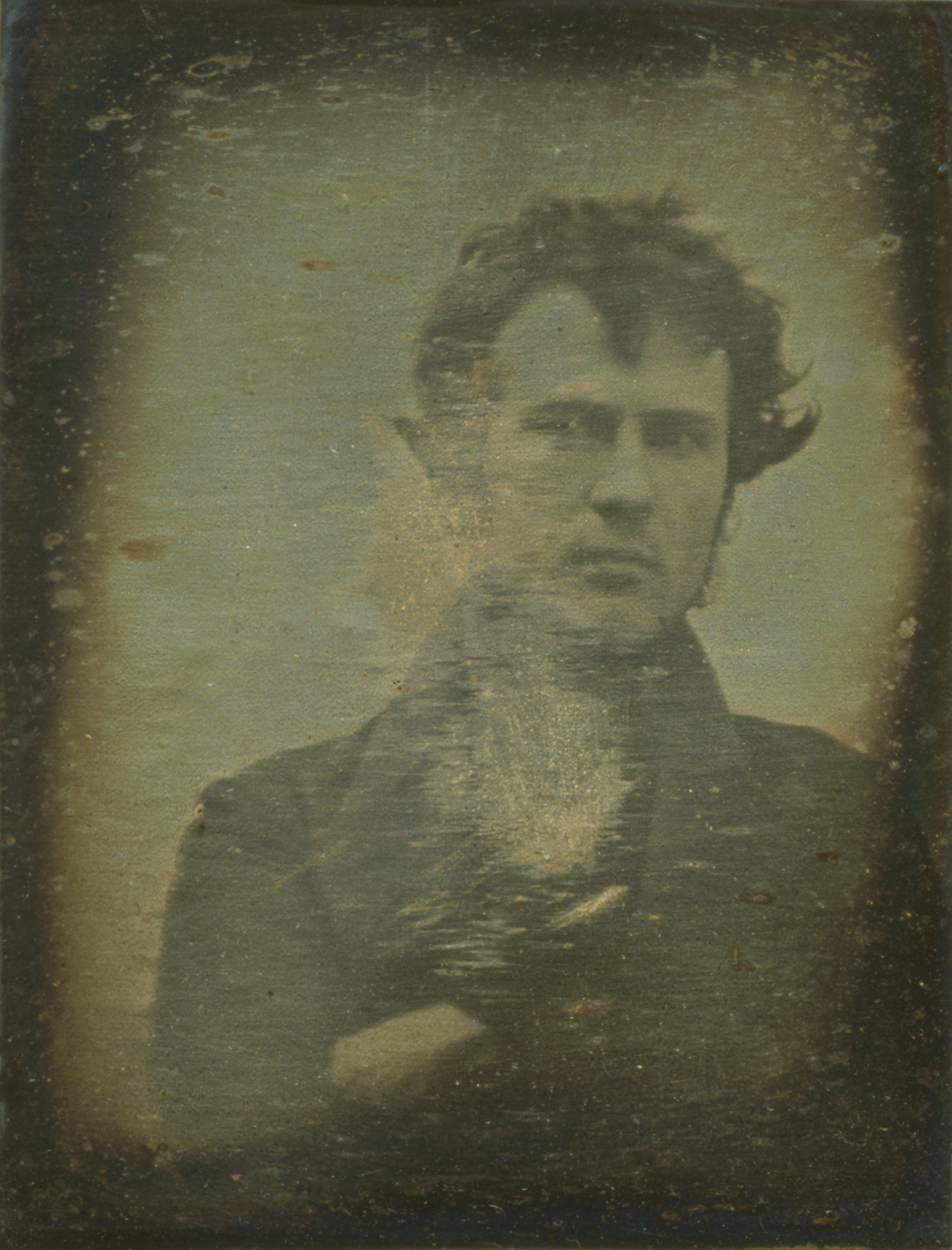
Robert Cornelius Autoportrait 1839
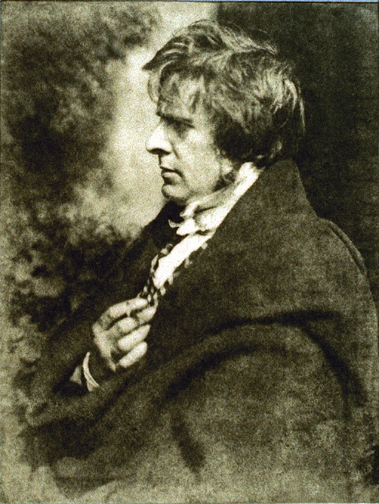
David Octavius Hill Autoportrait vers 1843-1845
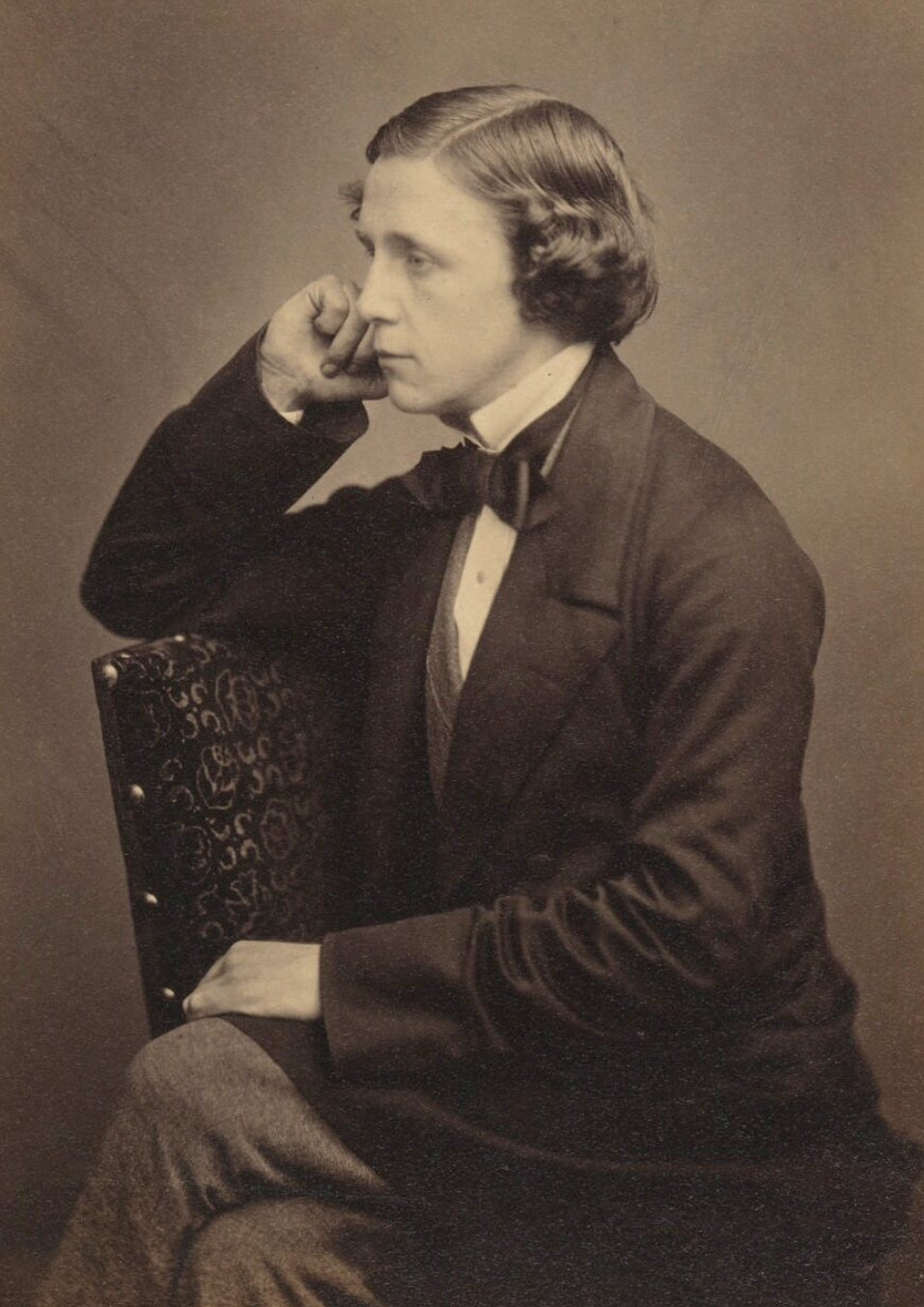
Lewis Carroll Autoportrait vers 1857
Félix Nadar Autoportraits multiples vers 1865
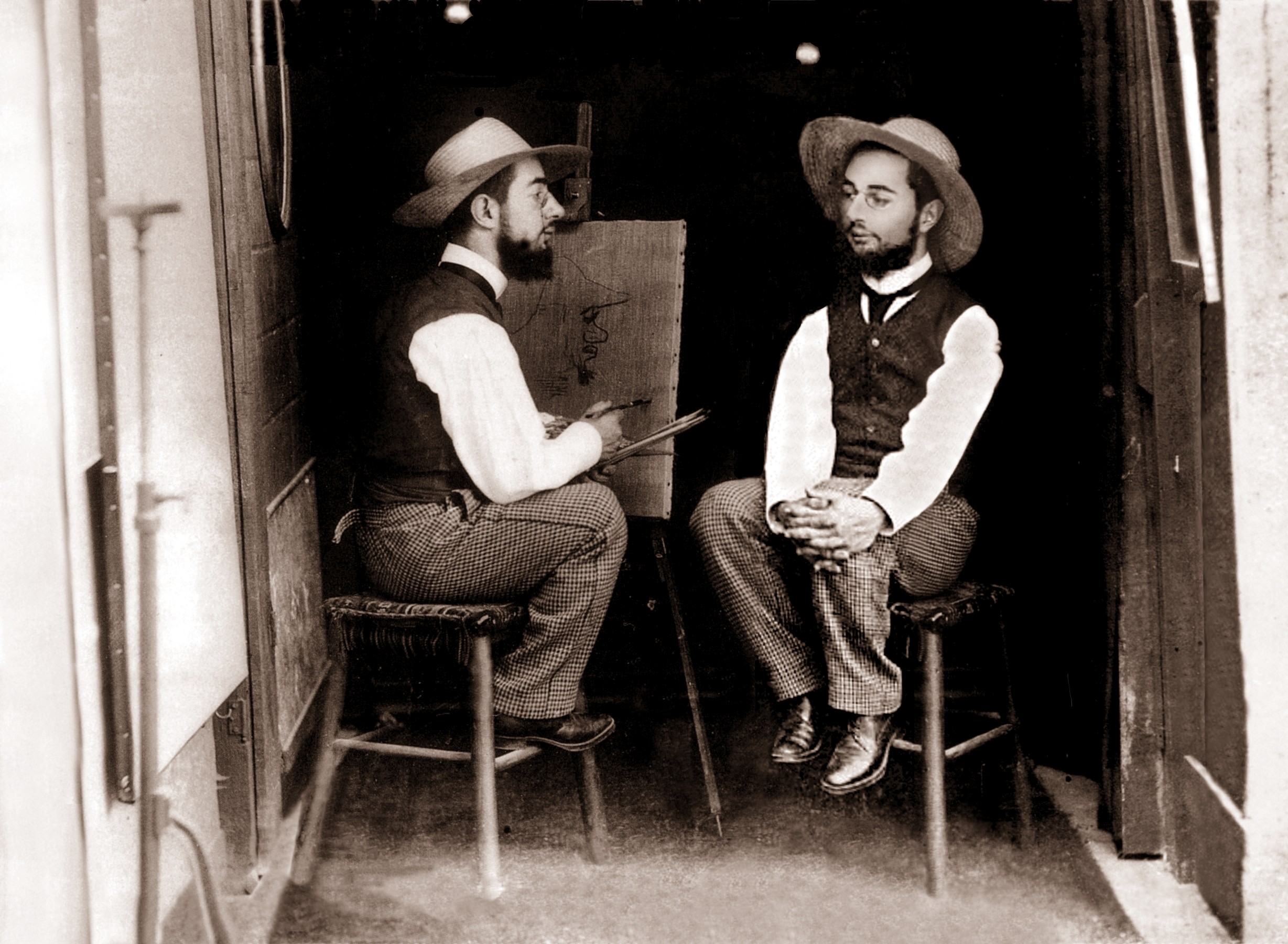
Maurice Guibert Toulouse-Lautrec vu par lui-même vers 1890

Mais très rapidement, la photographie exerce une influence décisive sur les artistes, à commencer par les impressionnistes, qui renouvellent leur esthétique en abandonnant l'atelier pour le motif, s'engageant dans une quête d'instantanéité et d'authenticité qui va façonner l'ensemble de ce que l'on appellera plus tard l'art moderne.

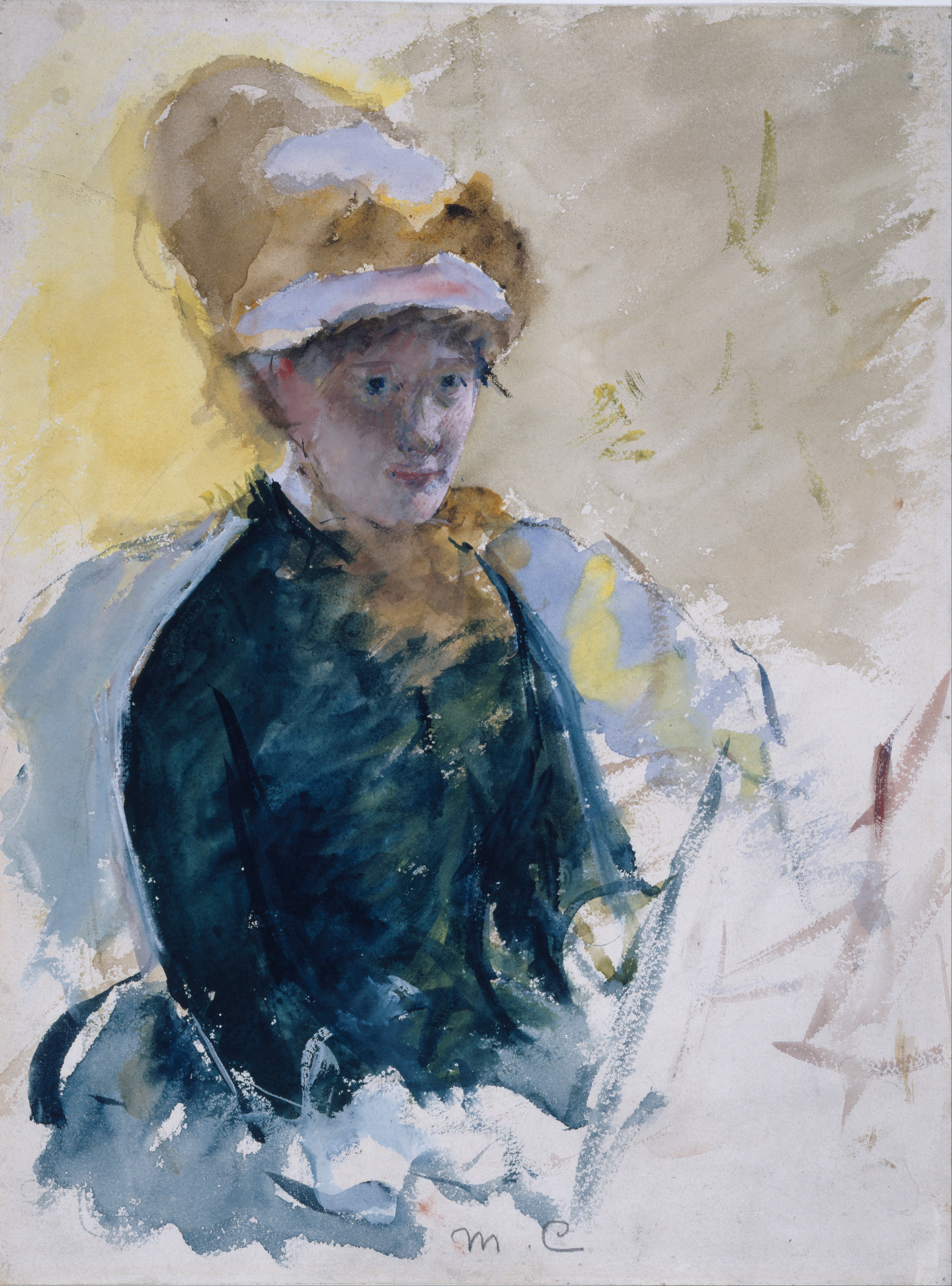
Mary Cassatt Autoportrait 1880
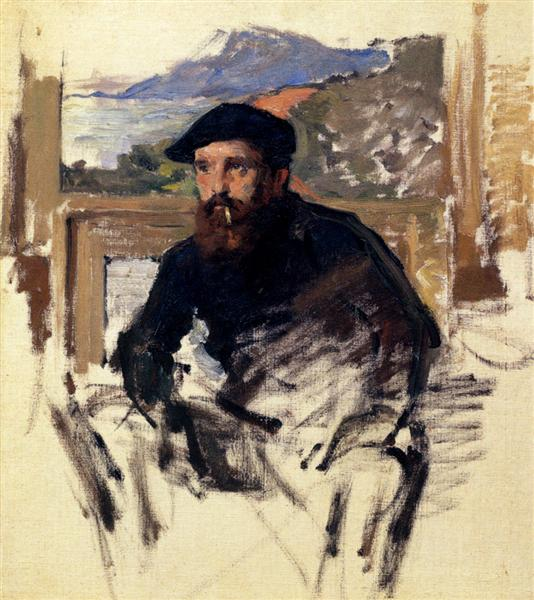
Claude Monet Autoportrait 1884
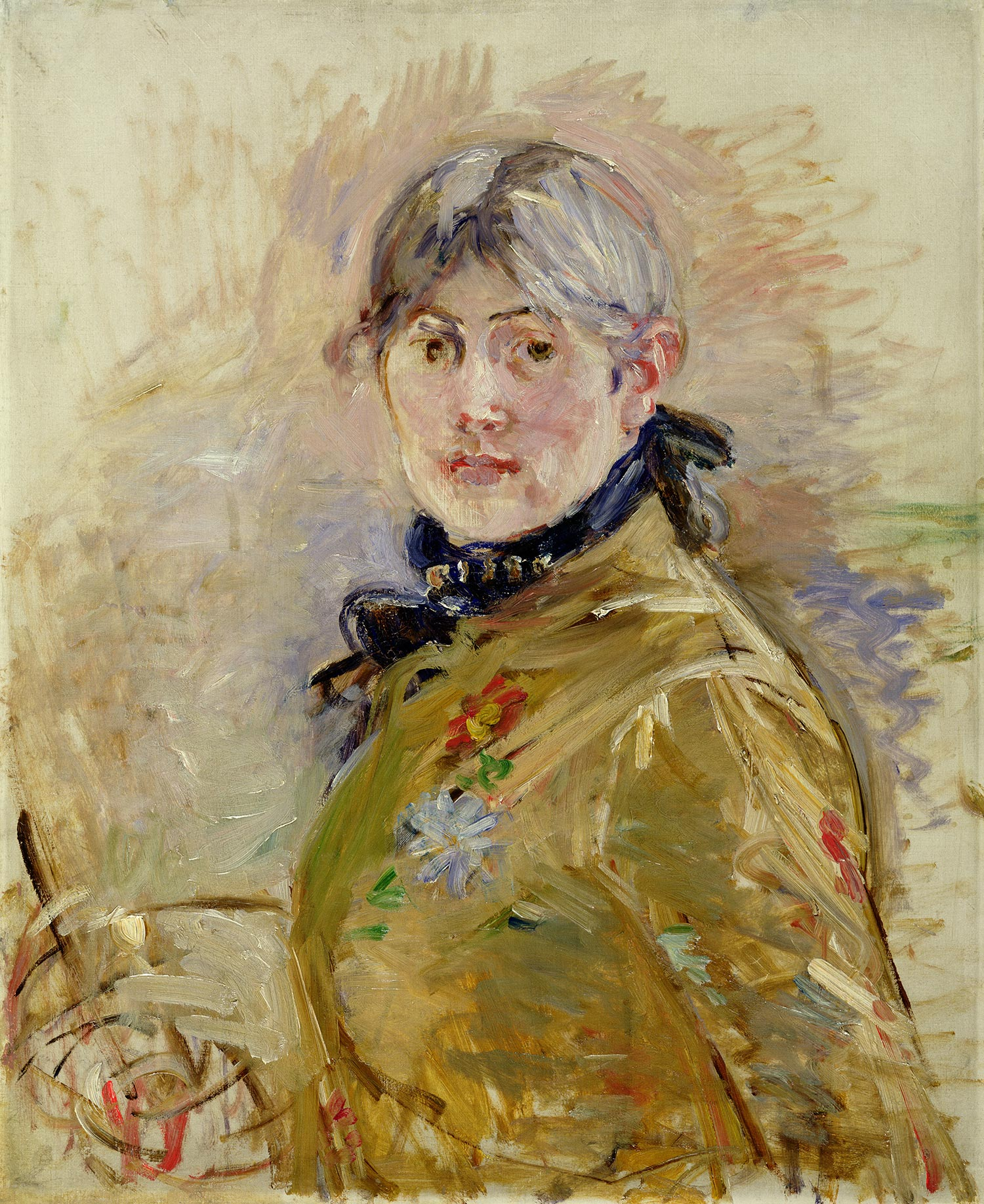
Berthe Morisot Autoportrait 1885
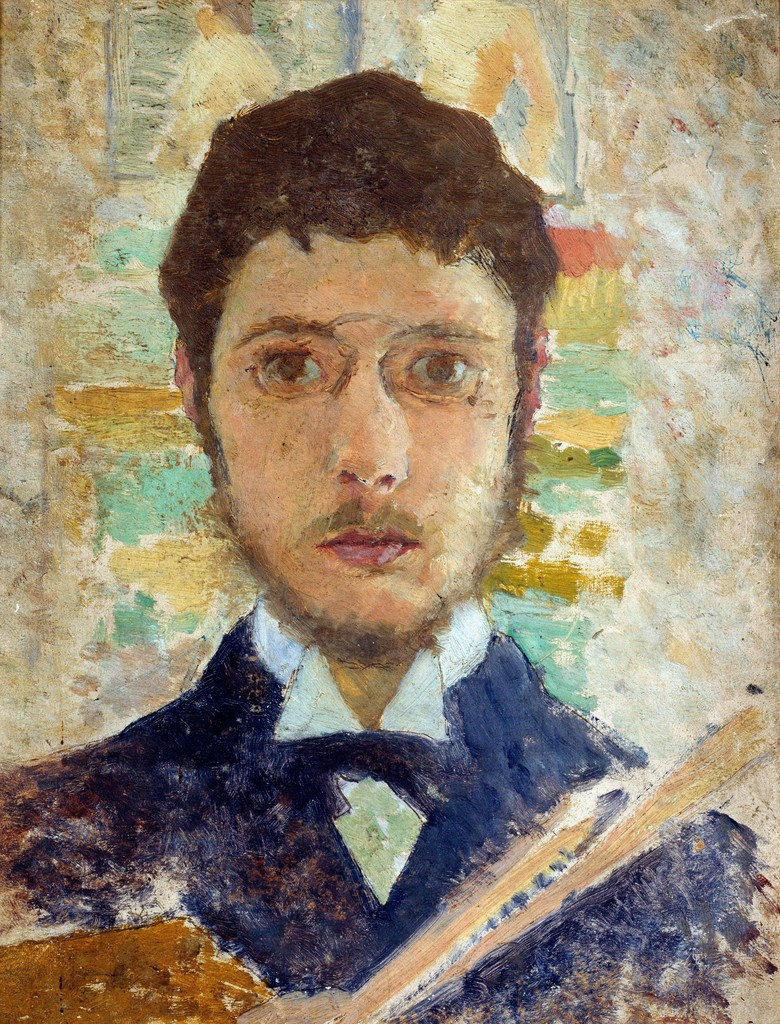
Pierre Bonnard Autoportrait 1889
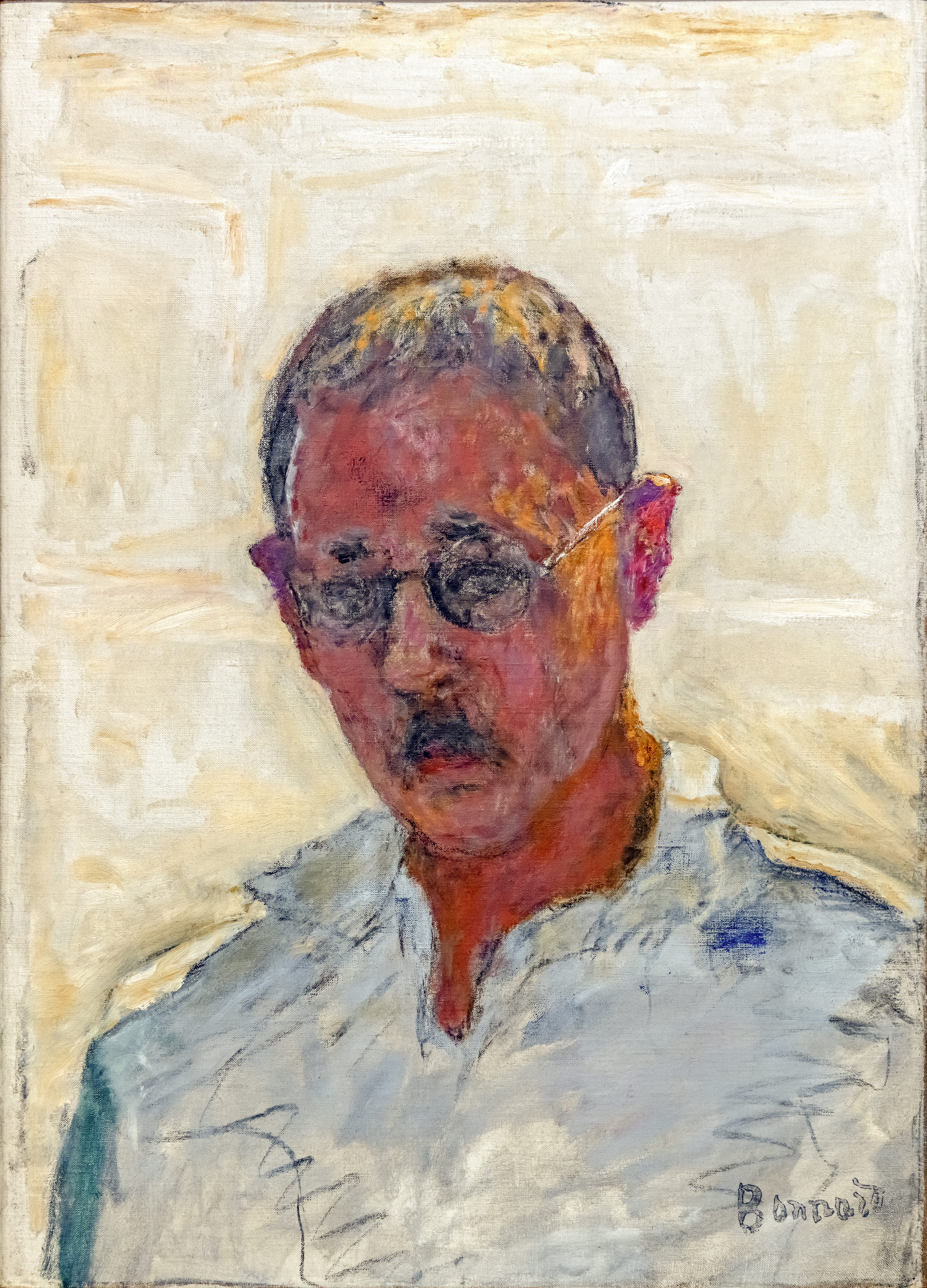
Pierre Bonnard Autoportrait 1933
Pierre Bonnard Autoportrait 1945
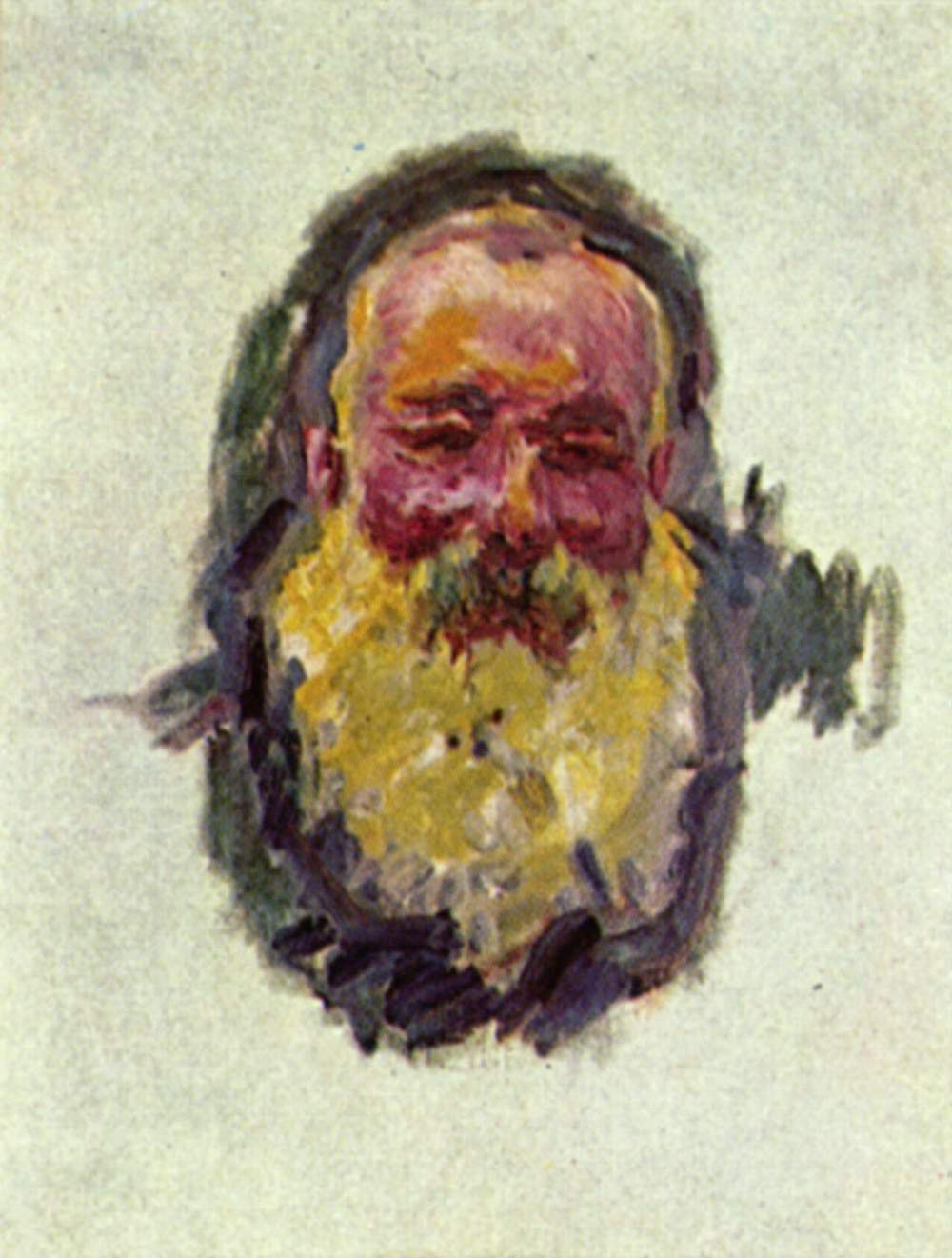
Claude Monet Autoportrait 1917

### La première modernité (finXIXesiècle)

#### Paul Cézanne

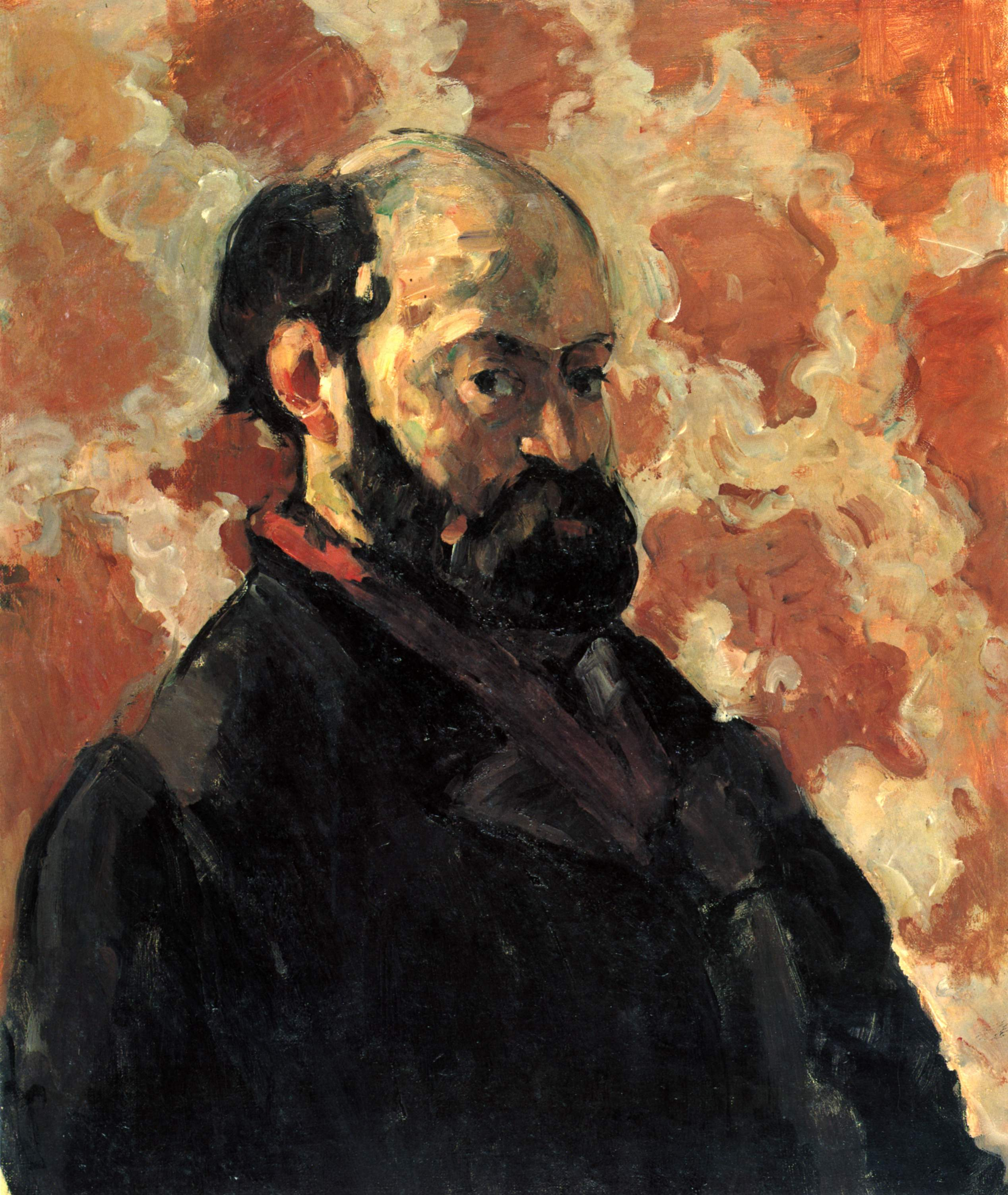
Autoportrait au fond rose vers 1875 collection particulière
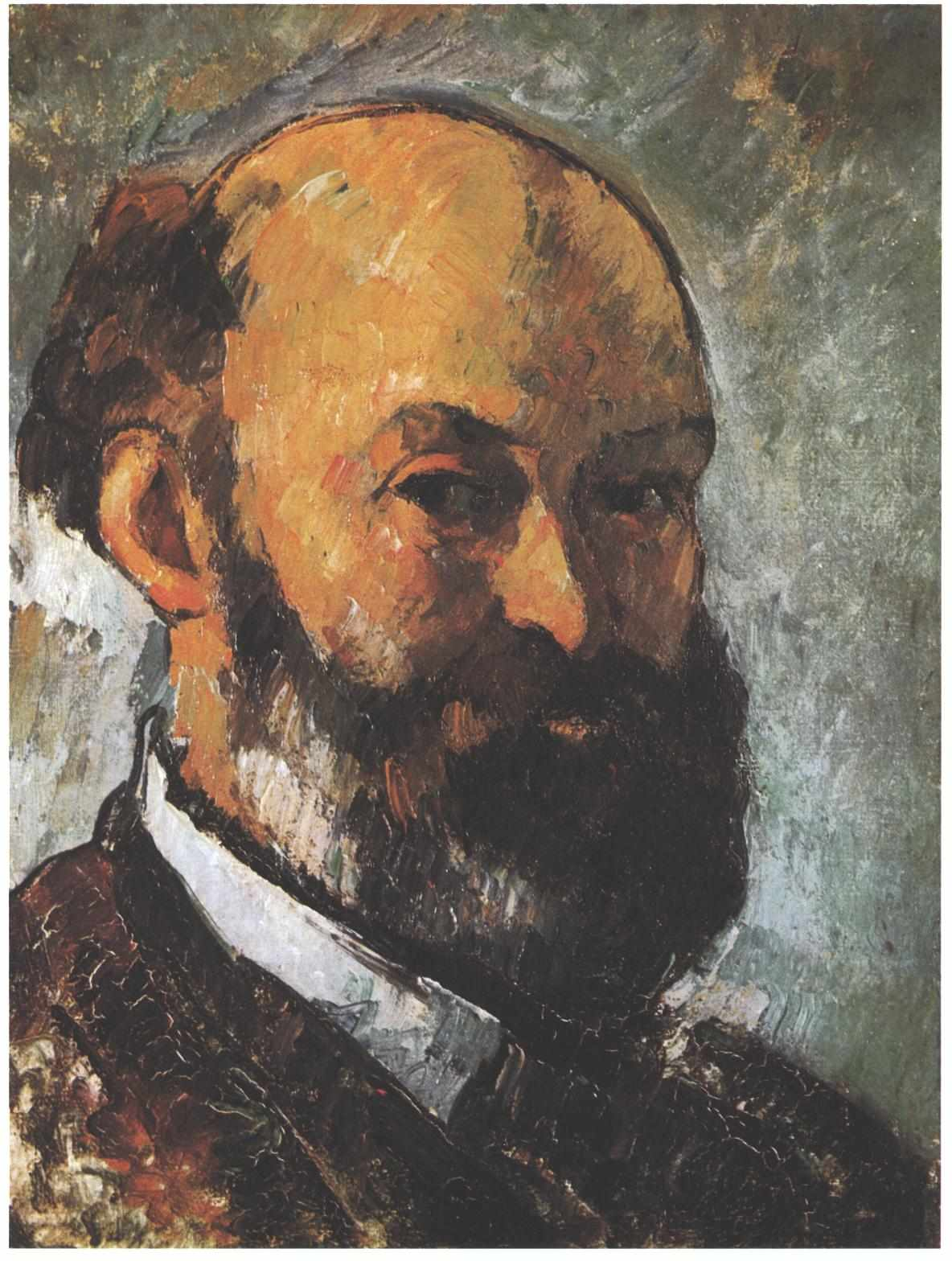
Autoportrait 1879-1880 collection particulière
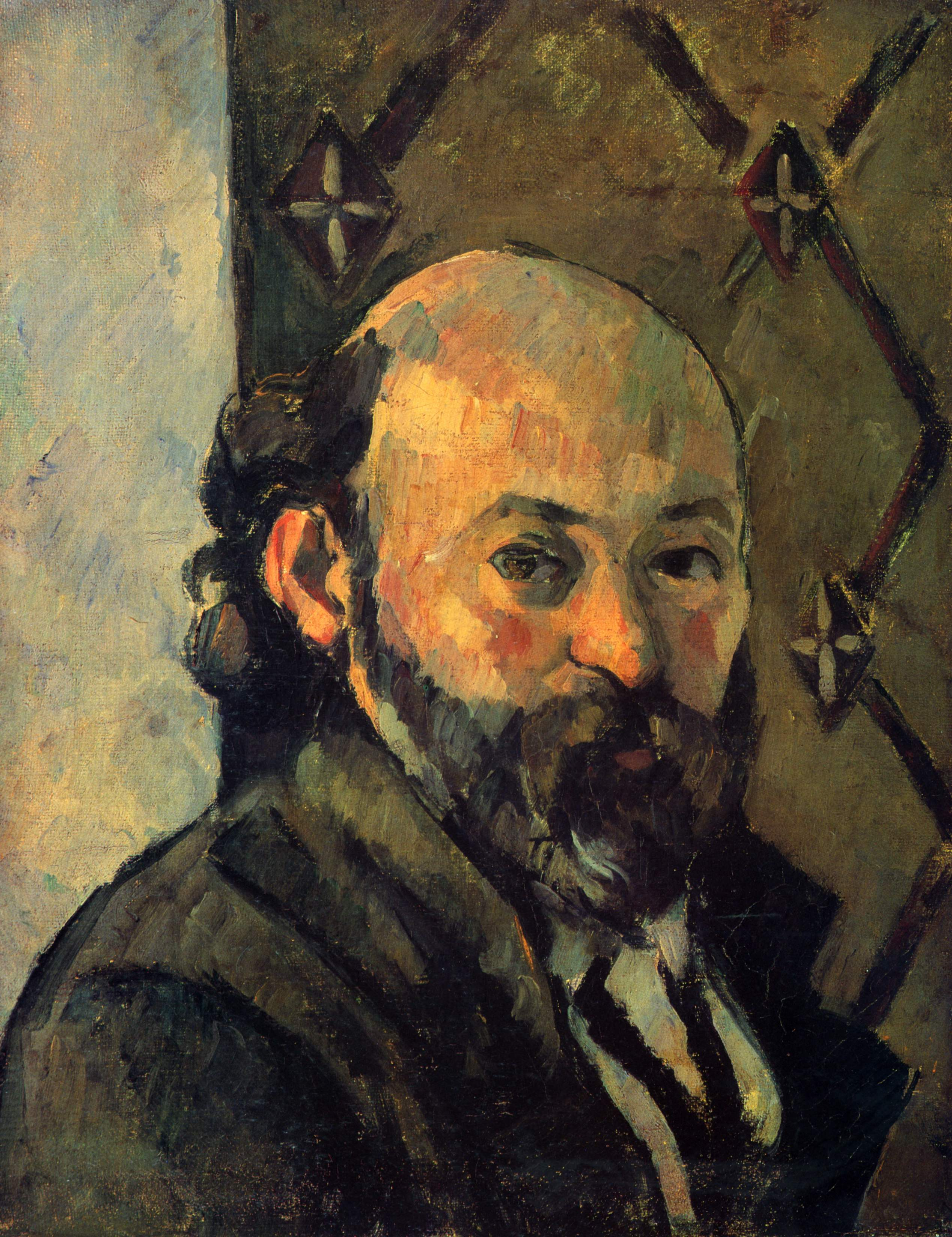
Autoportrait 1880-1881 National Gallery
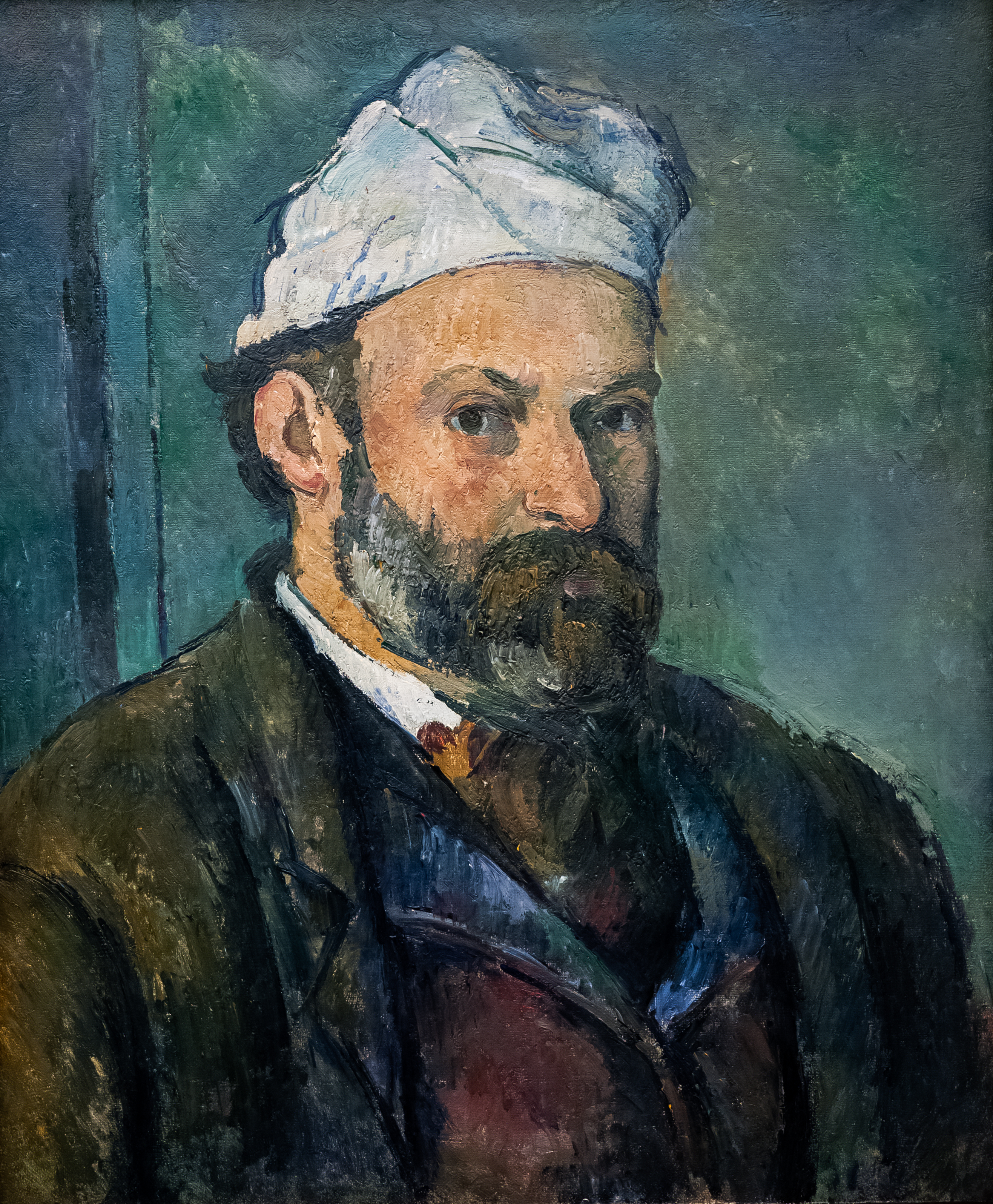
Autoportrait au turban blanc 1881-1882 Neue Pinakothek
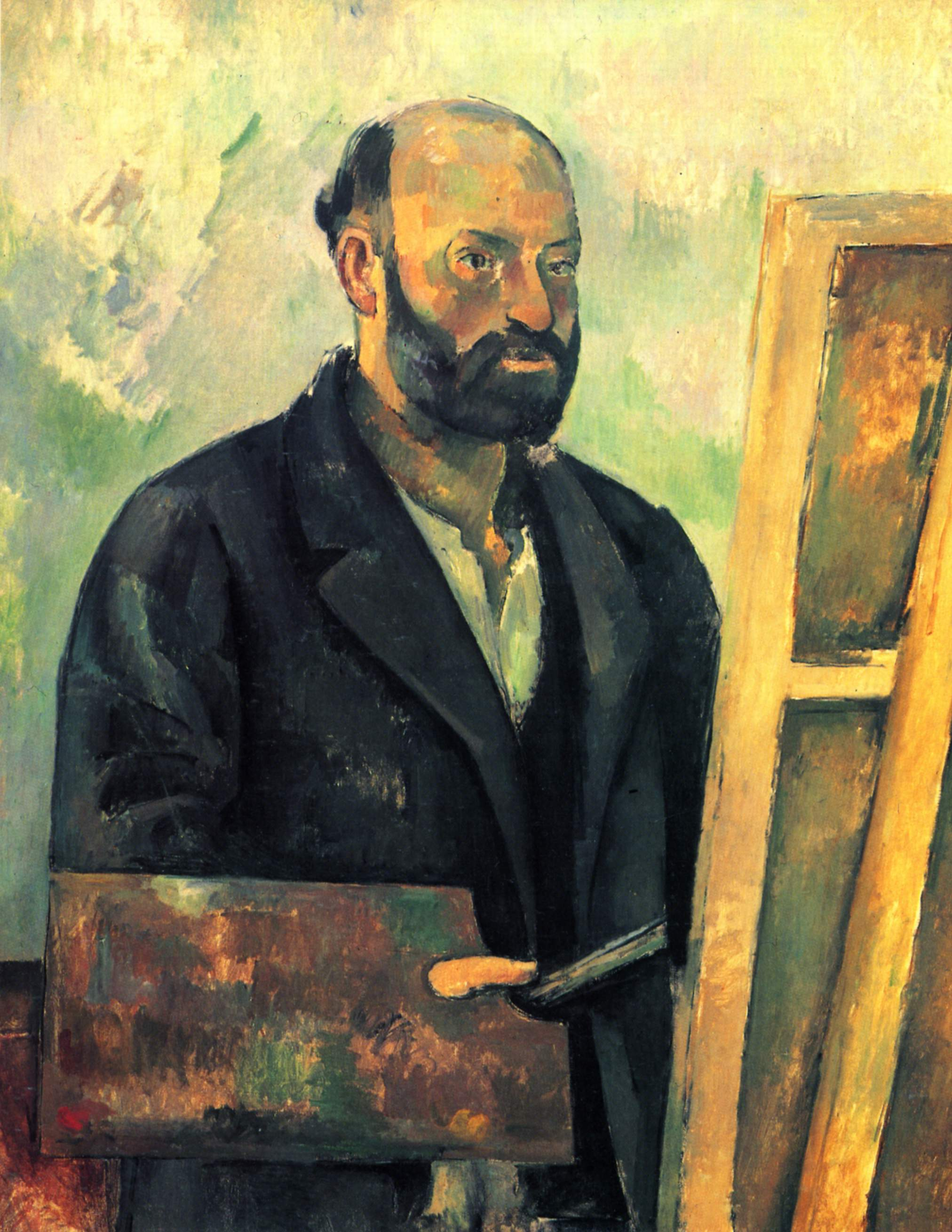
Autoportrait à la palette 1890 Collection E. G. Bührle

#### Vincent van Gogh
Installé à Paris puis dans le sud de la France, Vincent van Gogh se représente trente-sept fois de 1886 à 1893.

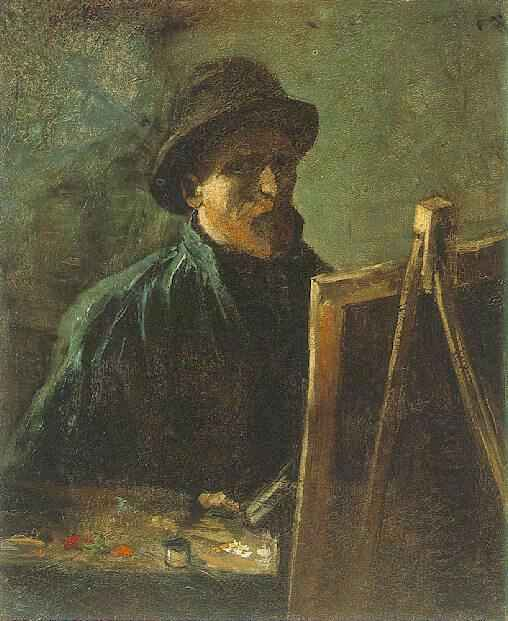
1886
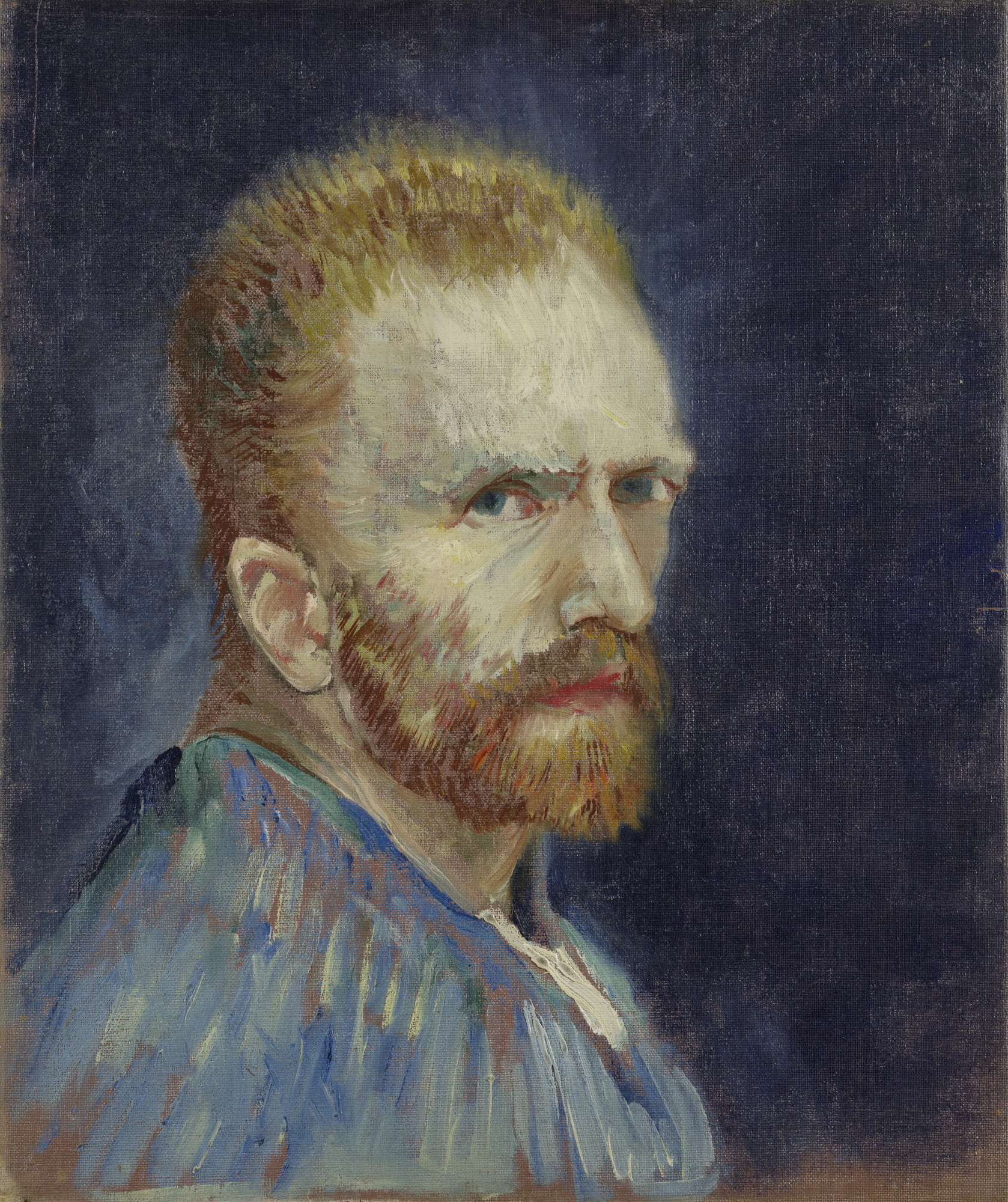
Été 1887
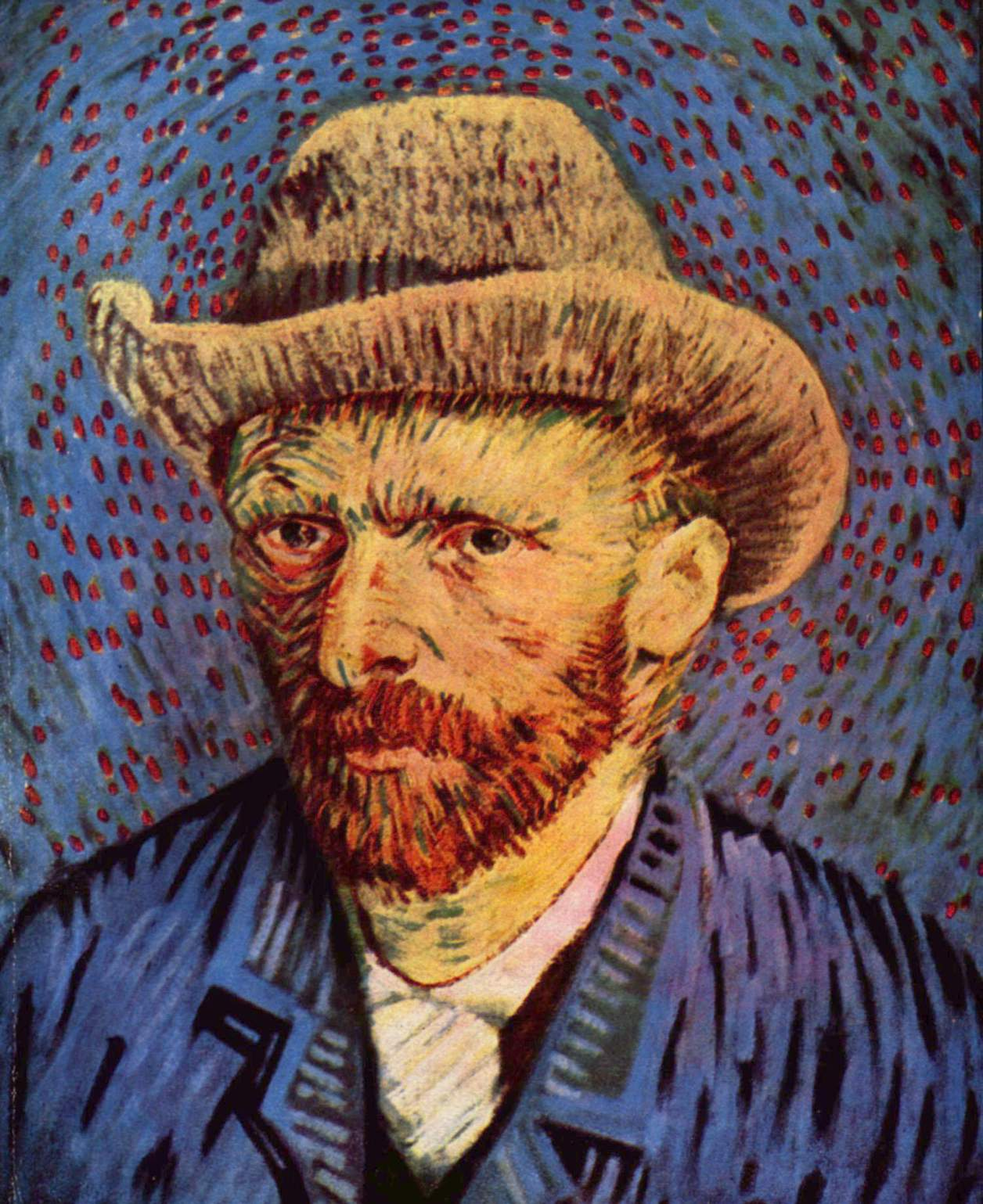
Hiver 1887-1888
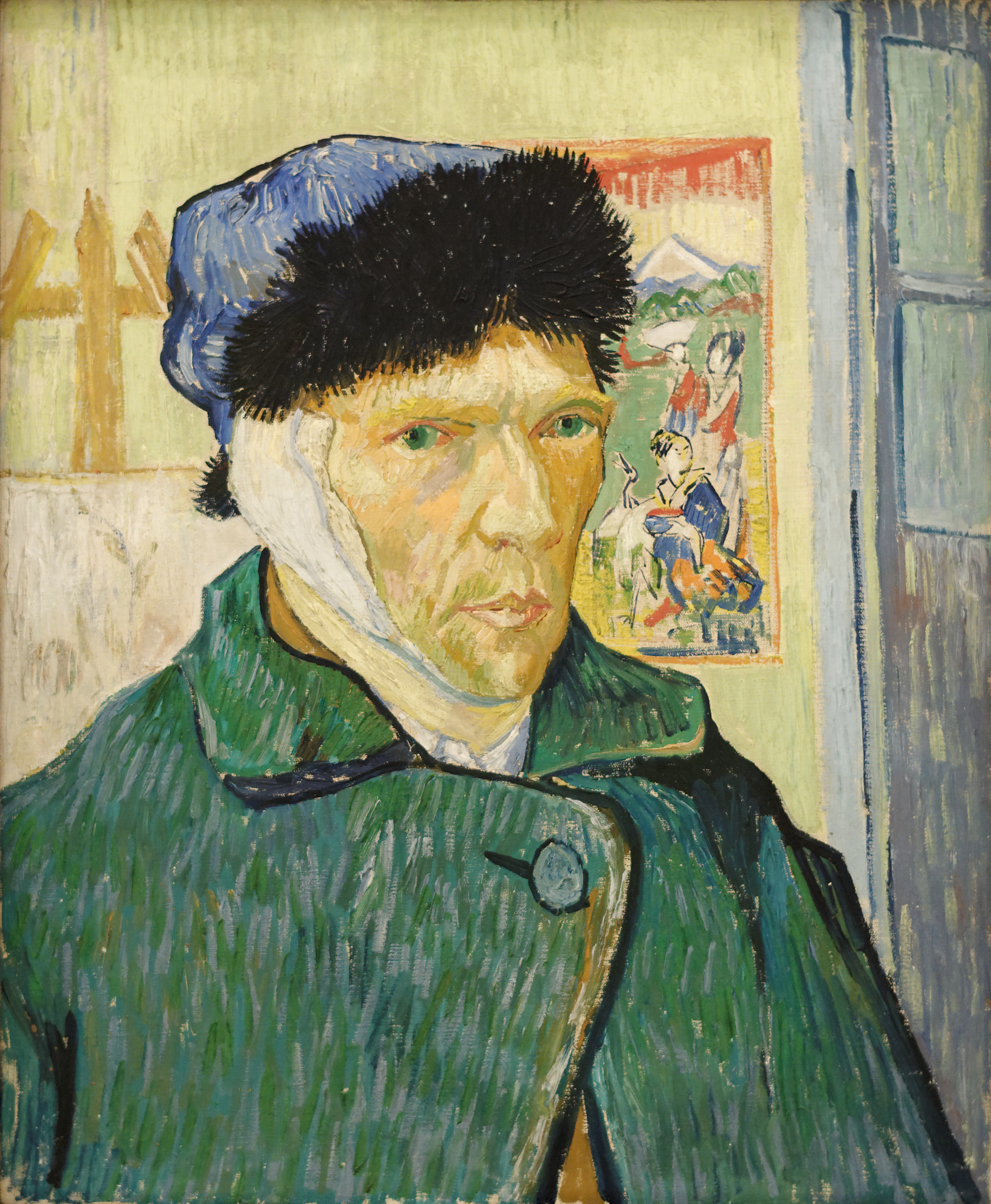
1889
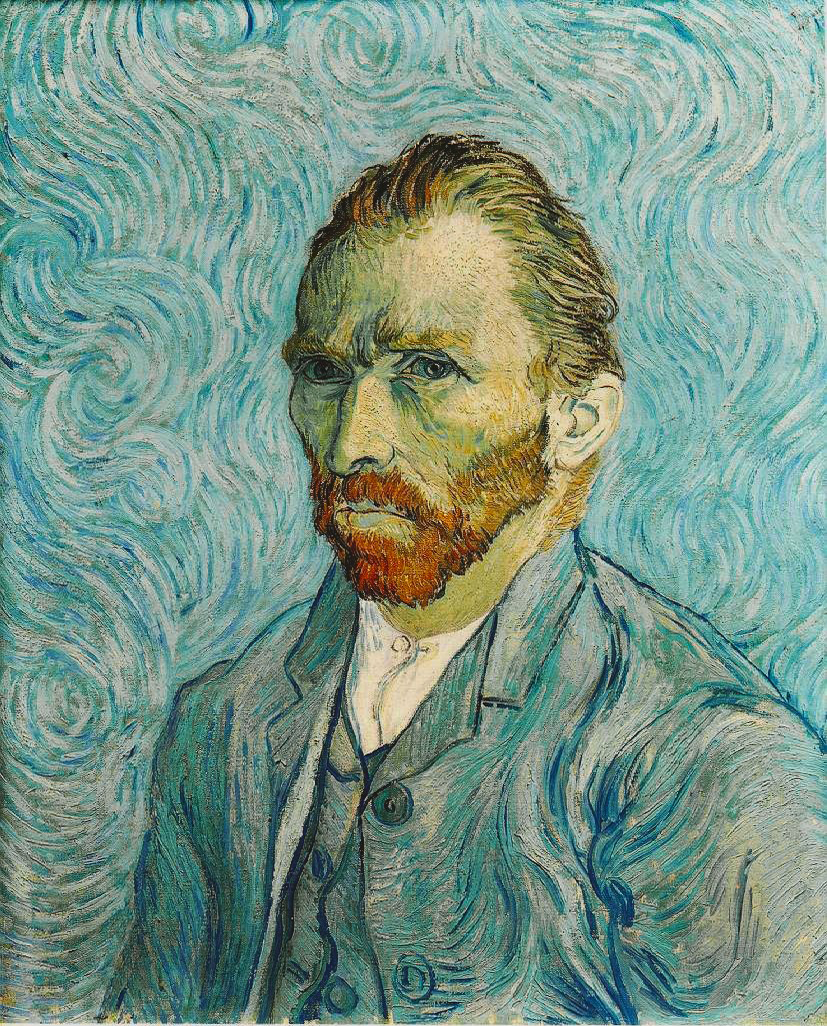
1889

#### Paul Gauguin

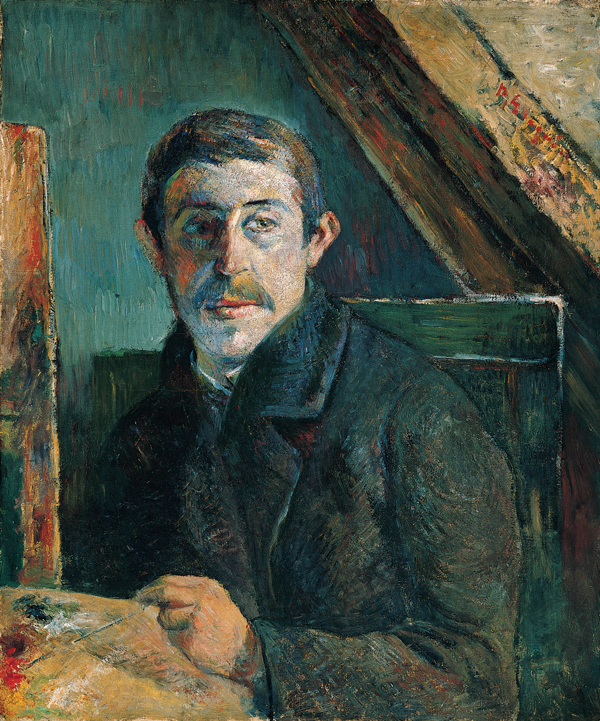
vers 1885
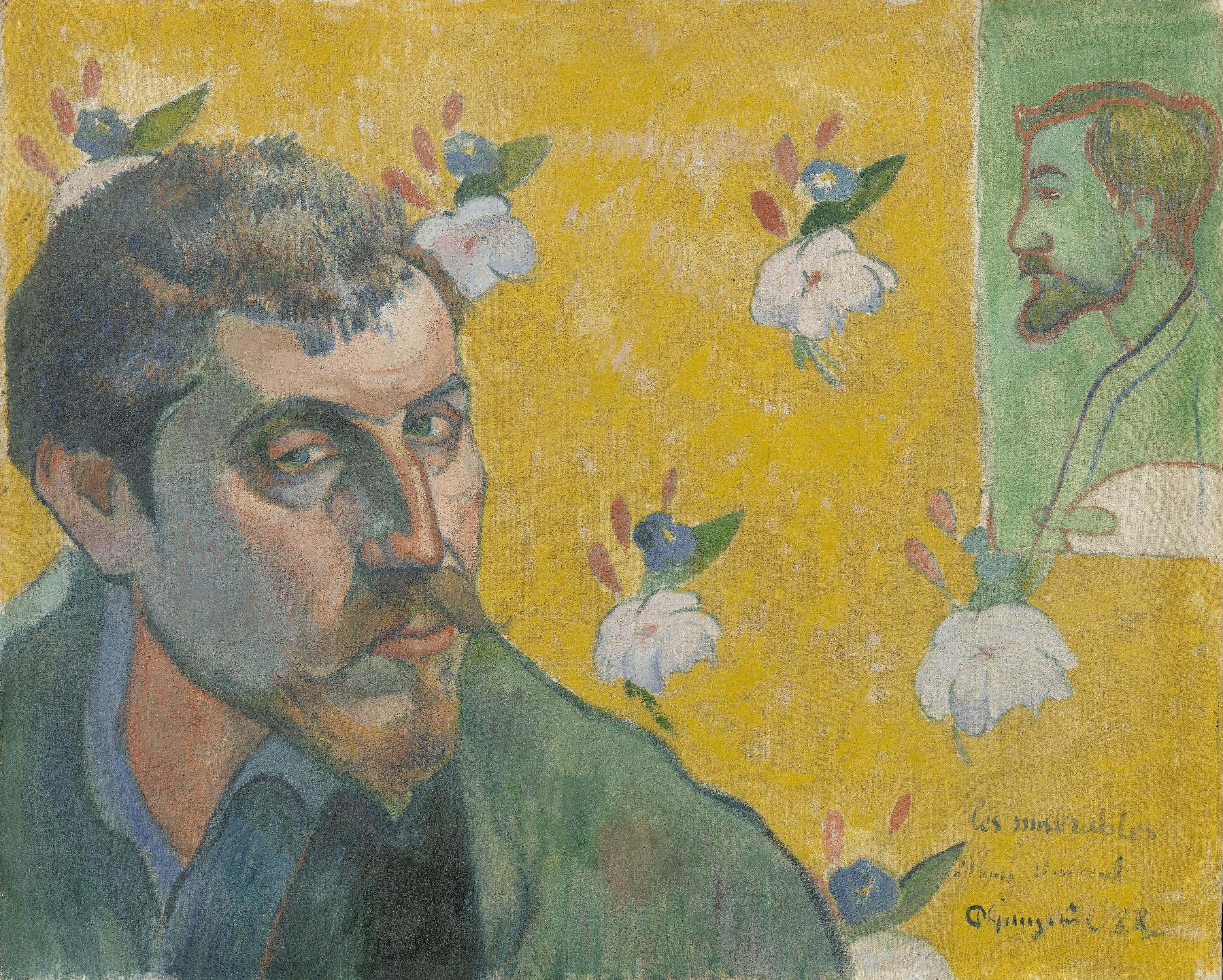
1888
1889
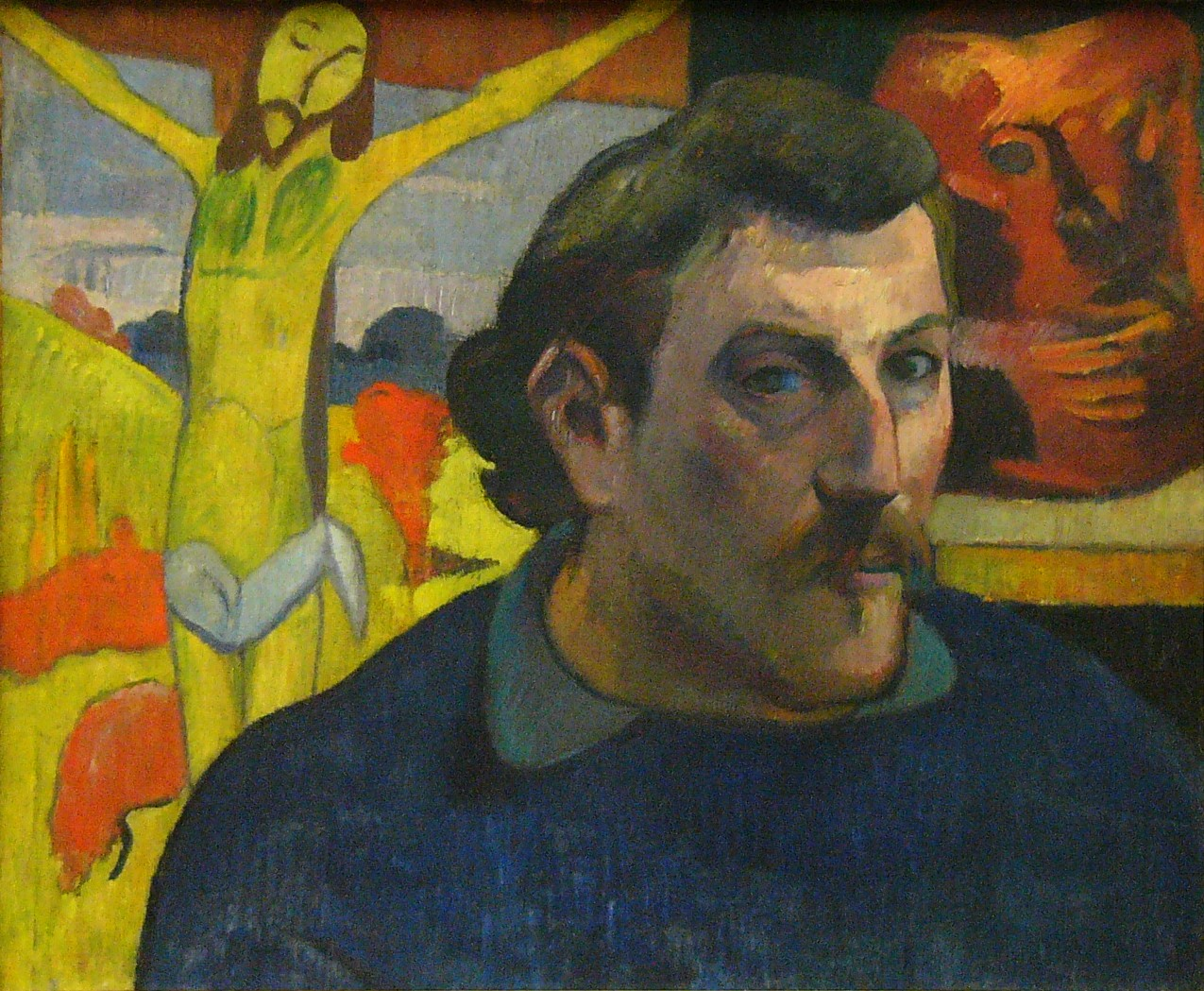
1889
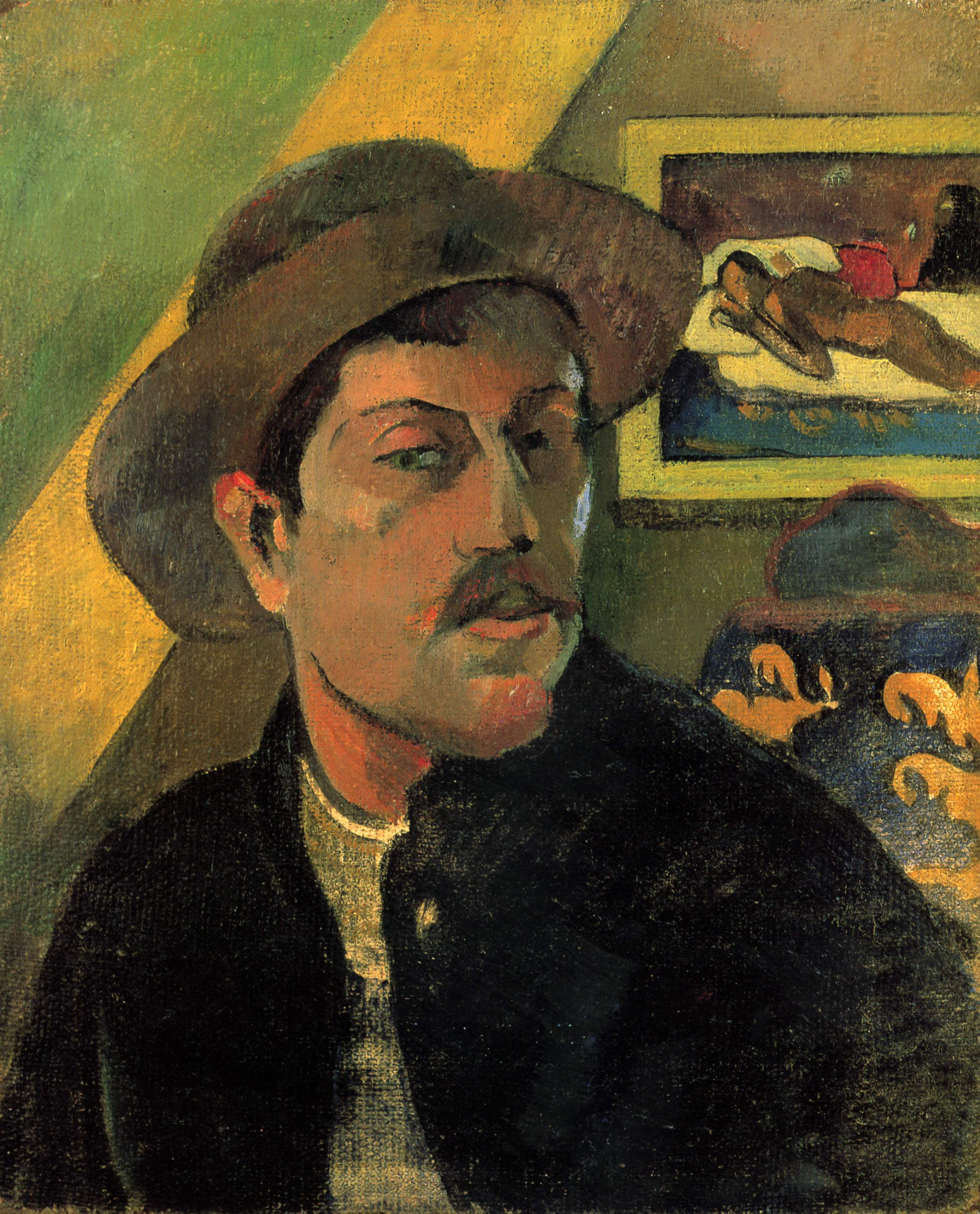
1893

### Des avant-gardes à 1945

#### Les avant-gardes
La crise de la représentation mimétique
- Ernst Ludwig Kirchner (1880-1938)

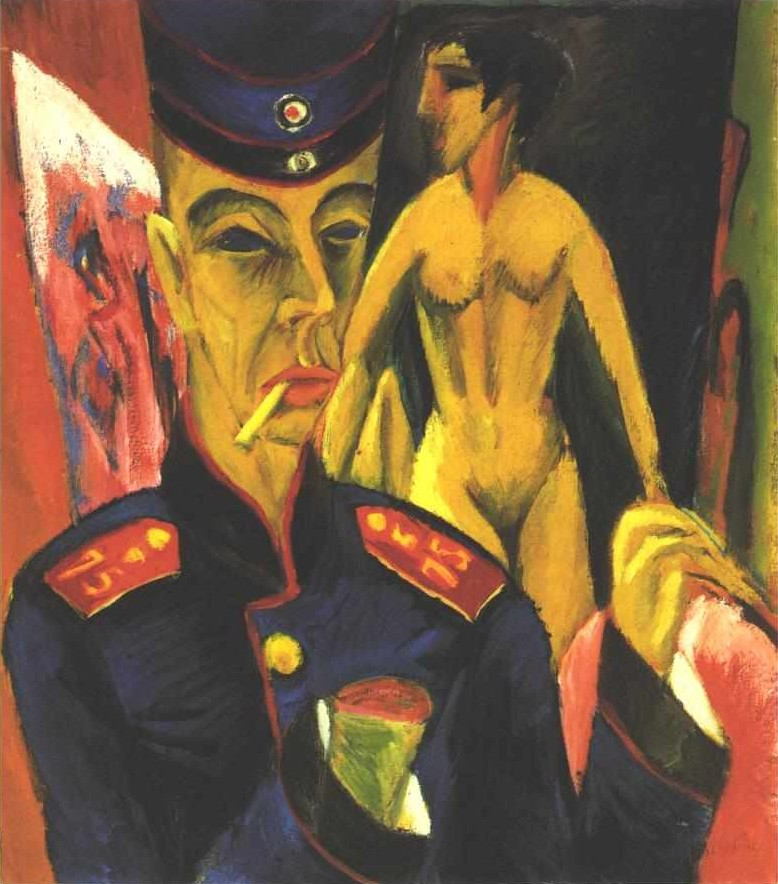
Autoportrait en soldat 1915
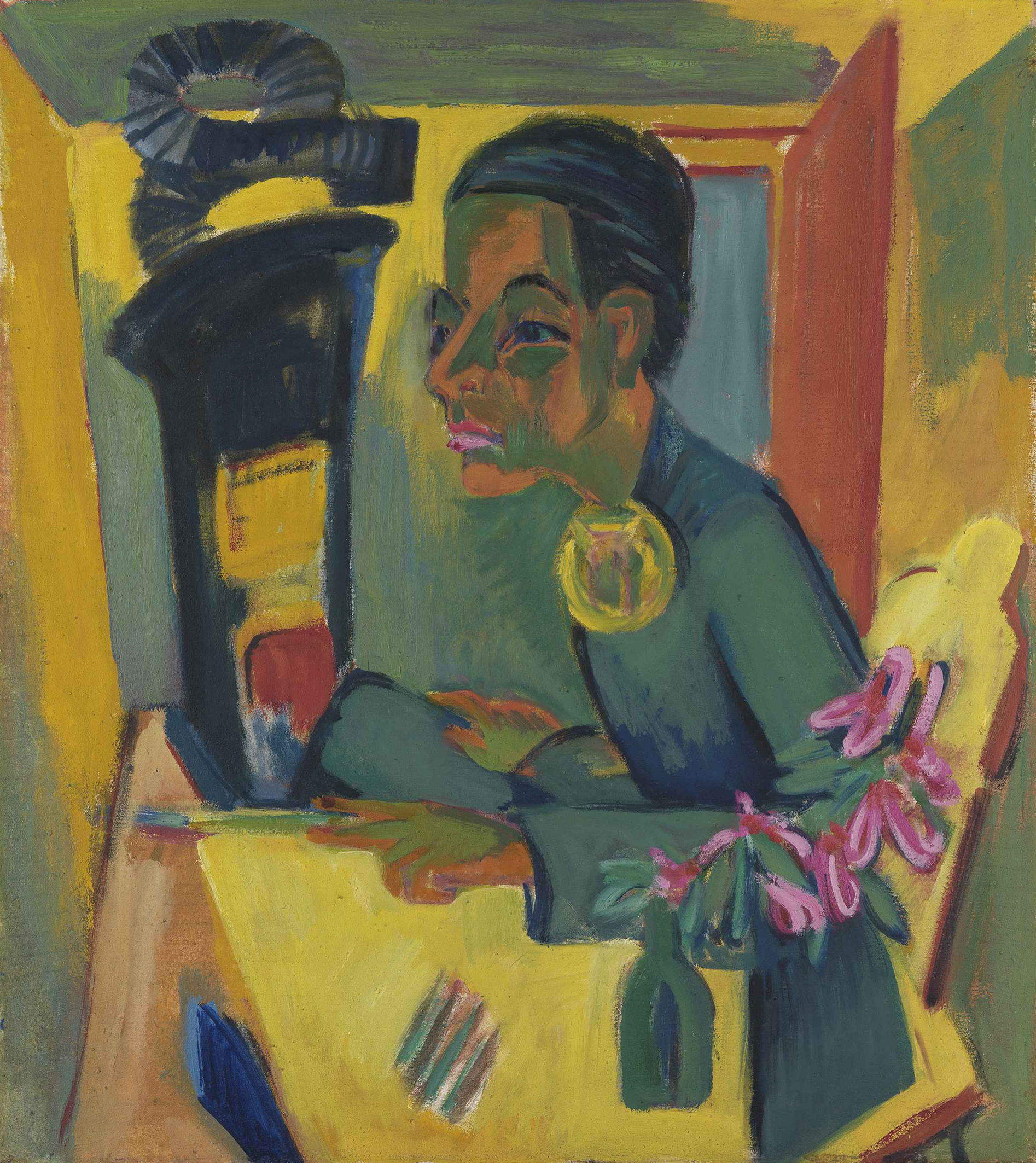
X 19
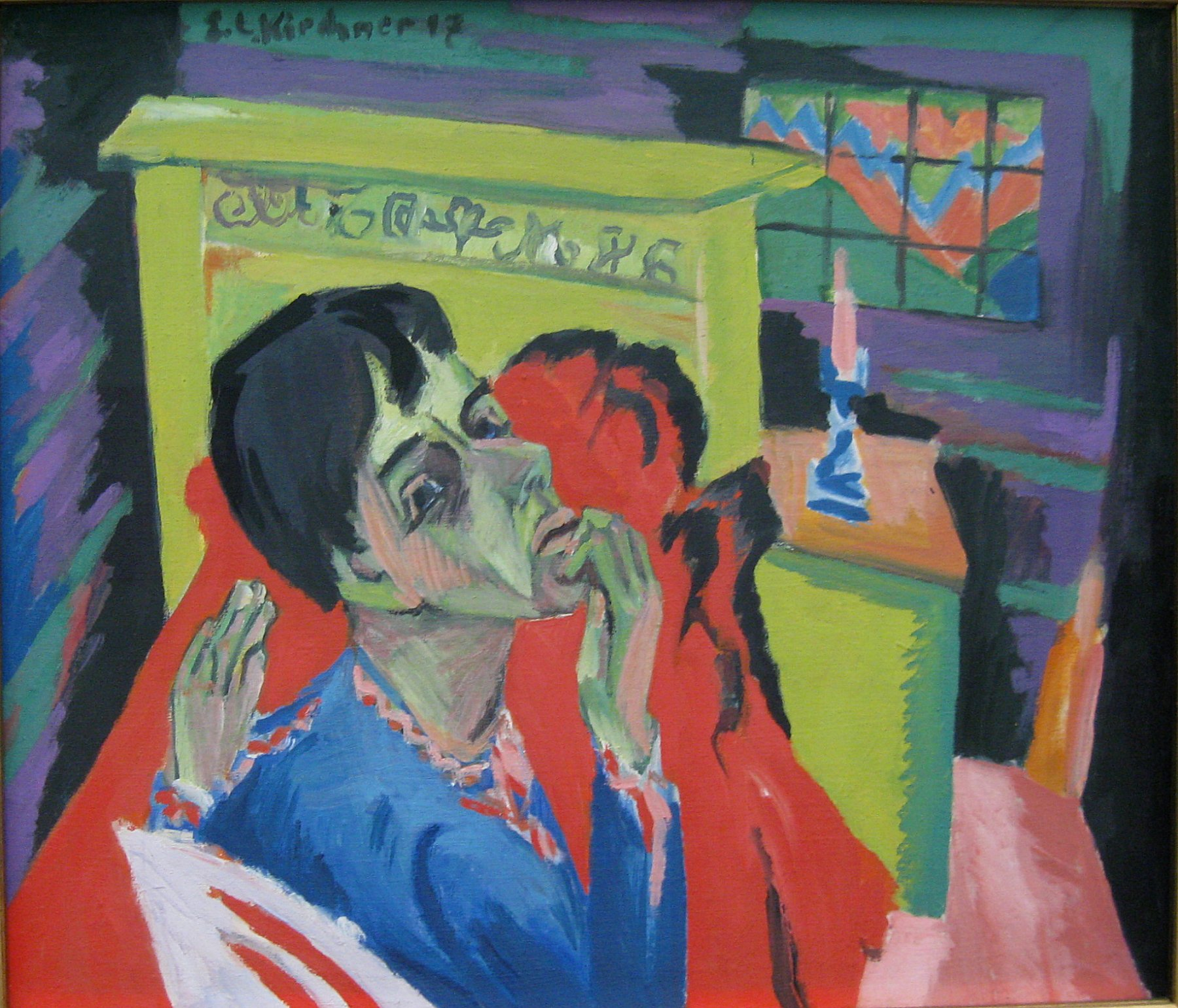
X 1918
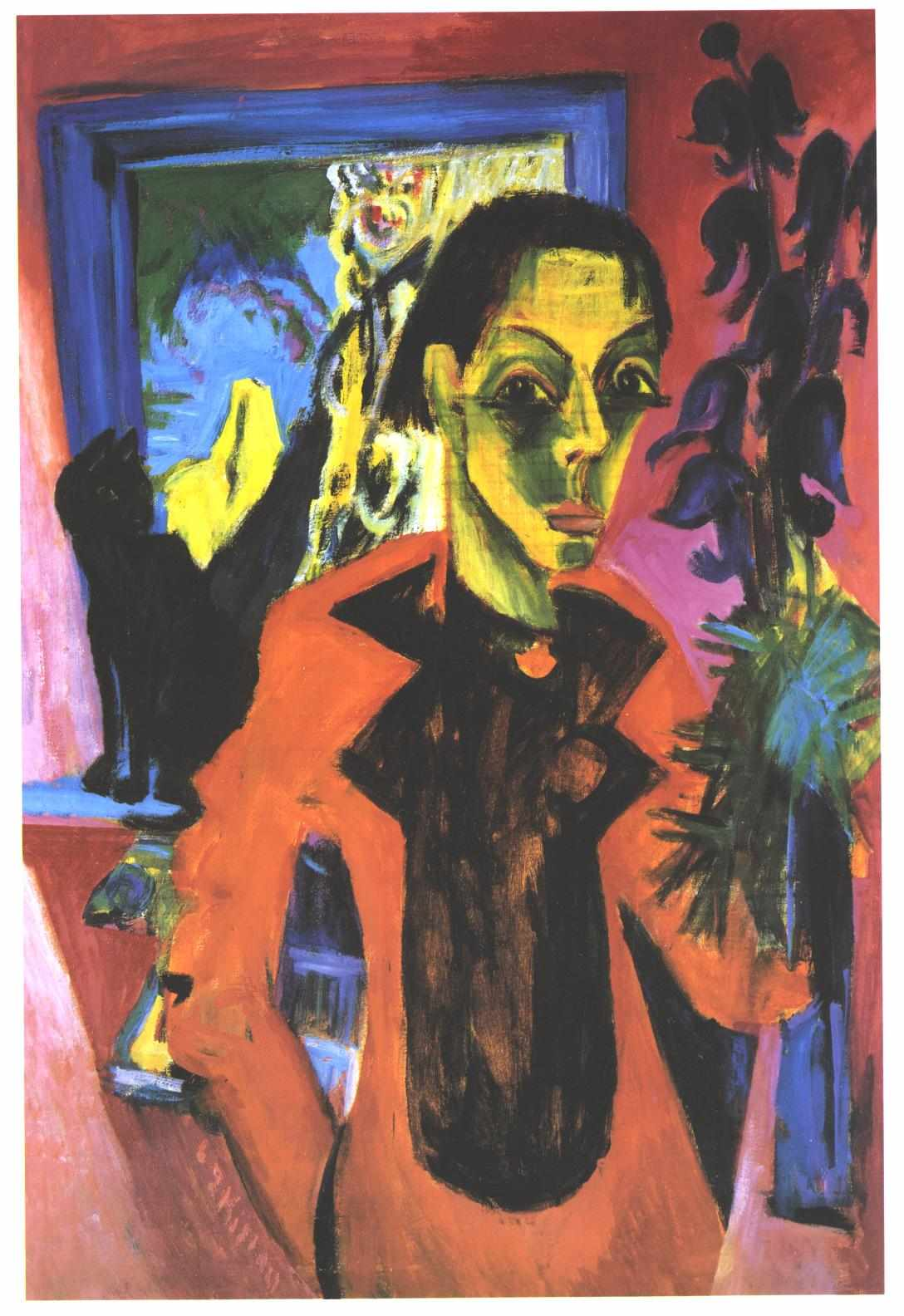
Autoportrait au chat 1919
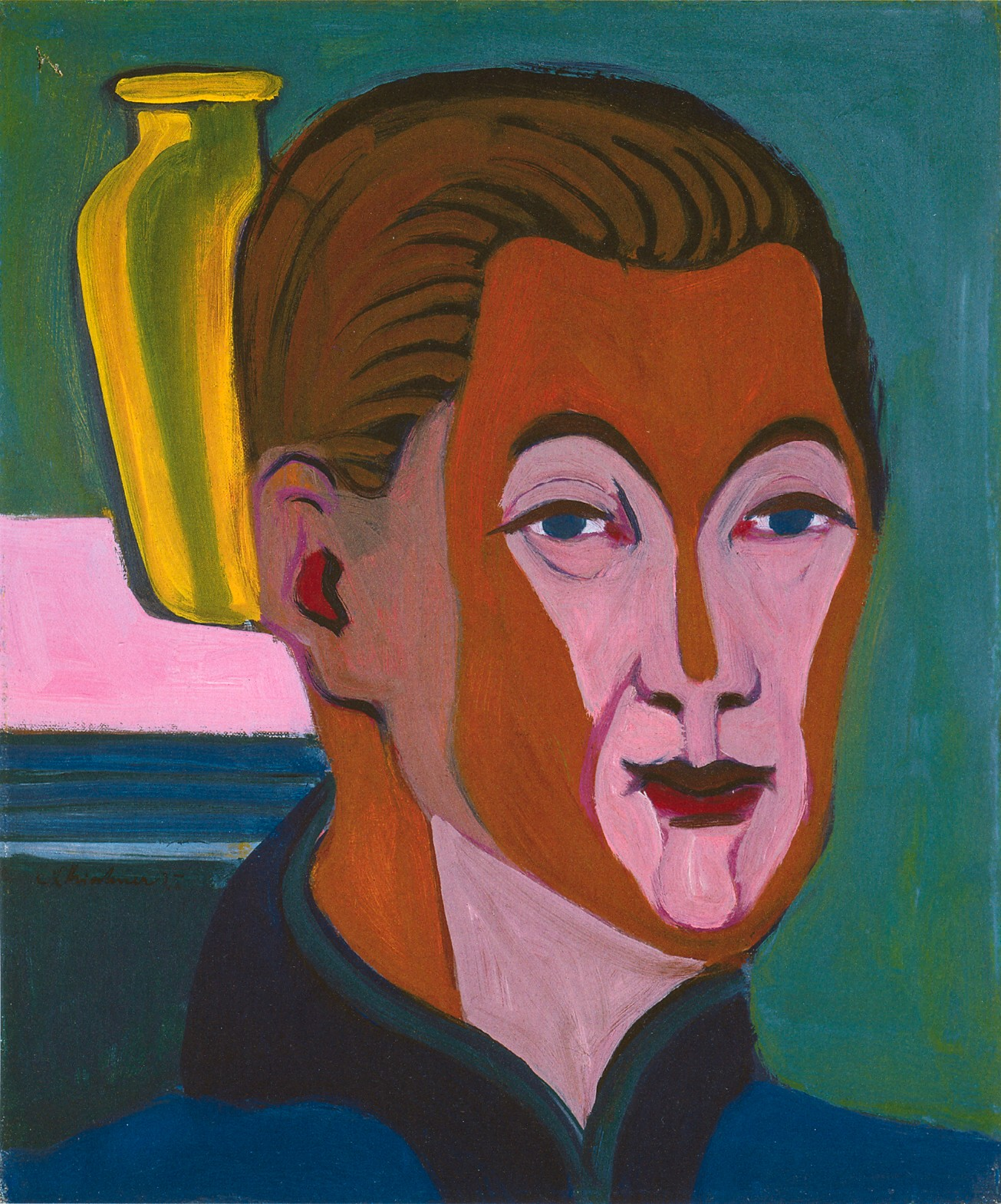
X 1925

- Pablo Picasso (1881-1973)

#### Le réalisme dans sa continuité

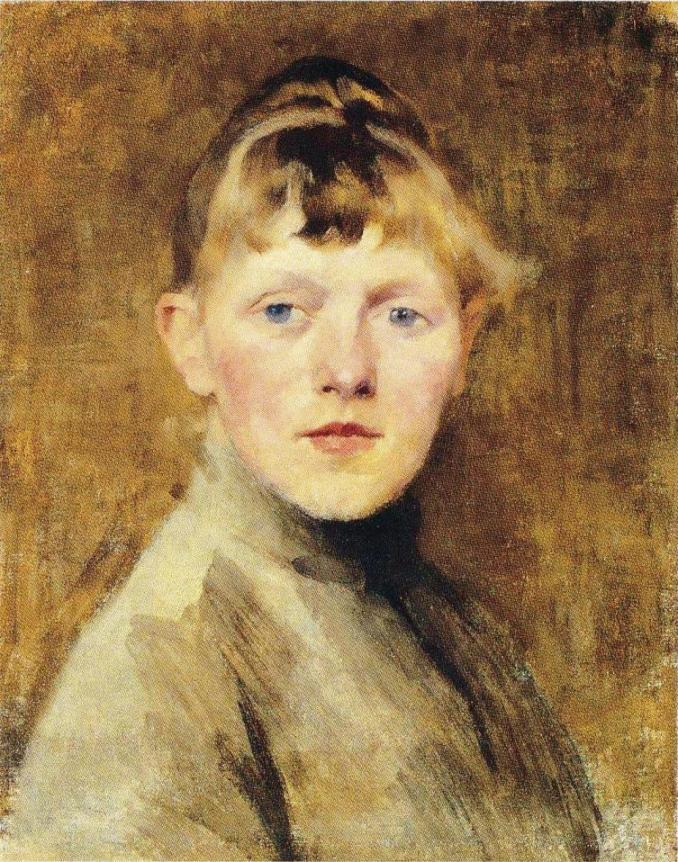
X 1894
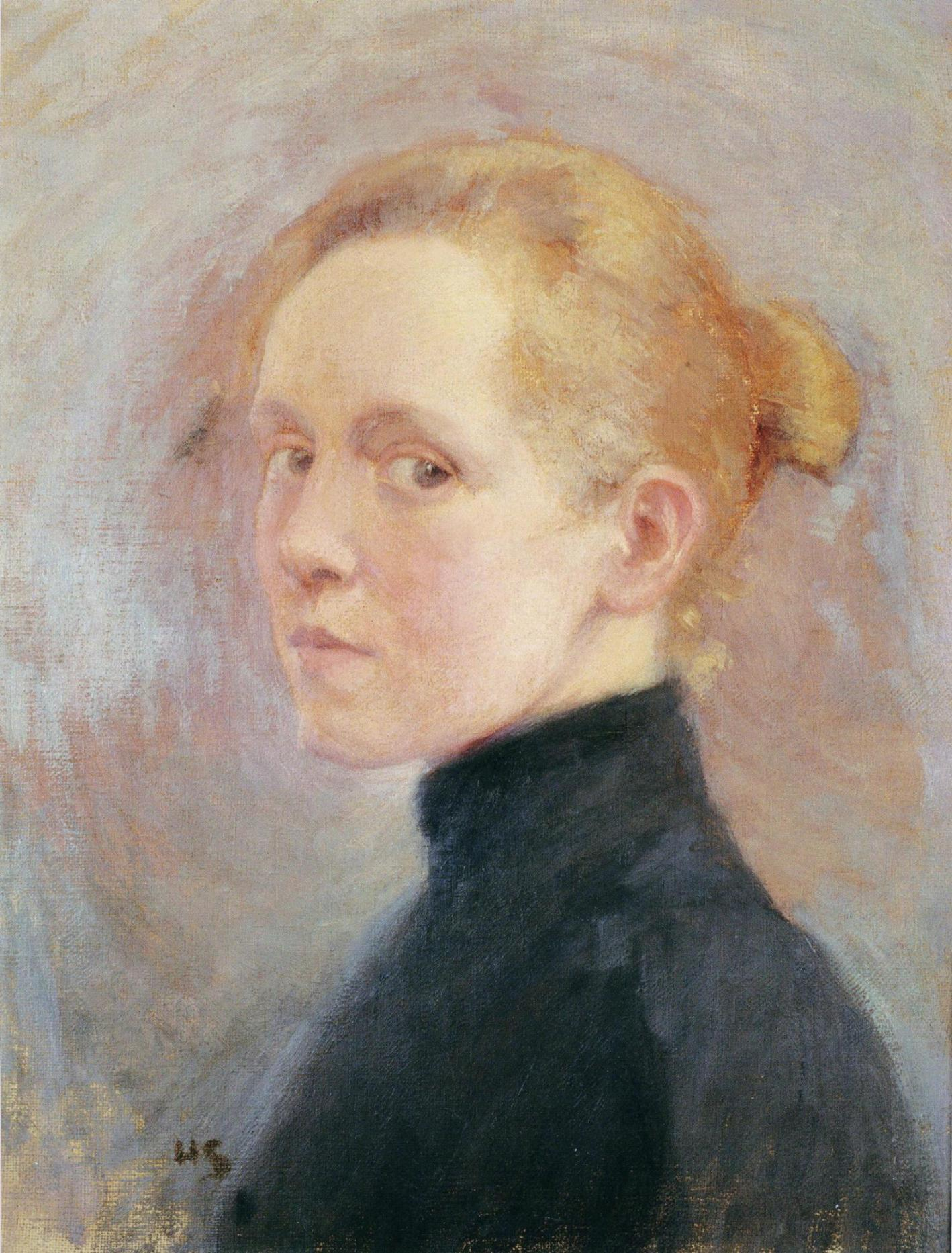
X 1895
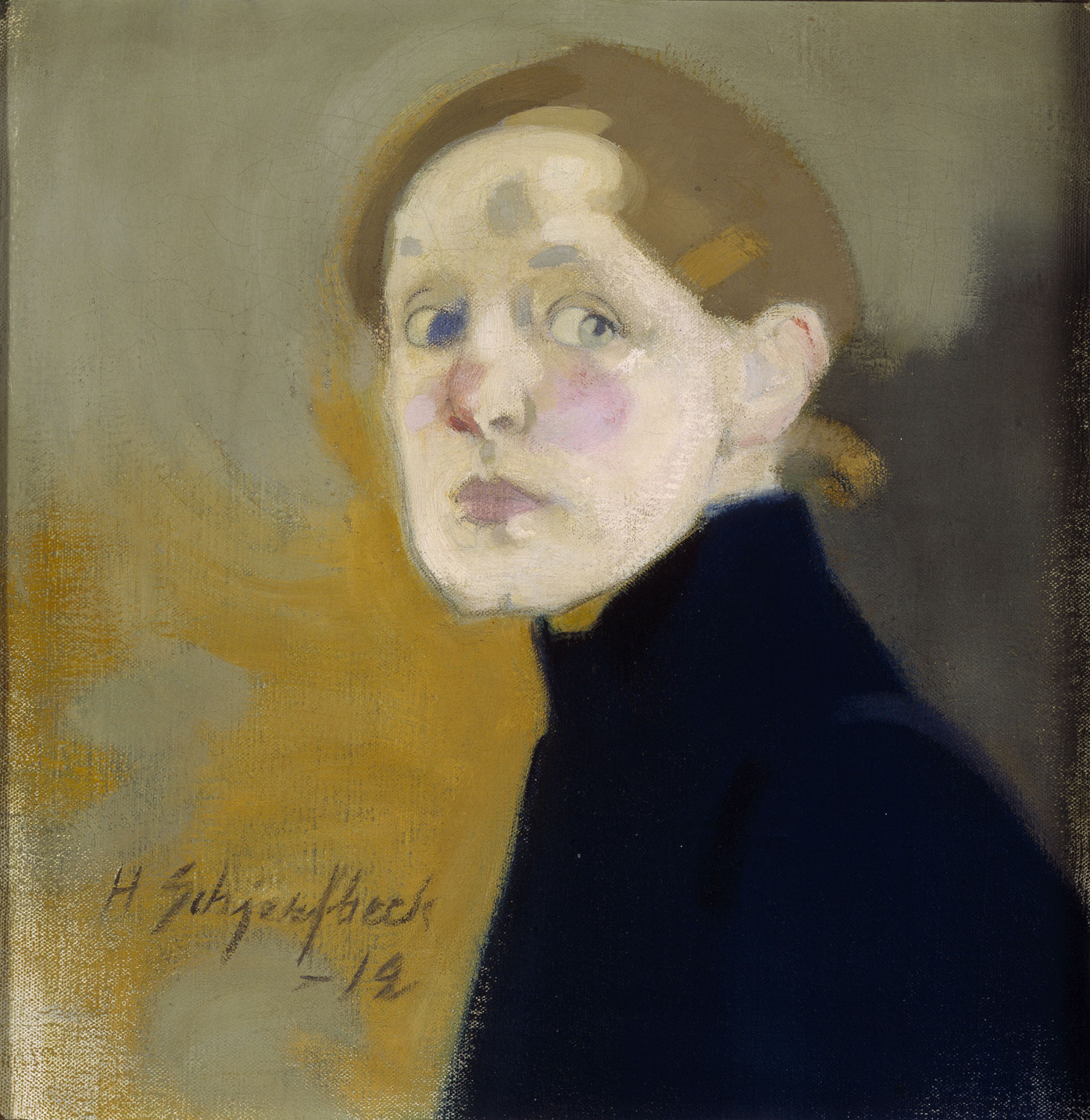
Helene Schjerfbeck 1912
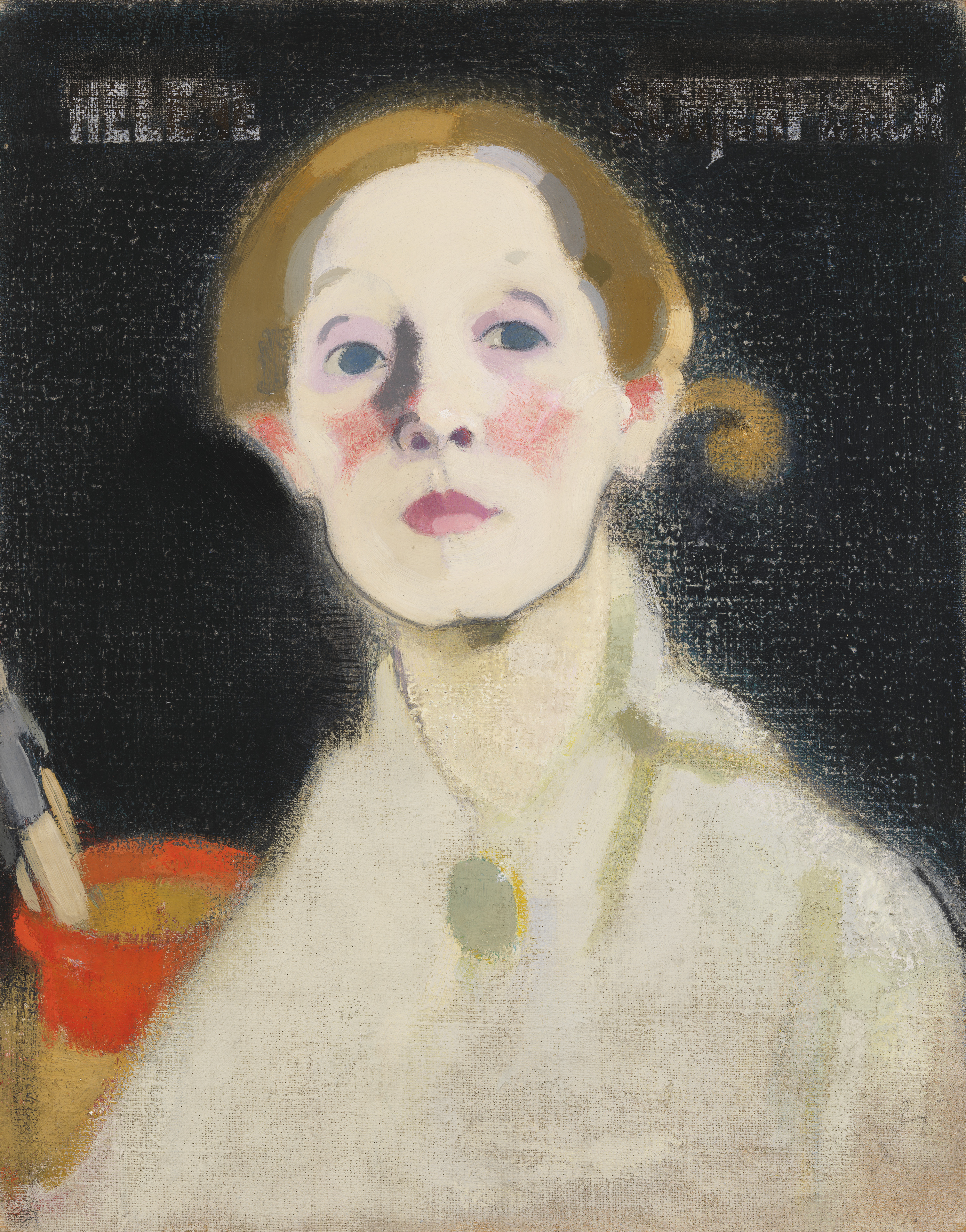
X 1915
Helene Schjerfbeck 1945

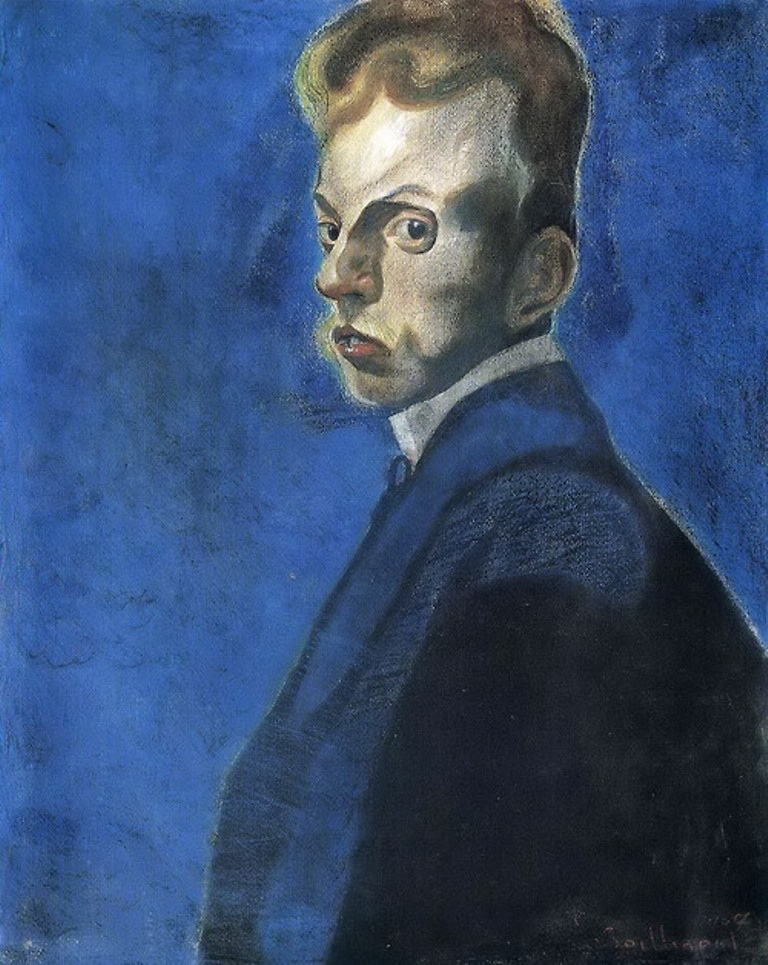
X 1907
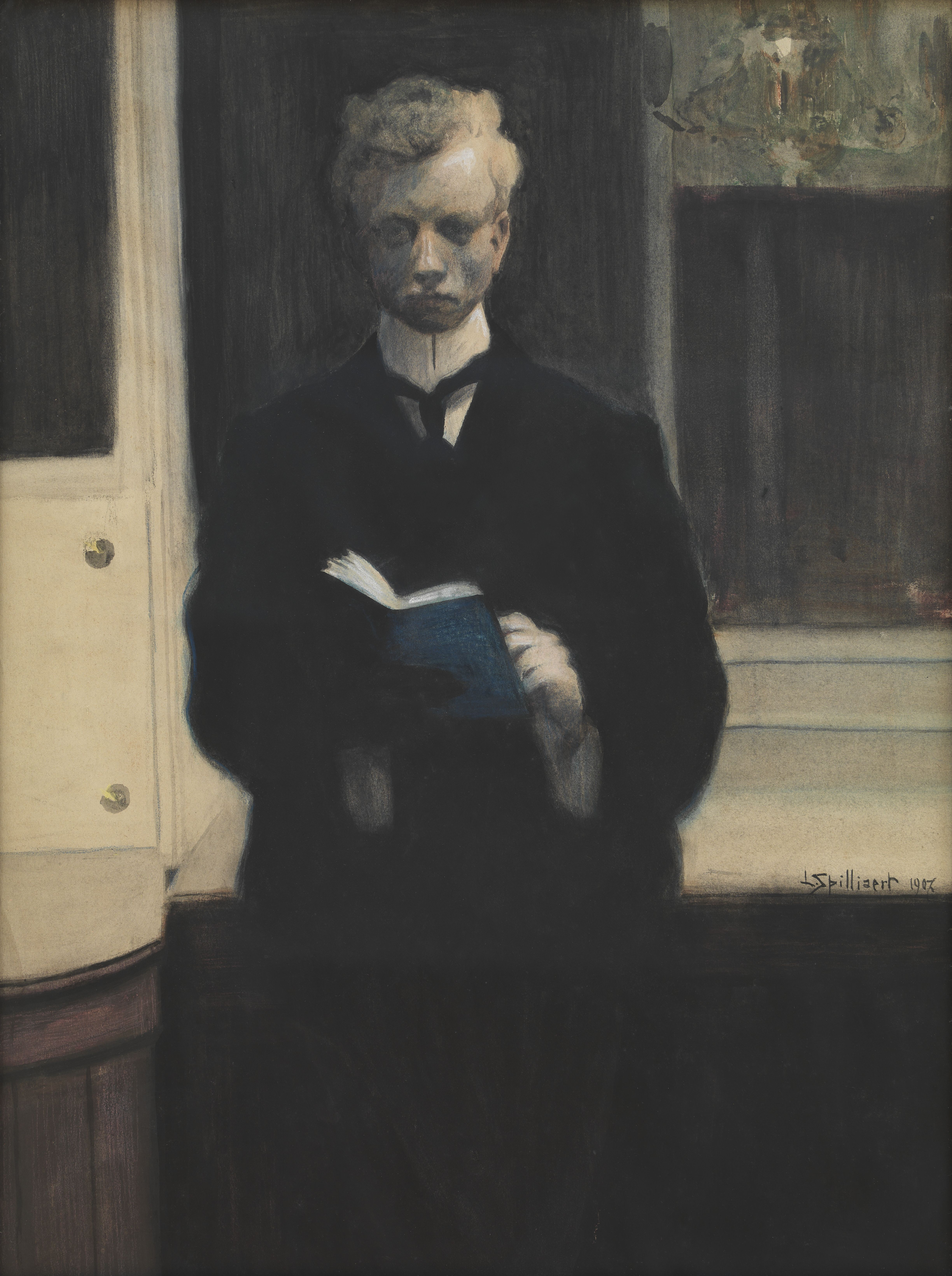
Léon Spilliaert 1907
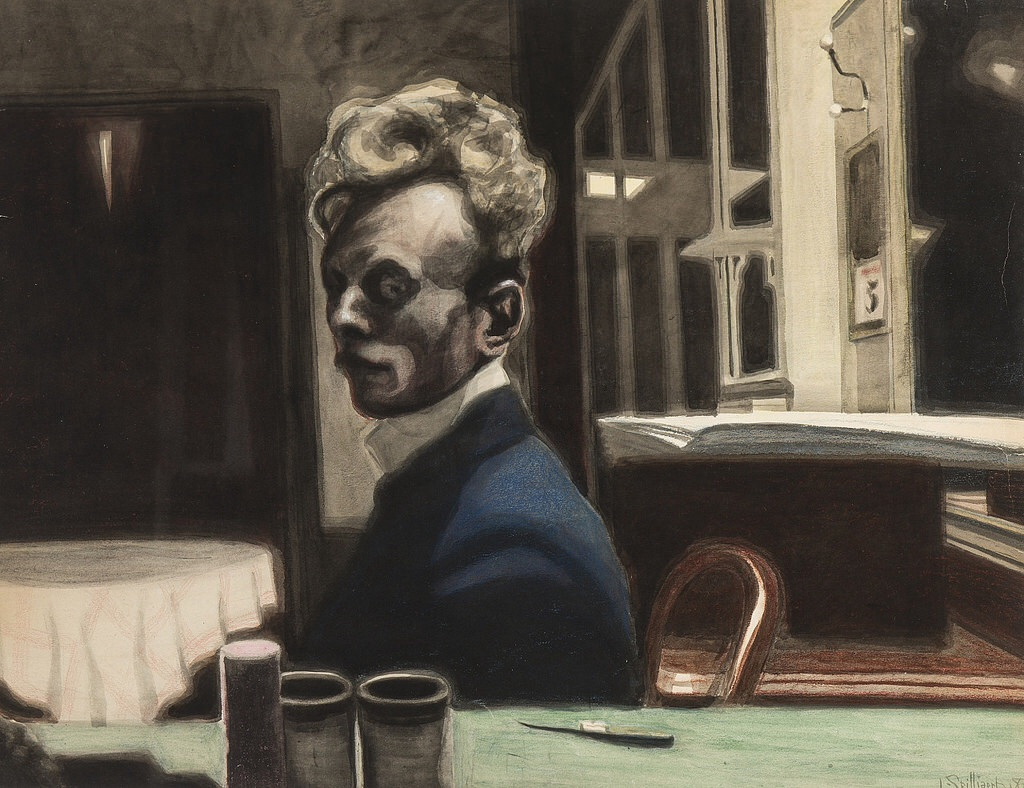
X 1908
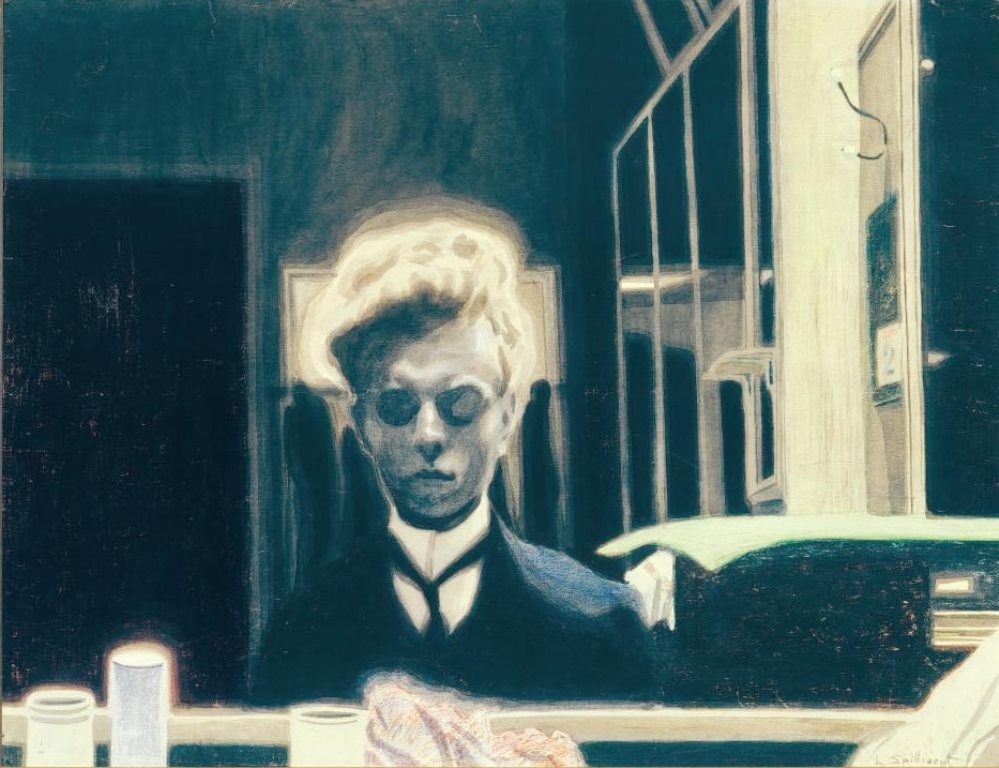
X 1908
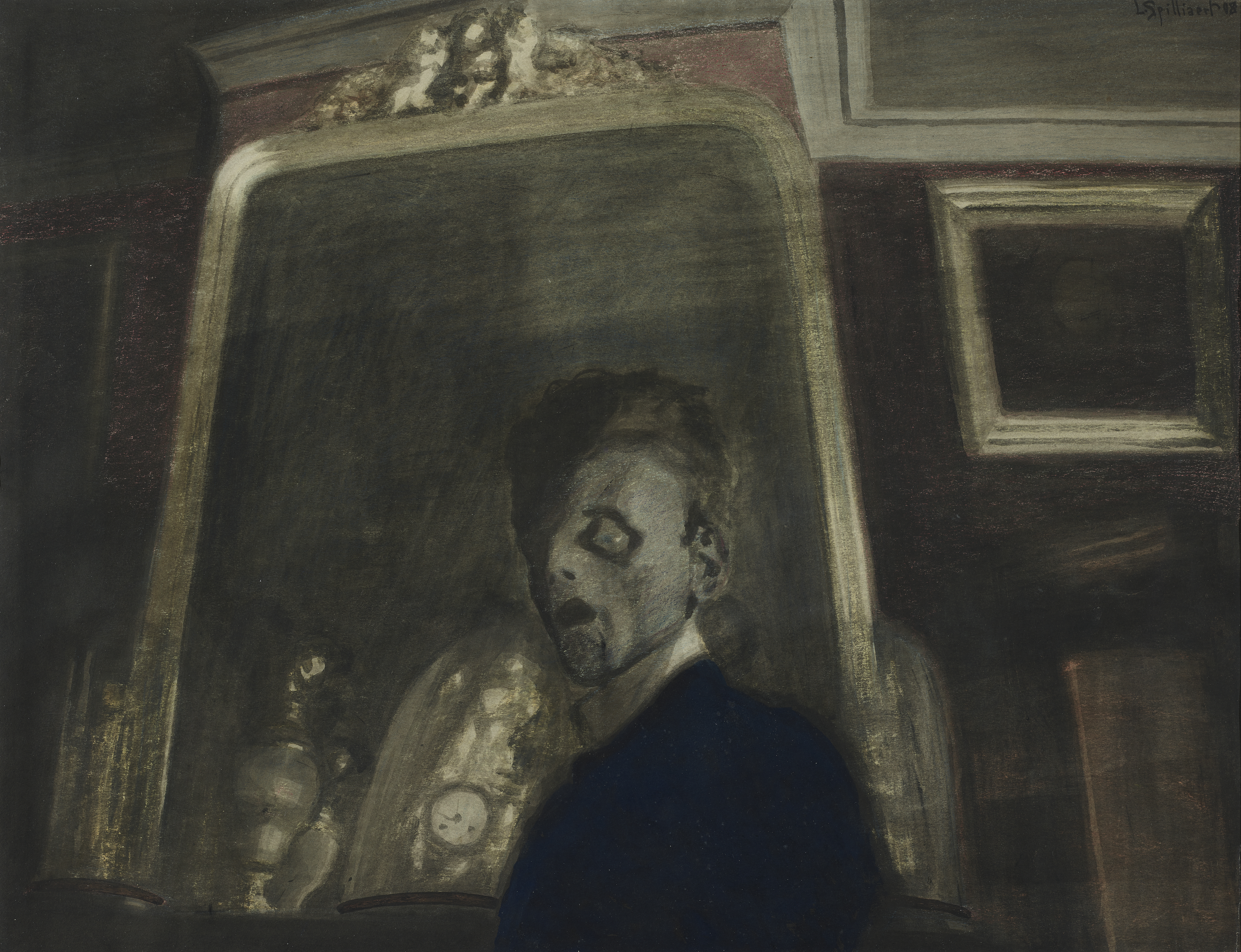
X 1908

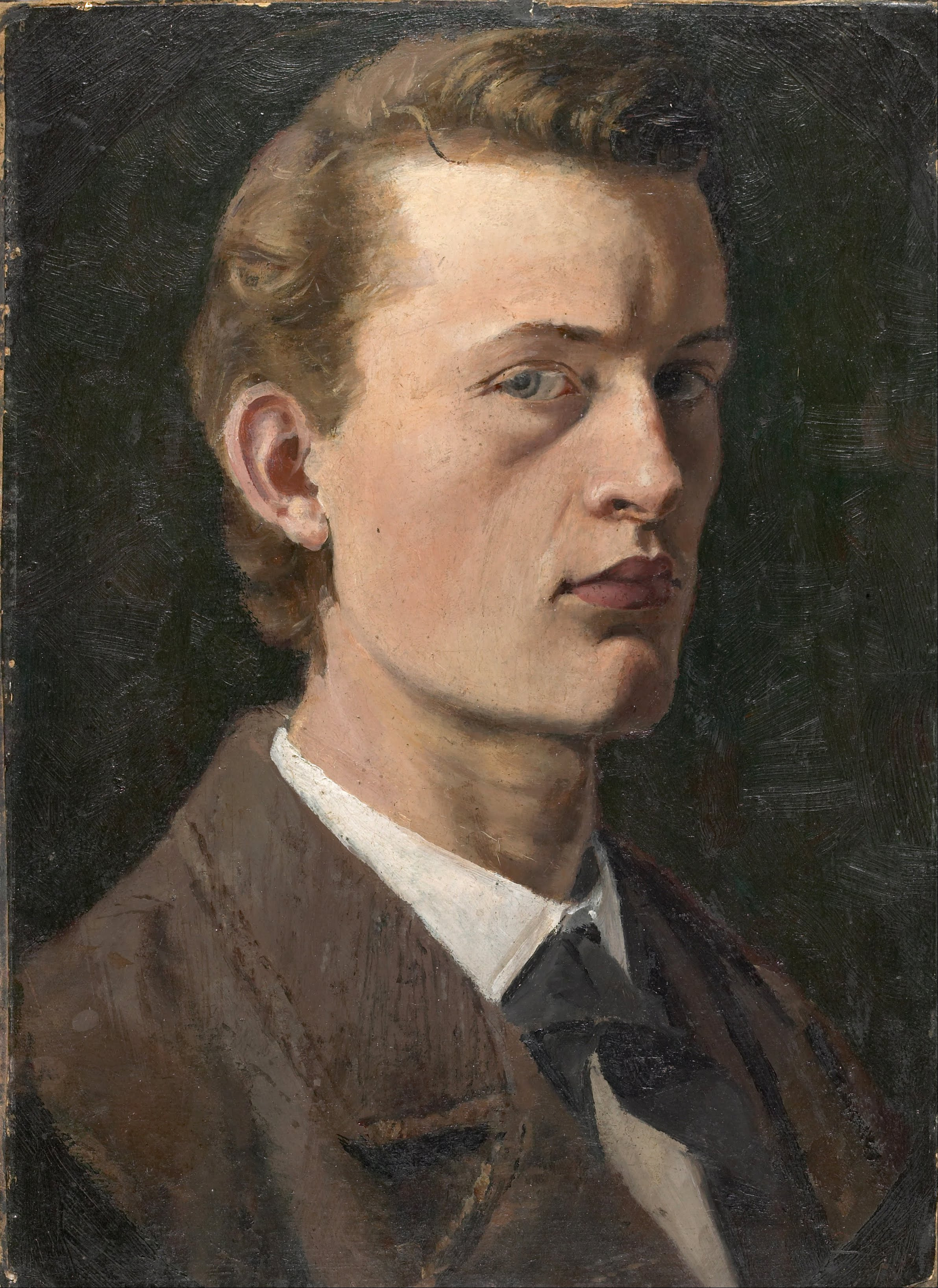
Munch 1882
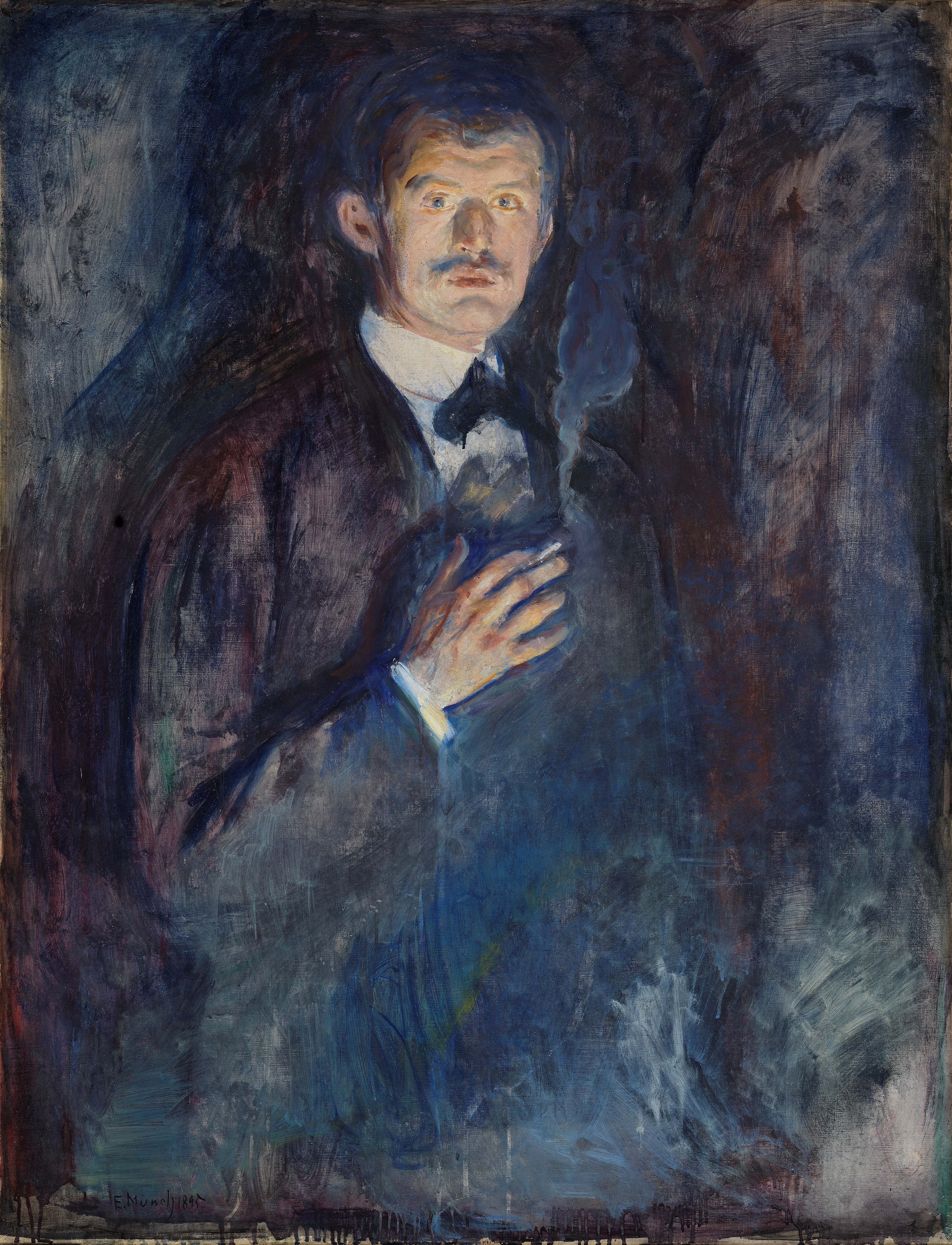
Munch 1895
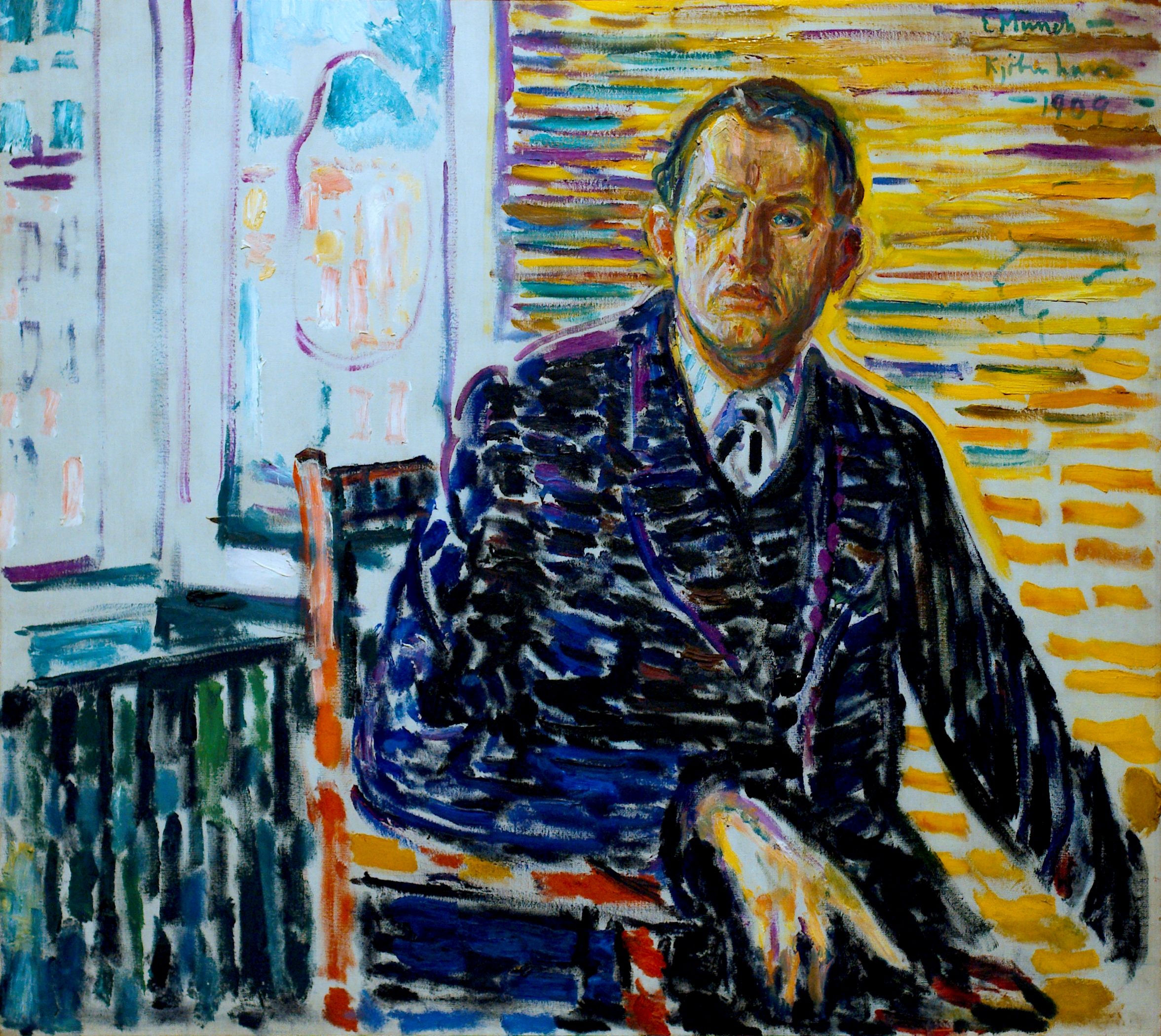
Munch 1909
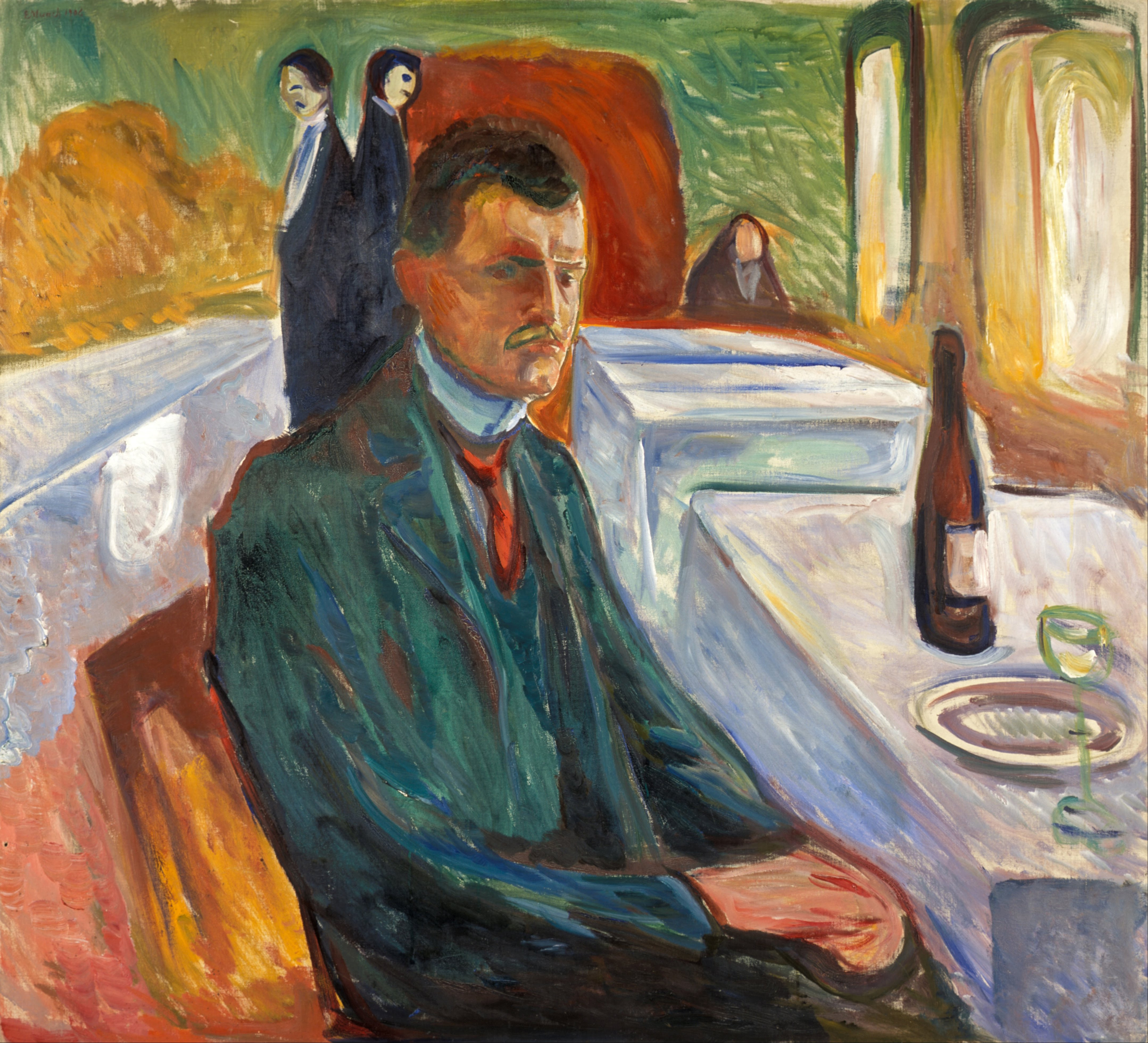
Munch 1910
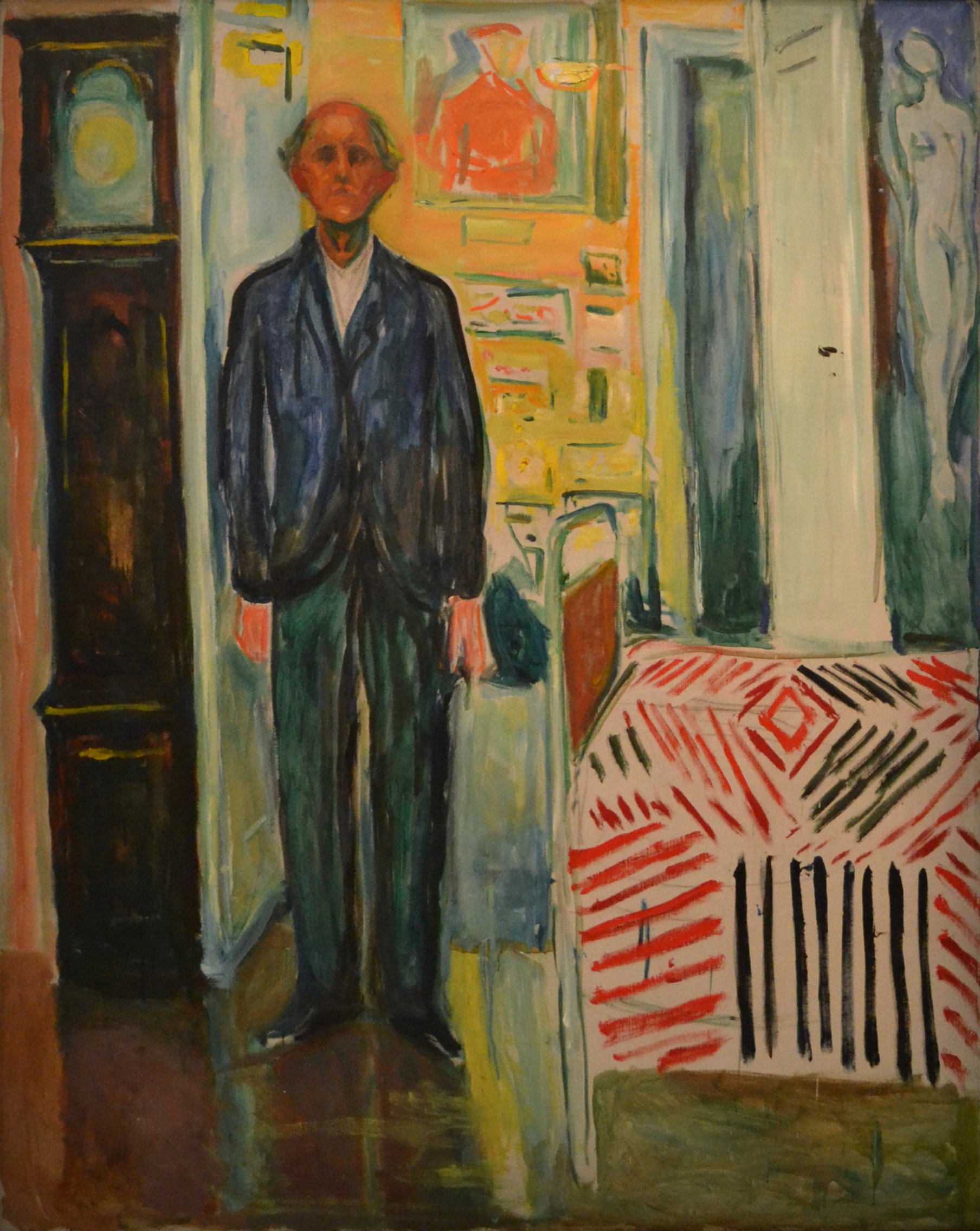
Munch 1940-1943

- Lovis Corinth (1858-1925)

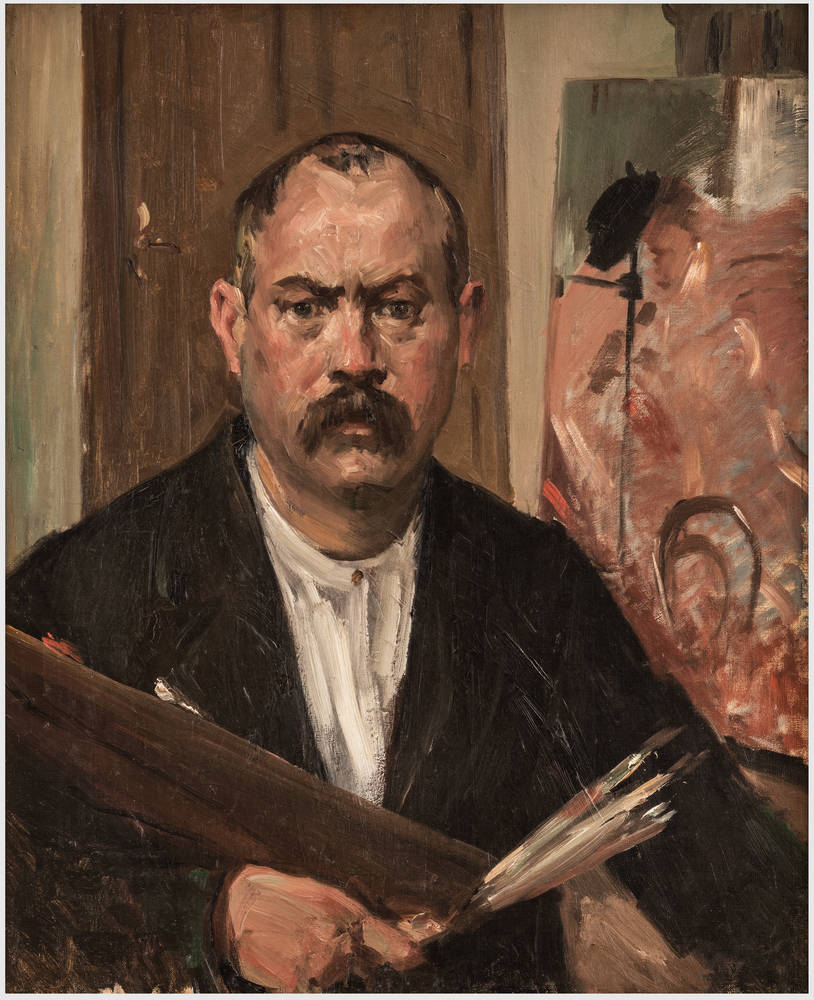
X 1900
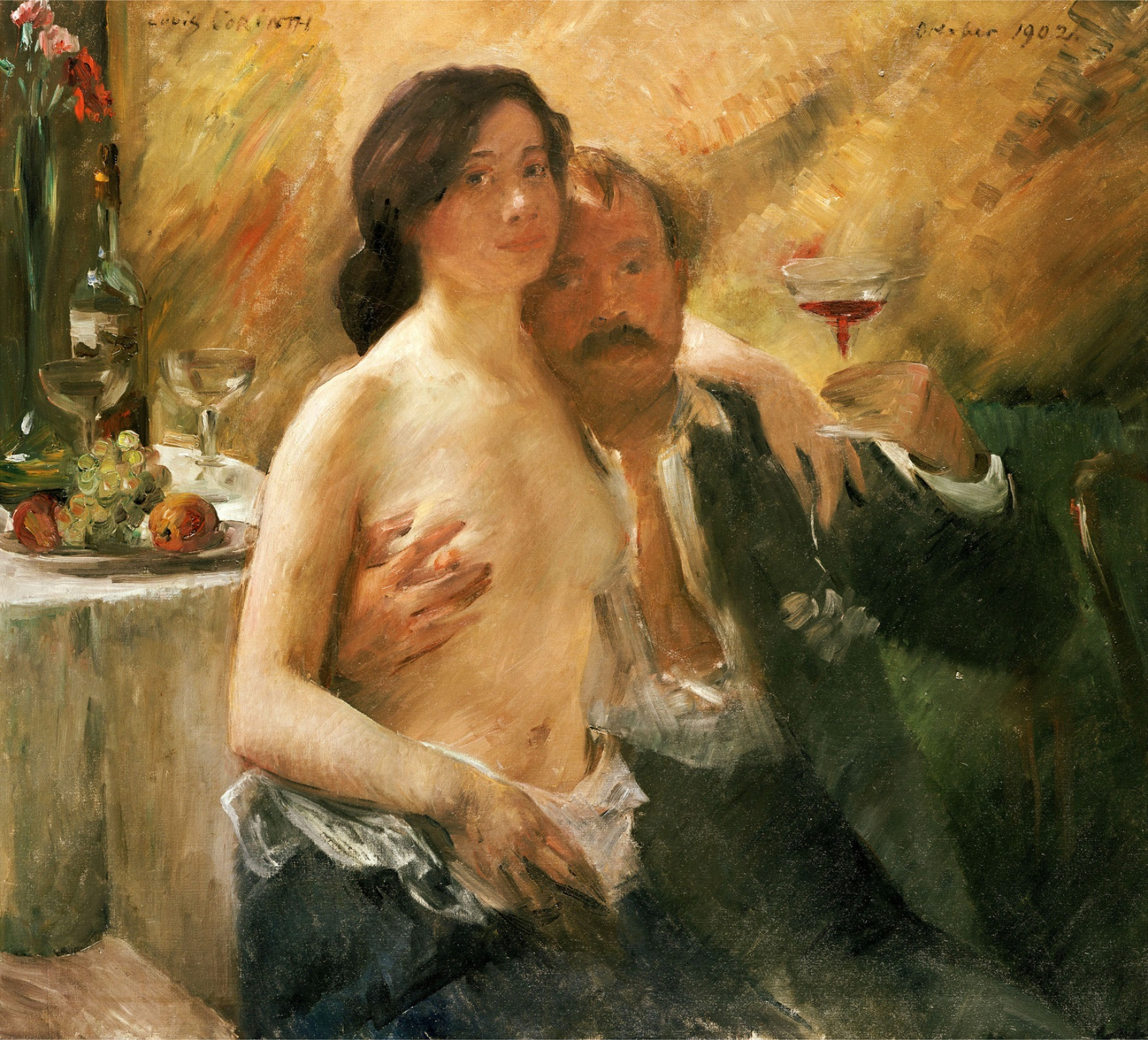
X 1902
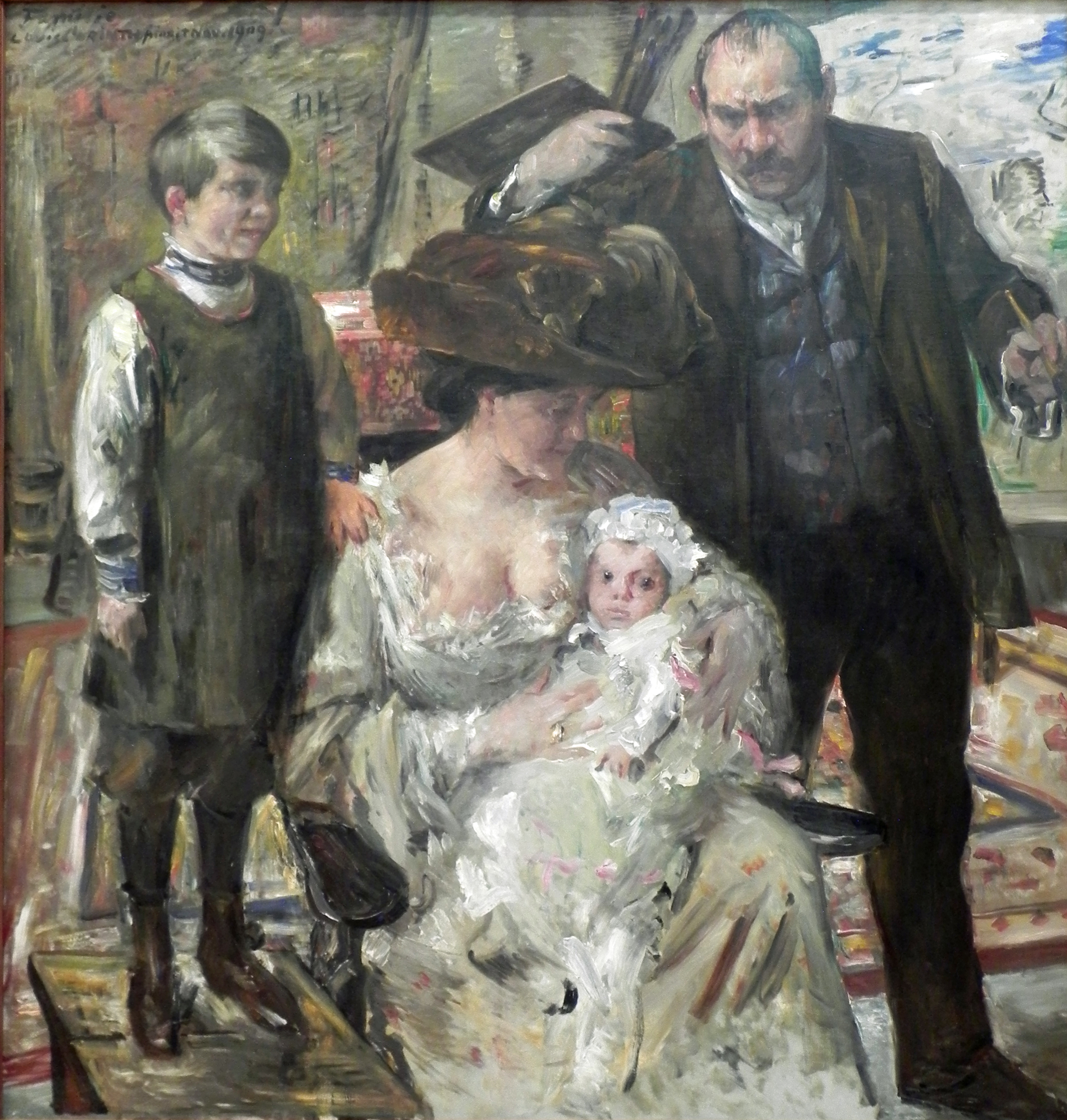
X 1909
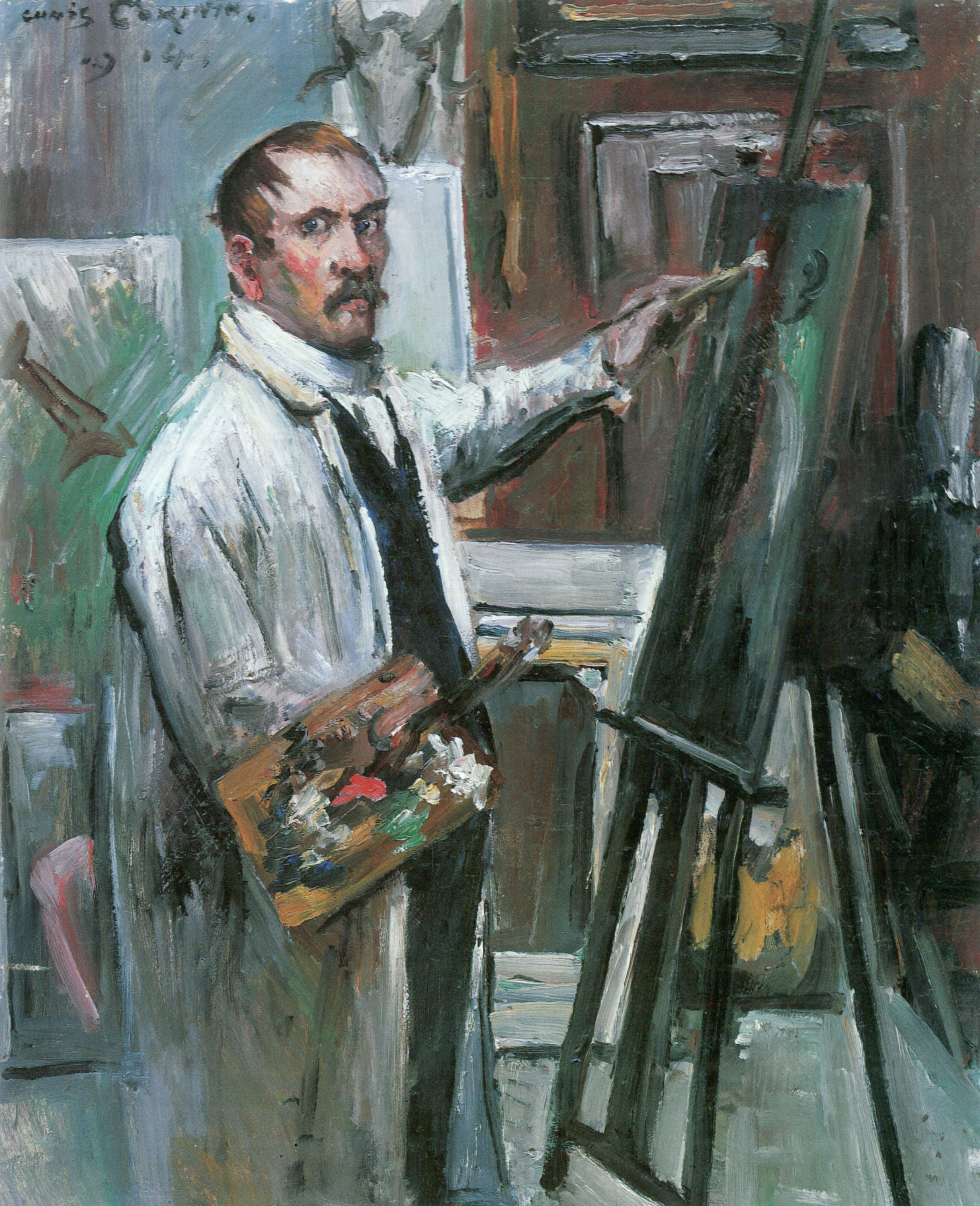
X 1914
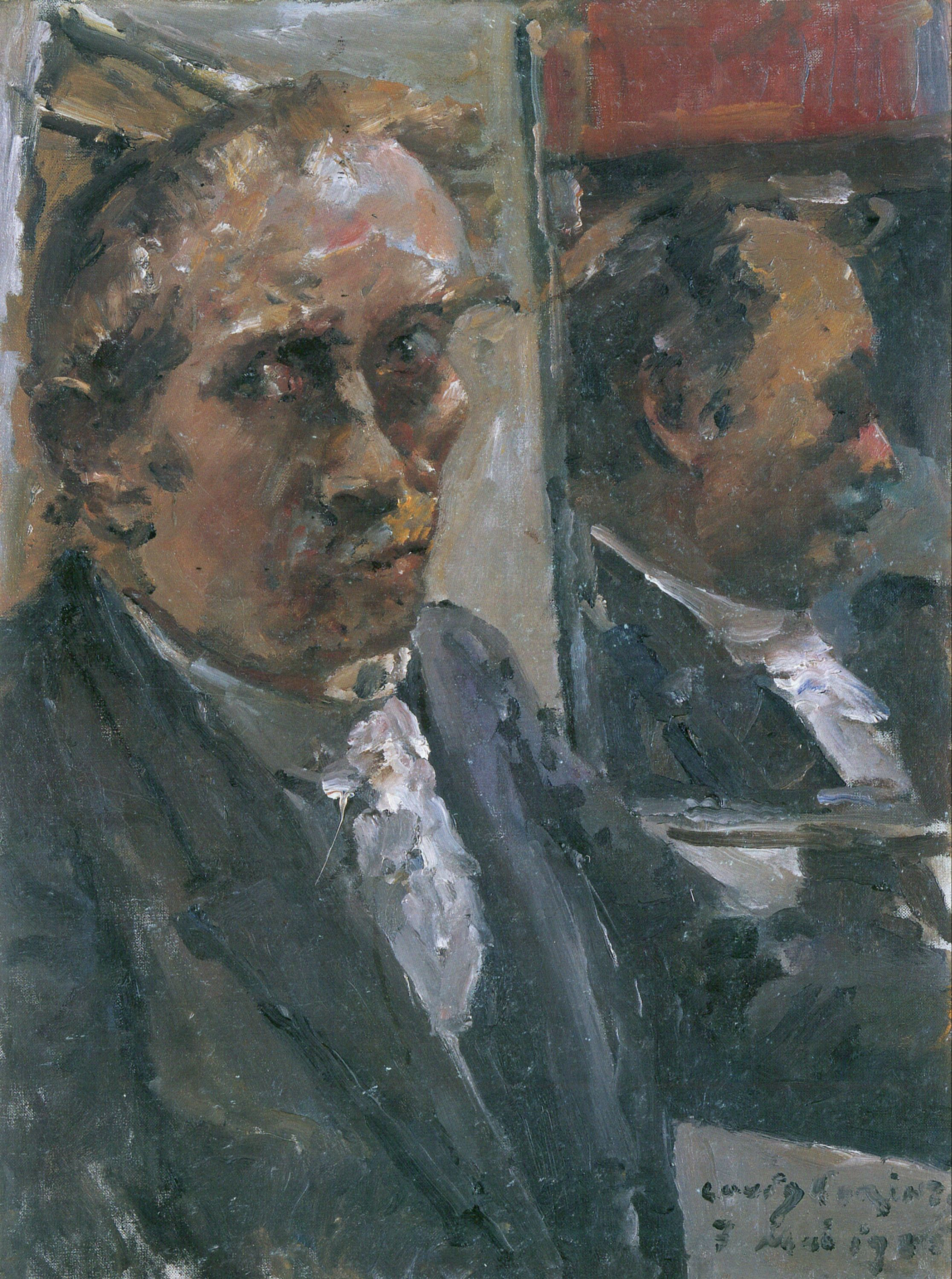
X 1925

- Egon Schiele (1890-1918)

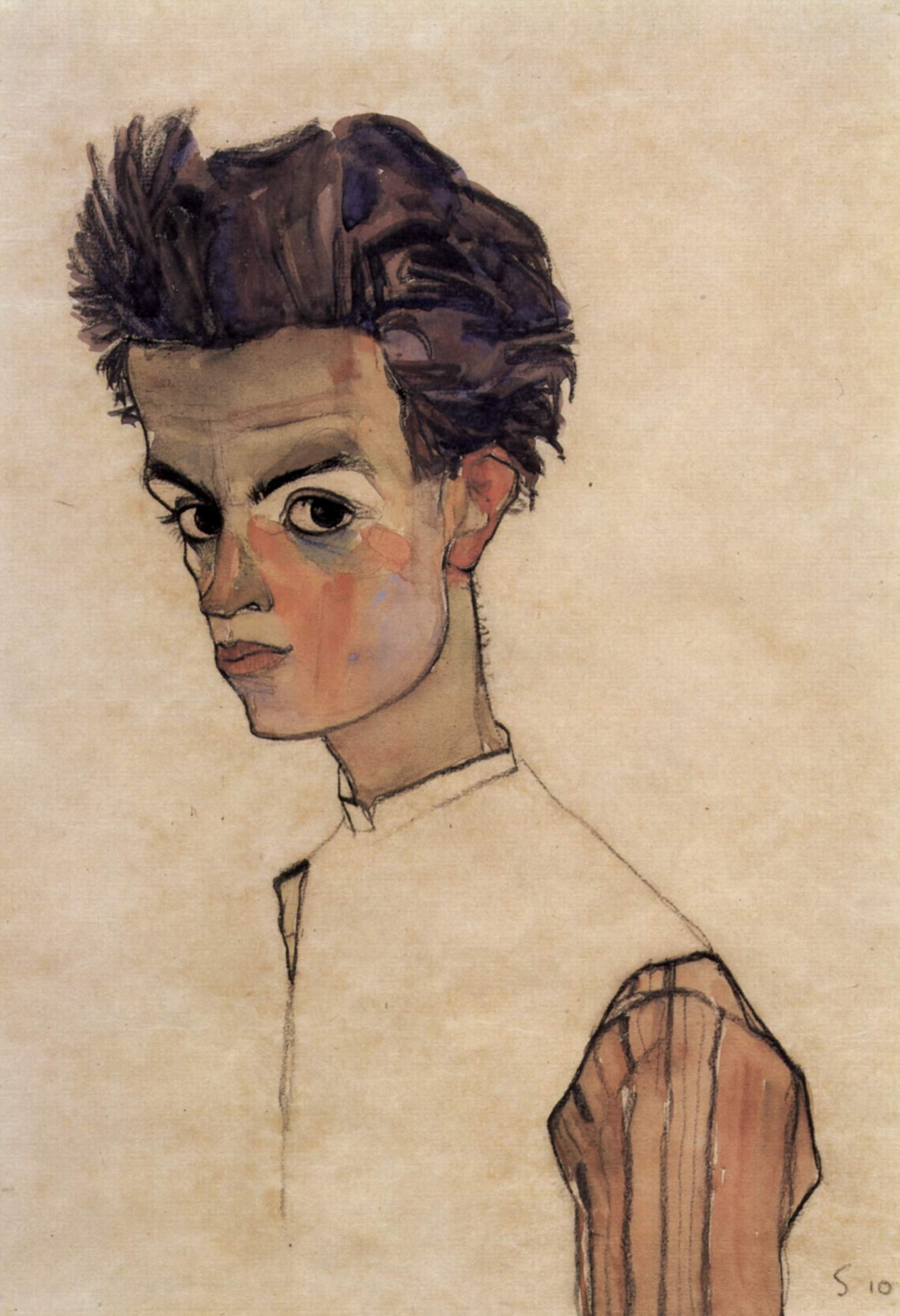
X 1910
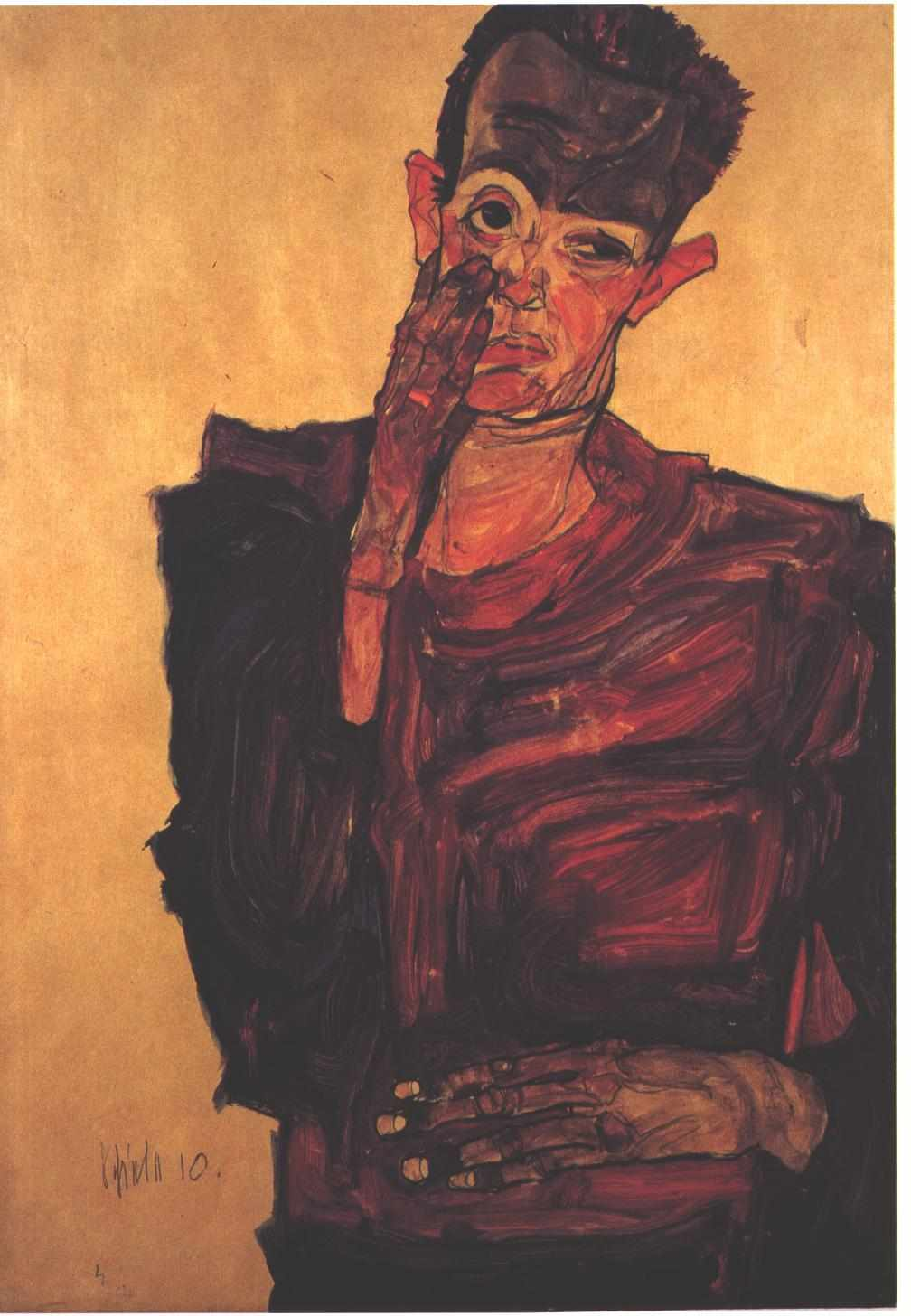
X 1910
Egon Schiele 1912
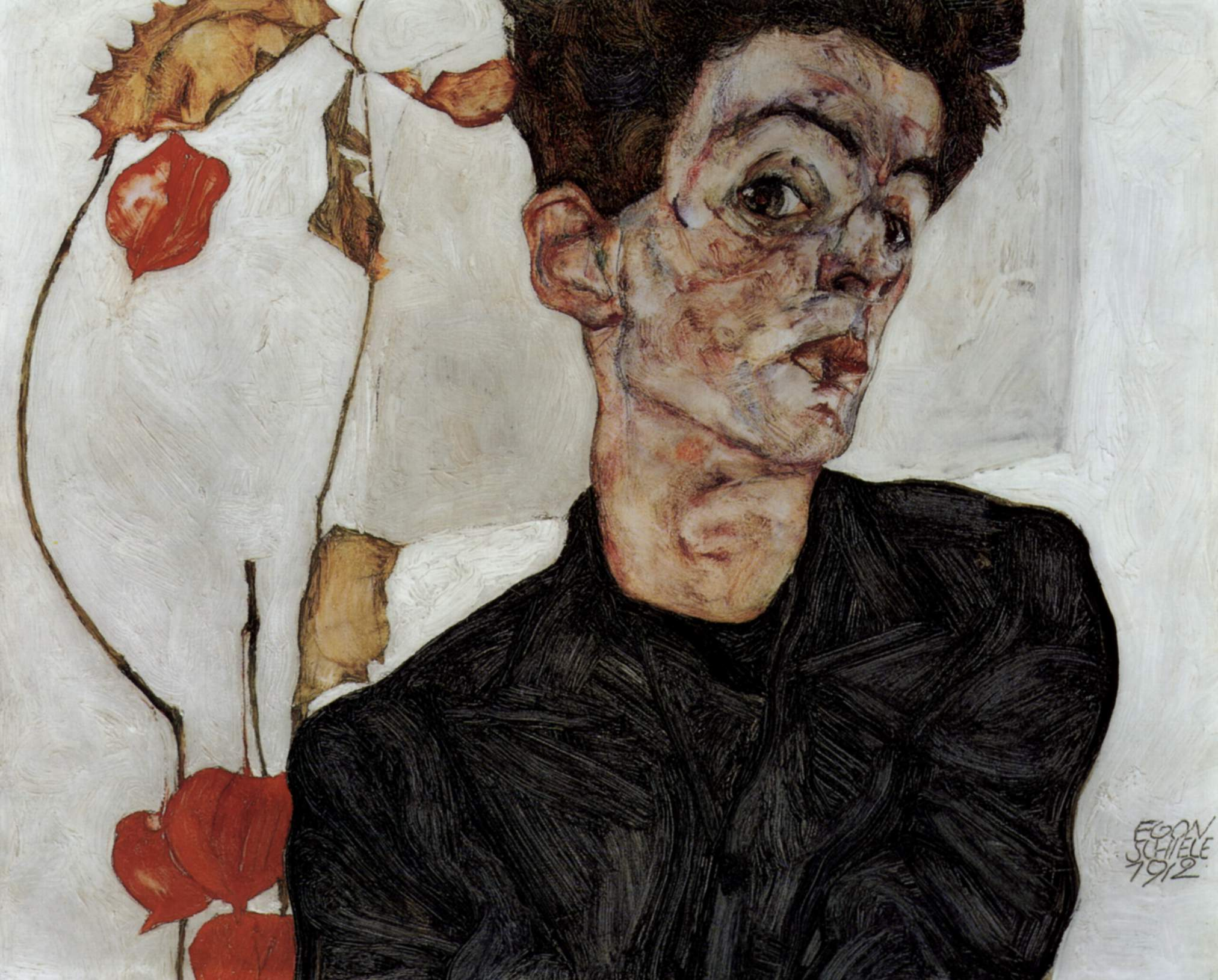
X 1912
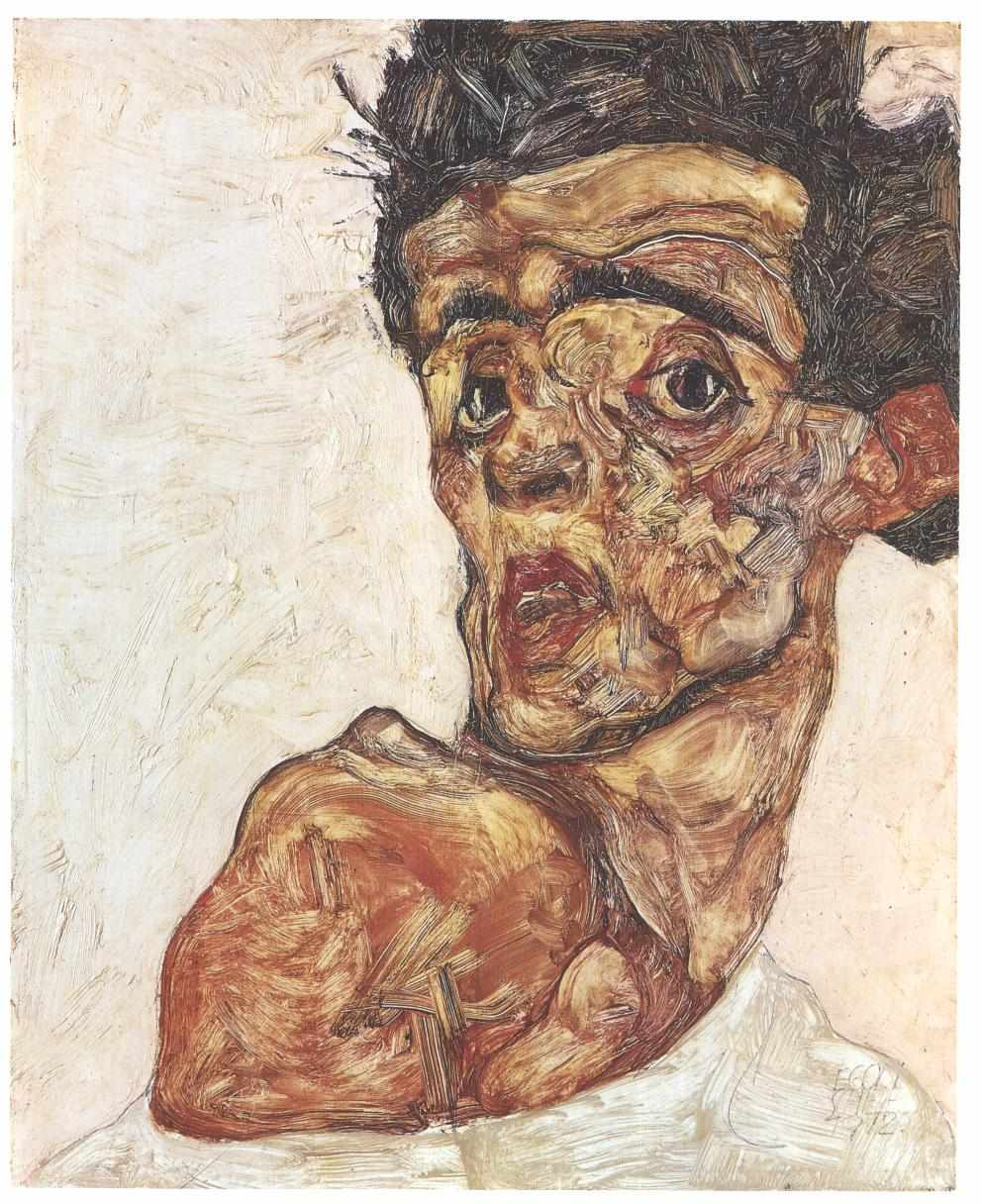
X 1912

- Suzanne Valadon (1865-1938)

- Helene Schjerfbeck (1862-1946)

- X 
1894
- X 
1895
- Helene Schjerfbeck
 1912
- X 
1915
- Helene Schjerfbeck
 1945

- Léon Spilliaert

- X 
1907
- Léon Spilliaert
 1907
- X 
1908
- X 
1908
- X 
1908

- Edvard Munch (1863-1944)

- Munch
 1882
- Munch
 1895
- Munch
 1909
- Munch
 1910
- Munch
 1940-1943

- Pierre Bonnard (1867-1947)

- Giorgio De Chirico (1888-1978)
- Otto Dix (1891-1969)
- Dick Ket (1902-1940)

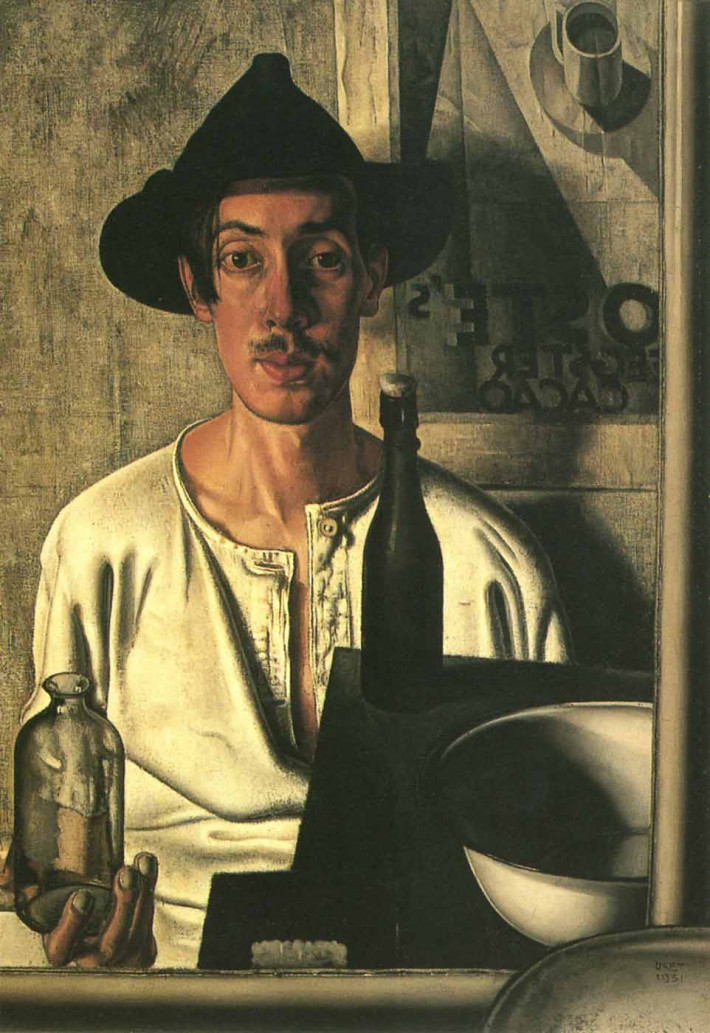
X 1931
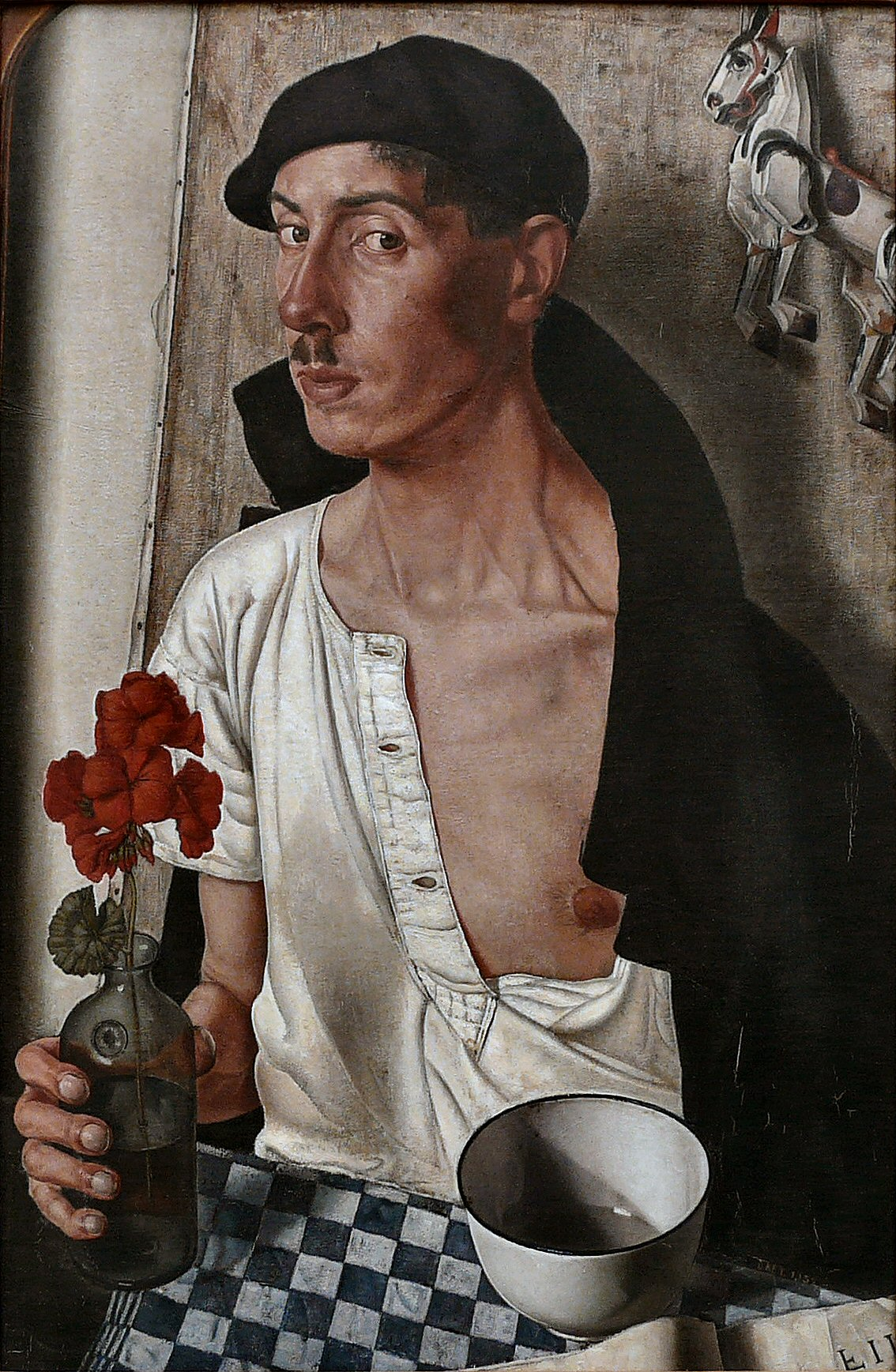
Dick Ket 1932
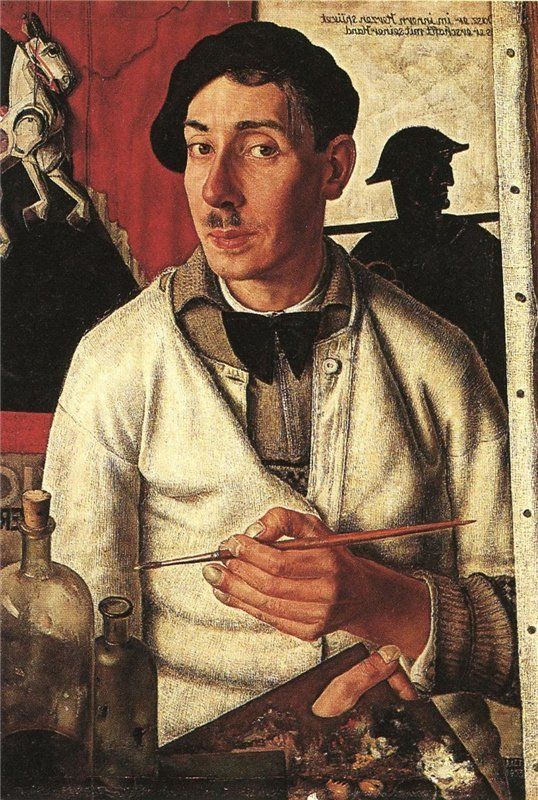
X 1933
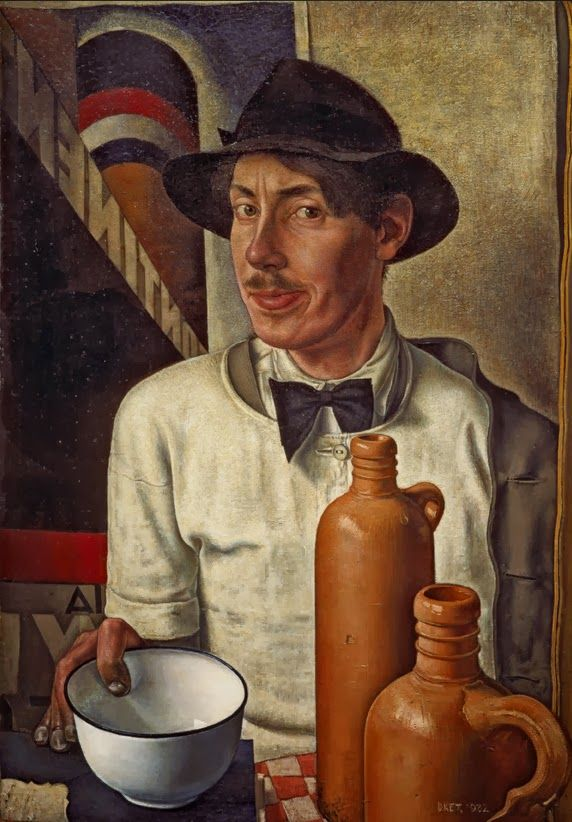
X 1939
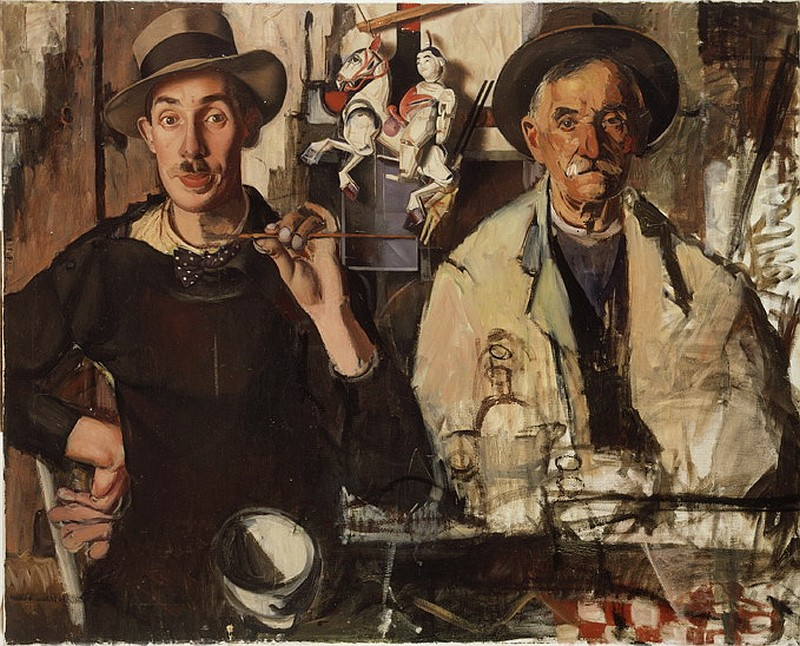
X vers 1939

- Felix Nussbaum (1904-1944)

Autre figure importante dans l'histoire de l'autoportrait en peinture : Felix Nussbaum (1904-1944). Pour le peintre juif allemand du début du siècle, qui a vécu l'enfer du nazisme et des persécutions contre les juifs, l'autoportrait constitue un moyen privilégié pour enregistrer les effets de son expérience : au fil des autoportraits, de beau jeune homme qu'il était, son visage se creuse, se marque par la souffrance, jusqu'à devenir la face émaciée où brille un regard dur des dernières années. La portée comparative de cette série d'autoportraits est renforcée par le choix d'une pose toujours identique, qui met en valeur son regard, regard de l'artiste sur lui-même comme regard vers le spectateur pour le prendre à témoin.

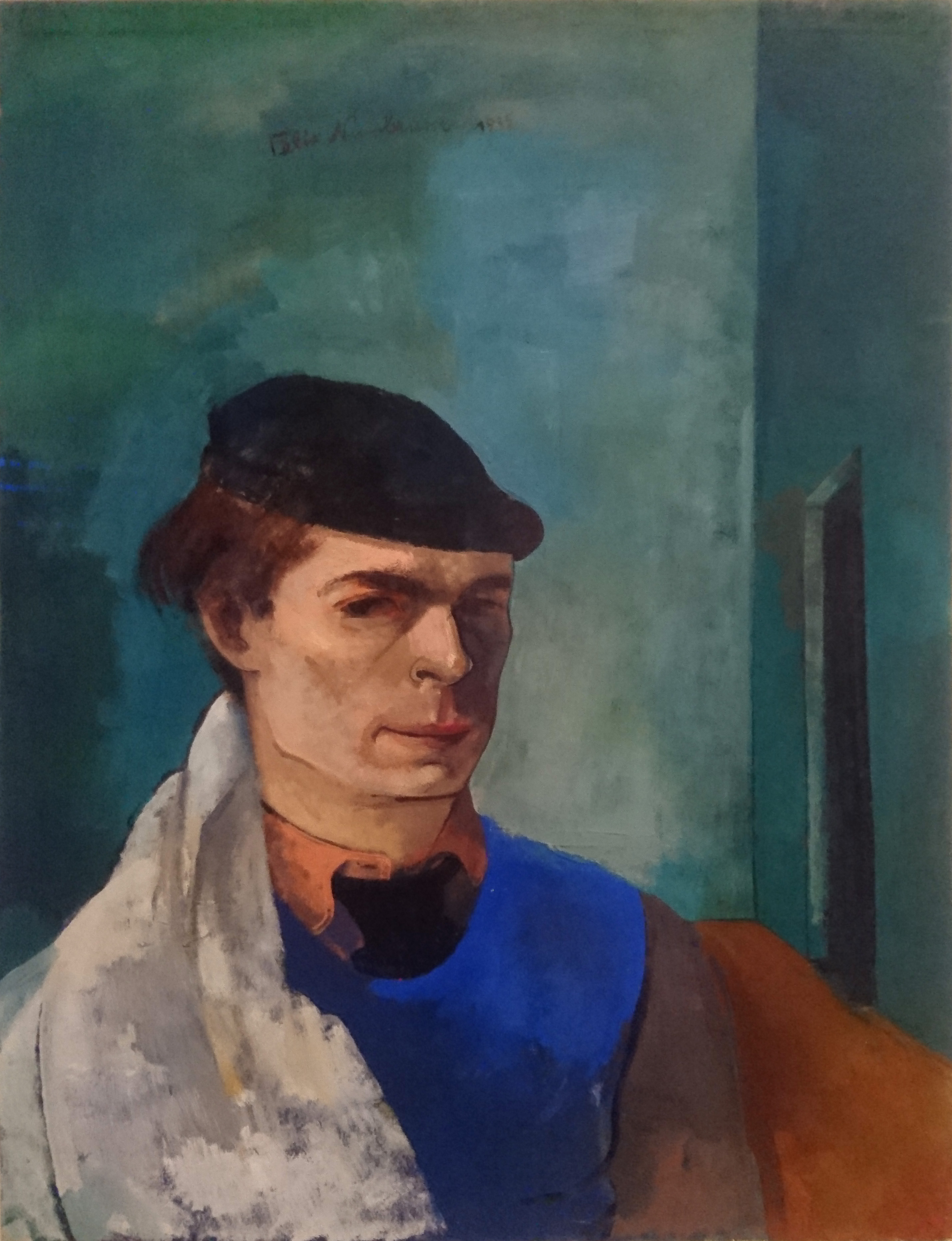
Nussbaum 1935
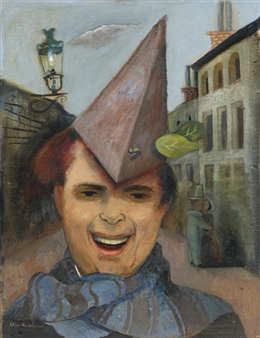
X 1936
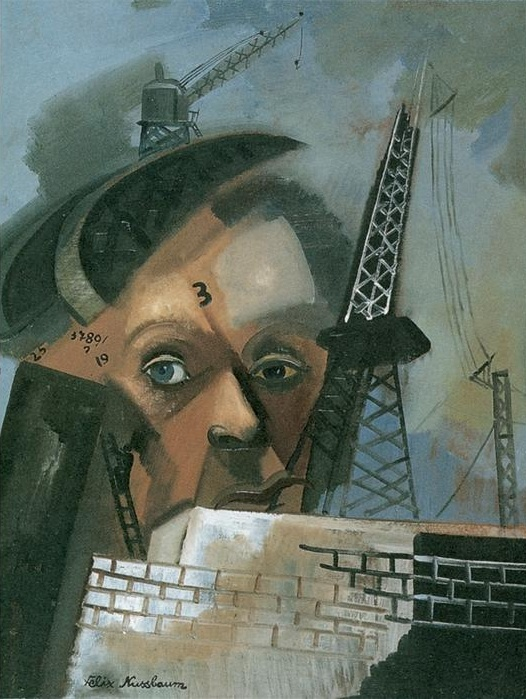
X 1939
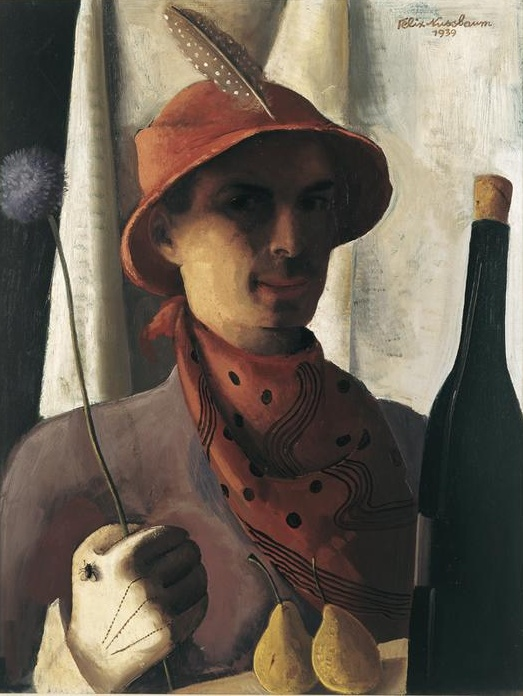
X 1939
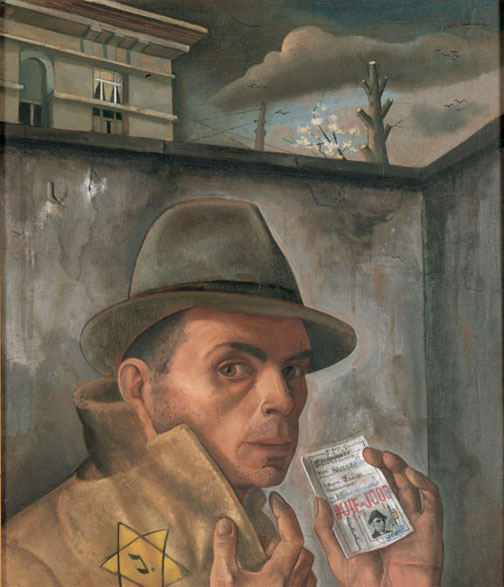
Nussbaum 1943

- Frida Kahlo (1907-1954)

À la suite d’un accident, Frida Kahlo doit passer de nombreuses années de sa vie alitée. On lui doit de nombreux autoportraits en buste, mais aussi des représentations cauchemardesques dont beaucoup symbolisent les souffrances physiques qu'elle a vécues.

### Depuis 1945
Après la Seconde Guerre mondiale, les arts plastiques amorcent une nouvelle phase de leur histoire : les beaux arts (dessin, peinture, gravure, sculpture...) n'en constituent plus en effet qu'une partie et ce que l'on appelle communément l'art contemporain s'ouvre à de nouvelles pratiques (notamment la photographie, l'installation puis, plus tard, la vidéo).
L'une des plus grandes figures de la première moitié du siècle, Pablo Picasso, n'en continue pas moins de renouveler le genre autoportrait : peint en 1972, soit un an avant son décès, son Autoportrait face à la mort (réalisé à la mine de plomb et au crayon sur papier et aujourd'hui exposé à Tokyo) frappe par son expressivité : la tête occupe toute la surface du support, elle est démesurément grande par rapport aux épaules qui la soutiennent ; les traits sont durs, secs et anguleux. Le visage est creusé, presque squelettique. Le nez et les yeux asymétriques (pupille dilatée seulement du côté gauche) sont eux également exagérément grands.

#### Les derniers grands spécialistes du genre
- Stanley Spencer (1891-1959)
- Salvador Dali (1904-1989)
- Francis Bacon (1909-1992)
- Lucian Freud (1922-2011)

#### Une curiosité: le triple autoportrait de Rockwell
Triple Self-Portrait est une illustration de couverture de magazine de l'Américain Norman Rockwell, peinte à l'huile sur toile pour le numéro du Saturday Evening Post du 13 février 1960, à l'occasion de la parution de son autobiographie dont le magazine publiait les premières pages. L'artiste utilise ici une mise en abyme, qui consiste à incruster dans une image cette image elle-même. Cette œuvre est comparée au tableau de Johannes Gumpp (1646), autre exemple notable de triple autoportrait. À droite du tableau, des reproductions de tableaux anciens sont punaisées : il s'agit des autoportraits de Dürer, Picasso, Rembrandt, et Van Gogh.

#### La médecine interpellée: le cas de William Utermohlen
En ce qui concerne les troubles neurologiques et les maladies en lien avec la conscience, la médecine et les connaissances médicales du XXe siècle n’étaient définitivement pas les plus élaborées, et c’est en partie pour combler ce manque d’informations que William Utermohlen a été interpellé. Atteint de la démence, William Utermohlen, artiste peintre, était une personne idéale pour illustrer ce que représentaient des maladies neurologiques telles que la démence, puisque l’illustration de celles-ci allait parfaitement démontrer l’étendue des dégâts au fil du temps, ainsi que la dégénérescence constante éprouvée par les personnes touchées. Ses autoportraits ont influencé la neurologie de l’époque et ont facilité la compréhension de maladies si terribles.

#### Hyperréalisme et effets de style: la survivance du genre

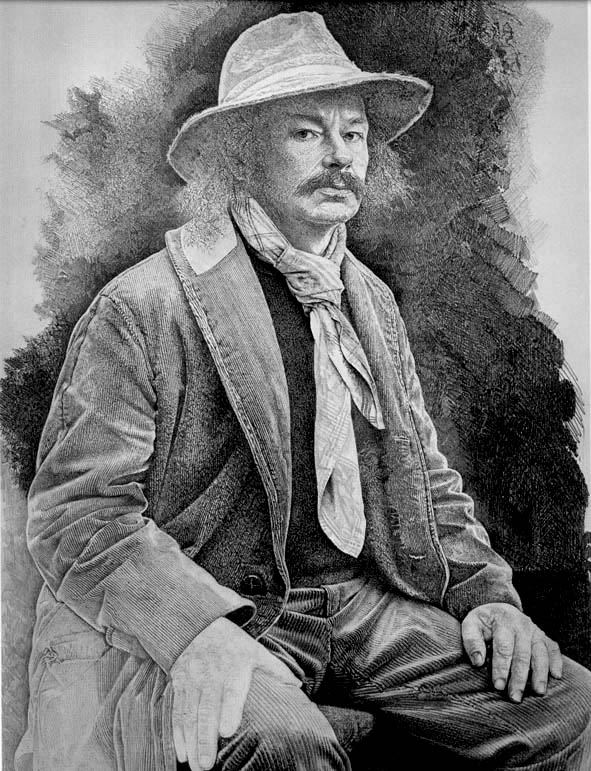
Hucleux 1985
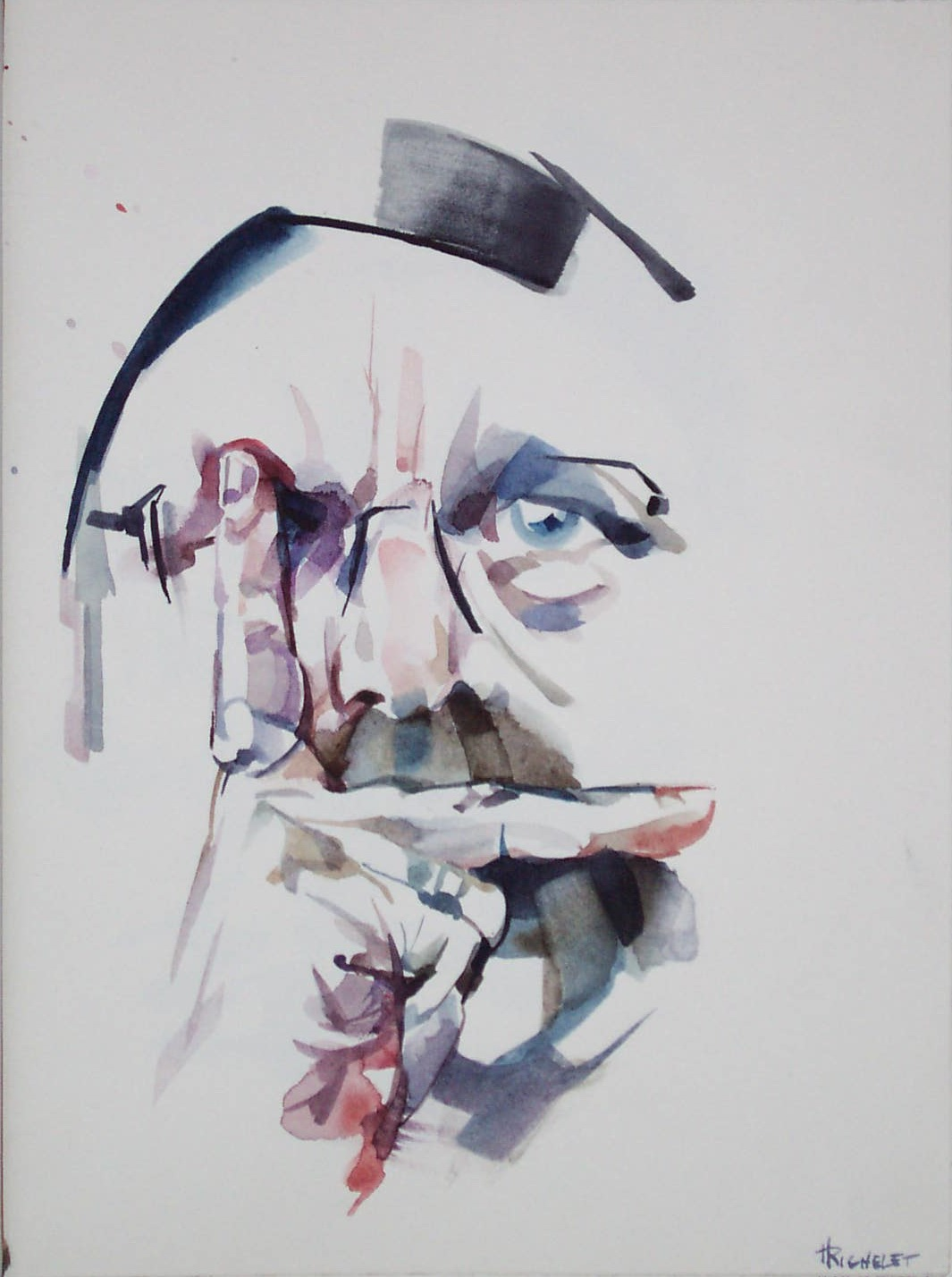
Henri Richelet 2000
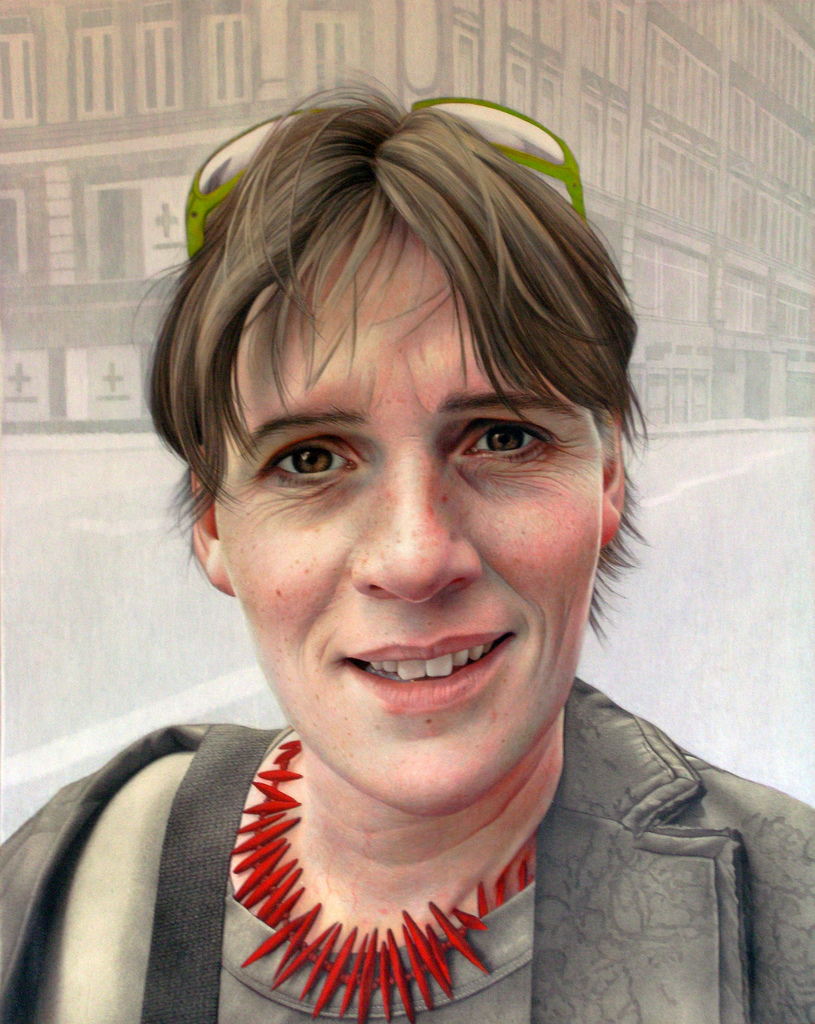
Annemarie Busschers 2009
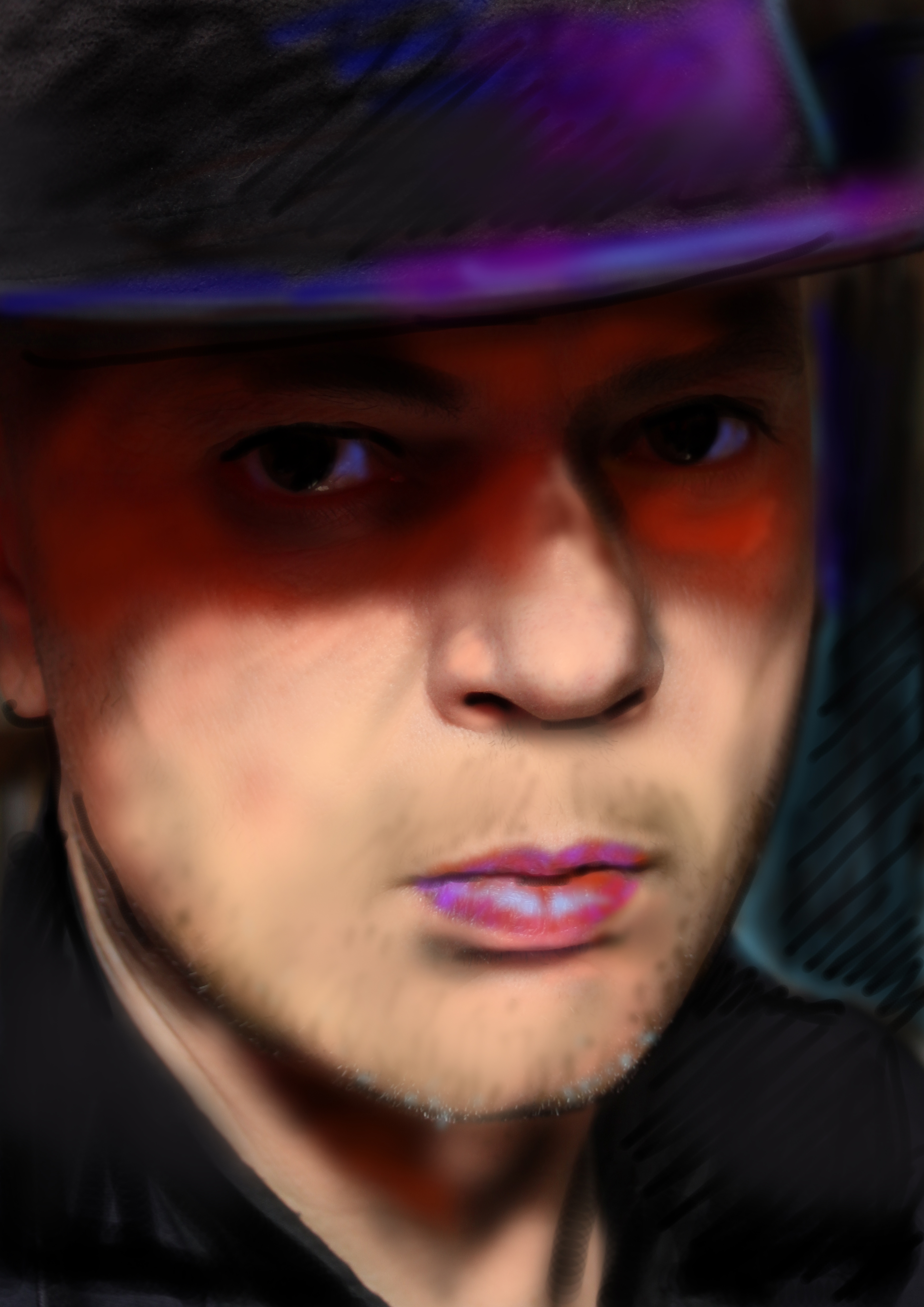
Peter Klashorst 2011
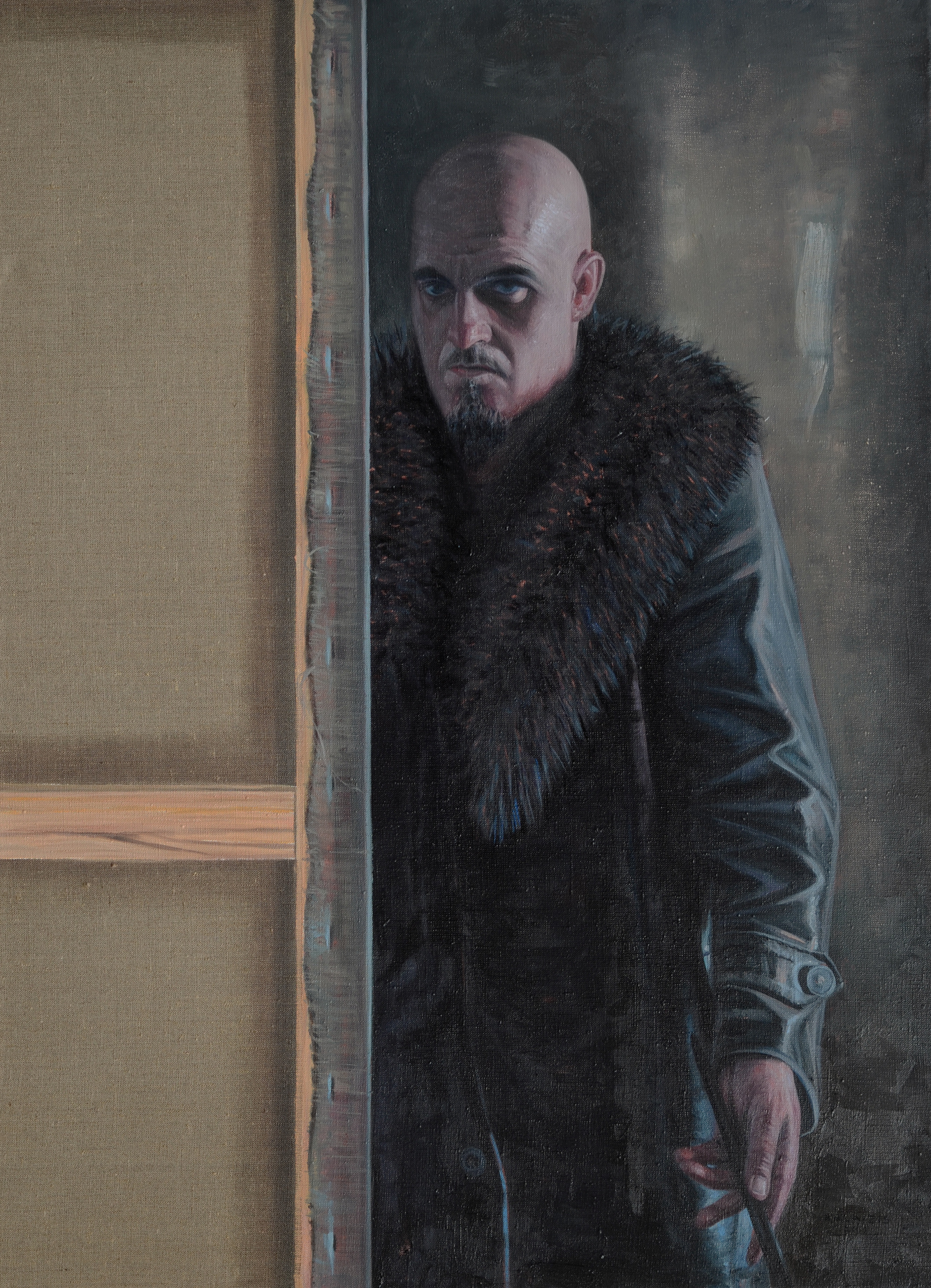
Aris Kalaizis 2019

## Séries d'autoportraits
De nombreux artistes-peintres se sont auto-portraituré à maintes reprises. Citons :
- Avigdor Arikha (1929-2010)
- Francis Bacon (1909-1992)
- Pierre Bonnard (1867-1947)
- Gustave Caillebotte (1848-1894)
- Le Caravage (1571-1610)
- Giorgio De Chirico (1888-1978)
- Susanna Coffey (1949)
- Lovis Corinth (1858-1925)
- Gustave Courbet (1819-1877)
- Salvador Dali (1904-1989)
- Edgar Degas (1834-1917)
- Otto Dix (1891-1969)
- Anh Duong (1960)
- Albrecht Dürer (1471-1528)
- Henri Fantin-Latour (1836-1904)
- Paul Gauguin (1848-1903)
- Francisco Goya (1746-1828)
- Arnaud Grappin (1972-2019)
- Johannes Grützke (1937-2017)
- Ferdinand Hodler (1853-1918)
- Frida Kahlo (1907-1954)
- Dick Ket (1902-1940)
- Käthe Kollwitz (1867-1947)
- Marie Beth McKenzie (1946)
- Edvard Munch (1863-1944)
- Felix Nussbaum (1904-1944)
- Roman Opalka (1931-2011)
- William Orpen (1878-1931)
- Pablo Picasso (1881-1973)
- Rembrandt (1606-1669)
- Jenny Saville (1970)
- Egon Schiele (1890-1918)
- Helene Schjerfbeck (1862-1946)
- Zinaïda Serebriakova (1884-1967)
- Joaquín Sorolla (1863-1923)
- Stanley Spencer (1891-1959)
- Charley Toorop (1891-1955)
- William Utermohlen (1933-2007)
- Suzanne Valadon (1865-1938)
- Vincent van Gogh (1853-1890)
- Andrew Wyeth (1917-2009)

Certains artistes manifestent le souci d'afficher une certaine continuité dans le style, à travers le temps. C'est notamment le cas de Rembrandt, Van Gogh, de Chirico, Ket (ci-dessous) ou Bacon...

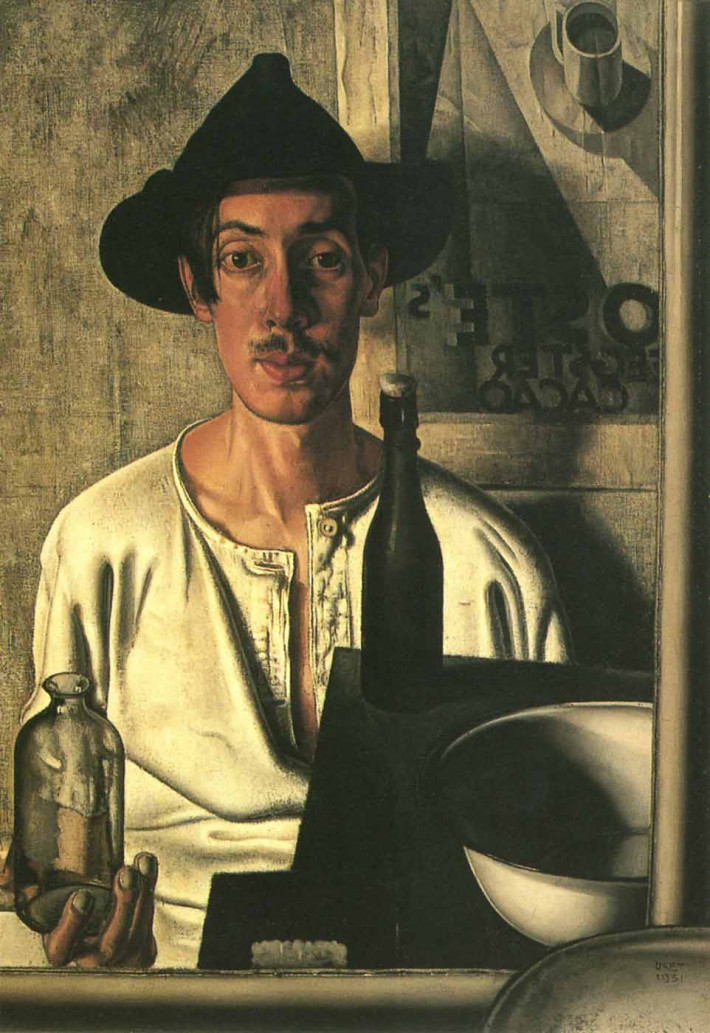
Dick Ket 1931
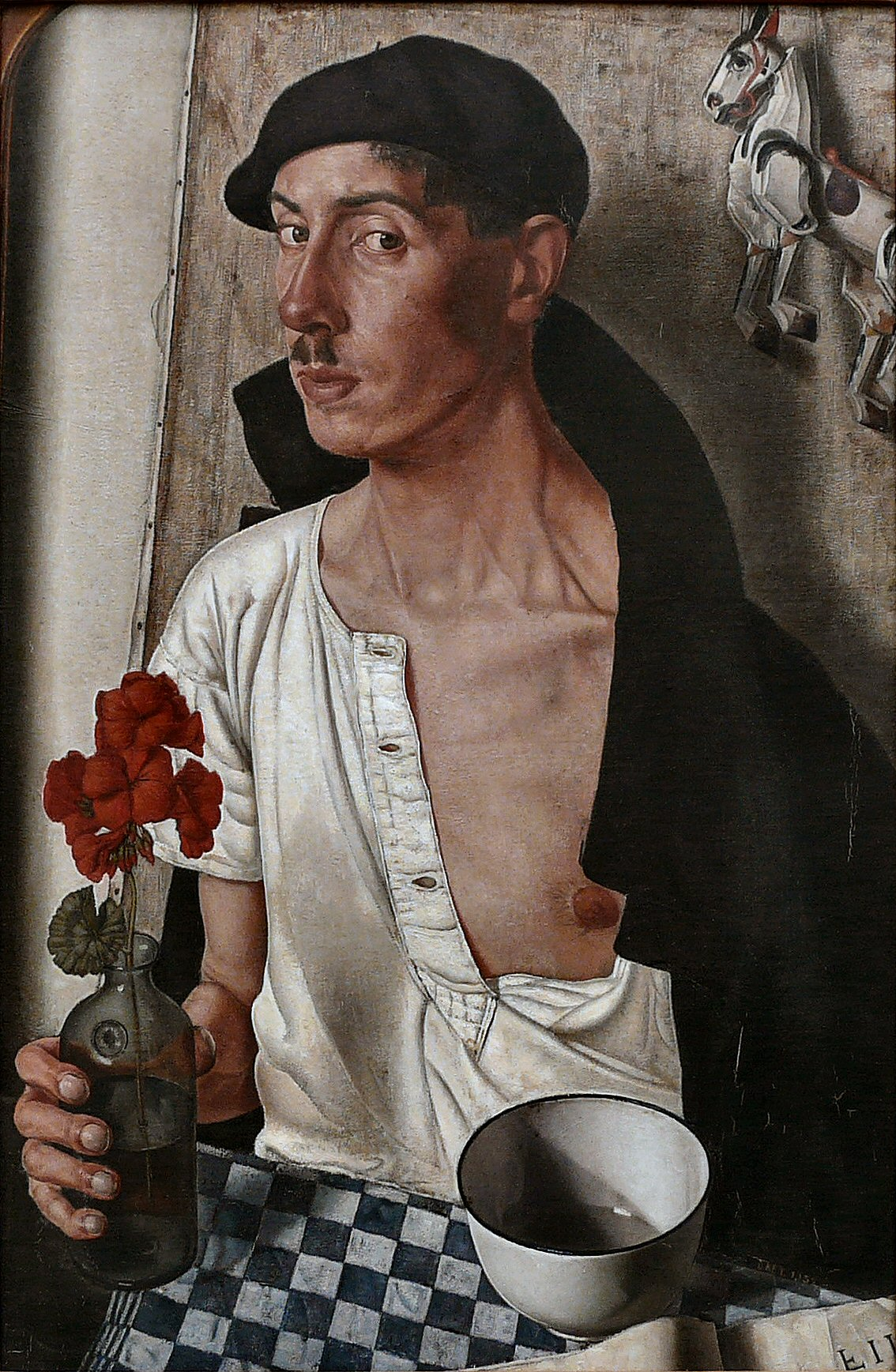
Dick Ket 1932
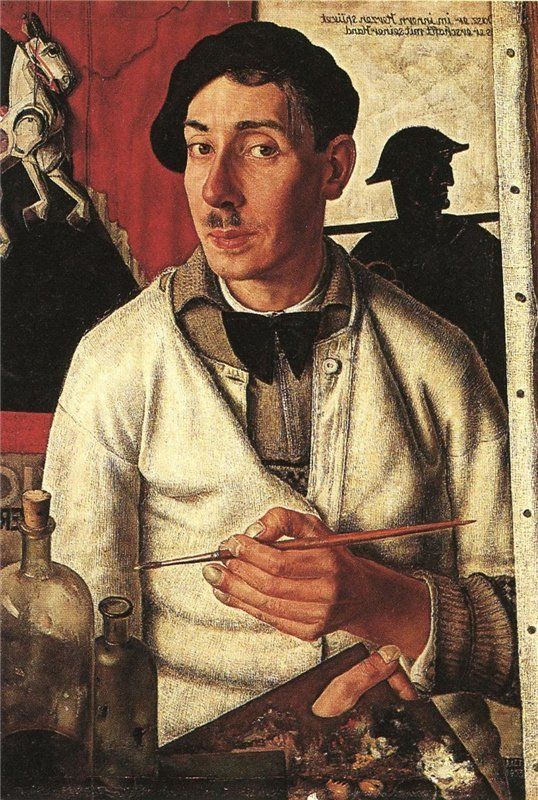
Dick Ket 1933
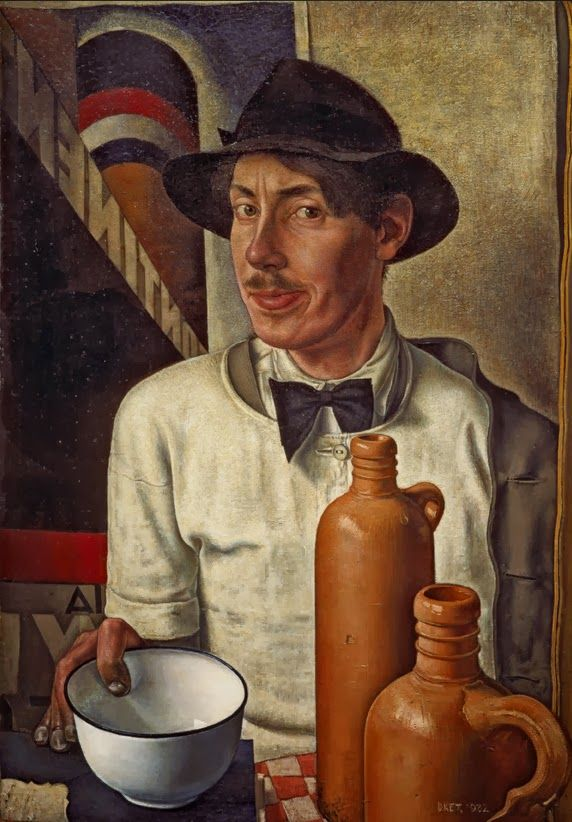
Dick Ket 1939

… d'autres, au contraire, pratiquent la rupture des codes esthétiques, dans le but explicite d'exprimer des ruptures dans leur expérience vécue. Ainsi par exemple Bonnard (ci-dessous), Picasso ou Dix.

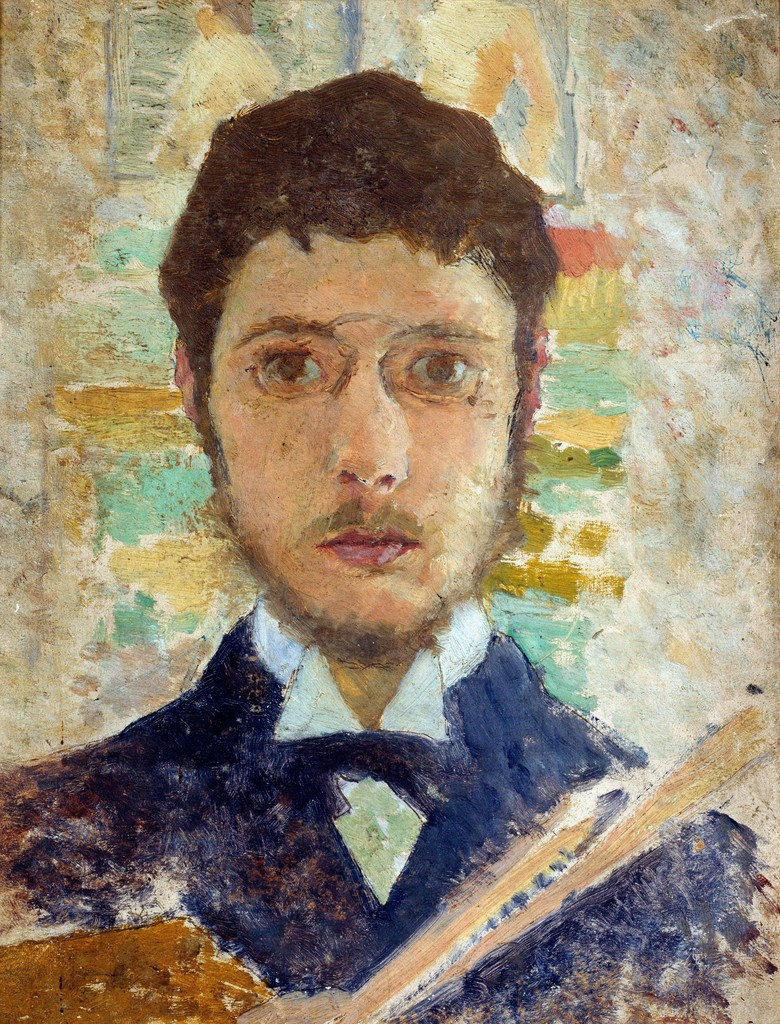
Pierre Bonnard Avant 1889
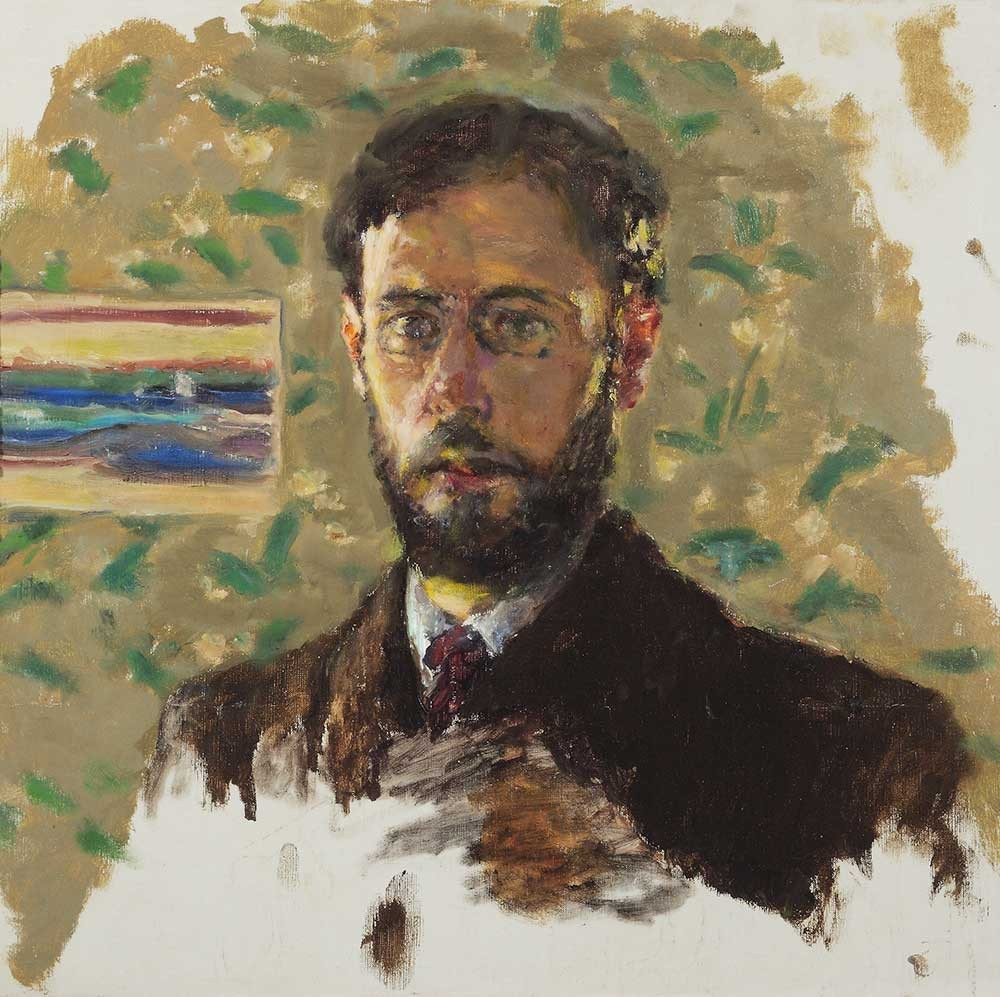
Pierre Bonnard 1904
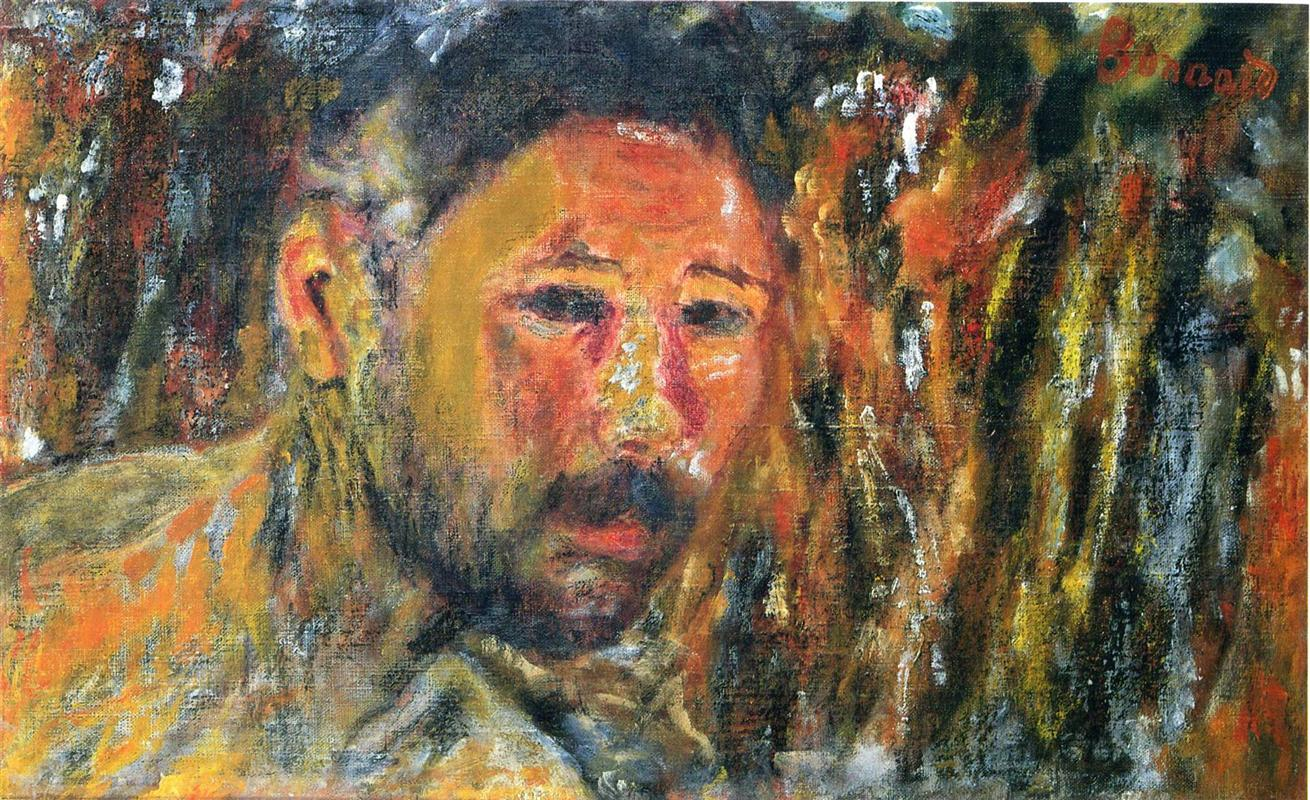
Pierre Bonnard vers 1925
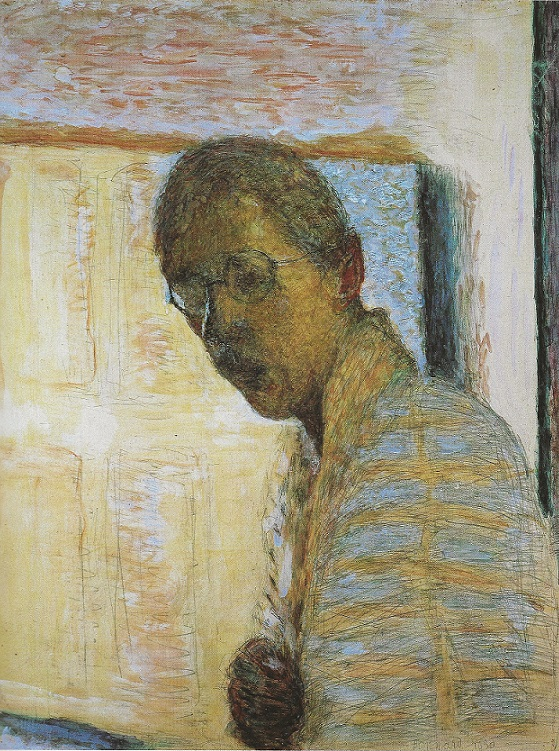
Pierre Bonnard 1930
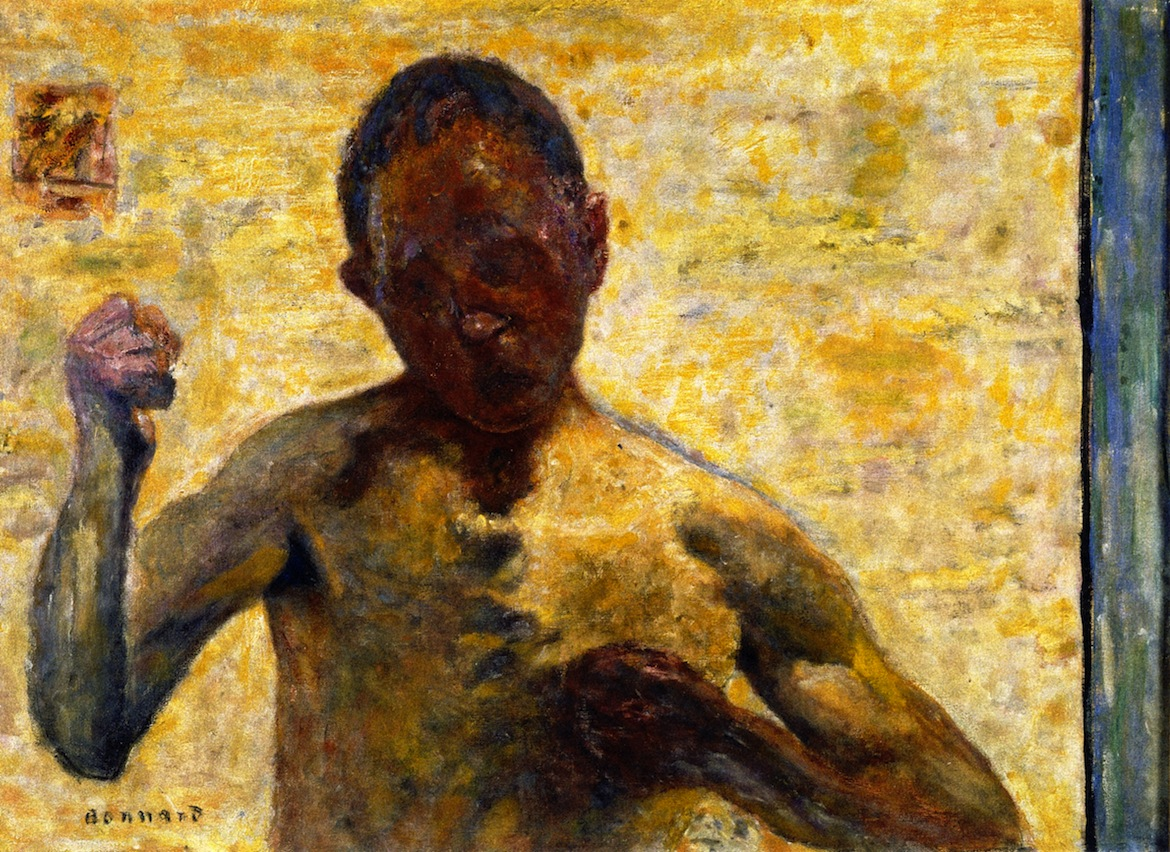
Pierre Bonnard 1931
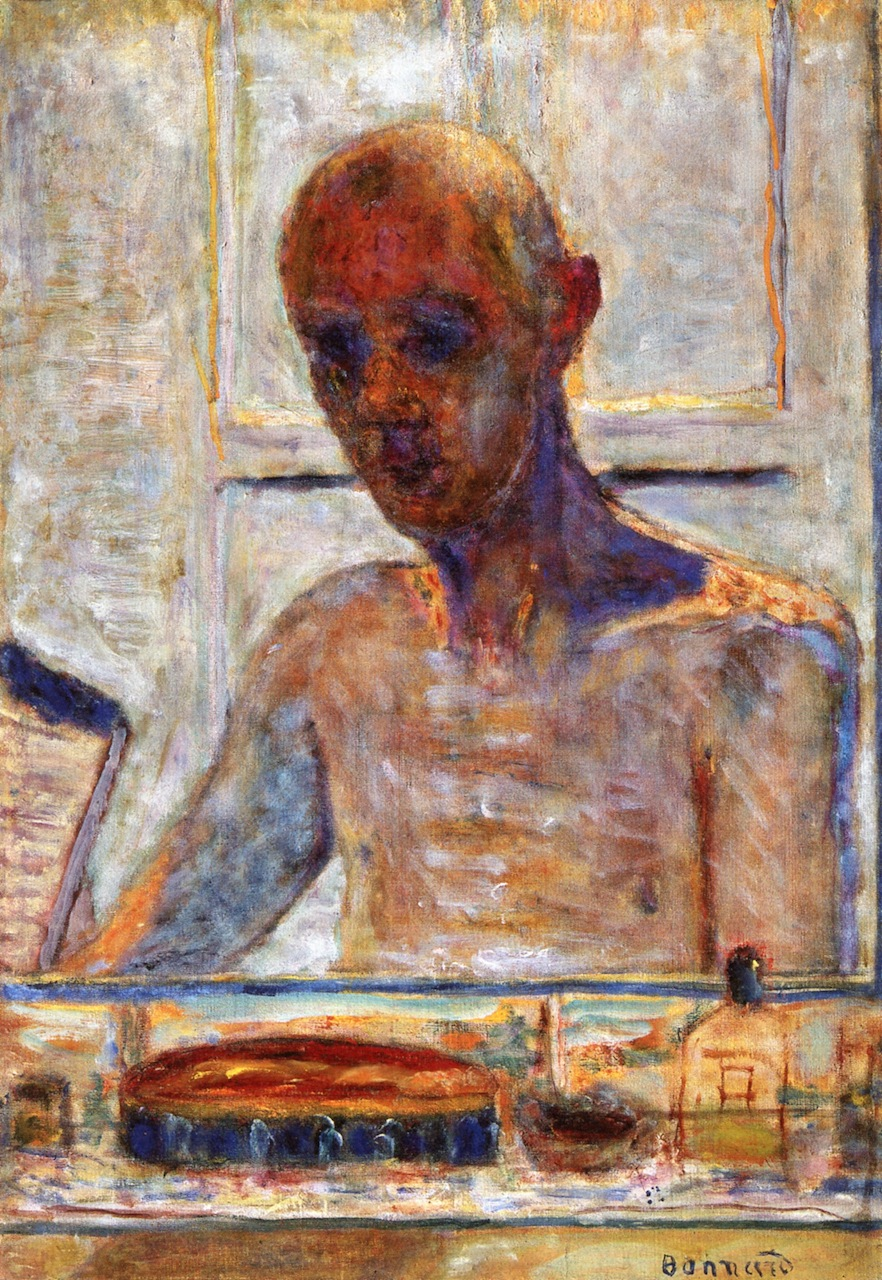
Pierre Bonnard entre 1939 et 1945
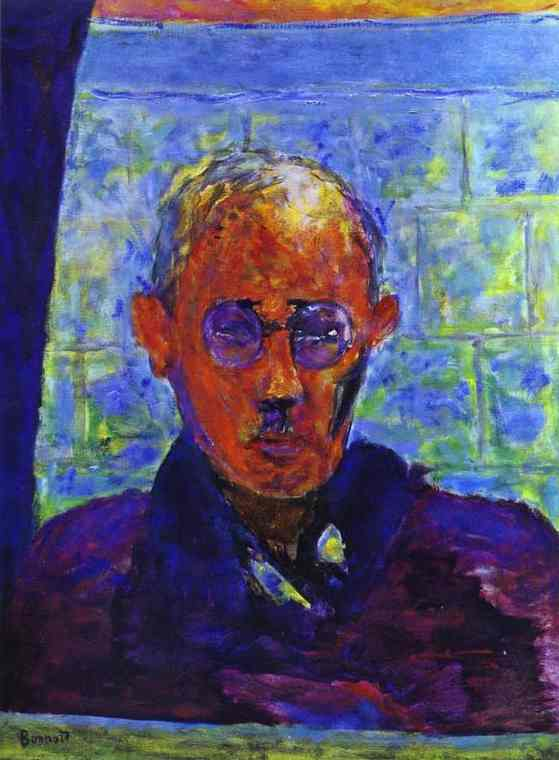
Pierre Bonnard 1942
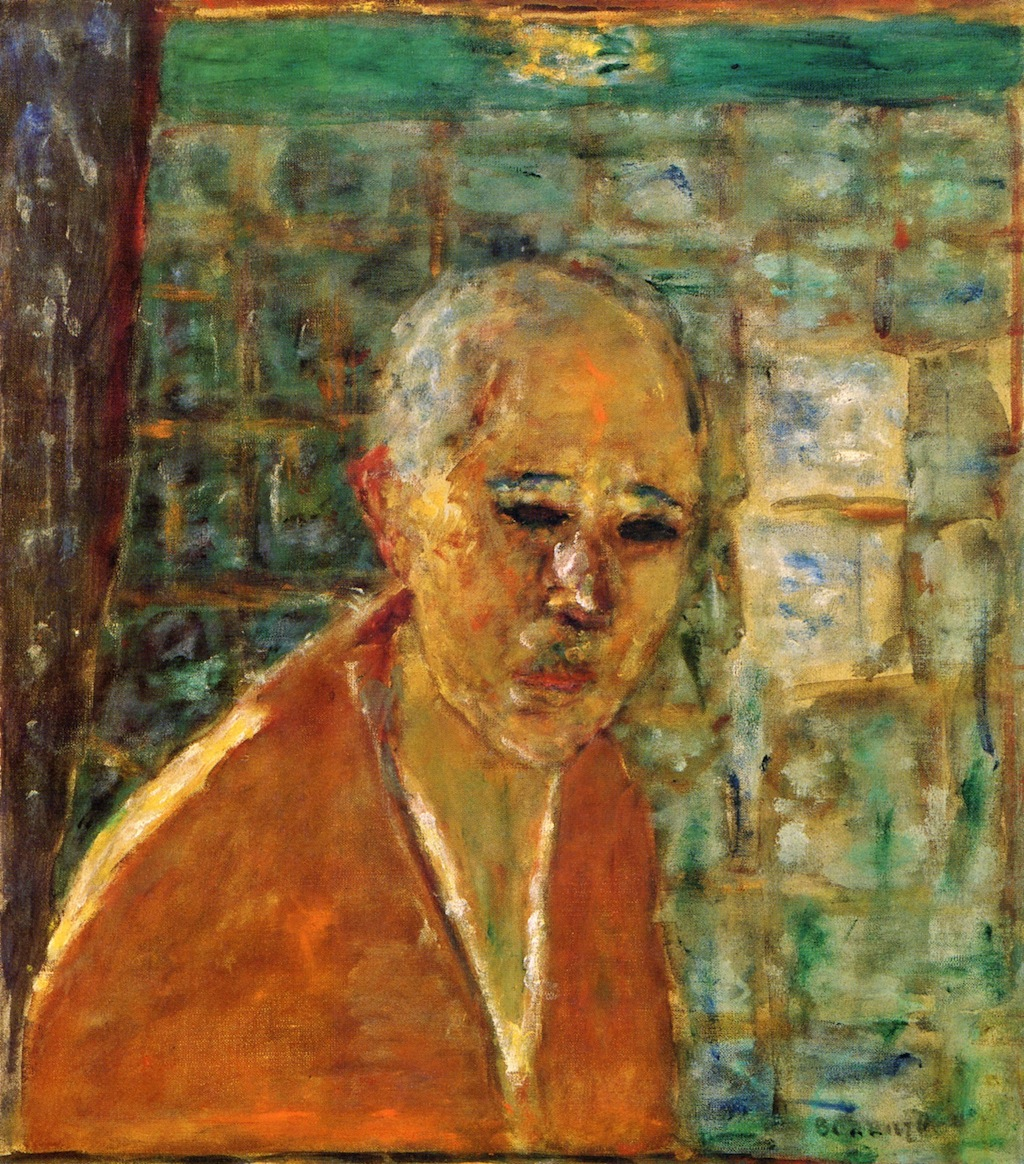
Pierre Bonnard 1945
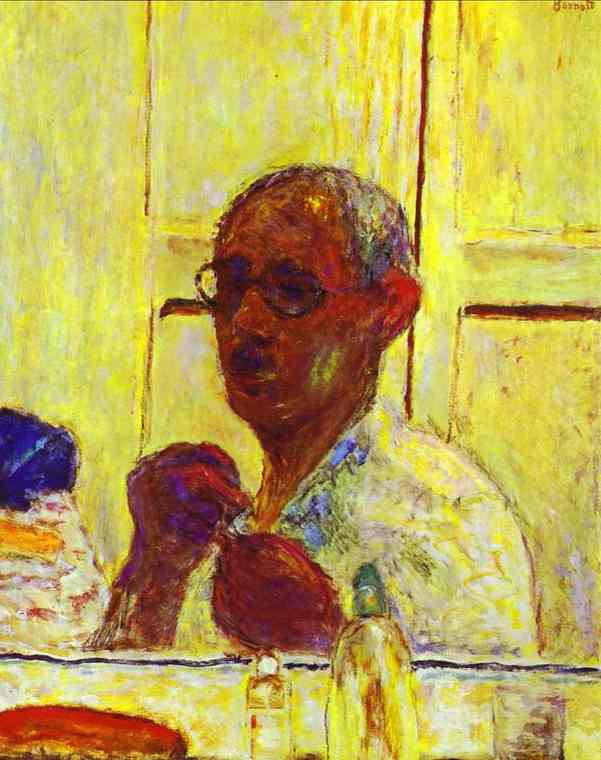
Pierre Bonnard 1945

## Autres types de représentation

### Sculpture
On considère que l'architecte Peter Parler est à la fin du XIVe siècle la plus ancienne personne connue à s'être représentée en sculpture : vers 1380 dans le triforium de la cathédrale Saint-Guy de Prague.
L'autoportrait n'est guère traité sur le mode de la sculpture. Quelques artistes modernes et contemporains s'y essaient toutefois, tels Man Ray, en 1933, et plus récemment l'Australien Ron Mueck, sur le registre hyperréaliste.

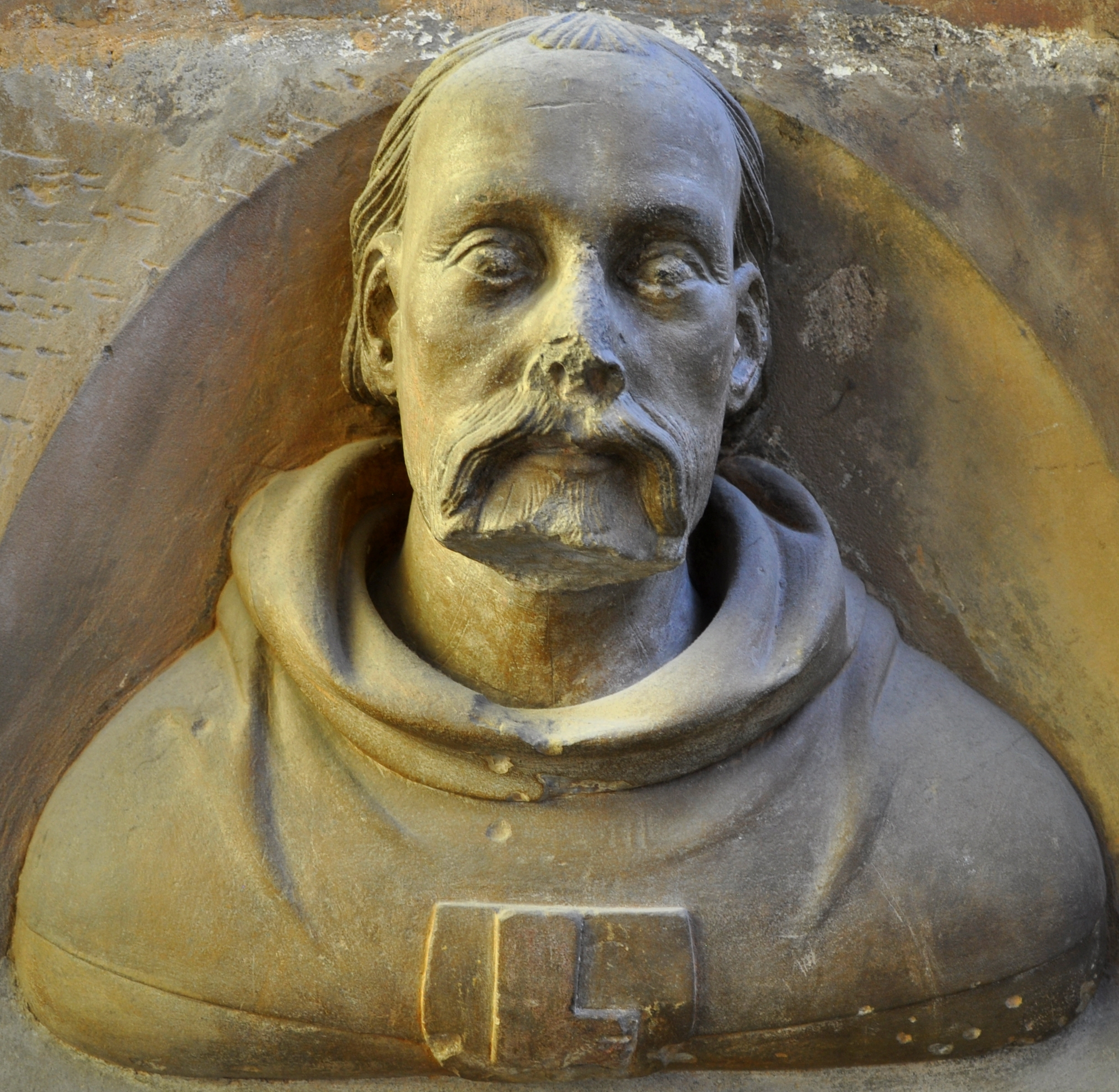
Peter Parler vers 1380
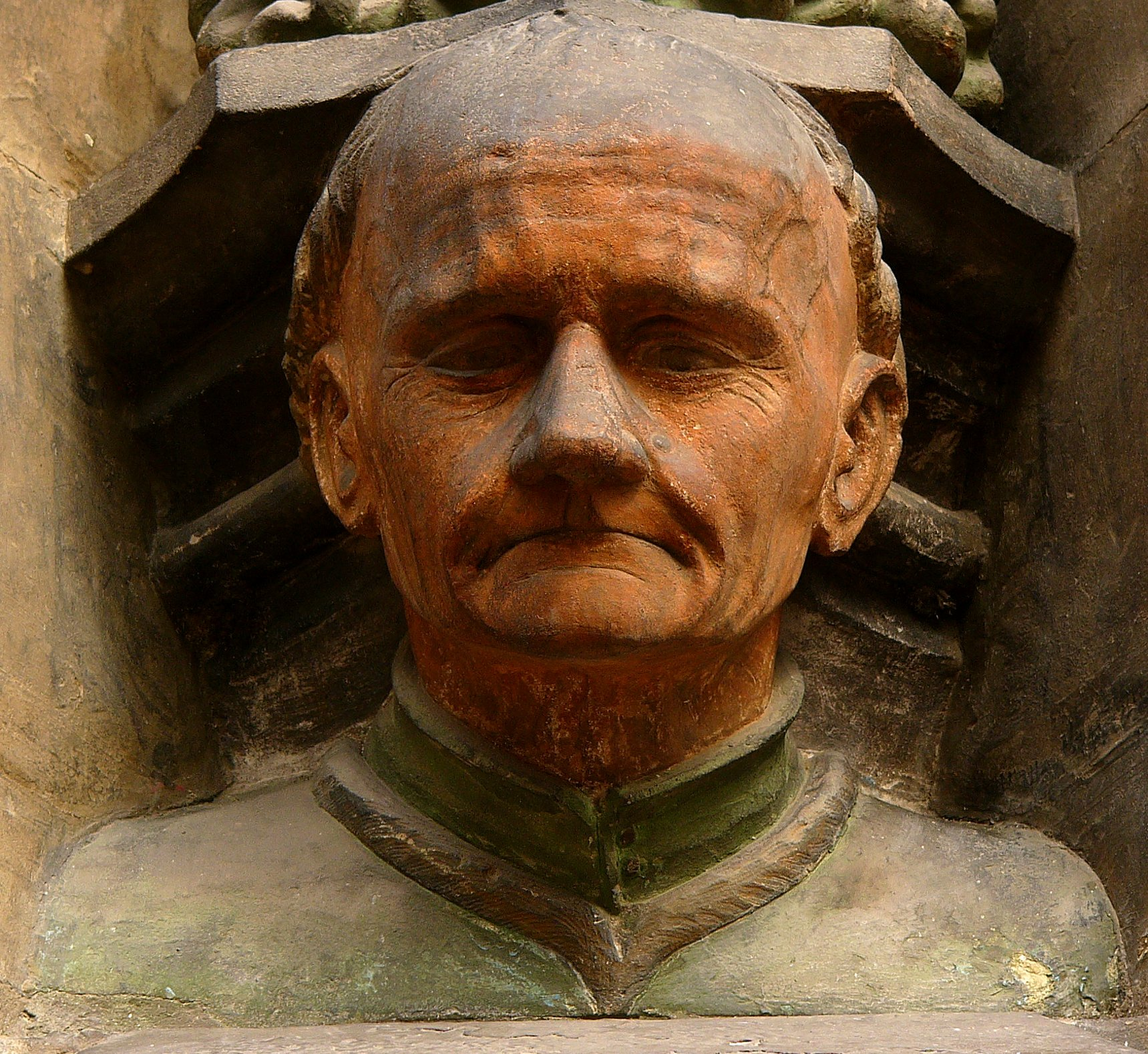
Hans von Burgausen vers 1432
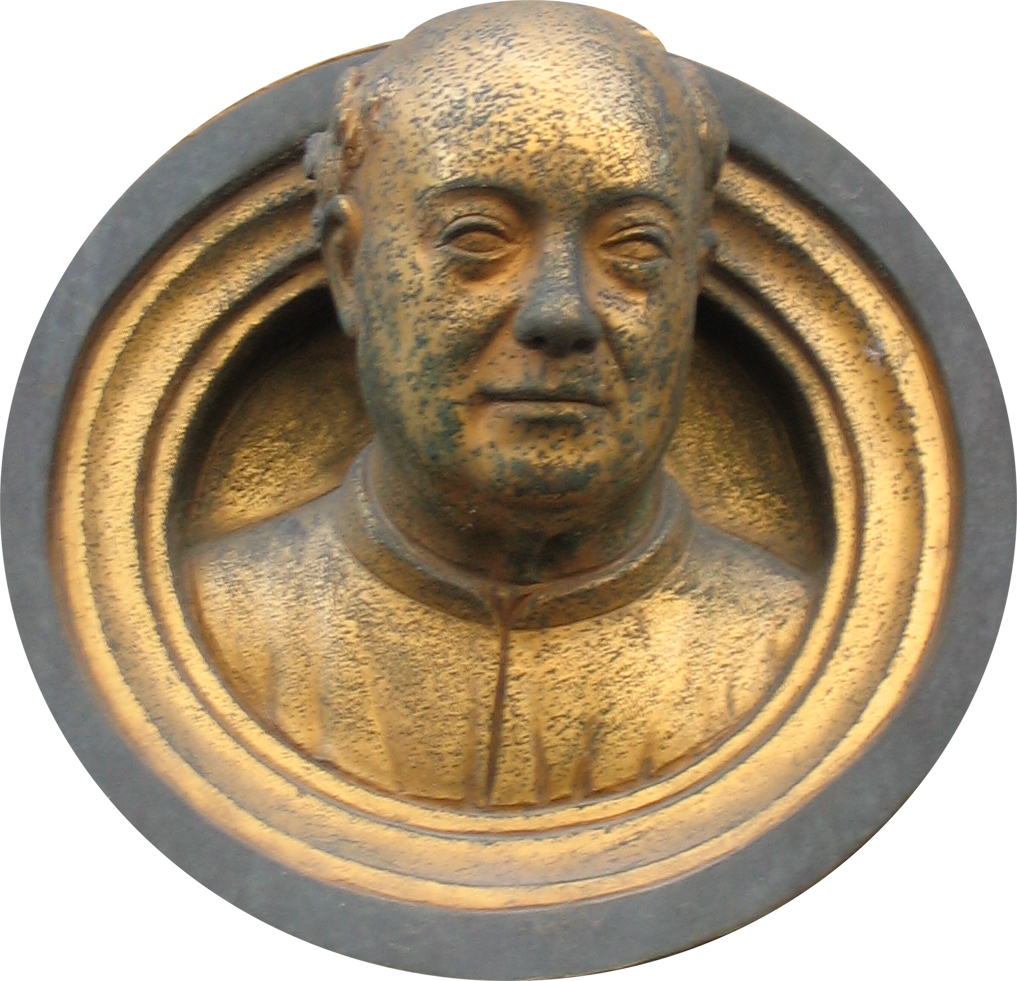
Lorenzo Ghiberti vers 1447-1448
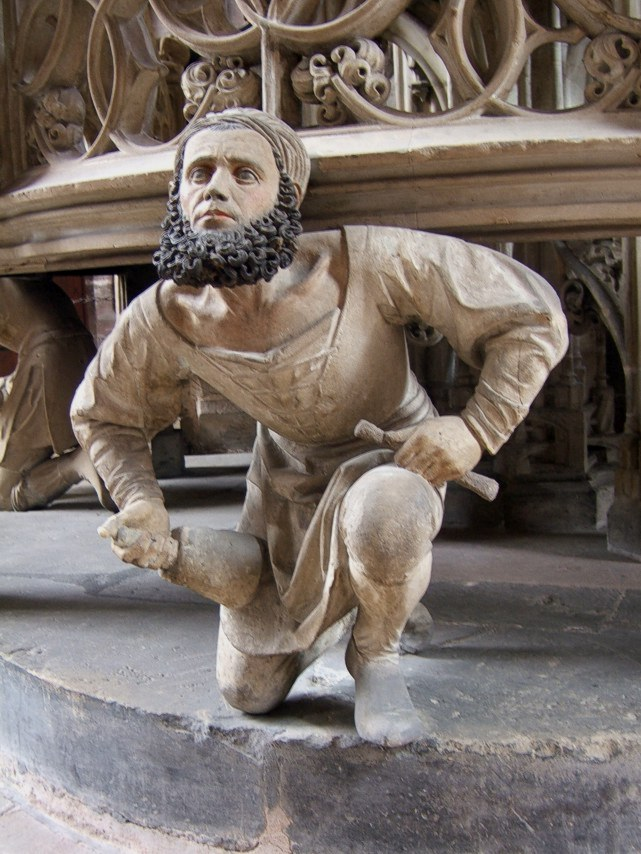
Adam Kraft vers 1495
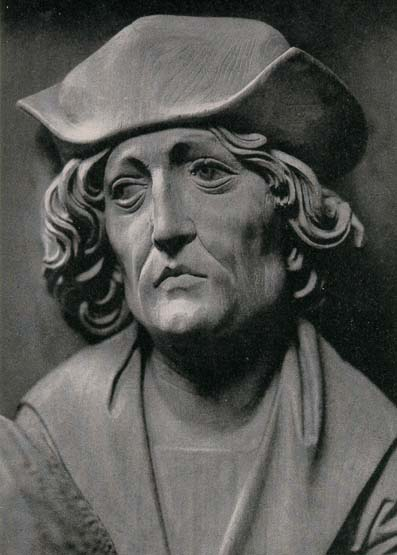
Tilman Riemenschneider vers 1495
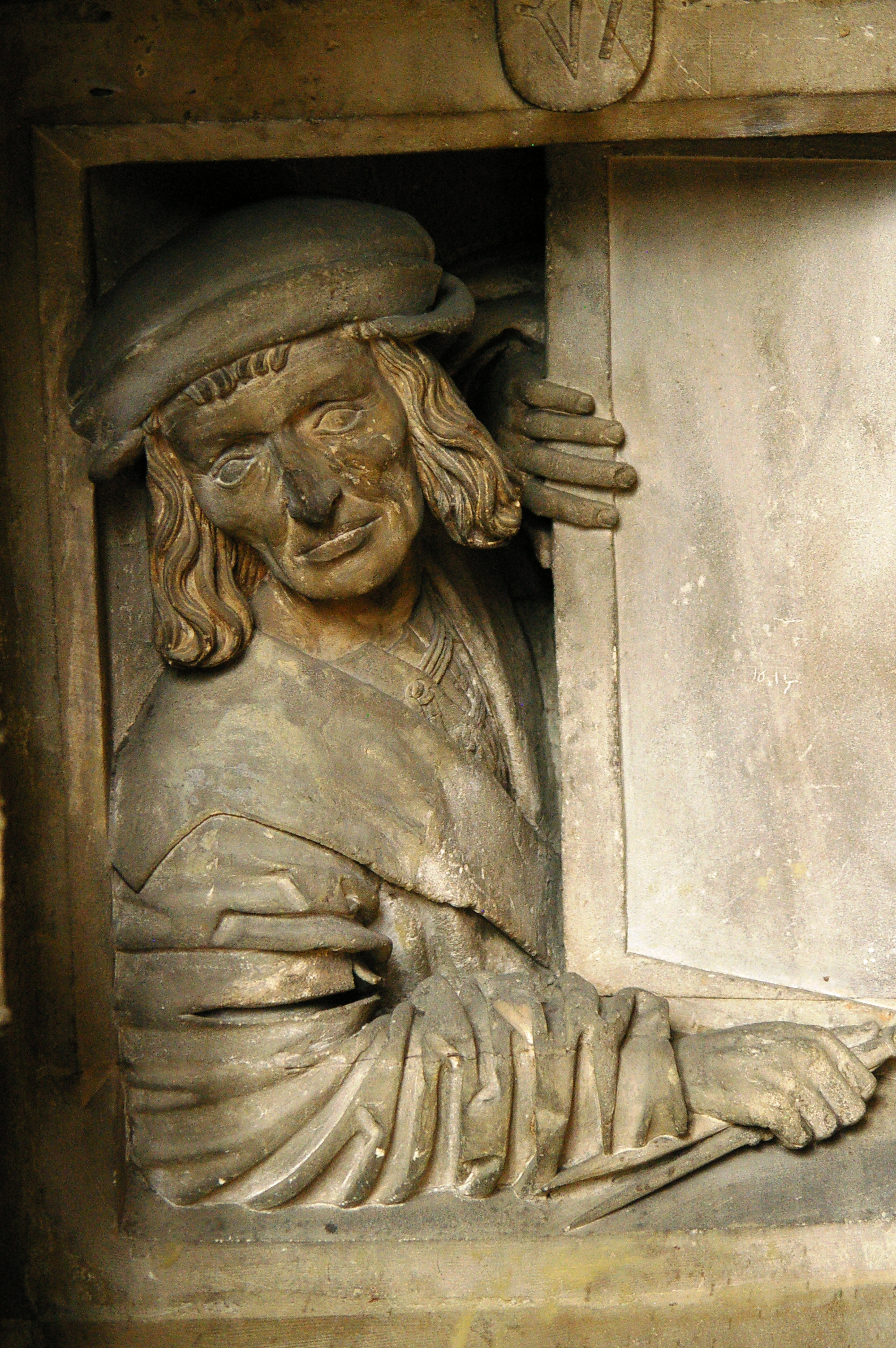
Anton Pilgram vers 1512
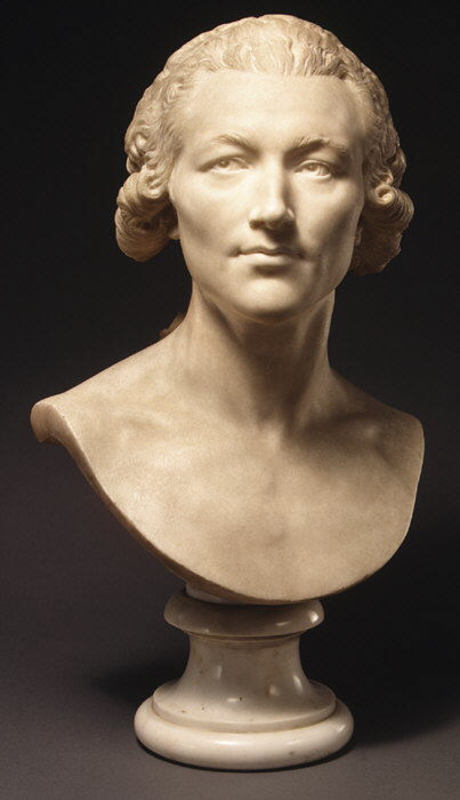
Philippe-Laurent Roland vers 1785
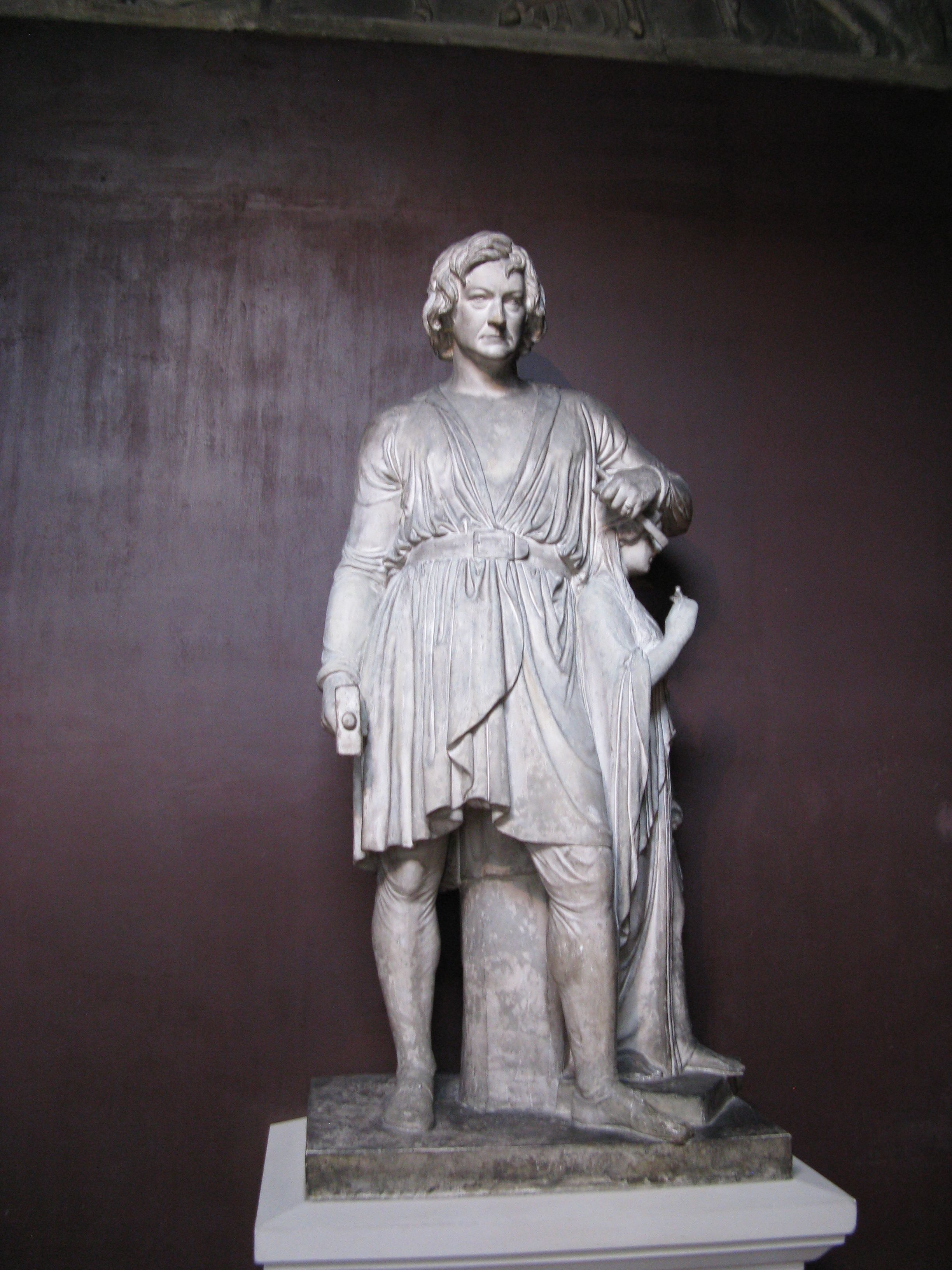
Bertel Thorvaldsen 1839
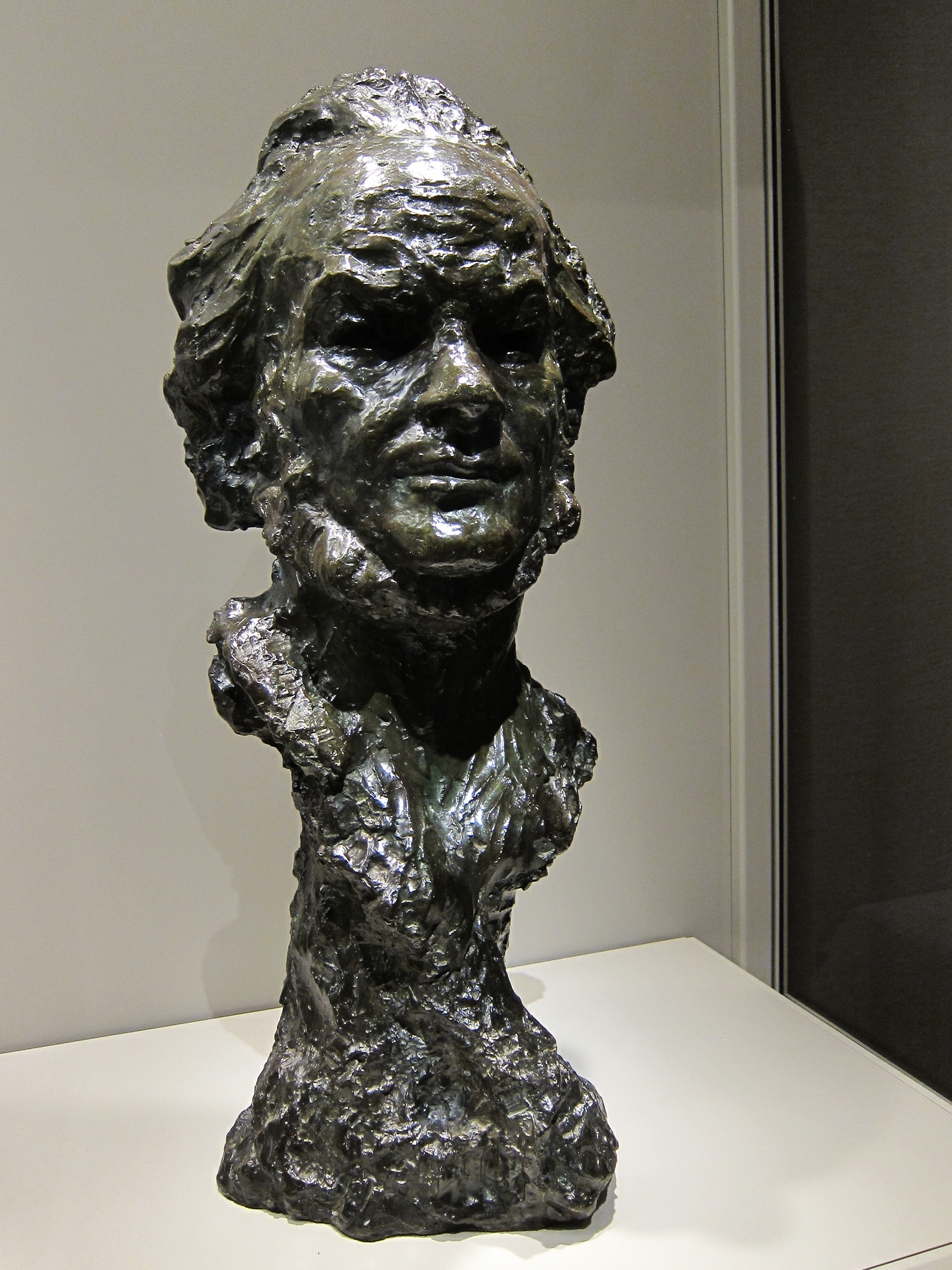
Honoré Daumier 1855
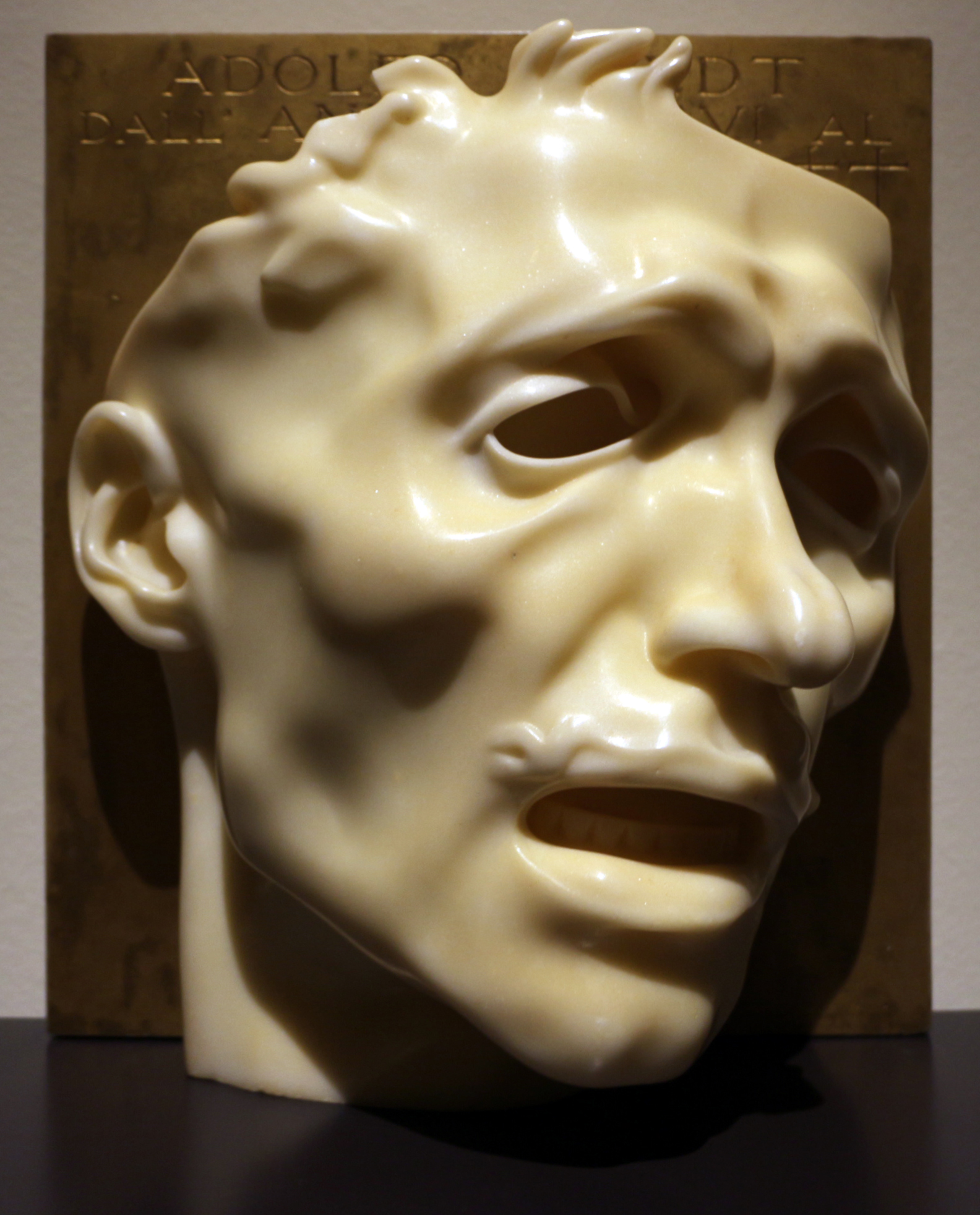
Adolfo Wildt 1905

Autres œuvres remarquables :
- Man Ray, Autoportrait, 1933, (bronze, bois, verre, papier journal), Washington, National Museum of American Art
- Duane Hanson, Autoportrait avec modèle, 1979, chlorure de polyvinyle, polychrome à l'huile, accessoires
- Robert Arneson, Artiste de Californie, 1982, terre cuite avec glacis, San Francisco, Museum of Modern Art
- Jeff Koons, Autoportrait, 1991, marbre, collection particulière
- Ron Mueck, Mask II, 2001-2002, British Museum, Londres.

### Photographie
La toute première photographie, de Nicéphore Niepce, date de 1826. En 1839, Louis Daguerre perfectionne et homologue la technique et cette même année, Robert Cornelius réalise le premier autoportrait photographique.
L'autoportrait photographique est réalisé soit en photographiant son image se reflétant sur un miroir, soit en se prenant en photo à l'aide d'un retardateur ou d'un déclencheur à distance.
Il constitue un genre à part entière, certains artistes s'y sont véritablement consacrés, notamment Man Ray.

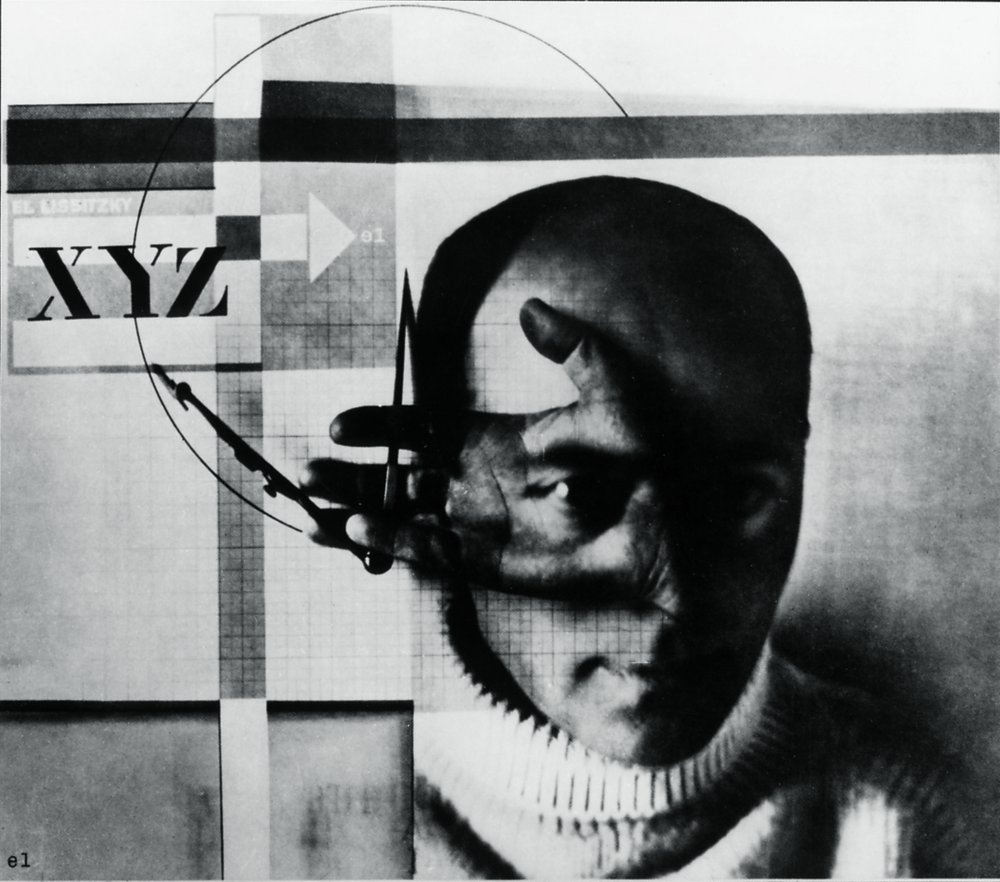
El Lissitzky 1924
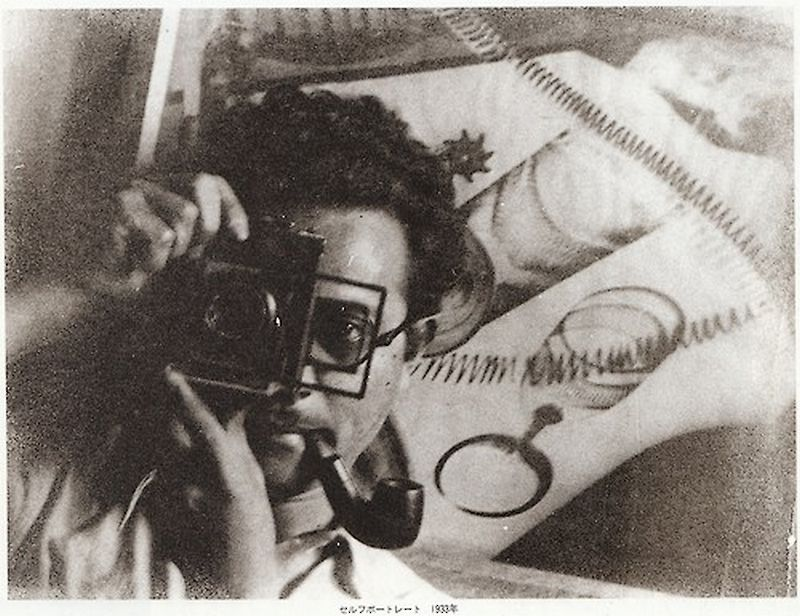
Iwata Nakayama 1933
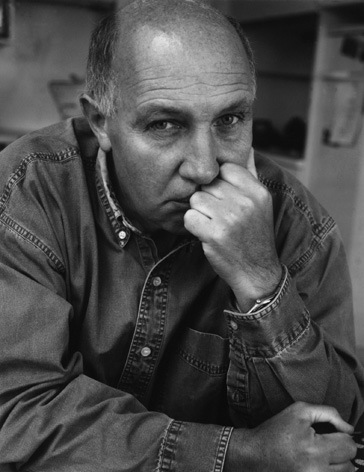
Raymond Depardon 1994

#### Selfie

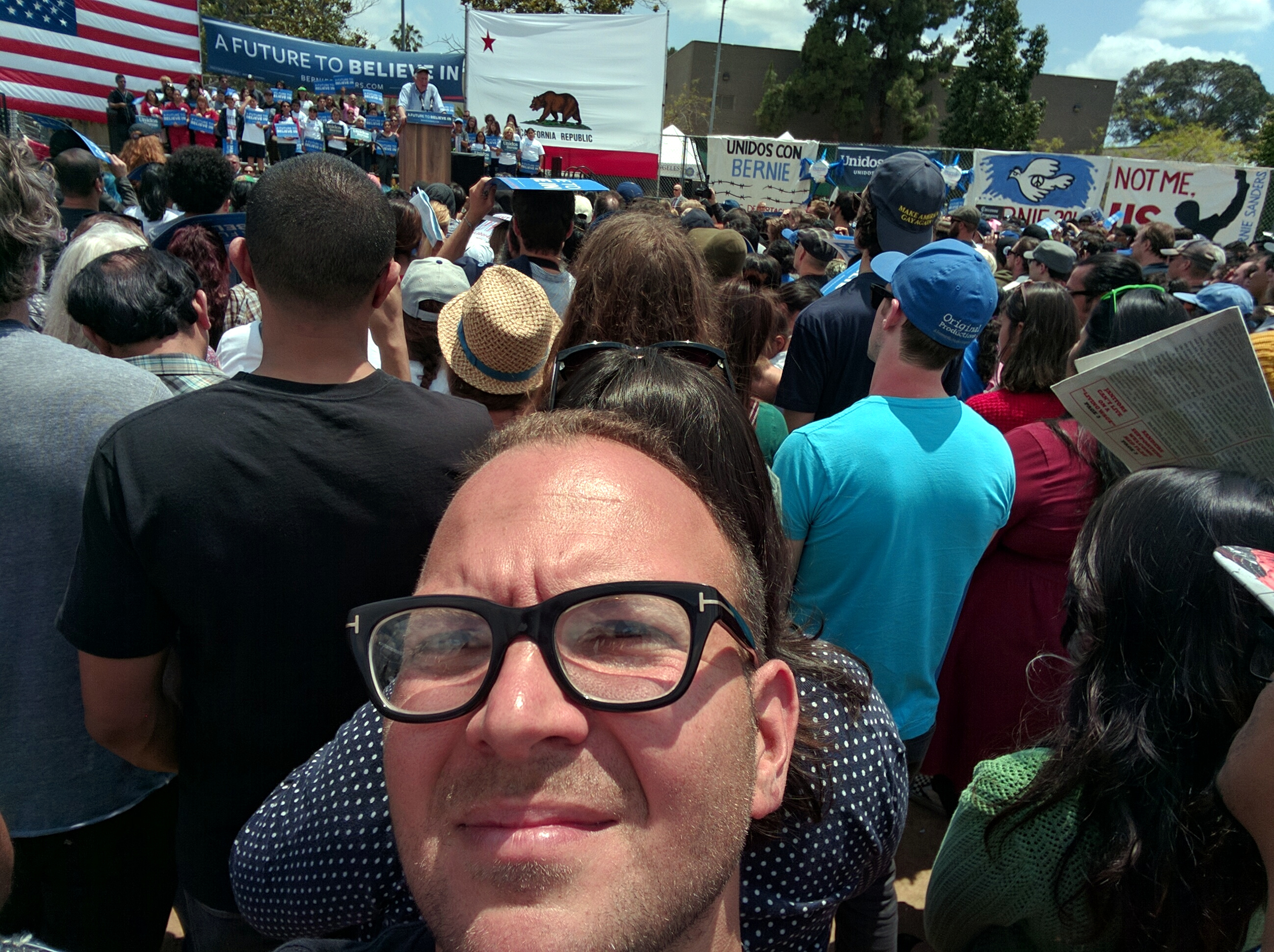
Selfie d'une personne anonyme, prise en 2016 à Los Angeles au cours d'un meeting de Bernie Sanders.

Le développement de l'industrie numérique et le phénomène de la montée en puissance de l'individualisation en société ont contribué à l'essor de la pratique du selfie.
La philosophe et critique d'art Marion Zilio pose à ce sujet un certain nombre de questions : 
- Le selfie (photographie et vidéo) relève-t-il de l'autoportrait en tant que genre artistique ?

- Si oui, comment alors (re) définir l'art ?
- Si l'autoportrait a témoigné d'un processus d'émancipation de l'individu, le selfie n'est-il pas la marque d'une aliénation dès lors que, diffusé sur les médias sociaux, son auteur n'en est plus propriétaire ?
- L'autoportrait et le selfie révèlent-ils au fond la personnalité ou bien au contraire la masquent-ils ?
- Doit-on finalement parler d'individualisme ou de narcissisme ?

### Autoportrait écrit
Pour un article plus général, voir Portrait littéraire.

L'autoportrait écrit se résume en une description de soi ou autodescription. Pour exemple, l'autoportrait de François VI, duc de La Rochefoucauld, extrait du Recueil des portraits et éloges de 1659 :
« Je suis d'une taille médiocre, libre et bien proportionnée. J'ai le teint brun, mais assez uni; le front élevé, et d'une raisonnable grandeur; les yeux noirs, petits et enfoncés; et les sourcils noirs et épais, mais bien tournés. Je serois fort empêché de dire de quelle sorte j’ai le nez fait; car il n'est ni camus, ni aquilin, ni gros, ni pointu, au moins à ce que je crois: tout ce que je sais, c’est qu’il est plutôt grand que petit, et qu'il descend un peu trop bas. J’ai la bouche grande, et les lèvres assez rouges d’ordinaire, et ni bien ni mal taillées. J’ai les dents blanches et passablement bien rangées. On m'a dit autrefois que j'avois un peu trop de menton: je viens de me regarder dans le miroir pour savoir ce qui en est; et je ne sais pas trop bien qu'en juger. Pour le tour du visage, je l'ai ou carré ou ovale; lequel des deux, il me seroit difficile de le dire. J'ai les cheveux noirs, naturellement frisés, et avec cela assez épais et assez longs pour pouvoir prétendre en belle tête. »

## Expositions
Les manifestations sur le thème de l'autoportrait sont relativement récentes. Trois grandes expositions lui ont été jusqu'à présent consacrées :
- Moi ! Autoportraits du XXe siècle (exposition itinérante) :
  - 31 mars - 25 juillet 2004, Paris , musée du Luxembourg ;
  - 17 septembre 2004 - 9 janvier 2005, Florence (Italie), Galerie des Offices (Moi ! Autoritratti del XX secolo).
- Self-portrait, Renaissance to contemporary, 17 février - 14 mai 2006, Sydney (Australie), Galerie d'art de Nouvelle-Galles du Sud.
- Autoportraits, de Rembrandt au selfie (exposition itinérante) :
  - 31 octobre 2015 - 31 janvier 2016, Karlsruhe (Allemagne), Staatliche Kunsthalle ;
  - 25 mars - 26 juin 2016, Lyon, Musée des Beaux-Arts ;
  - 16 juillet - 16 octobre 2016, Édimbourg (Écosse), Scottish National Portrait Gallery.

Expositions de moins grande ampleur :
- Narcisse - Pouvoir de l'autoportrait, 27 juin - 27 septembre 2015, Centre d'art contemporain Walter Benjamin, Perpignan
- Portrait de l'artiste en alter, 28 avril - 4 septembre 2016, Sotteville-lès-Rouen, Frac Haute-Normandie ;
- Moi, 10 mars - 29 mai 2016, Francfort (Allemagne), Schirn Kunsthalle Frankfurt, Römerberg ;
- Autoportraits du Musée d’Orsay
  - 29 mai - 31 août 2015, Nancy, Musée des Beaux Arts
  - 4 mars - 5 juin 2016, Clermont-Ferrand, Musée d'art Roger-Quilliot
  - 17 juin - 2 octobre 2016, Quimper, Musée des Beaux Arts

En préparation :
- 19 février - 16 mai 2021, Portrait Autoportrait, Vevey (Suisse), Musée Jenish